# Història del nu artístic

David (1501-1504), de Miquel Àngel. Galeria de l'Acadèmia de Florència

L'evolució històrica del nu artístic transcorre en paral·lel a la història de l'art en general, tret de petites particularitats derivades de la diferent acceptació de la nuesa per part de les diverses societats i cultures que s'han succeït al món al llarg del temps.
El nu és un gènere artístic que consisteix en la representació a diversos mitjans artístics (pintura, escultura o, més recentment, cinema i fotografia) del cos humà nu. És considerat una de les classificacions acadèmiques de les obres d'art. La nuesa a l'art ha reflectit en general els estàndards socials per a l'estètica i la moralitat de l'època en què es va fer l'obra. Moltes cultures toleren la nuesa en l'art en major mesura que la nuesa a la vida real, amb diferents paràmetres sobre què és acceptable; per exemple, fins i tot en un museu on es mostren obres amb nus, en general no s'accepta la nuesa del visitant. Com a gènere, el nu resulta un tema complex d'abordar per les múltiples variants, tant formals com estètiques i iconogràfiques, i hi ha historiadors de l'art que el consideren el tema més important de la història de l'art occidental.
Encara que se sol associar a l'erotisme, el nu pot tenir diverses interpretacions i significats, des de la mitologia fins a la religió, passant per l'estudi anatòmic, o bé com a representació de la bellesa i ideal estètic de perfecció, com passa per exemple en l'art figuratiu a l'antiga Grècia. La seva representació ha variat d'acord amb els valors socials i culturals de cada època i cada poble, i així com per als grecs el cos era un motiu d'orgull, per als jueus (i, per tant, per al cristianisme) era motiu de vergonya, i la condició dels esclaus i els miserables.
L'estudi i la representació artística del cos humà ha estat una constant en tota la història de l'art, des de la prehistòria (Venus de Willendorf) fins als nostres dies. Una de les cultures on més va proliferar la representació artística del nu va ser l'antiga Grècia, on era concebut com un ideal de perfecció (com passa en el nu heroic) i bellesa absoluta, concepte que ha perdurat a l'art clàssic arribant fins als nostres dies, i condicionant en bona part la percepció de la societat occidental cap al nu i l'art en general. A l'Edat Mitjana la seva representació es va circumscriure a temes religiosos, sempre basats en passatges bíblics que així ho justifiquessin. Al Renaixement, la nova cultura humanista, de signe més antropocèntric, va propiciar el retorn del nu artístic després de llargs segles d'ocultació i s'afegeix així als temes religiosos habituals dels segles anteriors també els històrico-mitològics que es remunten al paganisme, sobretot en forma d'al·legoria. Va ser al segle xix, especialment amb l'impressionisme, quan el nu va començar a perdre el seu caràcter iconogràfic i a ser representat simplement per les seves qualitats estètiques; la imatge nua, sensual i autoreferencial va agafar així el relleu.
En temps més recents, els estudis al voltant del nu com a gènere artístic s'han centrat en les anàlisis semiòtiques, especialment en la relació entre obra i espectador, així com en l'estudi de les relacions de gènere. El feminisme ha criticat el nu com a utilització objectual del cos femení i signe del domini patriarcal de la societat occidental. Artistes com Lucian Freud i Jenny Saville han elaborat un tipus de nu no-idealitzat per eliminar el concepte tradicional de nu i buscar-ne l'essència més enllà i fora de la idea de bellesa i distinció discriminatòria donada per la identitat de gènere.

## Prehistòria
L'art prehistòric és el desenvolupat des de l'Edat de Pedra (paleolític superior, mesolític i Neolític) fins a l'Edat dels Metalls, períodes on van sorgir les primeres manifestacions que es poden considerar artístiques per part de l'ésser humà.
Al paleolític (25000-8000 aC), l'home es dedicava a la caça i vivia en coves, elaborant l'anomenada pintura rupestre. Després d'un període de transició (mesolític, 8000-6000 aC), al Neolític (6000-3000 aC) es va tornar sedentari i es va dedicar a l'agricultura, amb societats cada més complexes on va cobrant importància la religió, i comença la producció de peces d'artesania. Finalment, a l'anomenada Edat dels Metalls (3000-1000 aC), sorgeixen les primeres civilitzacions protohistòriques.
En l'art paleolític, el nu estava fortament vinculat al culte a la fertilitat, com es pot apreciar en la representació del cos humà femení (les anomenades «venus»), generalment de formes una mica obeses, amb pits generosos i grans malucs. La majoria procedeixen del període aurinyacià, i estan generalment tallades en pedra calcària, ivori o esteatita. Destaquen la Venus de Willendorf, la Venus de Lespugue, la Venus de Savignano, la Venus de Laussel i la Venus de Dolní Věstonice. A nivell masculí, la representació del fal·lus (generalment erecte), en forma aïllada o en cos complet, era igualment signe de fertilitat, com a l'anomenat Gegant de Cerne Abbas (Dorset, Anglaterra).

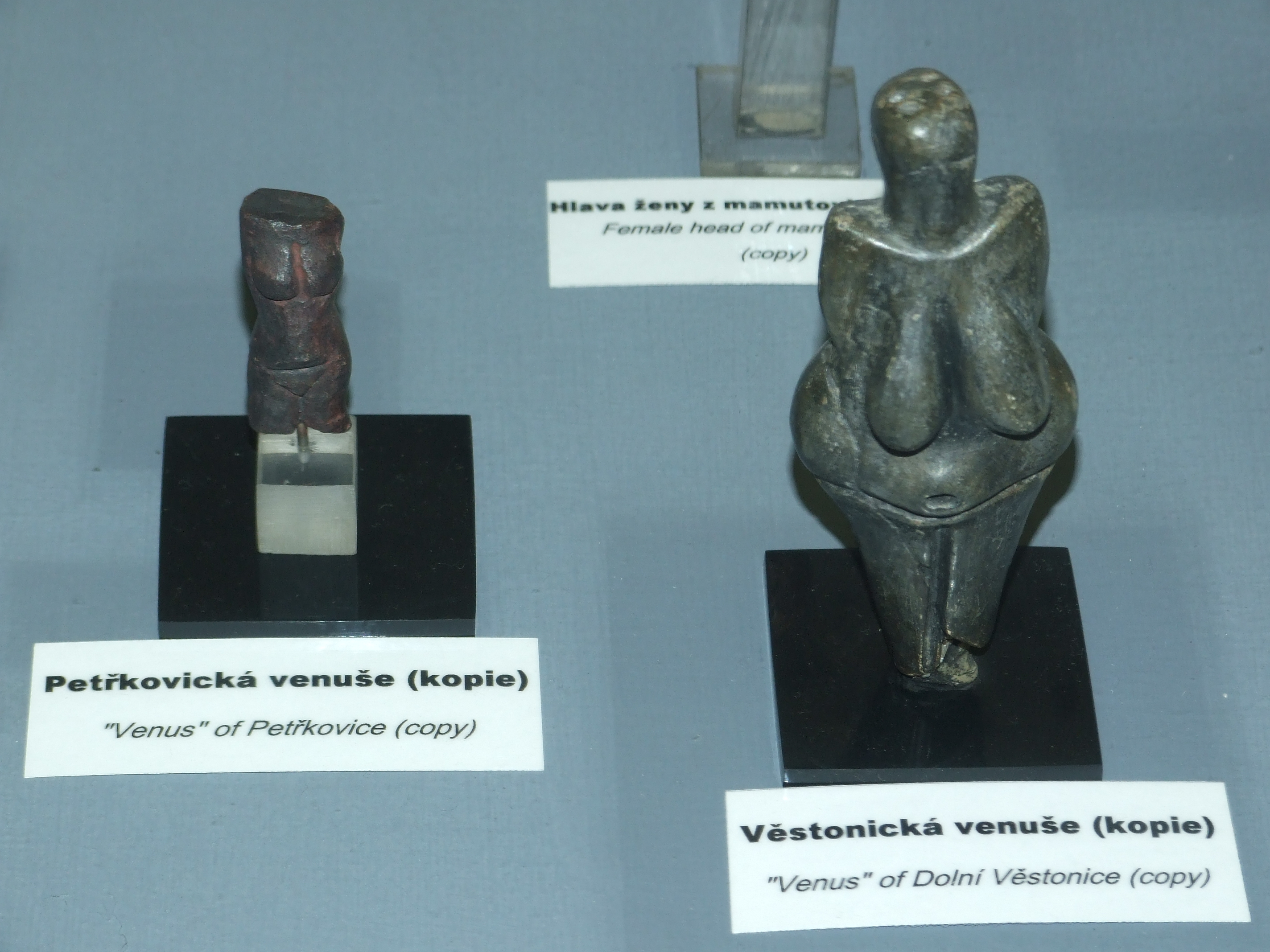
Còpia de la Venus de Petřkovice (c. 23000 aC) al costat de la còpia de la Venus de Dolní Věstonice (29000-25000 aC) en una exposició al Museu Nacional de Praga
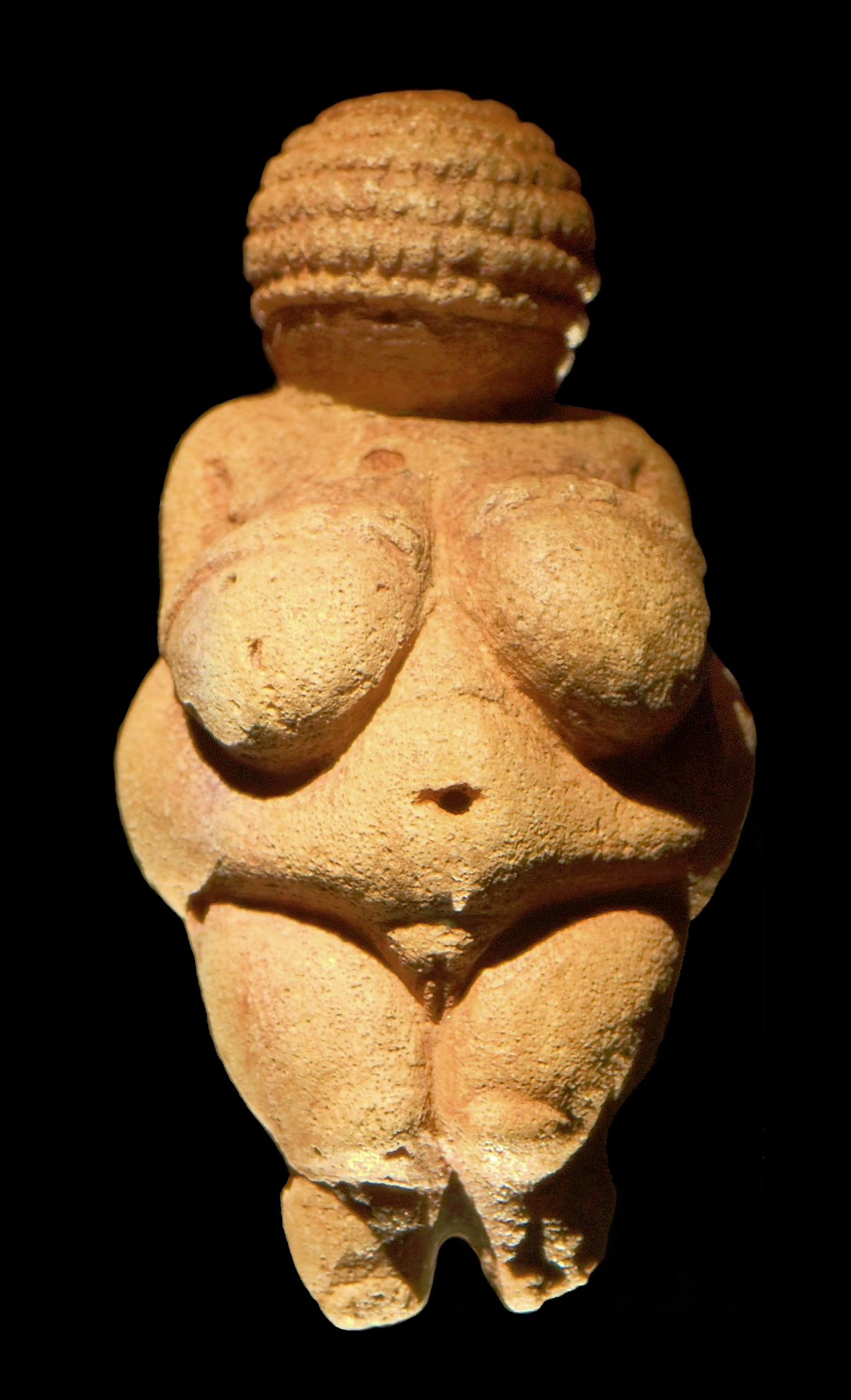
Venus de Willendorf (c. 20000 aC). Museu d'Història Natural de Viena
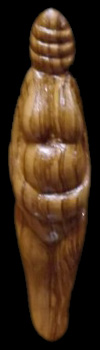
Còpia de la Venus de Parabita en fusta (12000-14000 aC)

A la pintura rupestre (sobretot la desenvolupada a la zona cantàbrica i llevantina) són comunes les escenes de caça, o bé de ritus i danses, on la figura humana, reduïda a traços esquemàtics, és representada de vegades destacant els òrgans sexuals (pits en dones i el fal·lus en els homes), segurament associat a ritus d'aparellament. Alguns exemples es troben a les coves del Cogul, Valltorta i Alpera.

## Art antic
Es pot anomenar així a les creacions artístiques de la primera etapa de la història, destacant les grans civilitzacions del Pròxim Orient: Egipte i Mesopotàmia. També englobaria les primeres manifestacions artístiques de la majoria de pobles i civilitzacions de tots els continents. Un dels grans avenços en aquesta època va ser la invenció de l'escriptura, generada en primer lloc per la necessitat de portar registres de caràcter econòmic i comercial.
En les primeres religions, des de la sumèria fins a l'egípcia, es va relacionar l'antic culte a la deessa Mare Terra (la Deessa mare o Mare Natura) amb les noves deïtats de tipus antropomòrfic, vinculant la forma femenina amb la natura, quan totes dues són generadores de vida. Així, els déus bessons egipcis Geb i Nut representaven la terra i el cel, de la unió dels quals naixien tots els elements.

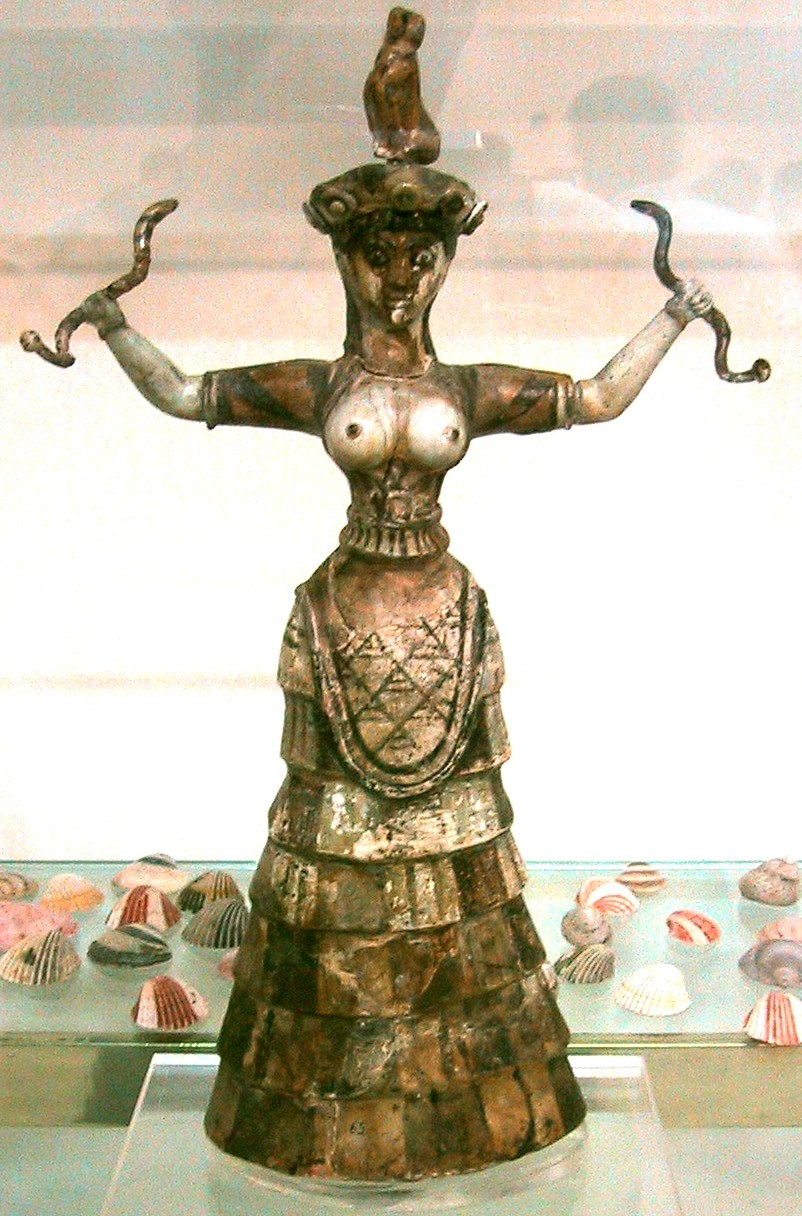
Estatueta que representa la Deessa serp. Exemple d'art minoic-micènic (1700-1600 aC), conservada al Museu Arqueològic de Càndia (Iràklion)
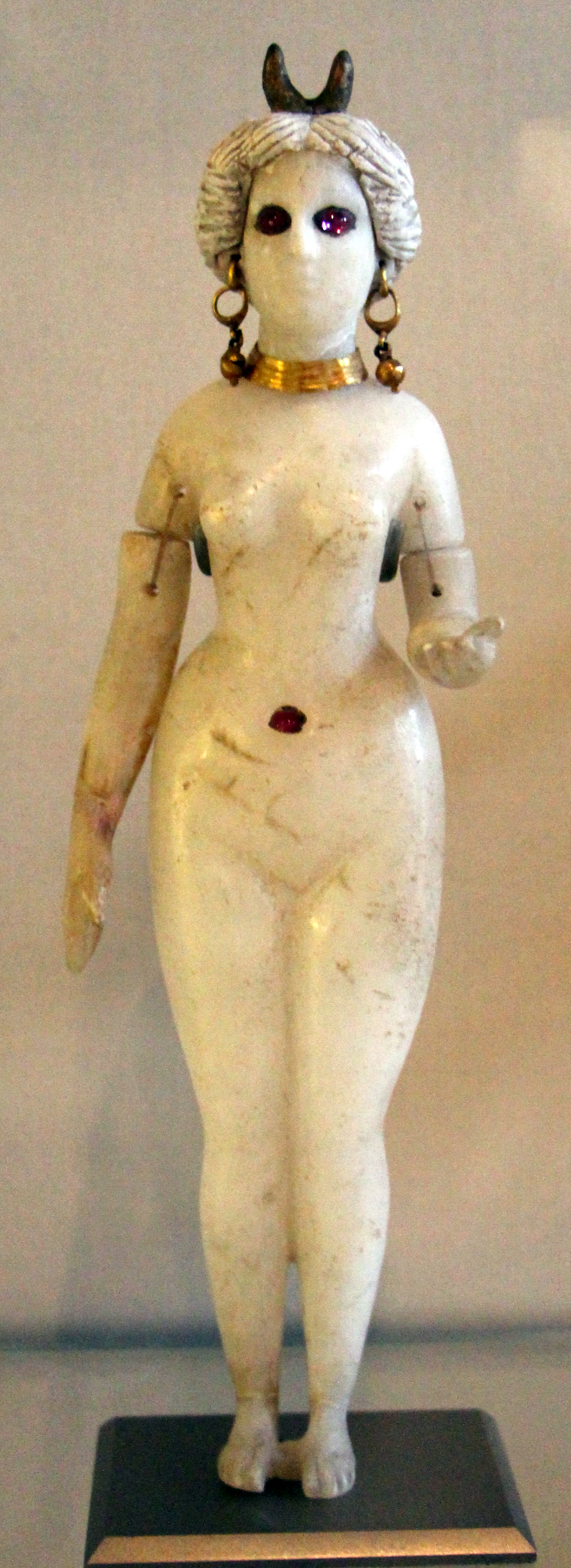
Estatueta babilònica d'alabastre, or, robí i terracota que representa a la deessa Ixtar. Segles iii aC - iii dC

En altres casos, els déus es relacionen amb elements cosmològics, com la deessa Ixtar amb el planeta Venus, representada generalment nua i alada, amb una lluna creixent al cap. Altres representacions de la Deessa Mare solen ser figures més o menys vestides, però amb els pits nus, com la famosa Deessa serp, una estatueta minoica del voltant del 1550 aC. Aquestes representacions van ser el punt de partida per a la iconografia de deesses gregues i romanes com Àrtemis, Diana, Demèter i Ceres.

### Antic Egipte
A l'antic Egipte la nuesa era vista amb naturalitat, i abunda en representacions d'escenes cortesanes, especialment en danses i escenes de festes i celebracions. Però també és present en els temes religiosos, i molts dels seus déus representats en forma antropomòrfica apareixen nus o semidespullats en estàtues i pintures murals. Igualment apareix en la representació del propi ésser humà, sigui faraó o esclau, militar o funcionari, com el famós Escriba assegut del Louvre.
Sens dubte a causa del clima, els egipcis solien portar poca roba els homes i vestits de lli transparent les dones. Així es reflecteix a l'art, des de les escenes que mostren les festes i cerimònies de la cort fins a les escenes més populars, que mostren el treball diari de camperols, artesans, pastors, pescadors i altres oficis. Així mateix, a les escenes de guerra apareixen els llastimosos cossos nus dels esclaus i captius, tractats amb el mateix estil hieràtic i mancat de dinamisme propi de l'art egipci, on prepondera la llei de la frontalitat, del cos constrenyit a rígides postures estàtiques i sense realisme.

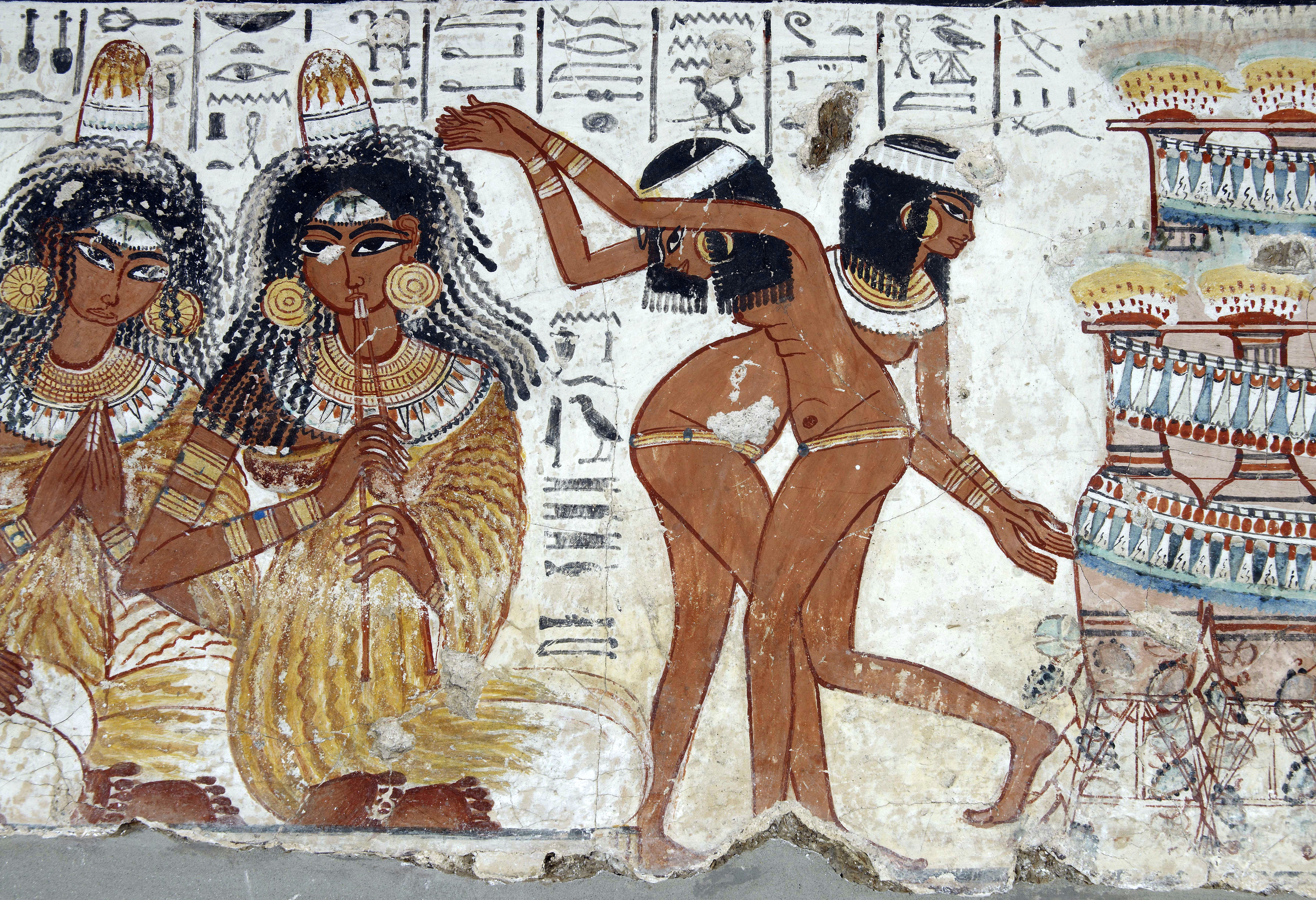
Detall d'un fresc de la tomba de Nebamó. Tebes, Egipte, dinastia XVIII (segle xiv aC). Col·lecció del Museu Britànic, Londres
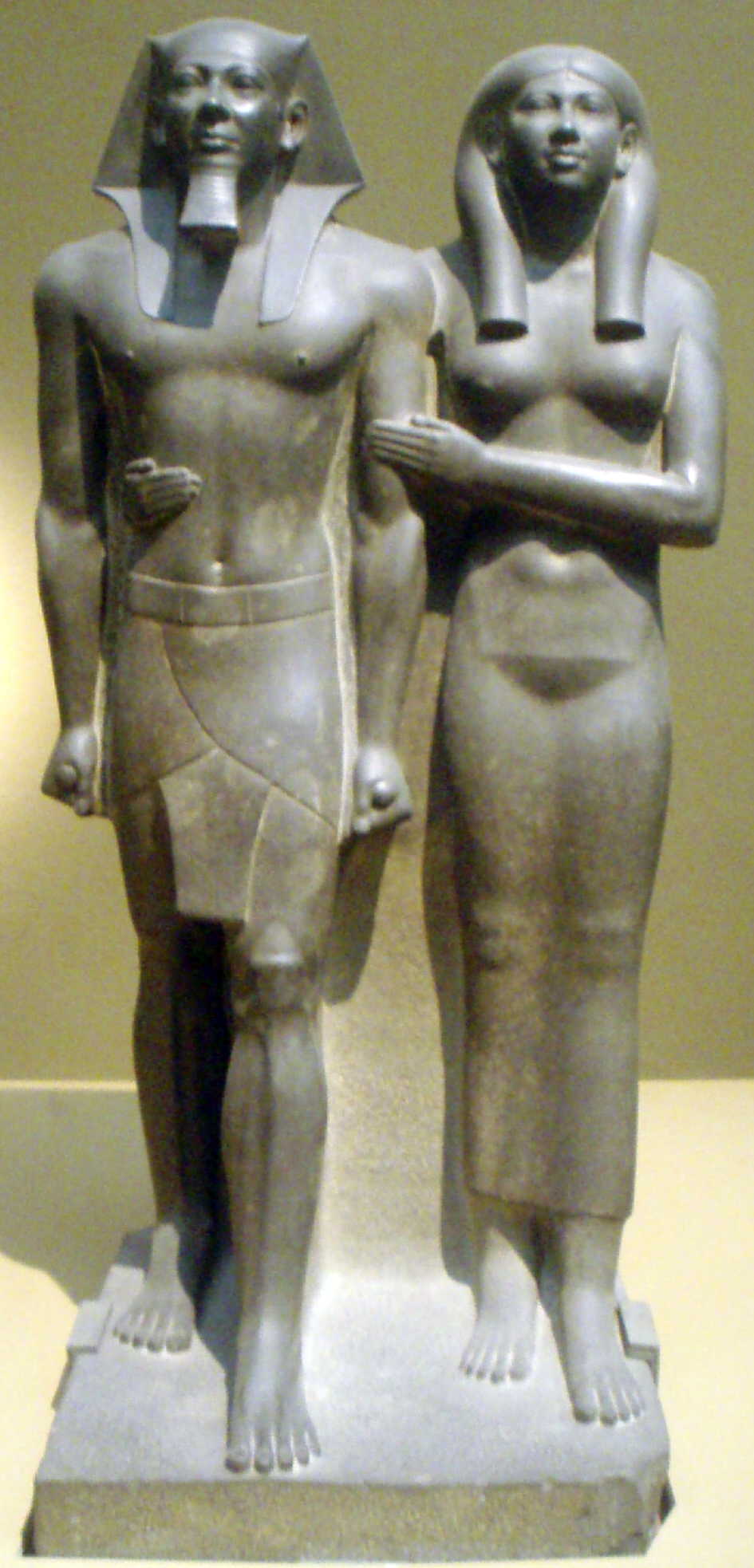
Estàtues del faraó Menkaure i la reina Khamerernebti II de la necròpolis de Guiza. Museu de Belles Arts de Boston

La pintura es caracteritza principalment per presentar figures juxtaposades en plans superposats, amb un criteri jeràrquic. Hi predominava el cànon de perfil, que consistia a representar el cap i les extremitats de perfil, però les espatlles i els ulls de front.
Entre les obres que ens han arribat de l'Antic Egipte, el nu (parcial o complet), és perceptible tant en la pintura com en la escultura, sigui monumental o petites estatuetes, com l'Oferant del Louvre o la Noia tocant l'arpa del Museu Britànic. Tenim estàtues com les de Rahotep i Nefrit, la de Menkaure amb la seva esposa o la Dama Tui del Louvre que, encara que vestida de lli, la transparència de la tela ens mostra la seva nuesa. En la pintura, els murals de la tomba de Nath, comptable de Tuthmosis IV, o la Tomba dels Metges a Saqqara. A la tomba de Tutankhamon es va trobar una estàtua del faraó nu, representant Ihy, fill de la deessa Hathor.

### Mesopotàmia i Orient Mitjà
Per contrapartida, a Mesopotàmia, propera geogràficament i cronològicament a l'antic Egipte, el nu és pràcticament desconegut, excepte algun relleu assiri com Assurbanipal caçant lleons (Museu Britànic), on el rei apareix amb el tors nu, o algunes escenes de tortura de presoners, mentre que al vessant femení només trobem els pits nus d'un bronze caldeu representant una jove canèfora, present al Louvre.
Tampoc no trobem nus en l'art fenici o jueu, on la llei mosaica prohibia la representació humana.

## Art clàssic
Es denomina «art clàssic» al desenvolupat a les antigues Grècia i Roma, els avenços dels quals tant científics com materials i d'ordre estètic van aportar a la història de l'art un estil basat en la naturalesa i en l'ésser humà, on preponderava l'harmonia i l'equilibri, la racionalitat de les formes i els volums, i un sentit d'imitació («mímesi») de la naturalesa que van asseure les bases de l'art occidental, de manera que la recurrència a les formes clàssiques ha estat constant al llarg de la història en la civilització occidental.

### Antiga Grècia
A l'antiga Grècia es van desenvolupar les manifestacions artístiques principals que han marcat l'evolució de l'art occidental. Després d'uns inicis on van destacar les cultures minoica i micènica, l'art grec es va desenvolupar en tres períodes: arcaic, clàssic i hel·lenístic. Caracteritzat pel naturalisme i l'ús de la raó en mesures i proporcions, i amb un sentit estètic inspirat en la natura, l'art grec va ser el punt de partida de l'art desenvolupat al continent europeu.
El punt àlgid de l'art grec es va produir a l'anomenada era de Pèricles, on l'art va gaudir d'una gran esplendor, generant un estil d'interpretar la realitat; els artistes es basaven en la natura segons unes proporcions i unes regles (κανών, cànon) que permetien la captació d'aquesta realitat per part de l'espectador, recorrent si calia a l'escorç. Es perseguia un concepte de bellesa basat en la imitació del natural, però idealitzat amb la incorporació d'una visió subjectiva que reflectia l'harmonia de cos i ànima equiparant bellesa amb bondat (καλοκαγαθία, kalokagathia).
Grècia va ser el primer lloc on es va representar el cos humà d'una forma naturalista, lluny de l'hieratisme i l'esquematització de les cultures precedents. La cultura grega era humanista, l'ésser humà era el principal objecte d'estudi de la seva filosofia i art, ja que la seva religió era més mitològica que objecte de culte. Per als grecs, l'ideal de bellesa era el cos masculí nu, que simbolitzava la joventut i la virilitat, com els atletes dels Jocs Olímpics, que competien nus. El nu grec era alhora naturalista i idealitzat; naturalista quant a la representació fidedigna de les parts del cos, però idealitzat quant a la recerca d'unes proporcions harmonioses i equilibrades, rebutjant un tipus de representació més real que mostrés les imperfeccions del cos o les arrugues de l'edat. Des d'una composició més esquemàtica a l'època arcaica, l'estudi del cos va anar evolucionant cap a una descripció més detallada de l'esquelet i els músculs, així com del moviment i les diferents posicions i torsions que pot fer el cos humà. També es va anar perfeccionant la descripció de la cara i la representació d'estats anímics.
Els grecs van concedir gran rellevància al cos nu, del qual se sentien orgullosos, ja que no sols era el reflex d'una bona salut física, sinó que era el recipient de la virtut i l'honestedat, així com li atorgaven un component d'avenç social, en contraposició a les inhibicions d'altres pobles menys civilitzats. Per als grecs el nu era expressió d'integritat, gens relacionat amb l'ésser humà en conjunt podia eludir-se o aïllar-se. Relacionaven cos i esperit, que per a ells estaven units indissolublement, de manera que fins i tot la seva religiositat es va materialitzar en uns déus antropomòrfics. Relacionaven elements aparentment antagònics, i així com una cosa tan abstracta com les matemàtiques podia arribar a proporcionar plaer sensorial, alguna cosa material com el cos podia convertir-se en símbol d'una cosa etèria i immortal. Així, el nu tenia un component moral que evitava el simple sensualisme, per la qual cosa no els resultava obscè ni decadent, com en canvi els semblava als romans. Aquesta interrelació entre cos i esperit és inherent a l'art grec, i quan artistes d'èpoques posteriors van imitar el nu grec (com en el cas del neoclassicisme i l'academicisme), despullat d'aquest component, van fer obres sense vida, centrades en la perfecció física, però sense la virtut moral.

#### El curos
Al nu grec masculí és essencial la captació de l'energia, de la força vital, que van transcriure mitjançant dues tipologies de nu viril: l'atleta i l'heroi.
Als Jocs Panatenaics era costum regalar al guanyador una àmfora de ceràmica (les anomenades «àmfores panatenaiques»), amb representacions de la disciplina atlètica exercida pel llorejat, excel·lent exemple de representacions de nus en moviment, en escenes d'acció de gran dinamisme.
El primer exponent del nu masculí el constitueixen un tipus de figures que representen atletes, déus o herois mitològics, anomenades curos (κοῦρος/koúros; κοῦροι/koúroi en plural, «noi jove»), pertanyents al període arcaic (segles vii-v aC); la seva variant femenina és la cora (κόρη/kóra; κόραι/kórai en plural, «noia jove»), que, tanmateix, solien representar vestida. Si bé en origen aquestes figures denoten una certa influència egípcia, aviat els escultors grecs van seguir el seu propi camí, buscant la millor manera de representar el cos humà per tal de traslluir el seu ideal de bellesa. El curos es caracteritza per la postura hieràtica, on predomina la frontalitat, amb els peus a terra i la cama esquerra avançada, els braços enganxats al cos i les mans tancades, i el cap de forma cúbica, amb una llarga cabellera i trets facials bàsics, destacant el seu característic somriure, anomenat «somriure arcaic».

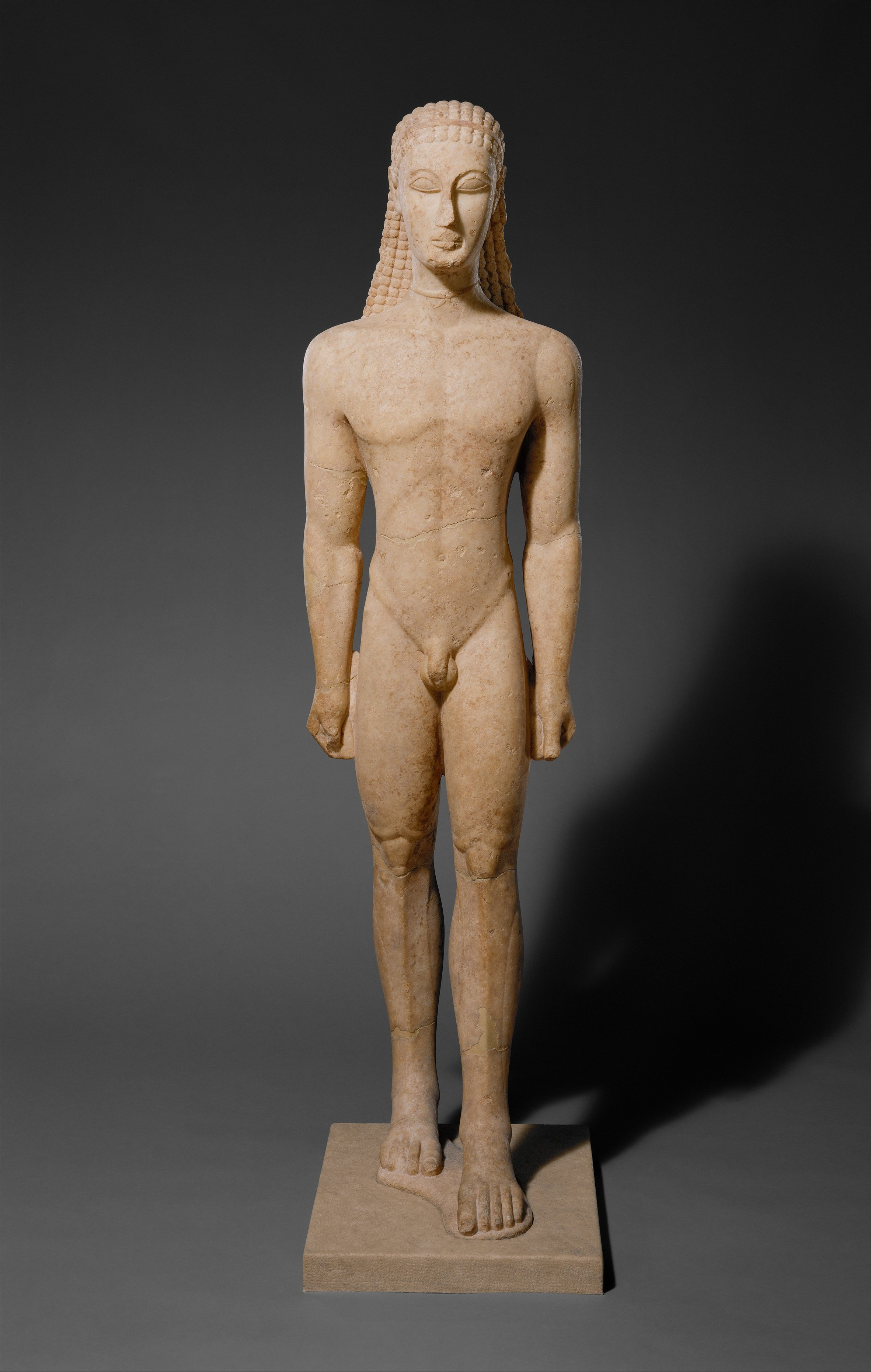
Estàtua de marbre d'un curos (c. 590-580 aC). Museu Metropolità d'Art, Nova York
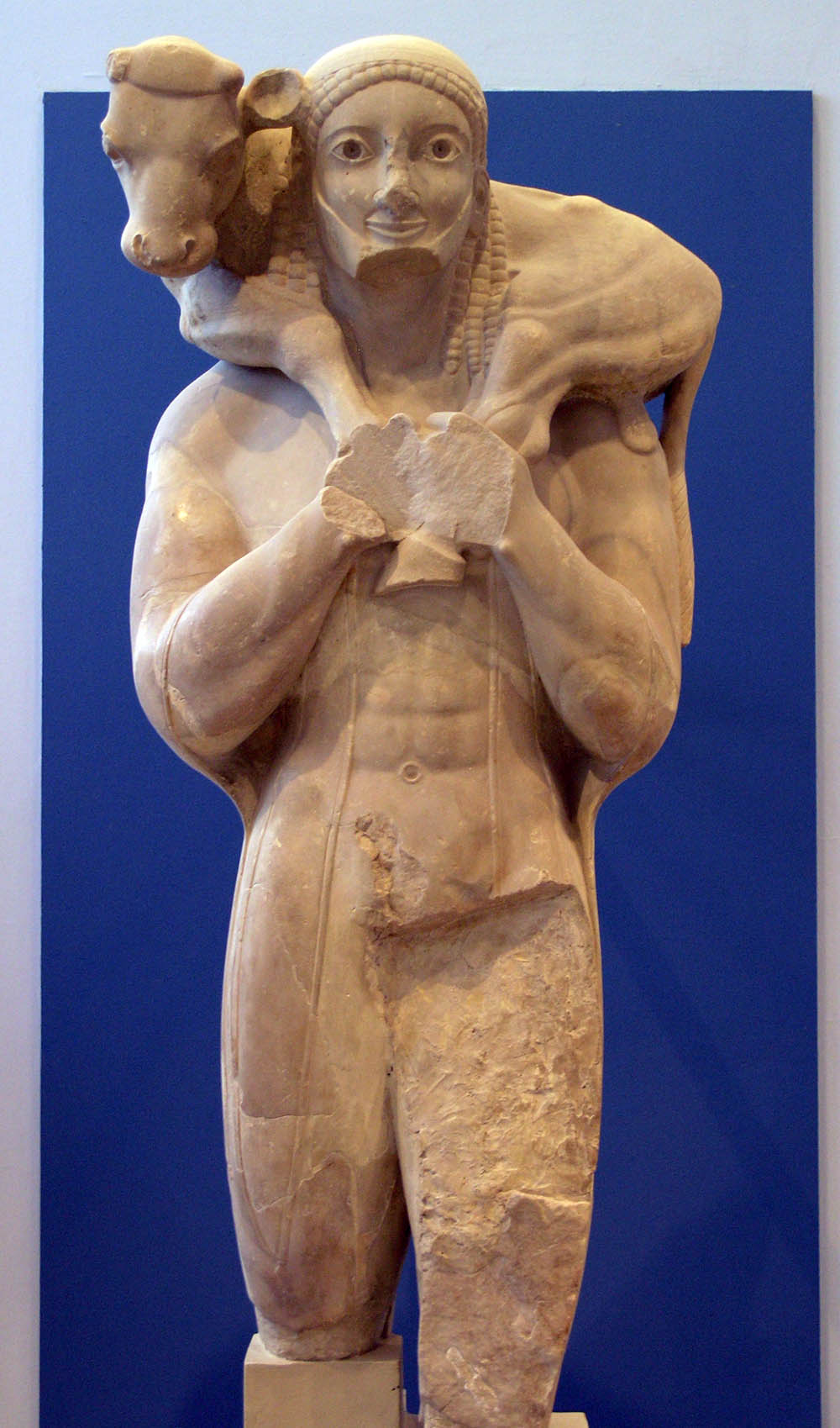
El Moscòfor de l'Acròpoli (c. 570 aC). Un jove porta un vedell cap al sacrifici i és mostrat en un nu complet frontal, no obstant això, es troba parcialment vestit amb una tela cerimonial que li cobreix l'esquena, la zona superior dels braços i la zona frontal de les cuixes

Els primers exemples daten del segle vii aC, procedents de llocs com Delos, Naxos i Samos, apareixent generalment en tombes i llocs de culte. Posteriorment es van estendre per l'Àtica i el Peloponès, on van guanyant en naturalisme, amb trets descriptius i més interès pel modelatge.
Algunes obres que han arribat fins als nostres dies són: el Curos del cap Súnion (600 aC), els Bessons Cleobis i Bitó (600-590 aC), el Moscòfor (570 aC), el Genet Rampin (550 aC), el Curos de Tenea (550 aC), el Curos de Kroisos (540 ac), el Curos d'Anafi (530 aC) i el Curos d'Aristòdikos (500 aC).

#### L'escultura clàssica
Posteriorment, el nu va tenir una lenta, però constant evolució des de les formes rígides i geomètriques dels koúroi fins a les línies suaus i naturalistes del període clàssic (l'anomenat estil sever, desenvolupat entre 490 aC i 450 aC). El factor principal d'aquesta innovació va ser un nou concepte a l'hora de concebre l'escultura, passant de la idealització a la imitació. Aquest canvi es va començar a notar als primers lustres del segle v aC, amb obres com l'Apol·lo de Piombino (c. 490 aC), l'Efeb de Críties (c. 480 aC) o l'anomenat Grup dels Tiranicides, que representa Harmodi i Aristogitó, obra de Críties i Nesiotes (c. 477 aC). En aquestes obres es denota el culte a la perfecció física, que s'expressava principalment a l'atletisme, que conjugava el vigor físic amb la virtut moral i la religiositat. El nou estil clàssic va aportar més naturalitat no només formal, sinó vital, en proporcionar moviment a la figura humana, especialment amb la introducció del contrapposto (atribuït en general a Críties), on les diverses parts del cos es contraposen harmònicament i que proporciona ritme i equilibri a la figura. Amb aquestes premisses van sorgir les principals figures de l'escultura grega clàssica: Miró, Fídies, Policlet, Praxíteles, Escopas i Lísip, amb les seves respectives escoles.

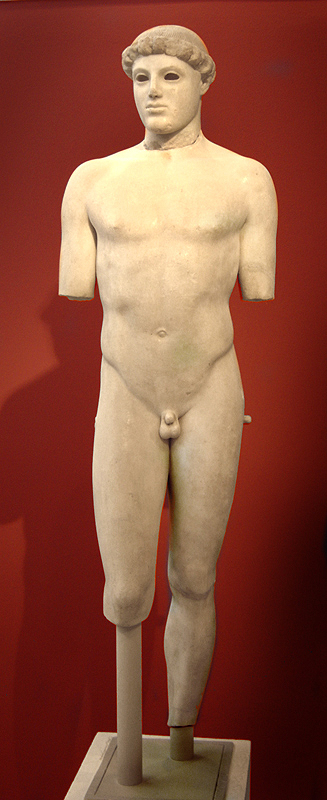
Efeb de Críties, de Críties (c. 480 aC), Museu de l'Acròpoli d'Atenes, Atenes
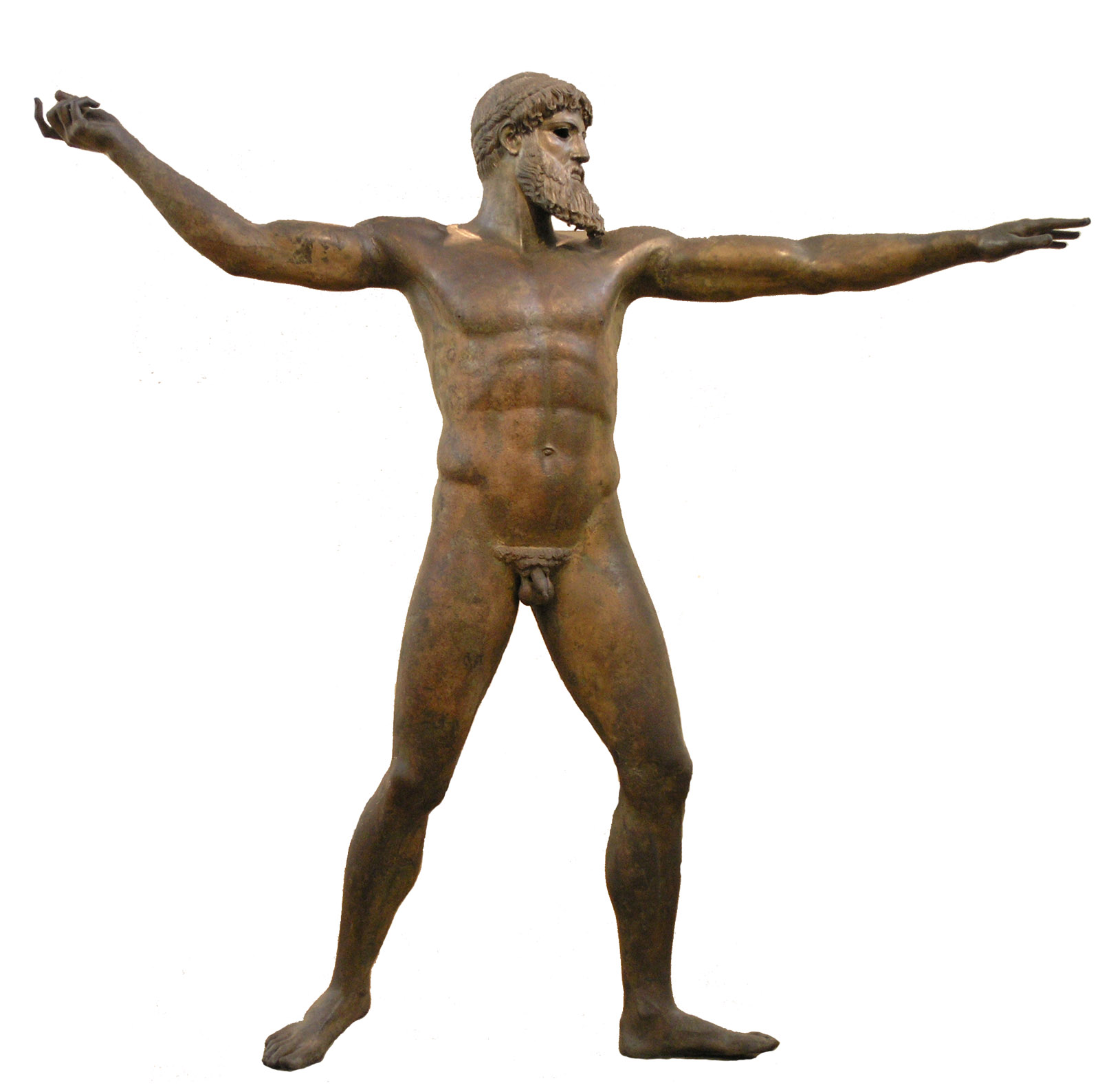
Déu del cap Artemísion (470 aC). Museu Arqueològic Nacional d'Atenes
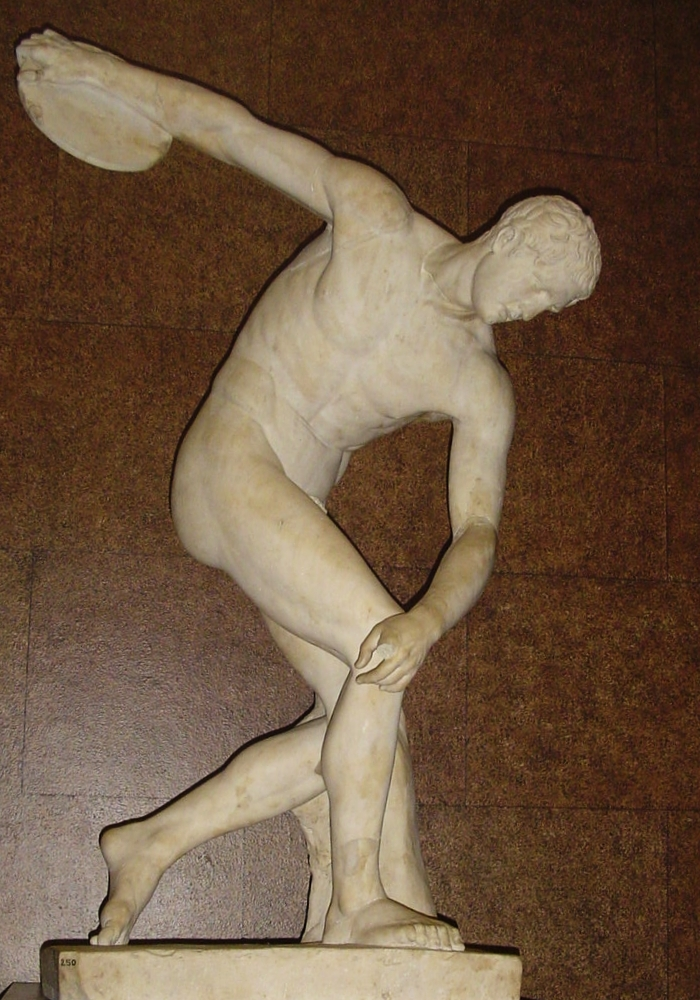
El Discòbol de Miró (455 aC). Museu Britànic, Londres

Miró va realitzar amb el seu Discòbol (450 aC) un magnífic exemple de figura en moviment, aconseguint per primera vegada un efecte dinàmic coordinat per al conjunt de la figura, ja que fins aleshores les figures en moviment estaven realitzades per parts, sense una visió global que proporcionés coherència a l'acció dinàmica (com en el cas del Déu del cap Artemísion, figura en bronze d'origen àtic del voltant del 470 aC, en què el tors és estàtic i no segueix el moviment dels braços.
Fídies es va dedicar especialment a escultures de déus (era anomenat «el qui feia déus»), especialment Apol·lo, als quals tractava amb una barreja de naturalisme i certs vestigis de l'arcaica frontalitat hieràtica, que atorgaven a les seves figures una aura de majestuositat, amb una equilibrada sintonia entre la força i la gràcia, la forma i l'ideal, com a l'anomenat Apol·lo de Kassel (c. 450 aC). Tanmateix, també va realitzar obres de personatges corrents, amb un tractament més humà, menys idealitzat, com la seva figura d'Anacreont (c. 450 aC).

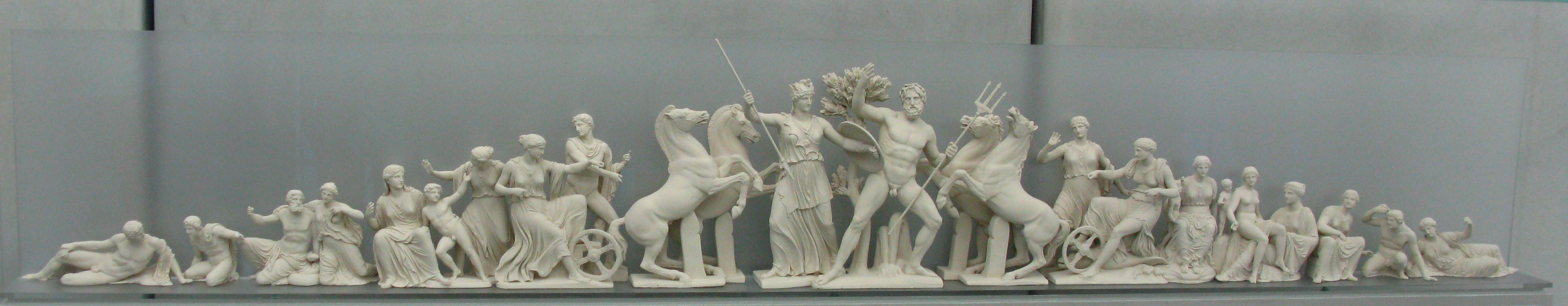
Una reconstitució moderna de com devia ser el frontó occidental del Partenó sobre el qual havia treballat Fídies. Museu de l'Acròpoli d'Atenes

L'obra de Policlet va tenir una rellevància especial en l'estandardització d'un cànon de proporcions geomètriques en què es basaven les seves figures, al costat de la recerca de l'equilibri dins del moviment, com s'entreveu en les seves dues principals obres, el Dorífor (440 aC) i el Diadumen (430 aC) (lamentablement, només ens han arribat còpies romanes de les seves obres). Una altra important contribució de Policlet va ser l'estudi anatòmic (la diarthrosi o articulació de les diverses parts del cos), especialment de la musculació; la perfecció dels seus torsos ha fet que siguin anomenats en francès cuirasse esthétique («cuirassa estètica»), i han servit durant molt de temps per al disseny d'armadures.
Praxíteles va dissenyar figures més humanes (Apol·lo sauròcton, 360 aC; Sàtir escanciador, 365 aC; Hermes amb Dionís infant, 340 aC), de gràcils moviments, amb una sensualitat latent, conjugant la potència física amb un cert aire de gràcia, gairebé de dolçor, amb un disseny fluid i delicat.
Amb posterioritat, l'escultura grega va perdre en certa manera aquesta unió entre allò físic i allò ideal, encaminant-se a figures més esveltes i musculoses, on predominava l'acció per sobre l'expressió moral. Així es percep en obres com l'Efeb d'Anticitera (340 aC), l'Atleta amb estrígil d'Efes, i l'Efeb de Marató. Entre els artistes que van descollir en aquesta època sobresurt Escopas, autor del fris del Mausoleu d'Halicarnàs, ple de figures en moviment, com en la seva Amazonomàquia (c. 350 aC), on és característica la utilització de les vestidures (especialment les capes dels grecs, que per la resta porten la resta del cos nu) per donar sensació de moviment. També va treballar al Mausoleu Leòcares el Vell, autor del famós Apol·lo de Belvedere (c. 330-300 aC), considerada la millor escultura antiga pels neoclàssics, que va inspirar nombrosos artistes moderns, com l'Adam i Eva de Dürer (1504), l'Apolo i Dafne de Bernini (1622-1625), el Perseu de Canova (1801) i l'Orfeu de Thomas Crawford (1838). Al Mausoleu es va introduir l'anomenada «diagonal heroica», una postura en què l'acció recorre tot el cos des dels peus fins a les mans seguint una pronunciada diagonal, i que seria reproduïda amb assiduïtat en el futur (com al Gladiador Borghese d'Agàsies d'Efes (segle III aC) o els Dioscurs del Quirinal, arribant fins a l'Hèrcules i Licas i el Teseu sobre el Minotaure de Canova).
Lísip, potser el darrer gran nom de l'escultura grega, va introduir un nou cànon de proporcions, amb el cap més petit, un cos més esvelt i llargues cames, com a la seva principal obra, l'Apoxiomen (325 aC), o a l'Agias (337 aC), a Eros tensant l'arc (335 aC) i en el tipus d'«Hèracles en repòs» conegut a través de la versió de l'Heracles Farnese (320 aC). També va introduir una nova concepció de la figura humana, menys idealista, més centrada en allò quotidià i anecdòtic, com la seva figura d'Atleta rascant-se, l'Hermes descansant (330-320 aC) conservat a Nàpols, o el Jove orant conservat a Berlín. Lísip va ser el retratista d'Alexandre el Gran, del qual va fer diverses estàtues, diverses d'elles nu, com a l'Alexandre amb la llança del Louvre (330 aC) i que sembla haver-se inspirat en la creació de l'anomenat Príncep hel·lenístic.

#### El nu femení
El nu femení va ser menys freqüent, sobretot en l'època arcaica, on enfront de la nuesa dels koúroi contrastaven les figures vestides de les kórai. Així com l'art occidental ha considerat (preferentment des del Renaixement) el nu femení com un tema més normal i agradable que el masculí, a Grècia certs aspectes religiosos i morals prohibien la nuesa femenina (com es constata al cèlebre judici a Frine, la model de Praxíteles). Socialment, a Grècia la dona estava relegada a les feines domèstiques de la llar, i davant la nuesa de l'atletisme masculí, les dones havien d'anar vestides de cap a peus. Tan sols a Esparta les dones participaven en alguna competició atlètica, portant llavors una túnica curta que ensenyava les cuixes, fet que resultava escandalós a la resta de Grècia. Els primers vestigis de nu femení es troben al segle vi aC, en escenes quotidianes pintades en gots de ceràmica. Al segle v aC. van aparèixer els primers vestigis escultòrics, com la Venus d'Esquilí, que probablement representava una sacerdotessa d'Isis. Presenta una anatomia tosca i poc elaborada, robusta i de baixa estatura, però ja conté unes proporcions matemàtiques basades en el cànon de l'estatura de set caps.

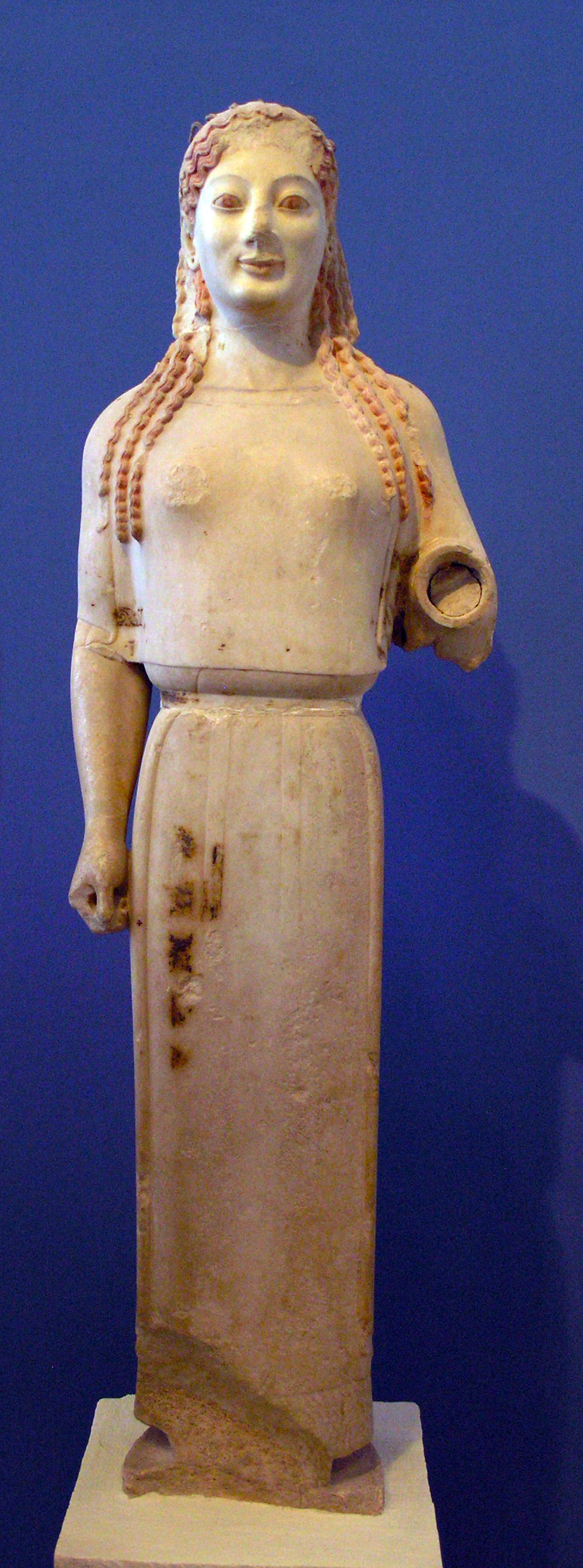
Cora amb el peple, (c. 530 aC)
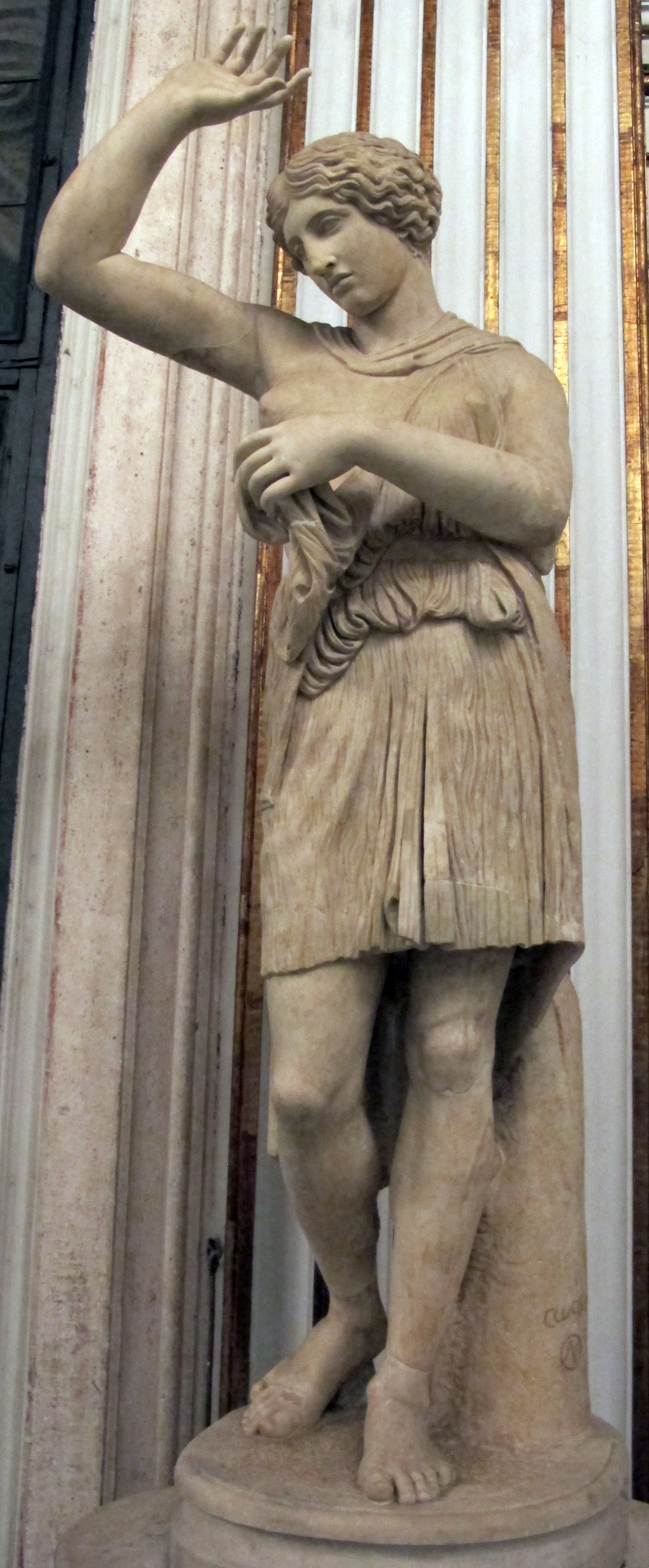
Amazones ferida. Còpia romana de l'època imperial d'un original de bronze grec de c. 450-425 aC atribuït a Fídies
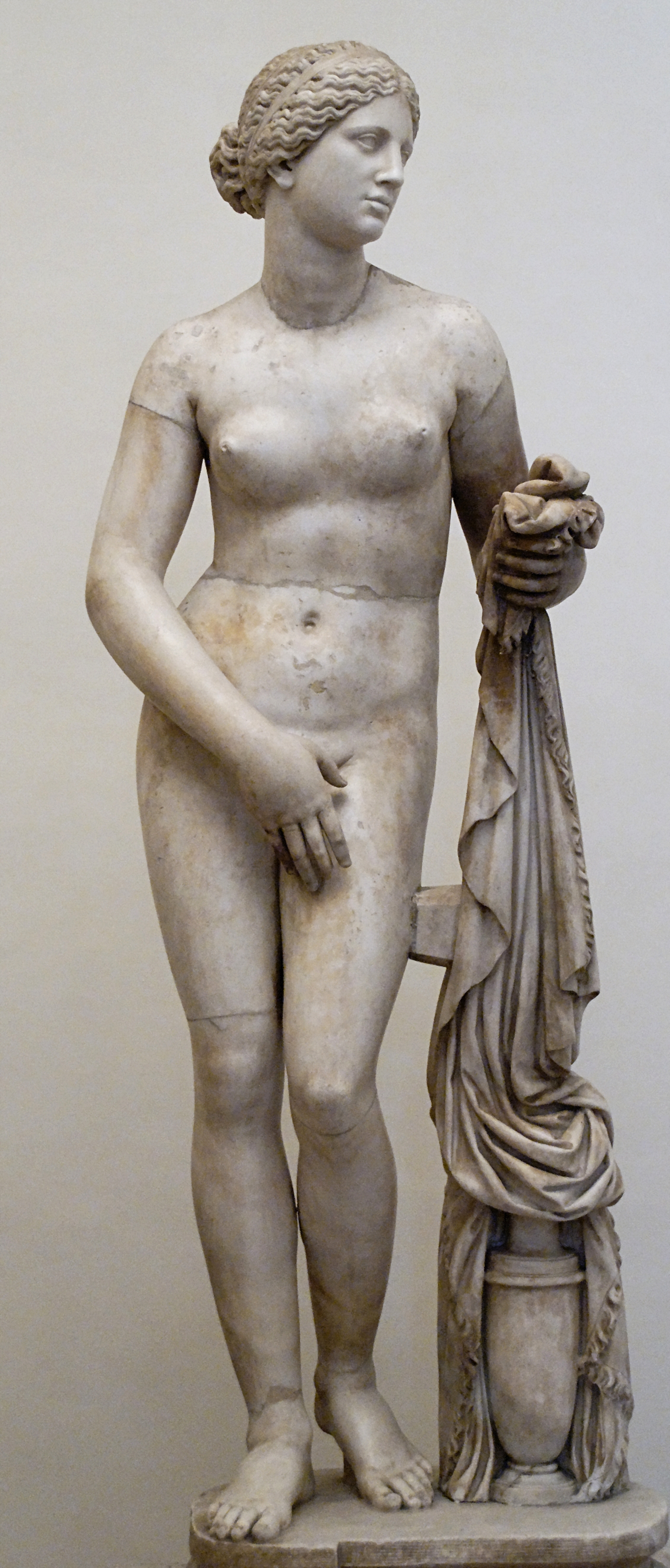
Afrodita de Cnidos (c. 350 aC), de Praxíteles. Còpia anomenada Altemps o Ludovisi, Museu Nacional Romà-Palazzo Altemps

La posterior evolució del nu femení va ser esporàdica, gairebé sense figures de nu complet, sinó parcial o amb la tècnica de panneggio bagnato («draps mullats»), vestits lleugers i adherits al cos, com l'Afrodita del Tron Ludovisi, la Victòria de Peoni (425 aC), o la Venus Genetrix (conservada a la part del Museu Nacional Romà que es troba al solar que ocupava les termes de Dioclecià). Cap a l'any 400 aC es va esculpir una figura de bronze d'una noia (conservat Museu de Múnic), d'autor anònim, que presenta el contrapposto clàssic, donant a la figura femenina una sinuositat (especialment a l'arc del maluc, que en francès es diu déhanchement («balanceig»)) que realçava més la seva figura i que quedaria com a model gairebé arquetípic de representació de la figura femenina.
El principal escultor clàssic que va tractar el nu femení va ser Praxíteles, autor de la famosa Afrodita de Cnidos (c. 350 aC), representada a l'hora d'endinsar-se al bany, amb el vestit encara en una mà. És una imatge que conjuga sensualitat amb misticisme, plaer físic amb evocació espiritual i que va suposar una realització material de l'ideal de bellesa femenina grega. Va ser també autor d'una altra famosa imatge, la de la deessa Afrodita amb les cames embolicades en vestidures i els pits nus, que ens ha arribat per diverses còpies, la més completa l'anomenada Venus d'Arle del Louvre, però que és més famosa per la còpia d'un artista anònim del voltant de l'any 100 aC, la Venus de Milo. La posterior evolució del nu femení va portar a tipologies com la «Venus Púdica», que cobreix la seva nuesa amb els seus braços, com s'aprecia a la Venus Capitolina (de vegades atribuïda al mateix Praxíteles), o la Venus Cal·lipígia («de belles natges»), que s'aixeca la seva peple per descobrir els seus malucs i natges, de la qual ens ha arribat una còpia romana d'un original hel·lenístic, actualment conservada al Museu Arqueològic Nacional de Nàpols.
Un gènere on va abundar una mica més el nu femení va ser en la representació de bacanals i ritus dionisíacs, on al costat dels sàtirs i silens apareixia tot un cor de mènades i nereides en sensuals i desenfrenades postures, les escenes de les quals van ser molt representades en els sarcòfags funeraris, i va ser un tema freqüent al taller escultòric d'Escopes, autor de diverses figures relacionades amb el culte a Dionís, com la Mènade de Dresden. Especialment, les figures de nereides van guanyar una gran popularitat i van influenciar l'art produït amb posterioritat a tota la Mediterrània. Com a símbol de l'ànima alliberada, la seva representació va passar a ser un motiu ornamental freqüent en diverses tècniques artístiques, des de la pintura i l'escultura fins a les joies, camafeus, gots i copes ceràmiques, cofres, sarcòfags, etc. A l'Imperi Romà tardà va tenir una gran difusió, trobant-se des d'Irlanda fins a Aràbia, i va arribar fins a l'Índia, on veiem les seves formes a les figures de gandharves i apsares. Fins i tot a l'Edat Mitjana, la seva tipologia va ser identificada amb el personatge d'Eva.

#### Hel·lenisme
Durant el període hel·lenístic (iniciat amb la mort d'Alexandre el Gran, en què la cultura grega es va expandir per tota la Mediterrània oriental), les figures van adquirir un major dinamisme i torsió del moviment, que denotava sentiments exacerbats i expressions tràgiques, trencant el serè equilibri de l'època clàssica. Davant l'energia vital i triomfadora dels herois i atletes va sorgir el pathos (πάθος), l'expressió de la derrota, del dramatisme, el patiment, dels cossos malmesos i deformats, malalts o mutilats. Si els herois i atletes eren vencedors, ara l'home està sotmès pel destí, pateix la ira dels déus, allò diví preval sobre allò material, l'esperit sobre el cos. Així s'observa en mites com la matança dels fills de Níobe, l'agonia de Màrsies, la mort de l'heroi (com Hèctor o Melèagre) o el destí de Laocoont, temes freqüents a l'art de l'època.

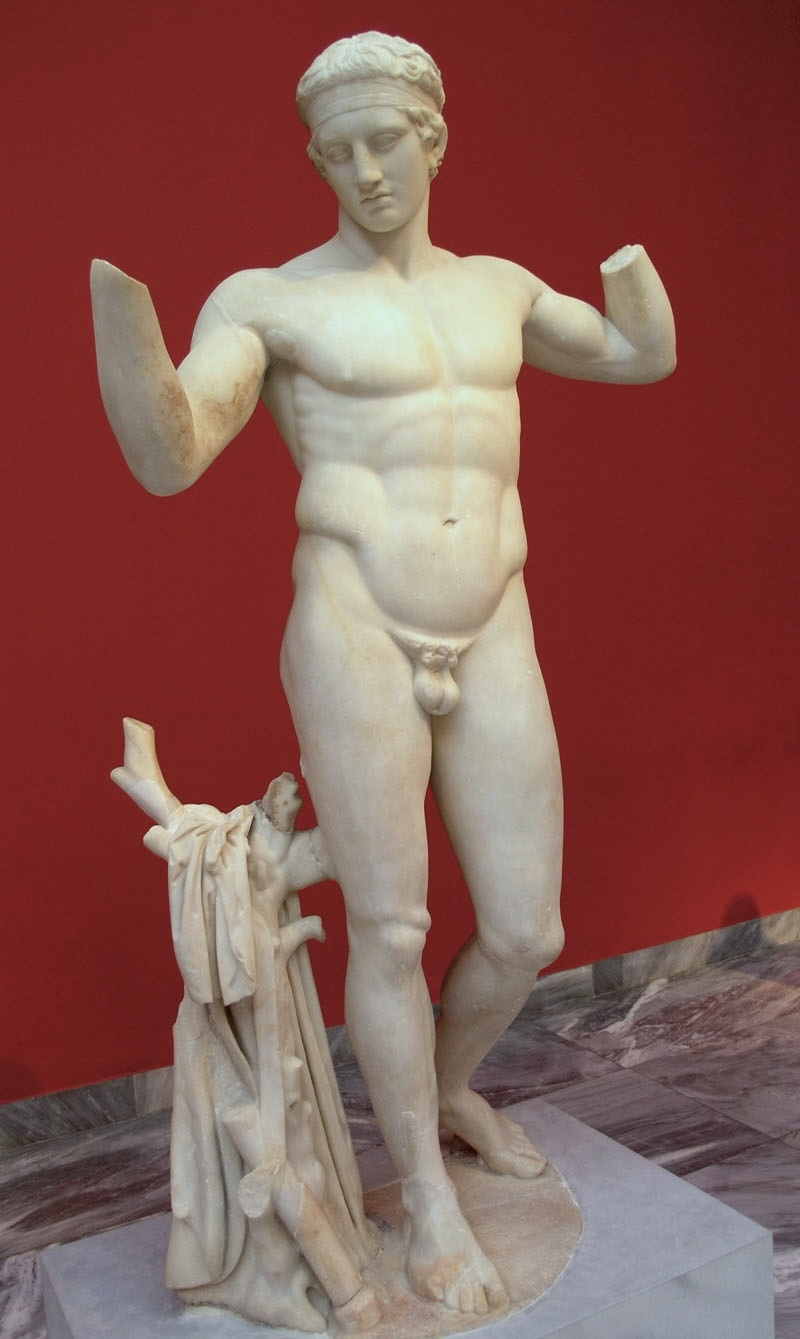
Diadumen (430 aC), de Policlet. Museu Arqueològic Nacional d'Atenes
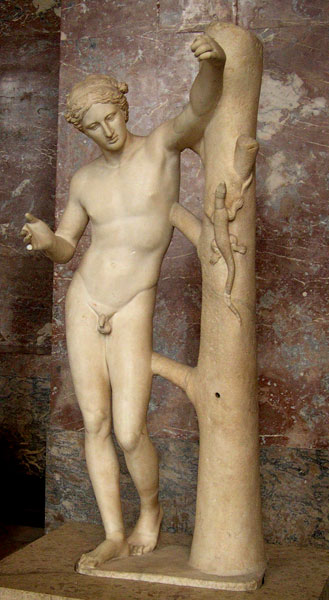
Apol·lo Sauròcton (360 aC), de Praxíteles. Museu del Louvre, París.
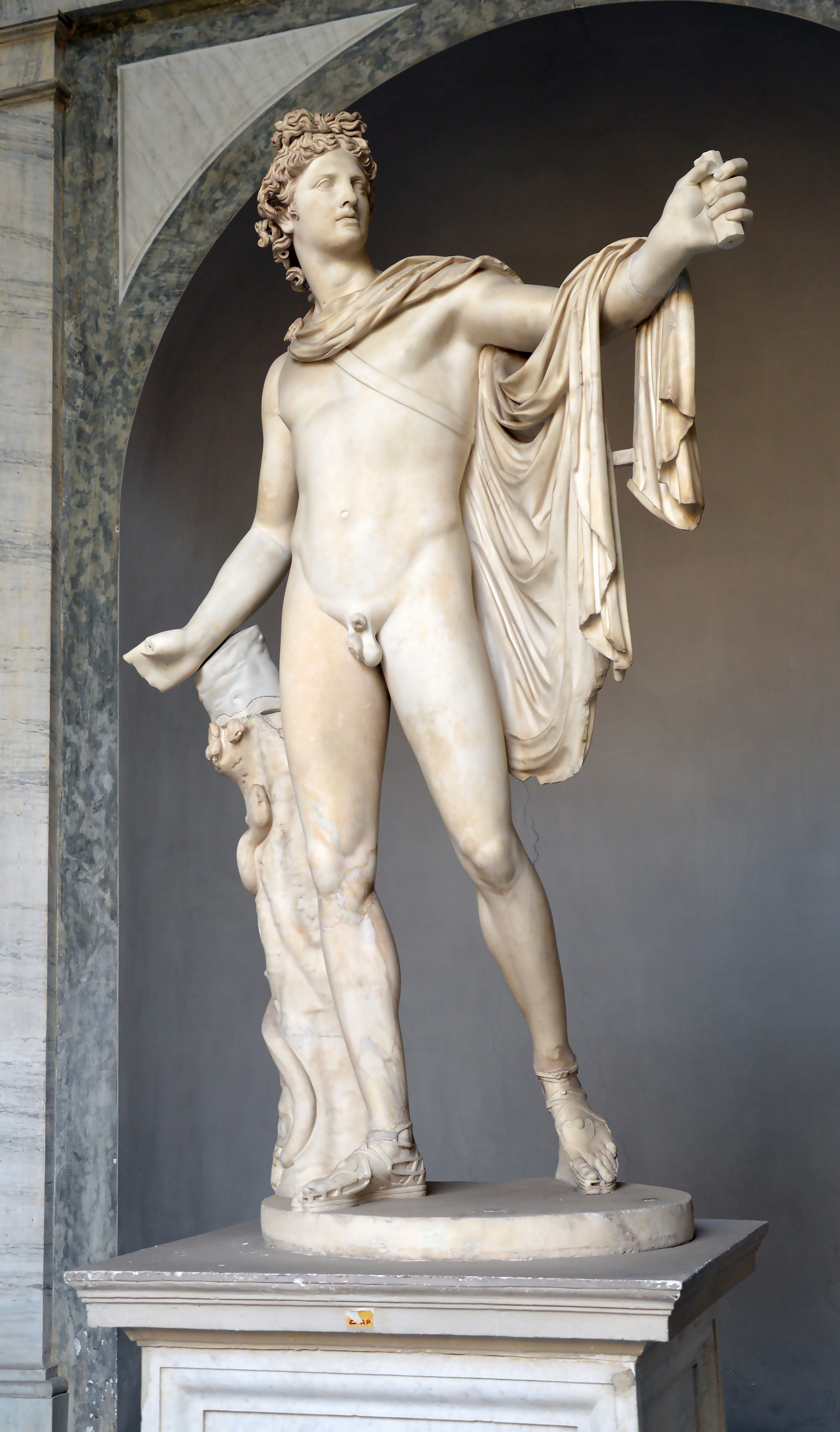
Apol·lo de Belvedere (c. 350 aC - 325 aC), de Leòcares. Museu Pius-Clementí, Vaticà
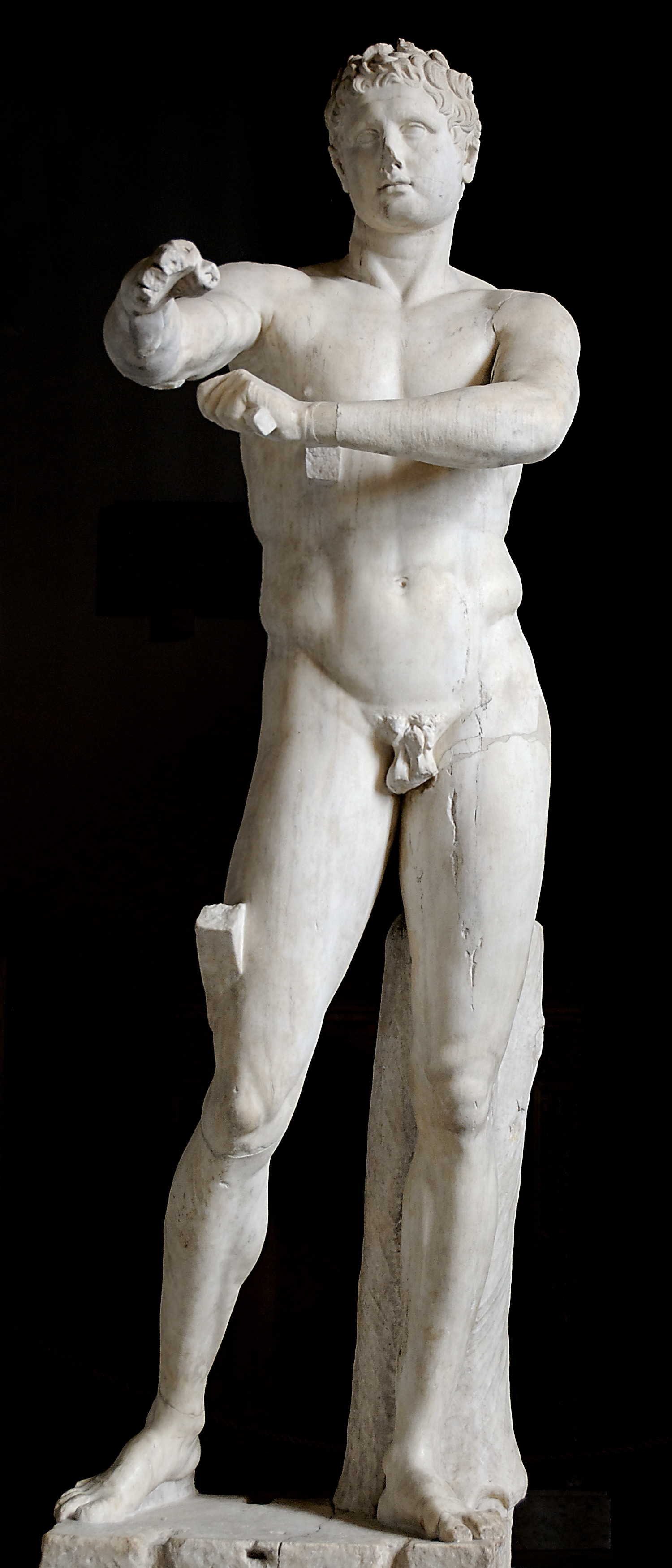
Apoxiomen de Lísip (c. 340 aC - 330 aC). Museu Pius-Clementí, Vaticà
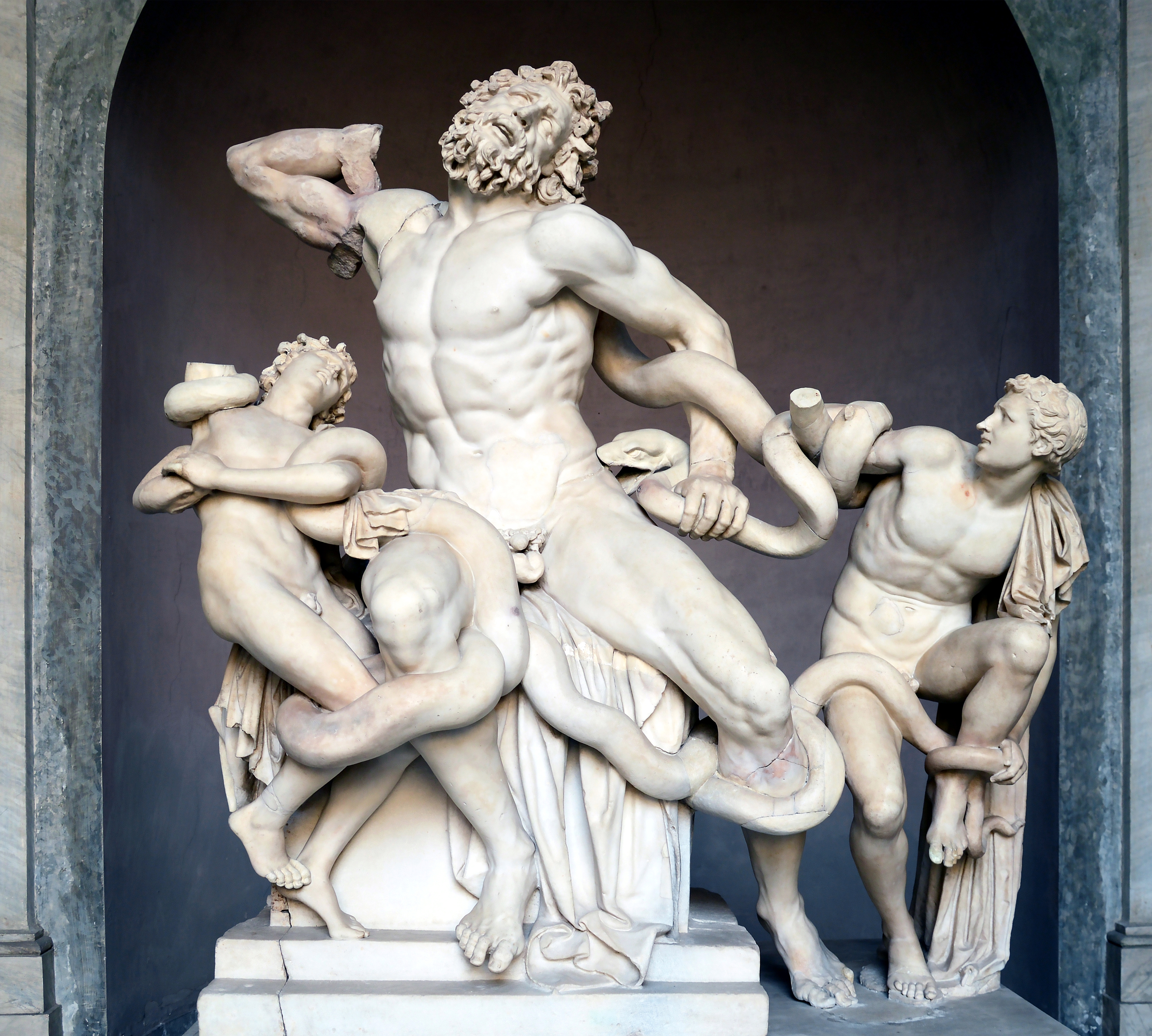
Laocoont i els seus fills, d'Agesander, Atenodor i Polidor de Rodes (segle ii aC), Museu Pius-Clementí, Vaticà

Un dels primers centres productors de l'escultura hel·lenística va ser Pèrgam, el taller del qual d'escultors procedents de tota Grècia va establir un estil que, partint d'una clara influència lisipiana, va imprimir un dramatisme a les seves figures que, primordialment a través de la torsió del cos, expressava d'una forma efectista el dolor dels personatges, com s'aprecia al Gàlata moribund del Museu Capitolins (230 aC), el Gàlata Ludovisi del Museu Nacional Romà del Palazzo Altemps (230 aC), Menelau i el cos de Patrocle de la Loggia dels Lanzi (230 aC -200 aC), també anomenat Grup de Pasquí) o al Màrsies del Conservatori de Roma (230 aC - 200 aC). La seva principal obra és el Laocoont i els seus fills, d'Agesander, Atenodor i Polidor de Rodes (segle ii aC), potser la millor expressió del patetisme en tota la història, on el moviment bigarrat, la torsió de les figures entrellaçades (pare, fills i serps), l'emoció exacerbada, els marcats músculs del tors i les cuixes de la figura central, l'expressió dramàtica de les cares, confereixen un sentit general de tragèdia latent, que sens dubte provoca a l'espectador un sentiment de terror i desesperació, de pietat per a aquestes figures que pateixen. Segons Plini el Vell, el Laocoont és «la millor de totes les obres tant de pintura com d'escultura».

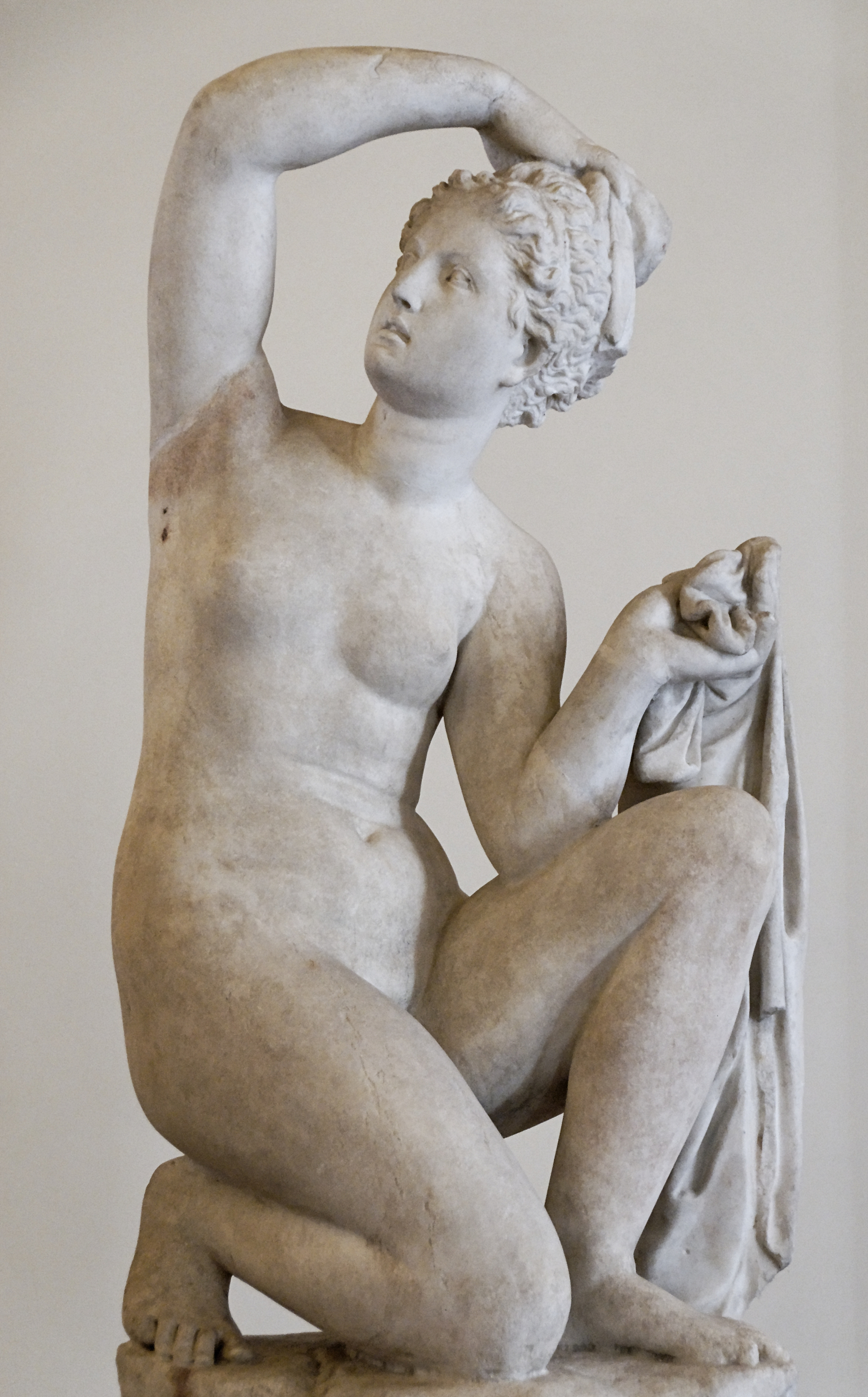
Venus ajupida (segle iii aC), de Doidalses de Bitínia. Museu Nacional Romà del Palazzo Altemps
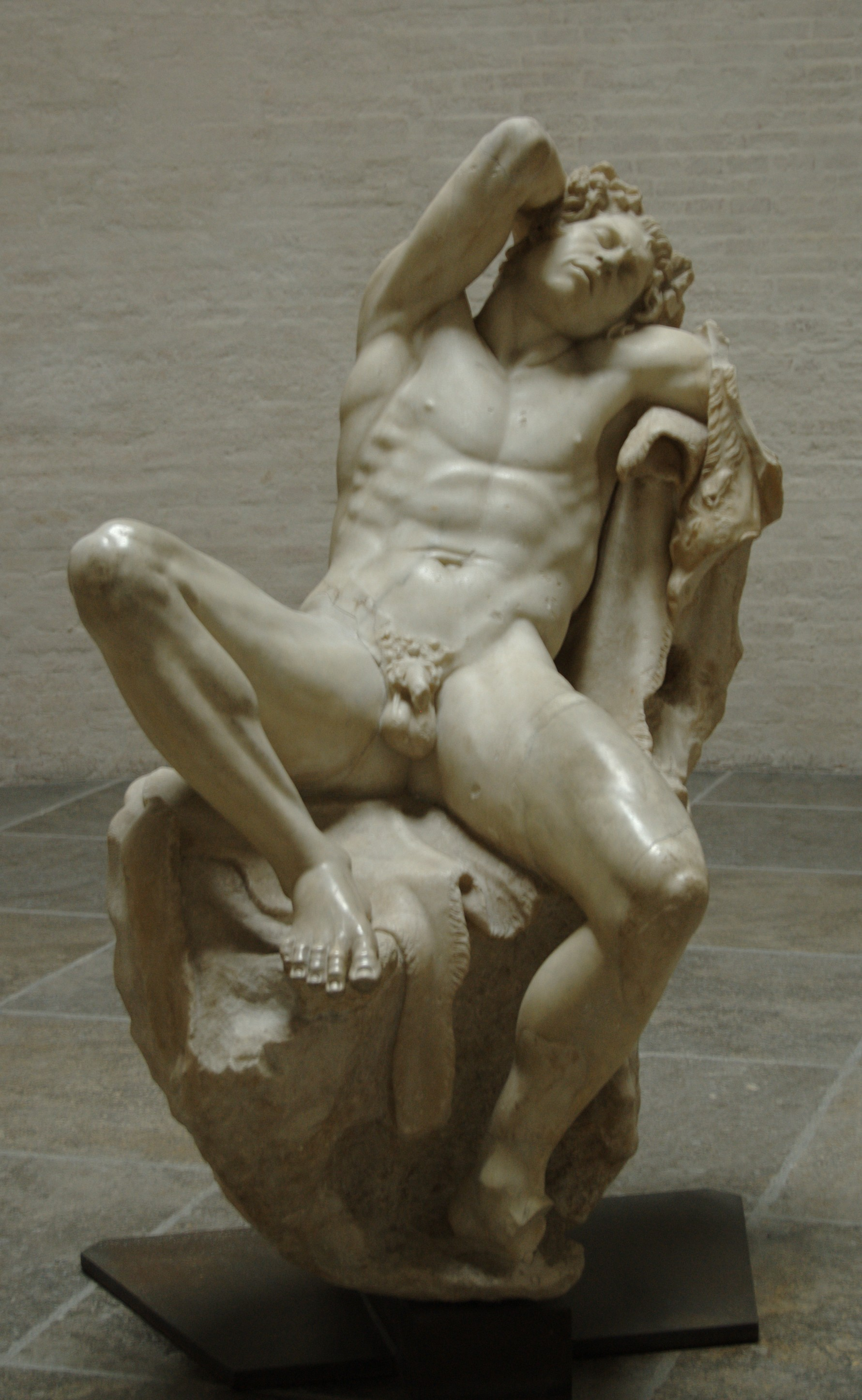
Sàtir dormint o Faune Barberini (200 aC). Gliptoteca de Múnic
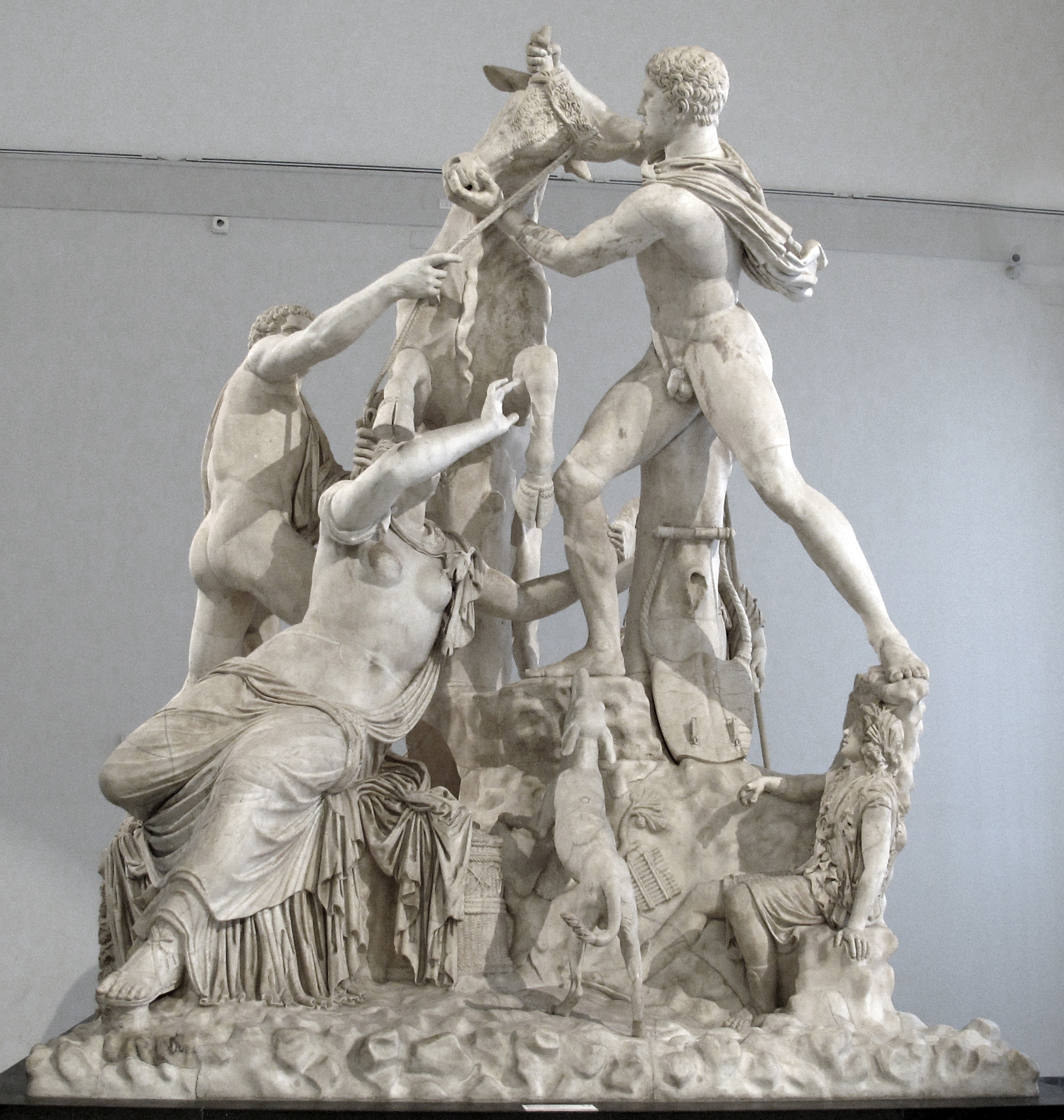
Toro Farnese (130 aC), de Apol·loni i Taurisc de Tral·les. Museu Arqueològic Nacional de Nàpols
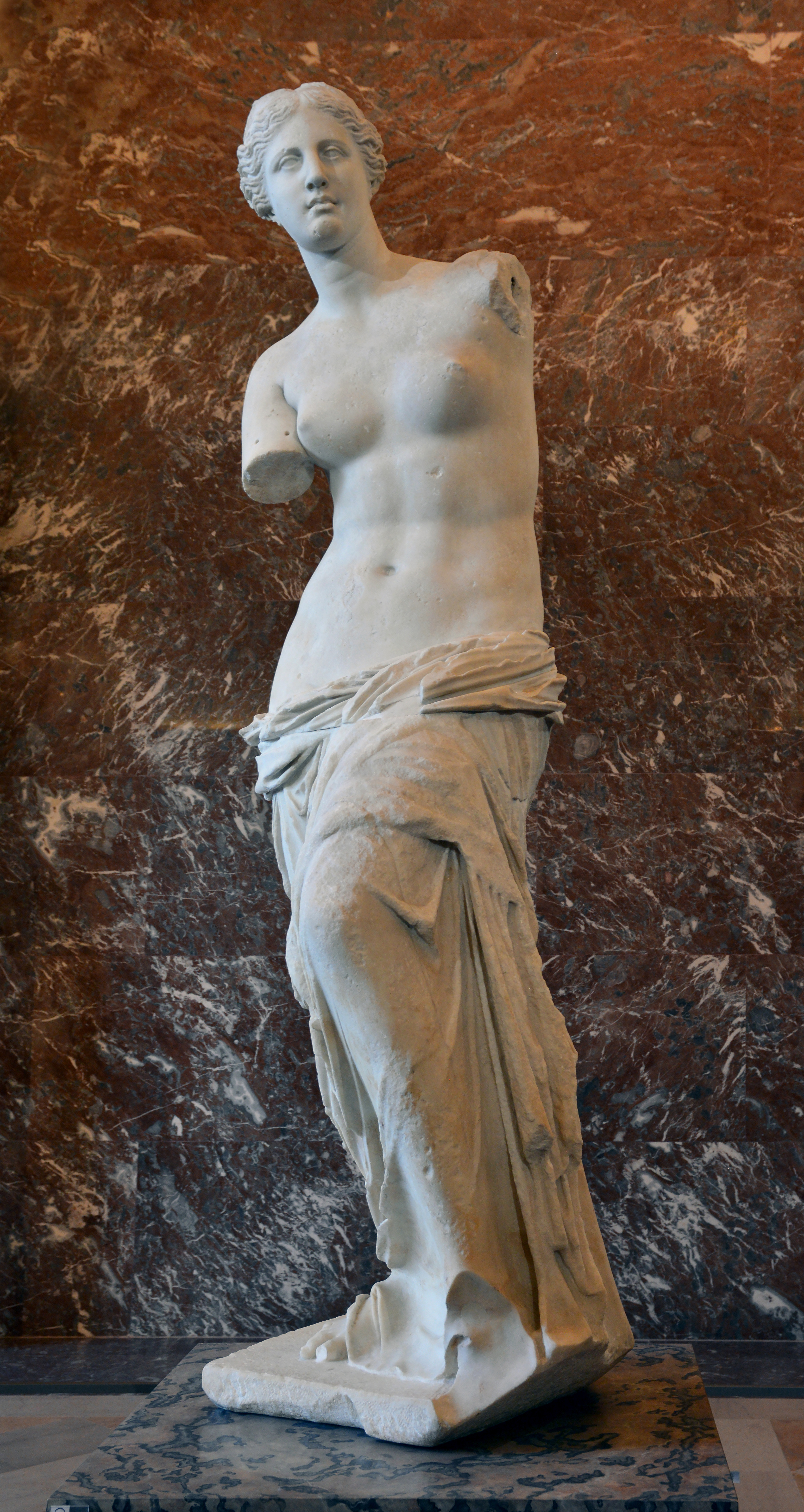
Venus de Milo (130 aC - 100 aC). Museu del Louvre, París.

D'època hel·lenística és també el Toro Farnese, d'Apol·loni i Taurisc de Tral·les, còpia d'una obra anterior titulada El suplici de Dirce (130 aC). És un grup dinàmic, de gran efecte expressiu, on sobre una base paisatgística figuren els animals, de gran realisme, els joves, en actitud una mica rígida, i la figura de Dirce, amb una complexa torsió en espiral de gran efecte dramàtic. Una altra obra famosa de l'època és la Venus ajupida de Doidalses de Bitínia (segle iii aC), molt valorada a l'antiguitat i de la qual es van fer nombroses còpies que decoraven palaus, jardins i edificis públics. Actualment hi ha diverses còpies en museus de tot el món, i s'han fet diverses còpies o versions en l'art modern (principalment el Renaixement), com les de Giambologna, Antoine Coysevox i Jean-Baptiste Carpeaux, o fins i tot en dibuix o gravat, com les de Marcantonio Raimondi i Martin Heemskerck. Rubens també es va inspirar en aquesta figura per a diverses obres seves.

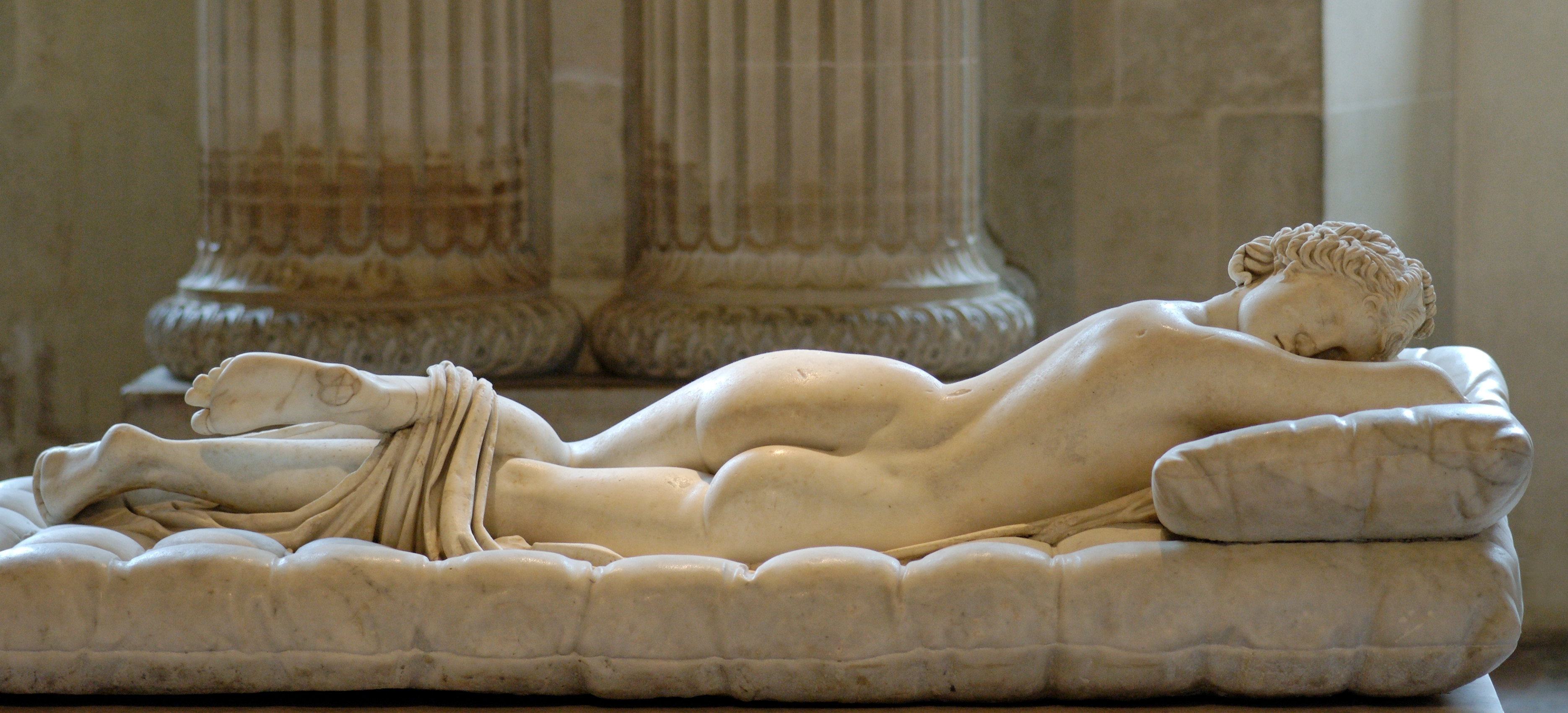
Hermafrodit Borghese (segle ii aC), de Policles. Museu del Louvre, París

Igual rellevància va tenir l'Hermafrodit adormit de Policles (segle ii aC), l'original del qual en bronze es va perdre, existint diverses còpies realitzades en època romana, de les quals una de les més famoses és l'Hermafrodit Borghese, trobat a les Termes de Dioclecià a principis del segle xvii i restaurat per Bernini. Hi ha diverses còpies, algunes realitzades en època moderna, com l'encarregada per Felip IV d'Espanya, actualment al Prado, que segurament va influir a la Venus del mirall de Velázquez.

#### Pintura
La pintura grega antiga ens ha arribat exclusivament a través de la ceràmica grega; i fins i tot aquí el nu està molt ben representat, en el context de les competicions esportives però sobretot del festeig pederàstic i de l'erotisme en general.

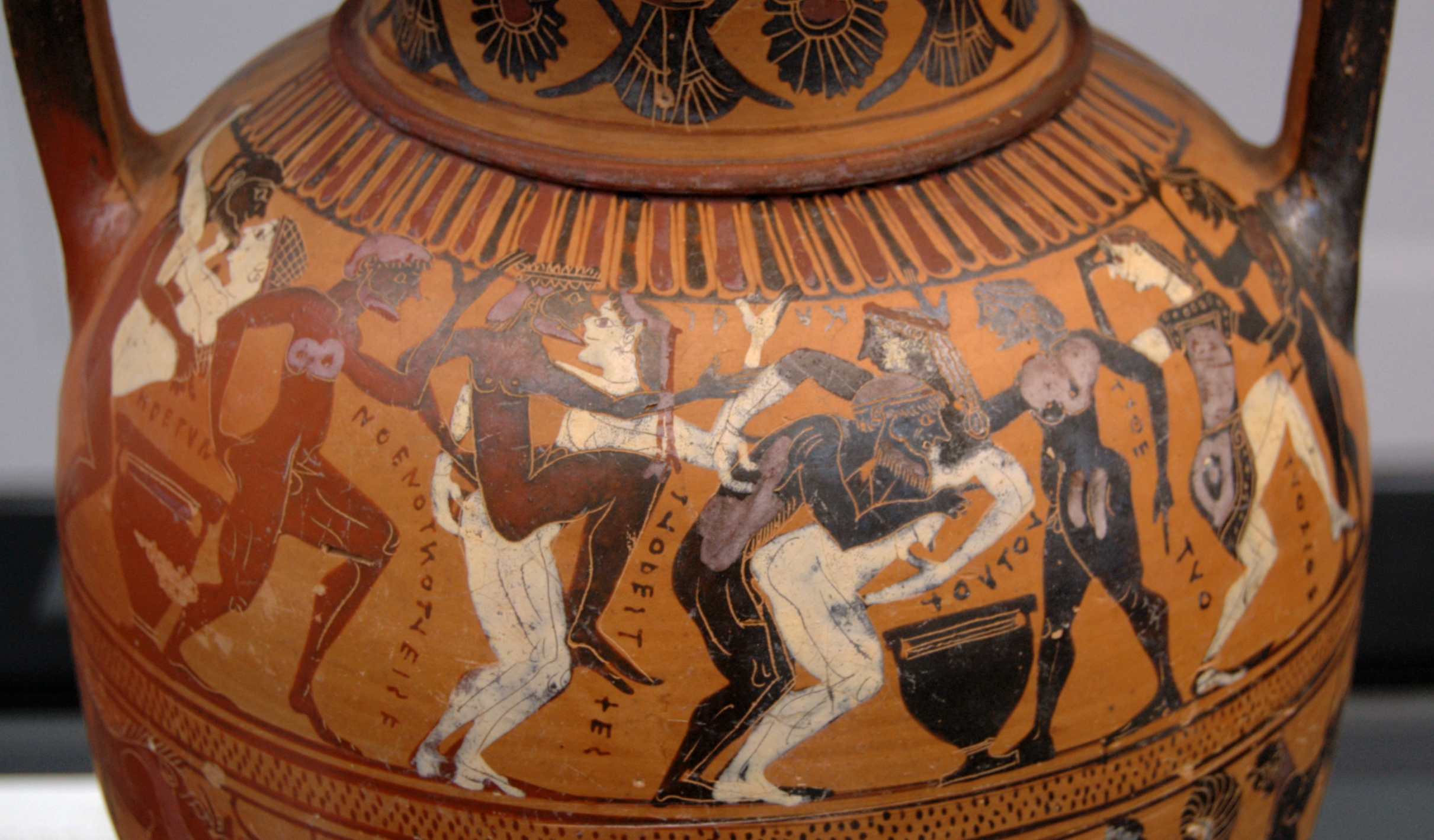
Escena de comos (κῶμος): comastes i heteres en postures explícites i acrobàtiques. Àmfora àtica de figures negres (c. 560 aC)
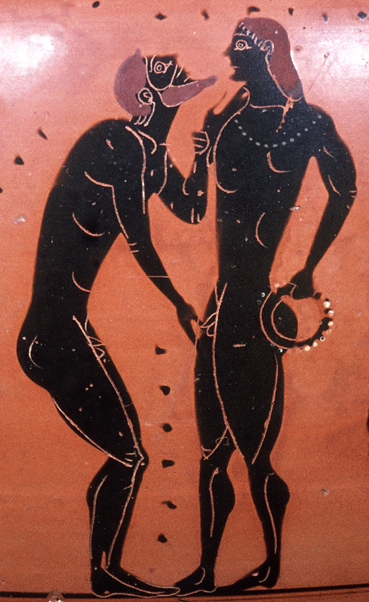
Escena pederàstica: un erastes (amant) tocant la barbeta i els genitals d'un eromenos (estimat). Cara A d'una àmfora de coll àtic de figures negres (c. 540 aC)
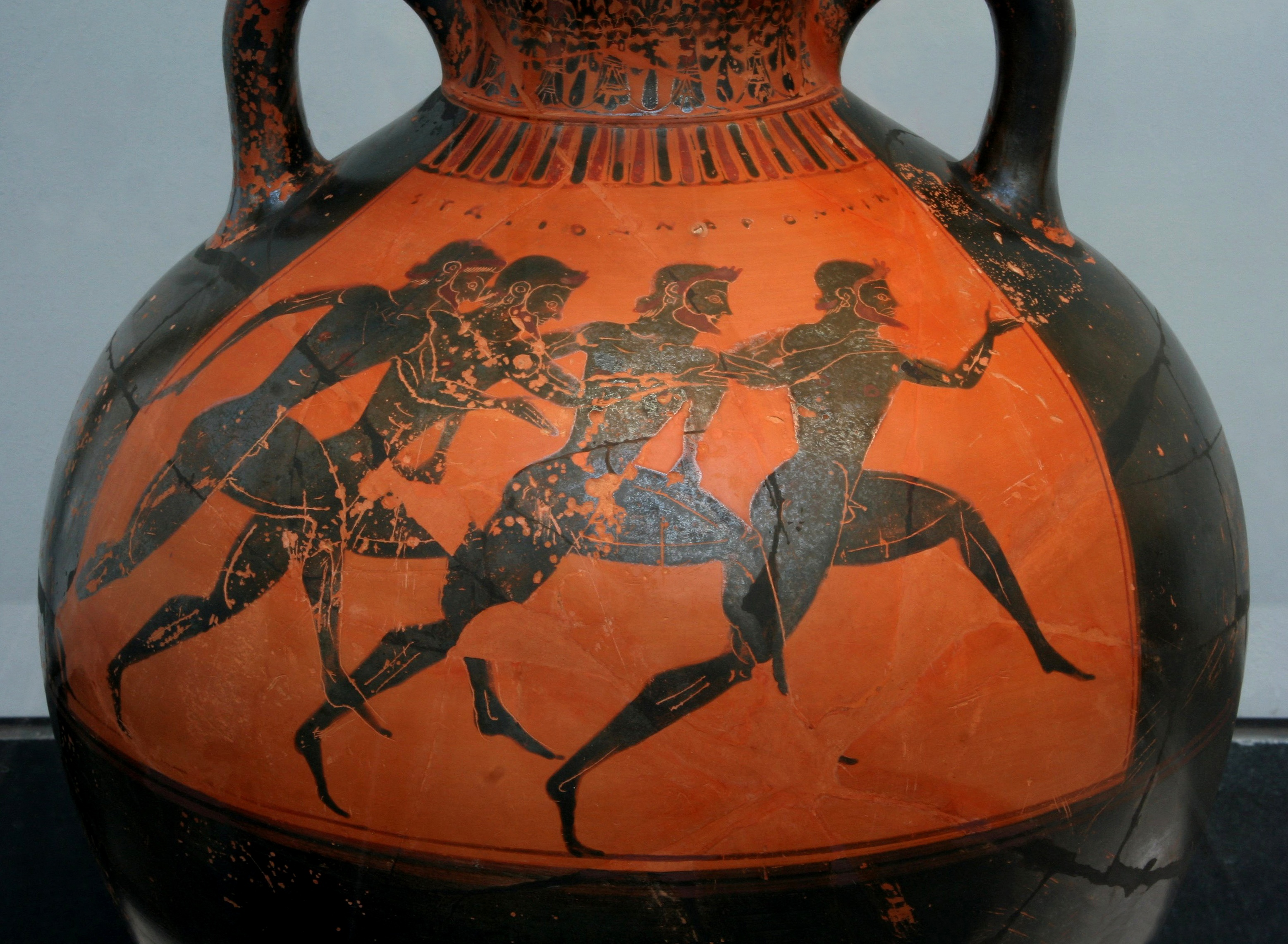
Gerro grec amb corredors als Jocs Panatenaics (c. 530 aC)
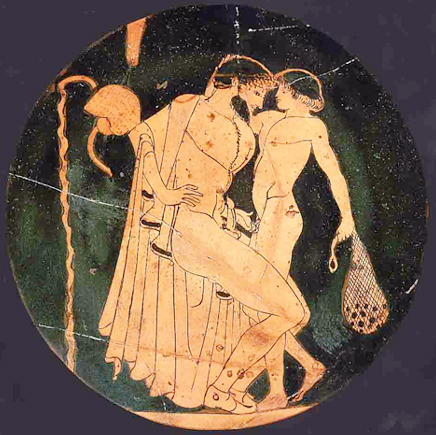
Escena pederàstica a la palestra: home adult i jove a punt de fer l'amor. El jove porta una bossa de fruits secs, probablement un regal de cortesia del seu amant. Tondo d'una copa àtica de figures vermelles (480-470 aC)

### Antiga Roma
Amb un clar precedent a l'art etrusc, l'art romà va rebre una gran influència de l'art grec. Gràcies a l'expansió de l'Imperi Romà, l'art clàssic grecoromà va arribar a gairebé tots els racons d'Europa, el nord d'Àfrica i el Pròxim Orient, asseient la base evolutiva del futur art desenvolupat en aquestes zones. Tot i que els romans estaven molt avançats en arquitectura i enginyeria, en arts plàstiques van ser poc innovadors. La major part d'estàtues romanes són còpies d'obres gregues, o hi estan inspirades. Molts dels artistes del món hel·lenístic es van traslladar a treballar a Roma, mantenint viu l'esperit de l'art grec. Els historiadors romans menyspreaven les obres d'art produïdes després del període clàssic grec, arribant a afirmar que després d'aquesta edat daurada grega «es va aturar l'art».
Les primeres produccions en escultura van ser obra d'artistes grecs instal·lats a Roma, entre els quals figuren: Apol·loni d'Atenes, autor del Tors del Belvedere (50 aC); Cleòmedes d'Atenes, autor de la Venus de Mèdici (segle i aC); i Pasíteles, autor d'El nen de l'espina. Stephanos, un deixeble de Pasíteles, va ser autor de l'Atleta de Vila Albani (50 aC), figura que va tenir un enorme èxit, fet corroborat perquè ens han arribat 18 còpies, i que va originar una variant amb una altra figura, creant un grup de vegades identificat amb Mercuri i Vulcà, i altres amb Orestes i Pílades, del qual una còpia, anomenada Grup de Sant Ildefons (10 aC), es conserva al Museu del Prado, on les dues figures recorden una al Dorífor de Policlet i una altra a l'Apol·lo Sauròcton de Praxíteles. Altres obres anònimes que guarden relació estilística amb l'art grec hel·lenístic són el Púgil en repòs, conservat al Museu de les Termes de Roma (100 aC - 50 aC) i el Príncep hel·lenístic del mateix museu (100 aC - 50 aC)

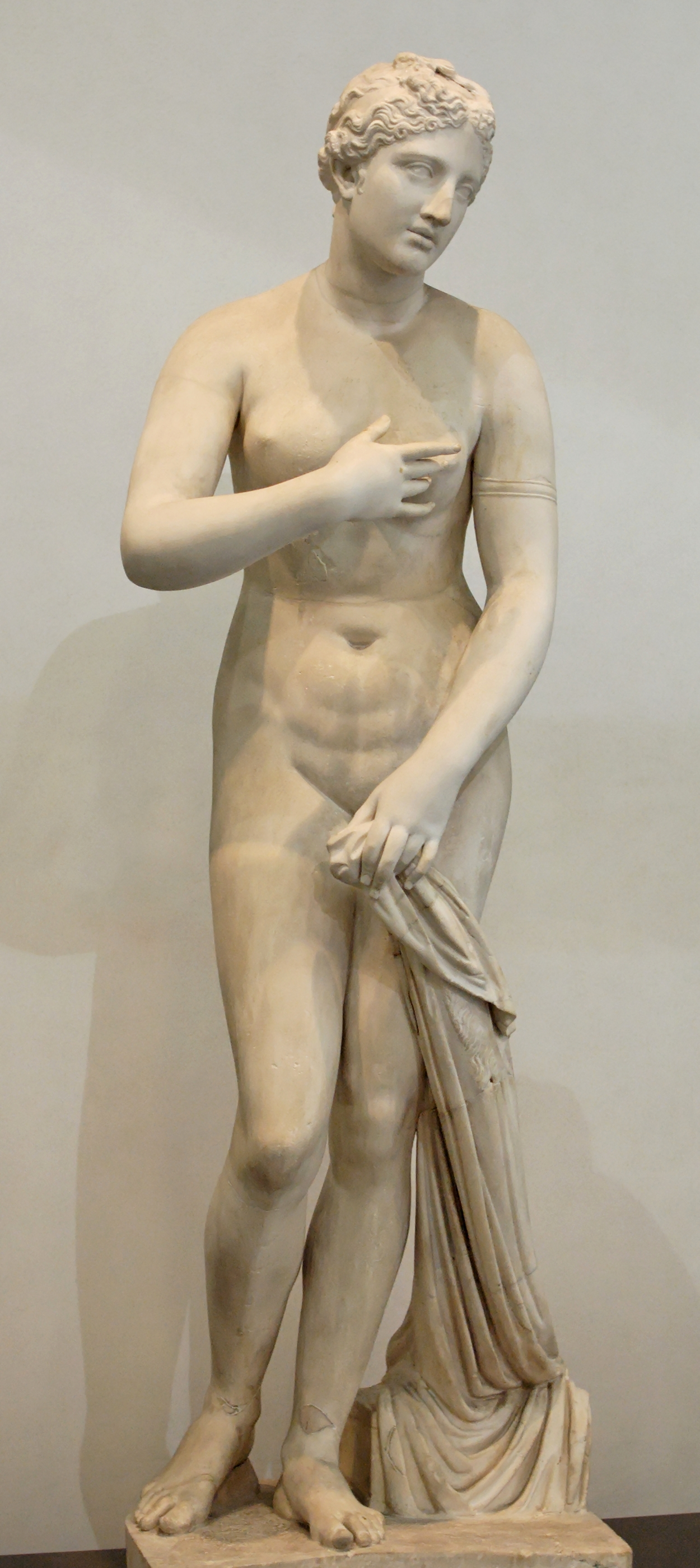
Afrodita de Menofant (segle i aC), Museu Nacional Romà
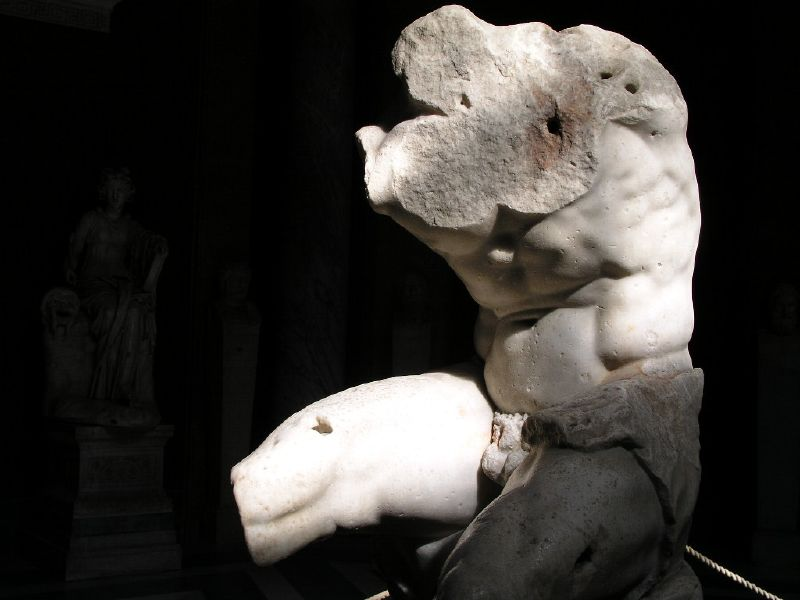
Tors del Belvedere (segle i aC), d'Apol·loni d'Atenes. Museu Pius-Clementí, Vaticà.
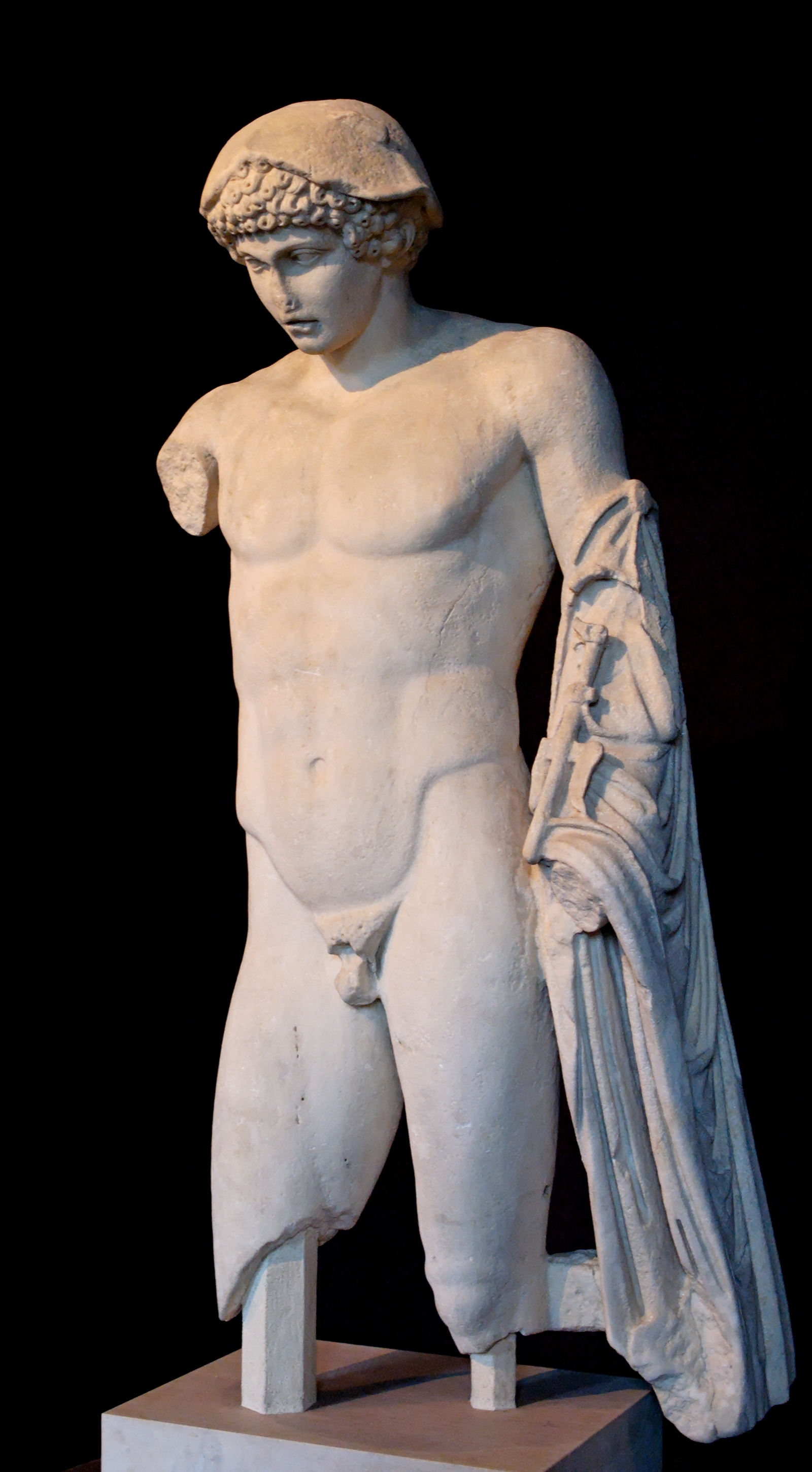
Hermes Ludovisi (segle i aC), còpia d'un original del segle v aC atribuït a Fídies. Museu Nacional Romà
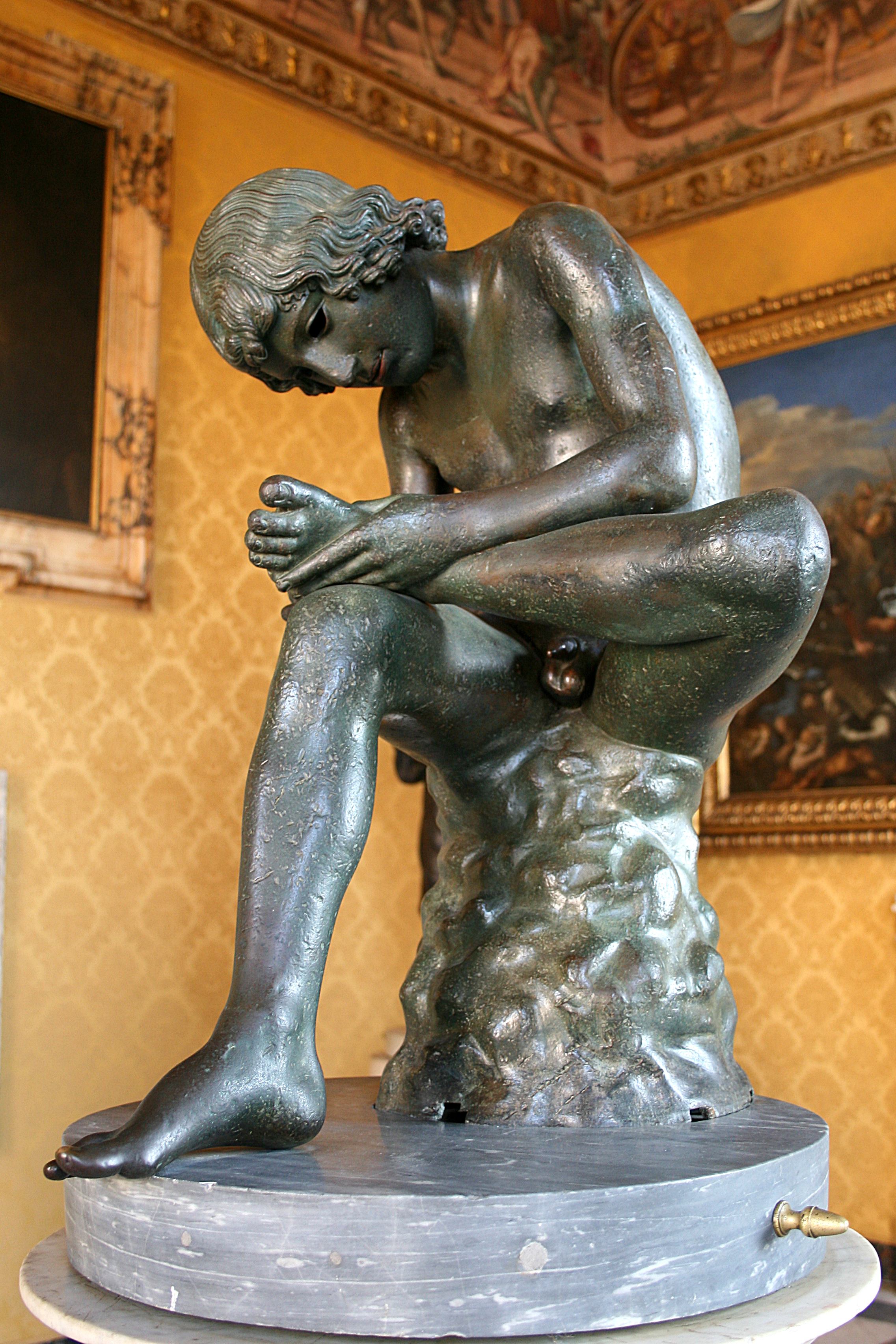
El nen de l'espina, Obra romana de l'època hel·lenística tardana amb models clàssics i hel·lenístics

Quant a la producció pròpiament romana, encara mantenint la influència grega, són característiques les estàtues d'emperadors romans divinitzats, nus com els déus grecs, que si bé mantenen un cert idealisme mostren un major estudi del natural quant a les faccions de els seus retrats. En poques obres es percep algun segell estilístic diferenciat respecte a les gregues, com a la Venus de Cirene (Museu de les Termes, Roma), que mostra un naturalisme anatòmic més gran que les figures gregues, si bé mantenint l'elegància i sensualitat del nu femení grec. Una original innovació temàtica va ser la de les Tres Gràcies, de la qual hi ha diverses còpies (Siena, Louvre), gairebé totes datables al segle i. És un tema iconogràfic provinent del grup de les càrites (divinitats de la bellesa) que acompanya Afrodita, generalment representat amb tres germanes (Eufròsine, Talia i Aglaia), agafades pels braços i disposades dues d'elles en forma frontal i la del centre tornada enrere. Aquest tema va tenir molt èxit en època renaixentista i barroca.

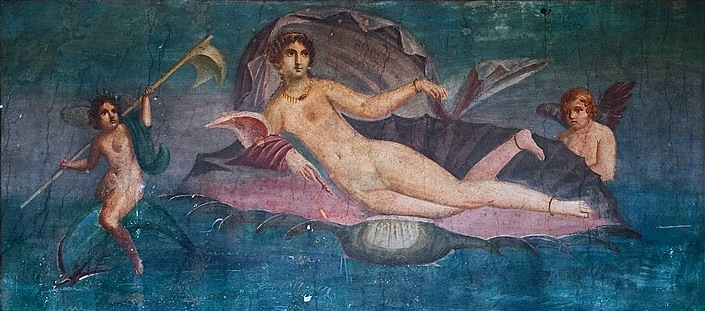
Mural de Pompeia (Casa de Venus), de Venus Anadyomene (segle i).

Durant l'època imperial l'interès pel nu va decaure, en paral·lel al concepte idealitzant de l'escultura, cobrant més rellevància el realisme i la descripció detallada dels detalls, fins i tot els més lletjos i desagradables, estil que va tenir la seva major cristal·lització en el retrat. Tot i així, es van facturar magnífiques peces, com les estàtues de Mart i Mercuri que decoren la Vil·la Adriana (125), o l'Apoteosi d'Antoní i Faustina que figura a la base de la Columna d'Antoní Pius (161) (actualment al Museu Vaticà), o fins i tot els Dioscurs de Montecavallo, de les Termes de Constantí, a la Plaça del Quirinal de Roma (330).

#### Ars erotica
Quant a la pintura, de la qual ens han arribat nombroses mostres gràcies sobretot a les excavacions a Pompeia i Herculà, malgrat el seu caràcter eminentment decoratiu ofereixen gran varietat estilística i riquesa temàtica, amb una iconografia que va des de la mitologia fins a les escenes més quotidianes, passant per festes, danses i espectacles de circ.

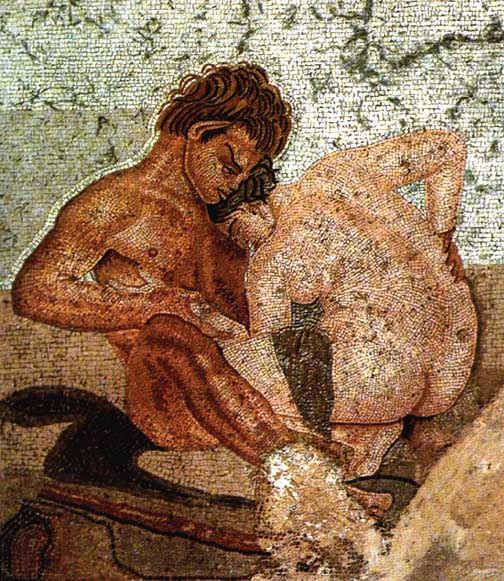
Mosaic enrajolat que representa un sàtir en companyia d'una nimfa, a la Casa del Faune
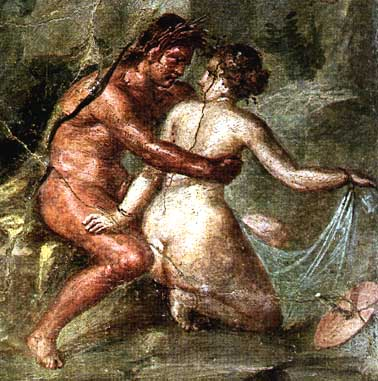
Pintura mural trobada a la Casa dels Epigrames, d'època neroniana
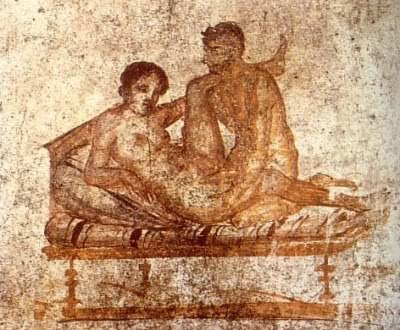
Mural d'una escena eròtica que representa relacions sexuals heterosexuals
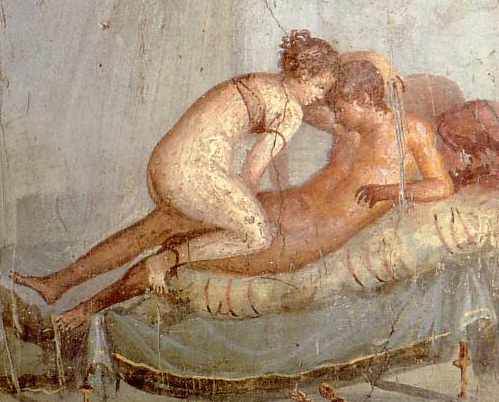
Una prostituta amb el seu client. Mosaic de la Casa del Centenari

En aquestes escenes abunda el nu, amb una clara tendència a l'erotisme, que es mostra sense embuts, com una faceta més de la vida. Entre les múltiples escenes que decoren els murs de Pompeia (sobretot del lupanar de la ciutat, però també els de les termes) i en què és present el nu convé recordar: Les tres Gràcies, Venus Anadiòmena, Invocació a Príap, Cassandra raptada per Àiax, El petó del faune, Bacant sorpresa per un sàtir, La violació de la nimfa Iftime, Hèrcules reconeixent a Tèlef a Arcàdia, El centaure Quiró instruint al jove Aquil·les, Perseu alliberant Andròmeda, Les noces aldobrandines, etc.

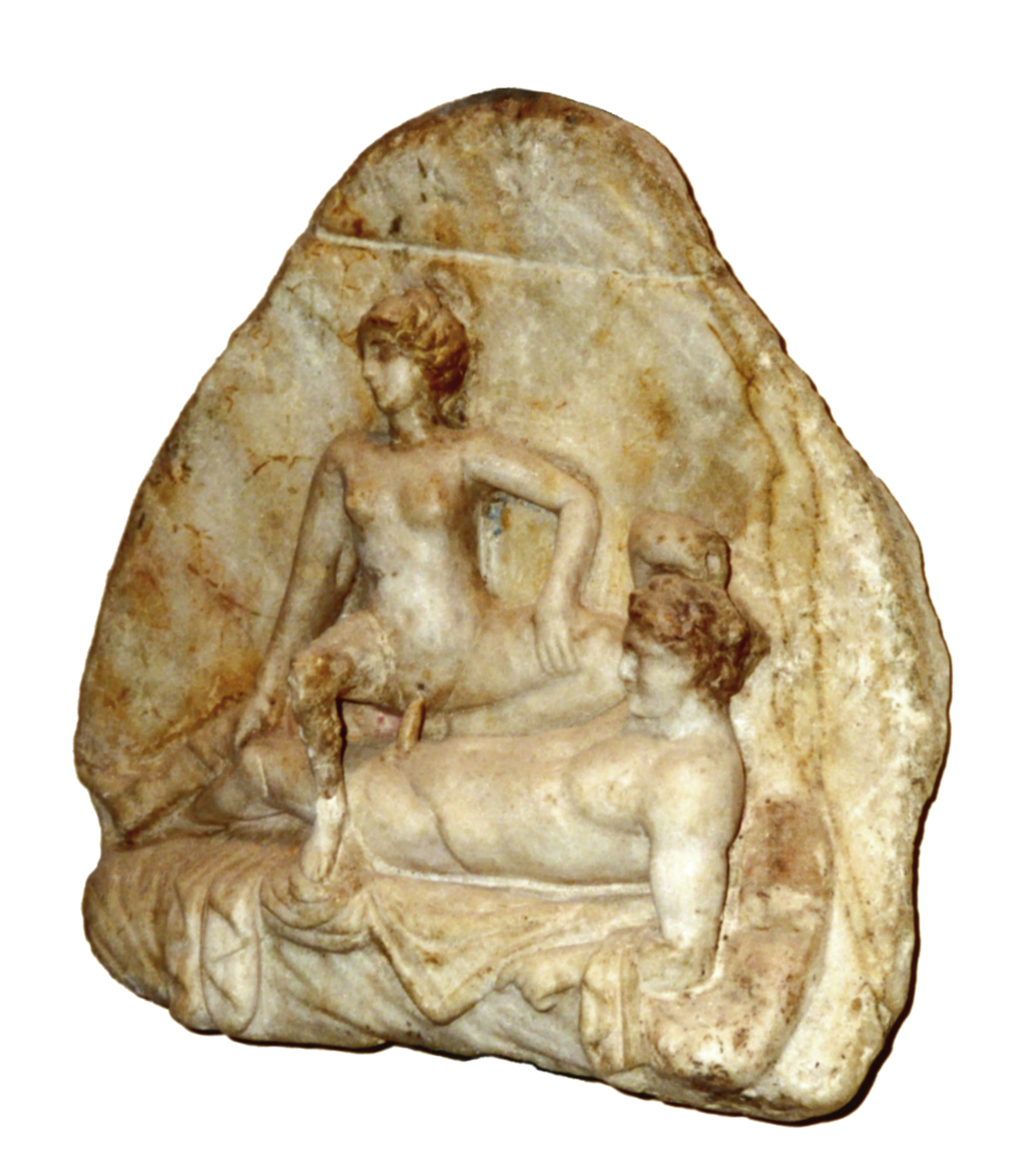
Relleu de marbre amb una escena d'una relació sexual (d'una caupona pompeiana).
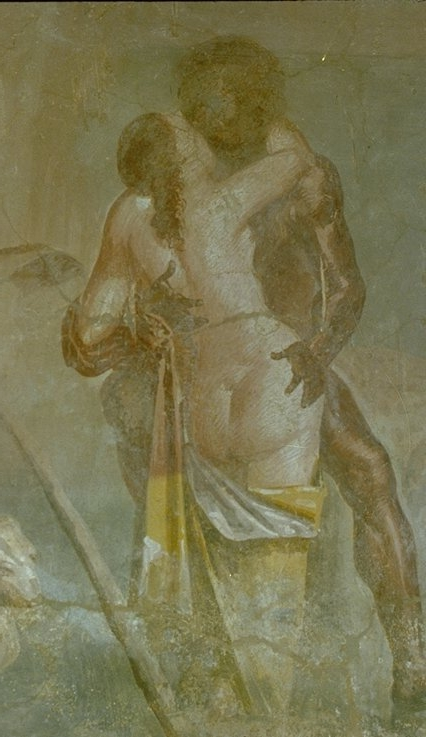
Fresc d'una habitació de Pompeia
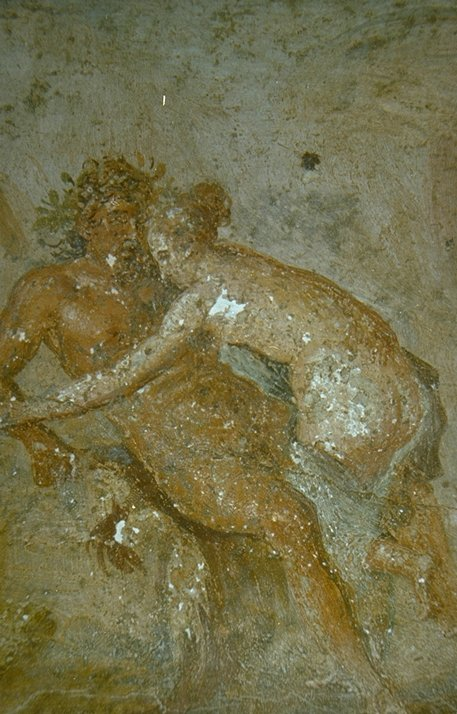
Fresc eròtic
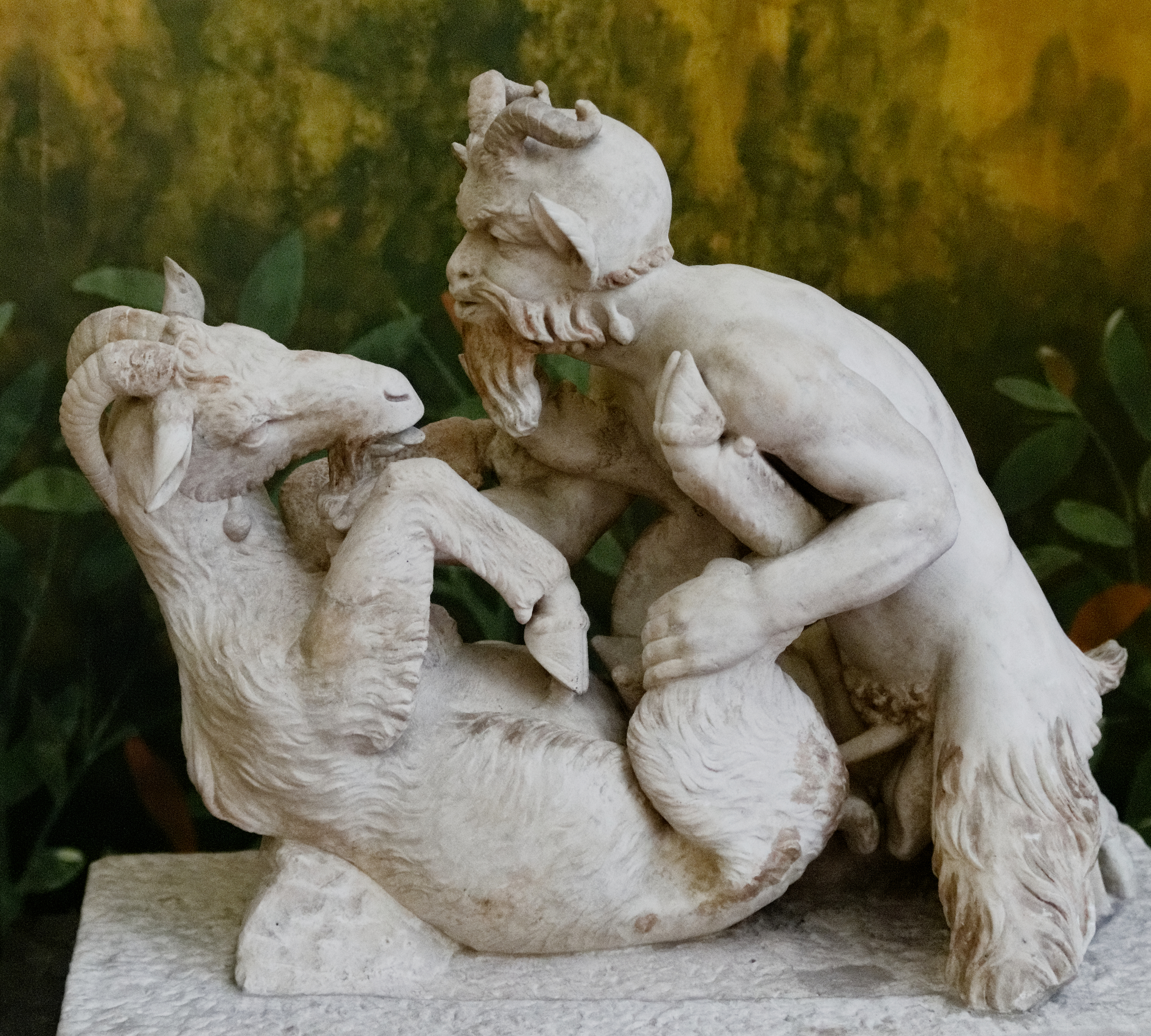
Pan aparellant-se amb una cabra, en marbre de Carrara. Del peristil rectangular de la Vil·la dels Papirs d'Herculà (descobert el 1752)

#### Antínous
Un cas a part és el relatiu a Antínous, el bell jove de Bitínia molt estimat per l'emperador romà del segle ii Hadrià. Arran de la mort del jove en circumstàncies que van romandre fosques, caigut i ofegat al Nil, Hadrià va voler portar-lo a l'apoteosi (omplint l'imperi, especialment les províncies orientals, amb estàtues i busts que el representen).

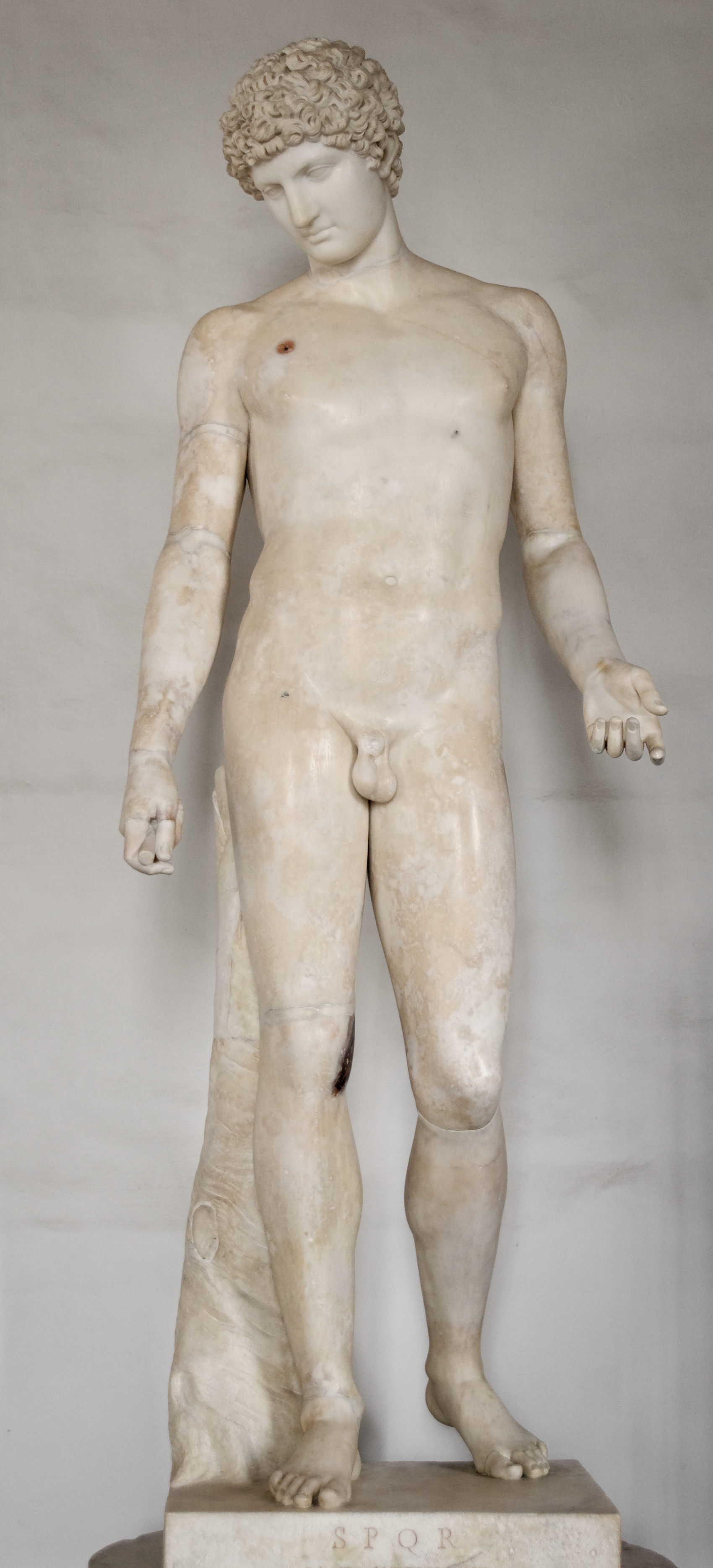
Antínous Capitolí (segle ii). Sala del Gladiador dels Museus Capitolins

Es calcula que en total n'han pogut ser més de dos mil, dels quals uns quants centenars ens han arribat; la particular originalitat de la mà d'obra i de la postura han creat l'anomenat «tipus Antínous», amb cabells arrissats que descendeixen al coll, un rostre generalment melancòlic amb els ulls sovint abaixats i el cap lleugerament girat cap a l'esquerra. Entre aquests hi ha els nus heroics de l'adolescent que va morir prematurament disfressat d'alguna divinitat.
Alguns exemples són el bust anomenat Antínous Mondragó i l'Antínous Capitolí, una feliç barreja de l'art adrià entre el favorit de l'emperador i el déu Hermes, però també el que s'anomena Hermes Pius-Clementí, també conegut com «Antínous Belvedere».

## Art medieval
La caiguda de l'Imperi Romà d'Occident va marcar l'inici a Europa de l'Edat Mitjana, etapa de certa decadència política i social, ja que la fragmentació de l'imperi en petits estats i la dominació social de la nova aristocràcia militar va suposar la feudalització de tots els territoris anteriorment administrats per la burocràcia imperial. L'art clàssic va ser reinterpretat per les noves cultures dominants, d'origen germànic, mentre que la nova religió, el cristianisme, va impregnar la major part de la producció artística medieval. A l'art medieval es van succeir diverses fases, des de l'art paleocristià, passant pel preromànic, fins al romànic i el gòtic, incloent-hi el romà d'Orient i el dels pobles germànics.
A l'Edat Mitjana, la teologia moral distingia quatre tipus de nu:
- nuditas naturalis, l'estat natural de l'ésser humà;
- nuditas temporalis, un estat artificial imposat per la transitorietat, generalment vinculat a la pobresa;
- nuditas virtualis, com a símbol de virtut i innocència;
- nuditas criminalis, el lligat amb la luxúria i la vanitat.

Un altre element freqüent de nu en l'art medieval (sobretot en els Apocalipsis dels Beats) era la representació dels morts, com a símbol de despullament de tot el terrenal.
La teologia cristiana dividia l'ésser humà en «cos perible» i «ànima immortal», sent aquesta última l'única que tenia consideració com una cosa preciosa que calia conservar. Amb la desaparició de les religions paganes es va perdre la major part del contingut iconogràfic relacionat amb el nu, que va quedar circumscrit als escassos passatges de les Sagrades Escriptures que ho justificaven. En els pocs casos de representació del nu són figures anguloses i deformades, allunyades de l'harmoniós equilibri del nu clàssic, quan no són formes deliberadament lletges i malmeses, com a senyal del menyspreu que se sentia pel cos, que era considerat un simple apèndix de l'ànima. En les escasses representacions de nu femení (generalment figures d'Eva) són figures de ventre engruixat, espatlles estretes i cames rectilínies, encara que en canvi se sol treballar el rostre de manera personalitzada, cosa que no passava a l'antiguitat.
La figura humana va ser sotmesa a un procés d'estilització, en què es perd la descripció naturalista per emfatitzar el caràcter transcendent i el llenguatge simbòlic de la religió cristiana, paral·lelament a la pèrdua de perspectiva i la geometrització de l'espai, donant com a resultat un tipus de representació on importa més el contingut simbòlic, el missatge inherent a la imatge, que no pas la descripció de la realitat. La religió cristiana, influïda per la idea platònica del cos com a presó de l'ànima, va perdre l'interès en l'estudi de les formes anatòmiques naturalistes centrant la representació de l'ésser humà en l'expressivitat.

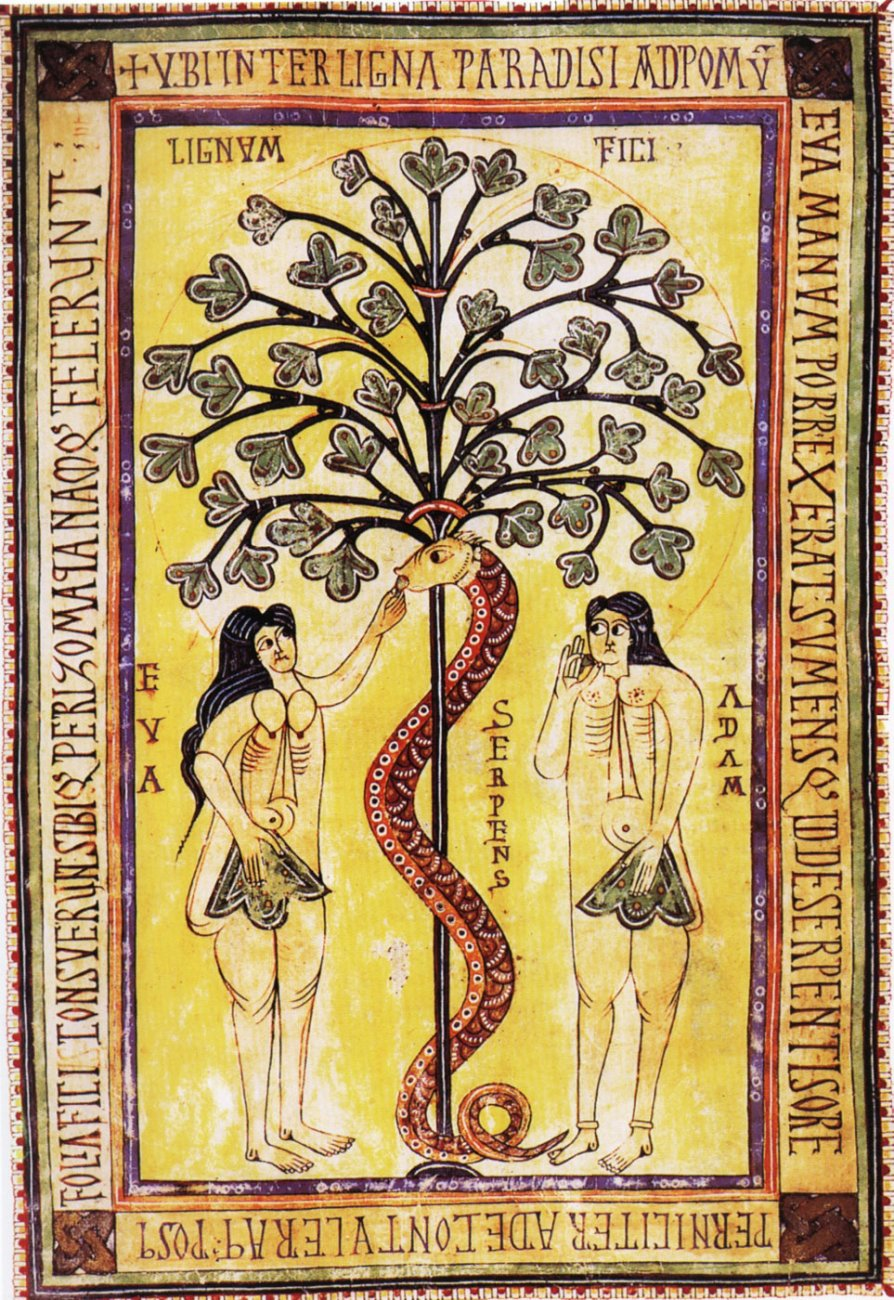
Adam i Eva i l'Arbre del Bé i el Mal. Miniatura del Codex Vigilanus (970-992), RBME d-I-2, fol. 17r. Reial Biblioteca de Sant Llorenç de l'Escorial
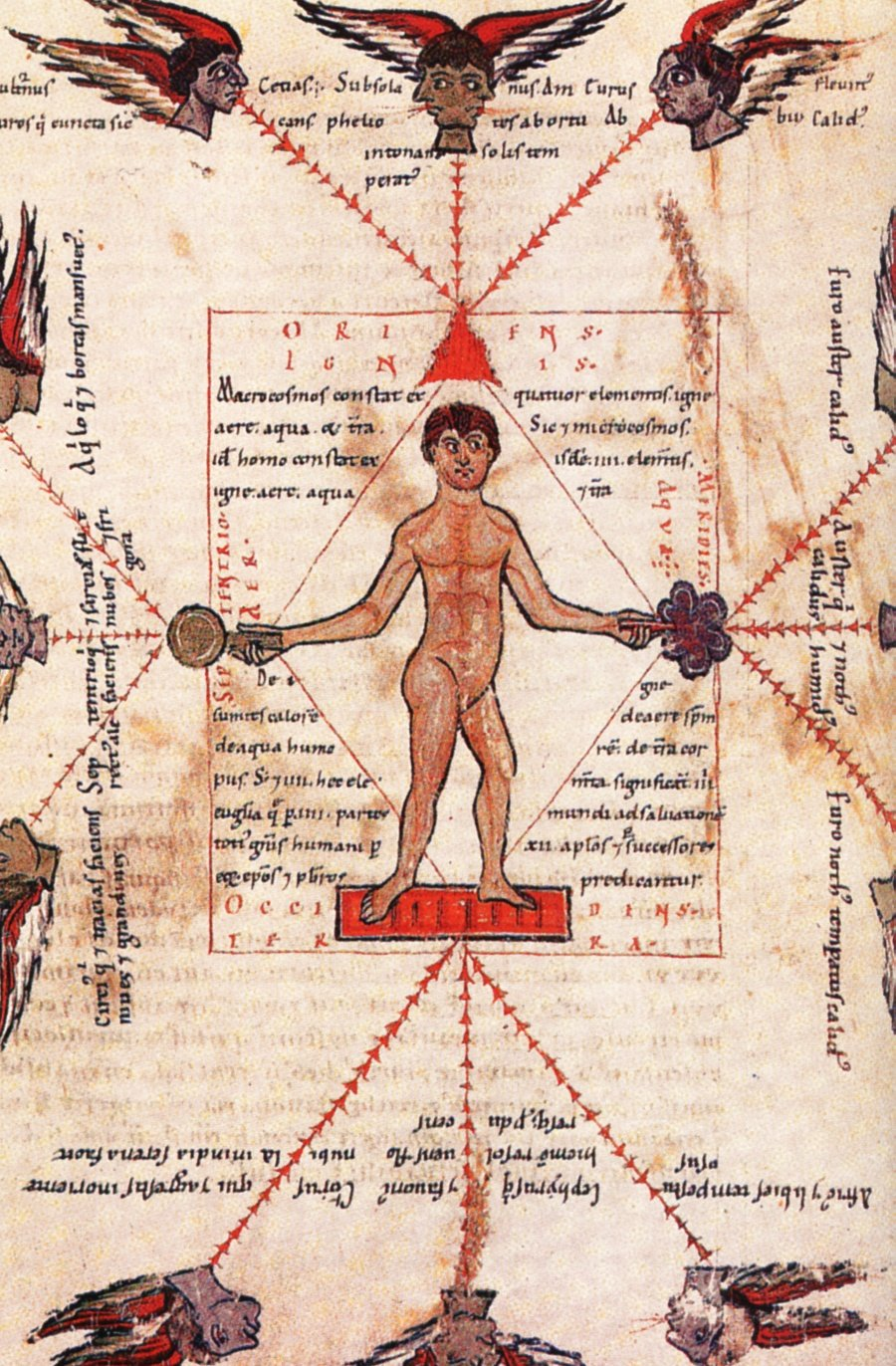
Representació de l'homo quadratus: Vents, elements, temperaments. Miniatura del Manuscrit astronòmic. Baviera, segle xii
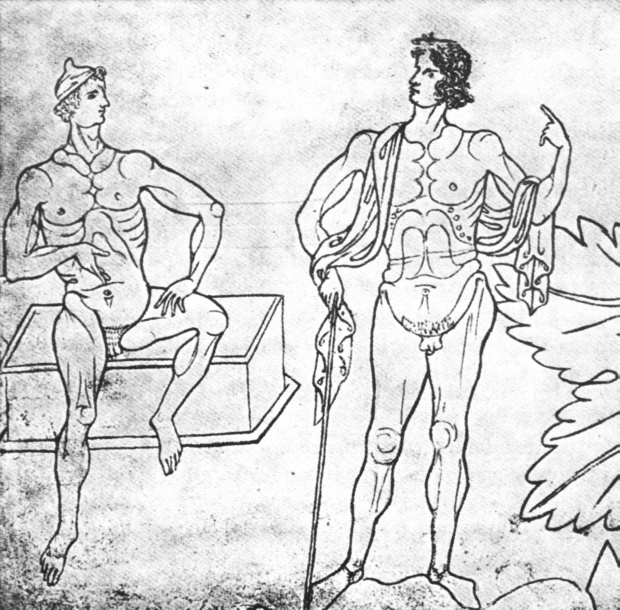
Dibuix de figures antigues, del Livre de portraiture (segle xiii), de Villard d'Honnecourt. Bibliotaca Nacional de França. Còpia d'uns bronzes gal·loromans representant Dionís i Hermes

Tot i que durant l'Edat Mitjana es va perdre l'estudi de la proporció al cos humà, aquest va ser objecte d'una simbologia cosmogònica d'aplicacions matemàtiques i estètiques: l'homo quadratus. Partint del corpus platònic, la cultura medieval considerava el món com un gran animal (i, per tant, com un ésser humà) mentre que l'home era concebut com un món, un microcosmos dins el gran cosmos de la Creació. Aquesta teoria relacionava la simbologia del número quatre amb la naturalesa, que alhora s'aplicava a l'art: hi ha quatre punts cardinals, quatre estacions, quatre fases de la lluna, quatre vents principals; i quatre és el nombre de l'home, teoria que es retrotrau a Vitruvi i la seva concepció de l'home com a quadrat ideal, corresponent l'amplada dels seus braços estesos a la seva alçada.
Als seus inicis, el cristianisme (encara sota una forta influència del judaisme) havia prohibit no només el nu, sinó gairebé qualsevol imatge de figura humana, ja que suposava una transgressió del segon manament, i condemnava els ídols pagans com a llar de dimonis. El fet que molts déus pagans estiguessin representats en pintura i escultura de forma humana, i moltes vegades nus, va fer que els primitius cristians identifiquessin el nu amb la idolatria pagana, sinó que veien directament una vinculació diabòlica. Tanmateix, la fi del paganisme i l'assimilació de la filosofia neoplatònica per la moral cristiana va fer que el cos s'acceptés com a receptacle de l'esperit, i la nuesa com un estat degradat de l'ésser humà, però natural i acceptable. Tot i així, l'art medieval va perdre completament el concepte de bellesa corporal inherent a l'art clàssic, i quan era representat (en els passatges bíblics que ho requerien, com el d'Adam i Eva), eren cossos deformes, reduïts a línies bàsiques, amb els atributs sexuals minimitzats, cossos poc atractius, exempts de qualitats estètiques. El període gòtic va suposar un tímid intent de refer la figura humana, més elaborada i partint d'unes premisses més naturalistes, però sota un cert convencionalisme que subjectava les formes a una rigidesa i una estructura geometritzant que supeditava el cos a l'aspecte simbòlic de la imatge, sempre sota premisses de la iconografia cristiana.
Les poques representacions del nu en l'art medieval estaven circumscrites a passatges bíblics que ho justificaven, com Adam i Eva al Paradís o el martiri i crucifixió de Jesucrist. La imatge de Jesús a la creu va tenir dues transcripcions iconogràfiques principals: la de Crist desvestit, anomenada «d'Antioquia», i la del Redemptor amb una túnica, anomenada «de Jerusalem». No obstant això, malgrat el caràcter purità i contrari a la nuesa del cristianisme primitiu, va ser la versió nua la que va triomfar i es va acceptar com a versió canònica del tema, sobretot des d'època carolíngia. El patiment de Crist a la creu ha estat sempre un tema de gran dramatisme, per la qual cosa en certa manera va enllaçar amb el pathos hel·lenístic, amb imatges on el nu és vehicle d'una intensa expressió de patiment, per la qual cosa l'anatomia es mostra deformada, desestructurada, sotmesa a l'expressió emocional del dolor. Una postura típica és la de Jesús amb el cap caigut cap a un costat i el cos inclinat per compensar la posició del cos, apreciable per primera vegada al llibre d'oracions de Carles el Calb i a la Creu de Gero de la Catedral de Colònia (segle x), i que posteriorment inclouria alguna petita modificació, amb el cos més corbat i els genolls doblegats, com a les creus pintades de Cimabue. Però al nord d'Europa es va imposar una imatge encara més dramàtica de la crucifixió, on l'angoixa arriba a autèntics nivells de paroxisme, com al Retaule d'Isenheim de Matthias Grünewald.

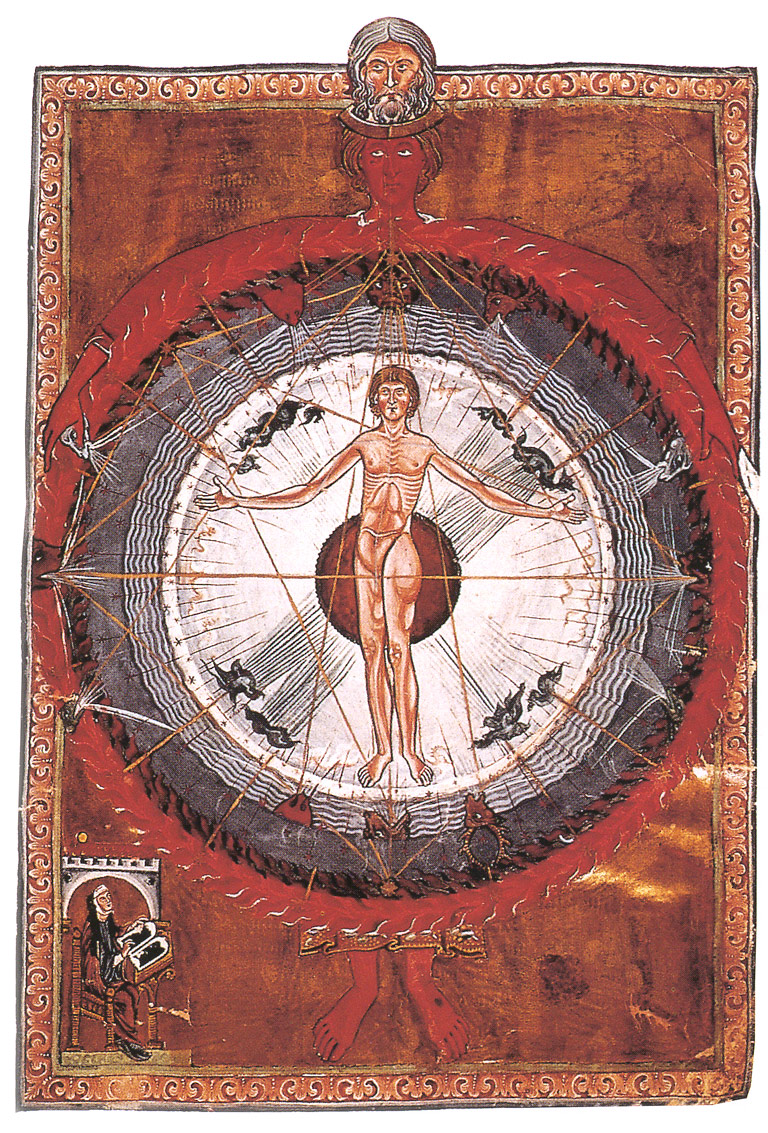
La Creació amb l'Univers i l'Home còsmic. Miniatura del Liber Divinorum Operum (1230), de Hildegarda de Bingen. Biblioteca Estatal, Lucca
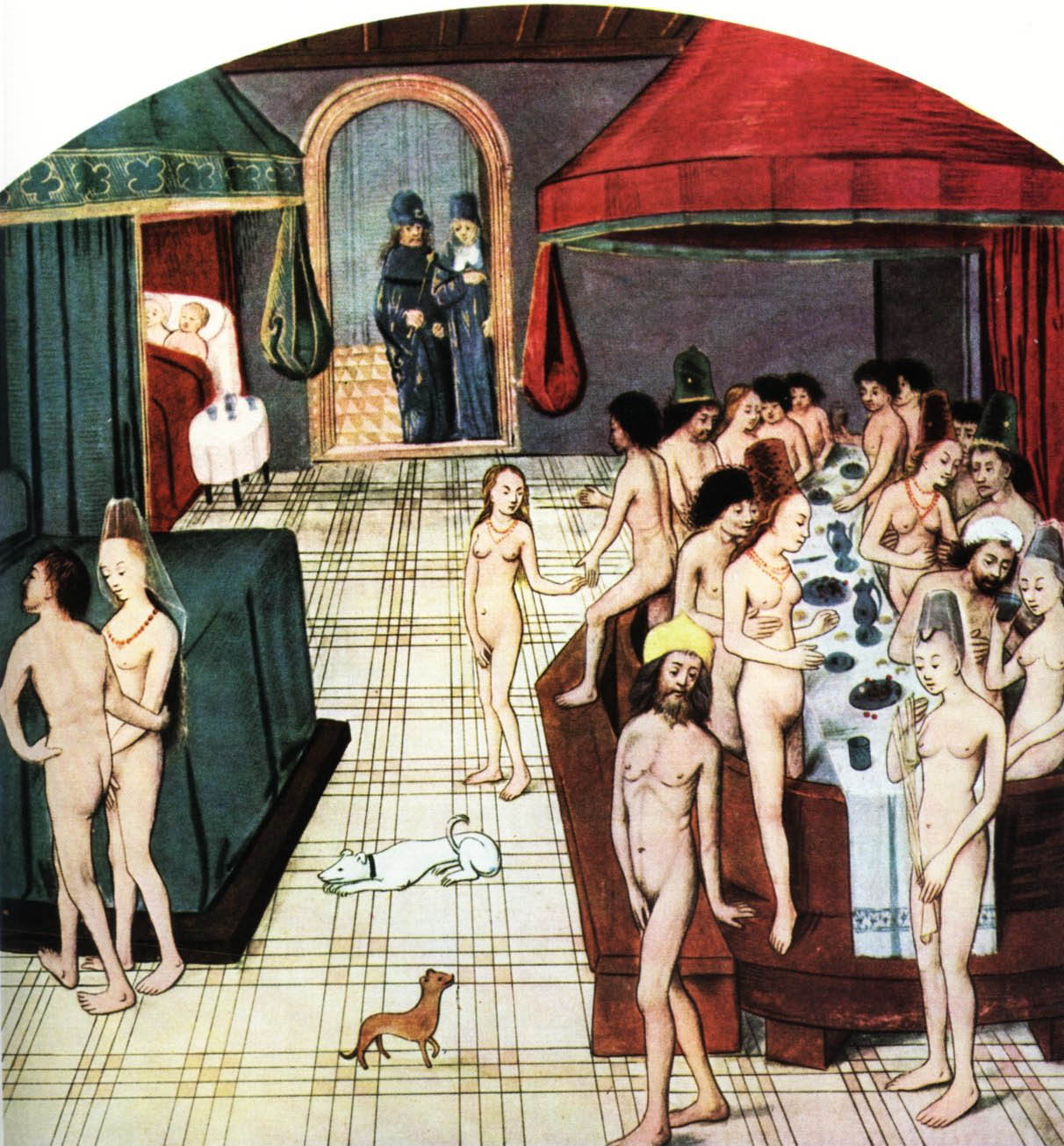
Escena en una casa de banys. Miniatura del segle xv
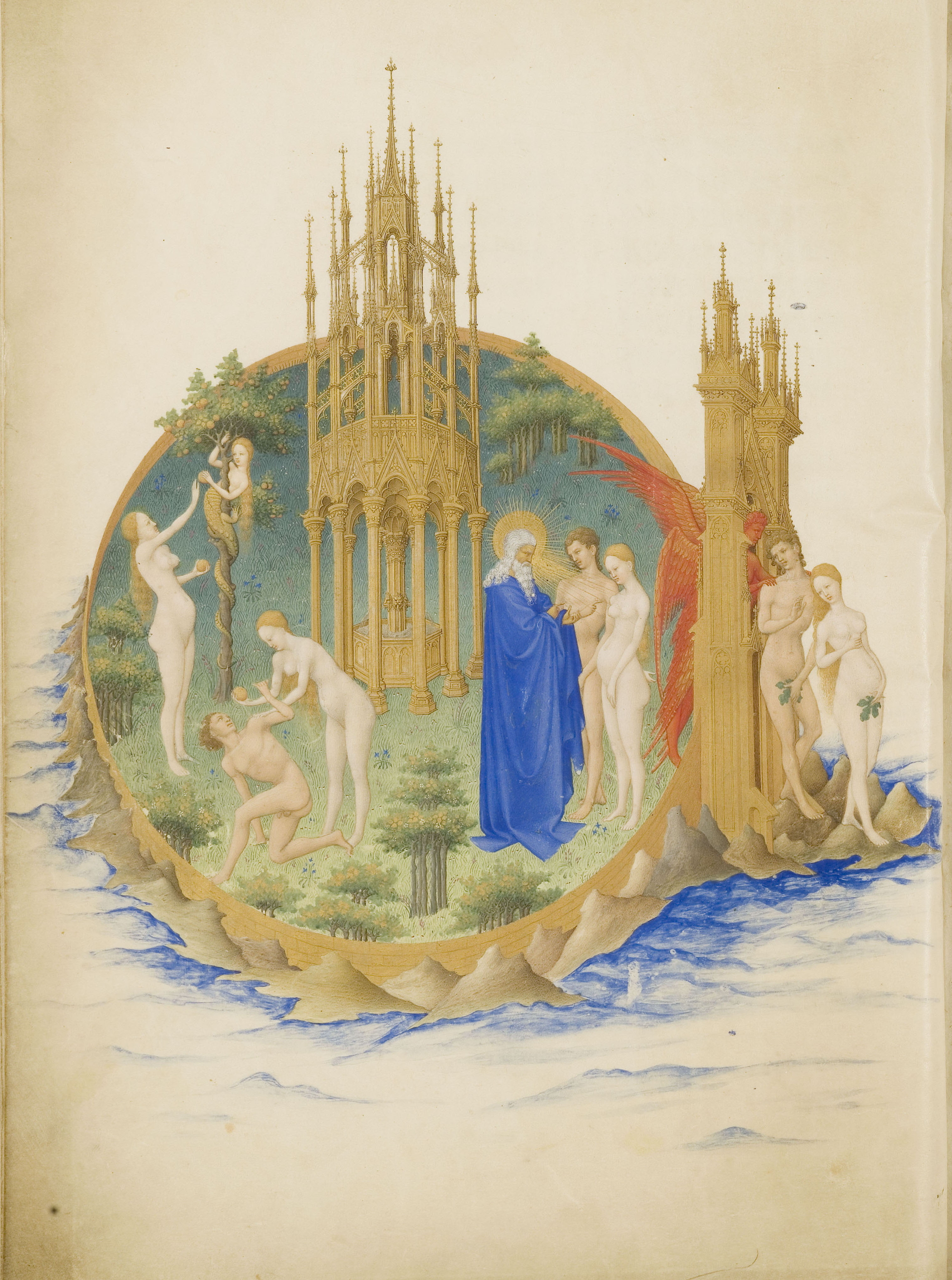
El Pecat i l'Expulsió del Paradís. Miniatura de Les molt riques hores del Duc de Berry (1416), dels Germans de Limbourg. Museu Condé, Chantilly

L'art paleocristià va transformar nombrosos motius clàssics en escenes cristianes. Així, l'antic Hermes Moscòfor va passar a ser la imatge de Jesús com a Bon Pastor, i Orfeu es va convertir en Crist benefactor. Del repertori bíblic, a part d'Adam i Eva, se solia representar nu el profeta Daniel entre els lleons, imatge conservada en una pintura mural del Cementiri dels Giordano a Roma (segle iv), i en un sarcòfag de la Basílica de Sant Joan del Laterà.
En l'art romànic, les poques representacions de nu (generalment circumscrites als passatges del Gènesi sobre Adam i Eva) eren de línies bàsiques, on la figura de la dona amb prou feines es distingia de la de l'home pels pits, reduïts a dos protuberàncies sense forma. Eren figures tosques i esquemàtiques, que mostraven preferentment una actitud de vergonya, cobrint-se les seues parts íntimes amb decòrum. Així es mostra en exemples com els relleus de la Creació, la Caiguda i l'Expulsió de les portes de bronze de la Catedral de Santa Maria de Hildesheim (c. 1010), a l'Adam i Eva de la façana de la Catedral de Mòdena, obra de Wiligelmo (c. 1105), o a la Creació d'Adam i Adam i Eva al Paradís del Mestre de Maderuelo (Museu del Prado). En altres casos es perceben nus totals o parcials en escenes de martiri de sants, com el de Sant Gabí i Sant Ciprià a Saint-Savin-sur-Gartempe (Poitou). Els mateixos temes iconogràfics, tractats potser amb més llibertat, es perceben a la miniatura il·lustrada, com l'Adam i Eva del Còdex Vigilià (Monestir d'El Escorial), o El baptisme de Crist de l'Evangelari de Vyšehrad (1085, Universitat de Praga).
A l'art gòtic el nu va començar a forjar-se principalment a l'entorn germànic, a inicis del segle xiii. Les primeres figures independents i de grandària natural representant un nu són l'Adam i Eva de la Catedral de Bamberg (c. 1235), que encara semblen dues columnes de formes rígides i hieràtiques, però tractades amb cert aire de noblesa. En aquesta època es va ampliar una mica el repertori iconogràfic, especialment amb la incorporació del Judici Final, provinent dels capítols 24 i 25 de Sant Mateu (fins llavors la majoria d'escenes de la història bíblica representada als relleus de les catedrals acabaven amb l'Apocalipsi). L'escena de la resurrecció de la carn contemplava que els cossos estiguessin nus, alhora que en ser ànimes renascudes havien de representar-se segons paràmetres d'una bellesa perfecta, per la qual cosa els artistes es van fixar novament a les obres de l'art clàssic grecoromà, sorgint tractats com el Speculum de Vincent de Beauvais, que contenia instruccions per als artistes basades en antics tractats clàssics. Van començar novament els estudis del natural, existint dades que indiquen que alguns artistes acudien als banys públics per estudiar el cos de forma més detallada, com es comprova al Judici Final de la Catedral de Bourges, amb formes més naturalistes, que recorden les figures dels sarcòfags de l'antiguitat. En aquesta obra, la dona del centre té formes més femenines, i la seva postura en contrapposto té un cert aire policletià, encara que les seves formes són estilitzades i poc sensuals, amb pits petits i separats, ventre pla i malucs reduïts. A poc a poc, el nu gòtic va anar guanyant en naturalitat i en precisió anatòmica, alhora que s'ampliava el repertori temàtic i s'estenia l'ús de la figura nua en tots els àmbits de l'art, no només en escultura i miniatura, sinó en retaules, vitralls, orfebreria, etc. Alguns dels nous temes representats van ser Sant Jerònim i altres ascetes, desposseïts de tot allò material en virtut de la seva renúncia dels béns terrenals, o figures femenines com Maria Magdalena i Maria Egipcíaca. De vegades també es representa en forma humana nua la serp que va temptar Eva al Paradís o el drac vençut per Sant Jordi. Més sensualitat es va atorgar a certes figures femenines de l'Antic Testament, com Betsabé, Susanna, Judit, Dalila i Salomé. Fins i tot de vegades a la Verge Maria se li permetia ensenyar un pit en virtut de la lactància del nen Jesús, com a La Verge i el Nen (1450, també anomenada Madonna dels àngels vermells) de Jean Fouquet.

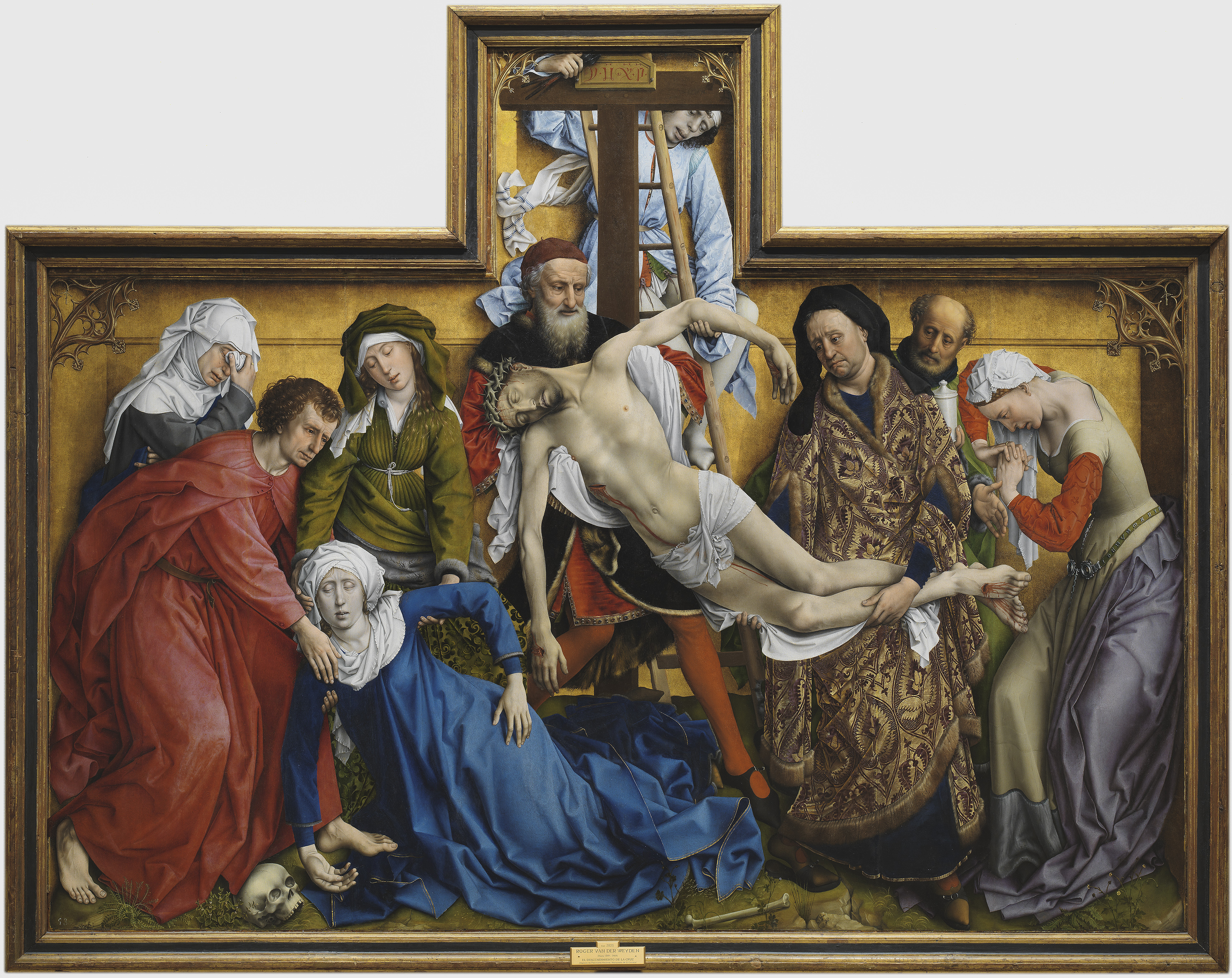
El davallament de la Creu (1436), de Rogier van der Weyden. Museu del Prado, Madrid
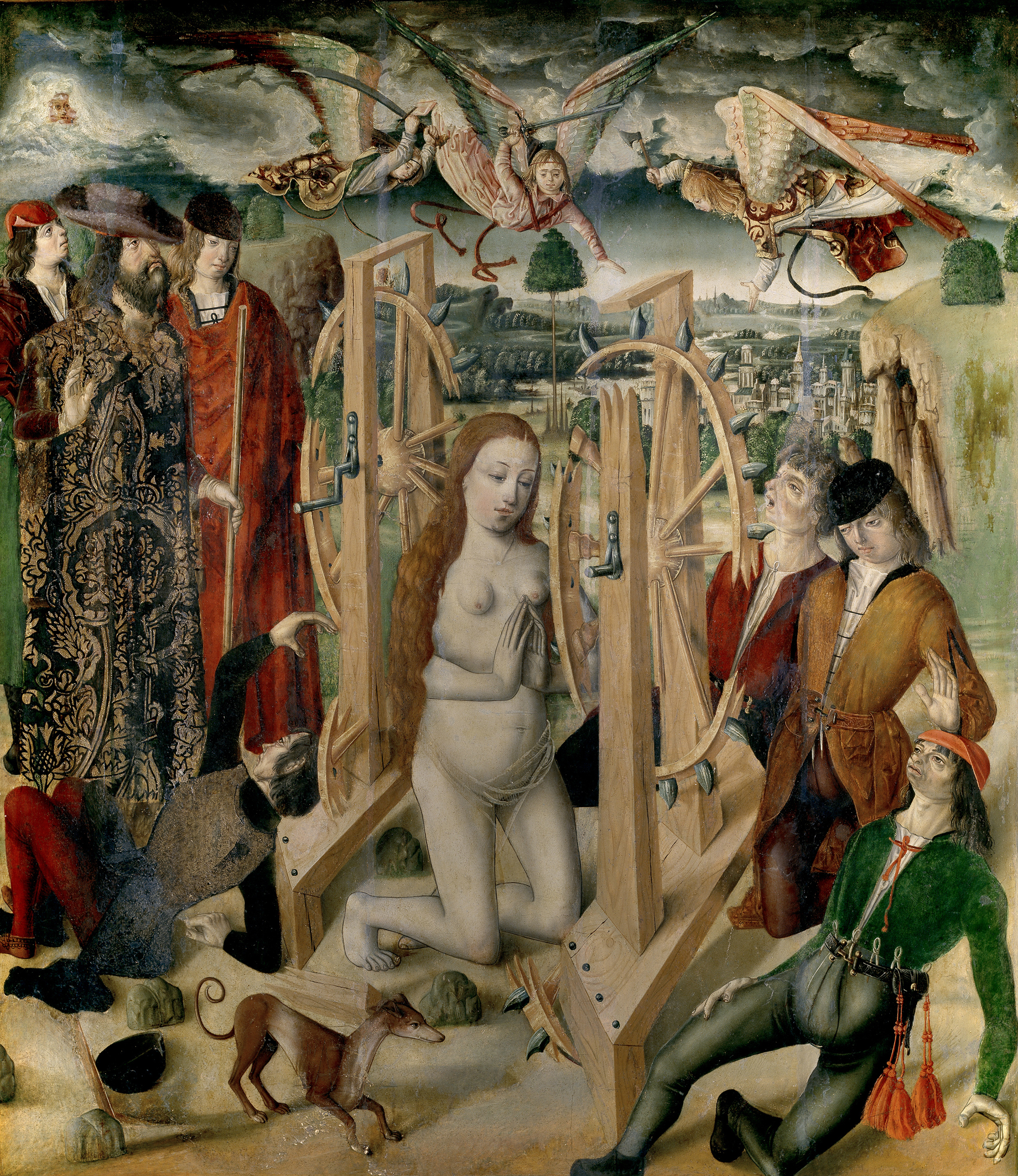
Martiri de Santa Catarina (segona meitat del segle xv), cercle de Fernando Gallego. Museu del Prado, Madrid
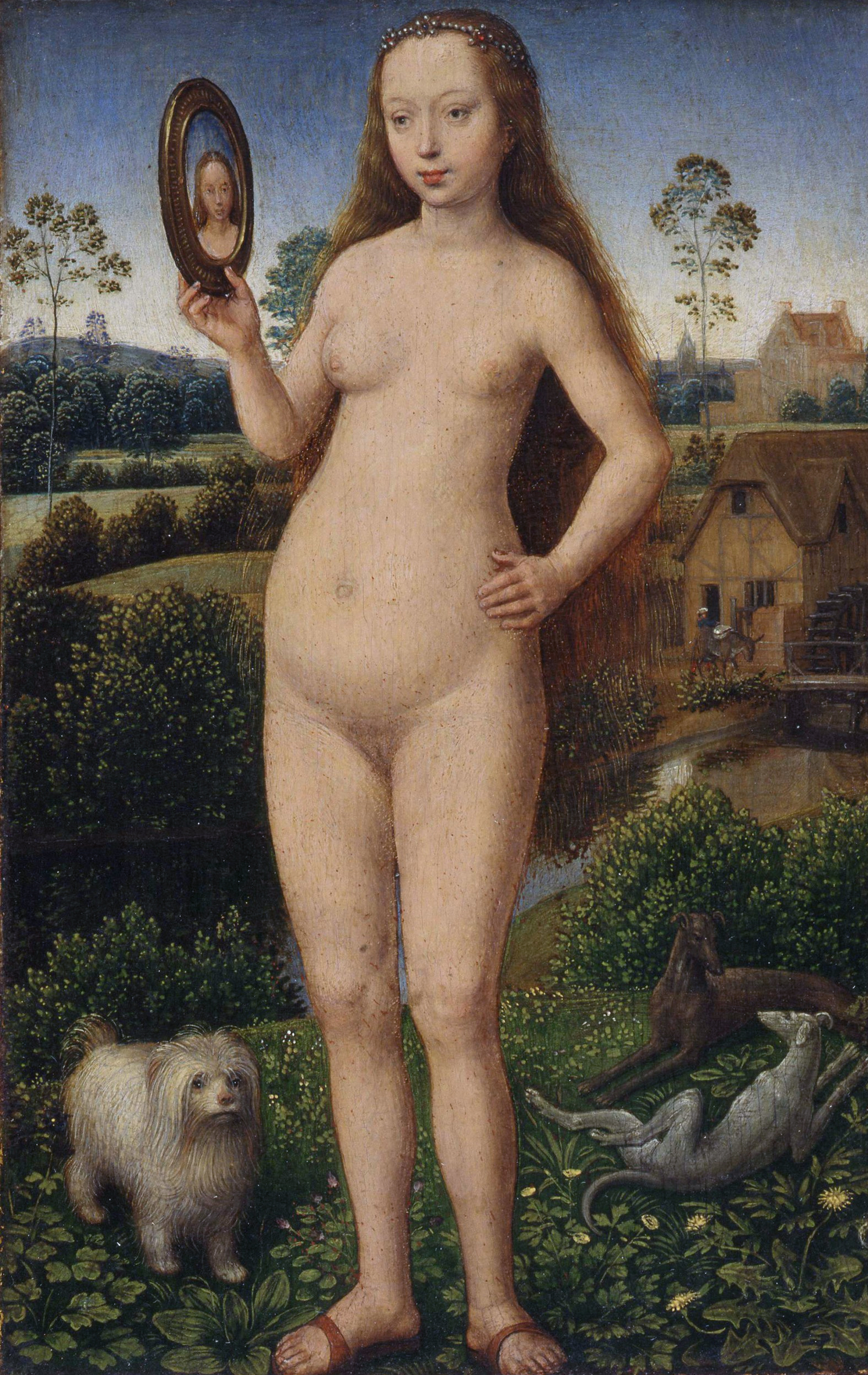
Vanitat (1485), de Hans Memling. Museu de Belles Arts d'Estrasburg

A principis del segle xiv es va realitzar la façana de la Catedral d'Orvieto, obra de Lorenzo Maitani, on va desplegar una gran sèrie de nus que sembla mostrar un interès personal de l'artista en el tema, ja que va triar tots els temes que ho justifiquen: la Creació, la Caiguda de l'Home, el Judici Final. La seva Eva alçant-se del costat d'Adam està indubtablement inspirada en els antics sarcòfags de nereides, i mostra per primera vegada un cert idealisme, una concepció del cos com a receptacle de l'ànima i, com a tal, digne de consideració. En canvi, el Judici Final sembla inspiració nòrdica, en una bigarrada escena que recorda els sarcòfags de batalles o les antigues escenes de gals moribunds.
Al segle xv el nu va tenir una major difusió, emmarcat en el corrent de moda per aquell temps, l'anomenat «gòtic internacional», sorgit entre França, Borgonya i Països Baixos al voltant de l'any 1400. Un dels seus primers exponents va ser Les molt riques hores del Duc de Berry dels Germans de Limbourg (1416), on una escena del Pecat i l'Expulsió del Paradís mostra l'evolució d'Eva des de la naturalitat de la vida a l'Edèn fins a la vergonya del pecat i l'expulsió del Paradís, on pren la forma d'una Venus Púdica que es cobreix amb una fulla de figuera. La seva forma allargada, bulbosa, de pits petits i ventre voluminós, es va convertir en el prototip del nu femení gòtic, que perduraria durant dos-cents anys. Així s'aprecia en figures com l'Eva del Políptic de Gant de Jan van Eyck, a l'Adan i Eva d'Hugo van der Goes i al de Rogier van der Weyden, o en altres figures femenines com la Vanitat de Hans Memling o la Judit de Conrad Meit, on la pudorosa actitud medieval que relacionava el nu com una cosa vergonyant va cedint pas a unes figures més sensuals, més provocatives, més carnalment humanes. A Espanya, van sorgir uns primers tímids intents de nu allunyats de qualsevol sensualitat, seriosos, continguts, com el Descendiment de Crist als Llimbs de Bartolomé Bermejo, el Martiri de Santa Caterina del cercle Fernando Gallego, la figura de Santa Tecla al Retaule Major de la Catedral de Tarragona, de Pere Johan (1429), o La degollació de Sant Cucufat (1504-1507), d'Aine Bru.
El nu més o menys naturalista va començar a aparèixer amb timidesa a la Itàlia prerrenaixentista, generalment en forma d'al·legories, com la imatge de Fortitudo al Baptisteri de Pisa, obra de Nicola Pisano, que evoca lleugerament un atleta policletià; o la figura de la Templança en un púlpit de la Catedral de Pisa (1300-1310), de Giovanni Pisano, en forma de Venus Púdica que cobreix amb els braços les parts íntimes. També es percep a l'obra de Giotto, especialment al seu Judici Final de la Capella dels Scrovegni de Pàdua.

## Art de l'Edat Moderna
L'art de l'Edat Moderna (no confondre amb art modern, que se sol emprar com a sinònim d'art contemporani) es va desenvolupar entre els segles xv i xviii. L'edat moderna va suposar canvis radicals en l'àmbit polític, econòmic, social i cultural: la consolidació dels estats centralitzats va suposar la instauració de l'absolutisme; els nous descobriments geogràfics (especialment el continent americà) van obrir una època d'expansió territorial i comercial, suposant l'inici del colonialisme; la invenció de la impremta va comportar una difusió més gran de la cultura, que es va obrir a tot tipus de públic; la religió va perdre la preponderància que tenia a l'època medieval, a la qual cosa va coadjuvar el sorgiment del protestantisme; alhora, l'humanisme va sorgir com a nova tendència cultural, deixant pas a una concepció més científica de l'home i de l'univers.

### Renaixement
Sorgit a Itàlia al segle xv (Quattrocento), es va expandir per la resta d'Europa des de finals d'aquell segle i inicis del xvi. Els artistes es van inspirar en l'art clàssic grecoromà, per la qual cosa es va parlar de «renaixement» artístic després de l'obscurantisme medieval. Estil inspirat en la natura, van sorgir nous models de representació, com ara l'ús de la perspectiva. Sense renunciar a la temàtica religiosa, va cobrar més rellevància la representació de l'ésser humà i el seu entorn, apareixent noves temàtiques com la mitològica o la històrica, o nous gèneres com el paisatge o el bodegó, cosa que va influir en la revitalització del nu. La bellesa va deixar de ser simbòlica, com a l'era medieval, per tenir un component més racional i mesurat, basat en l'harmonia i la proporció.
L'art renaixentista, en paral·lel a l'antropocentrisme de la filosofia humanista, que feia de l'ésser humà el centre de la nova cosmovisió de la recent inaugurada edat moderna, es va basar en l'estudi de l'anatomia per articular millor la representació del cos humà. El 1543 es va publicar De humani corporis fabrica d'Andreas Vesal, un estudi anatòmic del cos basat en disseccions, on al costat del text destacaven múltiples làmines il·lustratives del cos humà, atribuïts a Jan van Calcar, que van servir de base a altres artistes per a les seves imatges, basades cada cop més en el realisme objectiu. Cal destacar que les làmines del llibre estaven concebudes amb criteris artístics, apareixent esquelets i figures escorxades en poses artístiques o en actituds gesticulants, gairebé teatrals.

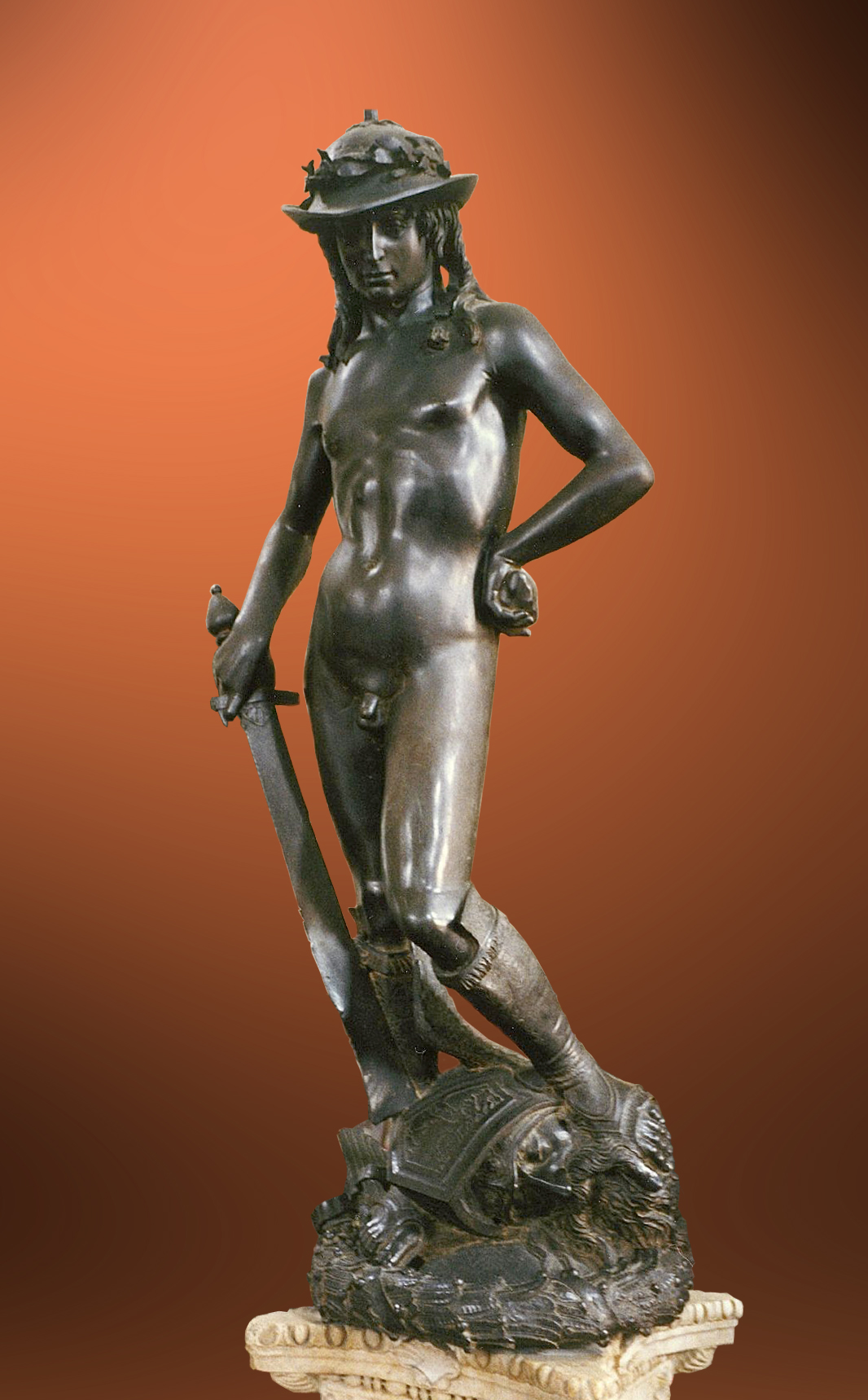
David (c. 1440), de Donatello. Museu Nacional del Bargello, Florència
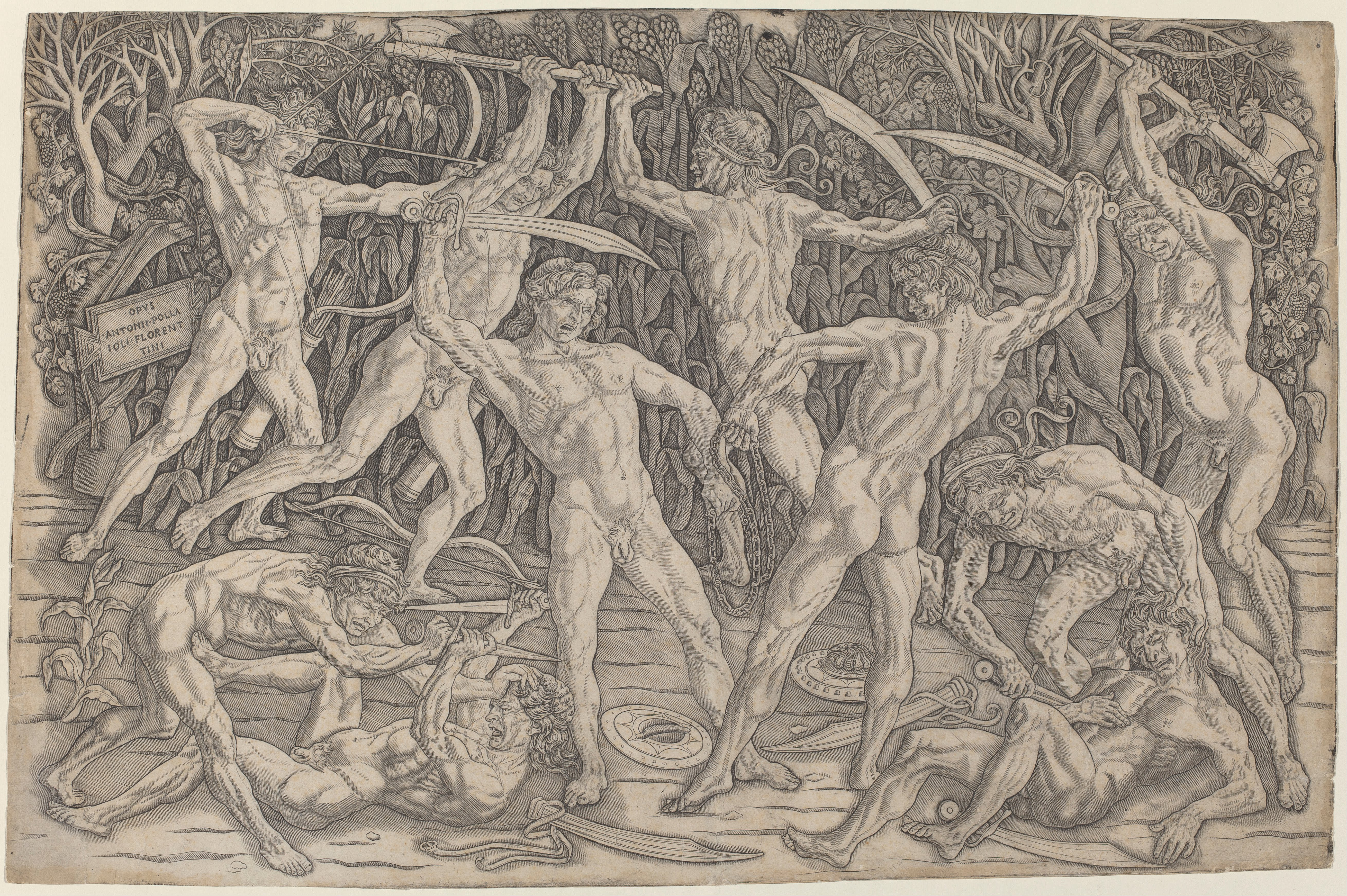
El combat dels homes nus (1470-1480). Famós gravat d'Antonio del Pollaiuolo. Col·lecció Rothschild
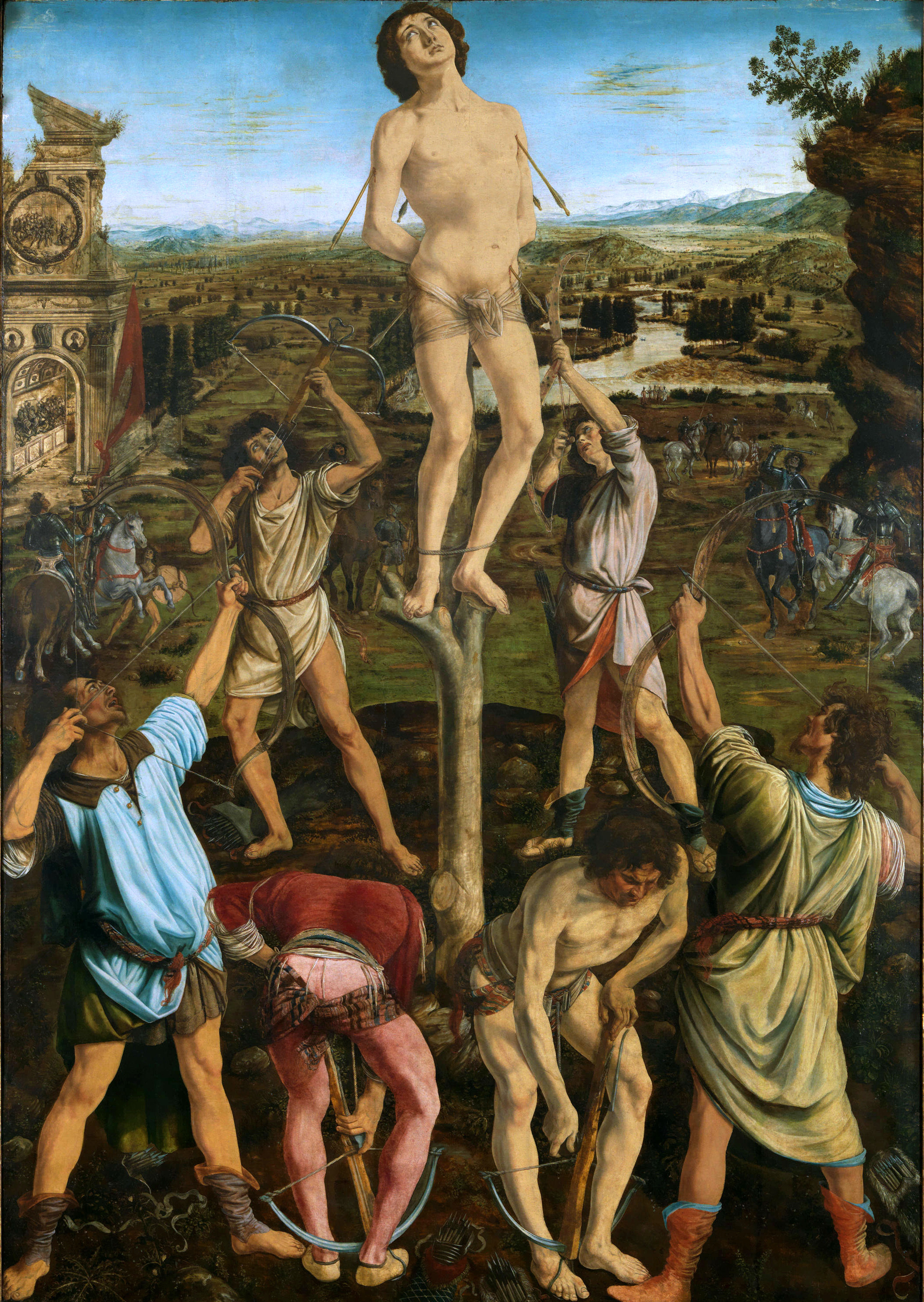
El martiri de Sant Sebastià (1475), d'Antonio i Piero Pollaiuolo. National Gallery, Londres
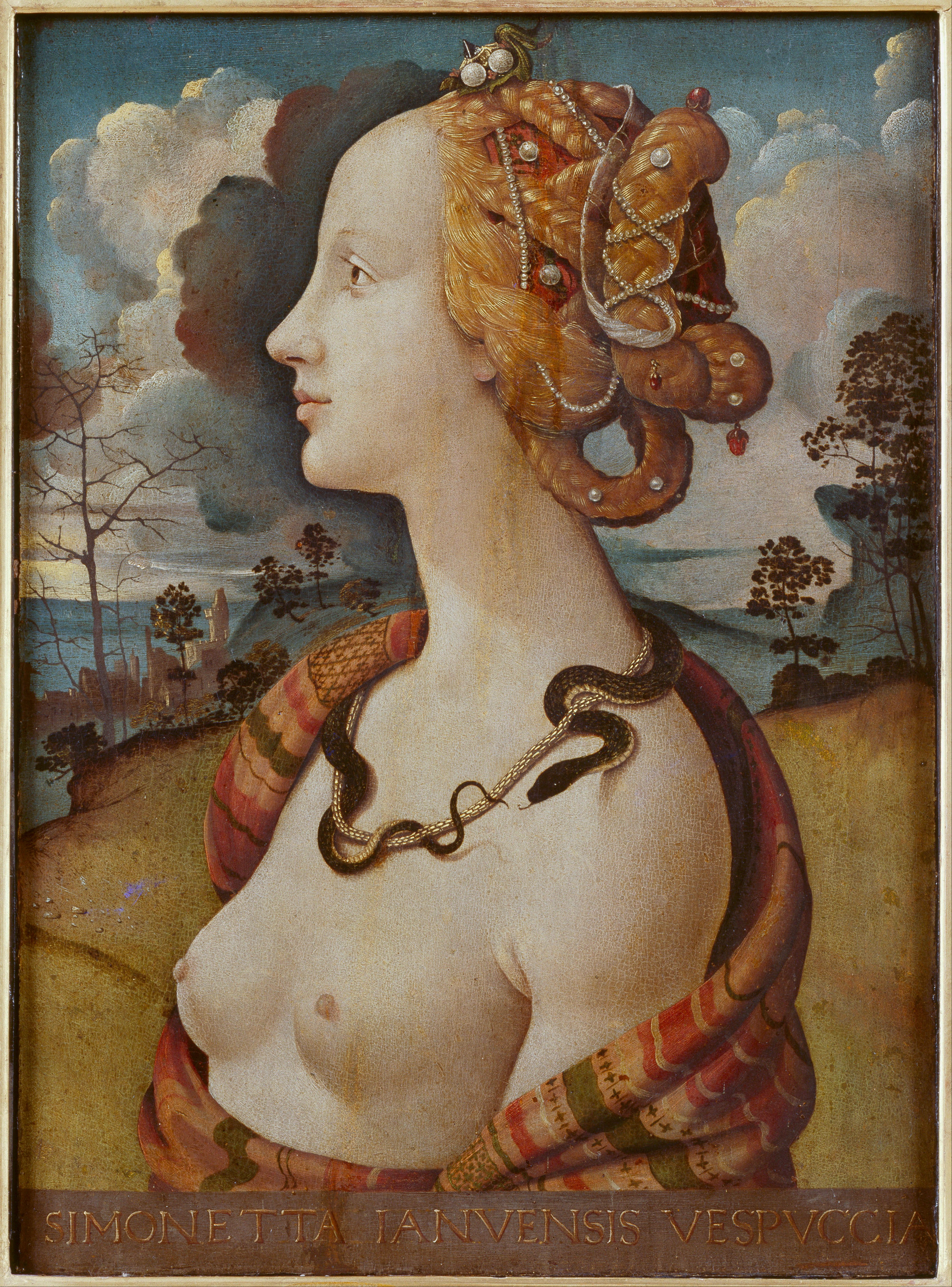
Retrat de Simonetta Vespucci (1480), de Piero di Cosimo. Museu Condé, Chantilly

El nu renaixentista es va inspirar en models clàssics grecoromans, encara que amb una funció diferent de la que tenia a l'antiguitat: si a Grècia el nu masculí exemplificava la figura de l'heroi, a la Itàlia renaixentista el nu té un caràcter més estètic, més vinculat a una nova manera d'entendre el món allunyada de preceptes religiosos, l'ésser humà novament com a centre de l'univers. Va destacar llavors principalment el nu femení, a causa del mecenatge de nobles i rics comerciants que demostraven així la seva posició privilegiada en la societat. Així, es va anar forjant la secularització del nu, passant dels temes religiosos medievals als profans, de vegades amb intents una mica forçats de justificar aquest tipus de representacions fora de l'àmbit religiós; les principals obres de Botticelli, La primavera i El naixement de Venus, representen el concepte neoplatònic que Marsilio Ficino va extrapolar del mite de Venus com a ideal de la dona virtuosa, on malgrat la seva nuesa després del seu naixement en edat adulta la seva primera reacció és la de cobrir-se, seguint l'antic concepte de la «Venus Púdica».

En naixement de Venus (1485), de Sandro Botticelli. Uffizi, Florència

L'art renaixentista va recuperar el nu clàssic com a exemplificació de bellesa ideal, tant física com moral. El nu era el pretext perfecte per a qualsevol composició, des de la més naturalista fins a la més simbòlica, expressada aquesta darrera a través de múltiples al·legories i personificacions. De vegades, la representació renaixentista del cos humà era la del nu pel nu, una mena d'art per l'art que sovint desnaturalitzava el tema del quadre, fos religiós o mitològic. Al Renaixement el nu va deixar de ser motiu de vergonya i, en contraposició, va adquirir un nou caràcter heroic o fins i tot sagrat (sacra nuditas). Segons Louis Réau (Iconografia de l'art cristià, 1955), «els artistes del Renaixement consideraven la representació del cos humà en la seva nuesa triomfant com l'objecte primordial de les arts plàstiques».
De la mateixa manera, el nu era present tant en les arts majors com en una infinitat d'arts menors i objectes, des de canelobres fins a ganivets i picaportes. Tal abundància de representacions de nus va ser excusada per Benvenuto Cellini al·legant que «el cos humà és la més perfecta de les formes», per la qual cosa no és estrany que es representi freqüentment. D'altra banda, a nivell iconogràfic, si bé van començar a executar-se cada vegada un nombre més gran d'obres de tema mitològic, la major part de la producció artística seguia sent religiosa, produint-se una curiosa simbiosi entre les figures mítiques del nu clàssic i els personatges cristians més justificats per aparèixer nus; així, veiem com la figura d'Isaac d'El sacrifici d'Isaac de Ghiberti presenta la tipologia clàssica de El fills de Níobe, com la figura de Crist jacent a l'Enterrament de Donatello recorda el Melèagre clàssic, o la postura d'Eva de L'expulsió del paradís de Masaccio és la de la «Venus Púdica».

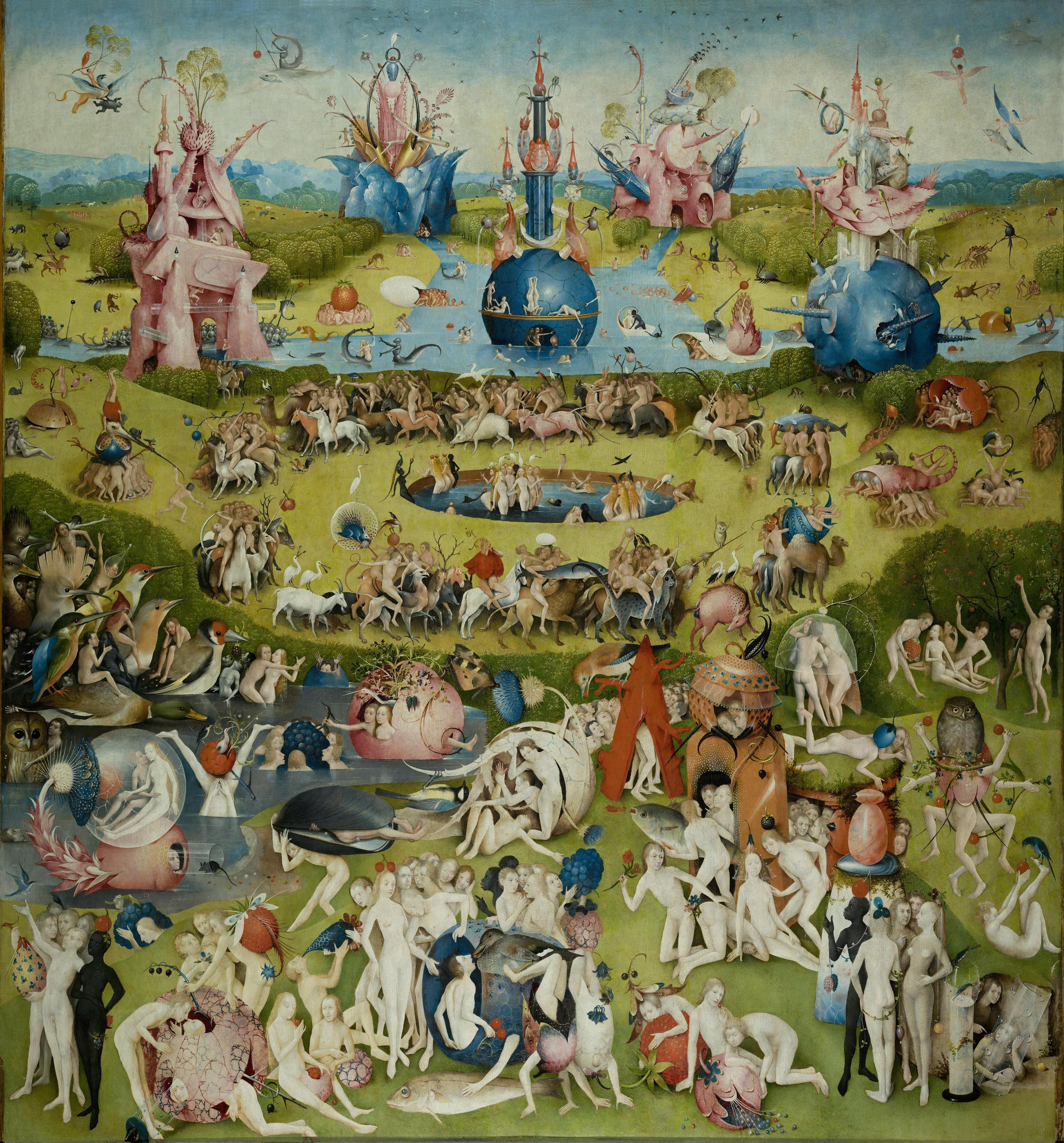
El jardí de les delícies (1480-1490), El Bosco. Museu del Prado, Madrid.
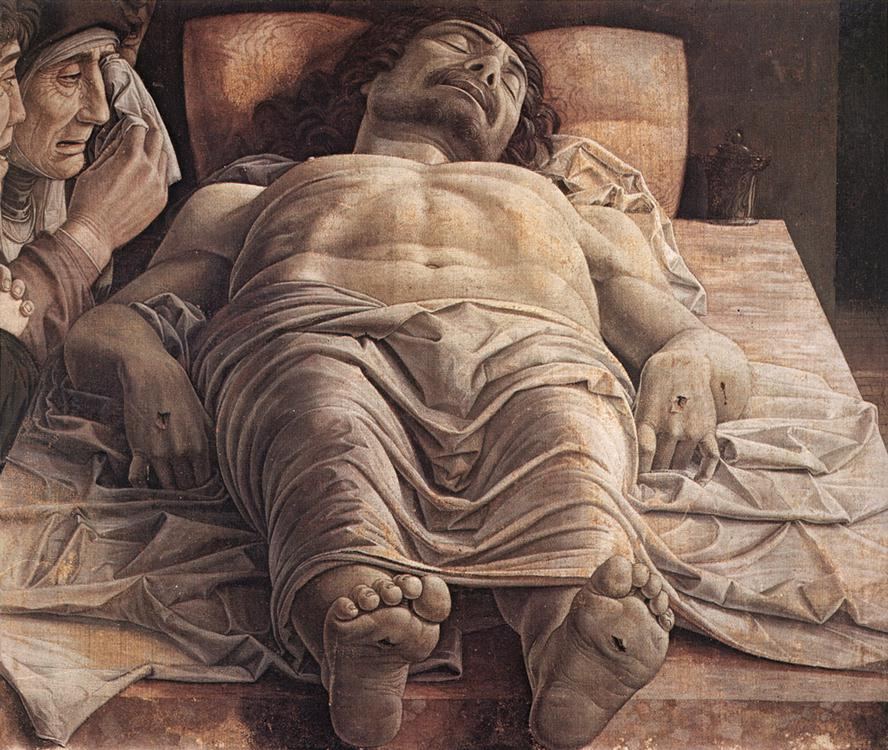
Lamentació sobre el Crist Mort (1480-1490), d'Andrea Mantegna. Pinacoteca de Brera, Milà
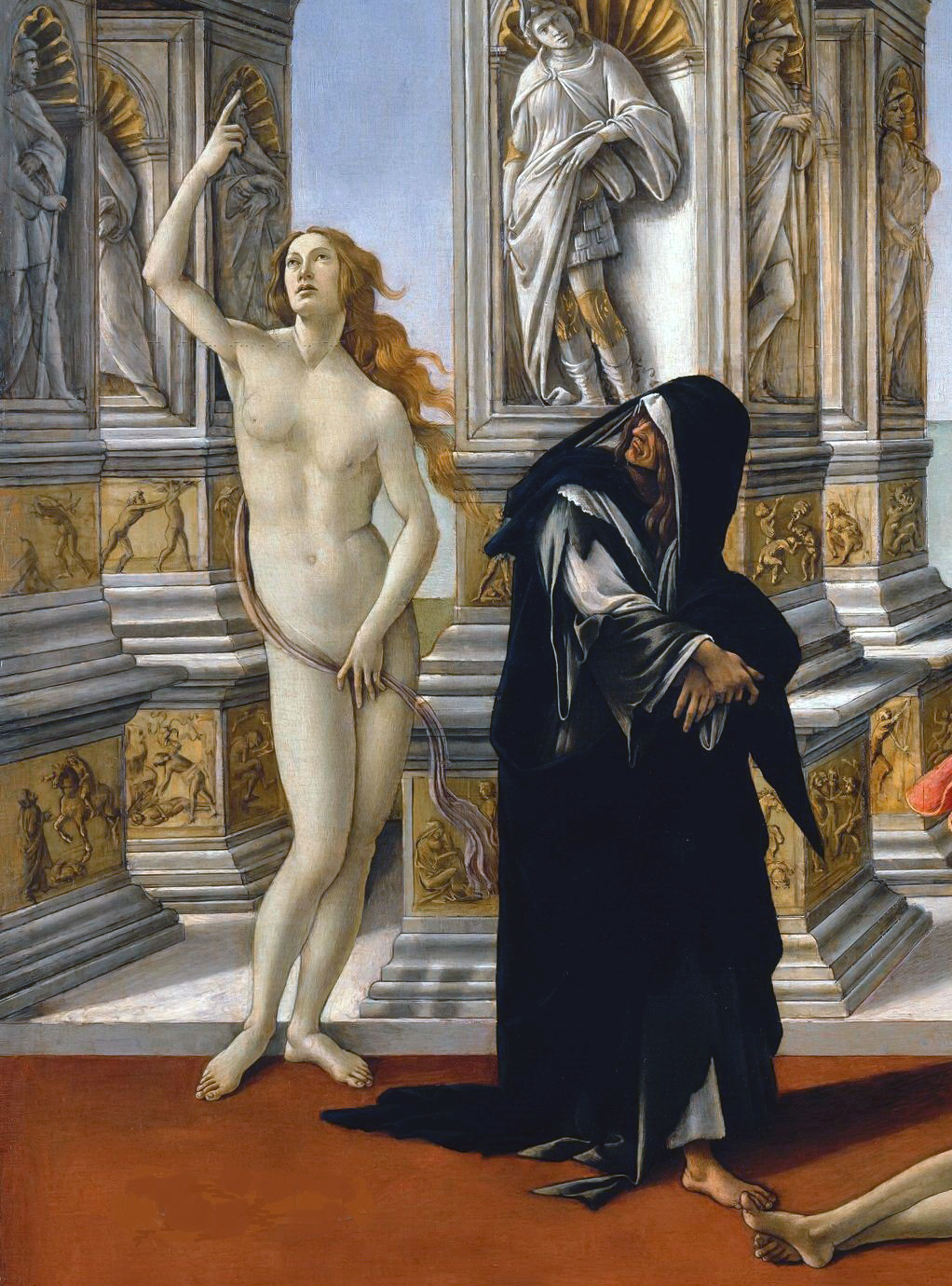
La Veritat. Detall de La calúmnia d'Apel·les (1490-1495), de Botticelli. Galleria degli Uffizi, Florència
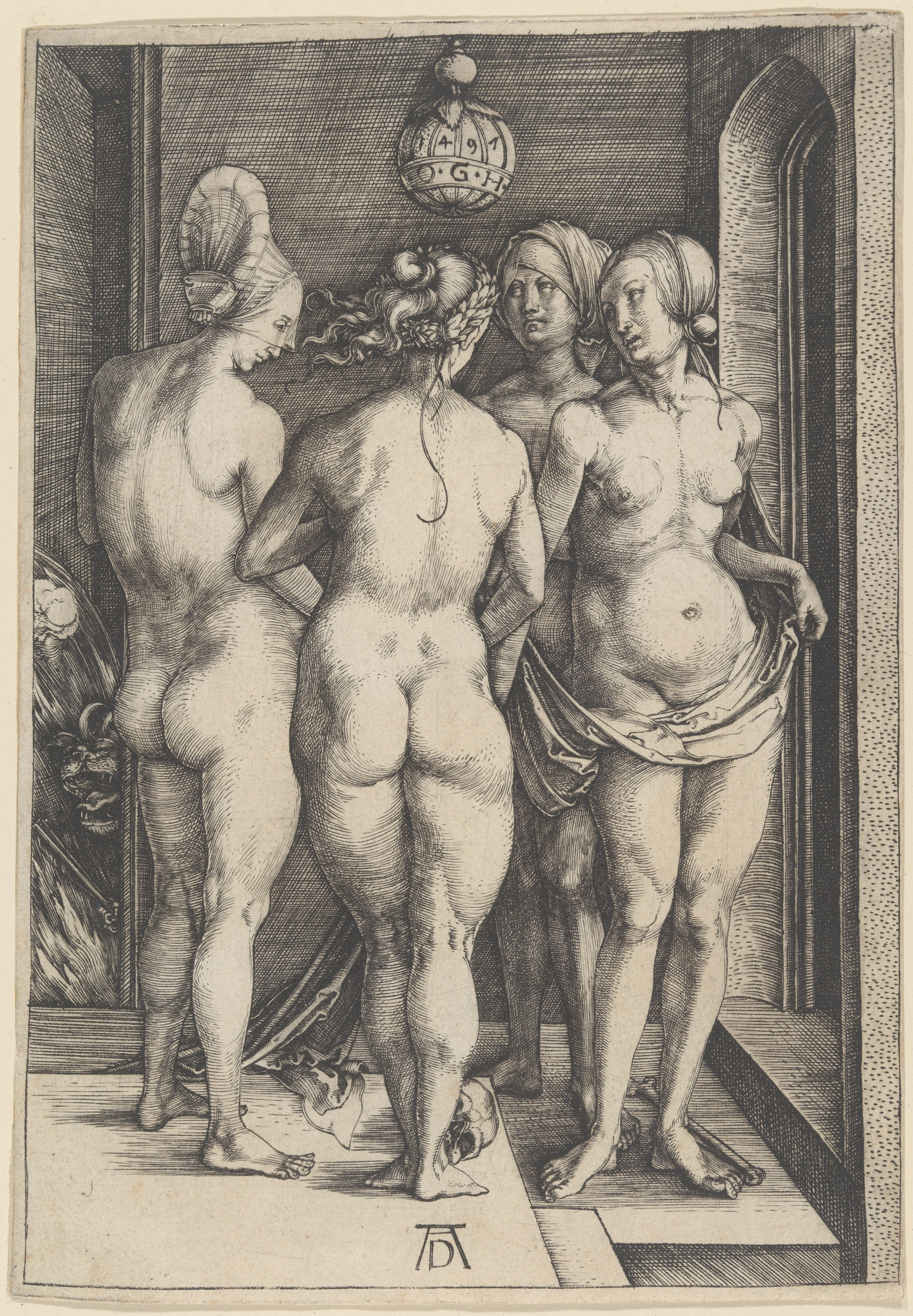
Les quatre bruixes (1497), d'Alberto Durero. Germanisches Nationalmuseum, Nürnberg

Durant el segle xv encara van perviure a Itàlia certes formes heretades de l'art gòtic, si bé de mica en mica van anar guanyant en naturalisme i veracitat. Així es percep a l'obra d'artistes com: Masaccio (El càstig d'Adam i Eva, 1425-1428); Masolino da Panicale (Temptació d'Adam i Eva, 1426-1427); Antonello da Messina (Sant Sebastià, 1476; Crist mort sostingut per un àngel, 1476-1479); i Andrea Mantegna (Calvari, 1458; Bacanal amb bóta, 1470; Lamentació sobre Crist Mort, c. 1475-1490; El Parnàs, 1497; Venus, Mart i Diana, no datat; Sant Sebastià, tres versions en 1459, 1480 i 1490), etc. Igual va passar al terreny escultòric amb Lorenzo Ghiberti, autor de la Porta del Paradís del Baptisteri de Florència (1425-1452), amb les seves escenes de La creació d'Adam i Eva, El pecat original i L'expulsió del Paradís.
Una de les primeres obres que trencaven amb el passat i suposaven una tornada als cànons clàssics va ser el David de Donatello (c. 1440), obra de gran originalitat que es va avançar al seu temps, ja que durant els següents cinquanta anys no hi va haver realitzacions amb què se la pogués comparar. Tot i això, el model de Donatello no era tan atlètic com les obres gregues, presentant les formes gràcils i esveltes d'un noi en plena adolescència. De la mateixa manera, en comptes de la serenitat de la bellesa apol·línia es percep la sensualitat de la bellesa dionisíaca, i el cap de Goliat als peus del rei jueu recorda el d'un sàtir que solia adornar la base de les estàtues del déu del vi grec. Donatello també es va desviar de les proporcions clàssiques, especialment al tors, on enfront de la cuirasse esthétique policletiana és la cintura la que vertebra l'eix central del cos.
Amb posterioritat a Donatello, el nu va cobrar més dinamisme, sobretot a Florència amb l'obra d'Antonio Pollaiuolo i Botticelli, i a Úmbria amb Luca Signorelli, preocupats per la representació del moviment, de l'energia, del sentiment extàtic. En els seus quadres d'Els treballs d'Hèracles del Palau dels Mèdicis (1460), Pollaiuolo va recuperar la «diagonal heroica» de l'escultura grega, mostrant un gran virtuosisme en la representació del nu en acció (segons Vasari, el tractament del nu «és més modern que el de qualsevol dels mestres que l'han precedit»). Pollaiuolo va realitzar profunds estudis d'anatomia, confessant Vasari que disseccionava cadàvers, estudiant especialment els músculs. D'aquesta manera, es va allunyar del classicisme grecoromà, que si bé estava basat en el naturalisme de les formes, aquestes eren idealitzades, allunyades del realisme anatòmic que va introduir Pollaiuolo, com es demostra a Hèracles i Anteu (1470), la tensió del qual aixafada l'heroi el cos del gegant denota el detallisme de l'estudi anatòmic efectuat per l'autor. Amb el seu germà Piero va fer El martiri de sant Sebastià (1475), que mostra novament els seus estudis d'anatomia, especialment a l'arquer amb la cara vermella per l'esforç de tensar l'arc.

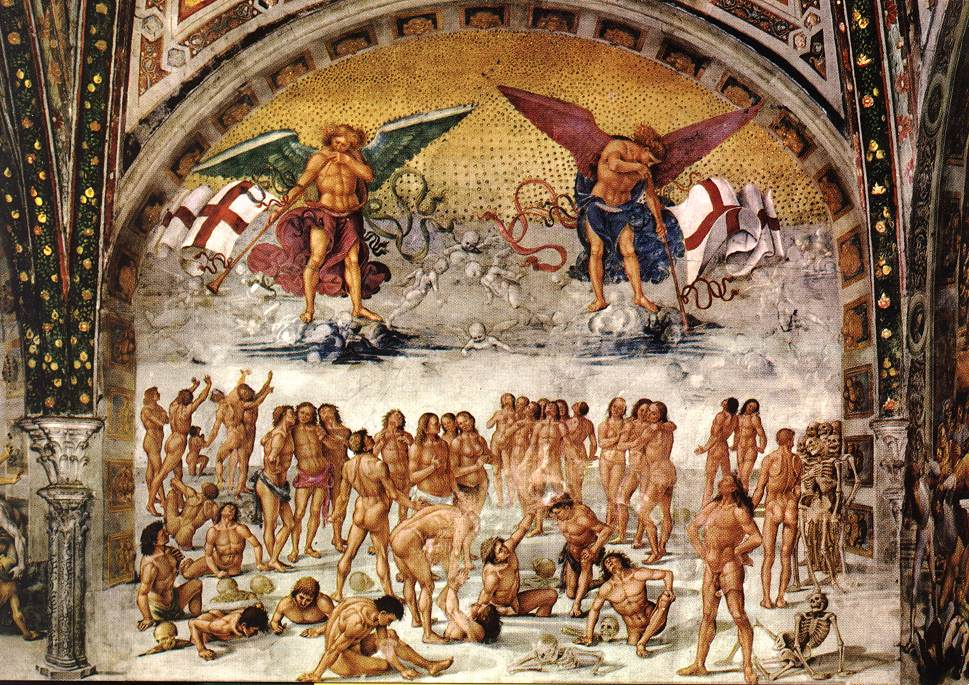
La resurrecció de la carn (1499), de Luca Signorelli. Capella de Sant Brizi, Catedral d'Orvieto
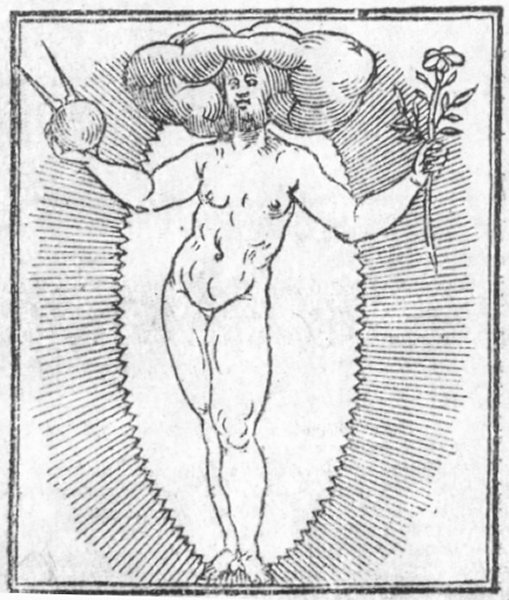
Al·legoria de la Bellesa, de Cesare Ripa. La Bellesa és una dona nua amb el cap ocult entre núvols (símbol del subjectiu de la bellesa); a la mà dreta porta un globus i un compàs (la bellesa com a mesura i proporció), i a l'esquerra una flor de lis (la bellesa com a temptadora de l'ànima, igual que el perfum d'una flor).
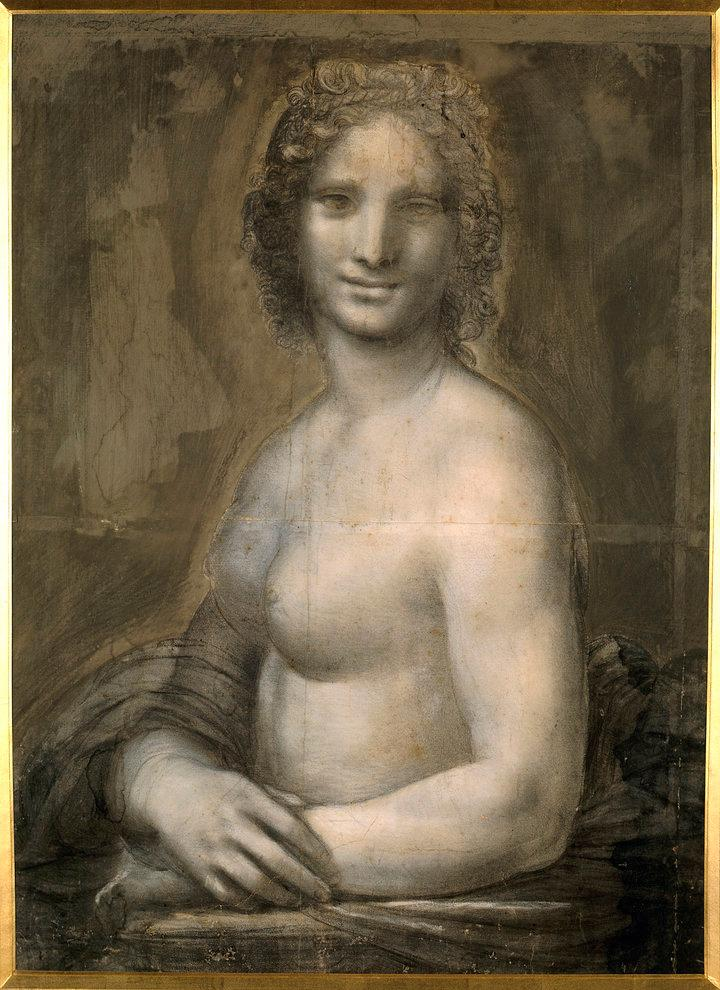
Estudi de nu per a La Gioconda (c. 1503), de Leonardo Da Vinci. Museu Condé, Chantilly

Luca Signorelli va ser un altre exponent del nu dinàmic, anatòmic, especialment per les espatlles anguloses, amples i fermes, que denoten energia continguda, així com la simplificació de determinades parts del cos amb volums contraposats (espatlles i natges, pit i estómac), que proporciona a les figures una densa plasticitat, una certa qualitat tàctil. Als seus frescos de la Catedral d'Orvieto (1499-1505) va presentar figures musculoses, de marcats contorns, amb una tensió dinàmica latent, com a les seves figures de Els benaurats i Els condemnats. Els nus tensos i dinàmics de Pollaiuolo i Signorelli van iniciar una moda per les «batalles d'homes nus» que es prolongaria des del 1480 fins al 1505, sense especial justificació iconogràfica, simplement per la seva esteticitat (el que a Florència anomenaven el «bel corpo ignudo»), i que es denota en obres com la Batalla de Bertoldo di Giovanni (1480), els Homes lluitant de Raffaello Sanzio o La batalla dels centaures (1492) i La batalla de Cascina (1504) de Miquel Àngel.

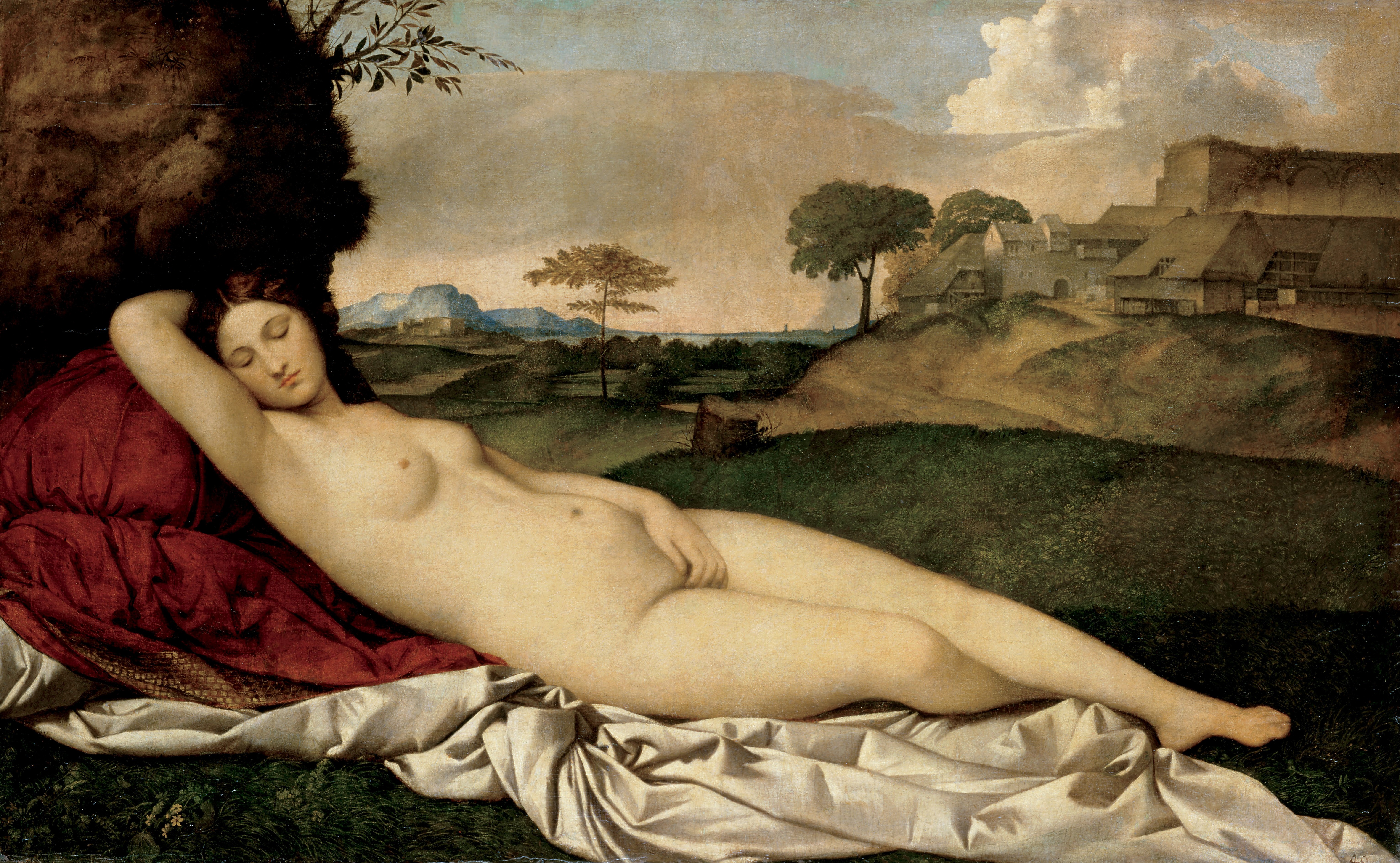
Venus adormida (1507-1510), de Giorgione. Gemäldegalerie Alte Meister, Dresden
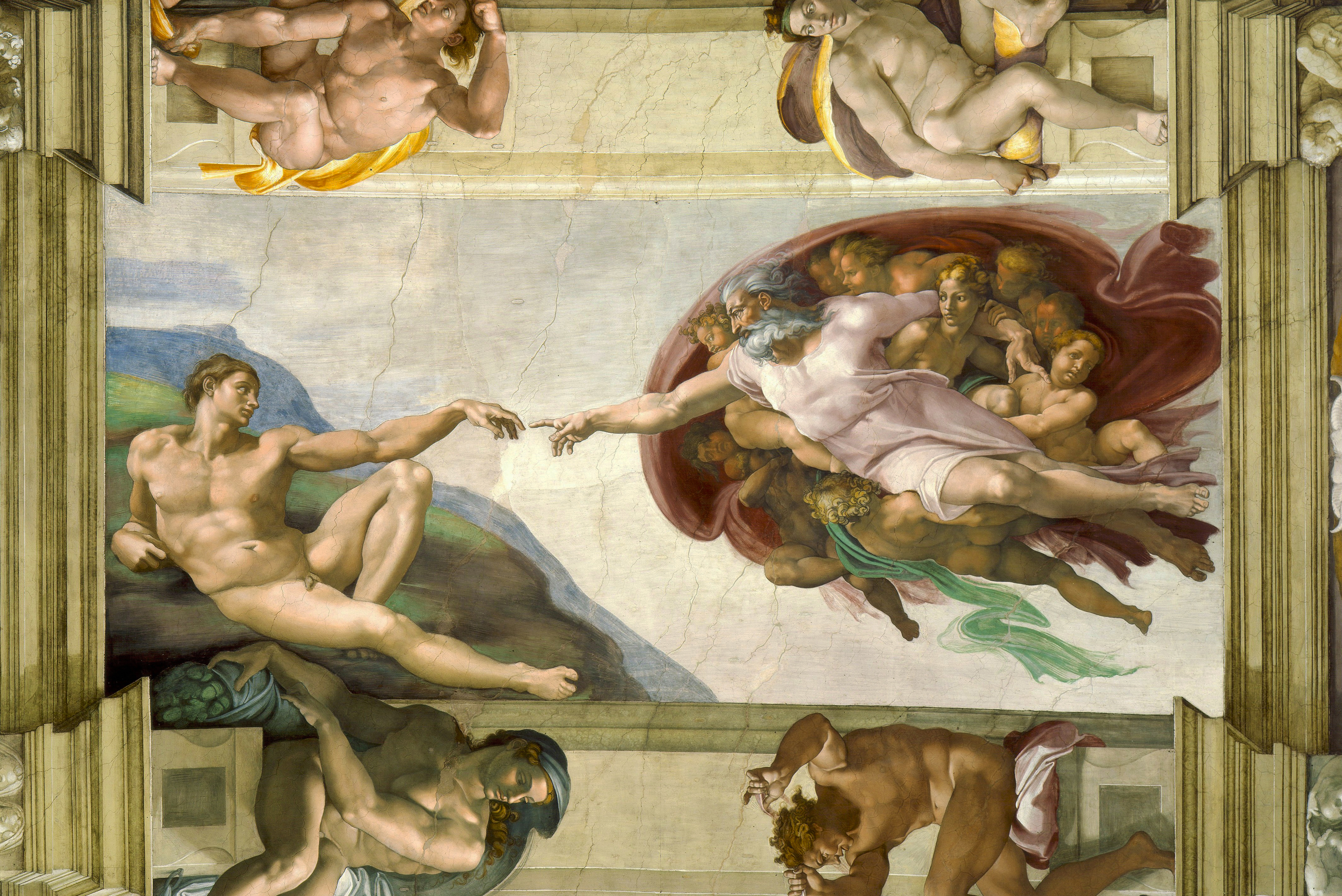
La Creació d'Adam (1508-1512), de Miquel Àngel. Capella Sixtina, Vaticà
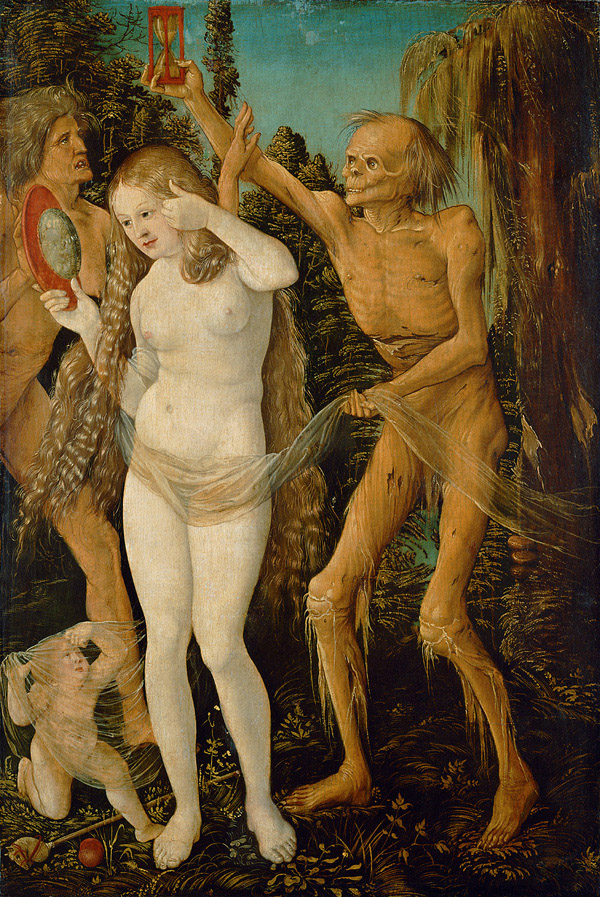
Les tres edats de la dona i la mort (1510), de Hans Baldung. Kunsthistorisches Museum, Viena

Botticelli va realitzar nus molt intel·lectualitzats, de forta càrrega simbòlica, relacionat amb l'escola neoplatònica de Florència, que va ser la principal responsable de la recuperació del nu femení després del període moralista medieval. Marsilio Ficino, un dels principals teòrics de l'escola, va recuperar la figura de Venus com a model de virtuts i d'exaltació mística, oposant dues figures provinents de El convit de Plató: la «Venus celestial» (Venus Coelestis) i la «Venus mundana» (Venus Naturalis), que simbolitzen el que hi ha de diví i de terrenal a la dona. Aquest simbolisme va ser excel·lentment tractat per Botticelli a les seves dues principals obres: La primavera (1481-1482) i El naixement de Venus (1484). Per això es va inspirar en les poques restes d'obres clàssiques que tenia al seu abast, alguns sarcòfags, joies, relleus, ceràmiques i dibuixos, i va crear un arquetip de bellesa que seria identificat com a ideal clàssic de bellesa des del Renaixement. A La primavera va recuperar el gènere del panneggio bagnato, amb unes fines teles semitransparents que deixen entreveure el contorn del cos, amb un sentit del classicisme procedent de les pintures de Pompeia i Herculà o els estucs de Prima Porta i la Vil·la d'Hadrià. Tot i això, Botticelli s'allunyà del caràcter volumètric del nu clàssic, amb unes figures fràgils i esveltes que responien més al concepte modern del cos humà, alhora que els seus rostres són més personals i humanitzats que els ideals prototips clàssics. A El naixement de Venus, pintat després de la seva estada a Roma, on va realitzar els seus frescos de la Capella Sixtina, va mostrar un classicisme més pur, gràcies al seu contacte amb les antiguitats romanes presents a la ciutat dels papes. Així, la seva Venus està desposseïda ja de tota vestidura i de qualsevol tipus de traves moralistes, abandonant definitivament l'art medieval per entrar de ple en la modernitat. El tema iconogràfic el va prendre d'uns versos de la Giostra d'Angelo Poliziano, inspirats en un passatge homèric que, segons Plini el Vell, ja havia estat pintat per Apel·les a la seva obra Venus Anadyomene. Li va servir de model la bella aristòcrata Simonetta Vespucci, la figura de la qual, malgrat el classicisme de la composició, respon més a criteris gòtics, no tant pel que fa a proporcions, sinó en ritme i estructura: la seva forma corba fa que la figura no estigui distribuïda equitativament, sinó que el pes cau més a la dreta, i el moviment ondulat del seu contorn i els seus cabells fa la sensació d'estar flotant a l'aire. El tipus iconogràfic és el de la Venus Púdica, que cobreix les parts íntimes amb els braços, esquema que va repetir parcialment a la figura de la «Veritat» de La Calúmnia d'Apel·les, allunyada en canvi de tot component clàssic. Altres obres de Botticelli en què apareixen nus són: Sant Sebastià (1474), La història de Nastagio degli Onesti (1482-1483), Venus i Mart (1483), Pietat amb sant Jerònim, sant Pau i sant Pere (1490-1492) i Lamentació sobre el Crist mort (1492-1495).
Piero di Cosimo, que també va retratar Simonetta Vespucci com a Cleòpatra (1480), va ser un artista original dotat de gran fantasia, amb obres inspirades en la mitologia, amb un aire una mica excèntric, però dotades de gran sentiment i tendresa, on les figures (juntament amb una gran varietat d'animals) es troben immerses en amplis paisatges: Vulcà i Èol com a mestres de la Humanitat (1490), Venus, Mart i Cupid (1490), Les desgràcies de Silè (1500), La mort de Procris (1500), El descobriment de la mel per Bacus (1505-1510), Batalla de Làpites i Centaures (1515), El mite de Prometeu (1515), etc.

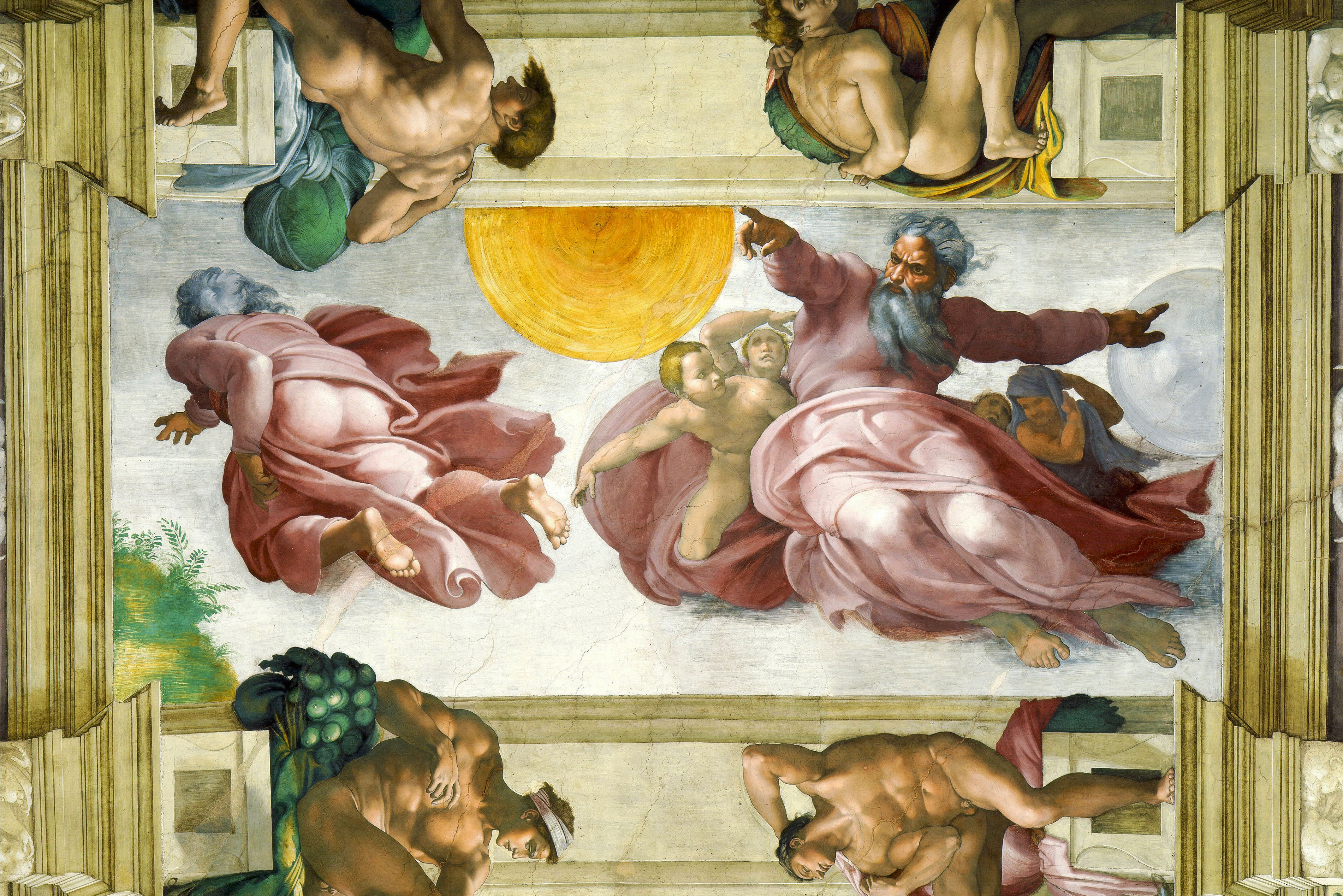
Creació dels astres i les plantes (1511), de Miquel Àngel. Capella Sixtina, Vaticà. Presenta un polèmic nu de Déu, referenciat al llibre de l'Èxode (Ex 33, 18-23)
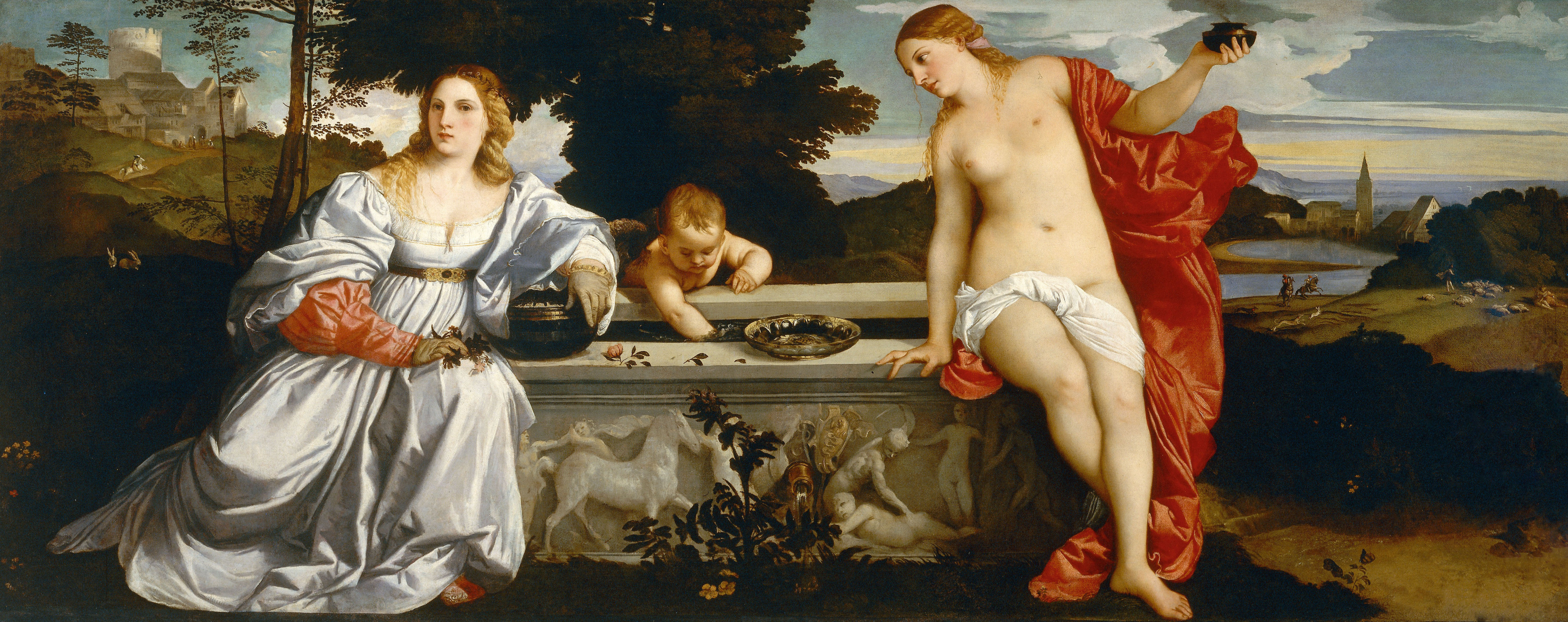
Amor sacre i amor profà (1514-1515), de Ticià. Galeria Borghese, Roma. La dona vestida representa la Venus Pandemos o «Venus mundana», mentre que la nua és la Venus Urania o «Venus celeste», seguint la interpretació neoplatònica realitzada per Ficino.

Un classicisme més serè es percep a la Itàlia central, com a la Mort d'Adam (1452-1466) de Piero della Francesca, les figures del qual nues tenen la gravetat de l'escultura de Fídies o Policlet, o l'Apol·lo i Marsias (1495)) de Perugino, d'un clar aire praxitelià. Aquest classicisme va tenir la seva culminació al Parnàs (1511) de Rafael, sens dubte inspirat en l'Apol·lo del Belvedere (que havia estat descobert el 1479), del qual va recuperar no només la seva esvelta anatomia, sinó també el seu ritme, la seva gràcia i harmonia, que s'entreveu en els sants, poetes i filòsofs de les Stanze. Tot i això, no va recrear sense més ni més les figures clàssiques, sinó que les va interpretar d'acord amb el seu sentit del disseny, una concepció dolça i harmoniosa de l'ideal estètic de l'artista.
D'altra banda, Rafael, l'obra del qual presenta una visió sinòptica de la bellesa ideal, va ser capaç d'extreure la perfecció més idealista del més sensual dels sentits. A Les Tres Gràcies (1505), va elaborar unes formes senzilles, no tan etèries com la gràcil Venus botticelliana, però d'un classicisme que més que copiat de l'antiguitat sembla innat a l'artista, un classicisme una mica ingenu, però de vitalitat fresca. Al seu Adam i Eva (1508) de les estances papals, Rafael va reproduir la forma femenina de la primera dona influït per la Leda i el cigne de Leonardo, amb una volumetria una mica nuosa. Posteriorment, de la seva obra a La Farnesina, la vila d'esbarjo d'Agostino Chigi, destaca el seu Triomf de Galatea (1511), inspirada en les pintures de la Domus Aurea de Neró, i per a la realització del qual Rafael va reconèixer que havia utilitzat diferents parts de diverses models, ja que cap no li semblava prou perfecta (com segons explica la llegenda feia també Apel·les).
En canvi, Leonardo Da Vinci es va allunyar dels cànons clàssics, amb figures naturalistes dissenyades segons els amplis estudis d'anatomia. Als seus inicis es va inspirar en les formes enèrgiques de Pollaiuolo, i La batalla d'Anghiari està influïda per La batalla de Cascina de Miquel Àngel. Amb posterioritat, la seva aprofundiment en l'anatomia va proporcionar a les seves figures un realisme rotund, on s'entreveu l'interès cientificista, però alhora denoten una certa actitud heroica, de dignitat moral i humana, que els proporcionava una serena intensitat vital. Tot i això, malgrat aquest interès per l'anatomia que va plasmar en centenars (potser milers) de dibuixos, que es troben avui dia escampats per múltiples museus i col·leccions particulars, en els seus quadres amb prou feines va realitzar unes poques representacions de nu, com el Bacus (o Sant Joan Baptista, 1510-1515), o la seva Leda i el cigne, de la qual va realitzar almenys tres versions entre 1504 i 1506, i que és la vindicació de la dona nua com a símbol de la vida creadora, i no ja com un ideal inassequible. Per a Leonardo, l'estudi de l'anatomia li servia més per conèixer les proporcions de la figura a representar (encara que després estigués vestida) que no pas com a fi en si mateix; així, per exemple, hi ha un dibuix mig nua de la famosa Mona Lisa, La Gioconda (1503), actualment al Museu Condé de Chantilly.
La culminació del nu renaixentista es va produir a l'obra de Miquel Àngel, per a qui el cos humà nu tenia un caràcter diví que li atorgava una dignitat inigualable en qualsevol altre nu contemporani. A causa de les seves conviccions neoplatòniques, va idealitzar de manera extrema l'emoció que sentia davant la bellesa masculina, per la qual cosa la sensualitat dels seus nus esdevé transcendental, expressió superior i immaterial, inasible, excels, pur, infinit. Les figures són alhora dominants i commovedores, d'una gran potència i una gran passió, d'una rotunda vitalitat i d'una intensa energia espiritual. Fins i tot les seves obres religioses han perdut el patetisme del patiment inherent a la figura de Crist crucificat per mostrar el Salvador amb una serenitat espiritual que genera més compassió per la seva bellesa que pel seu dolor, com a la Pietat (1498-1499) del Vaticà. Els seus primers dibuixos de nu mostren la vivacitat de les seves articulacions nervioses, allunyades ja dels suaus contorns clàssics, amb un ric modelatge allunyat de qualsevol proporció o esquema geomètric. La seva anatomia és nuosa i atapeïda, dinàmica, on destaca el gruix del tors, amb músculs marcats i contorns massissos, exagerant els efectes de torsió i les figures en escorç, com al Bacus ebri (1496-1497), una de les seves primeres grans escultures. El David (1501-1504) de Florència encara conserva l'aire apol·lini d'un classicisme equilibrat, però interpretat de manera personal, on el tors pot semblar el d'una estàtua grega, però la desproporció de cap i membres denota tensió, i la seva expressió desafiadora s'allunya de l'ethos clàssic. Igualment succeeix amb l'expressió dramàtica dels seus Esclaus del Louvre (Esclau moribund i Esclau heroic, 1513), que recorden les figures de niòbides de l'art hel·lenístic, i denoten la influència del Laocoont (Miguel Ángel va ser un dels primers a veure el grup escultòric, desenterrat el 1506 prop de Sant Pietro in Vincoli). De la mateixa manera, les seves figures per a les tombes dels Mèdicis (1524) recorden obres gregues: les masculines (El Dia i El Crepuscle) al Tors del Belvedere, i les femenines (L'Aurora i La Nit) a l'Ariadna del Vaticà.

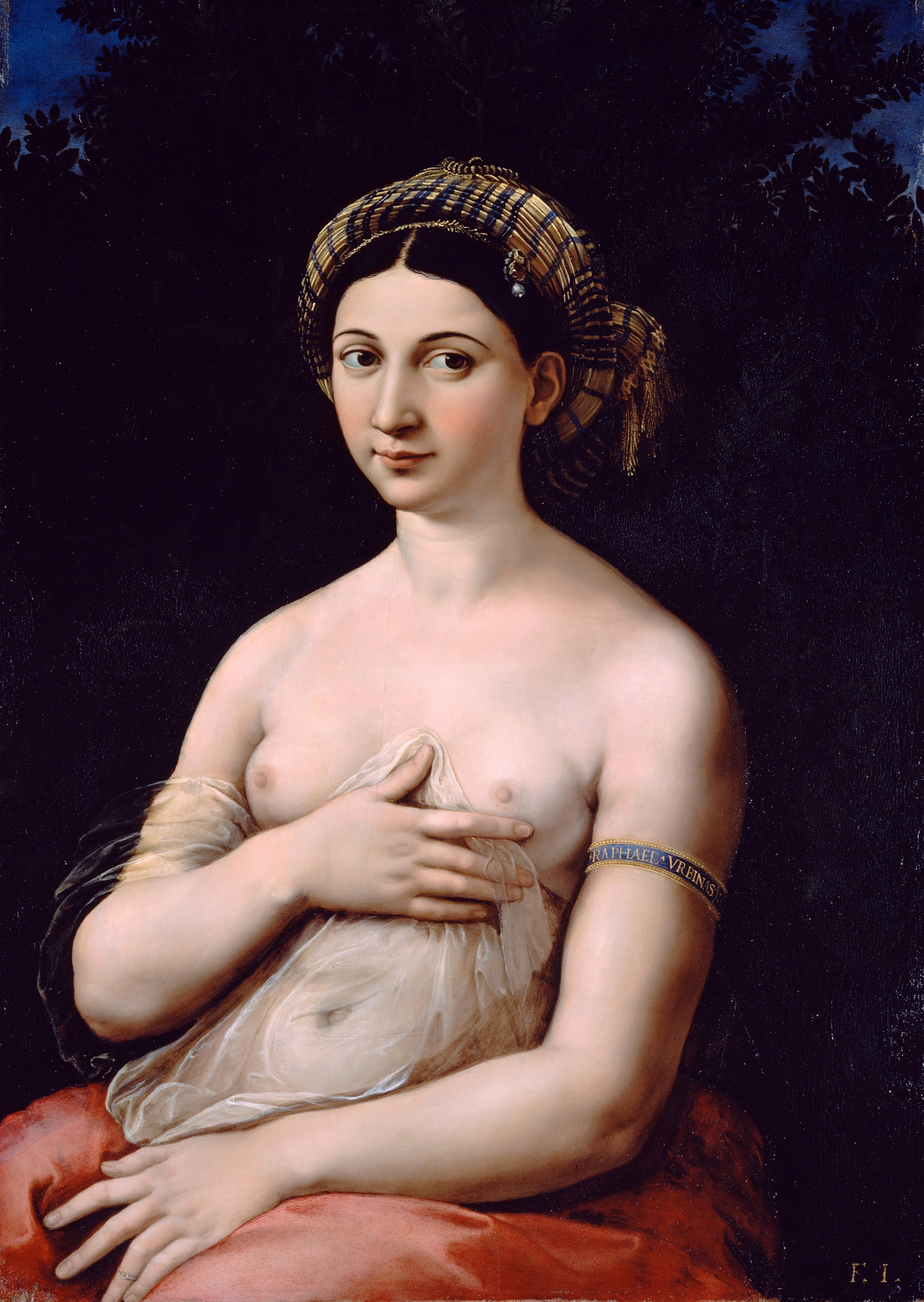
La Fornarina (1518-1519), de Rafael. Galeria Nacional d'Art Antic, Roma
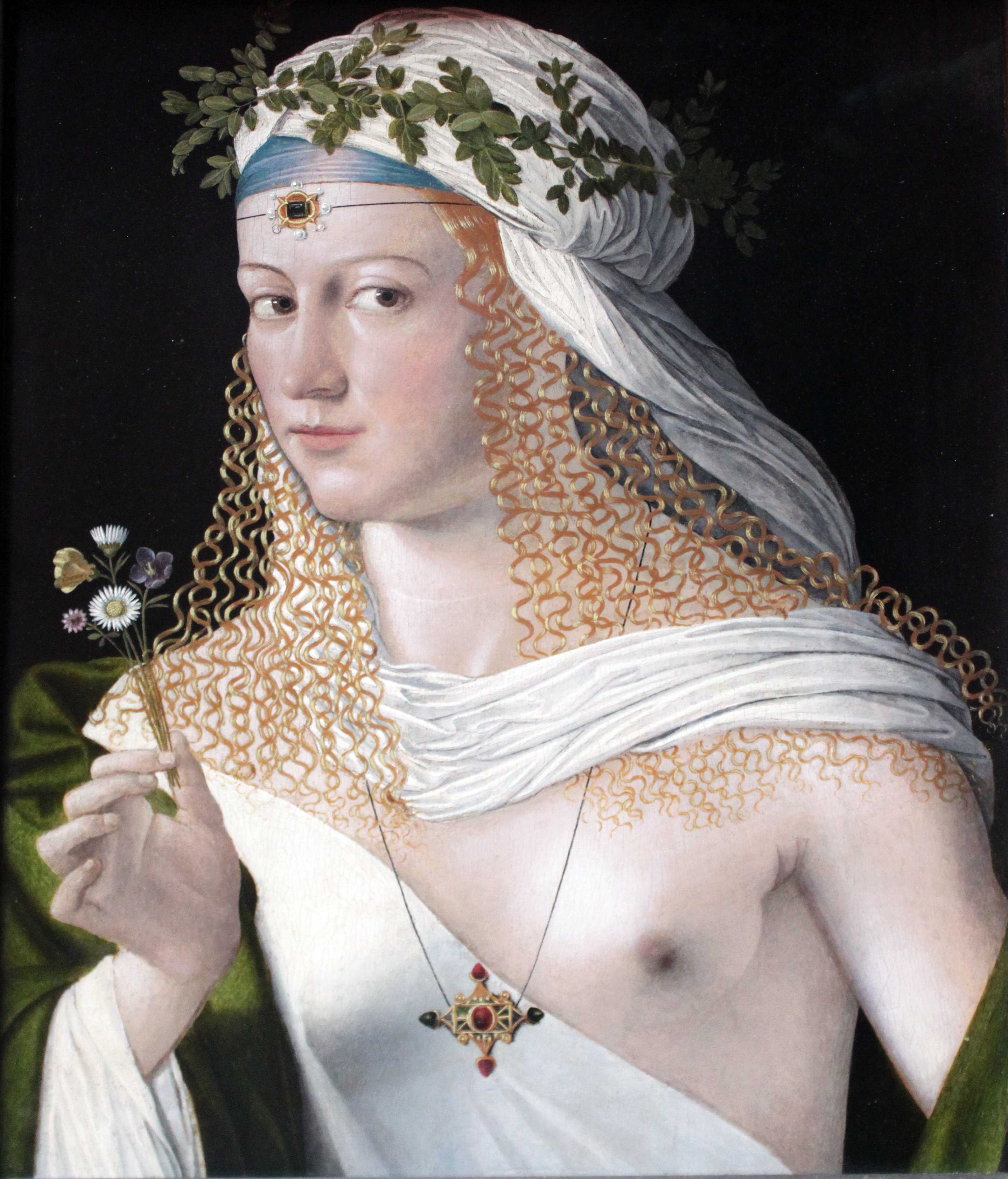
Suposat retrat de Lucrècia Borgia (1520), de Bartolommeo Veneto. Institut Städel, Frankfurt del Main
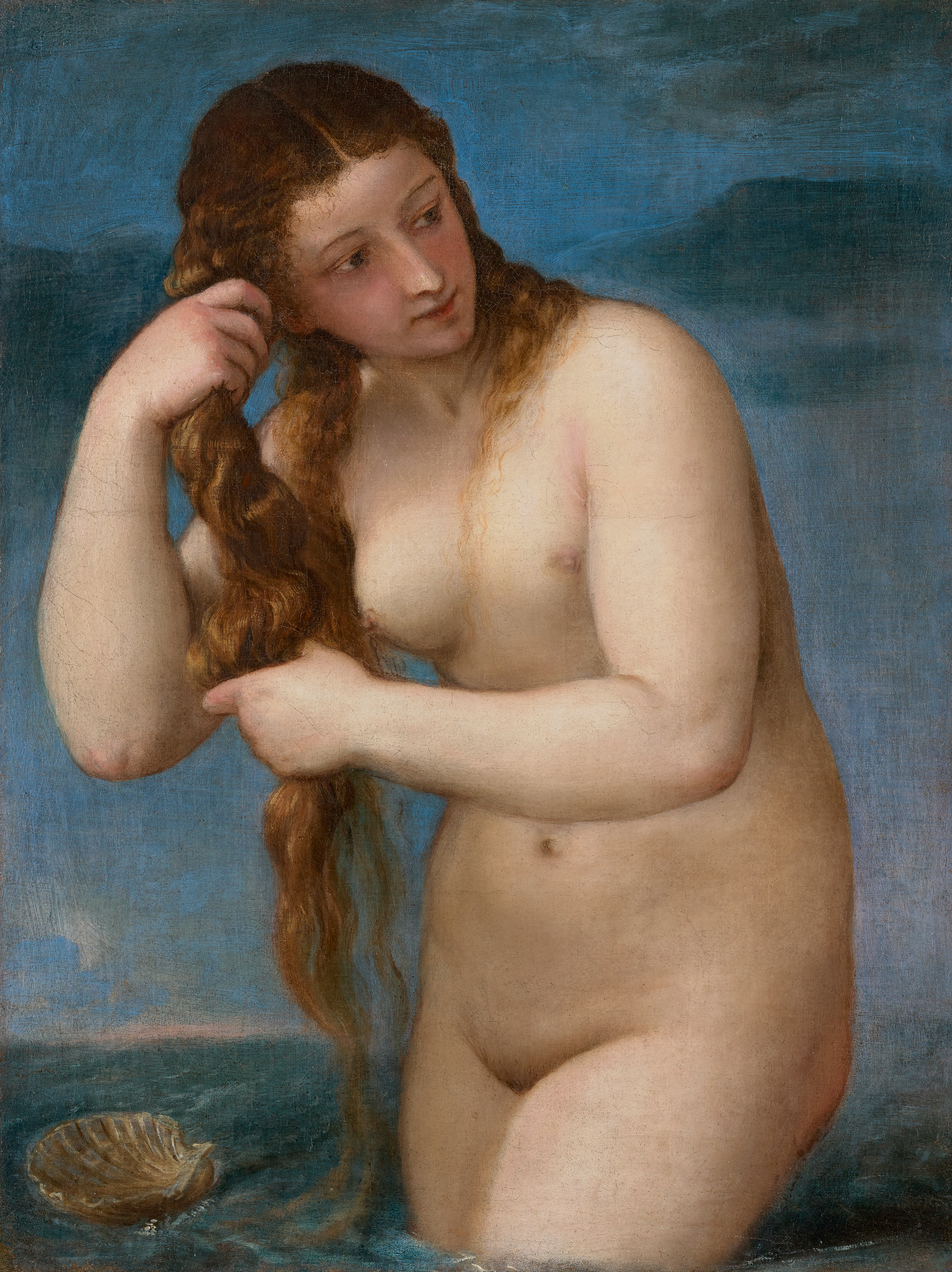
Venus Anadyomene (1520), de Ticià. Galeria Nacional d'Escòcia, Edimburg
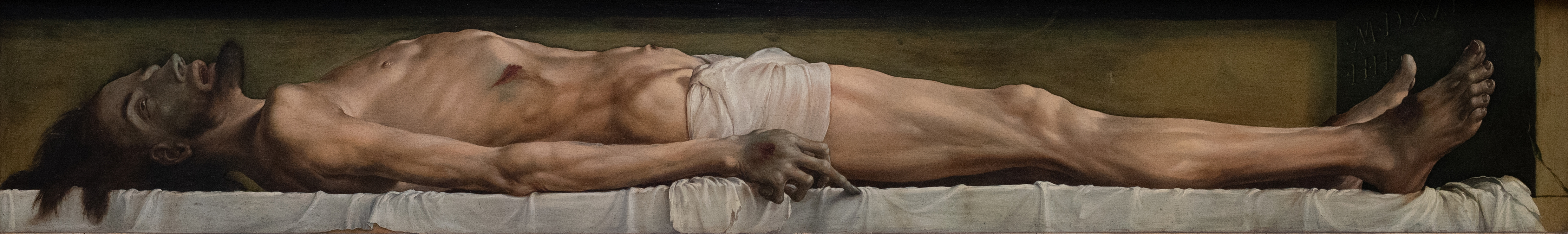
El cadàver de Crist al sepulcre (1521), de Hans Holbein el Jove. Kunstmuseum, Basilea

Posteriorment, la seva idea d'una anatomia rotunda i vibrant, però carregada d'intensitat emocional, es va plasmar al seu Adam de la Capella Sixtina (1508-1512), que recorda el Dionís del frontó del Partenó, però amb una càrrega vital molt allunyada de l'harmoniosa escultura fidiana. De la mateixa manera, les figures dels atletes (anomenats en general simplement ignudi, «nus») al sostre de la Capella Sixtina tenen l'equilibri de l'energia atlètica al costat de la transcendència de la seva missió sagrada (representen les ànimes dels profetes bíblics), exercint de forma harmoniosa el seu paper mediador entre el món físic i l'espiritual, per la qual cosa la seva bellesa física és el reflex de la perfecció divina. En altres escenes com el Diluvi Universal (1509) també mostra unes figures vigoroses la potència física de les quals trasllueix la fortalesa espiritual. La creació d'Eva (1509-1510) presenta una figura femenina rotunda, vigorosa, de contorns molt marcats. D'altra banda, el Crist del Judici Final (1536-1541) té la solemnitat d'un Apol·lo entès com a Sol iustitiae, però amb una rotunditat (patent en el seu tors gairebé quadrat) ja plenament allunyada dels cànons clàssics. La seva representació de Jesús ja no és la típica figura barbada de tradició romana d'Orient, sinó l'efígie d'un déu olímpic o d'un rei hel·lenístic, més propera a Alexandre el Gran que a un fuster jueu, amb una complexió més atlètica que la que es podria esperar del místic asceta cristià. A les seves darreres obres, les tres pietats (la de Palestrina, la del Duomo i la de Rondanini), va abandonar completament l'ideal de bellesa física, amb figures distorsionades (Palestrina), anguloses (Duomo) o d'un esquematisme proper al gòtic (Rondanini).
| «                                                                   | El primer a comprendre plenament, des de la gran època de l'escultura grega, la identitat del nu amb el gran art figuratiu, va ser Michelangelo. Abans d'ell havia estat estudiat amb mires científiques, com un recurs per plasmar la figura embolicada amb vestidures. Michelangelo va veure que comportava un fi en si mateix i va fer del nu la suprema finalitat del seu art. Per ell, art i nu eren sinònims. | » |
| — Bernard Berenson, Los pintores italianos del Renacimiento (1954). | |   |

Al segle xvi el nu va tenir una àmplia difusió gràcies als gravats publicats sobre obres clàssiques grecoromanes, especialment els produïts per Marcantonio Raimondi. Llavors va sorgir l'escola veneciana, que va realitzar importants contribucions al nu, no només en la continuïtat de certs plantejaments classicistes, sinó també en la innovació i experimentació de noves vies tècniques i estilístiques. Els venecians van aconseguir harmonitzar el nu dins de composicions més elaborades, ja fossin d'interior o en el marc d'un paisatge natural, alhora que les seves innovacions cromàtiques i lumíniques van atorgar més realisme i sensualitat al nu, amb figures àmplies i exuberants que comencen a allunyar-se del cànon clàssic. S'aprecia així a la Dama al seu tocador de Giovanni Bellini (1515), encara que el principal iniciador d'aquest estil va ser Giorgione, qui va ser el primer a estructurar el nu femení dins d'un esquema decoratiu general, com als seus frescos del Fondaco dei Tedeschi (1507-1508, avui desapareguts), al seu Concert campestre (1510) o al seu Venus adormida (1507-1510), la postura reclinada de la qual ha estat copiada fins a la sacietat. Cal remarcar que la tipologia física dels nus de Giorgione, de proporcions generoses i ampla cintura, dominaria el nu femení venecià durant molt de temps, i que va passar, a través de Dürer, a Alemanya i els Països Baixos, perdurant al barroc a la obra d'artistes com Rubens.
Un primerenc imitador de Giorgione va ser Ticià, on a la Venus d'Urbino (1538) i a la Venus del Pardo (o Júpiter i Antíope, 1534-1540) es reprodueixen la mateixa postura que la Venus adormida, adquirint, no obstant això, major fama. A Amor sacre i amor profà (1514-1515) va plasmar el mite d'El Convit de Plató de la «Venus celestial» i la «Venus mundana» recuperada per Ficino i l'escola neoplatònica florentina. La «Venus celestial» és la que està nua, seguint l'ideal del nu clàssic, atesa la puresa de la seva virtut moral, mentre que la «Venus mundana» apareix vestida, per la vergonya de la seva immoralitat. En altres obres va continuar amb el seu prototip de dona de formes exuberants i carnoses, com a Bacus i Ariadna (1520-1523), Magdalena penitent (1531-1533), Venus i músic (1547), Venus amb organista, amoret i gosset (1550), Dànae rebent la pluja d'or (1553), Venus tractant d'aturar Adonis (1553), El rapte d'Europa (1559-1562), Diana i Acteó (1559), Diana descobrint l'embaràs de Cal·listo (1559), les dues Bacanals pintades per a Alfons I d'Este (1518-1526), o el seu Venus Anadyomene (1520) de la col·lecció Ellesmere, la sensualitat de la qual sense embuts és el punt de partida del nu com a tema en si mateix, que seria recuperat en l'impressionisme.
Deixebles de Ticià van ser Paris Bordone (Venus dorment amb Cupido, 1540; El bany de Betsabé, 1549; Venus, Mart i Cupido, 1560) i Tintoretto, la pretensió del qual (no del tot aconseguida) va ser reunir el dibuix de Miquel Àngel amb el colorit de Ticià. Les obres d'aquest últim són de mida gran, amb multitud de figures, amb llums fulgurants que reflecteixen la qualitat lumínica de la seva adorada Venècia. En la seva decoració del Palau Ducal de Venècia (1560-1578) va efectuar una autèntica apoteosi del nu, amb múltiples figures procedents de la mitologia clàssica (Mart, Minerva, Mercuri, Bacus, Ariadna, Vulcà, les Tres Gràcies), en posicions on sol abundar l'escorç, en una gran varietat de postures i perspectives. Altres obres seves de nu són: Josep i l'esposa de Putifar (1544), Adam i Eva (1550-1552), Venus, Vulcà i Mart (1555), L'alliberament d'Arsínoe (1555-1556), Susanna i els vells (1560-1565), Origen de la Via Làctia (1575-1582), Judit i Holofernes (1579), etc. La seva filla, Marietta Robusti, va seguir els seus passos, alhora que va servir de model al seu pare en nombroses ocasions.
Paolo Veronese també va dominar a la perfecció el colorit, combinat sàviament en infinits matisos, així com la composició, dedicada a recrear escenes fastuoses, lúdiques, ornamentals, emfatitzant el boat de la Venècia del Dux. Fins i tot les seves escenes religioses tenen un caràcter festiu, alegre, mundà, de vegades una mica irreverent. No obstant això, els seus nus eren recatats, continguts, pudorosos, sense mostrar res explícit, amb prou feines alguna zona nua entre túniques o plecs de roba, com a La infidelitat (1575-1580), Creació d'Eva (1575-1580), Mart i Venus (1580), Susanna i els vells (1580) i Venus i Adonis (1580).
Per la seva banda, Correggio es va allunyar de tot classicisme per elaborar composicions originals tan sols subordinades a la desbordant imaginació de l'artista, no només quant a formes i figures, sinó també en els jocs cromàtics i els efectes lumínics, influïts pel sfumato de Leonardo. En obres com Venus i Cupido descoberts per un sàtir (o Júpiter i Antíope, 1524-1525), L'educació de Cupido (1528), Dànae (1530), Leda amb el cigne (1531-1532) i Júpiter i Ío (1531- 1532) mostra figures en posicions capritxoses, dinàmiques, que destaquen lumínicament de la resta del quadre, més fosc, focalitzant així el principal punt d'interès per a l'artista.

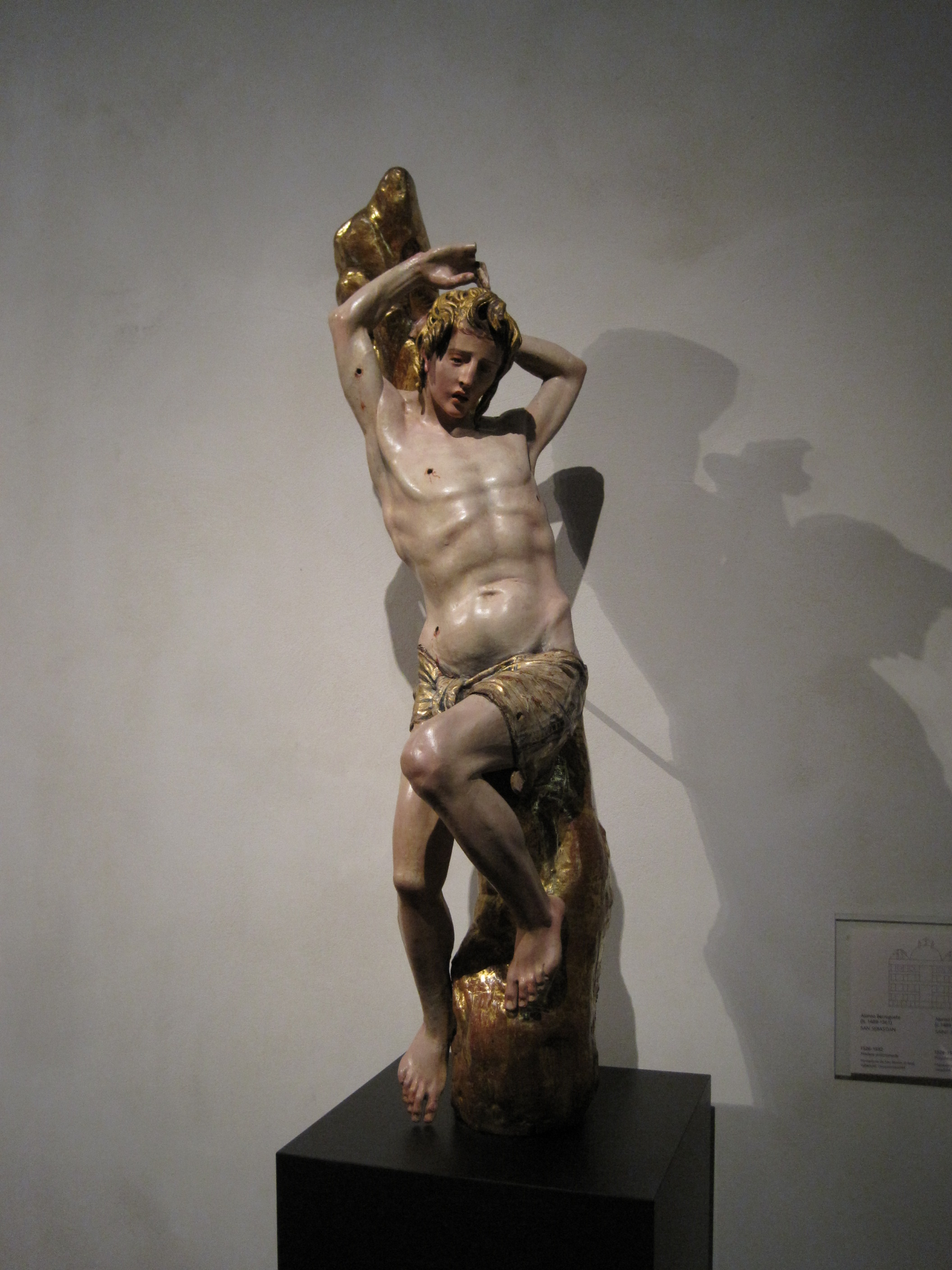
Sant Sebastià (1526-1532), d'Alonso Berruguete. Museu Nacional Col·legi de Sant Gregori, Valladolid
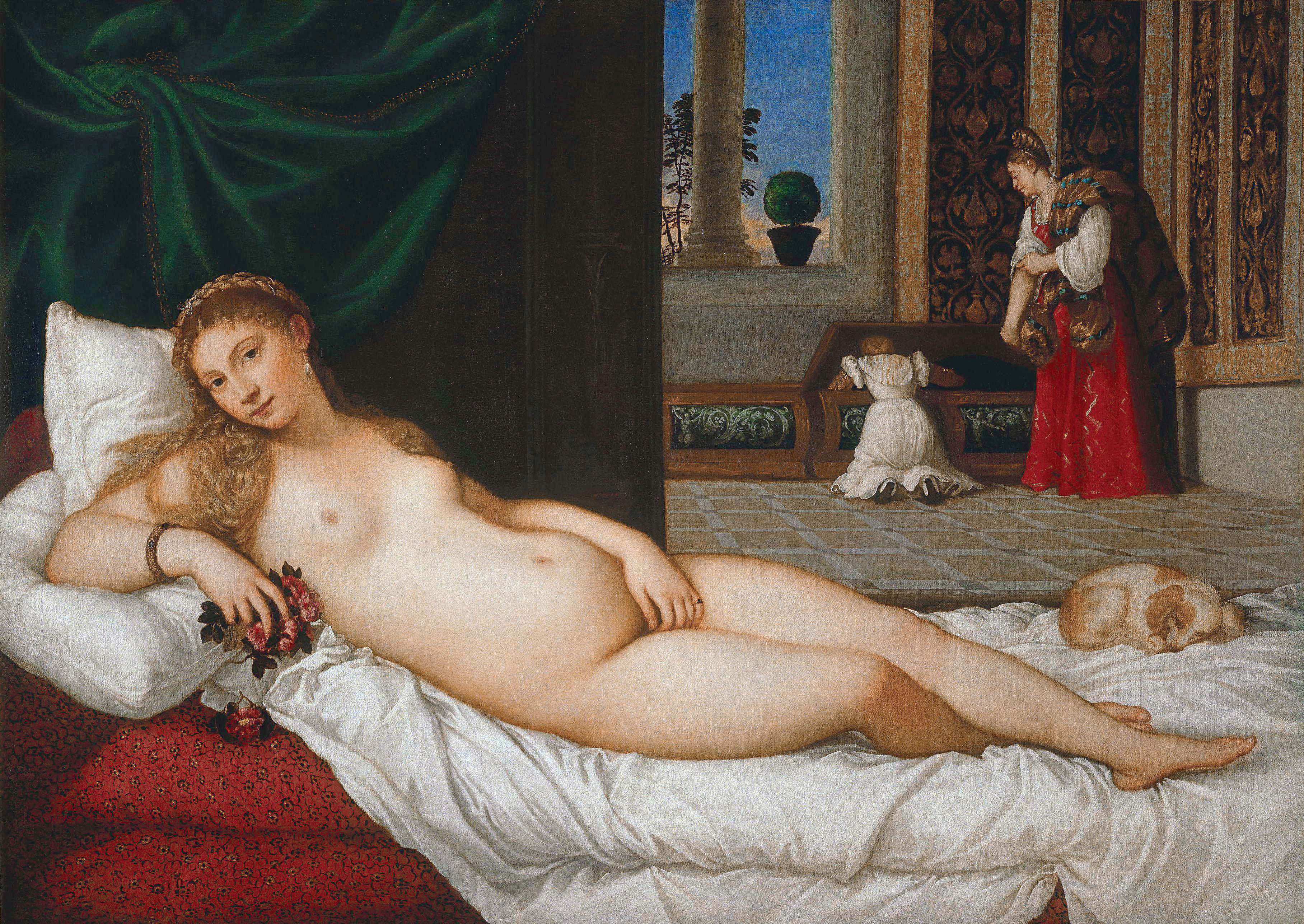
Venus d'Urbino (1538), de Ticià. Galeria Uffizi, Florència
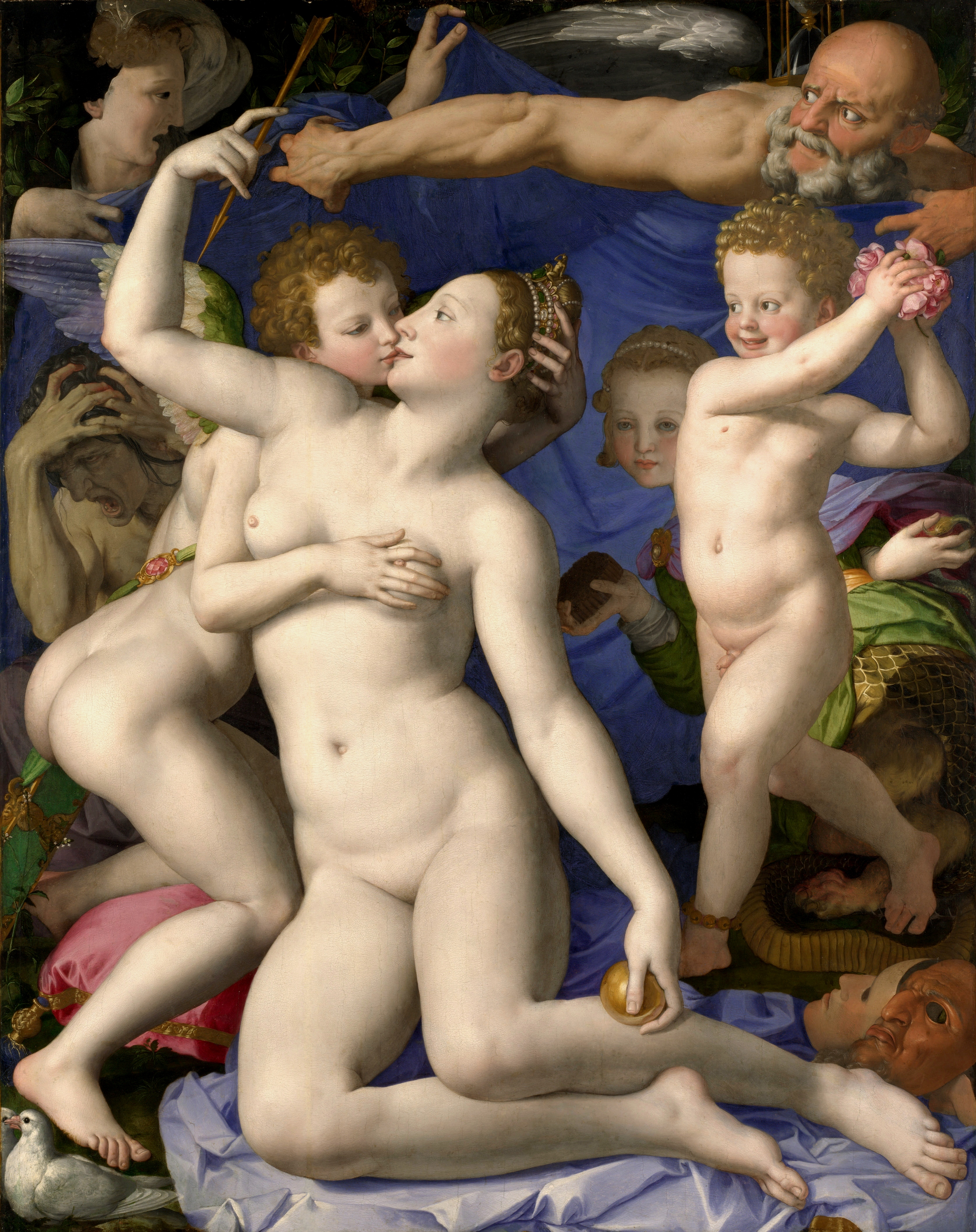
Al·legoria del triomf de Venus (1540-1545), de Bronzino. National Gallery, Londres
La font de la joventut (1546), de Lucas Cranach el Vell. Gemäldegalerie, Berlín

A la segona meitat del segle xvi va sorgir el manierisme, amb què en certa manera comença l'art modern; les coses no es representen tal com són, sinó tal com les veu l'artista. La bellesa es relativitza, es passa de la bellesa única renaixentista, basada en la ciència, a les múltiples belleses del manierisme, derivades de la natura. Per als manieristes, la bellesa clàssica és buida, sense ànima, contraposant una bellesa espiritual, onírica, subjectiva, no reglamentada (resumida a la fórmula non so ché («no sé què») de Petrarca). El nu manierista serà de formes allargades, exagerades, esveltes, d'una elegància gairebé aclaparada. Parteix, d'una banda, de la distorsió formal de Miquel Àngel i, de l'altra, de l'elegància de Parmigianino. Un bon exemple és l'Al·legoria del triomf de Venus (o Al·legoria de la Passió, 1540-1545) de Bronzino, la Venus del qual, tan esvelta i d'una actitud gairebé lasciva, procedeix, però, per la seva postura en ziga-zaga del Crist mort de la Pietà de Miquel Àngel. Aquestes figures esveltes i d'una gràcia refinada van abundar igualment a l'escultura, preferentment en bronze, desenvolupada per artistes com Baccio Bandinelli (Hèracles i Cacus, 1534, situat al costat del David de Miquel Àngel a la Piazza della Signoria de Florència), Bartolomeo Ammannati (Leda i el cigne, 1535; Venus, 1558; Font de Neptú, 1563-1565), Benvenuto Cellini (Crucifix de l'El Escorial, 1539; Saler de Francesc I, 1540-1543; Ganimedes, 1547; Perseu amb el cap de Medusa; 1554) o Giambologna (Samsó i un filisteu, 1562; Mercuri, 1564; Font de Neptú, 1565; Florència vencedora de Pisa, 1570; Rapte de les Sabines, 1582; Hèracles i el centaure Nessos, 1599). D'altra banda, la vessant tràgica del nu (la del pathos hel·lenístic) va ser cultivada per Pontormo i Rosso Fiorentino, generalment amb temes religiosos, que podien expressar millor l'emocionalisme manierista, com el Moisès i les filles de Jetró de Rosso (1523), els cossos plans i angulosos dels quals són l'antítesi del classicisme.
Durant el segle xvi, l'acceptació del nu com a tema artístic, que es va traslladar d'Itàlia a la resta d'Europa, va generar una gran demanda d'aquestes obres, especialment a Alemanya i els Països Baixos, per part d'un públic de classe burgesa que consumia amb avidesa aquesta mena d'obres. Fins a tal punt va arribar la representació del nu que va figurar fins i tot a la portada del Nou Testament d'Erasme de Rotterdam. Un dels artistes que va gaudir de més popularitat en aquest terreny va ser Lucas Cranach el Vell, que al llarg de la seva obra va elaborar una versió més personal del «nu nòrdic» d'origen gòtic que, tot i conservar les formes arrodonides, es mostren més estilitzades i sotmeses a cànons clàssics, amb cames llargues i esveltes, fina cintura i silueta suaument ondulada, com a Venus i Cupido (1509), La nimfa de la font (1518), Lucrècia (1525), El judici de Paris (1527), Adam i Eva (1528), Apol·lo i Diana (1530), Les Tres Gràcies (1530), L'Edat d'Or (1530), Venus (1532), Venus i Cupido amb la bresca de mel (1534), Al·legoria de la justícia (1537), La font de la joventut (1546), Diana i Acteó (1550-1553), etc. Les seves figures es presenten amb múltiples attrezzos (barrets, cinturons, vels, collarets), cosa que realça l'erotisme dels seus models, establint una imatgeria que es repetiria sovint en el futur.
Albrecht Dürer va heretar les formes de l'art gòtic tan arrelat al seu país, però va evolucionar gràcies a l'estudi del classicisme renaixentista italià. Algunes de les seves primeres obres mostren el prototip femení gòtic de figures allargades amb pits petits i ventres voluminosos, com a Hausfrau (1493), Bany de dones (1496) i Les quatre bruixes (1497). Posteriorment, es va lliurar a l'estudi de les proporcions al cos humà, intentant trobar la clau de la perfecció anatòmica, encara que sense resultats favorables. No obstant això, d'aquesta manera es va aproximar a un cert estil classicista, com es denota al seu Adam i Eva de 1504, que demostra que l'harmonia clàssica era més un estat d'ànim que no pas un cànon de regles geomètriques. Tot i així no va quedar satisfet, i en les seves últimes obres va tornar a les formes bulboses de l'art gòtic, com a La mort de Lucrècia (1518). Excel·lent gravador a més de pintor, alguns dels seus millors nus són gravats, com Berenice, El somni del pensador i El monstre marí, o bé al·legories i la sèrie de Triomfs Imperials, o les seves estampes sobre la passió i mort de Jesús i la vida de sants com Sant Jerònim, Santa Genoveva i Santa Maria Magdalena. L'obra de Dürer va influir en nombrosos artistes del món germànic, en obres on es barregen les formes gòtiques amb els ideals clàssics, com es percep a l'obra d'Urs Graf (L'exèrcit furiós, 1520) i Niklaus Manuel Deutsch (Juici de Paris, 1516-1528).
També va ser deixeble de Dürer Hans Baldung, autor d'obres al·legòriques de fort contingut moralitzant, generalment amb personificacions de la mort o sobre les edats de l'home, recordant l'efímer de la vida: Tríptic de Sant Sebastià (1507), Els dos amants i la Mort (1509-1511), Les tres edats de la dona i la Mort (1510), Eva, la Serp i la Mort (1512), Tres bruixes (1514), La Mort i una dona (1518-1520), Vanitat (1529), Heracles i Anteu (1530), Adam i Eva (1535), Les set edats de la dona (1544), etc. Per la seva banda, Hans Holbein el Jove va ser autor preferentment de quadres religiosos i retrats, tractant poc el nu, del qual, tanmateix, cal ressaltar el seu magnífic El cadàver de Crist al sepulcre (1521).
Als Països Baixos, El Bosco va suposar una certa continuïtat de les formes gòtiques, encara que tractades amb més naturalisme i amb una fantasia desbordant que faria de la seva obra un portent de creativitat i imaginació. A El jardí de les delícies (1480-1490), El judici final (1482), la Taula dels set pecats capitals (1485) i El carro de fenc (1500-1502), prolifera la forma nua, humana o infrahumana (dimonis, sàtirs, animals mitològics, monstres i criatures de tall fantàstic), en un paroxisme de luxúria que transcendeix qualsevol significat iconogràfic i obeeix únicament a la febril imaginació de l'artista. Pieter Brueghel el Vell també va fer obres d'àmplia panoràmica i multitud de figures, amb predilecció pel paisatgisme i el retrat costumista, encara que els seus nus són escassos. Es troben en canvi més patents a l'obra del seu fill, Jan Brueghel de Velours, autor de paisatges on proliferen petites figures nues, en escenes mitològiques o bíbliques. A Flandes, Jan Gossaert va rebre la influència rafaelesca, sent l'introductor al seu país de la faula mitològica, com a Neptú i Amfitrite (1516), La metamorfosi d'Hermafrodit i Salmacis (1520) i Dànae rebent la pluja d'or (1527).

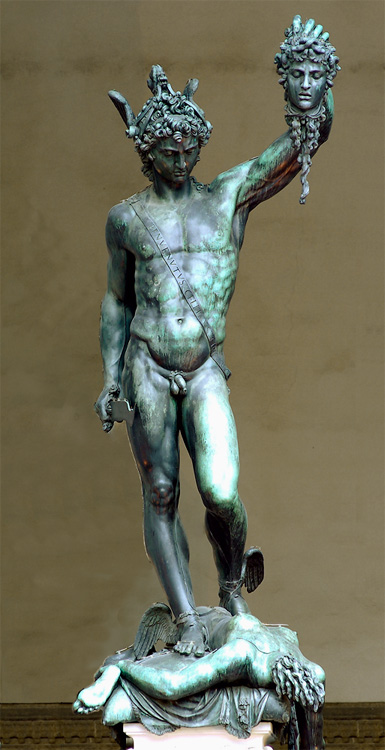
Perseu amb el cap de Medusa (1554), de Benvenuto Cellini. Loggia dei Lanzi, Florència
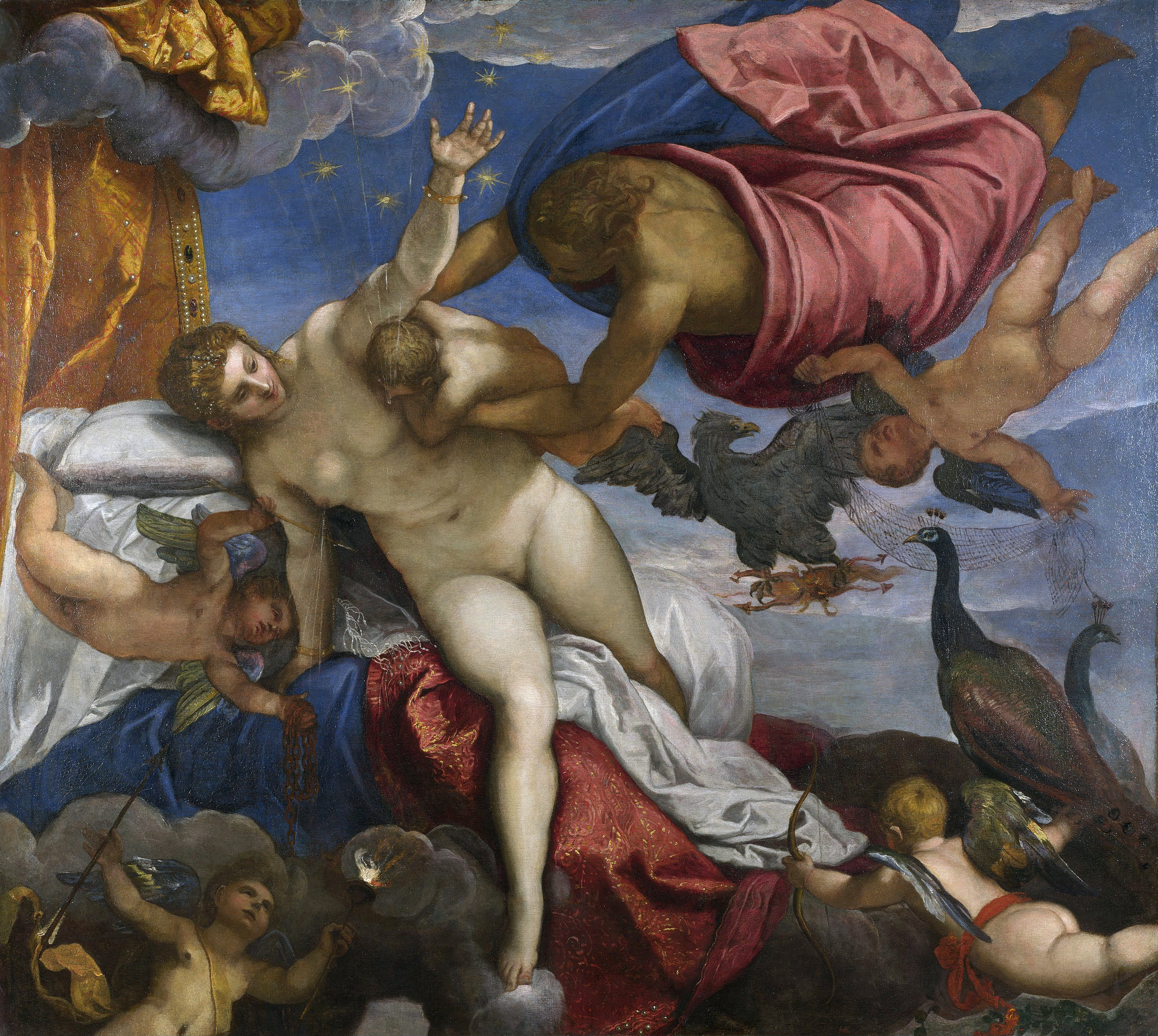
L'origen de la Via Làctia (1575), de Tintoretto. National Gallery, Londres
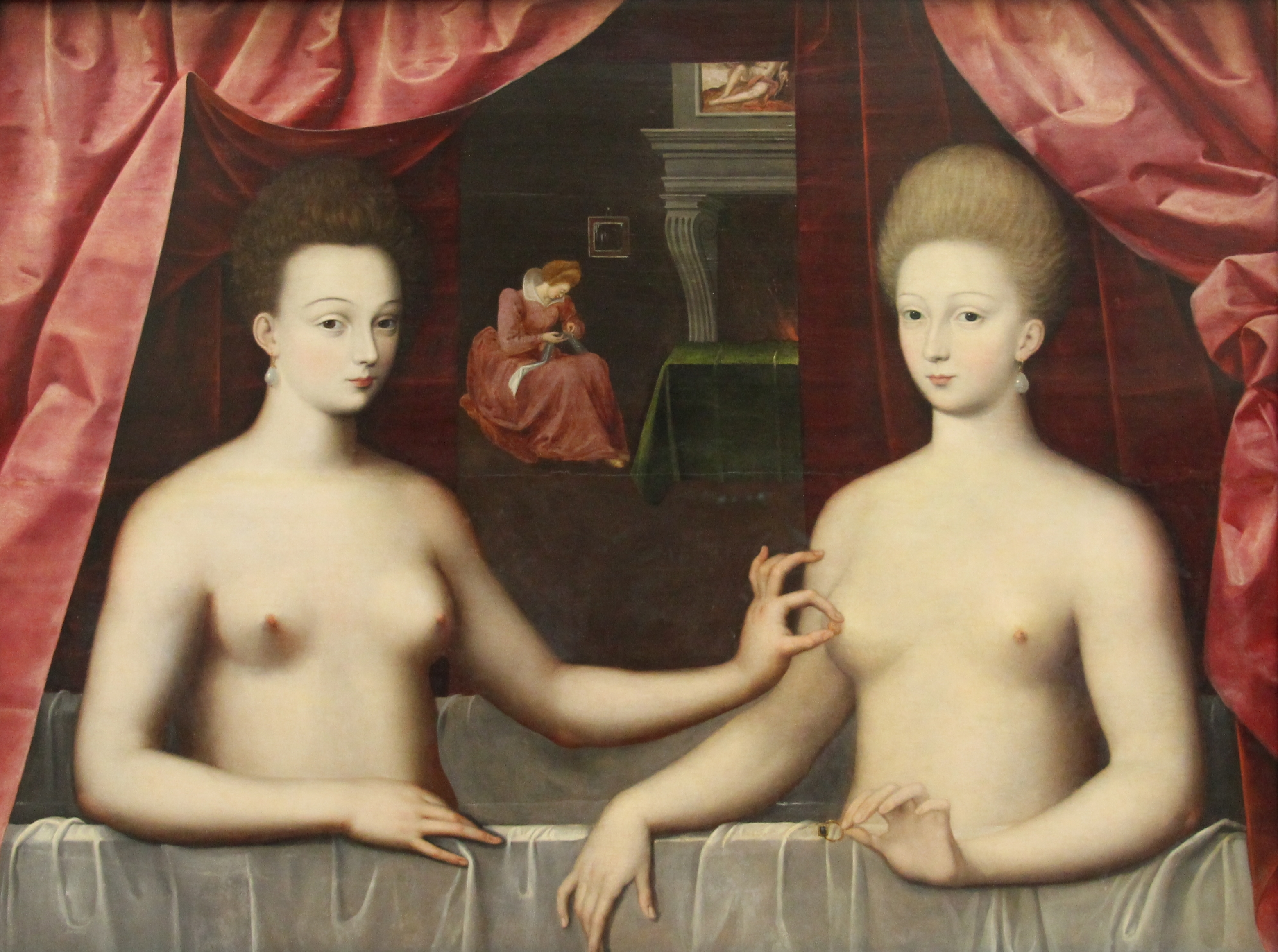
Retrat de Gabrielle d'Estrées i de la seva germana la duquessa de Villars (1594), autor anònim de l'Escola de Fontainebleau. Museu del Louvre, París
Laocoont i els seus fills (1610-1614), El Greco. National Gallery of Art, Washington D.C.

A França, l'art va evolucionar ràpidament des del gòtic fins al manierisme, gairebé sense sentir-se l'influx classicista del primer Renaixement, degut sobretot a l'estada a les obres del Palau de Fontainebleau de diversos artistes manieristes italians (Rosso Fiorentino, Francesco Primaticcio, Benvenuto Cellini), que van donar origen a l'anomenada Escola de Fontainebleau, caracteritzada per un gust cortesà i sensualista, decoratiu, voluptuós, d'una elegància lànguida, predominant la pintura mural i el relleu en estuc. Es van posar de moda les figures elegants i anguloses de Primaticcio, de membres llargs i caps petits, que van perdurar a l'art francès fins a finals del segle xvi. Algunes obres d'aquesta escola són d'artista desconegut, com la Diana caçadora (c. 1550) i el Retrat de Gabrielle d'Estrées i de la seva germana la duquessa de Villars (1594), d'un erotisme fi de tall galant. D'artistes coneguts són: Eva Prima Pandora (1550), de Jean Cousin el Vell; El bany de Diana (1550), de François Clouet; El despertar d'una dama, de Toussaint Dubreuil; i, en escultura, Diana caçadora (1550) de Jean Goujon, i Les Tres Gràcies (1560) de Germain Pilon. El nu es va reflectir també en aquest mateix ambient en tot gènere d'arts menors, des de la tapisseria fins a la ceràmica i l'orfebreria, com ara el cèlebre plat esmaltat amb la Història d'Adam i Eva en sis passatges, de Pierre Rémond.
A Espanya l'influx renaixentista va arribar tard, subsistint fins a gairebé mitjans del segle xvi les formes gòtiques. D'altra banda, les innovacions van ser més estilístiques que no pas temàtiques, predominant com en època medieval la temàtica religiosa. El Greco va ser un dels principals innovadors de la pintura espanyola de l'època: format a l'escola veneciana, d'aquesta procedeix l'intens colorit de les seves obres, encara que les seves figures llargues i desproporcionades mostren més un cert expressionisme formal que no pas el naturalisme classicista italià. Encara que la major part de les seves obres són religioses, no deixa d'exposar figures nues més o menys justificades pel tema, podent arribar a comptar-se en tota la seva producció més d'un centenar de nus. Així s'aprecia en obres com El martiri de Sant Sebastià (1577-1578), Sant Joan Baptista (1577-1579), La Trinitat (1577-1580), El Martiri de Sant Maurici (1580-1582), Crucifixió de Crist, amb dos donants (1590), El baptisme de Crist (1596-1600), Crucifixió de Crist (1597-1600), Sant Martí i el captaire (1597-1600), L'expulsió dels mercaders (1609), Visió de l'Apocalipsi (1609-1616), Laocoonte i els seus fills (1614), etc. També com a escultor va deixar obres com el seu Epimeteu i Pandora (1600-1610) del Museu del Prado, on és de ressaltar el realisme dels òrgans sexuals dels dos personatges, tractats sense embuts. A la resta de la producció artística renaixentista espanyola va predominar el decòrum i la cautela, regles d'or de l'art espanyol que van ser elevades a teoria de l'art en tractats com Diàlegs de la Pintura de Vicente Carducho, l'Art de la Pintura de Francisco Pacheco, o els Discursos practicables de Jusepe Martínez. En aquest context, la figura humana nua només es troba en l'àmbit religiós, especialment el de la imatgeria escultòrica, com el Sant Sebastià (1526-1532) d'Alonso Berruguete, L'enterrament de Crist de Juan de Juni (1541-1545) o el Sant Jerònim penitent (1598) de Juan Martínez Montañés. Les excepcions a aquesta regla són molt comptades, com el fresc de la Història de Dànae del Palau del Pardo (1563), de Gaspar Becerra, d'influència de Miquel Àngel.

### Barroc
El barroc es va desenvolupar entre el segle xvii i principis del xviii. Va ser una època de grans disputes al terreny polític i religiós, sorgint una divisió entre els països catòlics contrareformistes, on es va consolidar l'estat absolutista, i els països protestants, de signe més parlamentari. L'art es va tornar més refinat i ornamentat, amb pervivència d'un cert racionalisme classicista, però amb formes més dinàmiques i efectistes, amb gust per allò sorprenent i anecdòtic, per les il·lusions òptiques i els cops d'efecte.
Durant el barroc va seguir predominant el nu femení, com a objecte de plaer del mecenes aristocràtic, que es recreava en aquest tipus de composicions, on generalment la dona tenia un paper subordinat a l'home. Al costat de la temàtica mitològica, va començar el costum de fer retrats al·legòrics on dones nues representaven conceptes com la Justícia, la Veritat, la Generositat, etc. El nu barroc va accentuar els efectes de torsió i dinamisme presents al manierisme i a l'obra de Miquel Àngel, del qual van prendre la composició en forma d'espiral (que Miquel Àngel va introduir a la seva Al·legoria de la Victòria del Palazzo Vecchio de Florència, i que permetia una base més sòlida per sostenir el pes del tors); així, la «diagonal heroica» clàssica va passar a ser «l'espiral heroica», la manera com un moviment violent i forçat podia expressar de manera versemblant el dramatisme i l'efectisme propis de l'art barroc.
El barroc va tenir com a principal herald del nu a Peter Paul Rubens, les figures femenines robustes del qual i d'una carnal sensualitat van marcar època en el concepte estètic de bellesa del seu temps. No obstant això, malgrat aquesta exuberància carnal, l'obra de Rubens (autor també de nombroses obres de tema religiós) no deixa de tenir cert idealisme, cert sentiment de puresa natural que proporciona als seus llenços una mena de candidesa somiadora, una visió optimista i integradora de la relació de l'home amb la naturalesa. Rubens concedia molta importància al disseny de les seves figures, i per això va estudiar en profunditat l'obra d'artistes anteriors, dels quals va prendre els seus millors recursos, especialment (pel que fa al nu) de Miquel Àngel, Ticià i Marcantonio Raimondi. Va ser un mestre a trobar la tonalitat precisa per a les carnacions de la pell (només igualat per Ticià i Renoir), així com les diferents textures i les múltiples variants dels efectes de la brillantor i els reflexos de la llum sobre la carn. També es va preocupar pel moviment del cos, i per donar pes i solidesa a les figures. No obstant això, no va descuidar l'aspecte psicològic i l'expressió facial, i en les cares de les seves figures s'aprecia una felicitat despreocupada, un cert orgull de saber-se belles, però sense envaniment, i una certa gratitud vital que el mateix artista sentia davant els dons de la vida. Entre les seves obres relacionades amb el nu mereixen destacar-se: Mort de Sèneca (1611-1615), Venus, Cupido, Bacus i Ceres (1612-1613), Eros i Psique (1612-1615), El tocat de Venus (1615), Daniel i els lleons (1615), Perseu allibera Andròmeda (1620), El desembarcament de Maria de Mèdici a Marsella (1622-1625), El triomf de la Veritat (1622-1625), Minerva protegeix Pax de Mart (1629), Venus i Adonis (1635), Les tres Gràcies (1636-1639, on estan retratades les dues dones de la seva vida, Isabella Brandt i Hélène Fourment), Rapte de les filles de Leucip (1636), El naixement de la Via Làctica (1636-1638), Diana i Cal·listo (1637-1638), Diana i les seves nimfes sorpreses per sàtirs (1639-1640), Judici de Paris (1639), etc. Autor de més de dos mil quadres, potser és l'artista que més nus ha representat a la història.
Pel que fa a la temàtica religiosa, Rubens va demostrar la mateixa capacitat sintetitzadora que en els altres nus, atorgant a les seves figures una entitat física que potenciava el seu aspecte espiritual, com en les seves dues obres per a la Catedral d'Anvers, L'aixecament de la Creu (1611) i El davallament de la Creu (1613), que novament mostren la influència de Miquel Àngel, així com l'assimilació del moviment ondulat del Laocoonte. En aquestes imatges té un protagonisme essencial el color de la carn, contrastant la pal·lidesa esmorteïda de la figura de Crist del colorit intens de la resta de figures, cosa que proporciona més efectisme al dramatisme de l'escena. El mateix efecte figura a la Crucifixió (1620) del Museu Boijmans Van Beuningen, on al diferent cromatisme de les figures de Crist i els lladres s'afegeix l'efecte de la llum tempestuosa, alhora que la diferenciació en les anatomies de les diferents figures fa ressaltar el físic ideal de Jesús davant de la crua materialitat dels lladres.

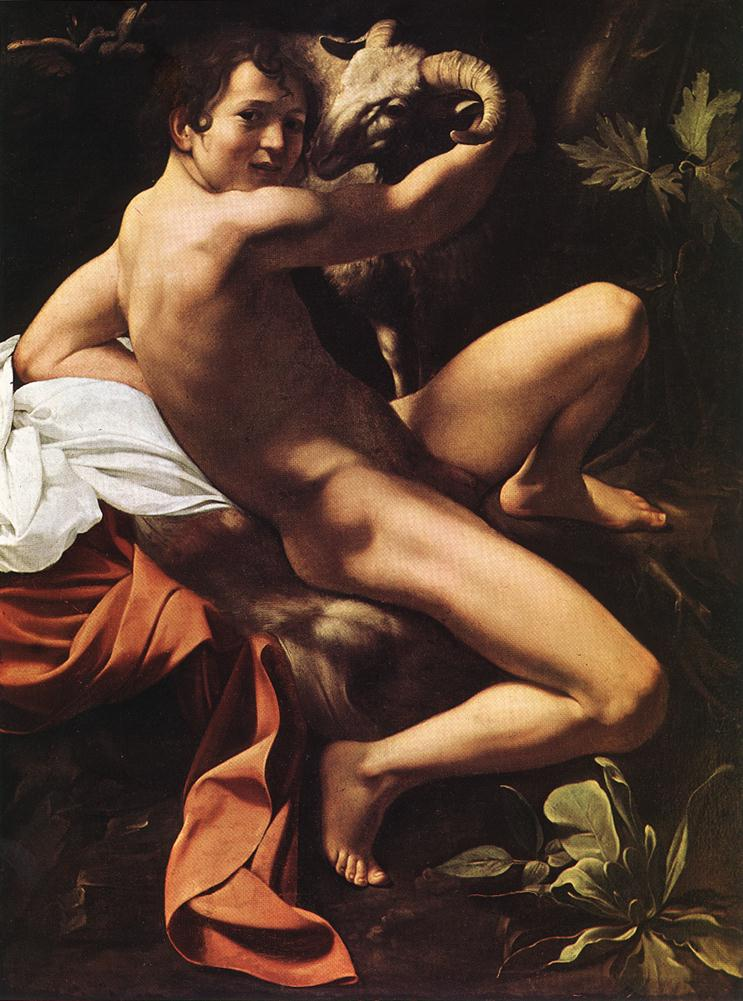
Sant Joan Baptista (1602), de Caravaggio. Museus Capitolins, Roma
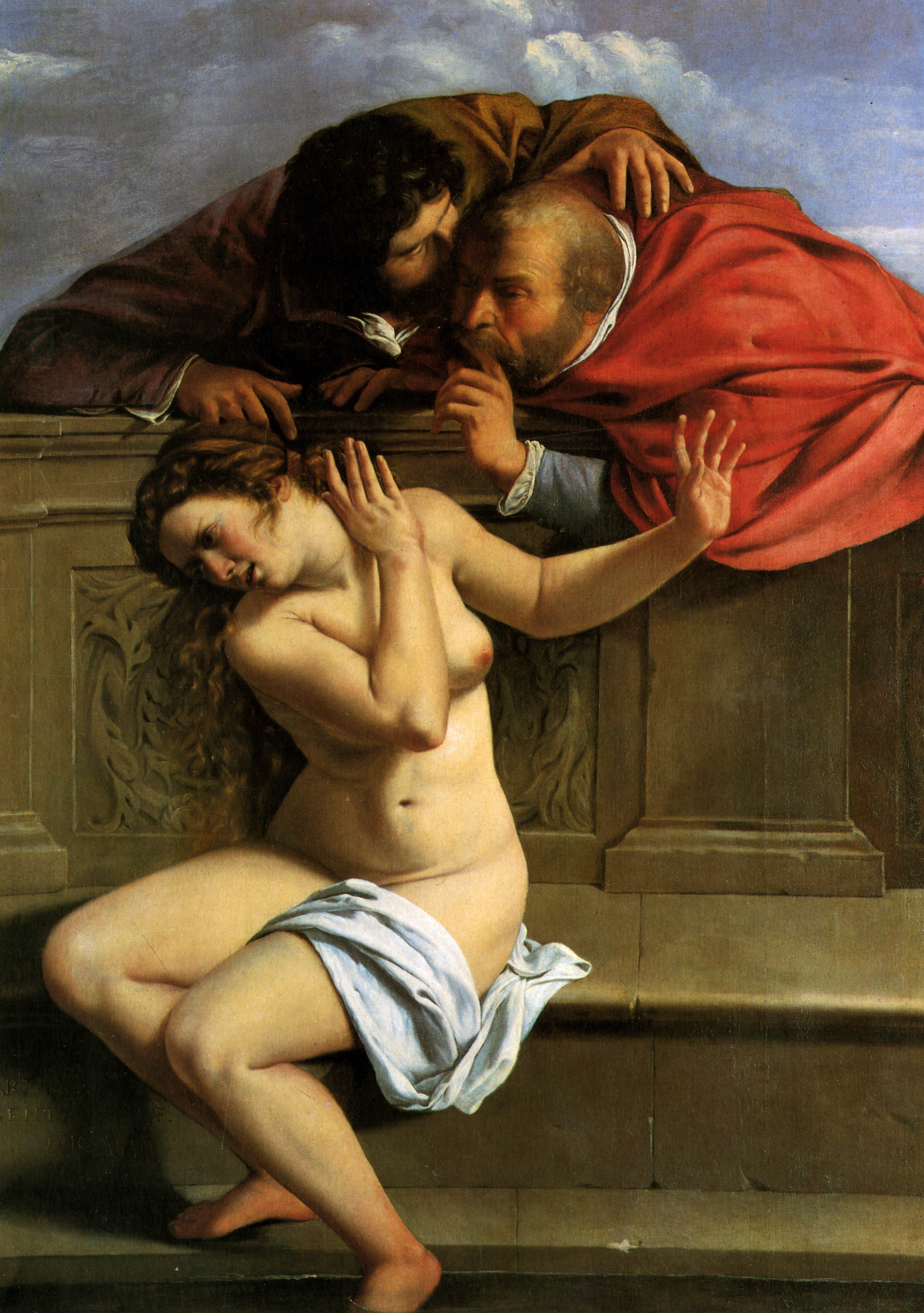
Susanna i els vells (1610), d'Artemisia Gentileschi. Castell de Weißenstein, Pommersfelden
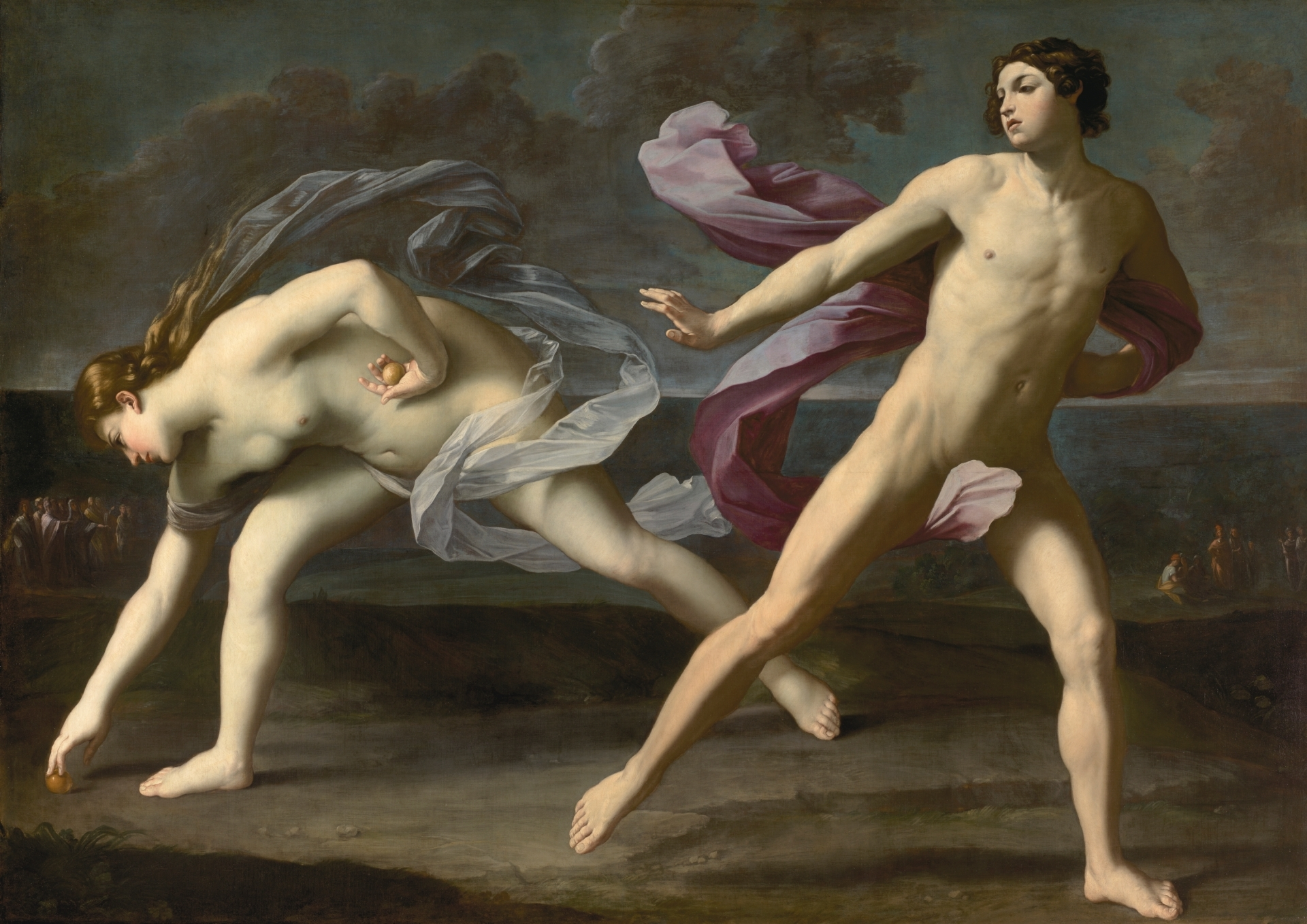
Hipòmenes i Atalanta (1612), de Guido Reni. Museu del Prado, Madrid

Deixebles de Rubens van ser Anton van Dyck i Jacob Jordaens. El primer, gran retratista, va evolucionar a un estil més personal, de forta influència italiana, com a la seva Pietat del Prado (1618-1620) i el Sant Sebastià de l'Alte Pinakothek de Múnic, o en la Diana i Endimió sorpresos per un sàtir (1622-1627) i El duc i la duquessa de Buckingham com Venus i Adonis (1620). Jordaens va ser més fidel al seu mestre (sense arribar a la seva altura), com es demostra en una proliferació de nus gairebé comparable al geni d'Anvers: El sàtir i el pagès (no datat), El rapte d'Europa (1615-1616), La fecunditat (1623), Pan i Siringa (1625), Apol·lo i Màrsies (1625), Prometeu encadenat (1640), Les filles de Cècrops trobant Erictoni (1640), Triomf de Bacus (1645), El repòs de Diana (1645 -1655), L'Abundància de la Terra (1649), etc.
Al costat oposat a l'idealisme de Rubens se situa l'obra de Rembrandt, hereu de les formes arrodonides del nu nòrdic d'origen gòtic, amb figures tractades de forma realista, igual d'exuberants que les de Rubens, però més mundanes, sense dissimular els plecs de la carn o les arrugues de la pell, amb un patetisme que accentua la crua materialitat del cos, en el seu aspecte més humiliant i llastimós. Rembrandt apel·la a la naturalesa contra les regles, mogut per una desafiant honradesa veritable, i potser per un sentiment de compassió envers les criatures menys afavorides de la societat: vells, prostitutes, borratxos, captaires, minusvàlids. Per ell, imbuït d'un sentit bíblic del cristianisme, la pobresa i la lletjor eren inherents a la natura, i mereixedores d'atenció tant com la riquesa i la bellesa. Aquest sentit revelador de la imperfecció es denota en obres com Diana (1631), Dona asseguda en un monticle (1631), Cleòpatra (1637), Vella rentant-se els peus (1658), etc. Tampoc no li va importar mostrar el més cru de l'anatomia humana a la Lliçó d'anatomia del Dr. Nicolaes Tulp (1632). Més agradables són Susanna i els vells (1634), Adam i Eva al Paradís (1638), Bacant contemplada per un faune i Danae rebent la pluja d'or (1636-1647, on va retratar la seva esposa, Saskia van Uylenburgh). Un intent de mostrar potser la bellesa sensual va ser el seu Betsabé al bany (1654), on representa a la seva amant, Hendrickje Stoffels, que malgrat les seves formes arrodonides i generoses, mostrades amb honestedat, s'aconsegueix transmetre un sentiment de noblesa, no ideal, però sí sublim, alhora que la seva expressió meditativa proporciona vida interior a la carnal figura, i li proporciona una aura espiritual, reflex del concepte cristià del cos com a receptacle de l'ànima.

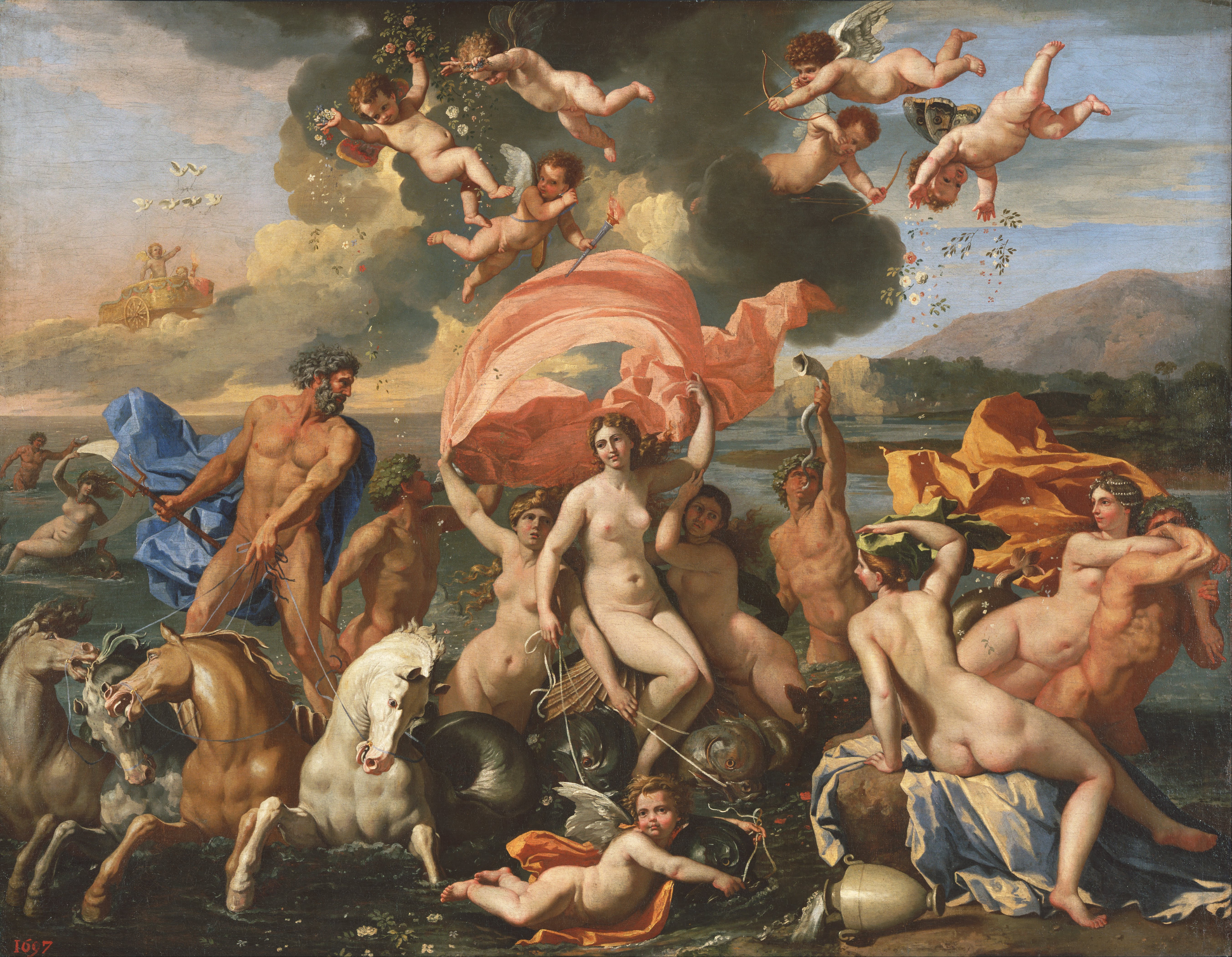
El triomf de Galatea (1635), de Nicolas Poussin. Museu d'Art de Filadèlfia
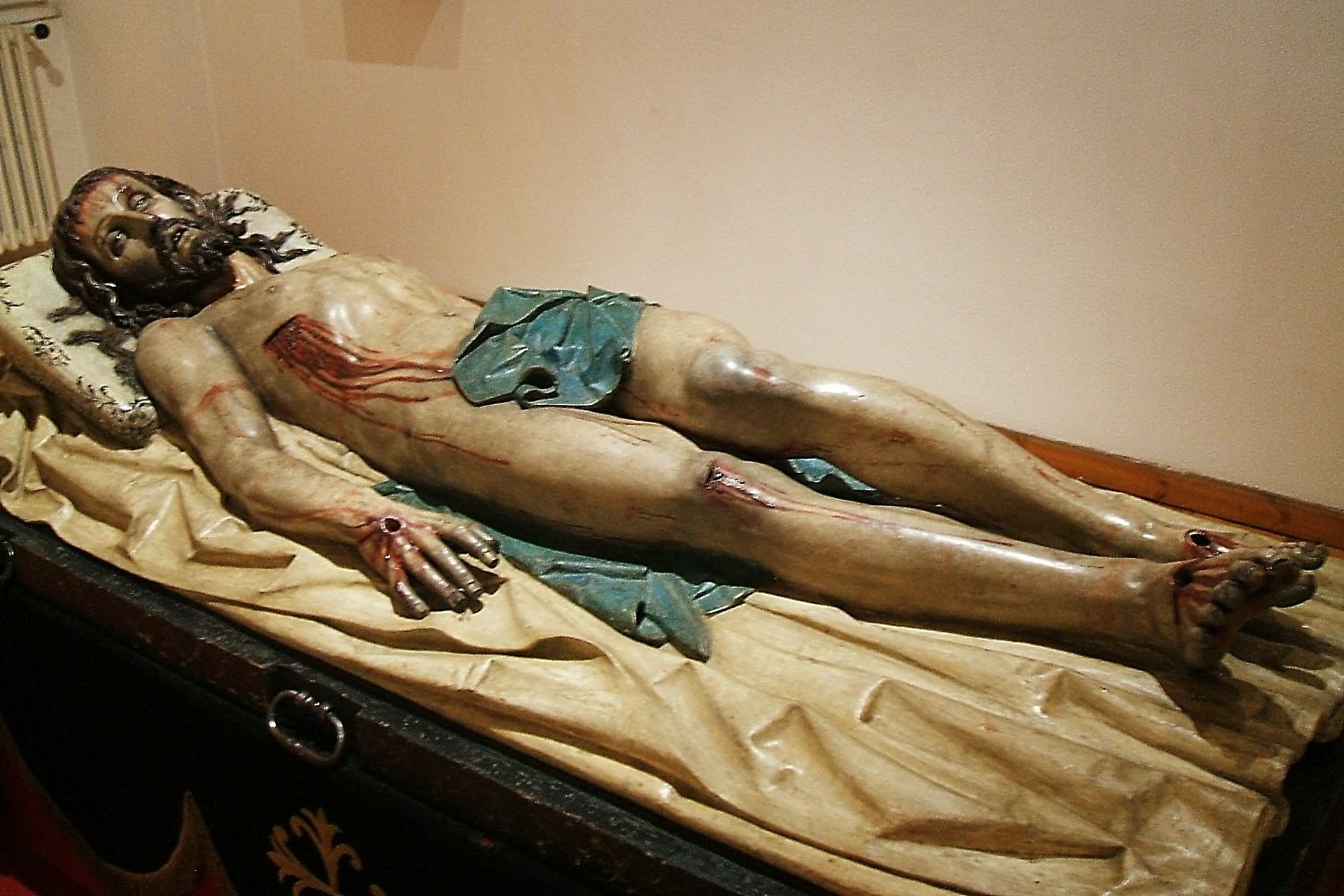
Crist jacent (1634), de Gregorio Fernández. Museu del Reial Monestir de Sant Joaquín i Santa Anna, Valladolid
Les tres Gràcies (1636-1639), de Peter Paul Rubens. Museu del Prado, Madrid

A Itàlia va destacar l'obra de Gian Lorenzo Bernini, arquitecte i escultor que va escenificar el boat de la Roma papal d'una forma sumptuosa i grandiloqüent, i les obres del qual expressen el moviment dinàmic i sinuós tan propi del barroc, com es denota als principals grups escultòrics: Enees, Anquises i Ascani fugint de Troia (1618-1619), El rapte de Proserpina (1621-1622), David llançant la seva fona (1623-1624), Veritat descoberta pel Temps (1645-1652) i Apol·lo i Dafne (1622-1625), on es manifesta el seu mestratge per al modelatge, el dramatisme de l'acció, els seus atrevits escorços i el seu sentit decoratiu, plasmat sovint en vestidures flotants de fràgil equilibri. Un altre gran creador va ser Caravaggio, qui va iniciar un estil conegut com a naturalisme o caravagisme, basat en l'estricta realitat natural i caracteritzat per la utilització del clarobscur (tenebrisme) per aconseguir efectes dramàtics i sorprenents gràcies a la interacció entre llums i ombres. Artista excèntric i provocador, entre les seves obres destaquen: Sant Joan Baptista (1602), Amor victoriós (1602-1603), Sant Enterrament (1602-1604), La flagel·lació de Crist (1607), Crist a la columna (1607), Sant Jeroni escrivint (1608), La resurrecció de Llàtzer (1609), etc. Seguidors seus van ser Giovanni Battista Caracciolo (El jove Sant Joan al desert, 1610-1620; Cupido dorment, 1616; Martiri de Sant Sebastià, 1625) i Artemisia Gentileschi (Susanna i els vells, 1610; Dànae, 1612; Cleòpatra, 1621; Josep i la dona de Putifar, 1622; Venus dorment, 1625-1630).
Entre Itàlia i França es va originar un altre corrent anomenat classicisme, igualment realista, però amb un concepte de la realitat més intel·lectual i idealitzat, i on la temàtica mitològica era evocadora d'un món de perfecció i harmonia, parangonable a l'Arcàdia romana. Es va iniciar a l'Escola bolonyesa, de la mà d'Annibale Carracci, on el seu Triomf Bacus i Ariadna (1597-1602) presenta un seguici ple de nus, que també abunden en la decoració que l'artista va efectuar al Palau Farnese de Roma. A Crist mort (1583-1585) es va inspirar en l'obra homònima de Mantegna. Un altre membre de l'escola va ser Guido Reni, qui va realitzar nombroses al·legories mitològiques i quadres de déus i herois la nuesa dels quals ressalta la seva dignitat i magnificència, com a Hipòmenes i Atalanta (1612), Samsó bevent de la maixella d'un ase (1611-1612) i Rapte de Deianira (1620-1621). Francesco Albani buscava a la mitologia una temàtica graciosa i amable cap a la qual era inclinat per naturalesa, com en la seva sèrie de les Estacions (1616-1617, que inclou Hivern o El Triomf de Diana, Tardor o Venus i Adonis, Primavera o Venus a la seva toilette i Estiu o Venus a la farga de Vulcà), Amorets desarmats (1621-1633), Mercuri i Apol·lo (1623-1625), Diana i Acteó (1625-1630) i Al·legoria de l'Aigua (1627). Guido Cagnacci va ser un dels darrers representants de l'escola, exportant el classicisme a l'àmbit germànic: Al·legoria de la vida humana, La mort de Cleòpatra (1658), Sant Jeroni (1659), i Maria Magdalena inconscient (1665).
En l'àmbit francès va destacar Nicolas Poussin, artista d'un classicisme serè, potser l'inaugurador del nu acadèmic, per ser culte i idealitzat, basat en la plasmació en imatges de la cultura erudita que tenia com a base temàtica la mitologia i la història antiga. D'influència rafaelesca, es va interessar per l'anatomia, elaborant a consciència totes les seves obres, concebudes tant en un sentit plàstic com intel·lectual. Estava interessat per l'arqueologia, inaugurant amb Claude Lorrain l'anomenat «paisatge històric», on un marc paisatgístic serveix per situar diverses figures històriques o mitològiques, juntament amb arquitectures o ruïnes de l'antiguitat. Entre les seves obres destaquen: Apol·lo i Dafne (1625), Apol·lo i Bacus (1627), Eco i Narcís (1628), El Parnàs (1630), Cèfal i Aurora (1630), Mides davant Bacus (1630), El regne de Flora (1631), El triomf de Galatea (1634), Bacanal (1634-1635), Dansa dels israelites al voltant del vedell d'or (1636), Venus i Enees (1639), etc. Altres artistes d'inspiració classicista van ser: Simon Vouet (Bacus i Psique, 1626; Venus dorment, 1630-1640), Charles Le Brun (Meleagre, 1658; Els treballs d'Hèracles, 1658-1661) i Jacques Blanchard (Angèlica i Mèdor, 1630; Dànae, 1630-1633; Venus i les Tres Gràcies sorpreses per un mortal, 1631-1633).

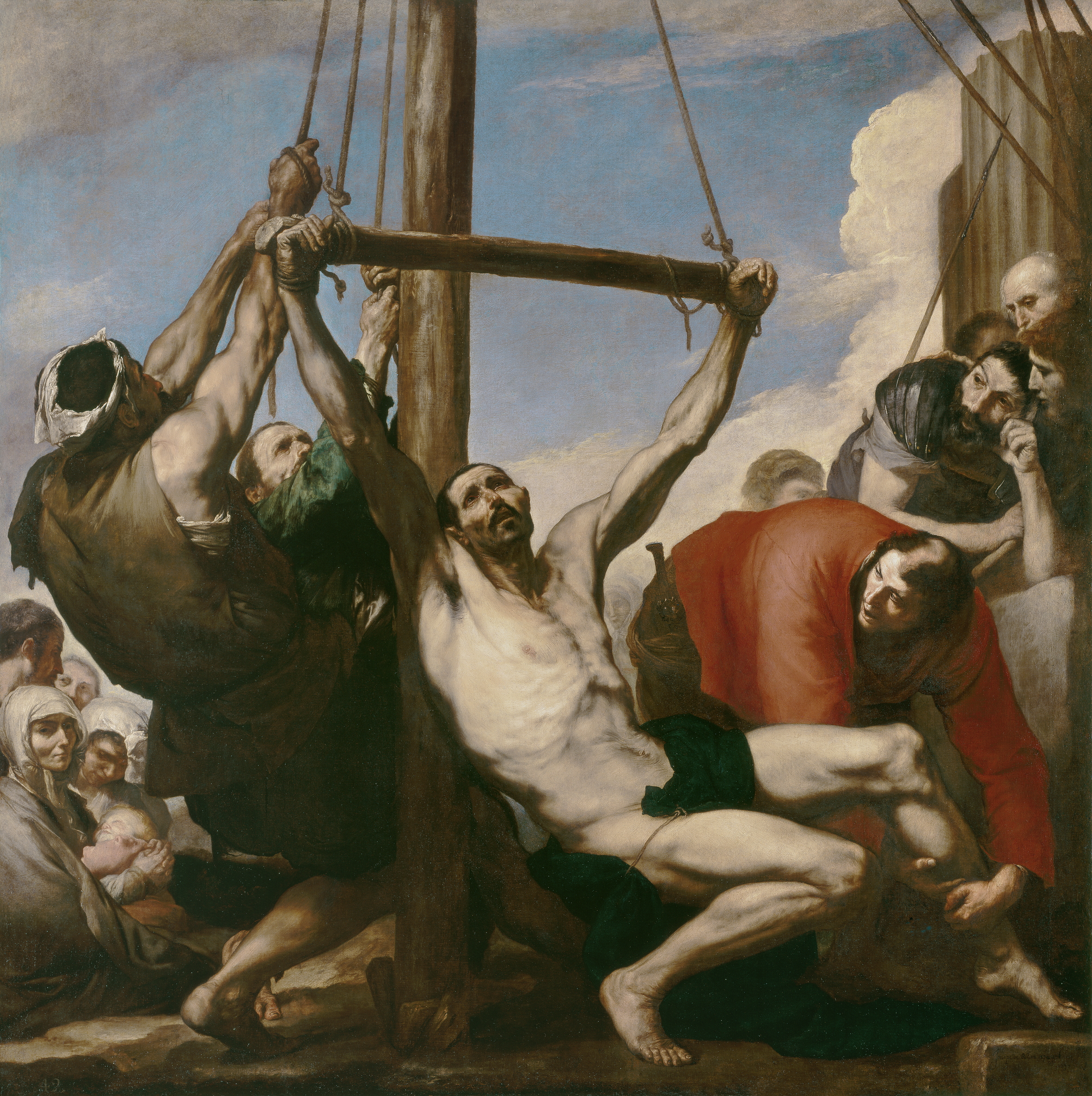
El martiri de sant Felip (1639), de José de Ribera. Museu del Prado, Madrid
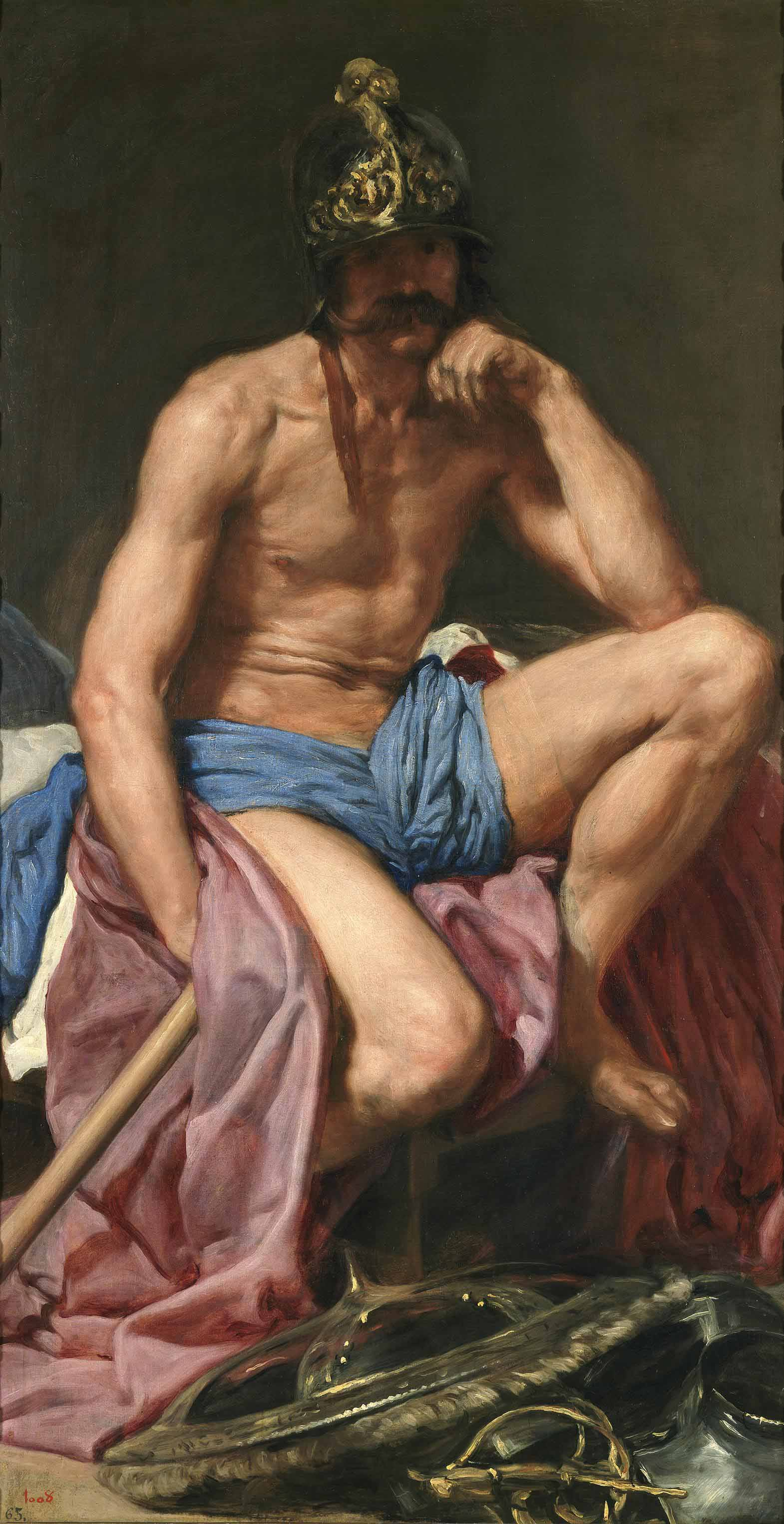
Descans de Mart (1640), de Diego Velázquez. Museu del Prado, Madrid
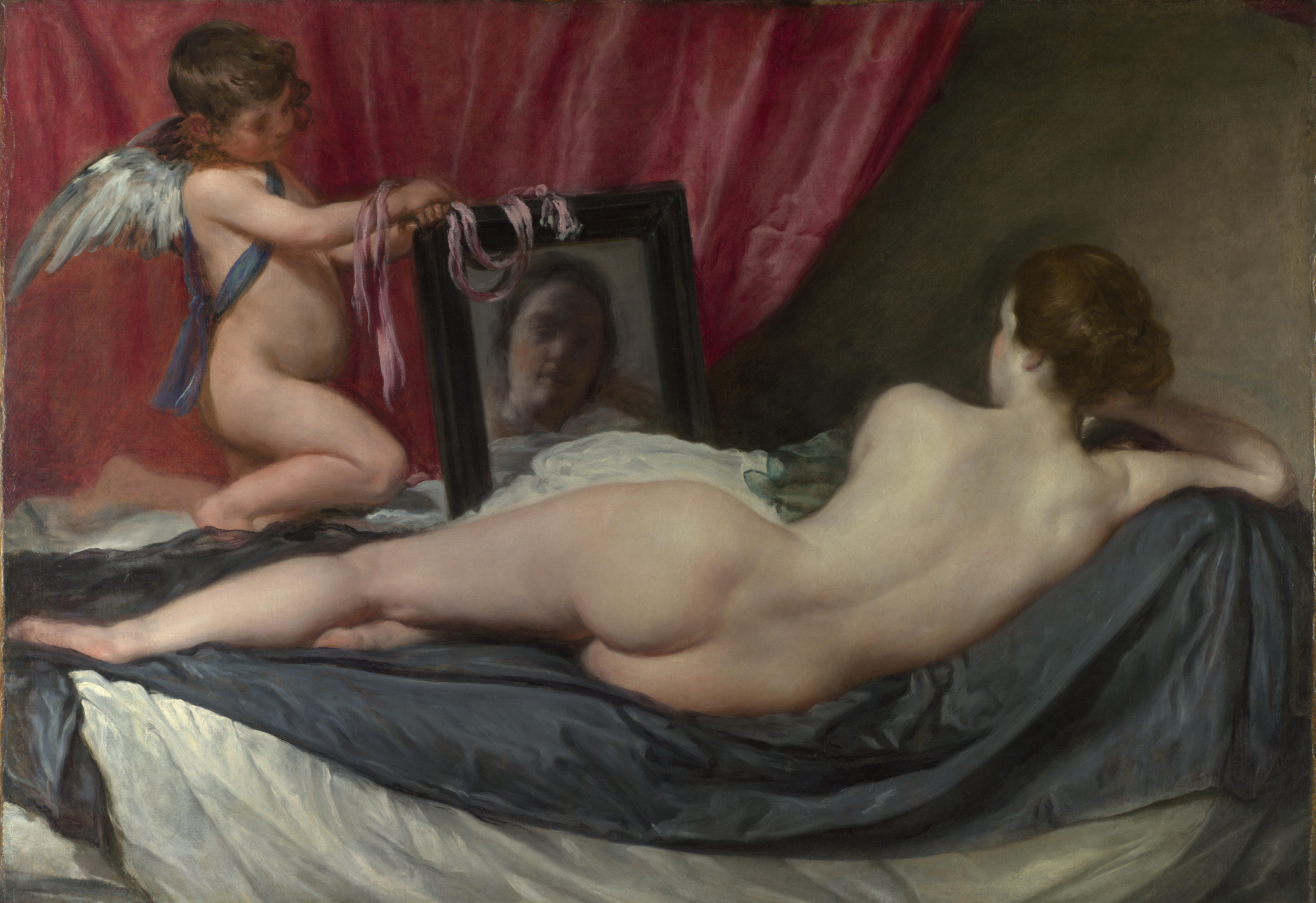
Venus del mirall (1647-1651), de Diego Velázquez. National Gallery, Londres
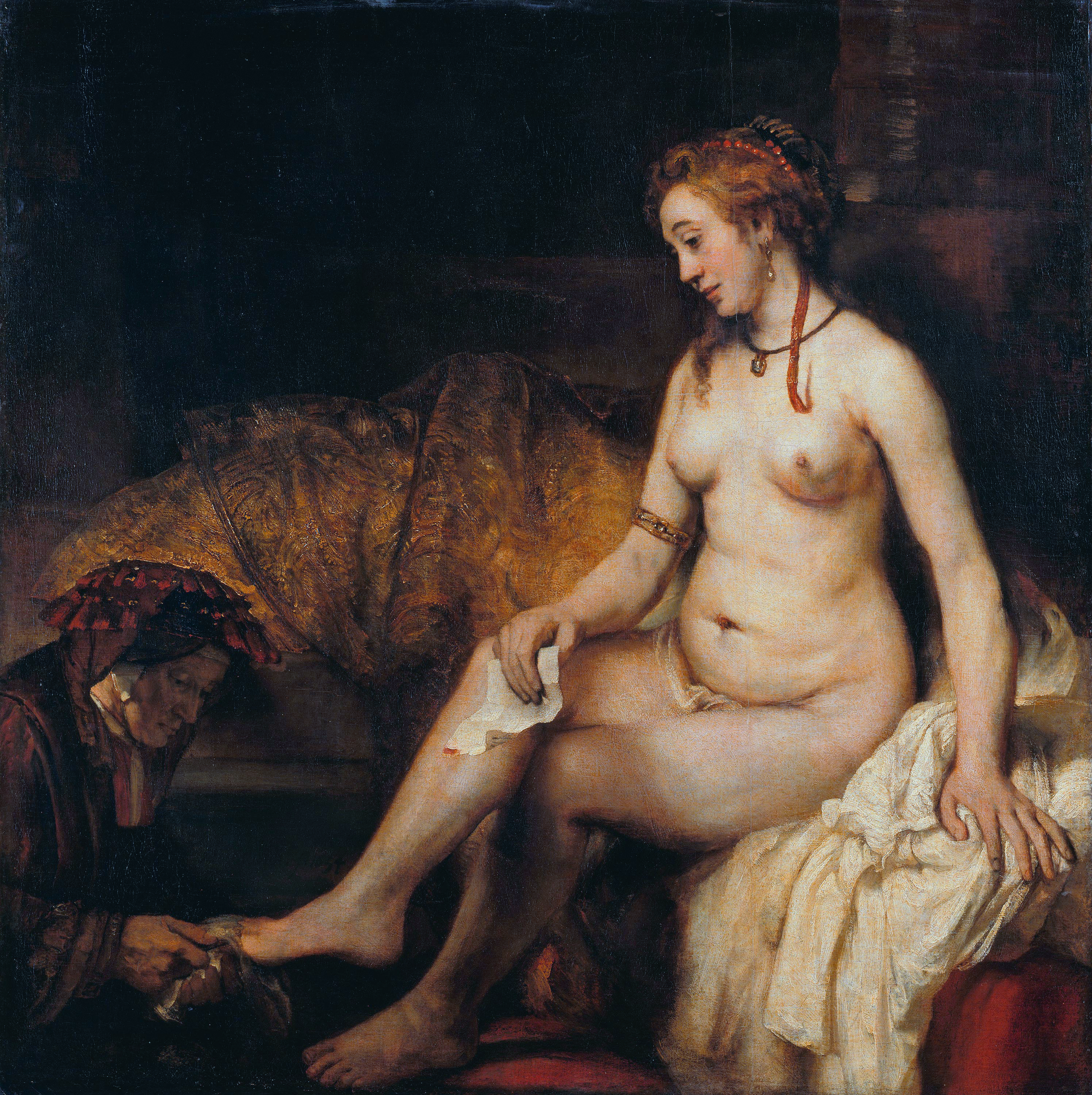
Betsabé al bany (1654), de Rembrandt. Museu del Louvre, París

A l'anomenat «ple barroc» (segona meitat del segle xvii), d'estil decoratiu i recarregat, amb predilecció pels efectes òptics (Trompe-l'œil) i les escenografies luxoses i exuberants, nombrosos artistes van treballar en la decoració del Palau de Versalles, estil que es va expandir per la resta de França. El nu es va desenvolupar notablement a l'escultura, omplint places i jardins per tot el territori francès, amb artistes com Pierre Puget (Miló de Crotona, 1671-1682; Perseu i Andròmeda, 1685) i François Girardon (Apol·lo atès per les nimfes, 1666; El rapte de Prosèrpina, 1677). També va destacar al terreny de les arts aplicades, especialment al bronze i la porcellana, i fins i tot tallat i estofat a l'ebenisteria.
Espanya va continuar sent en aquesta època un país artísticament cast i recatat, on el nu es veia amb ulls pudorosos. Així, un artista com Bartolomé Esteban Murillo només mostra figures nues en les formes infantils que poblen les seves escenes de la Verge, amb els seus nens Jesús i els seus putti, els seus angelets que juguen i volen arreu a l'espai sagrat de les seves obres. No obstant això, en aquesta època comença un cert aperturisme, i un home d'Església com a fra Juan Ricci justifica en el Tractat de la Pintura sàvia la figura humana nua, de la qual realitza un detallat estudi anatòmic, acompanyat de nombroses il·lustracions del seu puny i lletra. També cal destacar que els monarques hispànics van ser grans col·leccionistes de nus, des de Carles I fins a Felip IV, i amb aquesta finalitat estava destinada la Torre Daurada de l'Alcàsser de Madrid, al seu dia un autèntic museu del nu.
El nu a Espanya va continuar sent predominantment de tema religiós, com es percep a l'obra de Francisco Ribalta, Josep de Ribera, Francisco Zurbarán, Gregorio Fernández i Pedro de Mena. Alguna excepció la veiem a Ribera (potser per la seva estada a Itàlia), com el seu Silè borratxo (1626), la seva Màrsies i Apol·lo (1637) o les seves imatges d'Ixíon (1632) i Prometeu (1630), o al Descens als Llimbs (1646-1652) d'Alonso Cano. També Zurbarán va realitzar alguns quadres sobre Hèracles per a la Torre de la Parada, per encàrrec de Velázquez.
Però sens dubte el gran geni del barroc espanyol va ser Diego Velázquez, pintor de cambra de Felip IV, la magnífica producció del qual és una de les fites de la història de l'art. Velázquez va gaudir d'una gran llibertat en el seu treball, sens dubte pel seu lloc com a pintor reial, per la qual cosa va poder fer més nus que qualsevol altre artista espanyol del seu temps. Tot i així, es va veure constrenyit per la censura clerical, per la qual cosa va haver de canviar el sentit iconogràfic d'algunes de les seves obres, que van passar de nus mitològics a escenes de gènere o costumistes; així, la que hauria estat una bacanal de tema dionisíac va passar a ser El triomf de Bacus (1628-1629), i l'adulteri de Mart i Venus es va convertir a La forja de Vulcà (1630). Va tenir menys problemes (lògicament) en les seves representacions religioses, com el Crist crucificat (1639), o el Crist lligat a la columna (1632) i La túnica de Josep (1630), on el nu té un clar component classicista, gairebé acadèmic, provinent de la seva formació italiana (fet que es demostra en la concepció anatòmica de certes figures, encara que després apareguin vestides, com és el cas de Les filadores (1657), on es denota l'influx de Miquel Àngel de la Capella Sixtina).
Tot i això, el pintor sevillà va poder esplaiar-se amb la Venus del mirall (1647-1651), un dels nus més magnífics i famosos de la història. Es tracta d'un nu de gran originalitat, sobretot per estar presentat d'esquena, fet no gaire habitual a l'època, i en la concepció del qual potser es denota la influència de l'Hermafrodit Borghese, que Velázquez segurament va conèixer a Itàlia. D'altra banda, l'actitud de Venus, que es mira al mirall, probablement representa una al·legoria de la vanitat. El genial pintor va realitzar altres nus (avui perduts), com un Cupido i Psique i una Venus i Adonis que pertanyien a Felip IV, un nu de dona propietat de Domingo Guerra Coronel i una Venus recostada que estava en possessió del mateix pintor a la seva mort.

### Rococó
Desenvolupat al segle xviii (en convivència a principis de segle amb el barroc, i a finals amb el neoclassicisme), va suposar la pervivència de les principals manifestacions artístiques del barroc, amb un sentit més emfatitzat de la decoració i el gust ornamental, que són portats a un paroxisme de riquesa, sofisticació i elegància. L'auge social progressiu de la burgesia i els avenços científics, així com l'ambient cultural de la Il·lustració, van comportar l'abandonament dels temes religiosos a favor de noves temàtiques i actituds més mundanes, destacant el luxe i l'ostentació com a nous factors de prestigi social.
El nu en aquesta època va ser hereu de Rubens (del qual van agafar sobretot el color i la textura de la pell), i tenia unes connotacions eròtiques més grans, d'un erotisme refinat i cortesà, subtil i evocador, però no exempt de provocació i d'un cert caràcter irreverent, abandonant ja qualsevol indici d'idealització classicista i assumint el caràcter mundà del gènere. A França, on es va desenvolupar més plenament, perviu a les seves figures un aire gòtic que no havia abandonat del tot l'art francès durant el Renaixement, i que es trasllueix en figures allargades, de pits petits i estómacs prominents. A mitjan segle es va imposar més el tipus de figura menuda, prima (la petite), com es percep a l'obra pictòrica de Boucher (El bany de Diana) o escultòrica de Clodion (Ninfa i sàtir, Noia jugant amb un gos). També es va començar a representar el nu d'esquena, fins aleshores considerat més lasciu i poc representat, excepte en comptades ocasions, com la famosa Venus del mirall de Velázquez, tenint exemples com El judici de París de Watteau o la Jove recostada de Boucher.

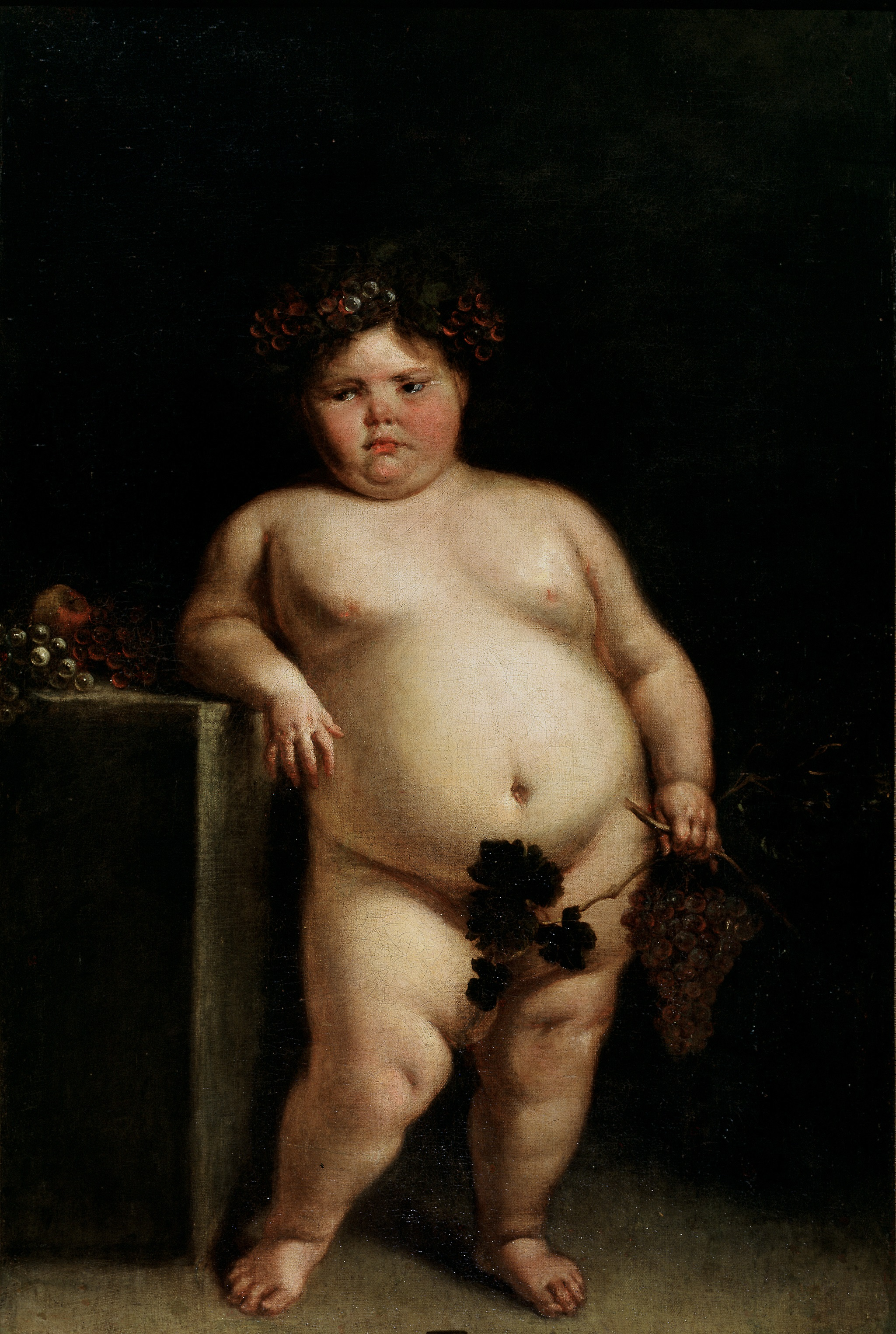
La monstrua nua (1680), de Juan Carreño de Miranda. Museu del Prado, Madrid
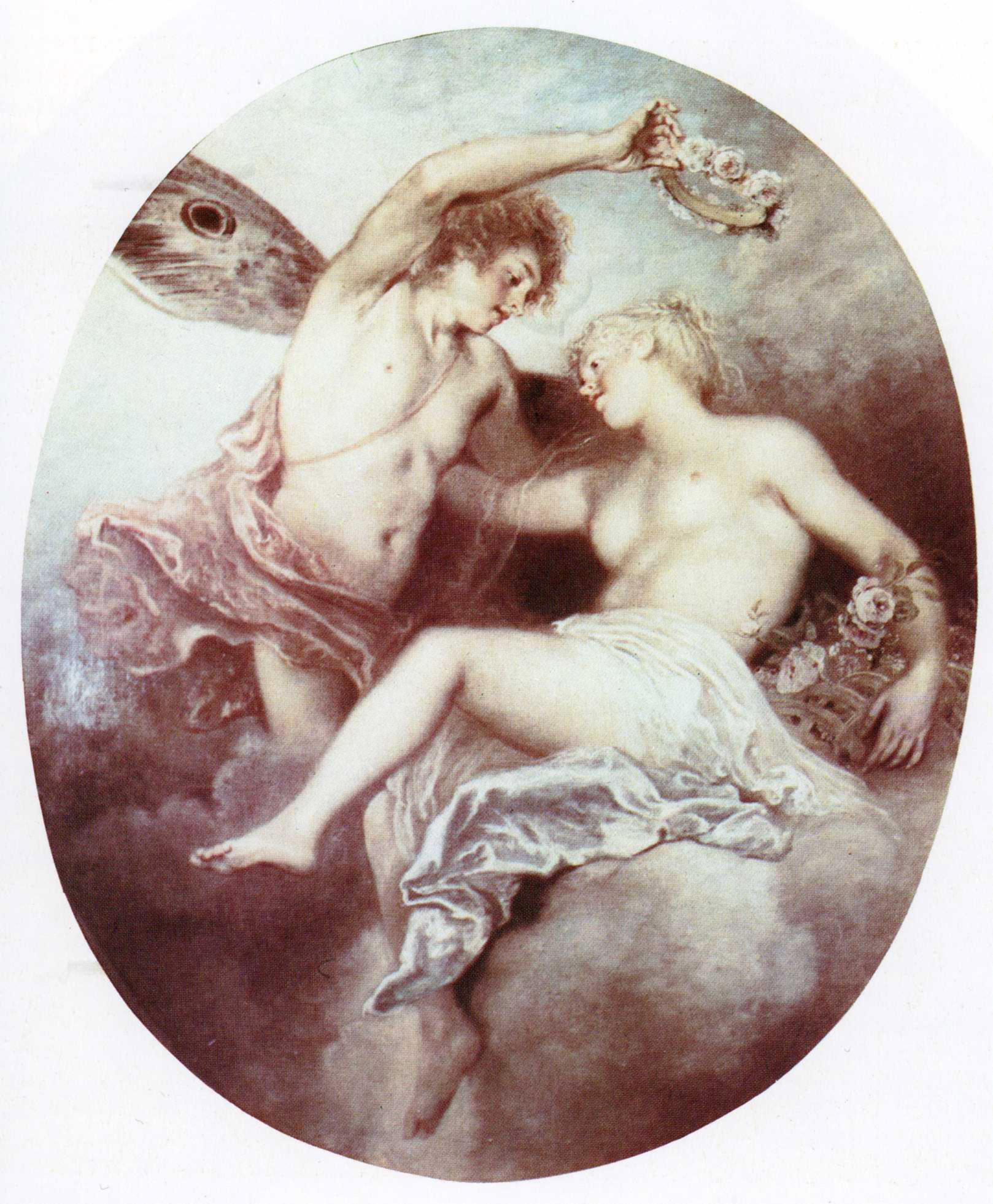
La primavera (1716), de Jean-Antoine Watteau. Destruït
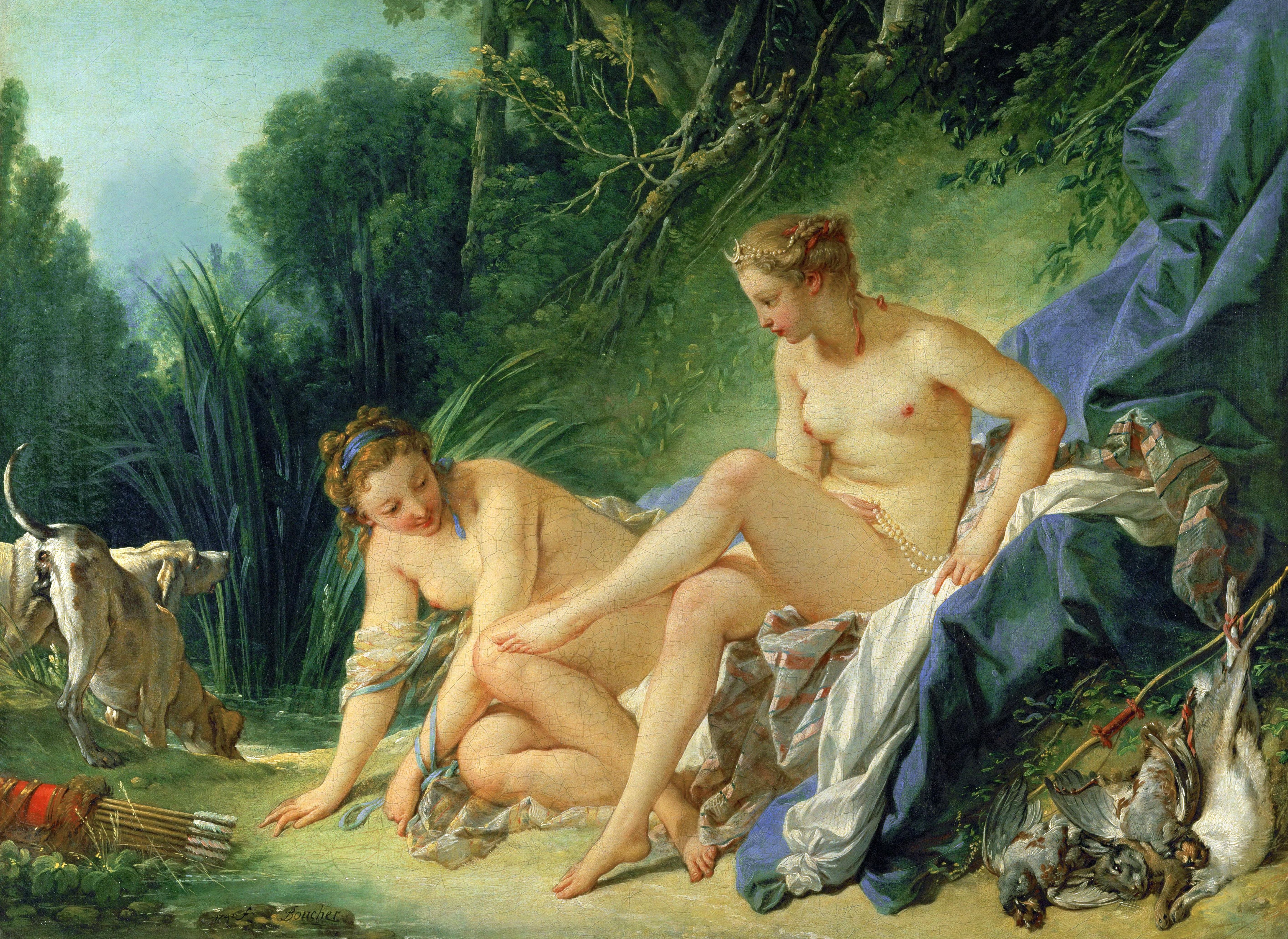
Diana sortint del bany (1742), de François Boucher. Museu del Louvre, París

Jean-Antoine Watteau va ser un dels iniciadors de l'estil, amb les seves escenes de festes galants i bucòlics paisatges plens de personatges mítics o, quan no, persones anònimes que gaudeixen de la vida. Influït per Rubens i l'escola veneciana, la seva paleta era de colors vius, amb un estil nerviós, de ràpides pinzellades, expressives i vibrants. Els seus nus són escassos, però suposen autèntiques obres mestres, elaborades amb cura i amb gran elegància: a més d'El judici de Paris (1718-1721) convé recordar La nimfa de la font (1708), Cupido desarmat (1715), Júpiter i Antíope (1715-1716), Diana al bany (1715-1716) i Primavera (1716). Seguidors de Watteau van ser diversos artistes que van seguir l'estil galant del mestre: François Lemoyne (Hèracles i Onfàlia, 1724), Charles-Joseph Natoire (Psique a la seva toilette, 1735) i Jean-François de Troy (El bany de Diana i les seves nimfes, 1722-1724; Susanna i els vells, 1727).
François Boucher dominava a la perfecció la perspectiva, apresa dels mestres barrocs, així com va recrear amb mestria el colorit de Rubens i Correggio, en obres que tocaven tots els gèneres, des de la història i el retrat fins al paisatge i els quadres de gènere. Les seves imatges tenen un aire bucòlic i pastoral, inspirades sovint en la mitologia ovidiana, amb un sentit galant i cortesà que el va convertir en pintor de moda, acadèmic i primer pintor del rei. Entre les seves obres, a més de la Jove ajaguda (retrat de Marie-Louise O'Murphy, amant de Lluís XV, i la menor de cinc germanes a totes les quals va pintar Boucher), destaquen: El Naixement de Venus (1740), Leda i el cigne (1742), Diana sortint del bany (1742), La toilette de Venus (1751), etc.

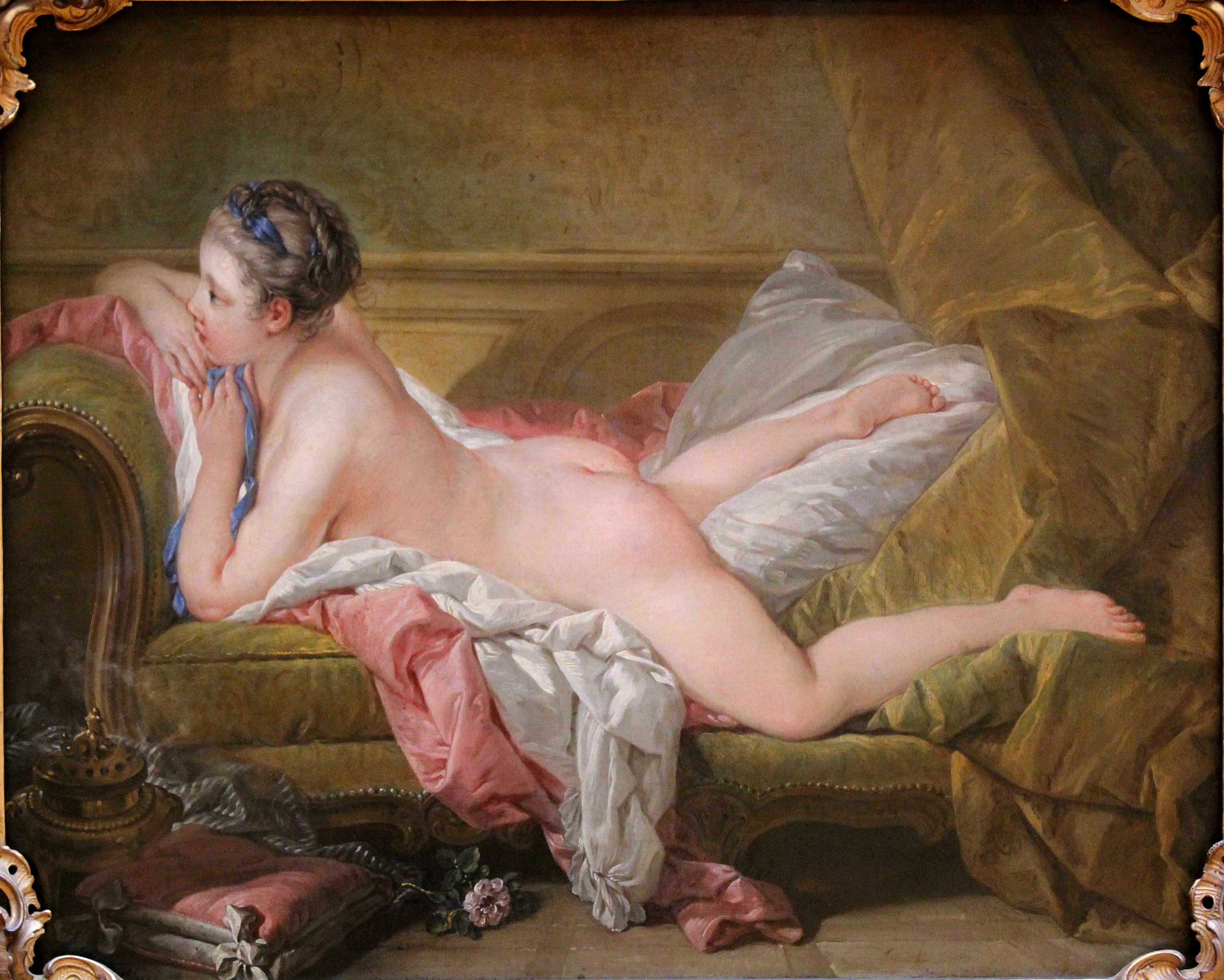
Jove ajaguda (retrat de Mademoiselle Marie-Louise O'Murphy) (1751), de François Boucher. Alte Pinakothek, Múnic
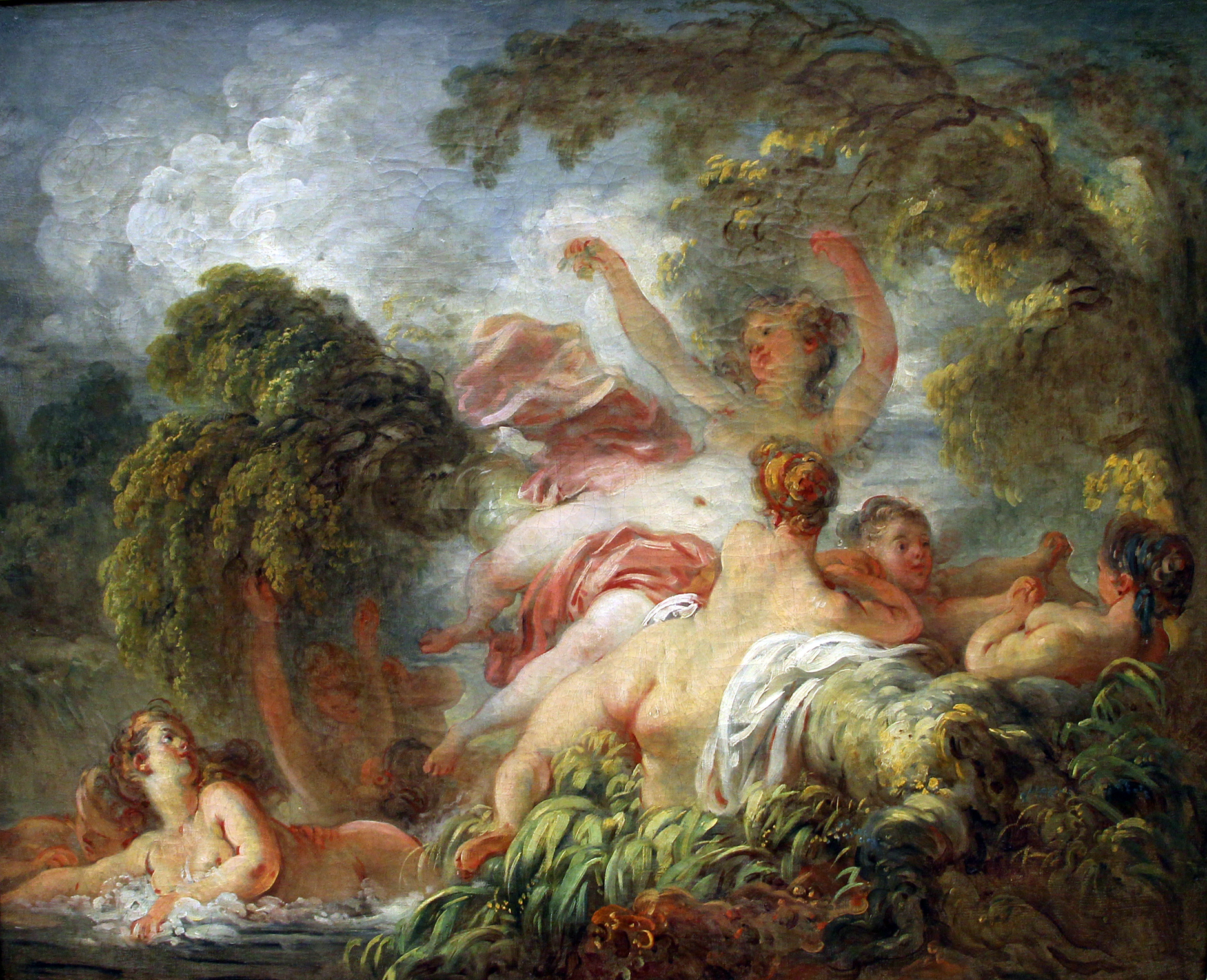
Les banyistes (1765), de Jean-Honoré Fragonard. Museu del Louvre, París
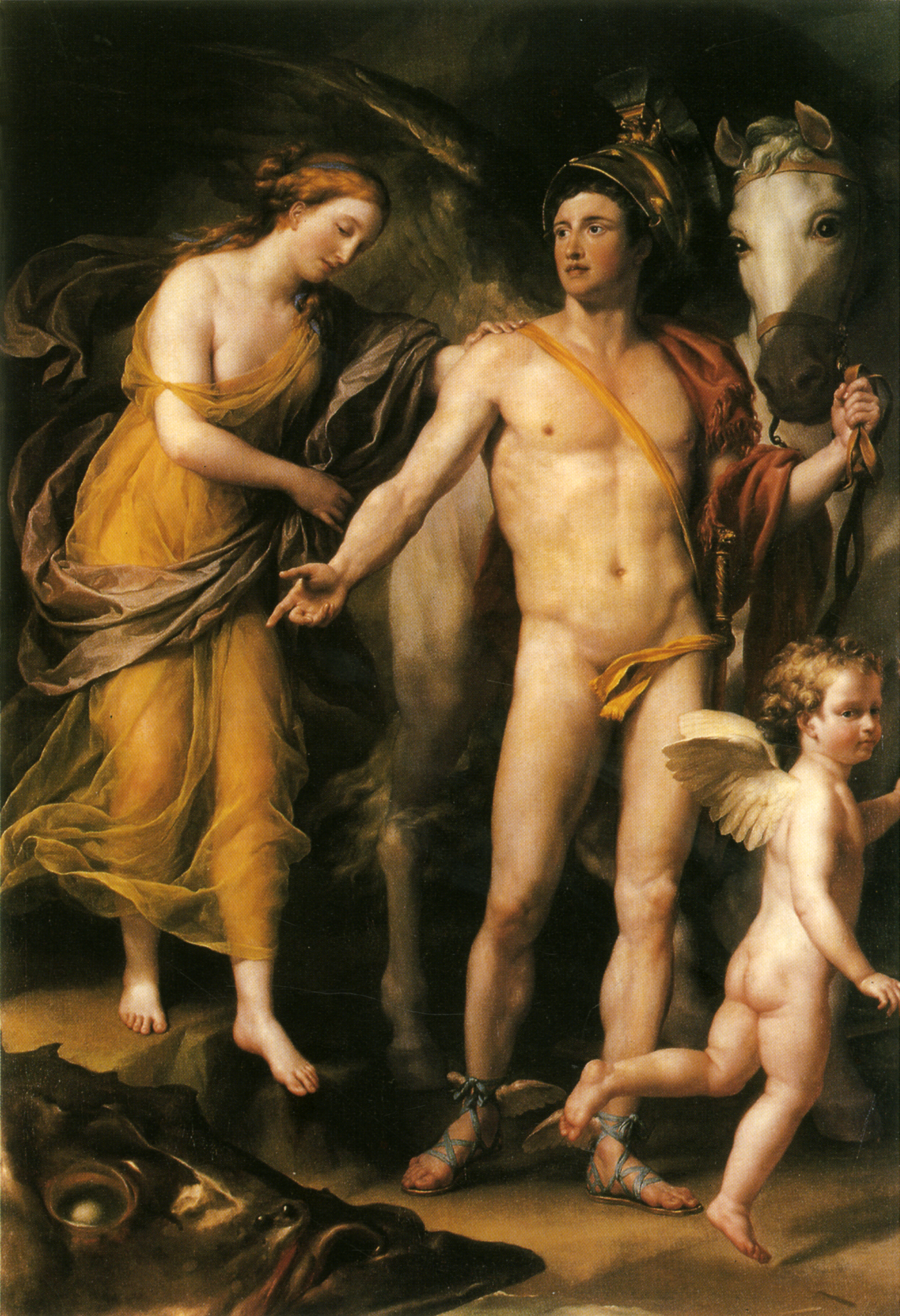
Perseu i Andròmeda (1773-1776), d'Anton Raphael Mengs. Hermitage, Sant Petersburg

Deixeble seu va ser Jean-Honoré Fragonard, qui va continuar l'estil cortesà on l'amor galant desplega tots els seus encants, amb un fi erotisme gràcil i elegant. Va ser protegit de Madame du Barry, per a qui va realitzar el cicle de Els progressos de l'Amor al cor de les joves (1771-1773), compost de cinc panneaux de grans dimensions: La cita, La persecució, Les cartes amoroses, L'amant satisfet i L'abandó. Altres obres seves són: El naixement de Venus (1753-1755), La camisa de dormir arrabassada (1761-1765), Les banyistes (1765), Noia i gos (La gimblette) (1768), La font de l'Amor (1785), i Les dues amigues, de tema lèsbic, més marcadament eròtic.
Al camp de l'escultura també es van fer notables nus, en els quals es conjuga el to murri i galant del rococó amb un cert aire classicista (hereu de les estàtues franceses del segle xvii) i l'interès pel retrat. Alguns dels millors exponents són: Jean-Baptiste Lemoyne (Ninfa sortint del bany), Edmé Bouchardon (Cupido fabricant el seu arc amb la maça d'Hèrcules, 1750), Jean-Baptiste Pigalle (Mercuri lligant-se les sandàlies, 1744; Venus, 1748; Voltaire, 1770-1776), Étienne-Maurice Falconet (Miló de Crotona, 1754; Madame de Pompadour com Venus, 1757; Pigmalió i Galatea, 1763), Jean-Antoine Houdon (Morfeu, 1770; Diana caçadora, 1776; Al·legoria de l'hivern, 1783), Augustin Pajou (L'abandonada Psique, 1790) i Clodion (El riu Rhin separant les aigües, 1765; Triomf de Galatea, 1779).

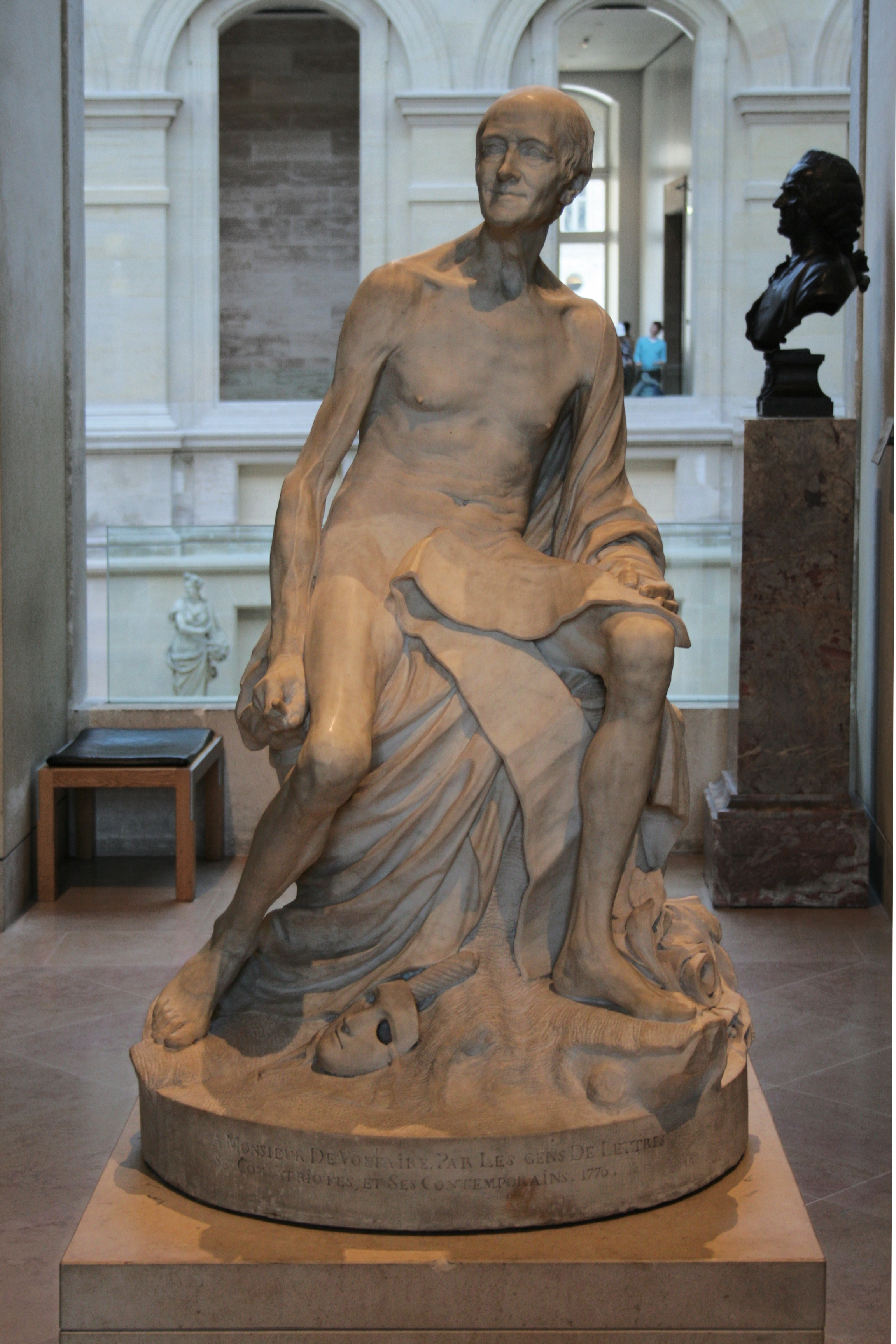
Voltaire (1776), de Jean-Baptiste Pigalle. Museu del Louvre, París
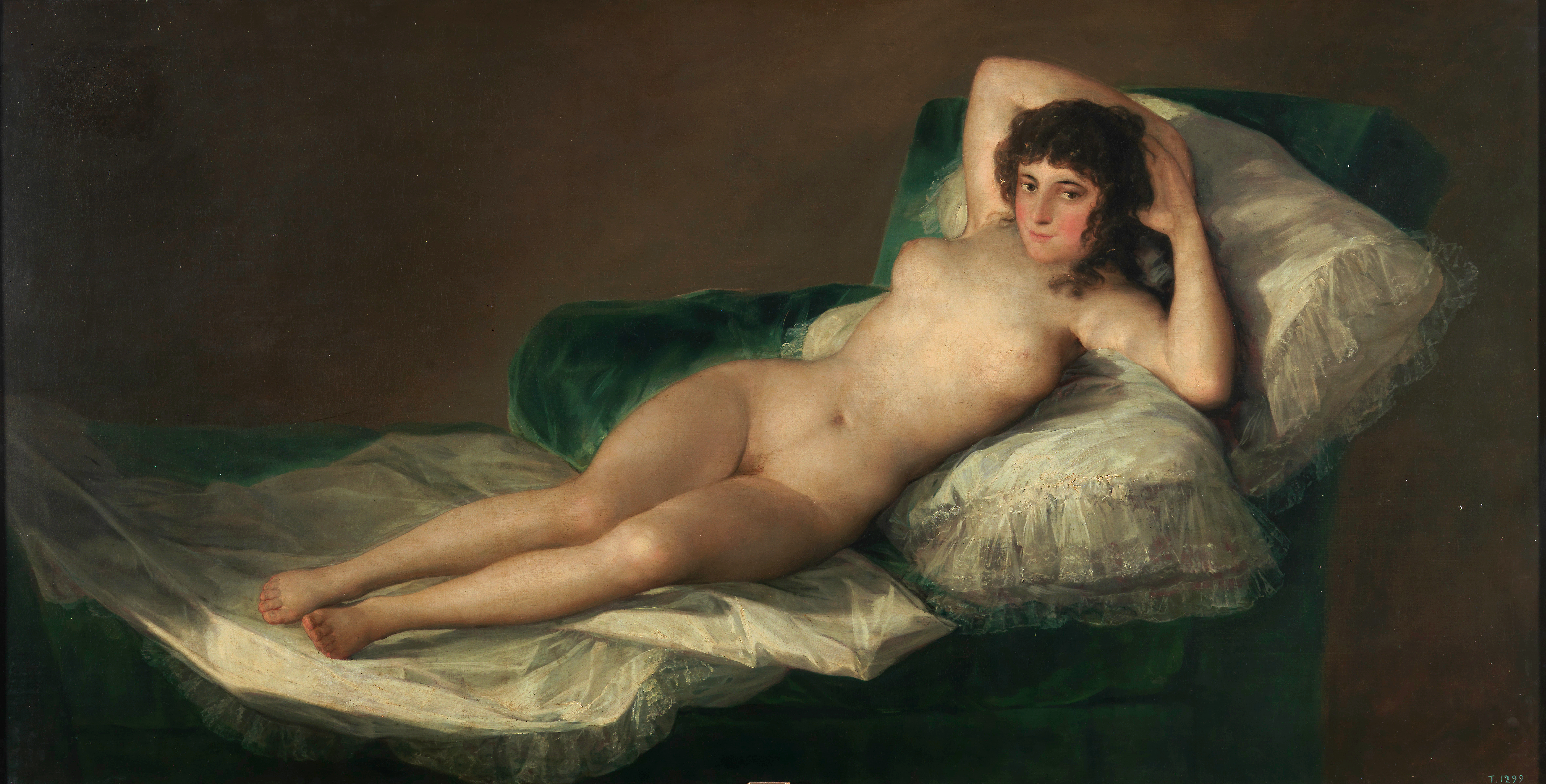
La maja nua (1797-1800), de Francisco de Goya. Museu del Prado, Madrid
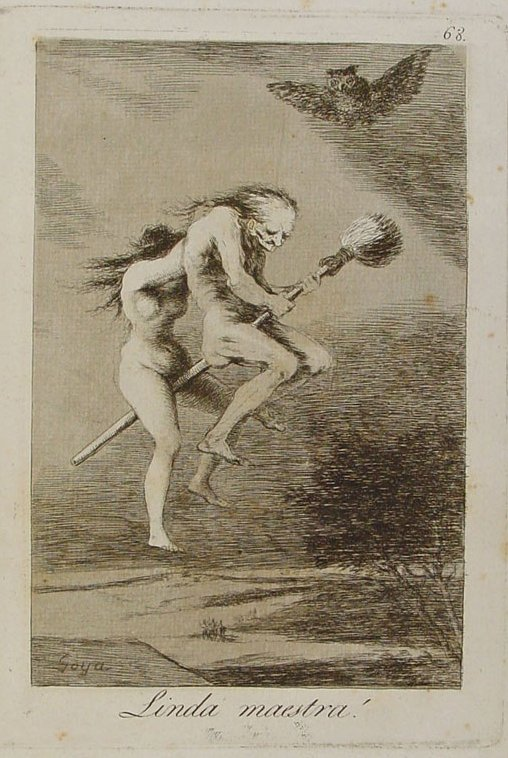
Linda maestra! (1799), Capritx 68, de Francisco de Goya

Fora de França, en molts llocs d'Europa va perviure fins a mitjans del segle xviii el barroc, substituït o barrejat per la creixent exuberància del rococó. Un clar exemple de pervivència del barroc és La monstrua nua (1680), de Juan Carreño de Miranda. Giambattista Tiepolo va ser seguidor de l'escola veneciana, amb el seu ric colorit, cels clars, paisatges diàfans, arquitectures majestuoses i un cert aire escenogràfic que atorga a la seva obra una gran fastuositat i magnificència. A les seves obres abunden les al·legories i els temes històrics i mitològics, plens de déus i herois nus, com Diana descobreix l'embaràs de Cal·listo (1720-1722). Corrado Giaquinto, malgrat ser un pintor preferentment religiós, també va realitzar al·legories i quadres mitològics amb figures nues, com la Pau, la Justícia i Hèracles. A Espanya va realitzar la decoració del sostre del Saló de les Columnes del Palau d'Orient, amb múltiples figures de déus nus (Apol·lo, Bacus, Venus, Diana). L'alemany Anton Raphael Mengs apunta ja al neoclassicisme, intentant sintetitzar el dibuix de Miquel Àngel amb el colorit de Rafael i el clarobscur de Correggio, sempre amb el culte a l'Antiguitat com a teló de fons. Establert a Espanya, com a director de la Reial Acadèmia de Belles Arts de San Fernando va preconitzar l'estudi del natural per a la representació del nu. En la decoració de la Sala Gasparini del Palau Reial de Madrid (1765-1769) va desplegar un autèntic Olimp de déus i herois clàssics, com les escenes d'Hèracles conduït davant Júpiter, Triomf de Trajà, Júpiter, Venus i les Gràcies, L'Aurora, etc. A Alemanya van destacar igualment els escultors Georg Raphael Donner (Atalanta) i Franz Ignaz Günther (Cronos, 1765-1770).
Un artista de difícil classificació va ser Francisco de Goya, geni insuperable que va evolucionar des del rococó fins a un expressionisme d'esperit romàntic, però amb una personalitat que confereix a la seva obra un caràcter únic, sense comparació en la història de l'art. La seva obra mestra en el gènere del nu és La maja nua (1797-1800), que va pintar en paral·lel a La maja vestida (1802-1805), i que és un dels primers nus on s'aprecia amb nitidesa el pèl púbic. És un dels primers casos de nu no justificat per cap tema històric, mitològic o religiós, simplement una dona nua, anònima, que veiem en la seva intimitat, amb un cert aire de voyeurisme. És una nuesa orgullosa, gairebé desafiant, la maca ens mira directament, amb aire murri, juganer, oferint la bellesa sinuosa del seu cos per a delit de l'espectador. Altres nus del geni aragonès en els seus primers temps són: Pietat (1774), Crist crucificat (1780), Psique i Cupido (1798-1805) i Bandit despullant a una dona (1798-1800). Posteriorment, a causa de la seva sordesa, a les desgràcies personals, l'avorriment per la vida cortesana, l'horror davant la guerra, l'exili, la solitud, la vellesa, i altres factors, van anar influint en la seva personalitat i en la seva obra, que es torna més expressiva, més introspectiva, amb una forta vena satírica i una estètica més lletjista, destacant els trets més durs i cruents tant de les persones com del món que l'envolta. En aquesta època, els seus nus tenen un caràcter més dramàtic, patètic de vegades, amb cossos deformats, rugosos, com La cuina de les bruixes (1797-1798), La degollació (1800-1805), Casa de bojos (1812-1819)), La foguera (1812-1813) o l'atroç Saturn devorant un fill (1819-1823). Es dedica més aleshores al gravat, mitjà que li permet plasmar de forma ideal el seu turmentat interior: en sèries com Els desastres de la guerra (1810-1815) apareixen diversos nus (encara que generalment de cadàvers), com a S'aprofiten, Això és pitjor i Gran gesta!, Amb morts!; o a Els Capritxos (1799), on despulla a bruixes i altres éssers similars, com a ¡Miren qué graves!, Se repulen, ¡Quién lo creyera!, Sopla, Aguarda que te unten, Si amanece, nos vamos, Linda maestra, Allá va eso, ¿Dónde va mamá?, etc.

### Neoclassicisme
L'auge de la burgesia després de la Revolució Francesa va afavorir el ressorgiment de les formes clàssiques, més pures i austeres, en contraposició als excessos ornamentals del barroc i rococó, identificats amb l'aristocràcia. A aquest ambient de valoració del llegat clàssic grecoromà va influir la troballa arqueològica de Pompeia i Herculà, juntament amb la difusió d'un ideari de perfecció de les formes clàssiques efectuat per Johann Joachim Winckelmann, qui va postular que a l'antiga Grècia es va donar la bellesa perfecta, generant un mite sobre la perfecció de la bellesa clàssica que encara condiciona la percepció de l'art avui dia.
El nu neoclàssic va recuperar les formes de l'antiguitat grecoromana, però desproveïdes del seu esperit, del seu caràcter ideal, del seu ethos exemplaritzant, per recrear-se únicament en la forma pura, despresa de vida, per la qual cosa en darrera instància va resultar un art fred i desapassionat, que es prolongaria a l'academicisme amb un sentit de recurrència gairebé repetitiva, en què l'estudi dels clàssics impedia la pròpia expressió personal de l'artista, fet que va ser combatut per l'esperit avantguardista de l'art des de l'impressionisme, el primer moviment rupturista. Als artistes d'aquesta època (com Girodet i Prud'hon) es percep una curiosa barreja entre el classicisme i un cert aire manierista (especialment per influència de Correggio), que va produir obres que, si bé volien ressuscitar l'antic classicisme, resultaven descontextualitzades i atemporals.

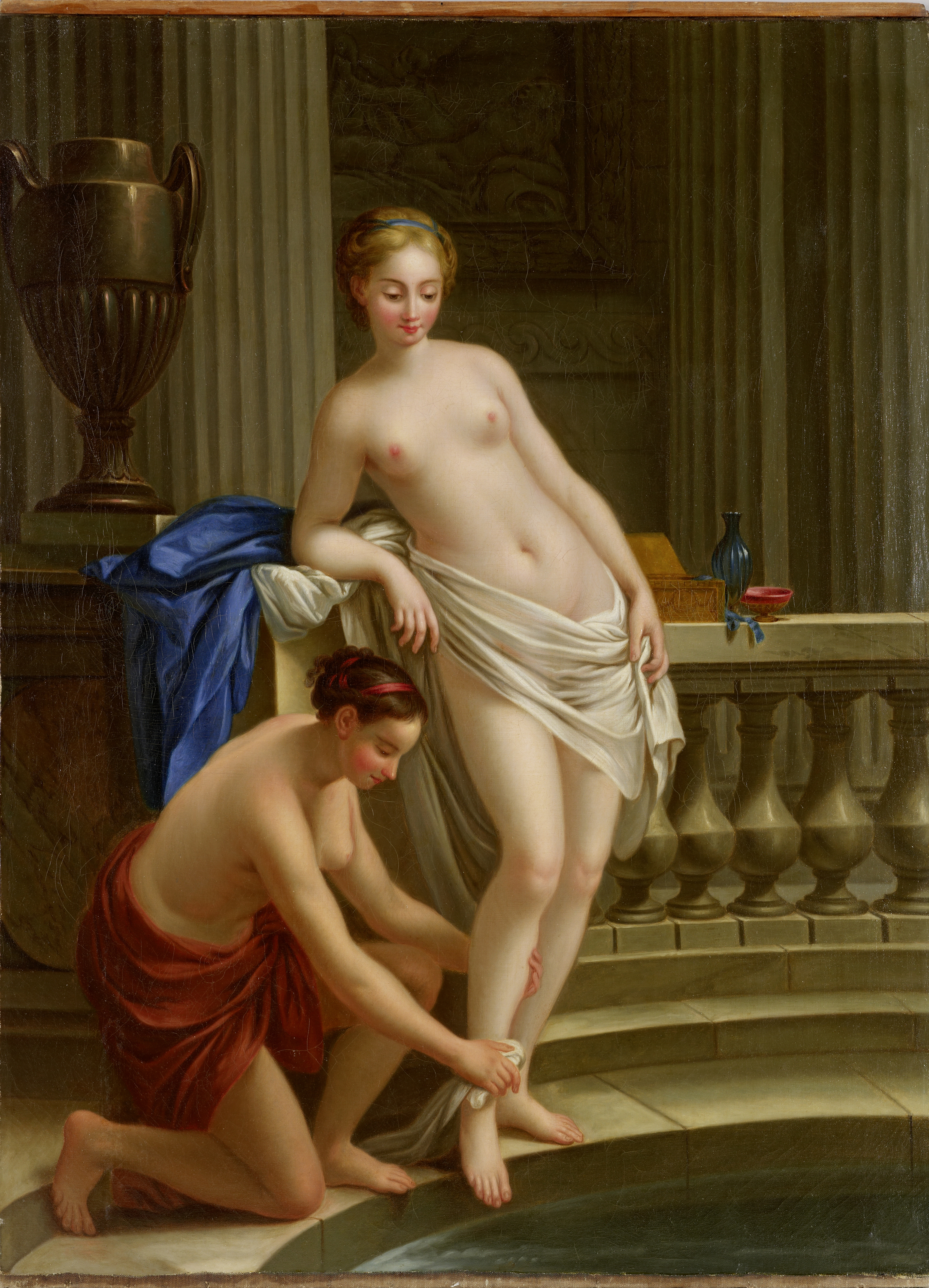
Dues dones al bany (1763), de Joseph-Marie Vien. Museu Henri-Martin, Caors
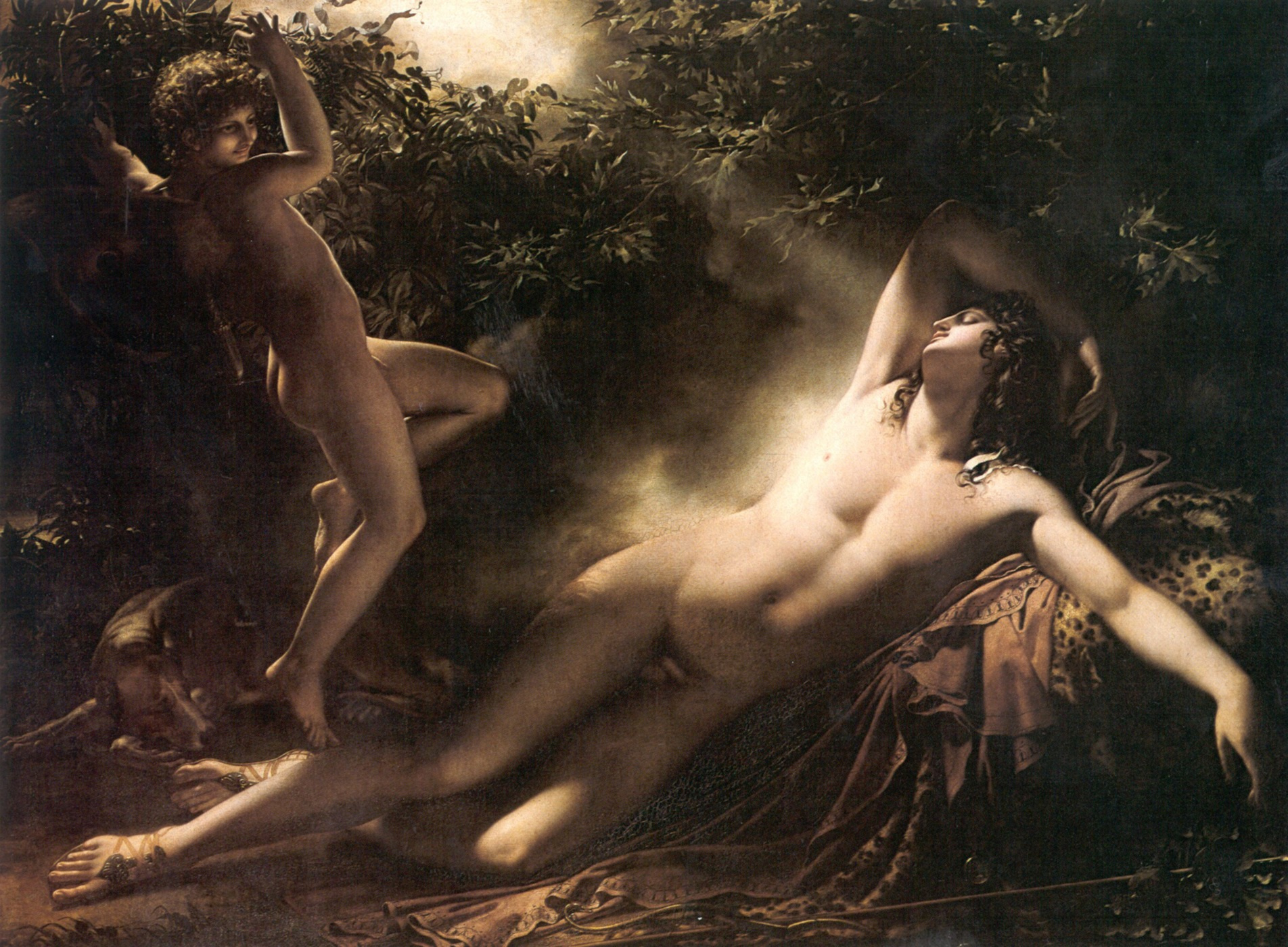
El somni d'Endimió (1791), de Anne-Louis Girodet de Roussy-Trioson. Museu del Louvre, París
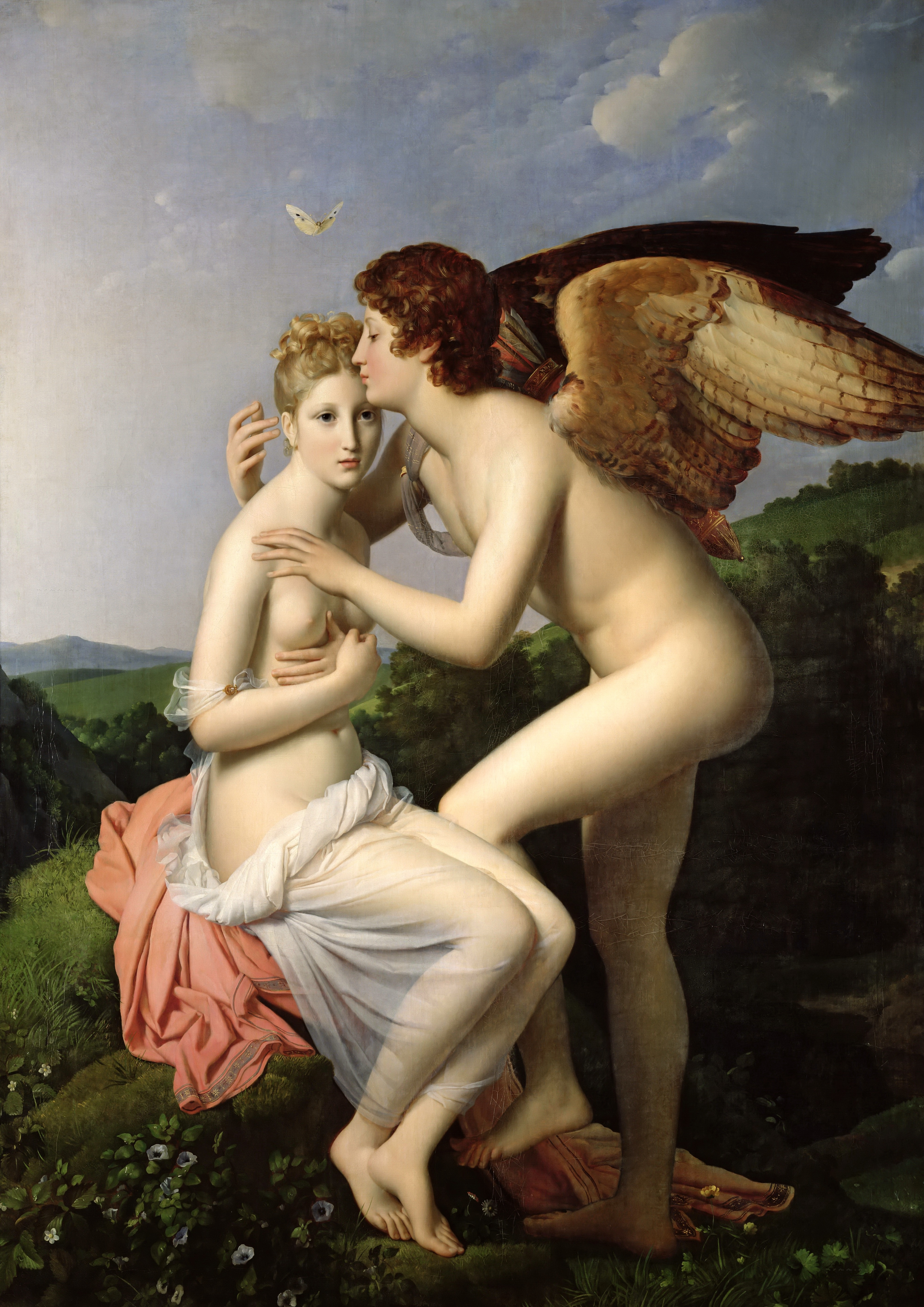
Eros i Psique (1797), de François Gérard. Museu del Louvre, París

Jacques-Louis David va ser el principal factòtum del neoclassicisme, amb un estil aparentment acadèmic, però apassionat i brillant, amb una sobrietat intel·lectual que no impedeix una execució bella i colorista. Polític a més de pintor, la seva defensa del neoclassicisme el va convertir en el corrent estètic de la França revolucionària i napoleònica. Entre el 1775 i el 1780 va viure a Roma, on es va inspirar en les antigues estàtues, Rafael i Poussin, que el van portar al classicisme, amb un estil sever i equilibrat de gran puresa tècnica. Entre les seves obres destaquen: Els amors de París i Helena (1788), La mort de Marat (1793), Les sabines interposant-se entre romans i sabins (1799), Leònides a les Termòpiles (1814), Cupid i Psique (1817), Mart desarmat per Venus i les Gràcies (1824), etc.
Els deixebles i seguidors de Jacques-Louis David van seguir el seu ideal clàssic, però allunyant-se de la seva rigorosa severitat i derivant cap a un cert manierisme sensualista, amb una gràcia eròtica que Max Friedländer va denominar «volupté décente» (voluptuositat decent). François Gérard buscava la perfecció de la bellesa ideal, a través de la suavitat del color i la textura cerúlia de la pell, amb uns cossos marmoris, però suaus, d'una dolçor almibarada. La seva obra més famosa és Eros i Psique (1798), que malgrat la seva factura academicista, la seva riquesa cromàtica li atorga una emoció de refinada evocació lírica. Pierre-Narcisse Guérin també va cultivar un erotisme refinat, amb influència de Correggio, com a Aurora i Cèfal (1810) i Iris i Morfeu (1811). Jean-Baptiste Regnault va cultivar una línia classicista propera a l'Escola Bolonyesa: El geni de França entre la llibertat i la mort (1795), on el geni recorda el Mercuri de les Estàncies Vaticanes de Rafael. Altres deixebles de Jacques-Louis David van ser Jean Broc (La mort de Jacint, 1801) i Jean-Louis-Cesar Lair (El suplici de Prometeu, 1819). En canvi, Anne-Louis Girodet de Roussy-Trioson va trencar amb el classicisme moral de Jacques-Louis David, especialment amb la seva principal obra, El somni d'Endimió (1791), amb uns cossos allargats i nacrats, de certa ambigüitat sexual, en un ambient una mica vaporós que recorda el manierisme italià i preludia l'art pompier. Altres obres seves van ser: Mademoiselle Lange com a Venus (1798) i Mademoiselle Lange com a Dànae (1799). Pierre-Paul Prud'hon va estar a cavall entre el rococó i el neoclassicisme (Jacques-Louis David el va anomenar despectivament «el Boucher del seu temps»), i encara hi ha qui el qualifica de romàntic. Es va formar a Roma, on va rebre la influència de Leonardo i Correggio, que juntament amb l'art clàssic van ser les bases del seu estil i van conferir-li una personalitat pròpia, per la qual cosa en realitat és un pintor difícil de classificar. Entre les seves obres convé recordar La Justícia i la Venjança Divina perseguint el Crim (1808), Rapte de Psique per Cèfiro (1800) i Venus i Adonis (1810).

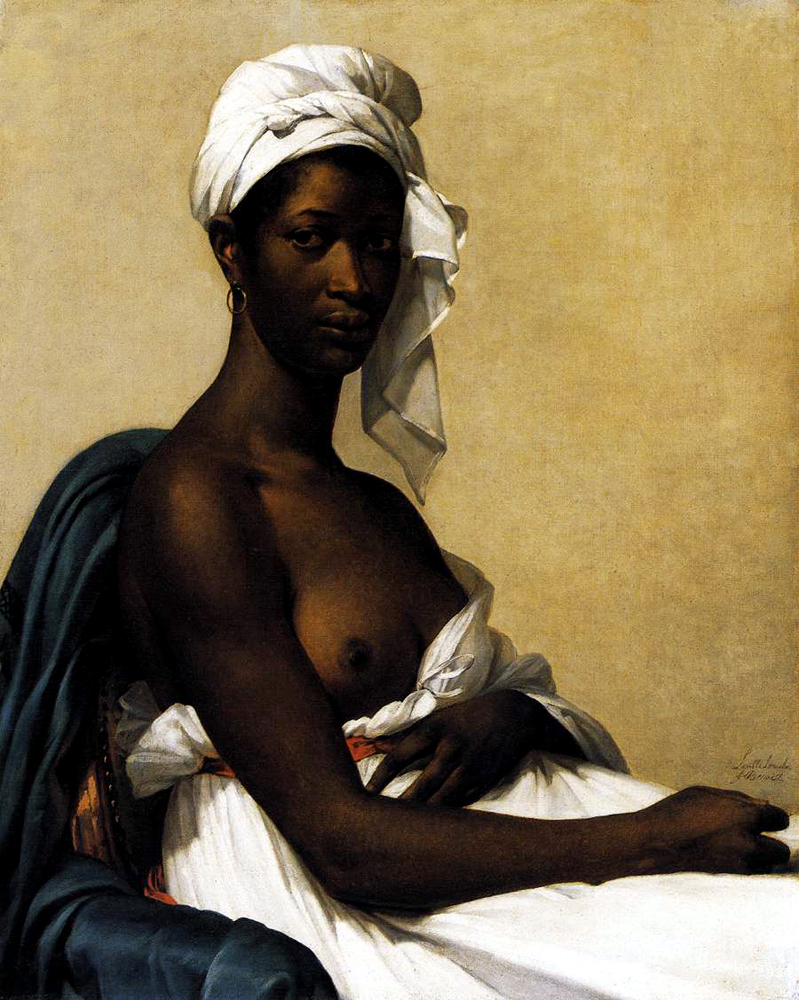
Retrat d'una negra (1800), de Marie-Guillemine Benoist. Museu del Louvre, París
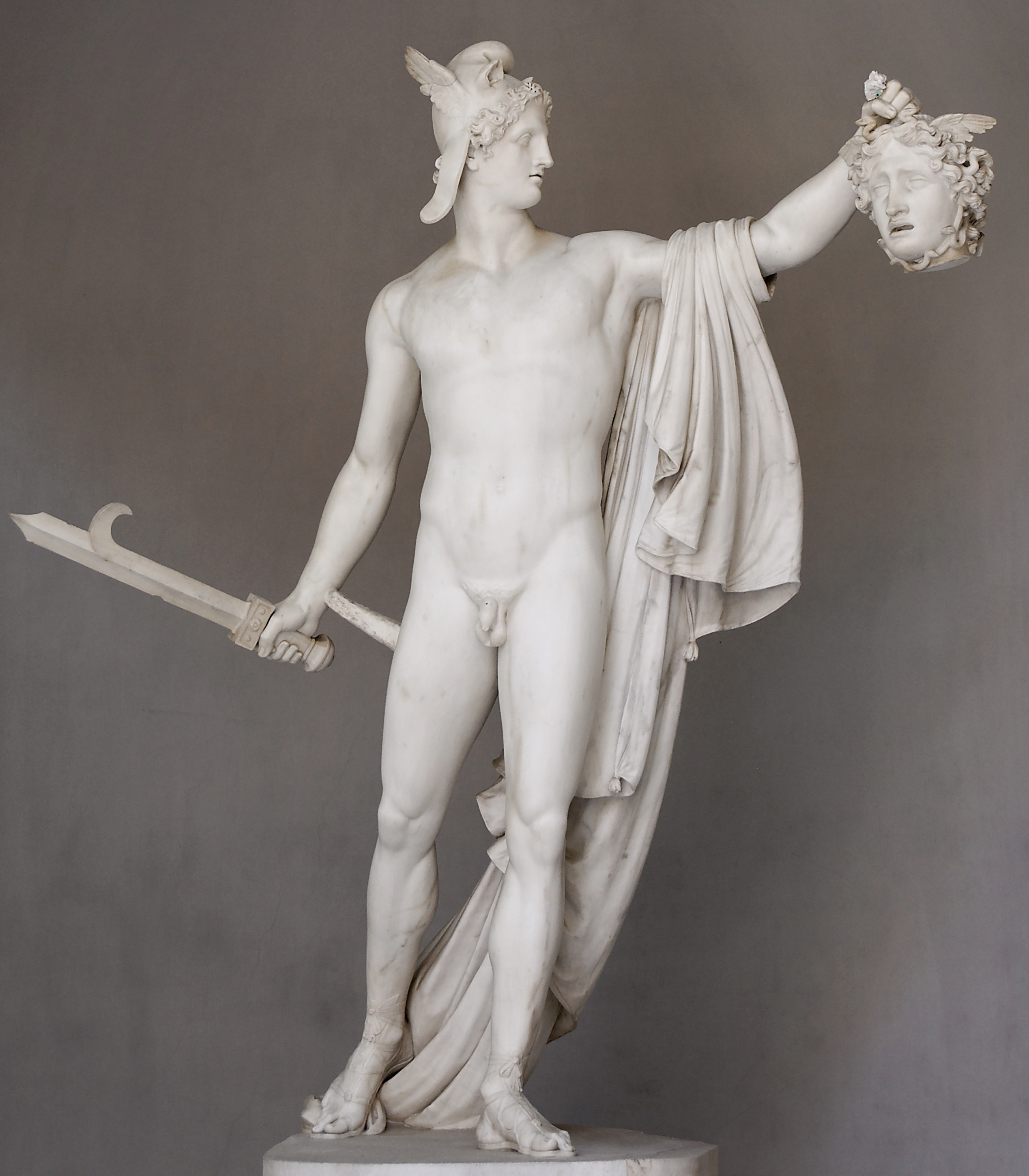
Perseu amb el cap de Medusa (1800), d'Antonio Canova. Museus Vaticans
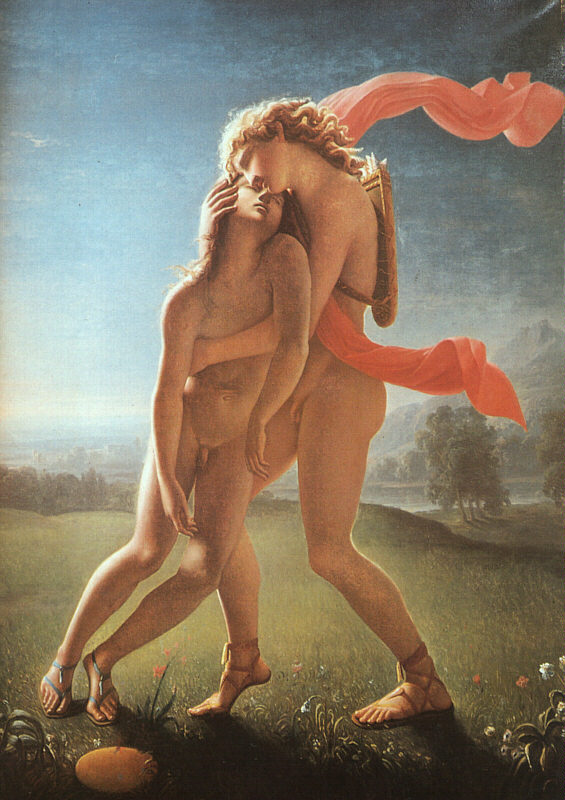
La mort de Jacint (1801) de Jean Broc. Museu Sainte-Croix, Poitiers
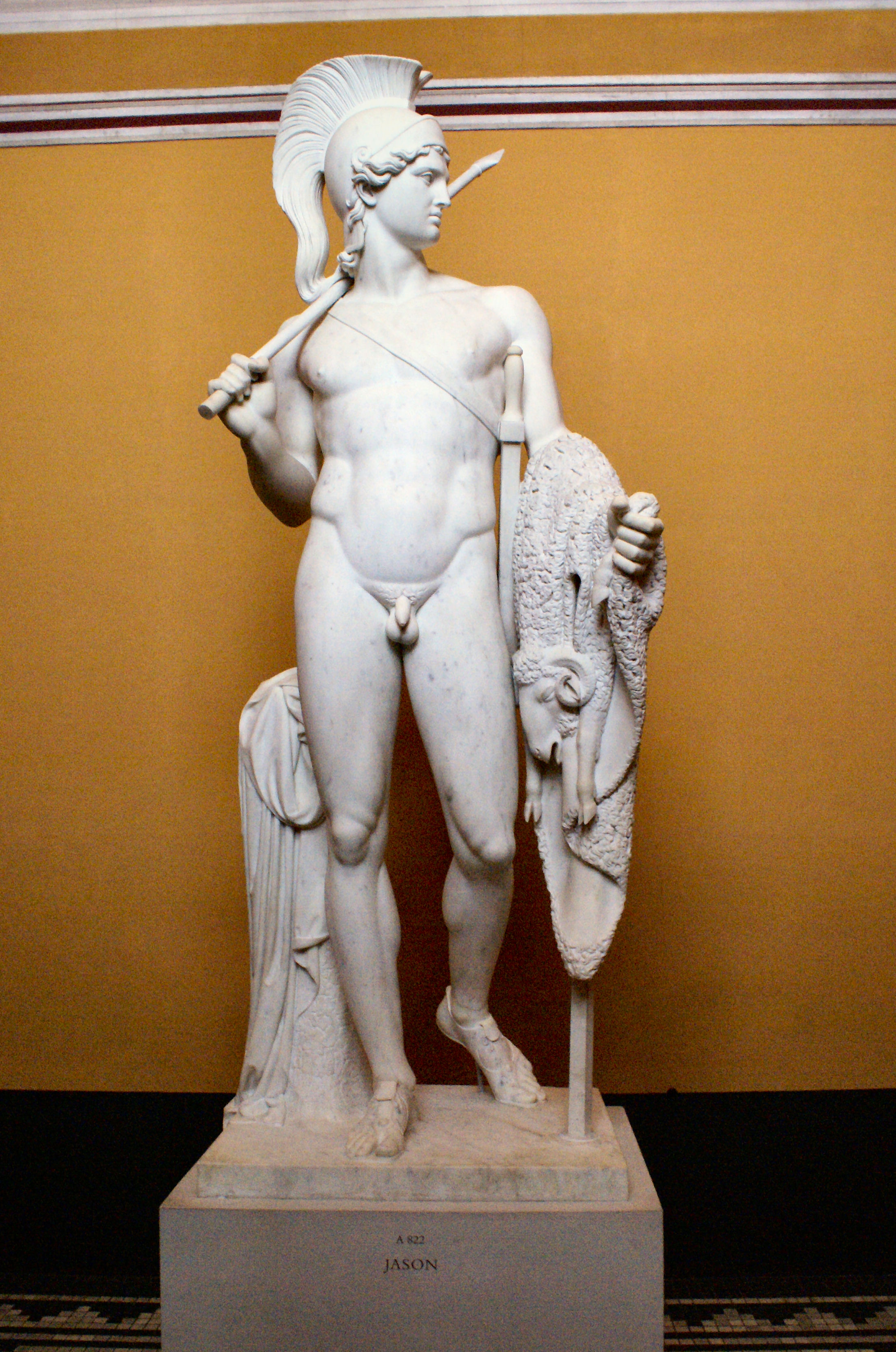
Jasó amb el velló d'or (1803), de Bertel Thorvaldsen. Museu Thorvaldsen, Copenhague

Si Jacques-Louis David va ser el gran pintor neoclàssic per excel·lència, en escultura el seu equivalent va ser Antonio Canova. Encara que va estudiar l'obra dels grans mestres renaixentistes (Ghiberti, Donatello, Miquel Àngel), va ser a les estàtues clàssiques grecoromanes on va trobar la inspiració, que va poder estudiar a les grans col·leccions de la seva Itàlia natal. Així, la seva obra té la serenitat i harmonia del classicisme més pur, encara que no deixa de translluir una sensibilitat humana i un aire decorativista propis de la seva ascendència itàlica. Entre les seves obres destaquen: Dèdal i Ícar (1777-1779), Teseu i el Minotaure (1781-1783), Psique reviscolada pel petó de l'amor (1786-1793), Venus i Adonis (1789-1794), Hèrcules i Licas (1795-1815), Perseu amb el cap de Medusa (1800), Napoleó com a Mart pacificador (1803-1806), Paulina Bonaparte com a Venus Victrix (1804-1808), Teseu i el Centaure (1804-1819), Les tres Gràcies 1815-1817), etc.
Un altre escultor destacat va ser el danès Bertel Thorvaldsen, que malgrat el seu classicisme noble i serè, la seva execució freda i calculada li ha restat mèrit per a alguns crítics, que titllen la seva obra d'insípida i buida. Tot i així, en vida va tenir un enorme èxit, i li van construir un museu a la seva ciutat natal, Copenhaguen. Thorvaldsen va estudiar directament l'escultura grega, en fer la restauració dels frontons del Temple d'Afea a Egina, abans de ser instal·lats a la Gliptoteca de Múnic. La seva obra més famosa és Jasó amb el velló d'or (1803-1828), inspirat en el Dorífor de Policlet, mentre que altres obres seves són: Cupido i Psique (1807), Mart i Cupido (1812), Venus amb la poma (1813-16), Aurora amb el Geni de la Llum (1815), Hebe (1815), Ganímedes donant de beure a l'àliga de Júpiter (1817), Les Tres Gràcies amb Cupido (1817-1818), etc.

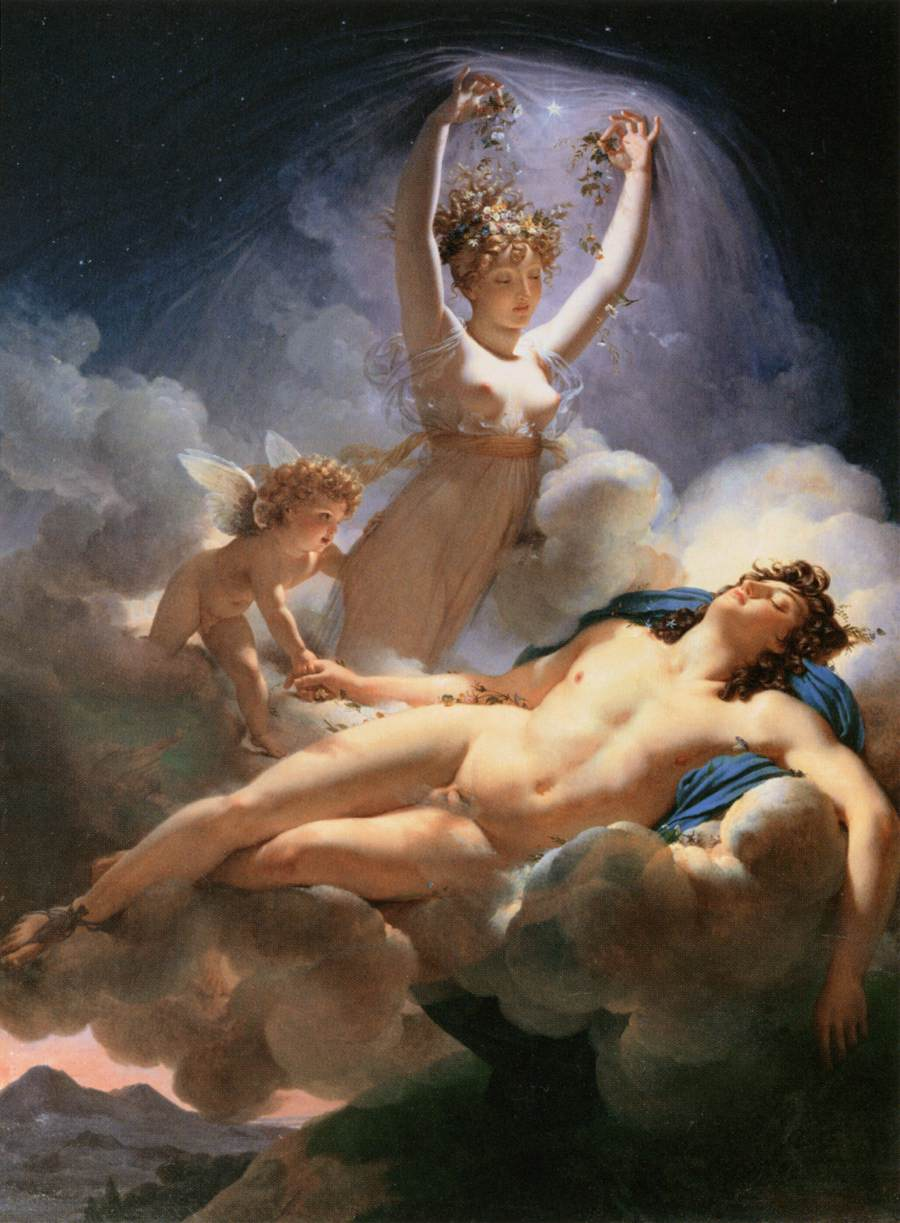
Aurora i Cèfal (1810), de Pierre-Narcisse Guérin. Museu del Louvre, París
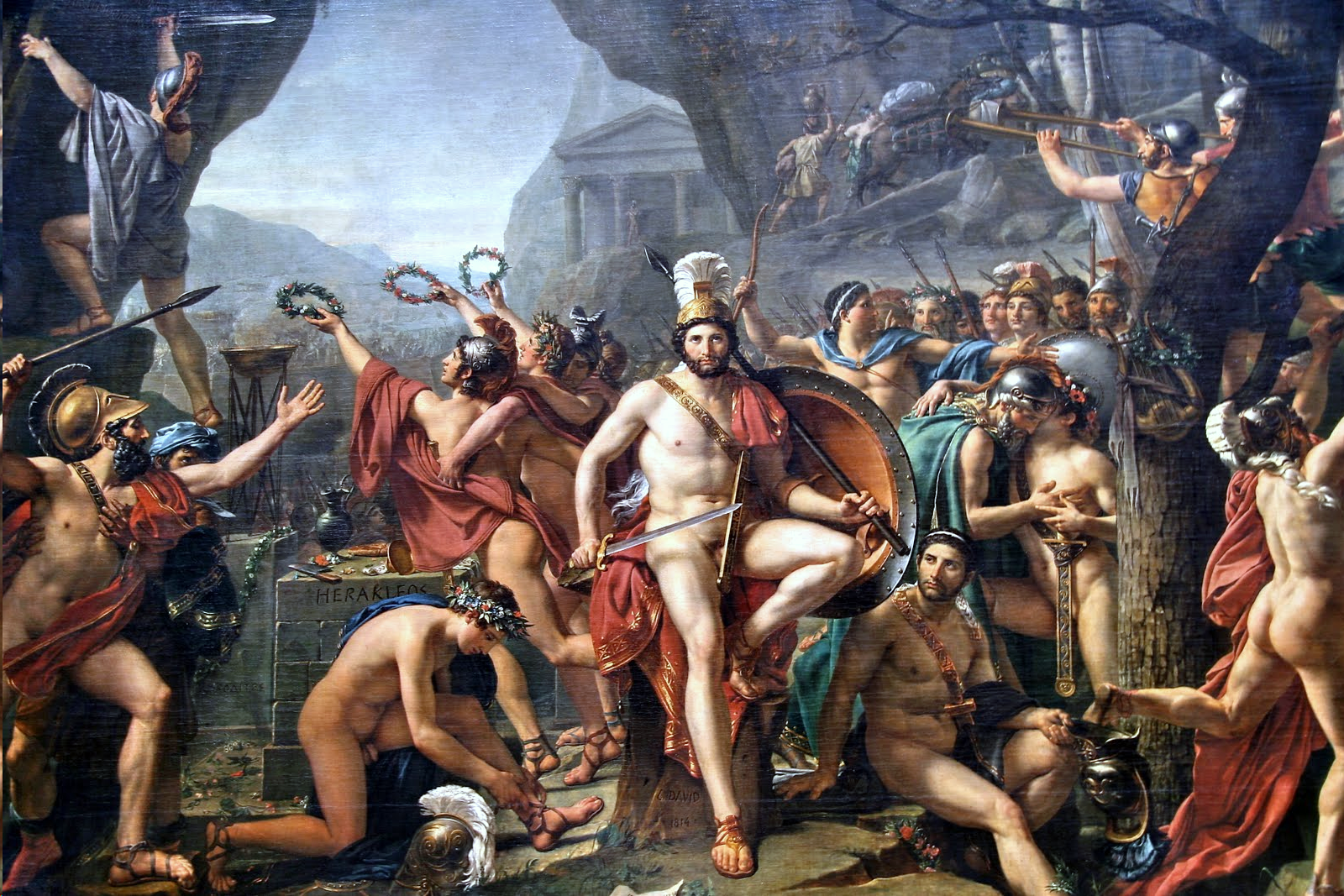
Leònides a les Termòpiles (1814), de Jacques-Louis David. Museu del Louvre, París
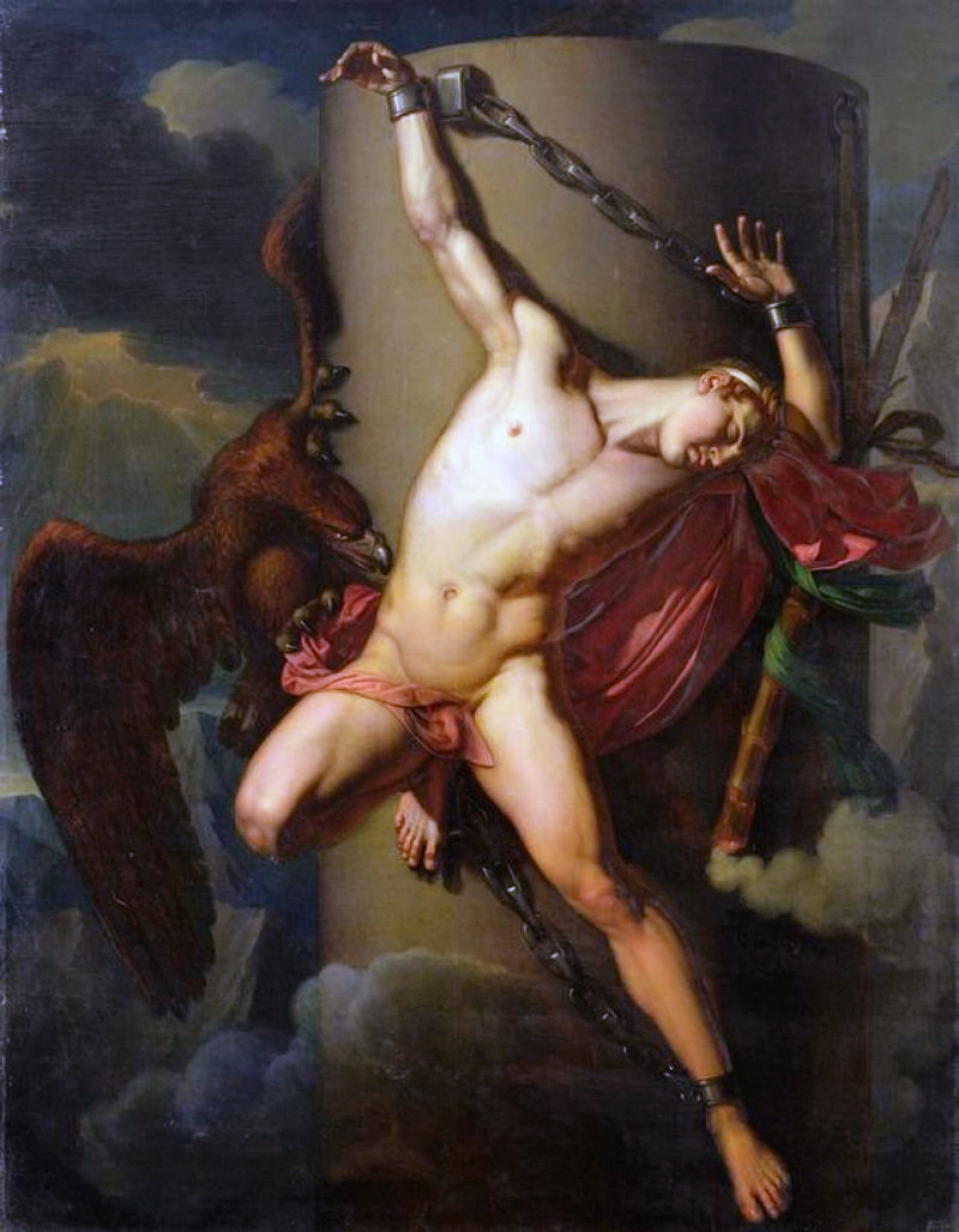
El suplici de Prometeu (1819), de Jean-Louis-Cesar Lair. Museu Crozatier, Le Puy-en-Velay

Un altre notable exponent va ser l'anglès John Flaxman, artista precoç que als deu anys ja realitzava escultures, i que va tenir una fructuosa carrera tant com a artista com a acadèmic i tractadista, escrivint diverses obres sobre la pràctica escultòrica, com Deu discursos sobre l'escultura i Estudis anatòmics. Entre les seves obres figuren nombrosos nus, com Cèfal i Aurora (1790), La ràbia d'Atamant (1790-1794), Mercuri i Pandora (1805), Aquil·les vulnerat per l'alacrà (1810), Sant Miquel derrota Satanàs (1818-1822)), etc. A més, va ser un excel·lent dibuixant i gravador, amo d'un gran virtuosisme en el traçat de línies, d'un perfilisme fi, il·lustrant amb mestratge nombroses obres clàssiques de la literatura.
A l'àmbit germànic també es va desenvolupar una notable escola escultòrica, destacant artistes com: Franz Anton von Zauner (Genius Bornii, 1785), Rudolf Schadow (Paris, 1812), Johann Heinrich Dannecker (Ariadna sobre la pantera, 1812-181) Nepomuk Schaller (Belerofont en la lluita amb la Quimera, 1821).
A Espanya, el neoclassicisme va ser practicat per diversos pintors de tall acadèmic, com Eusebio Valdeperas (Susanna i els vells) i Dióscoro Teófilo Puebla (Les filles del Cid, 1871), mentre que com a escultors neoclàssics cal citar José Álvarez Cubero (Ganímedes, 1804; Apol·lo inspirat per la música [anomenat Apol·lí], 1810-1815; Néstor i Antíloc [o La Defensa de Saragossa], 1818), Juan Adán (Venus de l'Albereda, 1795), Damià Campeny (Diana al bany, 1803; Lucrècia moribunda, 1804; Aquil·les traient-se la fletxa del taló, 1837), Antoni Solà (Meleagro, 1818), Sabino Medina (La nimfa Eurídice mossegada per un aspid quan fugia d'Euristeo, 1865), Jeroni Suñol (Himeneu, 1864), etc.

## Art contemporani

### Seglexix
Entre finals del segle xviii i principis del xix es van asseure les bases de la societat contemporània, marcada en el terreny polític per la fi de l'absolutisme i la instauració de governs democràtics (impuls iniciat amb la Revolució Francesa); i, en l'àmbit econòmic, per la Revolució Industrial i l'afiançament del capitalisme, que tindrà resposta en el marxisme i la lluita de classes. Al terreny de l'art, comença una dinàmica evolutiva d'estils que se succeeixen cronològicament cada vegada amb més celeritat, que culminarà al segle xx amb una atomització d'estils i corrents que conviuen i es contraposen, s'hi influeixen i s'enfronten. L'art modern sorgeix com a contraposició a l'art acadèmic, situant-se l'artista a l'avantguarda de l'evolució cultural de la humanitat.
El nu del segle xix segueix les pautes per a la representació del nu dictaminades per estils anteriors, encara que reinterpretades de diverses maneres segons es busqui un realisme més gran o un idealisme d'arrel clàssica. Al segle xix abunda més que mai el nu femení (especialment a la segona meitat del segle), més que en qualsevol altre període de la història de l'art. Tot i això, el rol femení varia per convertir-se en un mer objecte de desig sexual, en un procés de deshumanització de la figura de la dona, sotmesa al dictat d'una societat preponderantment masclista. En aquestes obres hi ha una dosi forta de voyeurisme, la dona és sorpresa mentre dorm o es neteja, en escenes íntimes, però obertes a l'espectador, que es pot recrear en la contemplació d'unes imatges prohibides, d'uns moments robats. No és una nuesa premeditada, no és una model que posa, sinó la recreació d'escenes de la vida quotidiana, amb naturalitat aparent, però forçades per l'artista. En paraules de Carlos Reyero, «ens trobem amb dones no nues, sinó desvestides».

#### Romanticisme
Moviment de profunda renovació en tots els gèneres artístics, els romàntics van posar una atenció especial en el terreny de l'espiritualitat, de la imaginació, la fantasia, el sentiment, l'evocació somiadora, l'amor a la natura, juntament amb un element més fosc d'irracionalitat, d'atracció per l'ocultisme, la bogeria, el somni. Es va valorar especialment la cultura popular, allò exòtic, el retorn a formes artístiques menyspreades del passat (especialment les medievals). Els romàntics tenien la idea d'un art que sorgeix espontàniament de l'individu, destacant la figura del geni (l'art és l'expressió de les emocions de l'artista). El nu romàntic és més expressiu, s'atorga més importància al color que a la línia de la figura (al contrari que al neoclassicisme), amb un sentit més dramàtic, en temàtiques que varien des del que és exòtic i el gust per l'orientalisme fins als temes més purament romàntics: drames, tragèdies, actes heroics i apassionats, sentiments exacerbats, cants a la llibertat, a la pura expressió de l'interior de l'ésser humà.
El romanticisme va tenir dos notables precursors a Gran Bretanya: Johann Heinrich Füssli i William Blake. El primer, d'origen suís, va desenvolupar un estil manierista influït per Dürer, Pontormo, Baccio Bandinelli i Miquel Àngel, amb una obra de certa dualitat conceptual: per una banda els temes eròtics i violents, per una altra una virtut i senzillesa influïda per Rousseau. Entre el 1770 i el 1778 va elaborar una sèrie d'imatges eròtiques anomenada «dibuixos de simplegma» (entrellaçament), on el sexe es relaciona amb la passió i el patiment (entroncant amb l'antic concepte de pathos), en làmines que evoquen els antics ritus bàquics i priàpics, amb un erotisme cru i realista allunyat de la galanteria rococó. Algunes de les seves obres són: Hamlet, Horaci i Marcelo amb l'espectre (1780-1785), Titània i Bottom (1790), Nua jeguda mentre una dona toca el piano (1800) i Cortesana amb adorn de plomes (1800-1810). William Blake va ser un artista visionari, l'onírica producció del qual només té comparació amb la fantàstica irrealitat del surrealisme. Artista i escriptor, il·lustrava les seves pròpies obres literàries, o bé clàssics com La Divina Comedia (1825-1827) o el Llibre de Job (1823-1826), amb un estil personal que trasllueix el seu món interior, ple de somnis i emocions, amb figures evanescents que semblen surar en un espai no sotmès a les lleis físiques, generalment en ambients nocturns, amb llums fredes i líquides, amb profusió d'arabescos. Influït per Miguel Àngel i el manierisme, les seves figures tenen la torsió dinàmica del Judici Final de Miquel Àngel, encara que en ocasions es fonamenten en cànons clàssics, com a La dansa d'Albió (Dia d'alegria) (1794-1796), la postura del qual està presa de una versió de l'home vitruvià, la de Vincenzo Scamozzi a Idea dell'architettura universale. Altres obres seves són: Nabucodonosor (1795), Newton (1795), Europa sostinguda per Àfrica i Amèrica (1796), Satan a la seva glòria original (1805), El remolí dels amants. Francesca da Rimini i Paolo Malatesta (1824-1827), etc.

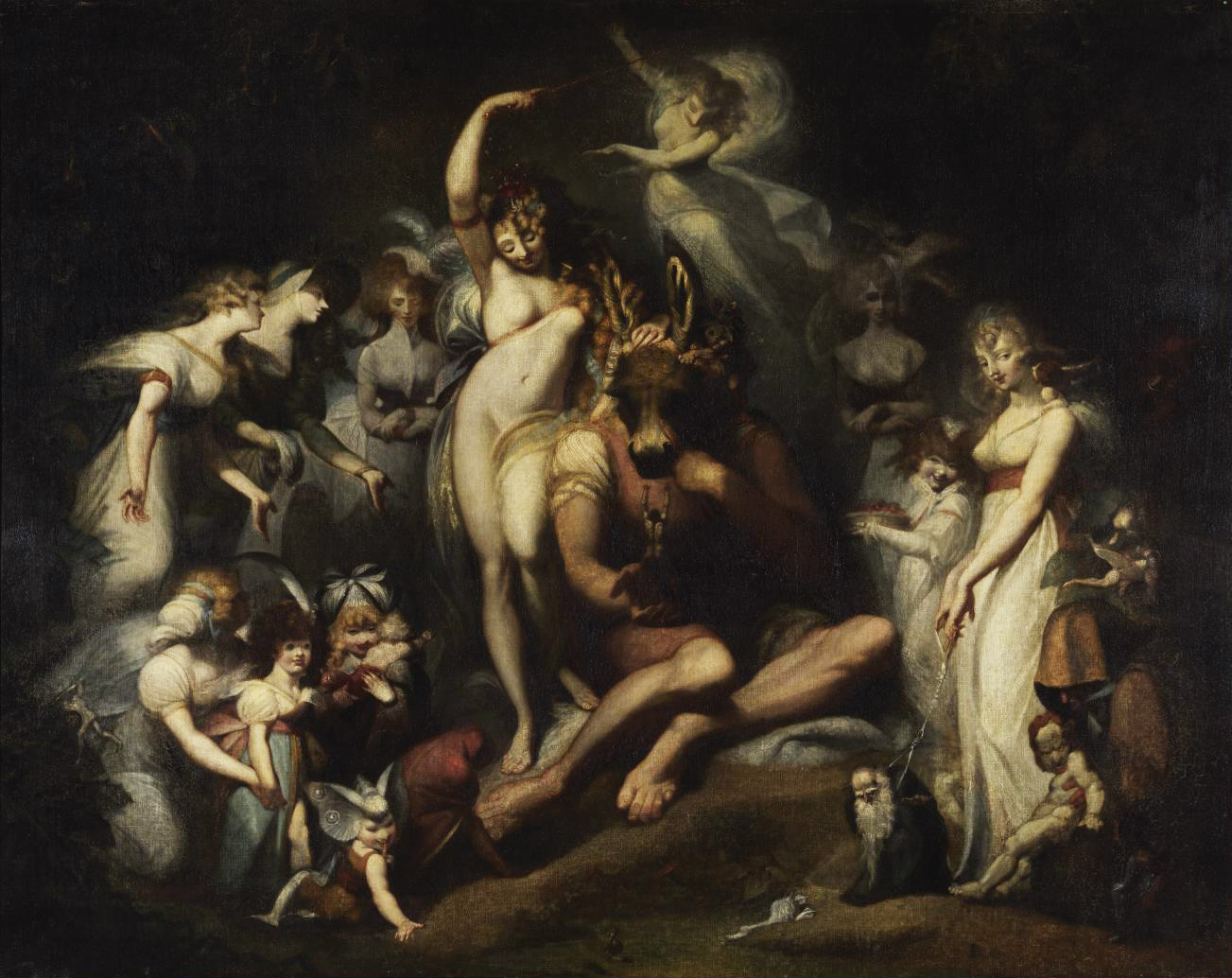
Titània i Bottom (1790), de Johann Heinrich Füssli. Tate Gallery, Londres
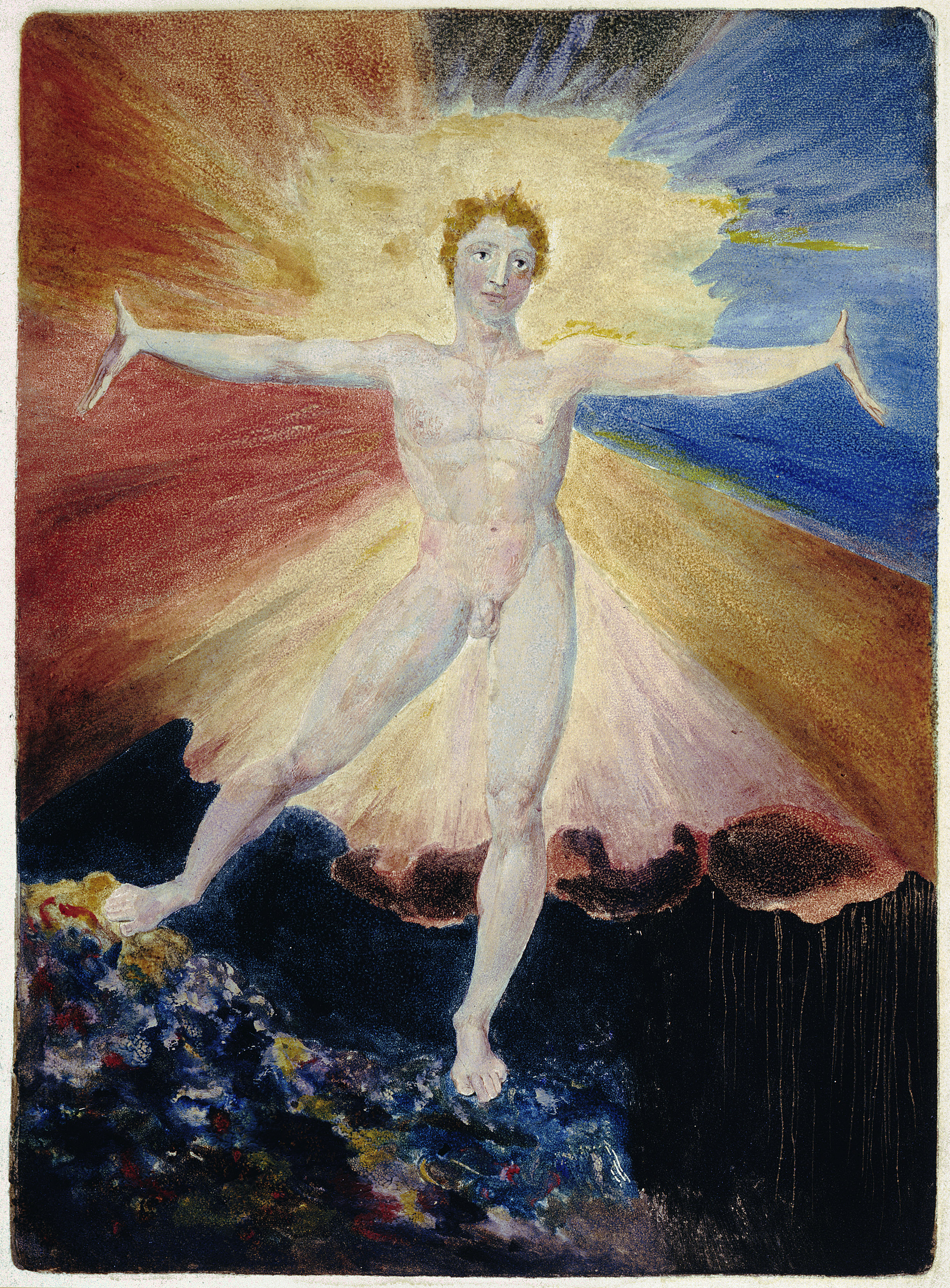
La dansa d'Albió (Dia d'alegria) (1794-1796), de William Blake. Museu Fitzwilliam, Cambridge
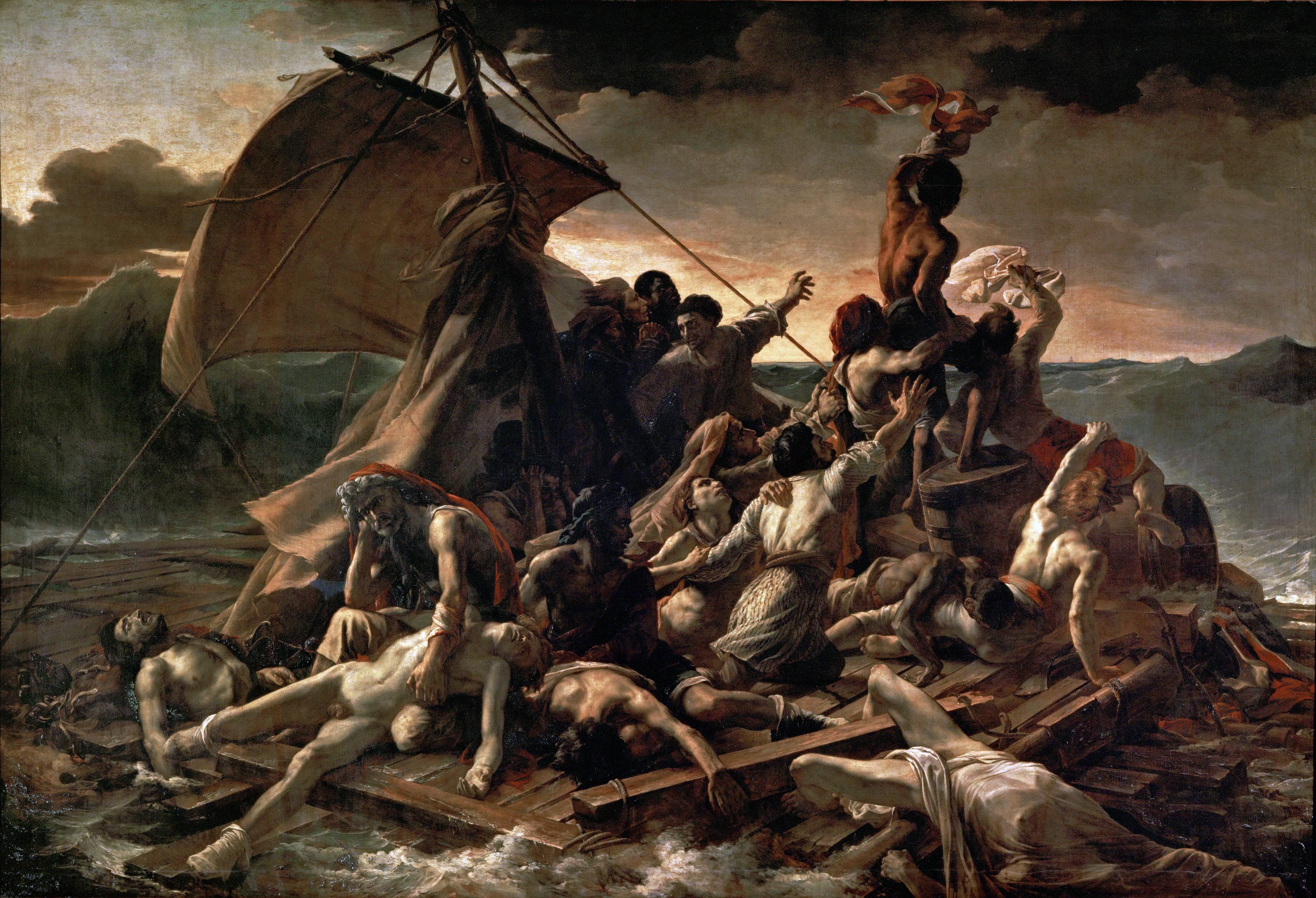
El rai de la Medusa (1819), de Théodore Géricault. Museu del Louvre, París

Entre el neoclassicisme i el romanticisme se situa l'obra de Jean Auguste Dominique Ingres, les figures del qual es troben a mig camí entre la sensualitat i la preocupació per la forma pura, que tractava de forma minuciosa, gairebé amb obstinació. Les seves figures femenines tenen un cert aire gòtic (pits petits, estómacs prominents), i es trobaven supeditades a un reduït nombre de dissenys posturals en què l'artista se sentia còmode, i que va repetir al llarg de tota la carrera. Un d'ells, per exemple, era el d'una dona nua asseguda d'esquena, que va introduir a La banyista de Valpinçon (1808) i que és perceptible, dins d'una escena de grup, a El bany turc. Un altre és la figura de peu de la Venus Anadyomene (1848), d'aire botticellià, de la qual va fer diverses versions, i que posteriorment va transformar en una jove amb un càntir d'aigua, La font (1856). Altres obres són més personals, com La gran odalisca (1814), que recorda el manierisme de l'Escola de Fontainebleau, i que va iniciar la seva afició per l'orientalisme, les figures i els ambients exòtics. A L'Edat d'Or (1840-1848) va realitzar un gran mural compost enterament de nus, obra que, no obstant, va quedar inacabada. El bany turc (1862) potser és la seva obra més famosa, i la culminació dels estudis que durant tota la vida va dedicar al nu. Va tornar a l'orientalisme, amb una escena ambientada en un harem, accentuant les formes corbes i rotundes de les models, que mostren sense pudor els seus prominents pits i els malucs amples, amb una sensualitat inusual fins aleshores en l'art occidental. Altres obres seves són: Aquil·les rebent els enviats d'Agamèmnon (1801), Èdip i l'Esfinx (1808-1825), Júpiter i Tetis (1811), El somni d'Ossian (1813), Roger alliberant Angèlica (1819), Odalisca i esclava (1842), etc.
Deixebles seus van ser: Antoine-Jean Gros, cronista de les gestes napoleòniques, va realitzar a Napoleó visitant als empestats de Jaffa (1804) uns nus d'intens dramatisme, mostrant amb cruesa els efectes de la malaltia; i Théodore Chassériau, qui va intentar sintetitzar la línia d'Ingres amb el colorit de Delacroix, tot i que la seva obra tendeix a l'academicisme (Venus Anadyomene, 1838; Susanna i els vells, 1839; Diana sorpresa per Acteó, 1840; Andròmeda per encadenada a la roca per les nereides, 1840; La toilette d'Esther, 1841; Nimfa adormida, 1850; El tepidarium, 1853). Théodore Géricault va tenir influència miguelangelesca, com es percep a la figura central d'El rai de la Medusa (1819), que és un dels atletes de la Capella Sixtina, alhora que altres figures recorden les de la Transfiguració de Rafael. Per als seus estudis d'anatomia Géricault va visitar sovint els tanatoris i, fins i tot, les presons on s'executaven presos. A la seva Leda i el cigne (1822) va transscriure a una figura femenina l'energia dinàmica pròpia dels atletes clàssics, i la seva postura recorda la de l'Ilís del Partenó, canviant l'esforç atlètic per l'excitació sexual.

Magdalena penitent (1825), de Francesco Hayez. Civica Galleria d'Arte Moderna, Milán
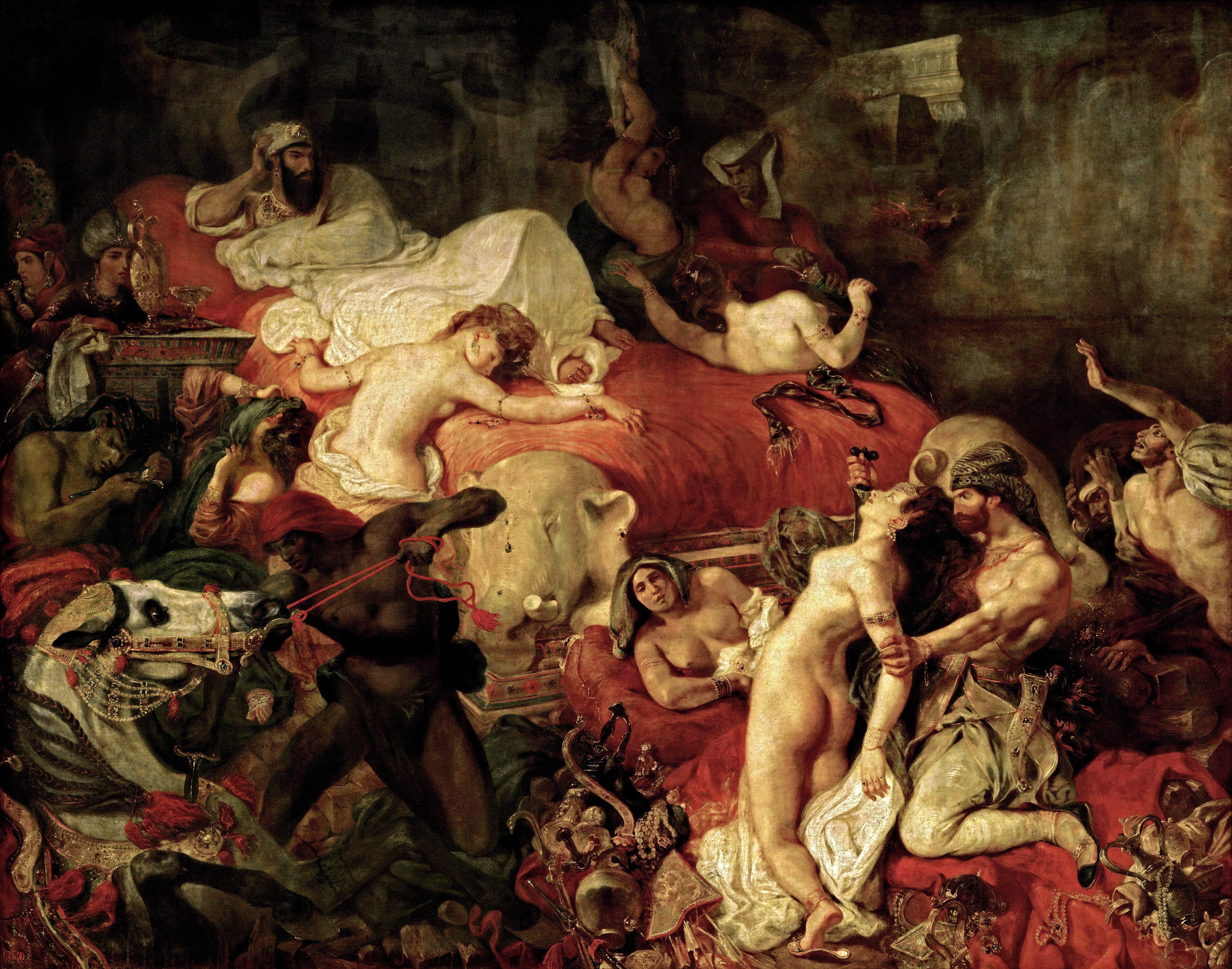
La mort de Sardanàpal (1827), d'Eugène Delacroix. Museu del Louvre, París
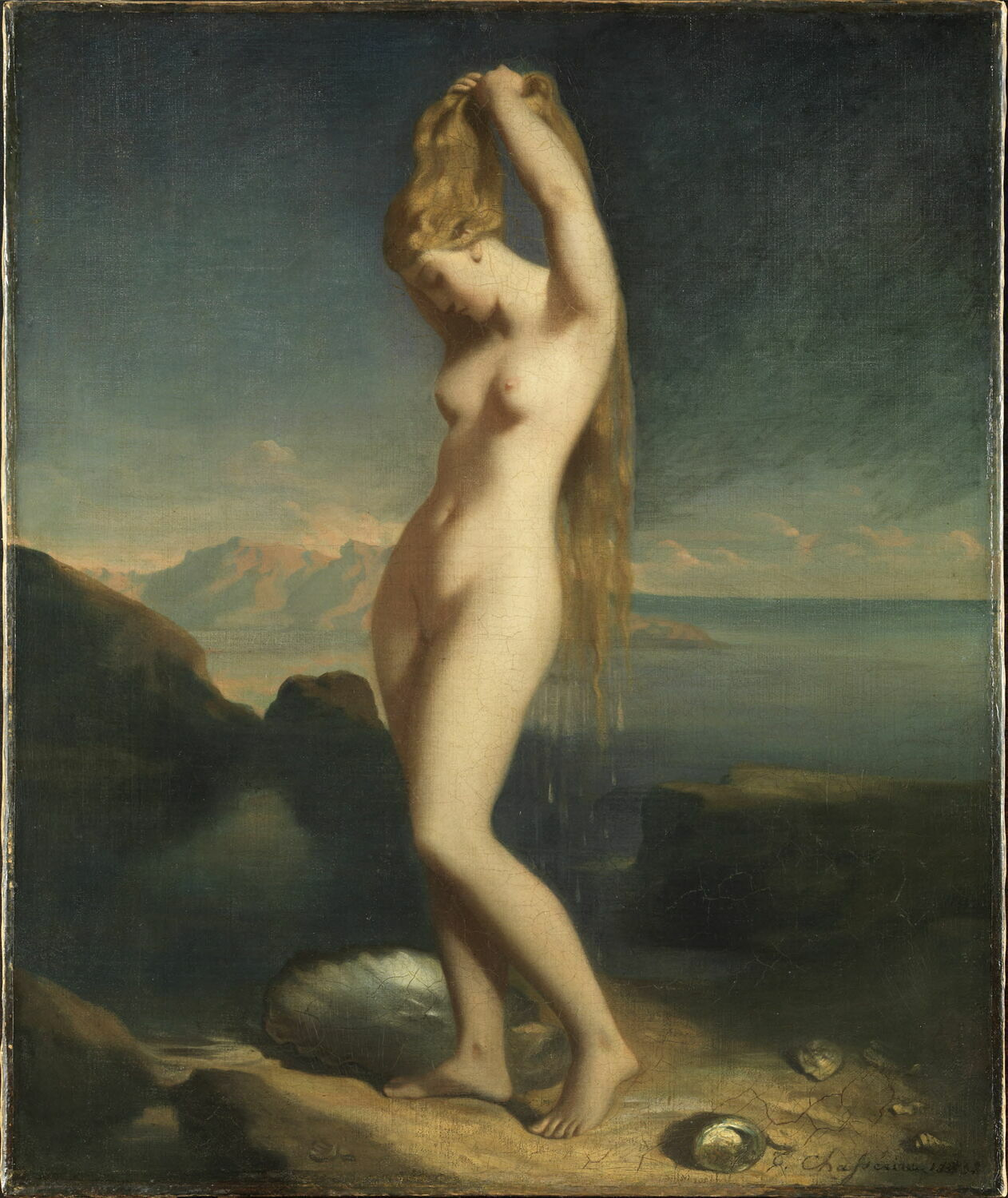
Venus Anadyomene (1838), de Théodore Chassériau. Museu del Louvre, París

Eugène Delacroix va ser un dels primers artistes a desviar-se de l'art oficial acadèmic, substituint el perfilat dibuix de contorns per una línia menys precisa i fluida, dinàmica i suggestiva, i un cromatisme de vibrants tons adjacents i un efectisme basat en un cert divisionisme del color. Durant la seva formació va realitzar còpies dels grans mestres exposats al Louvre, cobrant predilecció per Rubens i els artistes venecians. Ja en les seves primeres obres, Dante i Virgili als inferns (1822), La massacre de Quios (1824) i La mort de Sardanàpal (1827), va demostrar la seva originalitat i riquesa inventiva, juntament amb un estil apassionat i colorista que el caracteritzaria. El 1832 va viatjar al Marroc i Algèria, on va incorporar al seu estil la influència orientalista, amb gust per l'exòtic i la riquesa del detall. En les seves nombroses obres de nu la temàtica és molt diversa, des de la religiosa (Adam i Eva expulsats del Paradís, Crist lligat a la columna, Crist crucificat, Crist ressuscitat, Sant Sebastià a terra), la mitològica (Triomf d'Apol·lo, Treballs de Heracles, Aquil·les i el centaure, Anacreont i Eros, Andròmeda i Perseu, Ariadna i Teseu, Medea i els seus fills), la històrica i literària (La Divina Comèdia, Orlando furiós, Jerusalem alliberada), fins a les escenes de gènere o el nu per si mateix (Odalisca jeguda, Dones turques, La dona de les mitges de seda, La dona pentinant-se, Banyista d'esquena, Nimfa adormida, La dona del papagai). Per a Delacroix, qualsevol pretext era bo per mostrar la bellesa física, com a l'al·legoria de La Llibertat guiant el poble (1830), on l'heroïna que lidera la revolució popular apareix amb els pits nus. Gran dibuixant, també va llegar nombrosos esbossos i estudis previs de figures nues.
Seguidors de Delacroix van ser: Narcisse-Virgile Díaz de la Peña, gran paisatgista i autor de nus com La fada de les perles, Venus i Adonis, Nimfes al bosc i L'Eros capturat i desarmat; Gustave Doré, que va destacar principalment com a dibuixant i il·lustrador d'obres literàries, on demostra una gran imaginació i domini formal, com a la Bíblia, La Divina Comèdia, Orland furiós, alguns drames de Shakespeare, el Faust de Goethe, etc.; i Félix Trutat, la Noia del qual nua sobre pell de pantera (1844) recorda a La maja nua de Goya i antecedeix a l'Olympia de Manet.

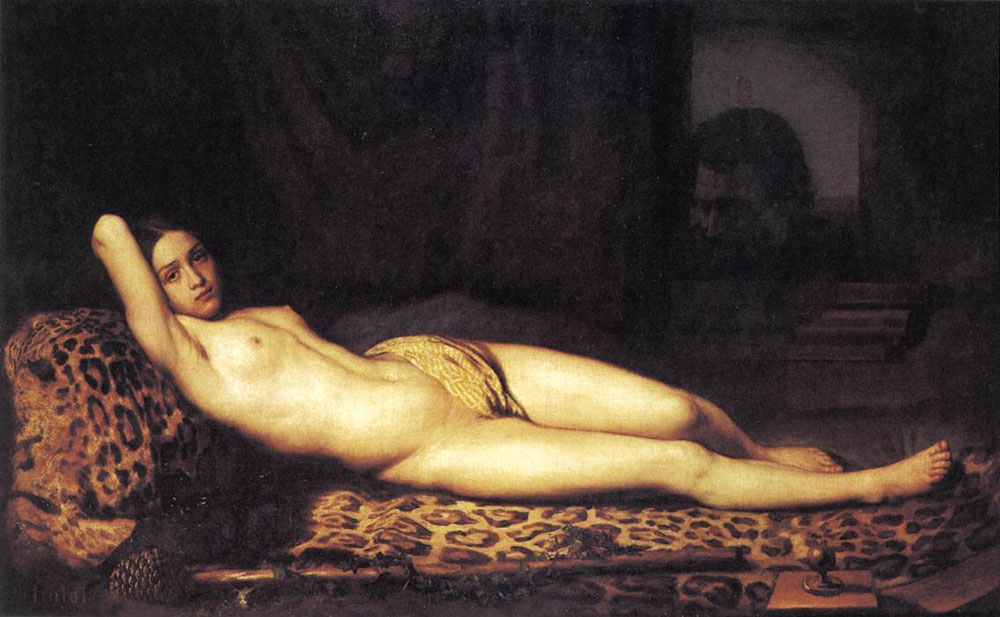
Noia nua sobre pell de pantera (1844), de Félix Trutat. Museu del Louvre, París
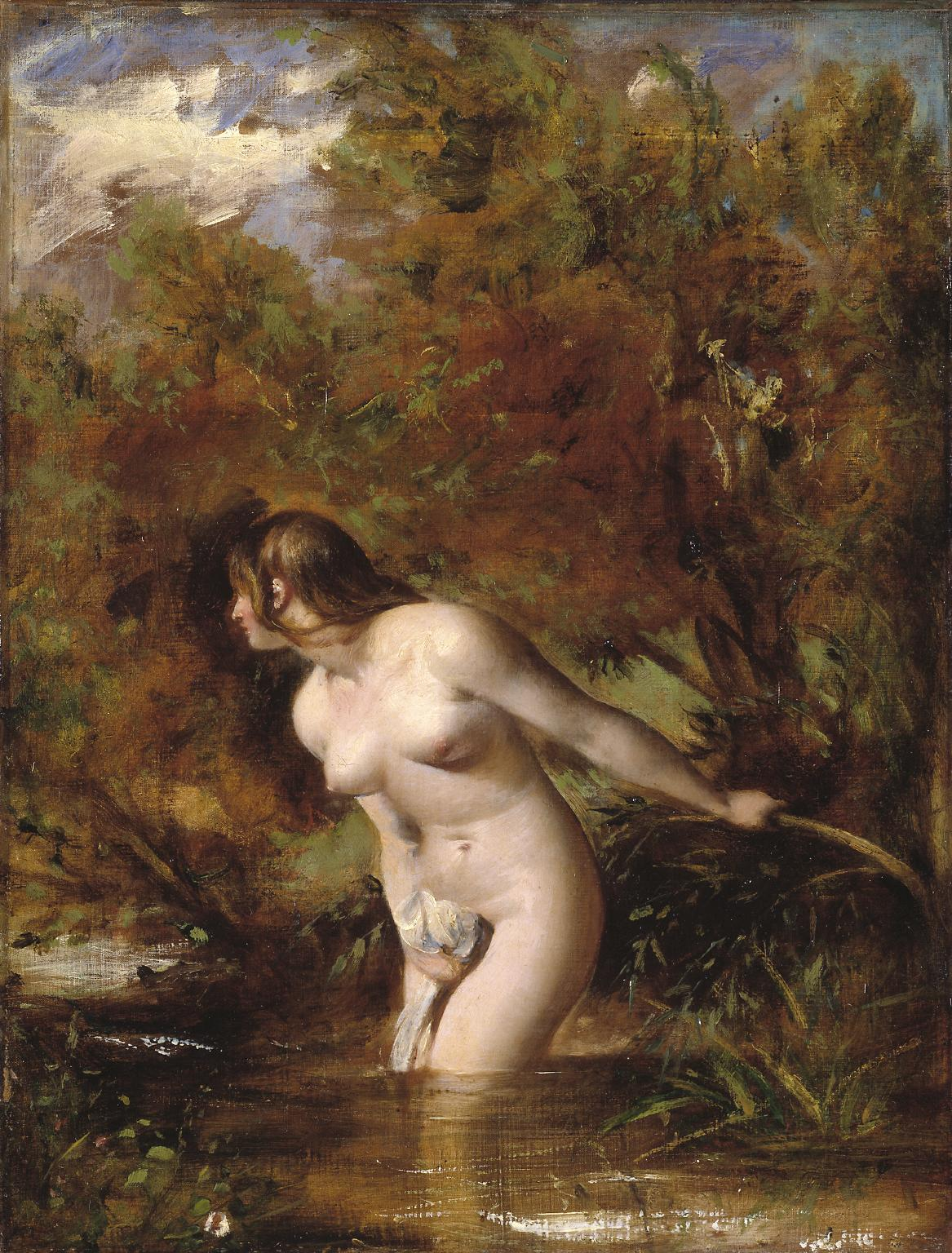
La banyista (1846), de William Etty. Tate Britain, Londres
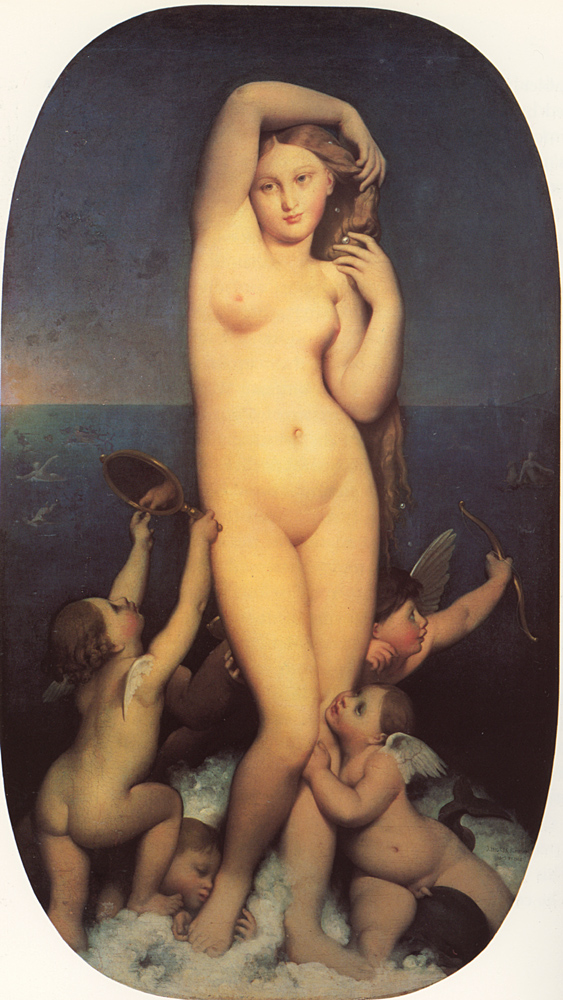
Venus Anadyomene (1848), de Jean-Auguste-Dominique Ingres. Museu Condé, Chantilly
El bany turc (1862), de Jean Auguste Dominique Ingres. Museu del Louvre, París

En escultura, François Rude va evolucionar del neoclassicisme al romanticisme, en obres de gran força expressiva on jugava un paper protagonista el nu, amb figures colossals que tradueixen en la seva anatomia el dinamisme de l'acció, com es percep a Mercuri ajustant-se les ales taloneres (1827), Pescador napolità jugant amb una tortuga (1833), L'Amor victoriós (1855), Hebe i l'àliga (1855), i la seva principal obra, La Marsellesa (1833), a l'Arc de Triomf de París. Jean-Baptiste Carpeaux va denotar el mateix procés estilístic, des de la serenitat clàssica fins al sentiment romàntic, amb figures d'intens dinamisme, com la seva Flora del Palau de les Teuleries (1865), El comte Ugolino i els seus fills (1863) o el grup de La dansa (1869), al Teatre de l'Òpera de París.
A Itàlia, el romanticisme va arribar amb la conquesta napoleònica, amb artistes com Pelagio Palagi (Els desposoris d'Eros i Psique, 1808) o Francesco Hayez (Magdalena penitent, 1825). En escultura, Lorenzo Bartolini va evolucionar del classicisme a un naturalisme inspirat en els models plàstics del Quattrocento florentí, com en Esperança en Déu (1835). Un altre exponent va ser Giovanni Dupré (Abel apallissat, 1842).
A Espanya, el romanticisme va estar impregnat de la influència goyesca, com es demostra a les dues majas (maques) nues pintades per Eugenio Lucas, i en altres obres d'artistes com José Gutiérrez de la Vega (Maja nua, 1840-1850), Antonio María Esquivel (Venus anadiomene, 1838; Susanna i els vells, 1840; L'esposa de Putifar, 1854), Víctor Manzano (Escena de la Inquisició, 1860), etc. En escultura, un espanyol establert a Mèxic, Manuel Vilar, va ser autor de Jàson (1836) i Tlahuicole (1851), una mena d'Hèracles mexicà.

#### Academicisme
L'art acadèmic és el fomentat des del segle xvi per les acadèmies de belles arts, que regulaven la formació pedagògica dels artistes. Si bé en principi les acadèmies estaven en sintonia amb l'art produït a la seva època, per la qual cosa no es pot parlar d'un estil diferenciat, al segle xix, quan la dinàmica evolutiva dels estils va començar a allunyar-se dels cànons clàssics, l'art acadèmic va quedar encotillat en un estil classicista basat en regles estrictes, per la qual cosa avui dia s'entén més com un període propi del segle xix, rebent paral·lelament diverses denominacions, com la d'art pompier a França. Estava dirigit primordialment a un públic burgès, per això el seu estatus d'art «oficial», juntament amb la freqüent acusació de conservadorisme i de manca d'imaginació (segons el concepte romàntic que l'art no es pot ensenyar), va provocar que a finals del segle xix l'academicisme adquirís un sentit pejoratiu, en considerar-se ancorat en el passat i reproductor de fórmules anquilosades.

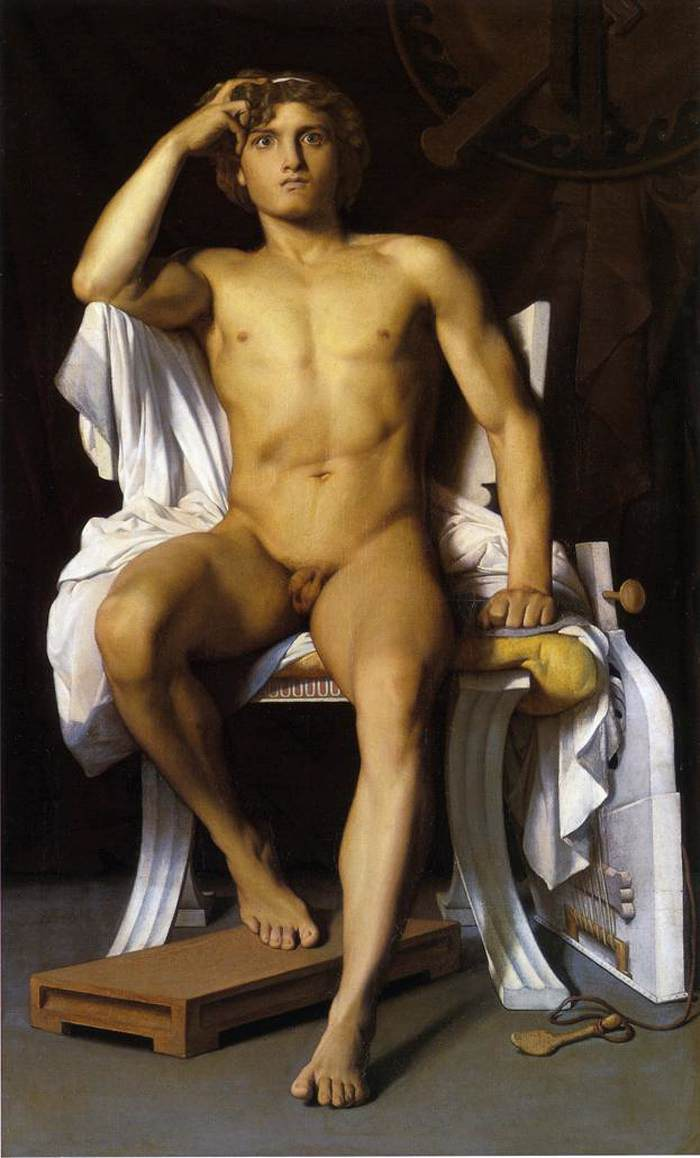
La ira d'Aquiles (1847), de François-Léon Benouville. Museu Fabre, Montpeller
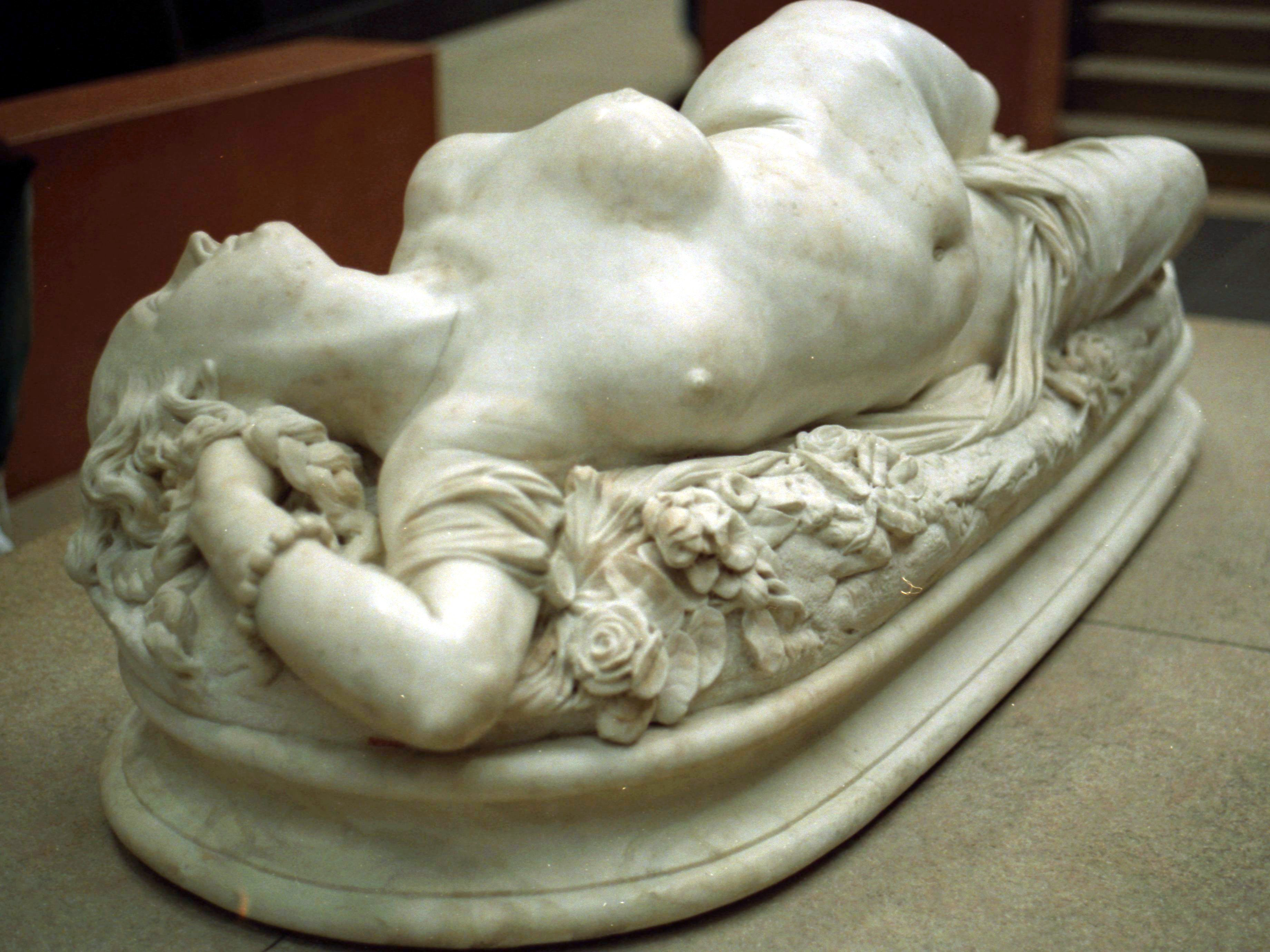
Dona mossegada per una serp (1847), d'Auguste Clésinger. Musée d'Orsay, París

Tanmateix, actualment es tendeix a revalorar l'art acadèmic i a considerar-lo per les seves qualitats intrínseques, i se sol acceptar més com a període artístic que com a estil. L'academicisme es basava estilísticament en el classicisme grecoromà, però també en altres autors classicistes anteriors, com ara Rafael, Poussin o Guido Reni. Tècnicament, es basaven en el dibuix acurat, l'equilibri formal, la línia perfecta, la puresa plàstica i un detallisme detallat, juntament amb un colorit realista i harmònic. Les seues obres es basaven en temes erudits (història, mitologia, literatura àulica), amb un concepte idealitzat de la bellesa.

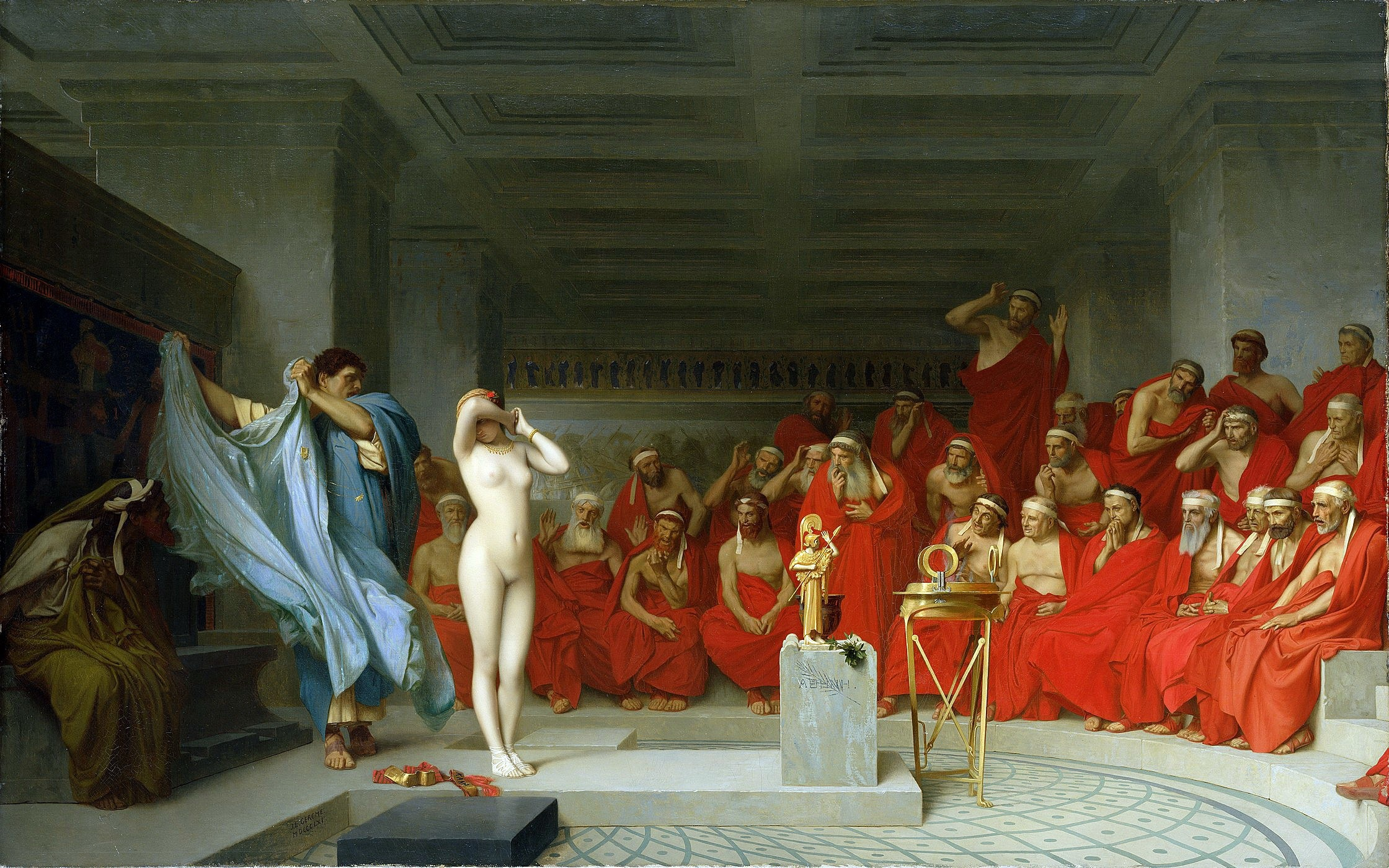
Frine davant l'areòpag (1861), de Jean-Léon Gérôme. Kunsthalle Hamburg
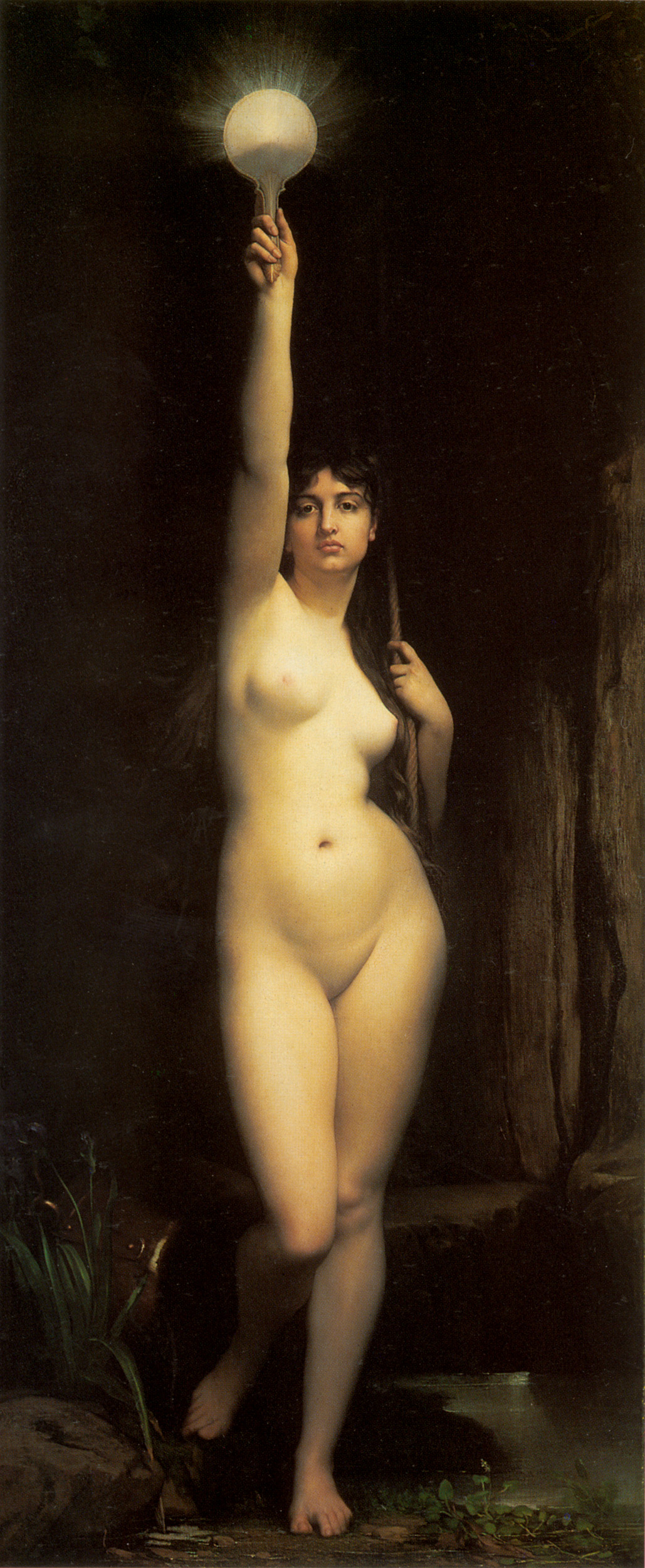
La veritat (1870), de Jules Joseph Lefebvre. Museu d'Orsay, París
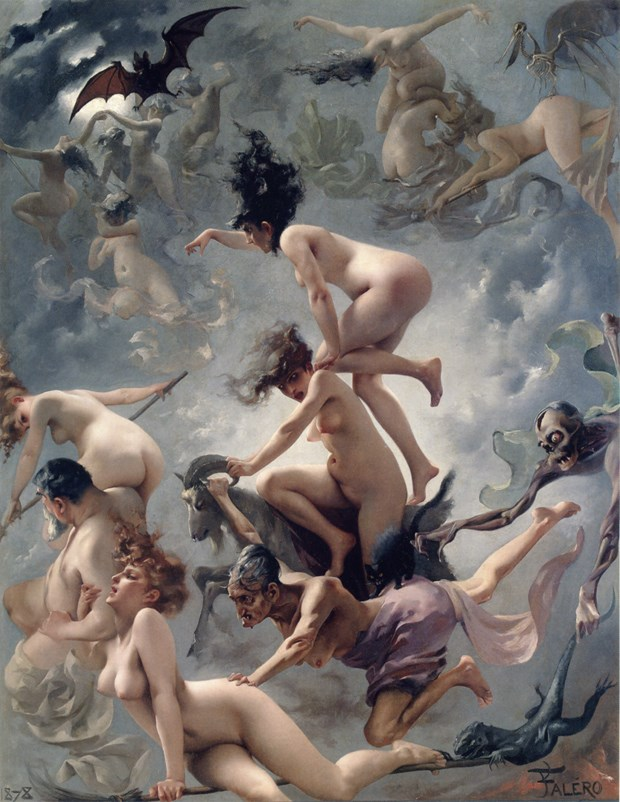
Bruixes anant cap al Sabbath (1878), de Luis Ricardo Falero

En l'academicisme va tenir una rellevància especial el nu, considerat l'expressió per excel·lència de la noblesa de la naturalesa: en paraules de Paul Valéry, «el que l'amor va ser per a narradors i poetes, el nu ho va ser per als artistes de la forma». El nu acadèmic va suposar l'estandardització en unes premisses clàssiques subjectes a estrictes regles tant temàtiques com formals, supeditades a l'ambient generalment purità de la societat del segle xix. El nu només s'acceptava com a expressió de la bellesa ideal, per això era un nu pudorós, asèptic, basat estrictament en l'estudi anatòmic. L'acceptació del nu clàssic com a expressió d'un ideal de bellesa va comportar la censura a qualsevol desviació dels cànons classicistes: així, a la Gran Exposició de Londres de 1851, quan el famós Crystal Palace va ser decorat amb una galeria de nus de marbre, tots van ser acceptats excepte l'Esclava captiva d'Hiram Powers, que malgrat ser una còpia de l'Afrodita de Cnidos va ser criticada per aparèixer amb els canyells emmanillats. No obstant això, la pràctica docent exercida a les acadèmies del dibuix del natural, va permetre en certs casos la introducció de novetats formals i estilístiques que van rejovenir el gènere, atorgant-li alhora més respectabilitat, com a producte d'elaboració intel·lectual.

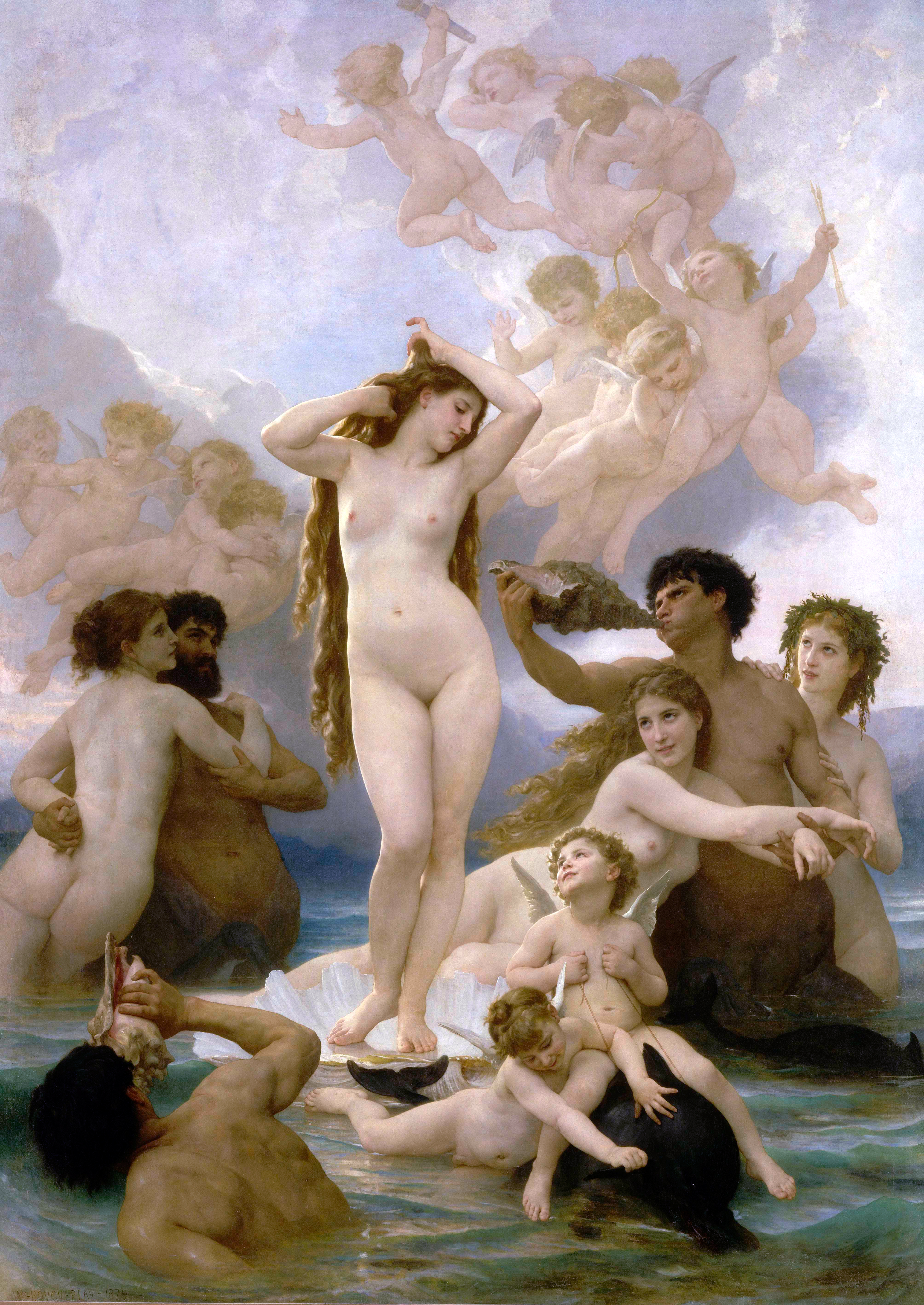
El naixement de Venus (1879), de William-Adolphe Bouguereau. Museu d'Orsay, París
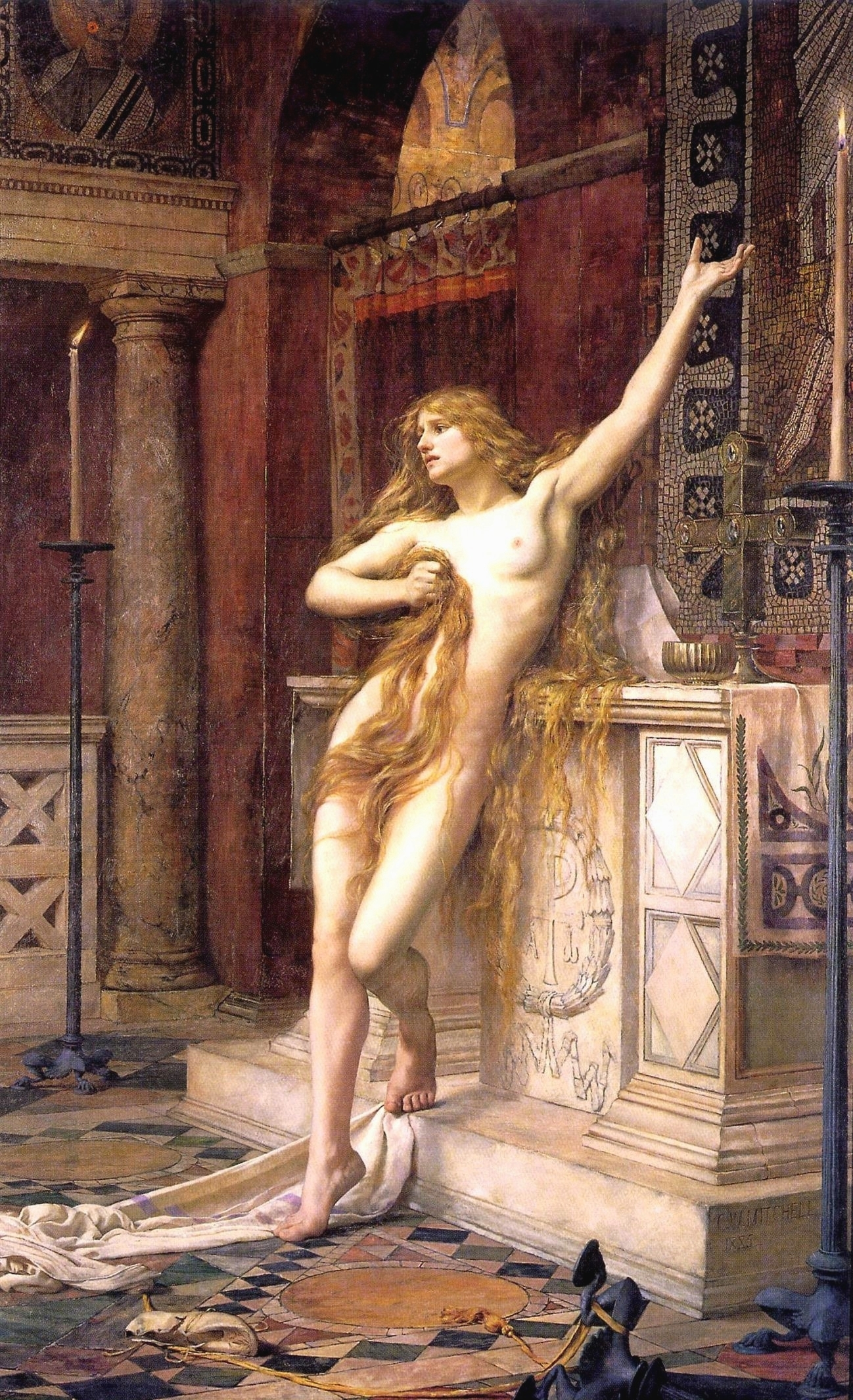
Hipàcia (1885), de Charles William Mitchell. Laing Art Gallery, Newcastle upon Tyne
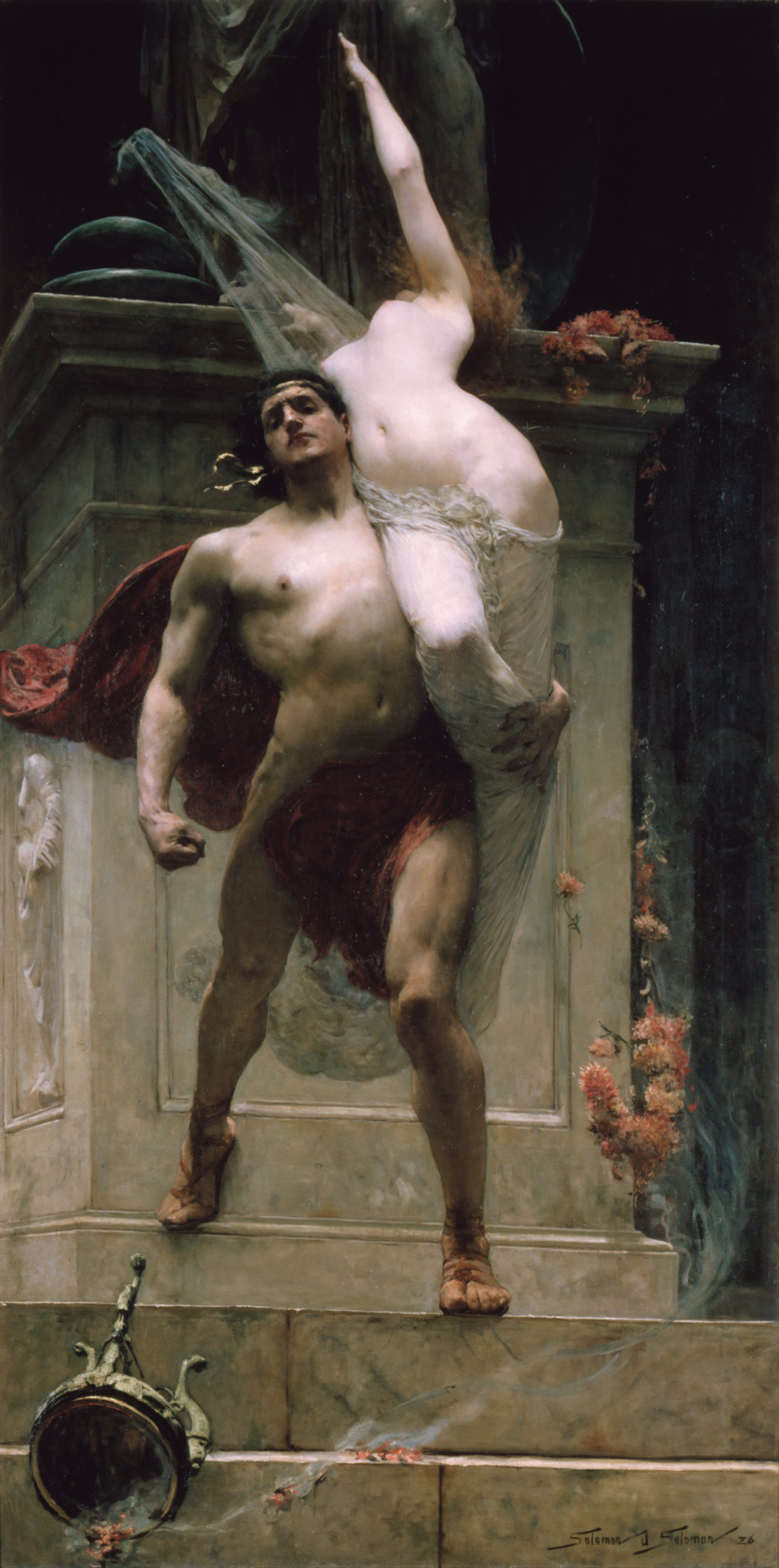
Àiax i Cassandra (1886), de Solomon Joseph Solomon
El rapte de Psique (1895), de William-Adolphe Bouguereau

Un centre de referència per al nu acadèmic va ser l'obra d'Ingres; segons la teoria de Winckelmann sobre que el nu masculí només podia expressar caràcter, i en canvi el femení era l'únic que podia reflectir la bellesa, ja que aquesta es mostra més clarament en les formes suaus i sinuoses, els nus d'Ingres reflectien una continuïtat al traç que proporcionava a les seves figures una forma arrodonida, de textura llisa i contorn suau. Per això l'art acadèmic es va centrar més en el nu femení que en el masculí, amb figures de forma allisada i textura cérea.

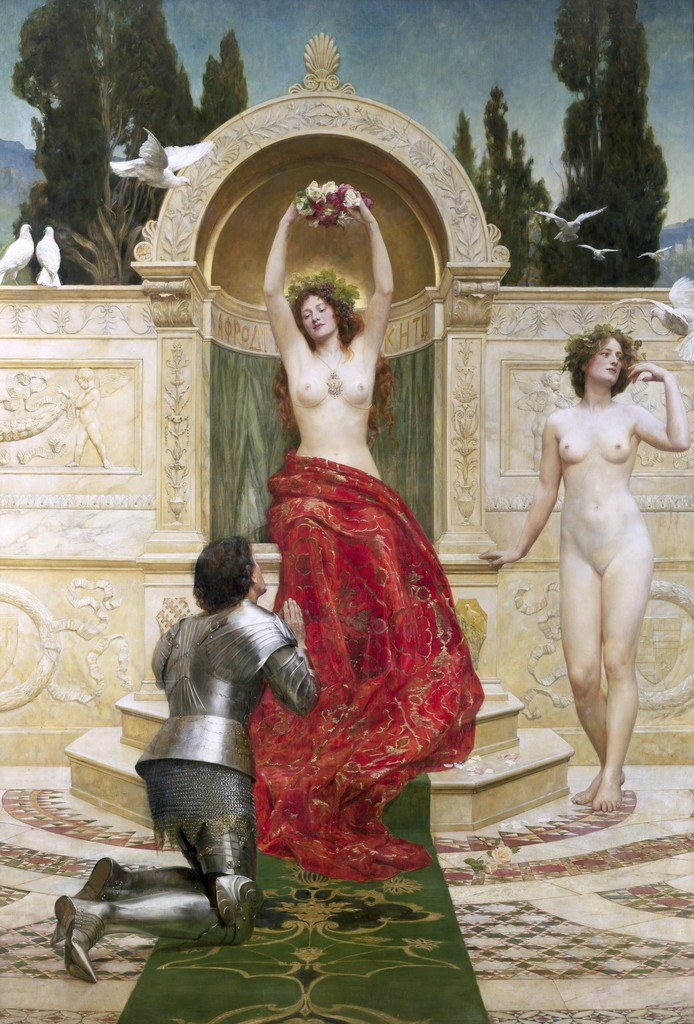
Tannhäuser en el Venusberg (1901), de John Collier
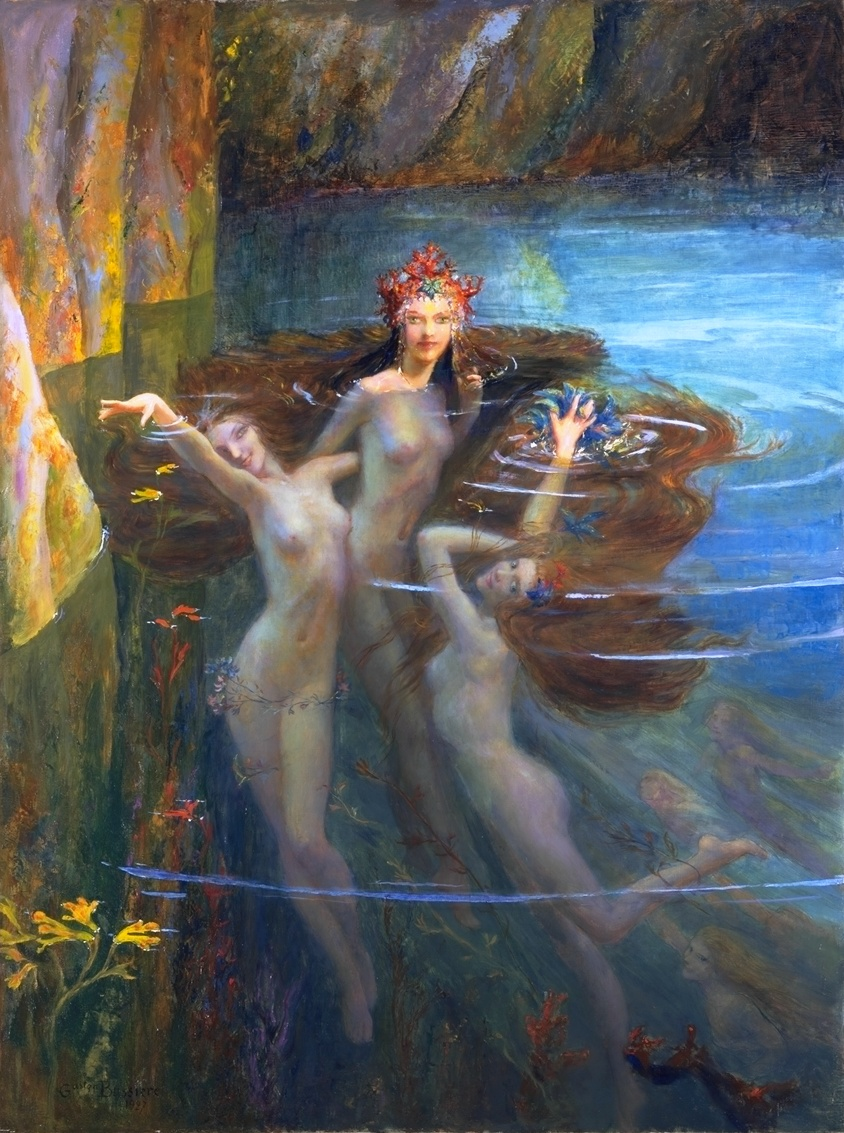
Les Nereides (1902), de Gaston Bussière. Col·lecció privada
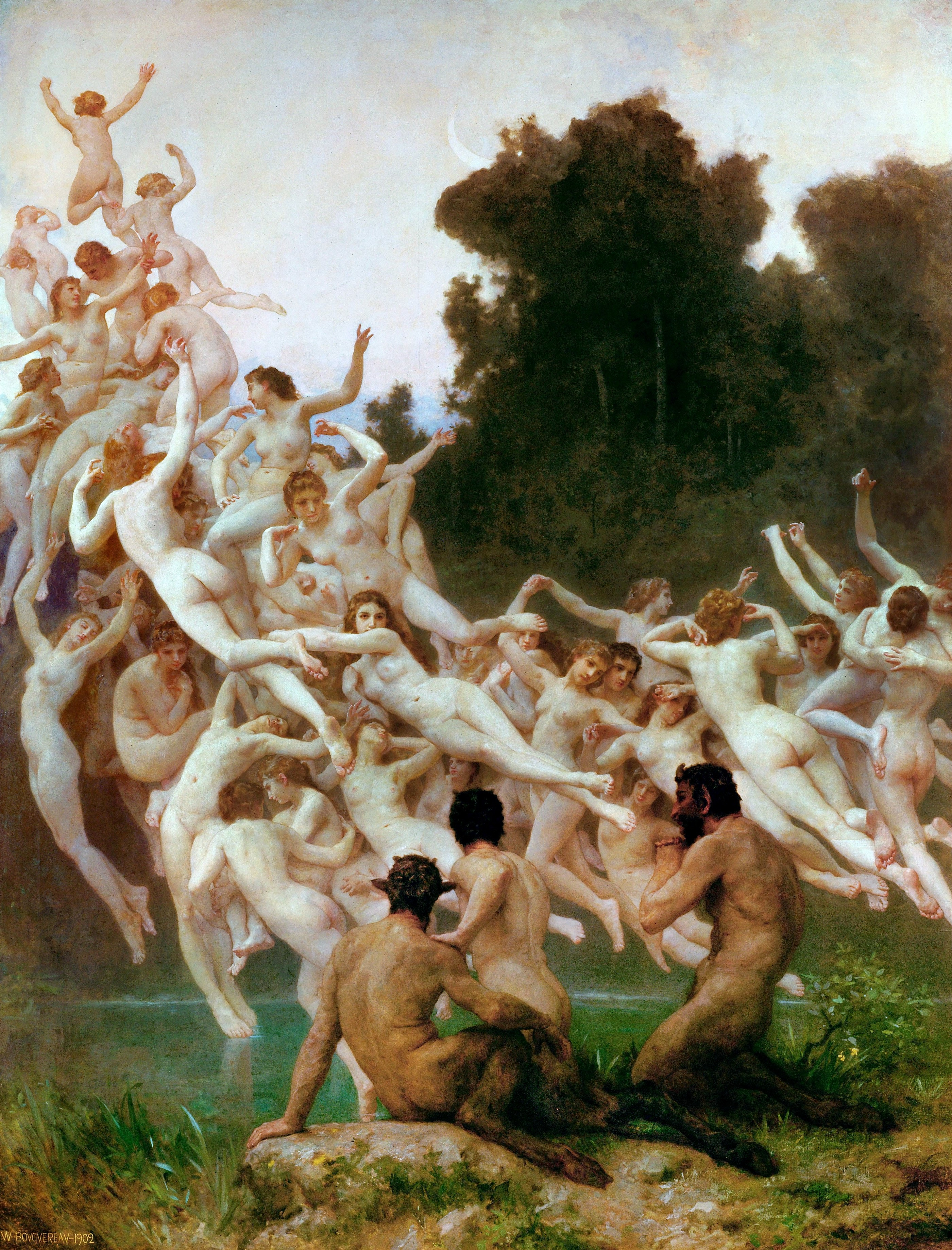
Les Orèades (1902), de William-Adolphe Bouguereau. Col·lecció privada

Un dels principals representants de l'academicisme va ser William-Adolphe Bouguereau, qui va realitzar una gran quantitat d'obres de nu, generalment de tema mitològic, amb figures de gran perfecció anatòmica, pàl·lides, de llargs cabells i una elegància gestual no exempta de sensualitat (El naixement de Venus, 1879; Clarejar, 1881; L'onada, 1896; Les Orèades, 1902). Un altre exponent va ser Alexandre Cabanel, autor de nus mitològics i al·legòrics que són un pretext per representar dones de bellesa voluptuosa i sensual, com el seu famós El naixement de Venus (1863). Potser és el cas d'Eùgene-Emmanuel Amaury-Duval, autor d'un altre El naixement de Venus (1862). Jean-Léon Gérôme va ser un dels principals representants de l'orientalisme acadèmic, amb obres ambientades en harems i banys turcs al més pur estil ingressià, a més de temes mitològics i històrics (Frine davant l'areòpag, 1861; Bany turc, 1870; Piscina a l'harem, 1876; Pigmalió i Galatea, 1890). Altres artistes van ser: François-Léon Benouville (La ira d'Aquil·les, 1847), Auguste Clésinger (Dona mossegada per una serp, 1847; Leda i el cigne, 1864), Paul Baudry (La perla i l'onada, 1862), Jules Joseph Lefebvre (La Veritat, 1870; Maria Magdalena a la cova, 1876), Henri Gervex (Rolla, 1878), Édouard Debat-Ponsan (El massatge al Hamam, 1883), Alexandre Jacques Chantron (Dànae, 1891), Gaston Bussière (Les Nereides, 1902), Guillaume Seignac (El despertar de Psique, 1904), etc.

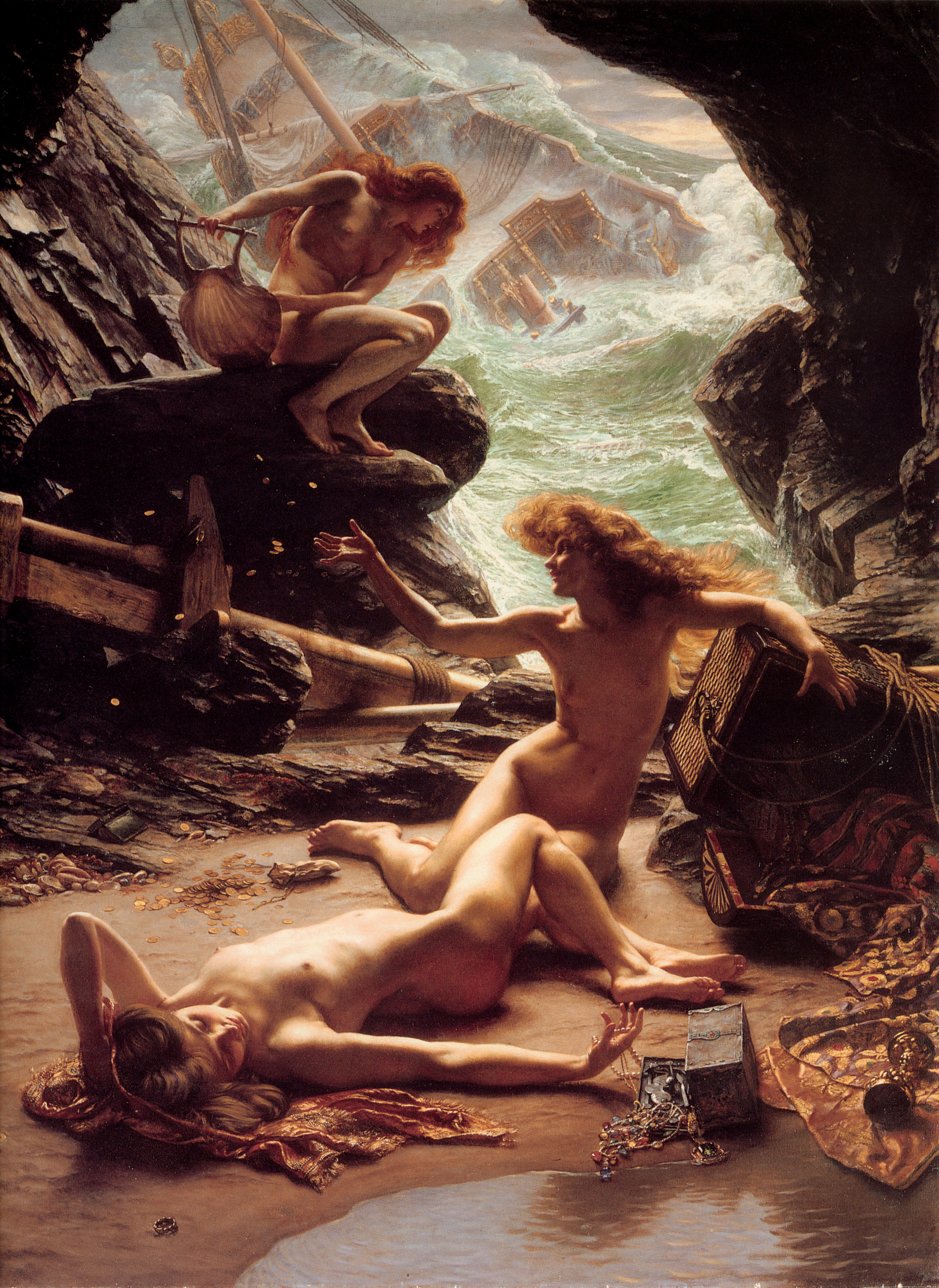
Cova de les nimfes de la tempesta (1903), d'Edward Poynter. Col·lecció privada
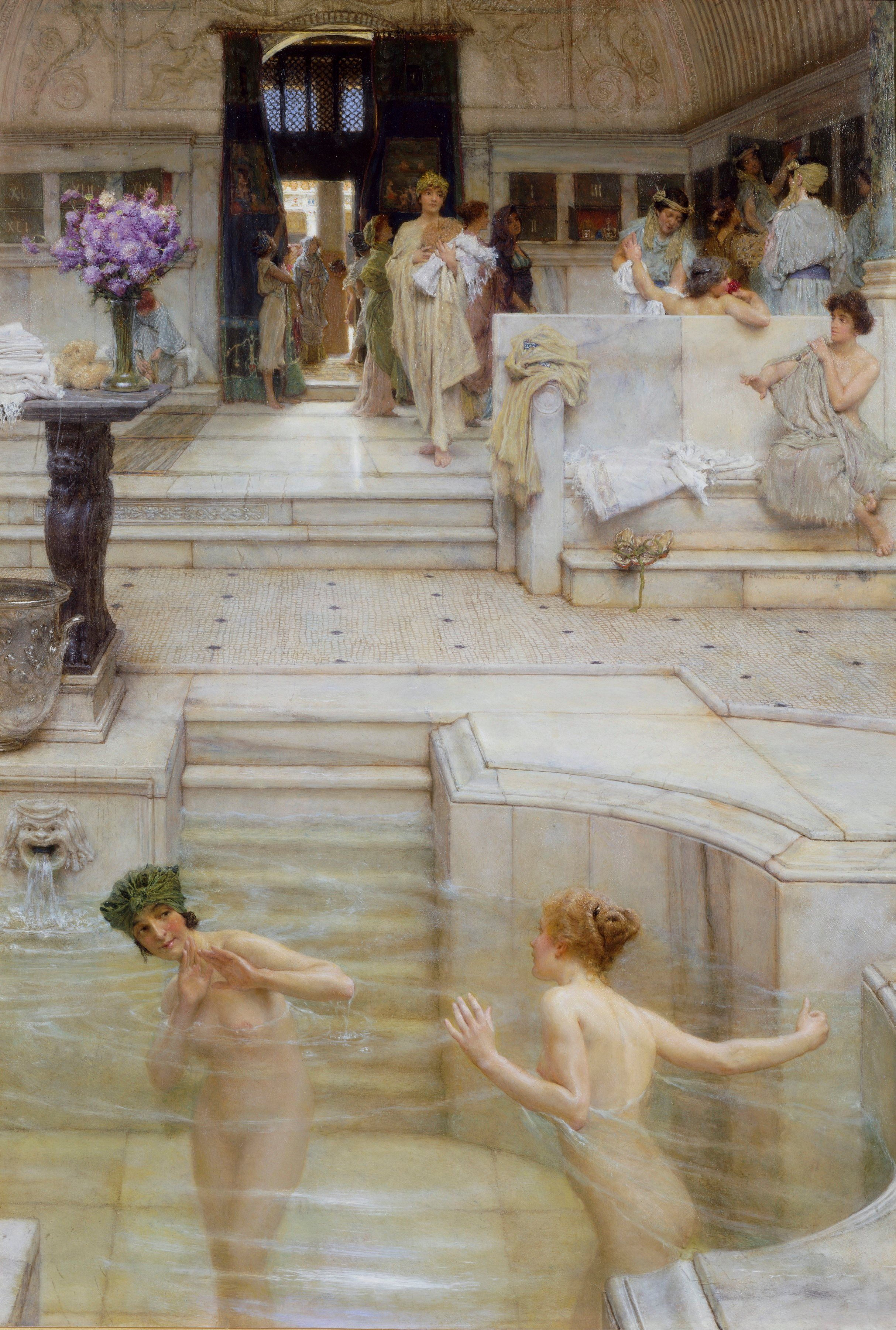
El costum preferit (1909), de Lawrence Alma-Tadema. Tate Gallery, Londres
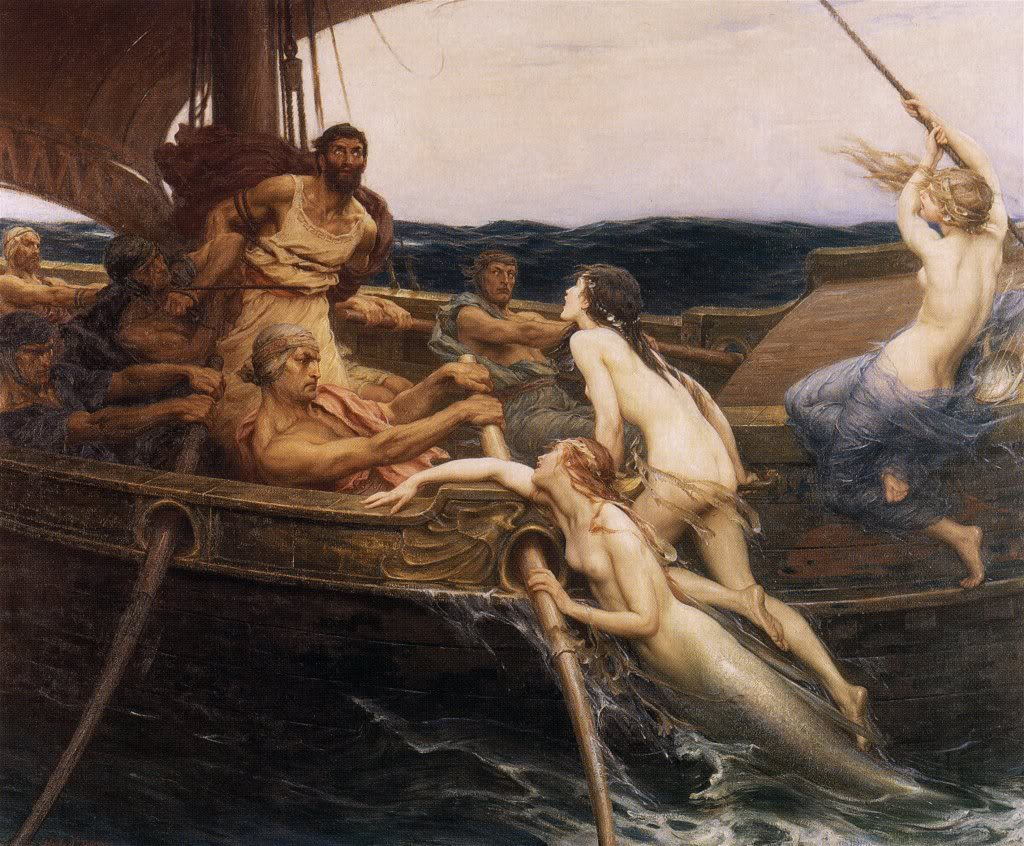
Ulisses i les Sirenes (1909), de Herbert James Draper. Ferens Art Gallery, Kingston upon Hull

A Gran Bretanya, la societat victoriana va estimular l'academicisme com a art oficial que expressava de forma òptima la moral puritana preponderant en els cercles de la burgesia i la noblesa, amb autors com Joseph Noel Paton (La disputa d'Oberó i Titània, 1846), Charles William Mitchell (Hipàcia, 1885), Frederic Leighton (Psique al bany, 1890), John Collier (Lilith, 1887; Lady Godiva, 1898; Tannhäuser al Venusberg, 1901), Edward Poynter (Diadumene, 1884; Cova de les nimfes de la tempesta, 1903), Lawrence Alma-Tadema (El costum favorit, 1909), John William Godward (Venus al bany, 1901; Al Tepidarium, 1913; Nua a la platja, 1922), Herbert James Draper (Ulisses i les Sirenes, 1909), etc.
A Espanya, Luis Ricardo Falero també va tenir una especial predilecció per la figura femenina, amb obres on destaca el component fantàstic i el gust orientalista: Bellesa oriental (1877), Visió de Faust (La partida de les bruixes) (1878), L'encantadora (1878), La pose (1879), La favorita (1880), L'estrella doble (1881), La fada del lliri (1888), La papallona (1893), etc.

#### Realisme
Des de meitats de segle xix va sorgir una tendència que va posar èmfasi en la realitat, la descripció del món circumdant, especialment d'obrers i pagesos en el nou marc de l'era industrial, amb un cert component de denúncia social, lligat a moviments polítics com el socialisme utòpic i filosòfics com el positivisme. En el marc de la dissolució de la teoria clàssica de l'art operada a la primera meitat del segle xix, el realisme, juntament amb l'alliberament tècnic operat per l'aparició de la fotografia, en què s'inspiren molts dels nous artistes, en va suposar una alliberament temàtic, on els protagonistes ja no són nobles, herois o déus, sinó gent normal, del carrer, retratada amb tota la misèria i la cruesa.
El seu principal exponent va ser Gustave Courbet, artista de temperament apassionat i compromès políticament, resolt a superar els «errors dels romàntics i els classicistes». L'obra de Courbet va suposar la introducció del realisme al nu, que si bé en èpoques anteriors havia tingut plantejaments més o menys naturalistes, generalment estaven supeditats a una concepció idealitzadora del cos humà. Courbet va ser el primer a retratar el cos tal com ho percebia, sense idealitzar, sense contextualitzar, sense emmarcar-lo en un tema iconogràfic, transcrivint les formes que captava del natural. Generalment, els seus models eren de robusta constitució, com el seu Banyista (1853), la model d'El taller del pintor (1855), Dona despullada estirada (1862), La dona amb el papagai (1865), Lot i les seves filles (1844), Dues banyistes (1858) i La font (1867). De vegades es va inspirar en altres artistes, com a La Font (1868) (rèplica de la famosa obra d'Ingres) o El somni (1866), que recorda Les dues amigues de Fragonard. Una de les seves obres més famoses és L'origen del món (1866), on presenta un cos femení sense cap, mostrant el pubis en primer pla, en una visió radicalment nova que va sorprendre i escandalitzar el públic de l'època.

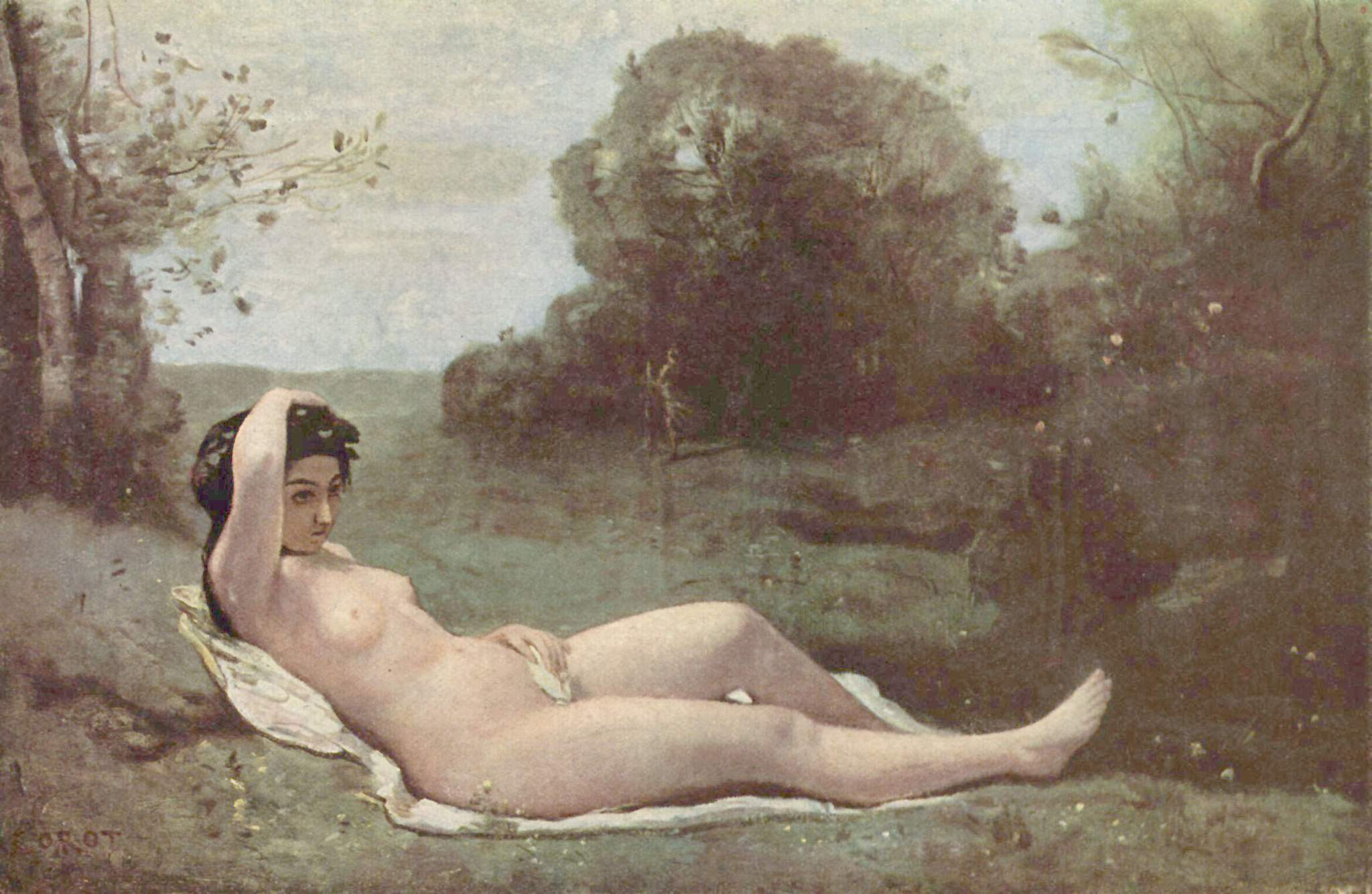
Jove noia en verd (1859), de Camille Corot, Musée d'Art et d'Histoire. Ginebra
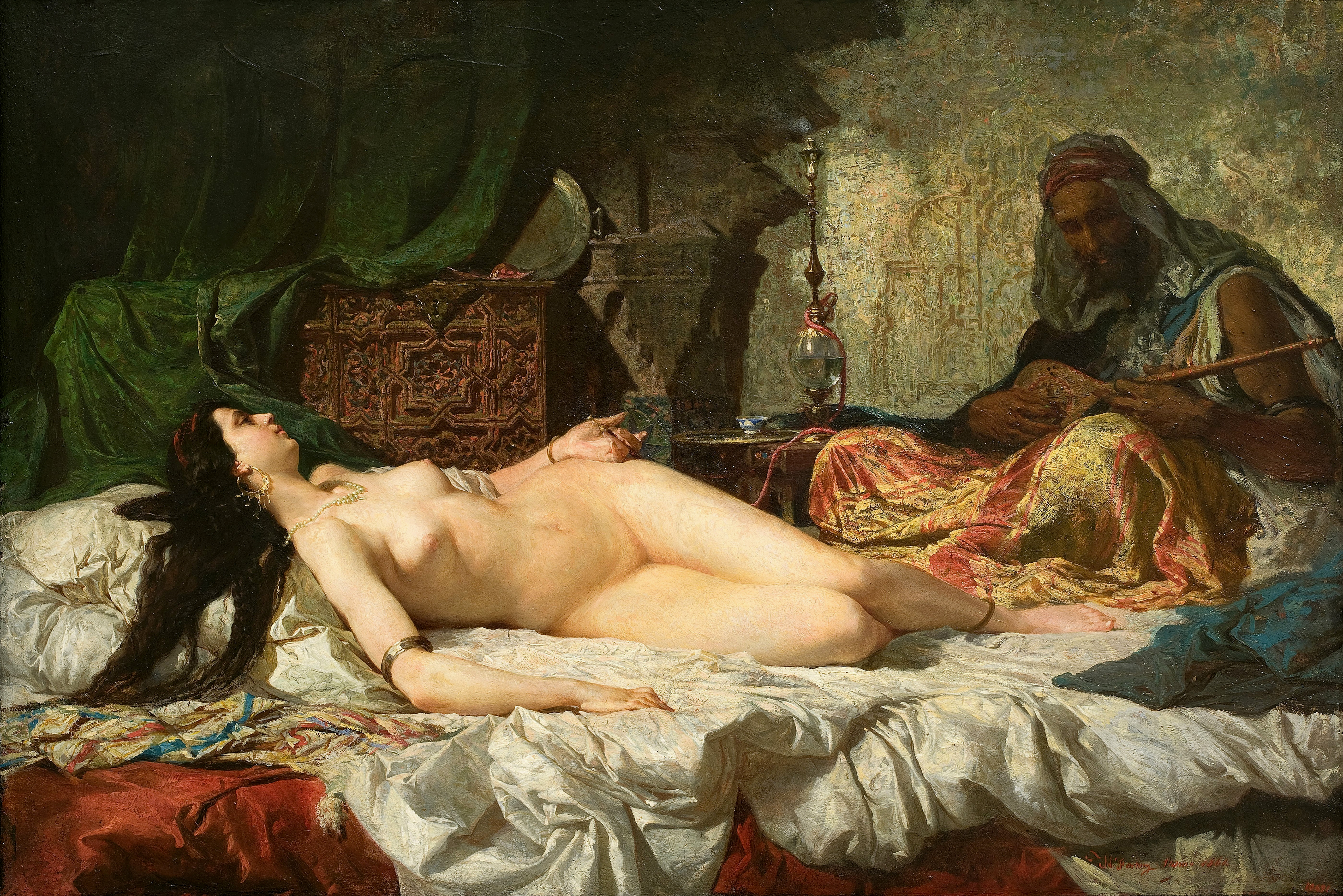
L'odalisca (1861), de Marià Fortuny. MNAC, Barcelona
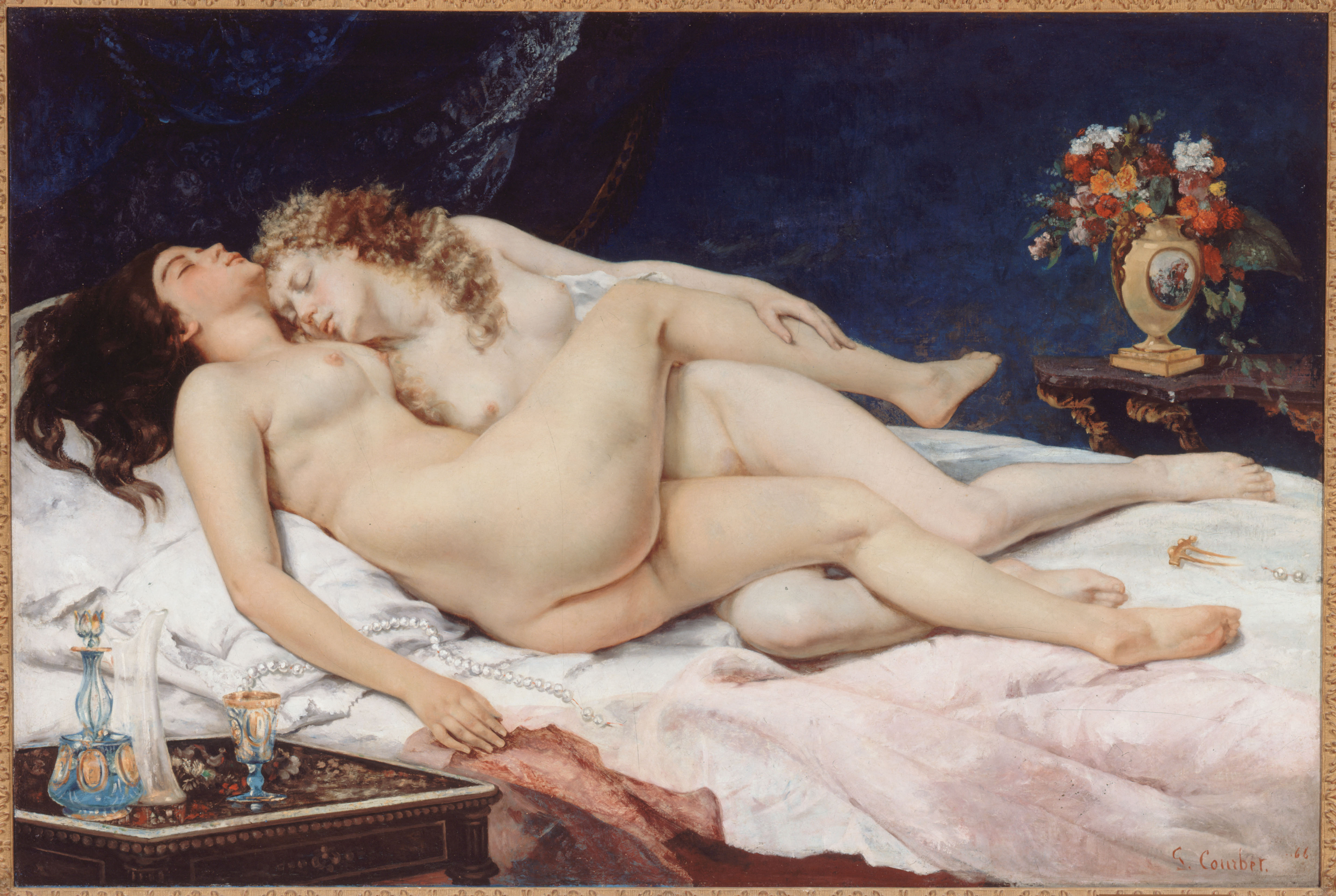
El somni (1866), de Gustave Courbet. Museu del Petit-Palais, París

Un altre exponent va ser Camille Corot, qui va ser principalment paisatgista, afegint ocasionalment figures humanes als seus paisatges, algunes nus, en un tipus de paisatges d'aire arcàdic, amb atmosferes vaporoses i tons delicats, com a Nimfa ajaduda (1855) i Nimfa a ribes del mar (1860). Més endavant va disseccionar el paisatge de la figura humana, i entre el 1865 i el 1875 va realitzar nombroses obres centrades en l'estudi de la figura femenina, com ara Lectura interrompuda (1865-1870) i Dona amb la perla (1869). Altres obres seves són: Marietta, l'odalisca romana (1843), Noia amb la falda rosa (1853-1865), El bany de Diana (1855), Nimfes desarmant Eros (1857), etc.
L'equivalent escultòric del realisme va ser Constantin Meunier, que va retratar preferentment obrers i treballadors de la nova era industrial, substituint l'heroi clàssic pel proletari modern, en obres on s'atorga especial rellevància al sentit volumètric de la figura, com a El Pudelador (1885) i L'Ancià, al Monument al Treball de Brussel·les (1890-1905). Un altre notable escultor va ser Aimé-Jules Dalou, deixeble de Carpeaux, que malgrat el seu naturalisme denota una certa influència barroca, en obres com: Bacanal (1891), Dona assecant-se el peu (1895) i El triomf de Silè (1898).

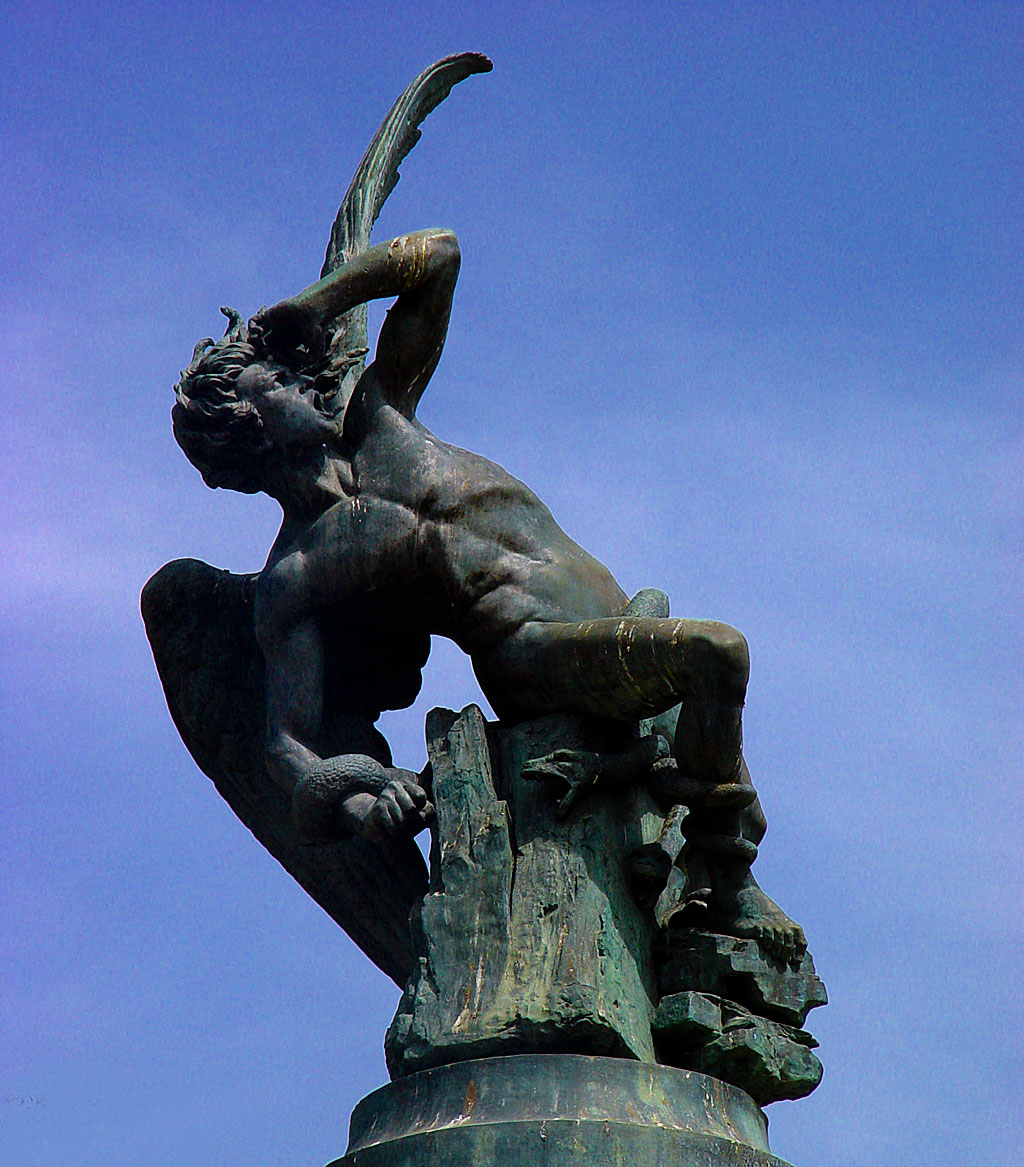
L'àngel caigut (1877), de Ricardo Bellver. Jardins del Retiro de Madrid
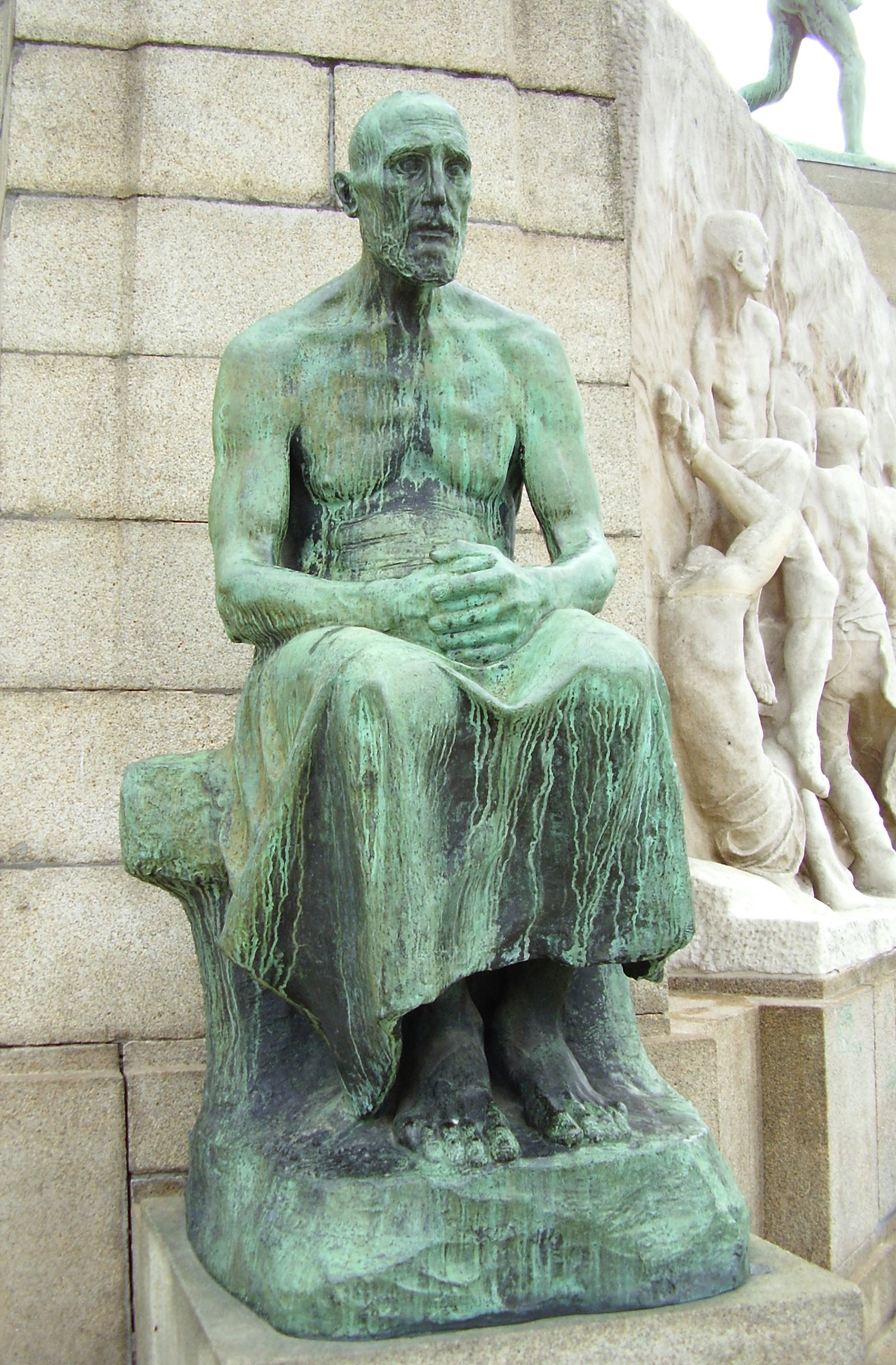
L'Ancià, al Monument al Treball (1890-1905), de Constantin Meunier. Brussel·les
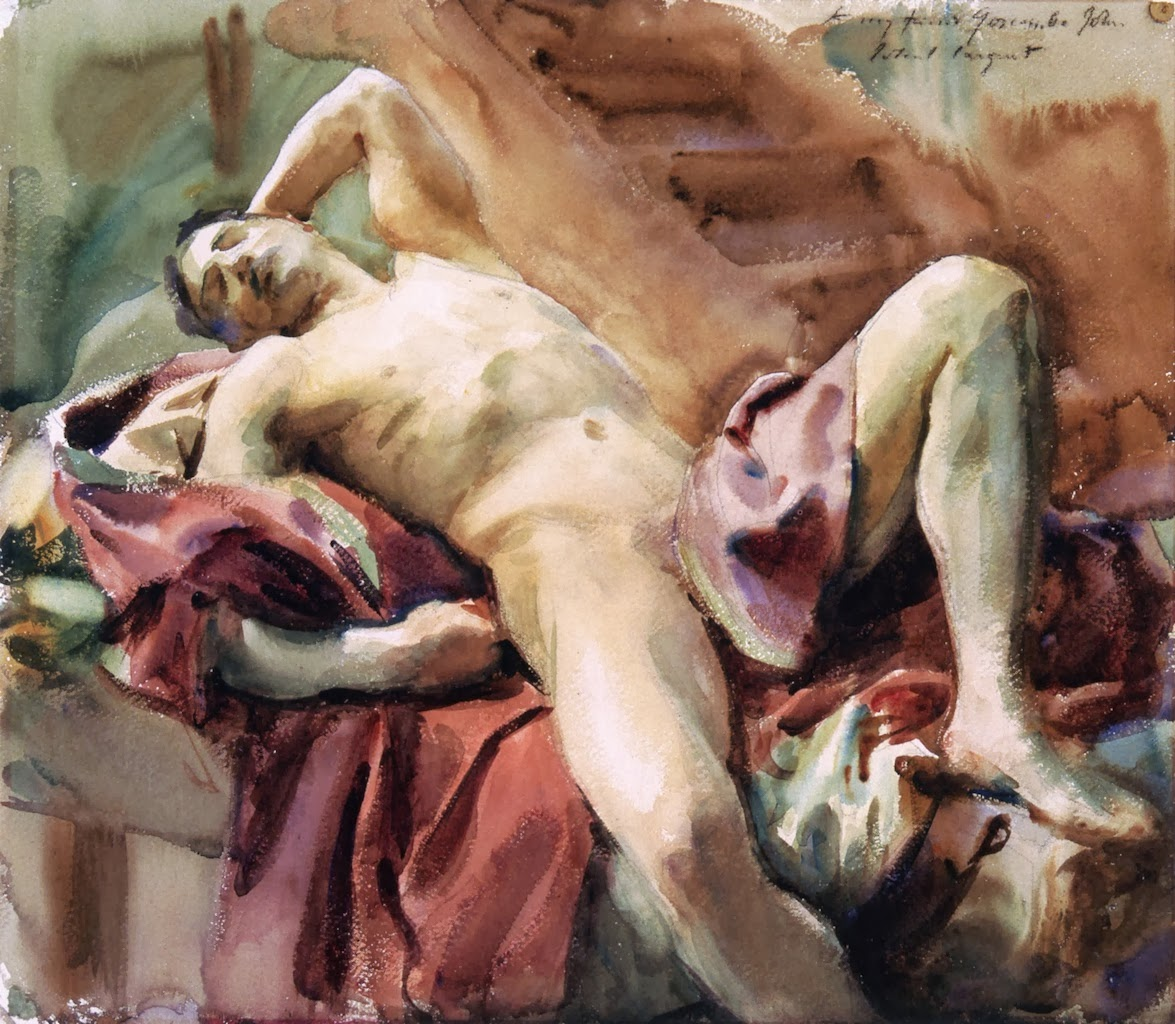
Retrat de Nicola D'Inverno (1892), de John Singer Sargent

L'estatunidenc instal·lat a Europa John Singer Sargent va ser el retratista amb més èxit de la seva època, així com un pintor amb talent a la representació de paisatges i un gran dibuixant, que va deixar un gran nombre d'acadèmies. Influït per Velázquez, Frans Hals, Anton Van Dyck i Thomas Gainsborough, tenia un estil elegant i virtuós, que va demostrar també en nus com Noi nu a la platja (1878) i Nicola D'Inverno (1892).
A Espanya també es va imposar el realisme a mitjans del segle xix: Eduardo Rosales va tractar nombrosos gèneres, i encara que va realitzar pocs nus (Dona dormida, 1862; Dona sortint del bany, 1869), mereixen destacar-se per la seva qualitat. De Raimundo Madrazo també cal destacar una única obra, Després del bany (1895), d'admirable traça i sentit compositiu. Marià Fortuny, format en el natzarenisme, va realitzar diverses obres de temàtica oriental (L'odalisca, 1861), juntament amb escenes de gènere o nus ubicats en paisatges (Idili, 1868; Elecció de model, 1870-1874; Vell nu al Sol, 1871 Carmen Bastián, 1871-1872; Nu a la platja de Portici, 1874). Altres artistes van ser: Casto Plasencia (El rapte de les sabines, 1874), José Jiménez Aranda (Esclava en venda, 1897), Enrique Simonet (I tenia cor!, 1890; El Judici de Paris, 1904) i, com a escultor, Ricardo Bellver (L'àngel caigut, 1877).

#### Impressionisme
L'impressionisme va ser un moviment profundament innovador, que va suposar una ruptura amb l'art acadèmic i una transformació del llenguatge artístic, iniciant el camí cap als moviments d'avantguarda. Els impressionistes s'inspiraven en la natura, de la qual pretenien captar una «impressió» visual, la plasmació d'un instant al llenç (per influx de la fotografia), amb una tècnica de pinzellada solta i tons clars i lluminosos, valorant especialment la llum.

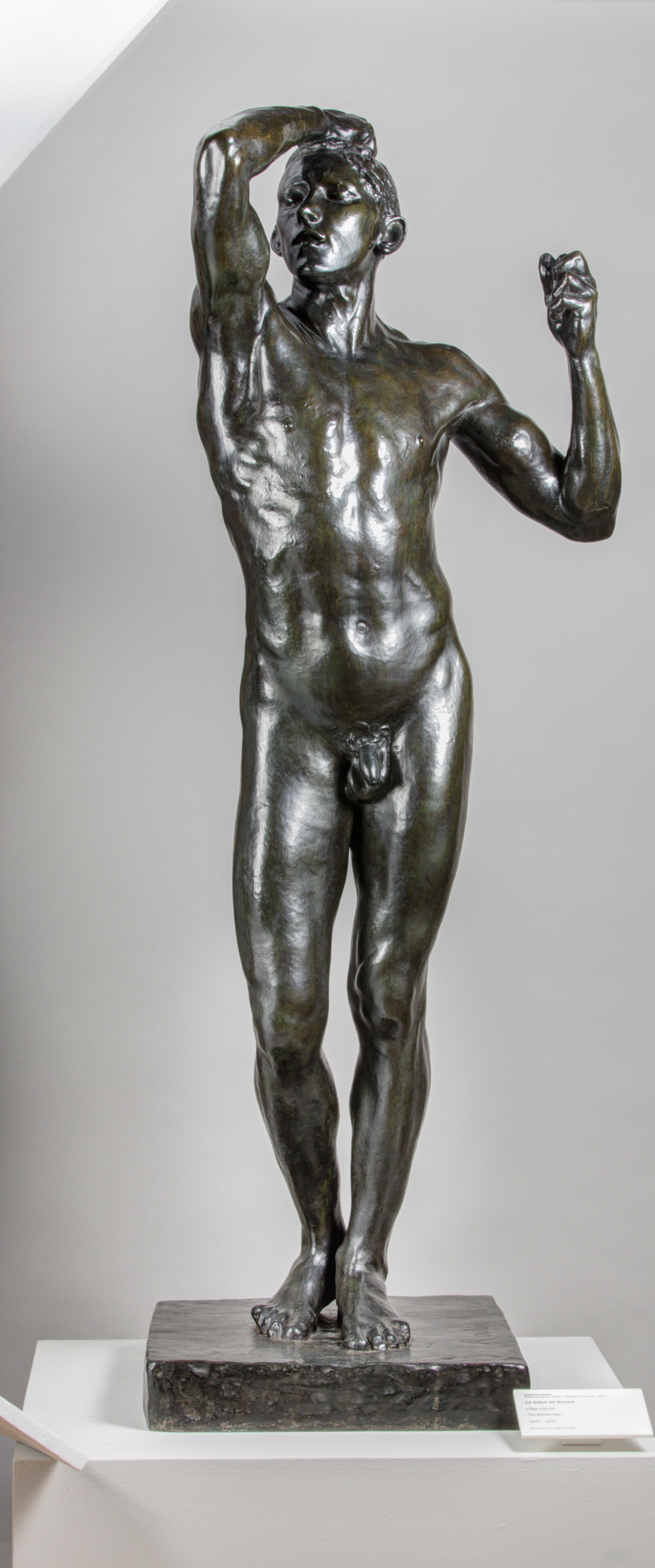
L'edat de bronze, d'Auguste Rodin (1877)
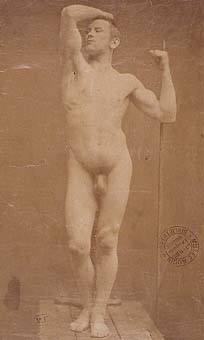
Auguste Neyt, model de L'edat de bronze. Fotografia de Gaudenzio Marconi

L'obra dels impressionistes va ser de gran rupturisme amb la tradició clàssica, i va concebre un nou estil pictòric que va buscar la seva inspiració en la natura, allunyat de tot convencionalisme i qualsevol tipus de reglamentació clàssica o acadèmica. Així, El dinar campestre (1863) d'Édouard Manet va ser al seu dia un complet escàndol, malgrat estar clarament influït pels contorns clàssics de Rafael, encara que la polèmica no provenia del nu en si, sinó de ser un nu injustificat, una dona anònima, contemporània. Una altra revolució promoguda per Manet va ser la seva Olympia (1863), amb un aire caravaggesc que li atorgava un aspecte de delicada afectació, però l'aparença de versemblança del qual va provocar un escàndol a la seva època, que va obligar l'autor a abandonar París. Olympia és una dona real, de carn i ossos (descaradament real, ja que representa una prostituta), i és en un escenari real, no en un bucòlic bosc o unes pintoresques ruïnes. És una escena íntima que ensenya a l'espectador la faceta més privada de l'ésser humà, la seva intimitat. D'altra banda, els trets concrets i individualitzats de la model li confereixen una identitat pròpia, allunyada de les cares idealitzades del nu clàssic.
Altres autors van continuar el camí iniciat per Manet, com Edgar Degas, que després d'uns primers nus d'influència ingressiana va evolucionar a un estil personal basat en el disseny de dibuix, preocupat essencialment per la transcripció del moviment, en escenes plenes de vida i espontaneïtat. Degas es va allunyar voluntàriament dels cànons de bellesa convencionals, optant per un tipus de cos poc desenvolupat, d'adolescent, com s'aprecia a Joves espartans (1860) i les seves representacions de ballarines. D'altra banda, les seves obres tenen un marcat caràcter d'instantània, de moment captat de forma espontània, per influència de la fotografia i de les estampes japoneses, amb un cert component de voyeurisme (Dona al bany, 1880; Després del bany, 1883; Dona aixugant-se els peus, 1886; La toilette, 1886; Dona aixugant-se el coll després del bany, 1895). Degas va iniciar un subgènere dins del nu, el de «la toilette», les dones al bany, realitzant la seva neteja personal, que tindria gran desenvolupament a finals del segle xix i principis del segle xx. A la seva Sèrie de nus de dones banyant-se, rentant-se, aixugant-se, pentinant-se o sent pentinades, presentada en l'última exposició dels impressionistes, el 1886, va pretendre oferir una nova visió del nu, ensenyat de costat o d'esquena, però no de cara, per remarcar l'efecte d'instant robat, i que no sembli que s'estan presentant al públic; en les seves pròpies paraules: «fins ara el nu havia estat presentat en postures que pressuposaven un públic. Però les meves dones són gent senzilla, honesta, que només s'ocupa de la seva cura física. Vet aquí una altra: s'està rentant els peus i és com si jo la mirés per l'ull del pany».

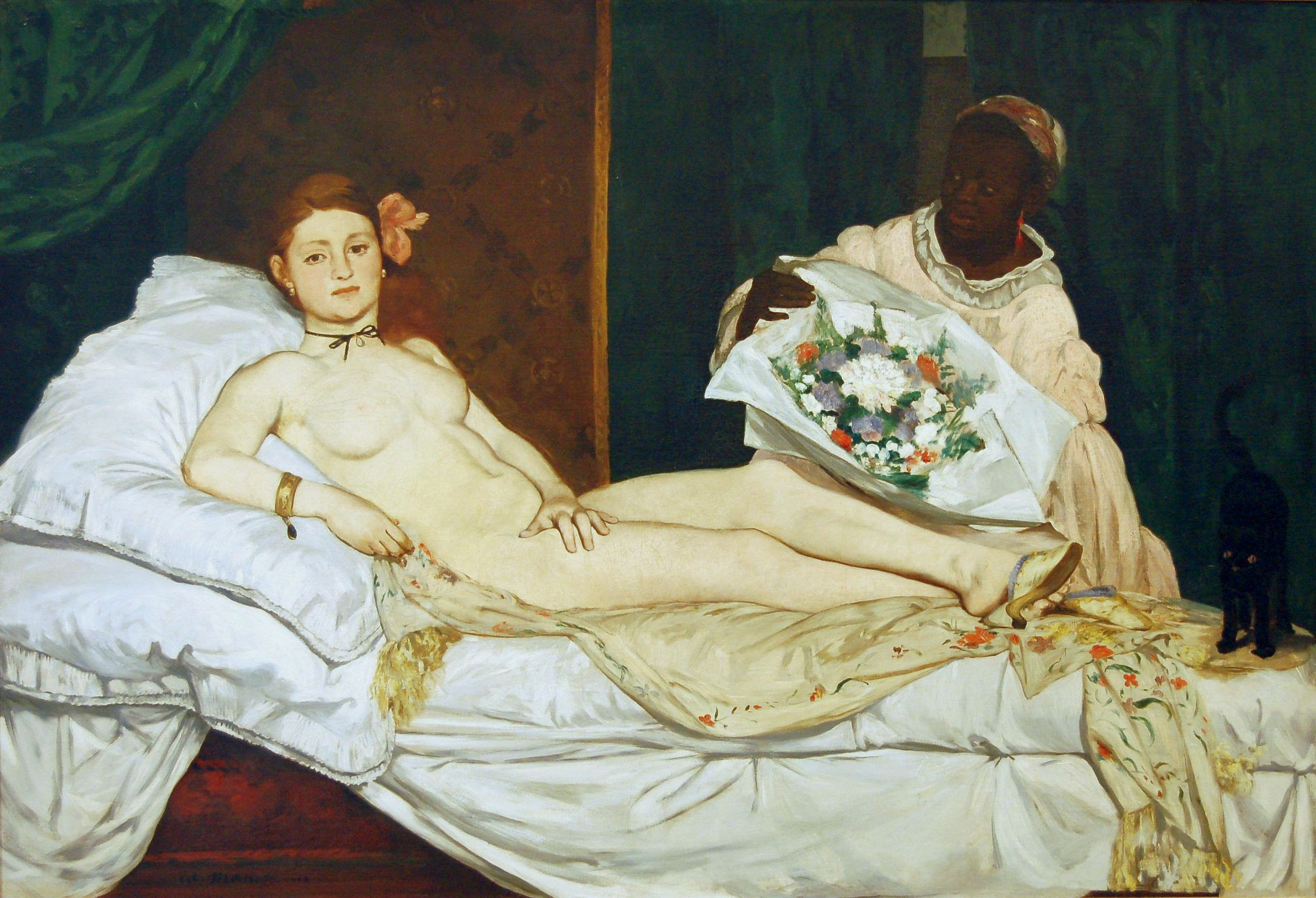
Olympia (1865), d'Édouard Manet. Museu d'Orsay, París
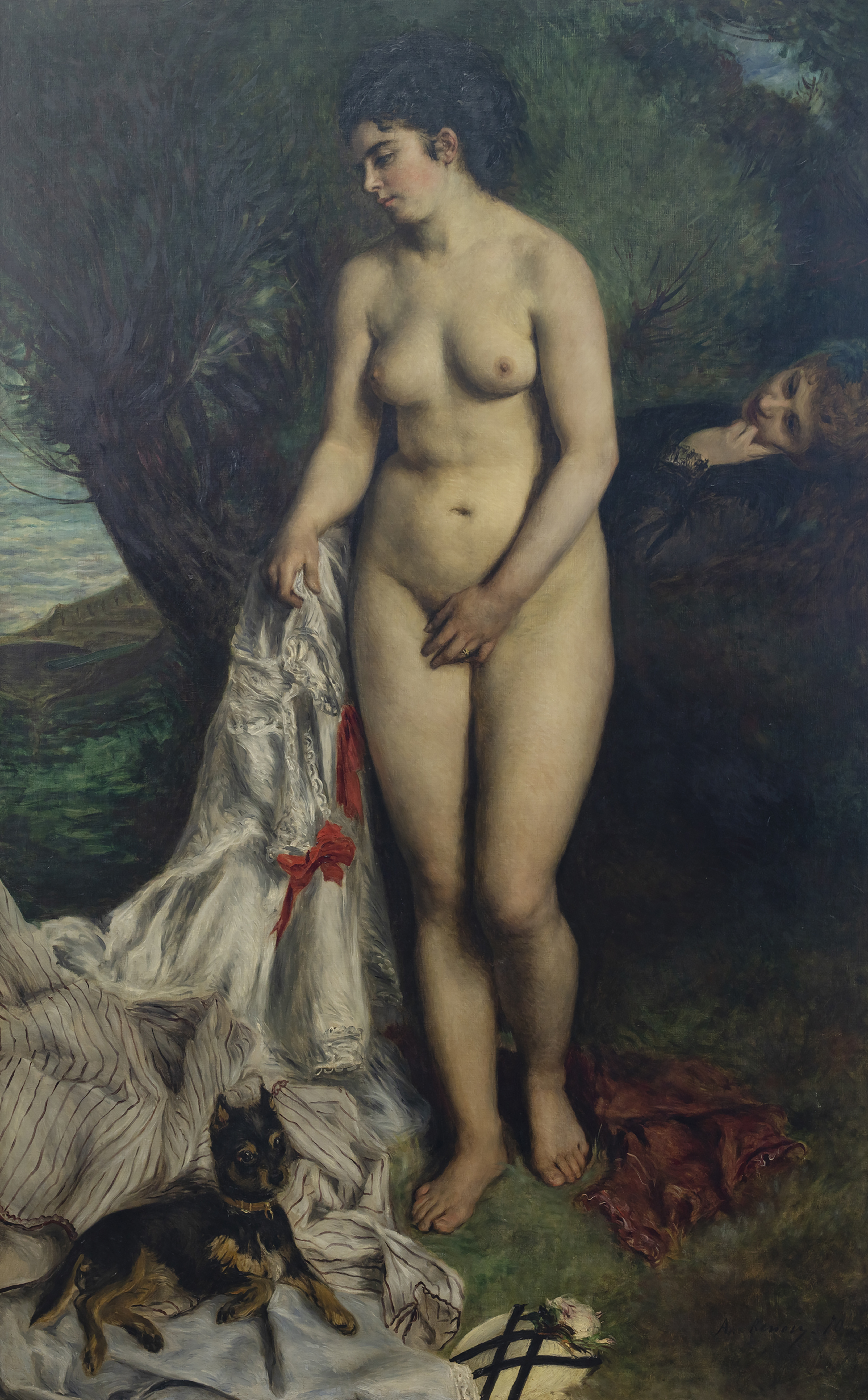
La banyista amb el grifó (1870), de Pierre-Auguste Renoir. Museu d'Art de São Paulo
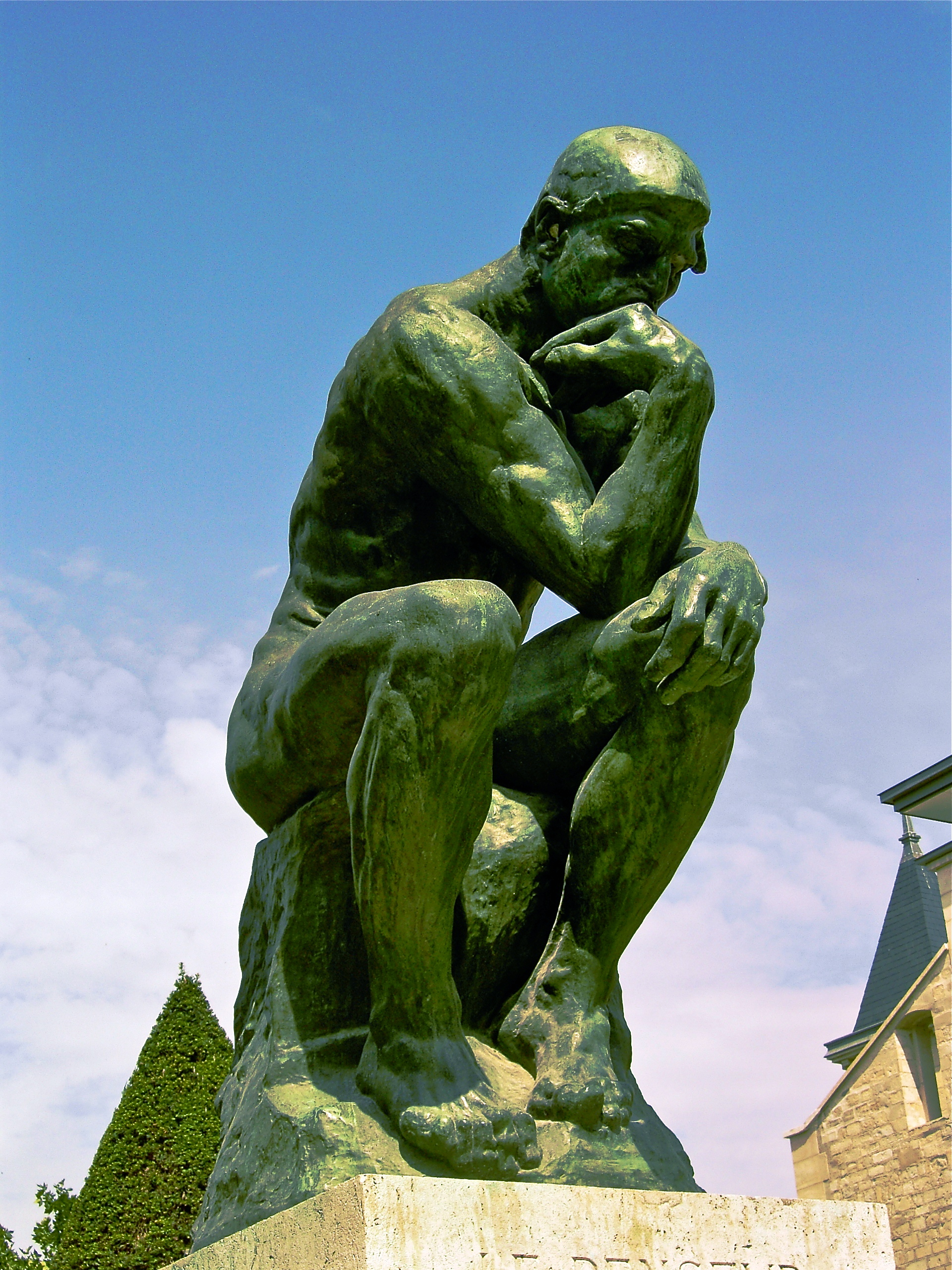
El pensador (1882), d'Auguste Rodin. Museu Rodin, París

Però va ser Renoir un de les intèrprets més grans del cos femení, que va transscriure d'una forma realista, però amb un cert grau d'adoració que li conferia un aire d'idealitzada perfecció. A la La banyista amb el grifó (1870) es va inspirar en un gravat sobre l'Afrodita de Cnidos, mentre que el concepte compositiu està pres de Courbet. Renoir buscava sintetitzar la postura canònica classicista amb un aire de realitat natural, en ambients lluminosos i evocadors que traslluïen una visió serena i plàcida de la nuesa, un ideal de comunió amb la natura. S'afanyà a diluir el contorn de les seves figures, seguint la tècnica impressionista, a través d'un clapejat de l'espai amb taques de llum i d'ombra, inspirant-se a l'escola veneciana per plasmar la forma per mitjà del color, com es percep a Anna (1876) i Tors (1876). Més endavant, en un intent de simplificar el nu, es va inspirar en els frescos de La Farnesina de Rafael, així com les pintures de Pompeia i Herculà, com es denota a la seva La banyista rossa (1882). A Les grans banyistes (1885-1887) va realitzar uns nus de tall escultural, inspirats en la Font de les nimfes de Girardon (Versalles), amb línies fluides i un gran sentit del relleu. En les seves darreres obres va estar influït tant per l'hel·lenisme alexandrí com pel manierisme miguelangelesc i el barroquisme de Boucher i Clodion, amb figures rotlles d'aspecte exuberant i actitud natural cap al cos i l'entorn que les envolta, generalment rius, llacs, boscos i platges (Banyista asseguda, 1885; Banyista aixugant-se, 1895; El judici de Paris, 1908-1910; Banyistes, 1916).
Hereu de l'impressionisme va ser el neoimpressionisme, un estil basat fonamentalment en la tècnica puntillista, l'elaboració del quadre per punts de color. Un dels seus principals representants va ser Georges Seurat, que al llarg de la seva carrera va mostrar preferència per temes diversos, com les marines, les escenes campestres, el circ, el music-hall i el nu. La seva principal obra en aquest terreny va ser Les models (1886-1888), on va voler demostrar que la tècnica puntillista servia per a qualsevol gènere, ja que sovint se li retreia que només sabia elaborar paisatges en aquesta tècnica. En aquesta obra va reinterpretar en clau moderna el conegut tema de les tres Gràcies, mitjançant unes models de dibuix situades al taller de l'artista, amb una visió deutora en certa forma de l'obra d'Ingres.

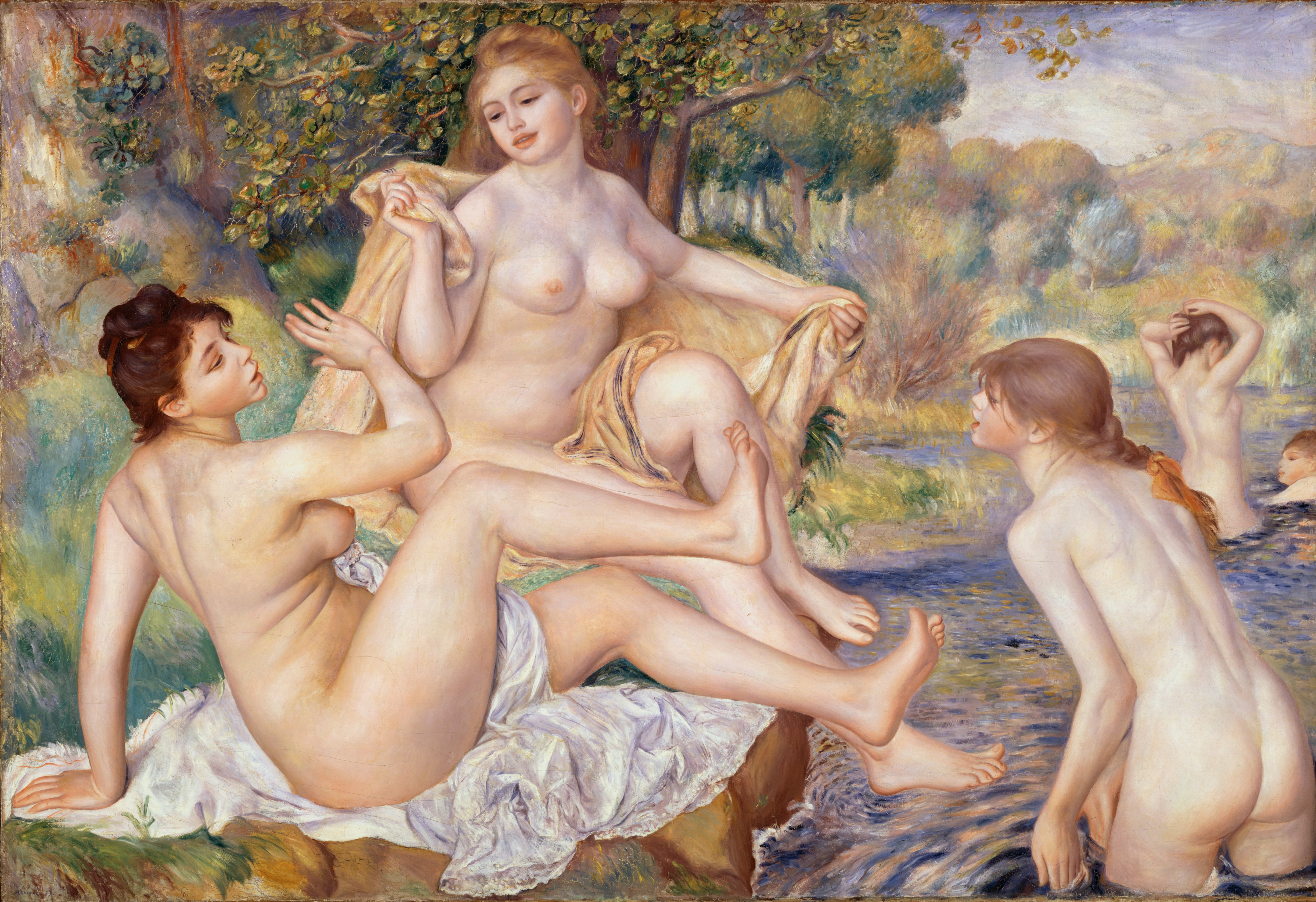
Les grans banyistes (1884-1887), de Pierre-Auguste Renoir. Museu d'Art de Filadelfia
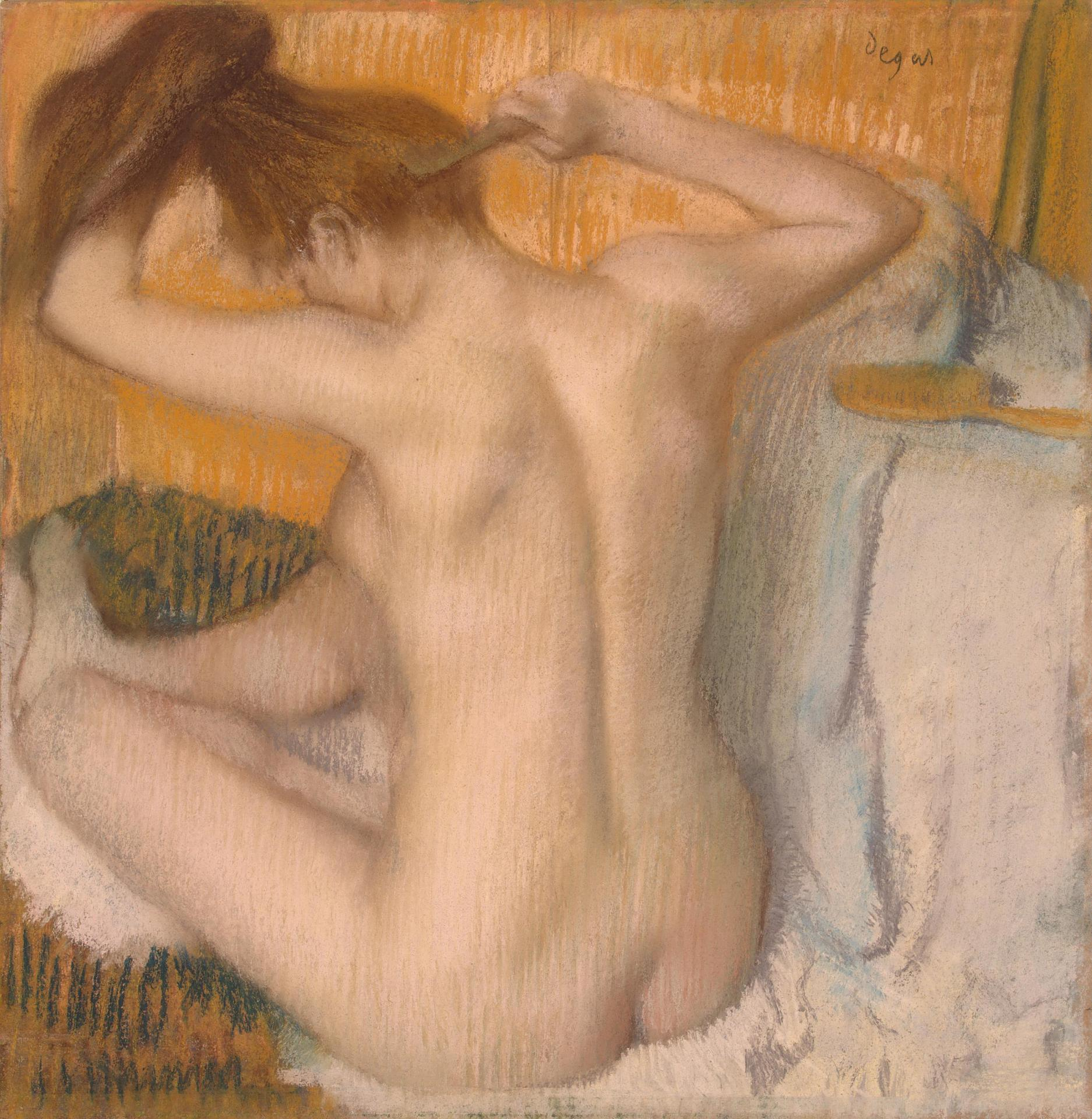
Noia en el bany (1885), d'Edgar Degas. Museu de Belles Arts Puixkin, Moscou
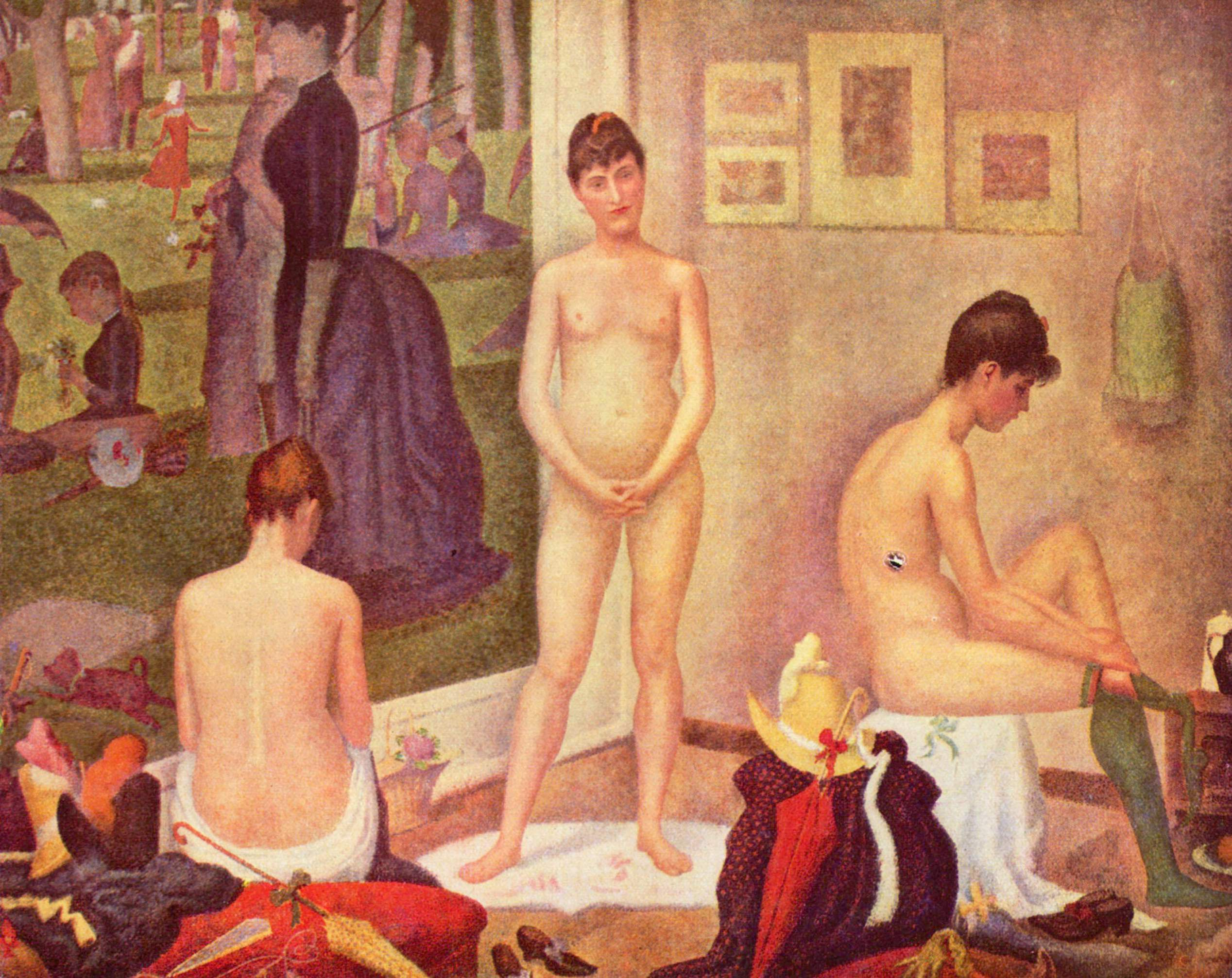
Les models (1886-1888), de Georges Seurat. Barnes Foundation, Filadèlfia

Posteriorment, els anomenats postimpressionistes van ser una sèrie d'artistes que, partint de les noves troballes tècniques efectuades pels impressionistes, les van reinterpretar de manera personal, obrint diferents vies de desenvolupament de gran importància per a l'evolució de l'art al segle xx. Així, més que un determinat estil, el postimpressionisme va ser una manera d'agrupar diversos artistes de signe diferent. Paul Cézanne estructurava la composició en formes geomètriques (cilindre, con i esfera), en una síntesi analítica de la realitat precursora del cubisme. Va tractar el nu com el paisatge o el bodegó, com a expressió de la relació entre volums de color immersos a la llum, com a les seves Banyistes (1879-1882) del Petit-Palais parisenc. Paul Gauguin va experimentar amb la profunditat, donant un nou valor al pla pictòric, amb colors plans de caràcter simbòlic. Després d'uns inicis al puntillisme (Estudi d'un nu, 1880) i una estada a Pont-Aven amb els nabís (El Crist groc, 1889), la seva estada a Tahití li va servir per recrear un món de primitiva placidesa on la nuesa era contemplada amb naturalitat, com es percep a I Raro t'Oviri (1891), La pèrdua de la innocència (1891), L'Eva tahitiana (1892), Dues tahitianes a la platja (1892), Dona al mar (1892), Manao tupapau (1892), La Lluna i la Terra (1893), Otahí o la solitud (1893), Dia deliciós (1896), La dona dels mangos (1896), D'on venim? Què som? On anem? (1897), Vairumati (1897), Nevermore (1897), I l'or dels seus cossos (1901), etc. Henri de Toulouse-Lautrec, en contraposició als estilitzats nus dels salons acadèmics, va estudiar la figura femenina en la seva més cruenta carnalitat, sense defugir les imperfeccions pròpies del cos, amb preferència per escenes de circ i music-hall, o bé d'ambients bohemis i de prostíbuls: La grossa Marie (1884), Dona estirant-se les mitjanes (1894), La inspecció mèdica (1894), Dues amigues (1894-1895), La toilette (1896), La dona aixecant-se la camisa (1901), etc. Vincent van Gogh va ser autor d'obres de fort dramatisme i prospecció interior, amb pinzellades sinuoses i denses, de color intens, deformant la realitat, a la qual va atorgar un aire oníric. Va realitzar pocs nus, la majoria efectuats a París el 1887: Nu femení estirada, Nu femení sobre un llit, Nu femení d'esquena.

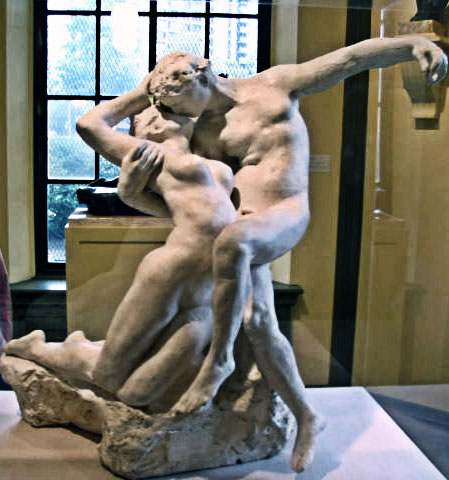
L'eterna primavera (1886-1890), una de les escenes d'El bes, d'Auguste Rodin. Museu Rodin, París
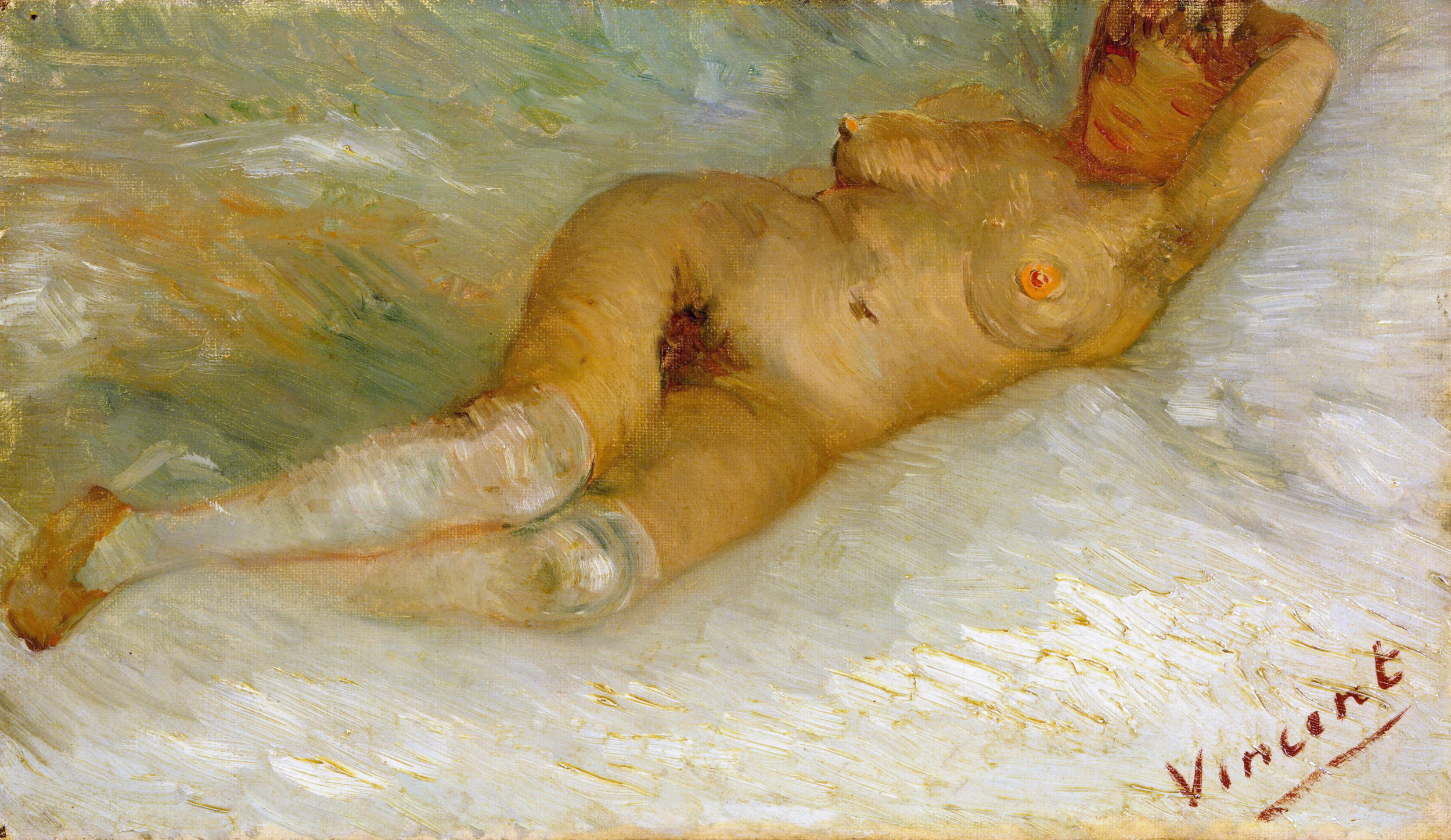
Nu femení estirada (1887), de Vincent van Gogh. Col·lecció S. Van Deventer, De Steeg
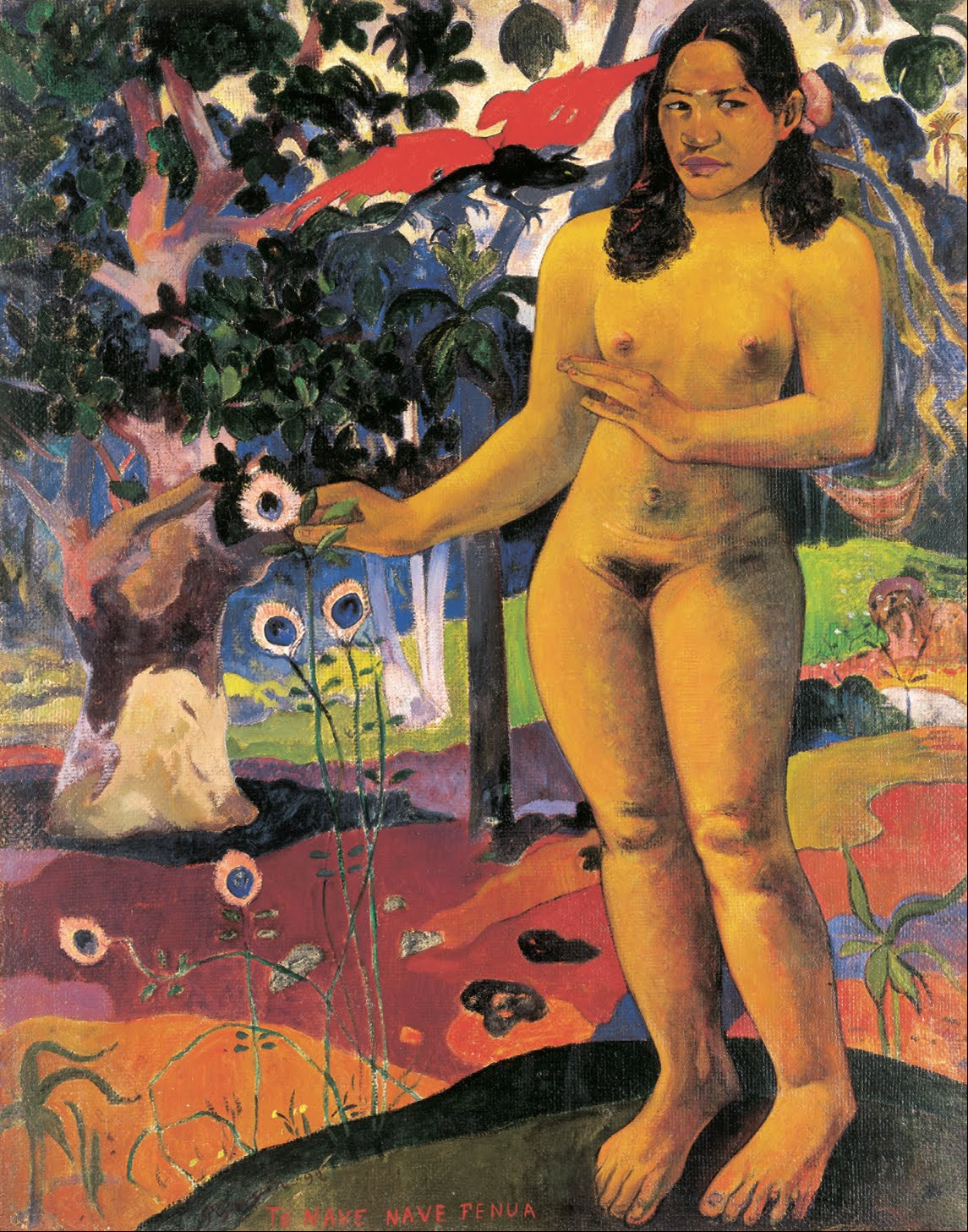
Terra deliciosa (Te navenave fenua) (1892), de Paul Gauguin. Museu d'Art d'Ohara, Kurashiki

Al terreny escultòric, Auguste Rodin va ser un gran renovador, no només en el pla físic, sinó també en la innovació temàtica, més centrada en l'ésser humà corrent, el del seu temps i el seu entorn, allunyat ja de la mitologia i la religió. Era un coneixedor profund del cos humà, que va tractar de forma intimista, amb un fort component d'introspecció psicològica. Va rebre certa influència de Miquel Àngel i Delacroix, però en essència la seva obra va ser innovadora, aportant noves tipologies al tema del nu. Per fer-ho utilitzava models als quals deixava vagar lliurement pel seu estudi, adoptant tota mena de formes possibles, que Rodin captava amb un mestratge per immortalitzar l'espontaneïtat de qualsevol moment i qualsevol postura. Les figures tendeixen al dramatisme, a la tensió tràgica, a la plasmació del concepte que l'artista tenia de la lluita de l'home contra el destí. Així, durant més de trenta anys va estar elaborant figures per a un projecte inacabat, La porta de l'Infern (1880-1917) per al Museu de les Arts Decoratives de París (actualment al Museu Rodin), del projecte del qual es van esqueixar diverses obres que van quedar com figures independents, com El pensador (1880-1900), per al qual es va inspirar a l'Ugolino de Carpeaux, o El bes (1886-1890), que representa els amors de Paolo i Francesca narrats a La Divina Comèdia. Altres obres seves van ser L'edat de bronze (1877), Sant Joan Baptista (1878), Eva (1881), L'hivern (o La Belle Heaulmière, 1884-1885), La màrtir (1885), El tors (1889), La Musa (1896), Tres ombres (1899), Danaide (1901), etc. Van seguir l'estela de Rodin escultors com Antoine Bourdelle (Heracles arquer, 1909), Camille Claudel (La implorant, 1894-1905; La maduresa, 1899-1913), Joseph Bernard (La jove del calderó, 1910) i Charles Despiau (Eva, 1925).

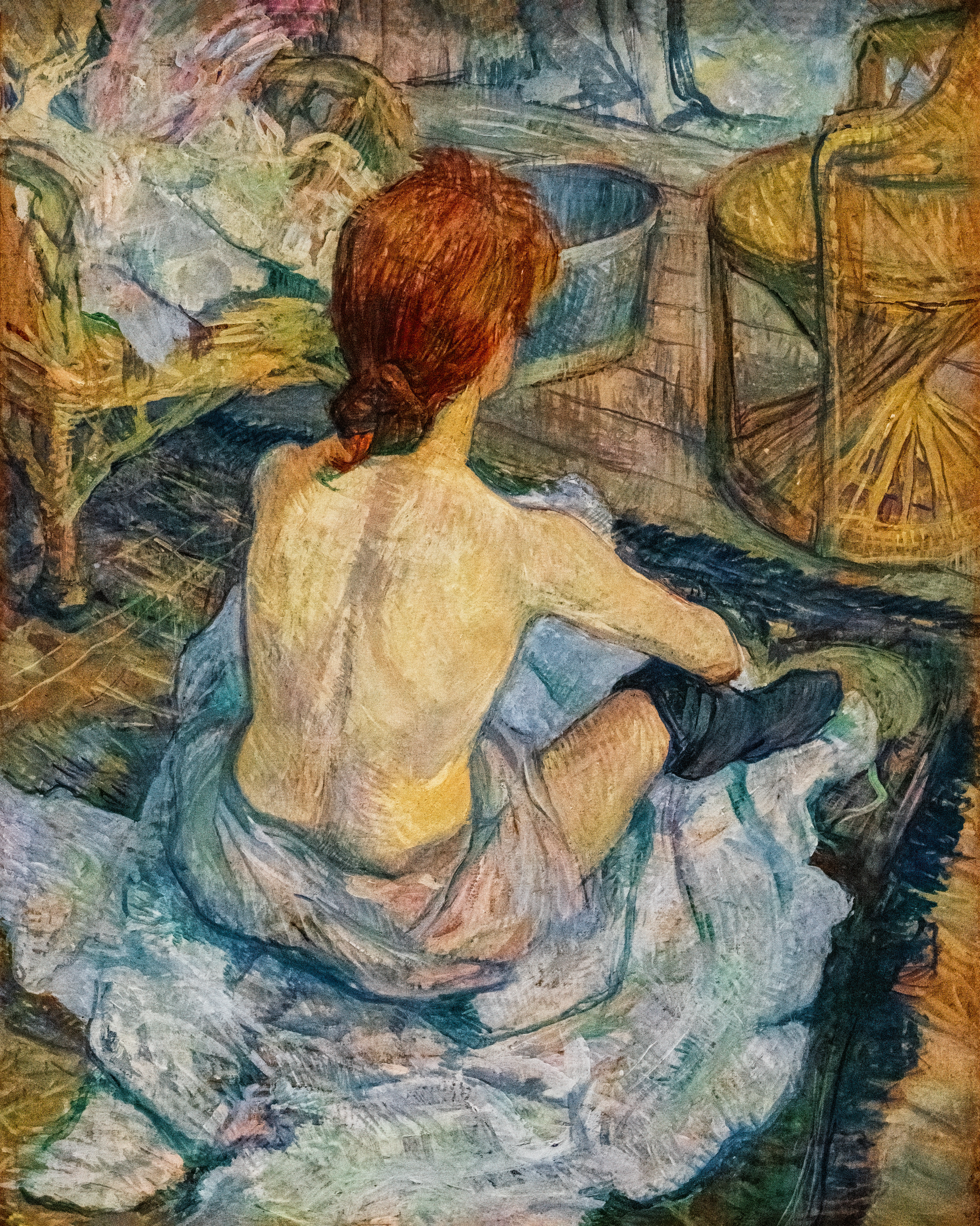
La toilette (1889), de Henri de Toulouse-Lautrec. Museu d'Orsay, París
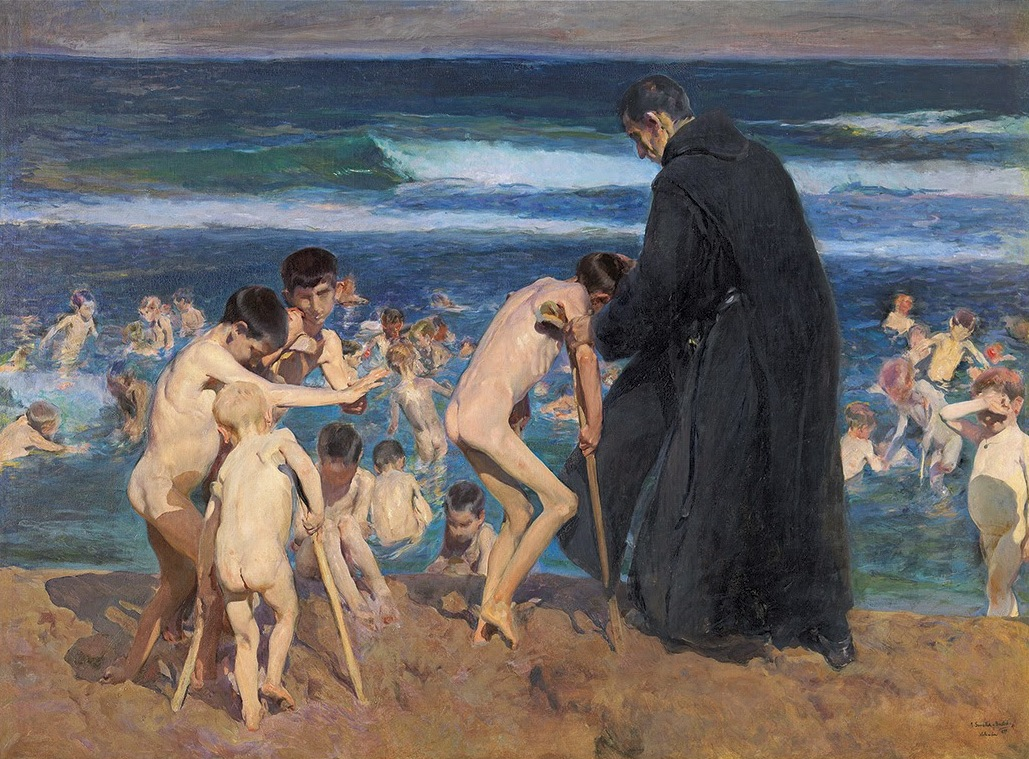
Trista Herència (1899), de Joaquim Sorolla. Col·lecció privada
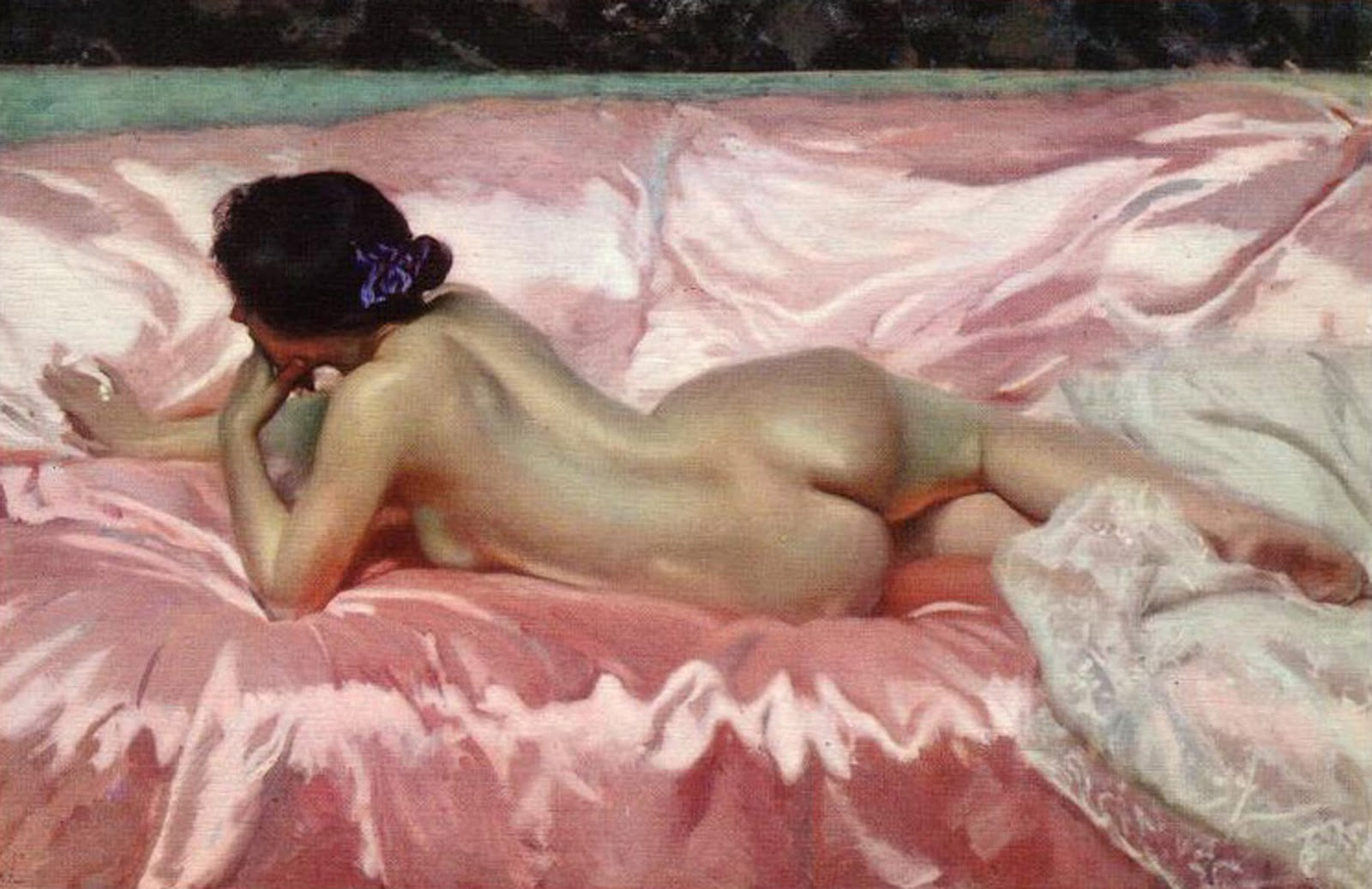
Nu de dona (1902), de Joaquim Sorolla. Museu Sorolla, Madrid

El suec Anders Zorn va realitzar nus descaradament voluptuosos i saludables, generalment en paisatges, amb vibrants efectes de llum sobre la pell, en brillants pinzellades de gran colorit, com a A l'aire lliure (1888), Les banyistes (1888), Dones banyant-se a la sauna (1906), Noia prenent el Sol (1913), Helga (1917), Idili a l'estudi (1918).
A Espanya, va destacar l'obra de Joaquim Sorolla, que va interpretar l'impressionisme d'una forma personal, de tècnica solta i pinzellada vigorosa, amb un colorit brillant i sensitiu, on té especial importància la llum, l'ambient lumínic que envolta les escenes de temàtica mediterrània, a platges i paisatges marins on juguen els nens, passegen les dames de societat o els pescadors es dediquen a les seves tasques. A la seva obra figuren alguns nus, com Trista Herència (1899), Nu de dona (1902), El bany del cavall (1909), Nens a la platja (1910), Després del bany (1911), etc. Deixebles seus van ser: el seu gendre Francisco Pons Arnau (Composició), Ignasi Pinazo (Nu de front, 1872-1879), Rigoberto Soler (Nineta, Després del bany) i Julio Moisés (Eva, Pili).

#### Simbolisme
El simbolisme va ser un estil de tall fantàstic i oníric, que va sorgir com a reacció al naturalisme del corrent realista i impressionista, posant especial èmfasi en el món dels somnis, així com en aspectes satànics i terrorífics, el sexe i la perversió. Una característica principal del simbolisme va ser l'esteticisme, reacció a l'utilitarisme imperant a l'època i a la lletjor i materialisme de l'era industrial. Davant d'això, va sorgir una tendència que atorgava a l'art i a la bellesa una autonomia pròpia, sintetitzada a la fórmula de Théophile Gautier l'art pour l'art (l'art per l'art) arribant fins i tot a parlar-se de «religió estètica». Aquesta postura pretenia aïllar l'artista de la societat, cercant de manera autònoma la seva pròpia inspiració i deixant-se portar únicament per una cerca individual de la bellesa.

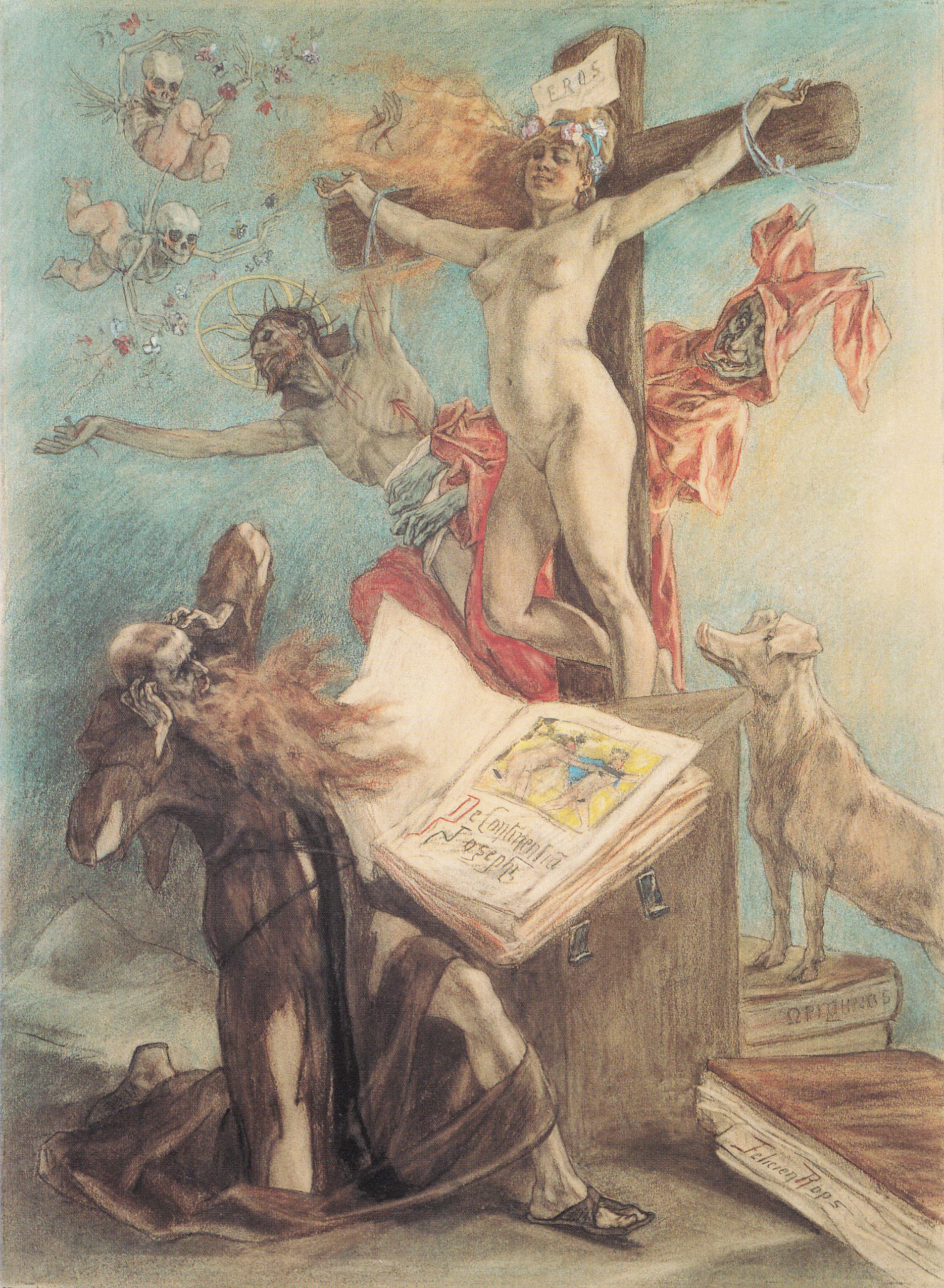
Les temptacions de Sant Antoni (1878), de Félicien Rops. Cabinet des Estampes de la Bibliothèque Royale Albert Ier, Brussel·les
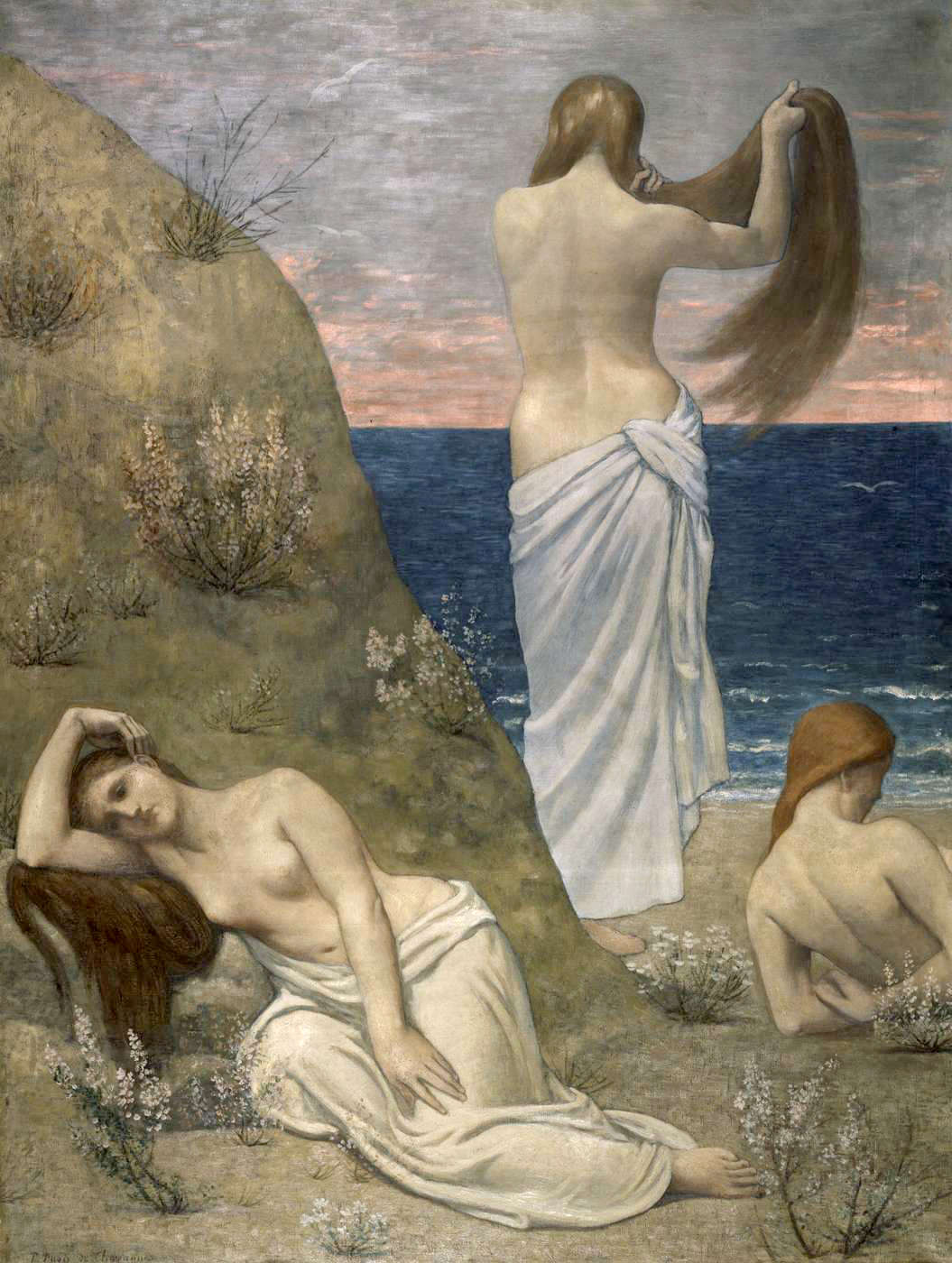
Noies a la vora del mar (1879), de Pierre Puvis de Chavannes. Museu d'Orsay, París
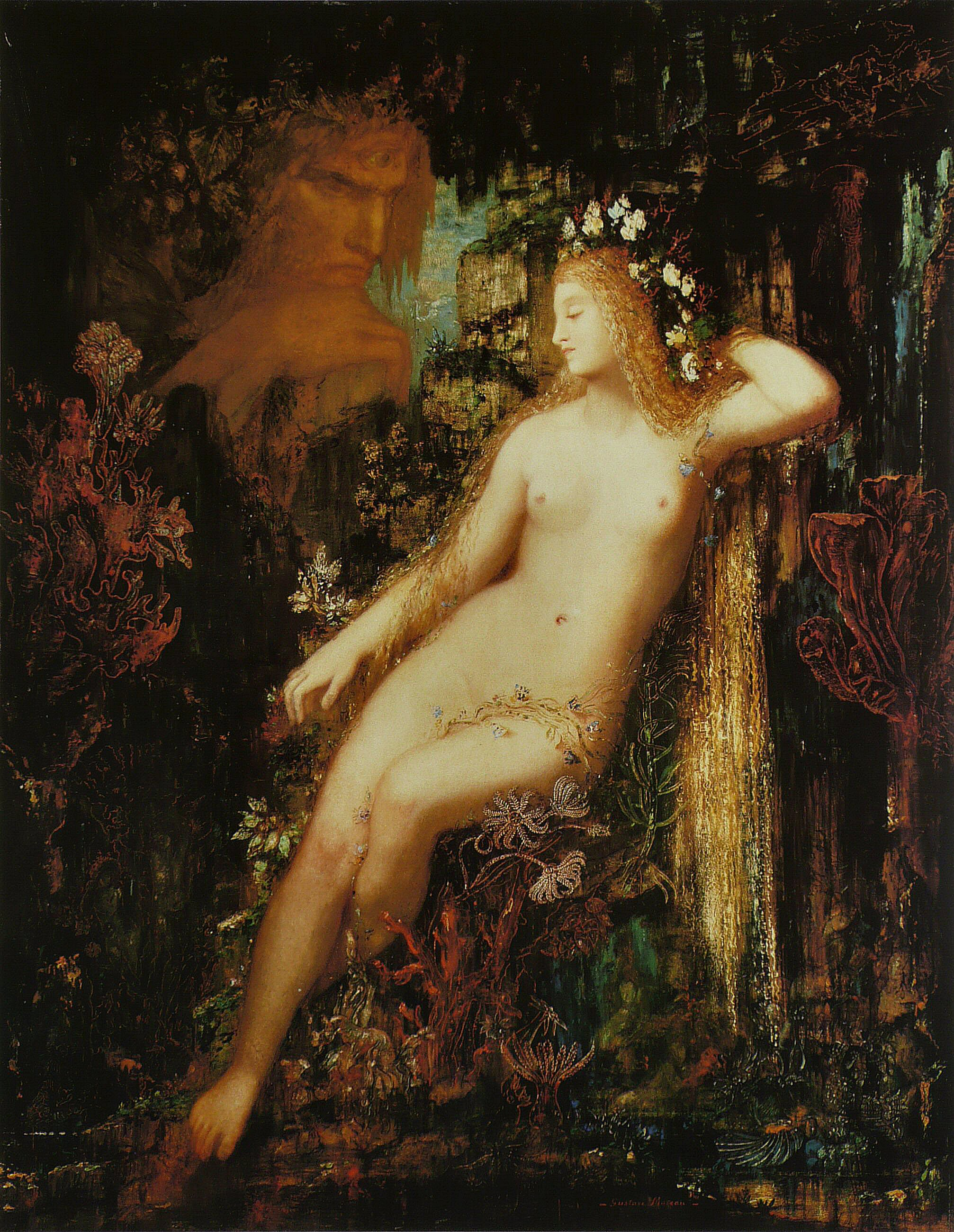
Galatea (1880), de Gustave Moreau. Museu d'Orsay, París

Una de les característiques del simbolisme és la fosca atracció per la dona perversa, la femme fatale, l'Eva convertida en Lilit, la dona enigmàtica i distant, torbadora, la dona que Manuel Machado va definir com a «esquerdada, viciosa i mística, verge prerafaelista i gata parisenca». És una dona estimada i odiada, adorada i vilipendiada, exaltada i repudiada, virtuosa i pecadora, que adoptarà nombroses formes simbòliques i al·legòriques, com esfinx, sirena, quimera, medusa, geni alat, etc. Es va posar de moda un tipus de bellesa artificial i andrògina, ambigua, un tipus de bellesa leonardesca, de trets indefinits, que tindrà un equivalent simbòlic en flors com el lliri o animals com el cigne i el paó.
El simbolisme es va desenvolupar especialment a França, sent un dels seus iniciadors Gustave Moreau, artista hereu del romanticisme, alhora que sentia gran devoció pels mestres del Quattrocento italià. Les seves obres són de tall fantàstic i estil ornamental, amb composicions bigarrades densament poblades de tota mena d'objectes i elements vegetals, amb un erotisme suggestiu que reflecteix les seves pors i obsessions, amb un prototip de dona ambigua, entre la innocència i la perversitat: Èdip i l'Esfinx (1864), Orfeu (1865), Jàson i Medea (1865), Leda (1865-1875), La Quimera (1867), Prometeu (1868), El rapte d'Europa (1869), Les sirenes (1872), L'aparició (1874-1876), Salomé (1876), Hèrcules i la Hidra de Lerna (1876), Galatea (1880), Júpiter i Sémele (1894-1896).

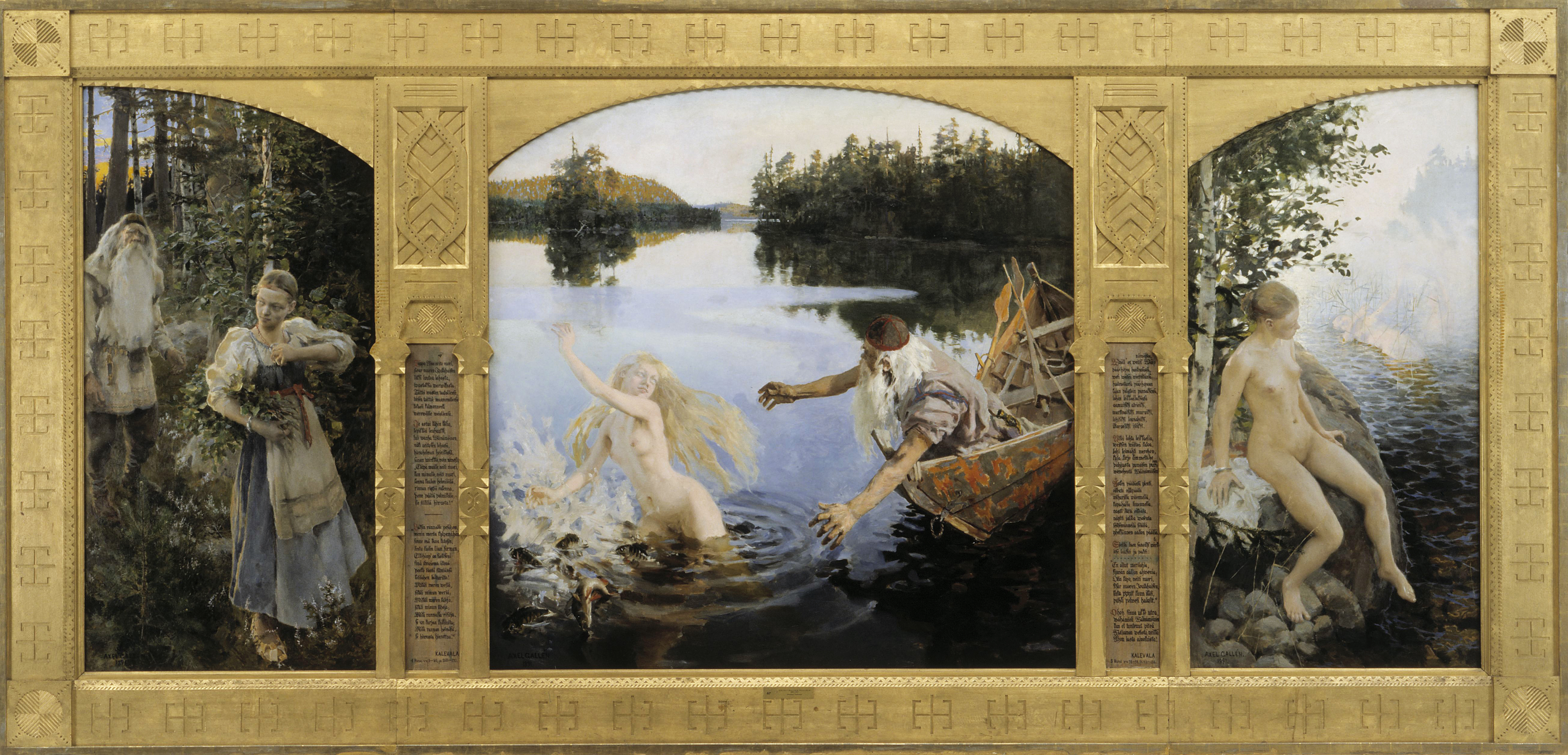
El mite d'Aino (1891), d'Akseli Gallen-Kallela- Ateneum, Hèlsinki
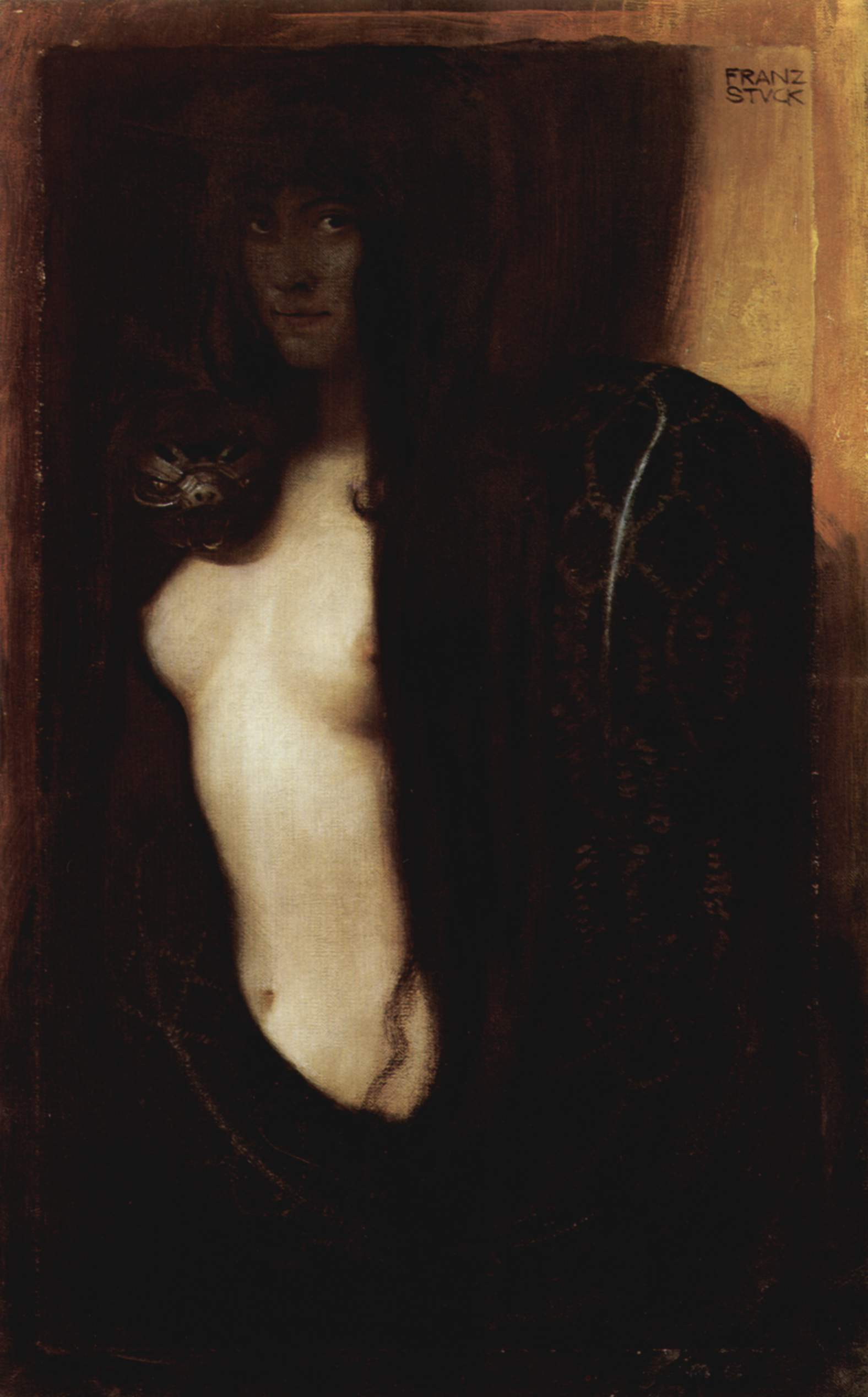
El pecat (1893), de Franz von Stuck. Neue Pinakothek, Múnic

Van seguir els seus passos artistes com Pierre Puvis de Chavannes, que va realitzar grans decoracions murals on va tornar a la linealitat després dels experiments impressionistes, amb malenconioses paisatges on abunda la figura nua, com a El treball (1863), Tardor (1865), L'esperança (1872), Joves a la riba del mar (1879), Bosc sagrat d'arts i muses (1884-1889), etc. Odilon Redon va desenvolupar una obra de fort contingut oníric, trobant en els somnis una inesgotable font d'inspiració, amb un estil basat en un dibuix suau i un colorit d'aspecte fosforescent (El ciclop, 1898-1900). Aristide Maillol es va iniciar a la pintura, amb gran interès per la figura femenina a la natura (Mediterrània, 1898; L'onada, 1898; Dos nus en un paisatge, 1900), per passar posteriorment a l'escultura, on va trobar el seu mitjà d'expressió més idoni: La nit (1902-1909), Mediterrània (1902-1923), Acció encadenada (1906), Ciclista jove (1908), Banyista assecant-se (1921), La Venus del collar (1930), Les tres nimfes (1930- 1937), La Muntanya (1937), El riu (1938-1943), L'Aire (1939).

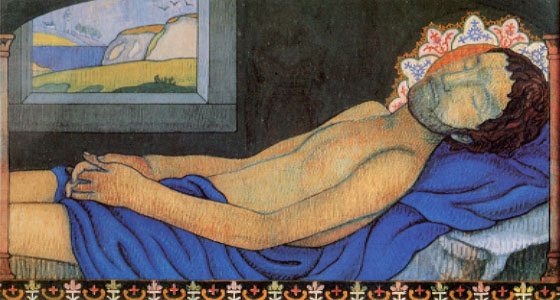
El Crist jacent (1895), de Charles Filiger
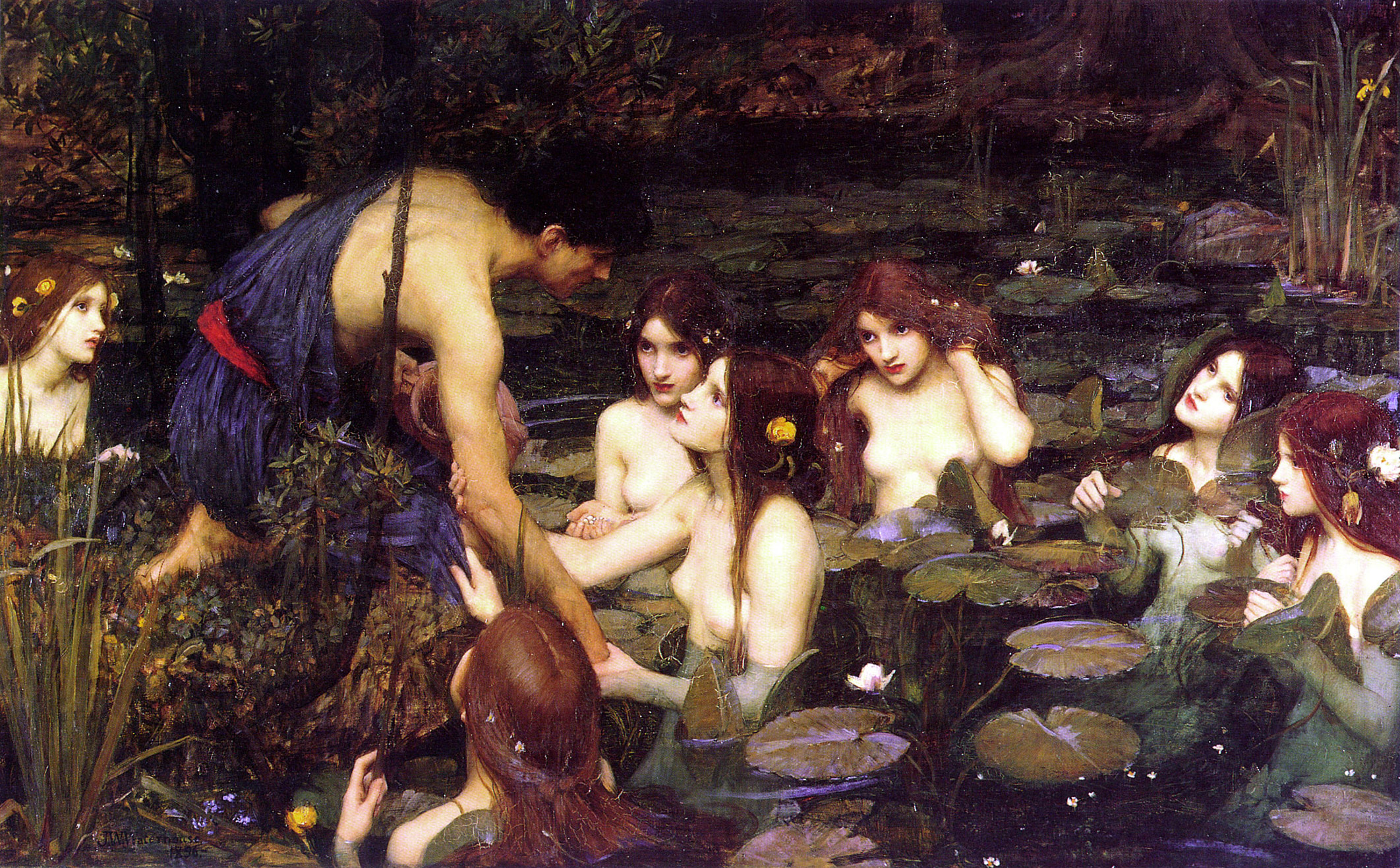
Hilas i les Ninfes (1896), de John William Waterhouse. City Art Galleries, Manchester

A Pont-Aven es va reunir un grup d'artistes coneguts com a Les Nabis, influïts per Gauguin i preocupats per l'ús expressiu del color. Entre els seus membres hi havia: Félix Vallotton, que va desenvolupar un estil irònic amb connotacions d'humor negre, amb un erotisme sense pudor, on els cossos tenen una constitució plana, d'influència japonesa, amb cares que semblen màscares (Bany en una tarda d'estiu, 1892); Pierre Bonnard, que pintava nus sota diferents tipus de llum, tant natural com artificial, generalment en escenes íntimes, d'alcova i boudoir, amb gust pels reflexos en miralls, basant-se sovint en fotografies (Dona estesa al llit, 1899; La migdiada, 1900; L'home i la dona, 1900; Nu a contrallum, 1907; Efecte de mirall, 1909; Tocador i mirall, 1913; Nu en la galleda, 1916); i Charles Filiger, que va desenvolupar un estil d'inspiració medieval (especialment dels vitralls gòtics), de colors plans amb contorns negres, com a El Crist jacent (1895), inspirat en El cadàver de Crist al sepulcre de Holbein, reduït a formes simples i pures, mostrant una candidesa simbòlica que converteix Crist en una figura transcendental, evocadora, d'una ingenuïtat que suggereix puresa.

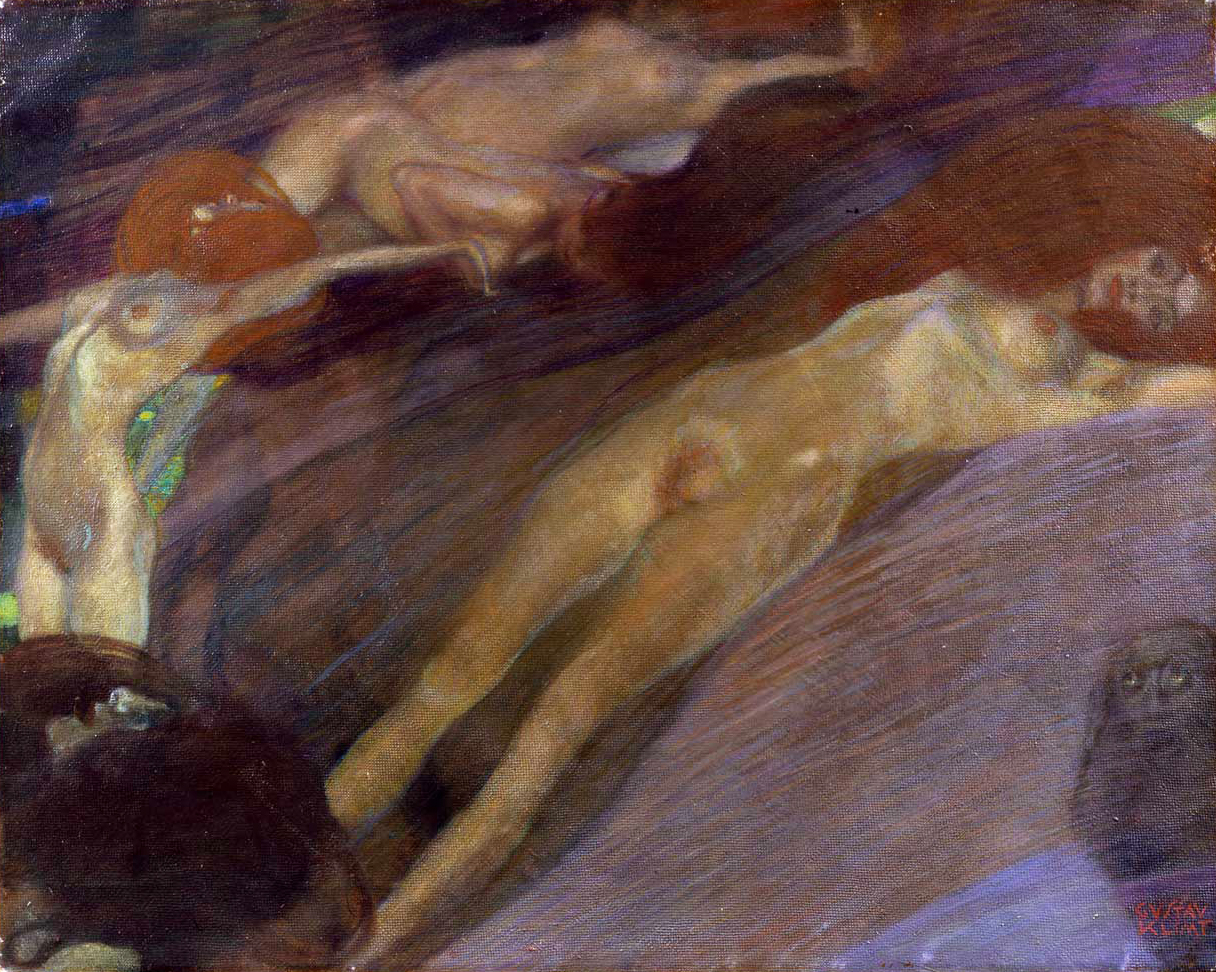
Aigua agitada (1898), de Gustav Klimt. Col·lecció privada, Nova York
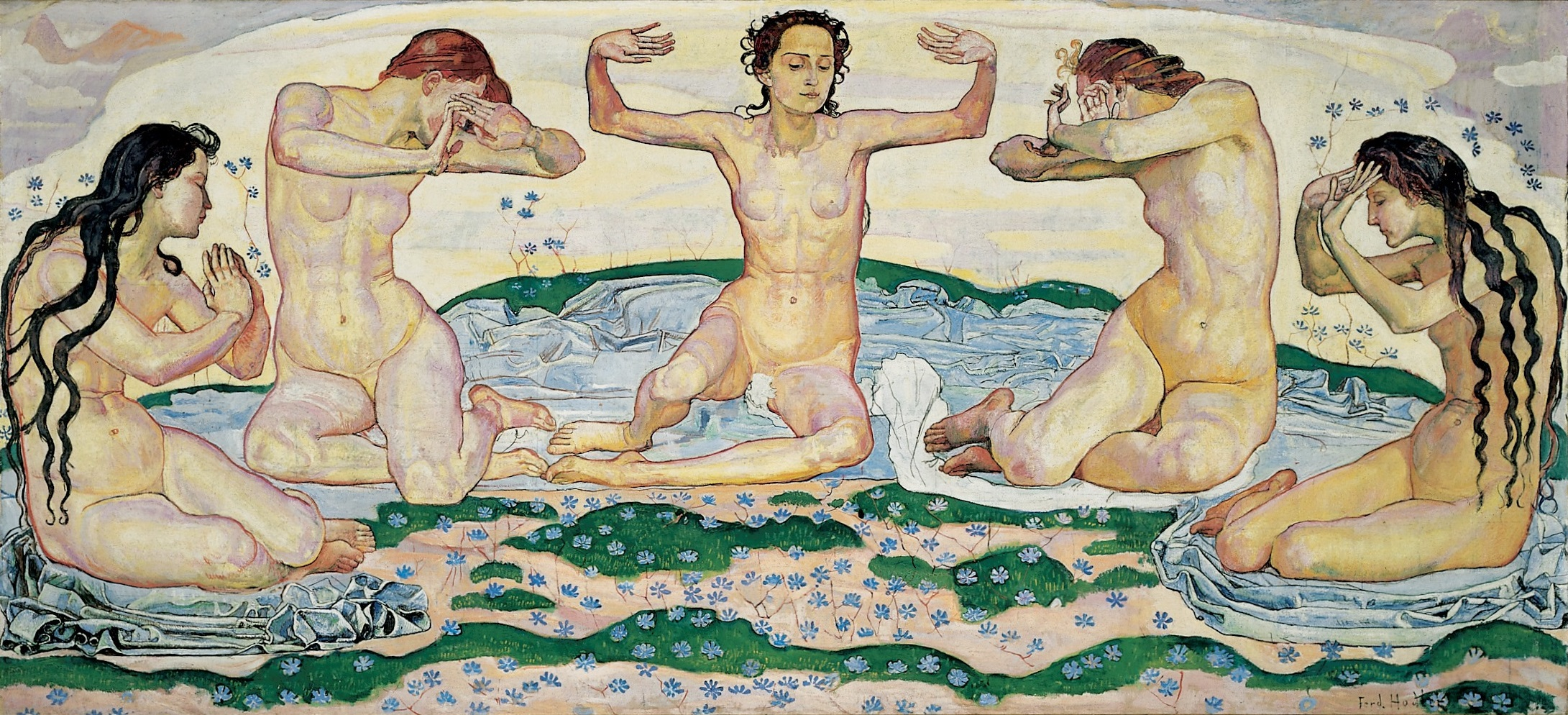
El dia (1900), de Ferdinand Hodler. Kunstmuseum, Berna

A Bèlgica, Félicien Rops també es va inspirar en el món del fantàstic i el sobrenatural, amb inclinació cap a allò satànic i les referències a la mort, amb un erotisme que reflecteix l'aspecte fosc i pervertit de l'amor: Els diables freds (1860), Les temptacions de Sant Antoni (1878), Pornokrates (1878), El sacrifici (1882). Jean Delville estava interessat per l'ocultisme, mostrant a la seva obra obsessions secretes, on les seves figures són una barreja de carn i esperit: L'ídol de la perversitat (1891), Els tresors de Satan (1895), L'escola de Plató (1898), L'amor de les ànimes (1900). En escultura, George Minne va ser autor de la Font amb joves agenollats (1898-1906), on la mateixa figura de jove nu es repeteix cinc vegades envoltant un estany, com Narcís contemplant la seva imatge reflectida a l'aigua, conduint la mirada cap a l'espai interior a la recerca de la solució a l'angoixa que reflecteixen.
Als Països Baixos va destacar Jan Toorop, autor de Les tres núvies (1893), que denota la influència de les ombres xineses de Java (on va néixer), amb figures de llargs braços i delicada silueta. Piet Mondrian, abans d'arribar a l'abstracció neoplasticista, va fer algunes obres simbolistes, generades pel seu interès per l'esoterisme: Evolució (1910-1911) és un tríptic que mostra tres figures nues completament espiritualitzades, que simbolitzen l'accés al coneixement ia la llum mística.
A la Gran Bretanya va sorgir l'escola dels prerafaelites, que s'inspiraven (com el seu nom indica) en els pintors italians anteriors a Rafael, així com en la fotografia acabada de sorgir. Encara que la seva temàtica era de preferències líriques i religioses, també van abordar el nu, com Dante Gabriel Rossetti (Venus Verticordia, 1868), Edward Burne-Jones (la sèrie Pigmalió, 1868-1870; El jardí de Pa, 1876; La roda de la Fortuna, 1883; Les Tres Gràcies, 1890), John Everett Millais (Cavaller errant alliberant una bella, 1870), John William Waterhouse (Hilas i les Nimfes, 1896), etc. Entre el simbolisme prerafaelita i el decorativisme modernista va estar l'obra de l'il·lustrador Aubrey Beardsley, que va realitzar nombroses obres de caràcter eròtic (com les seves il·lustracions per a Lisístrata i la Salomé d'Oscar Wilde), amb un gran sentit satíric i irreverent, amb un estil basat en un traç molt estilitzat i grans superfícies negres i blanques.

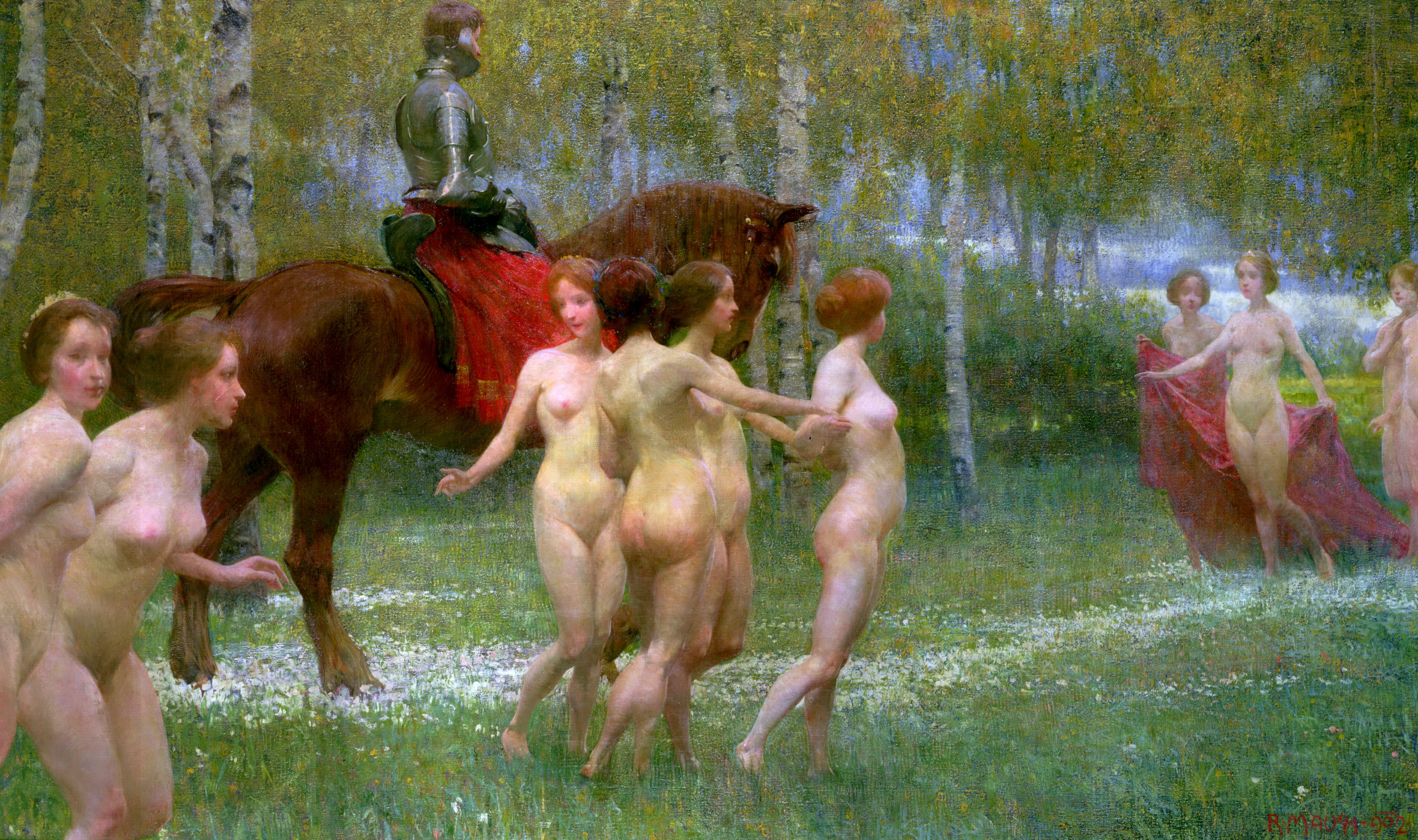
El somni del cavaller (1902), de Richard Mauch.Col·lecció privada
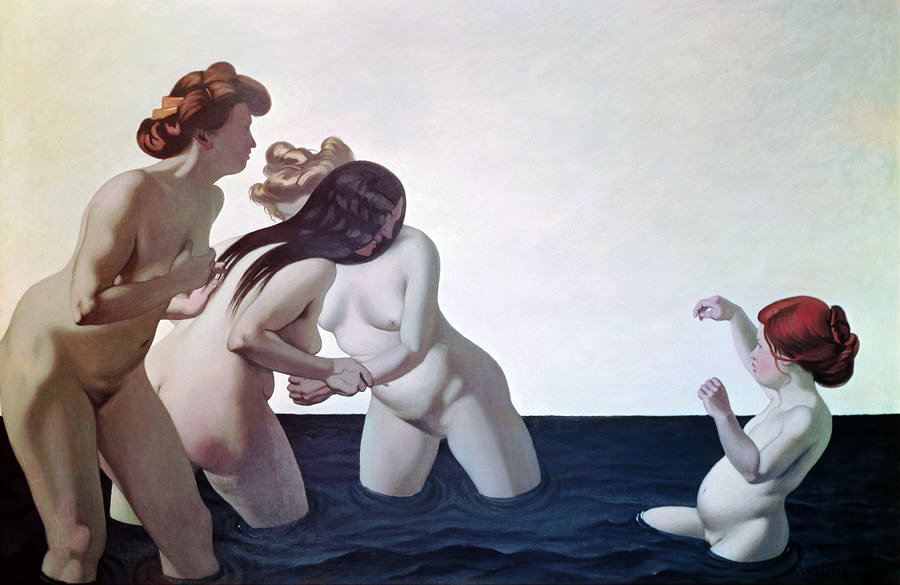
Tres dones i una jove jugant a l'aigua (1907), de Félix Vallotton. Kunstmuseum, Basilea

L'alemany Franz von Stuck va desenvolupar un estil decoratiu proper al modernisme, encara que per la seva temàtica és més simbolista, amb un erotisme de tòrrida sensualitat que reflecteix un concepte de la dona com a personificació de la perversitat: El pecat (1893), El petó de l'esfinx (1895), Aire, Aigua, Foc (1913). A Àustria, Gustav Klimt va recrear un món de fantasia de fort component eròtic, amb una composició classicista d'estil ornamental, on s'entrellacen el sexe i la mort, tractant sense tabús la sexualitat en aspectes com l'embaràs, el lesbianisme o la masturbació. A Nuda Veritas (1899) es va allunyar de la simbologia iconogràfica del nu femení, passant a ser un símbol autoreferencial, la dona ja no és al·legoria, sinó imatge de si mateixa i de la seva sexualitat. Altres obres seves són: Aigua agitada (1898), Judith I (1901), el Fris Beethoven (1902), L'esperança I (1903), Les tres edats de la dona (1905), Dànae (1907), Judith II (Salomé) (1909), Les amigues (1917), Adam i Eva (1917-1918), etc. Alfred Kubin va ser sobretot dibuixant, expressant en els seus dibuixos un món terrorífic de solitud i desesperació, poblat de monstres, esquelets, insectes i animals horribles, amb referències explícites al sexe, on la presència femenina juga un rol malèfic i pertorbador, com es posa de manifest en obres com Lubricitat (1901-1902), on un gos priàpic assetja una jove arraulida en un racó; o Salt mortal (1901-1902), on un petit homuncle salta com en una piscina sobre una enorme vulva femenina.

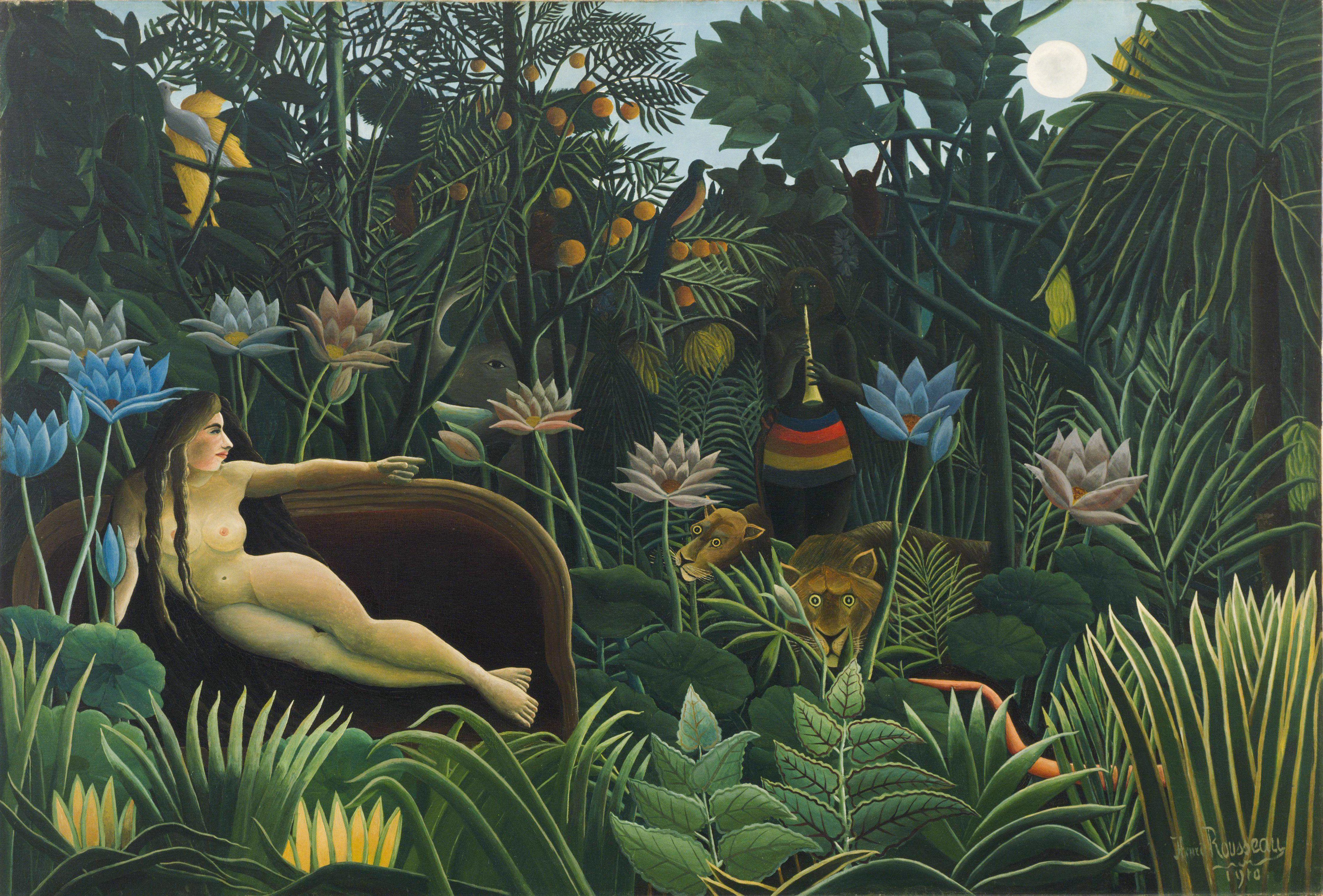
El somni (1910), de Henri Rousseau. Museu d'Art Modern de Nova York
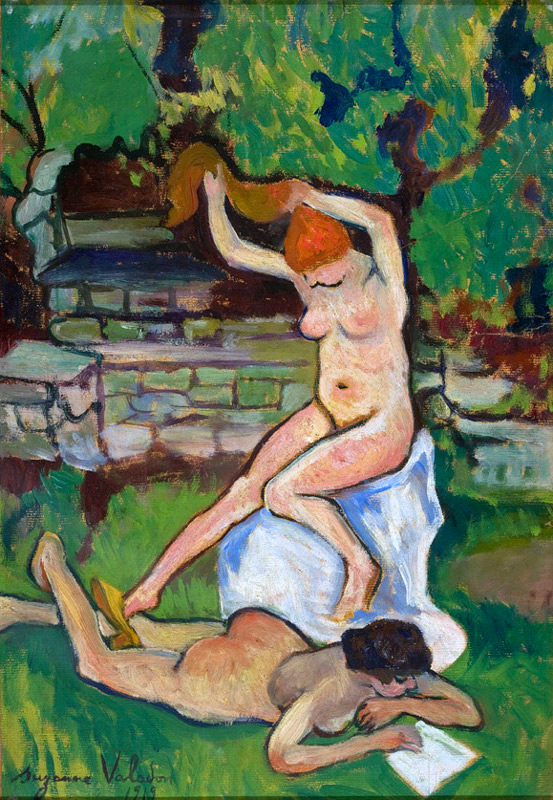
Nus (1919), de Suzanne Valadon. Museu d'Art de São Paulo
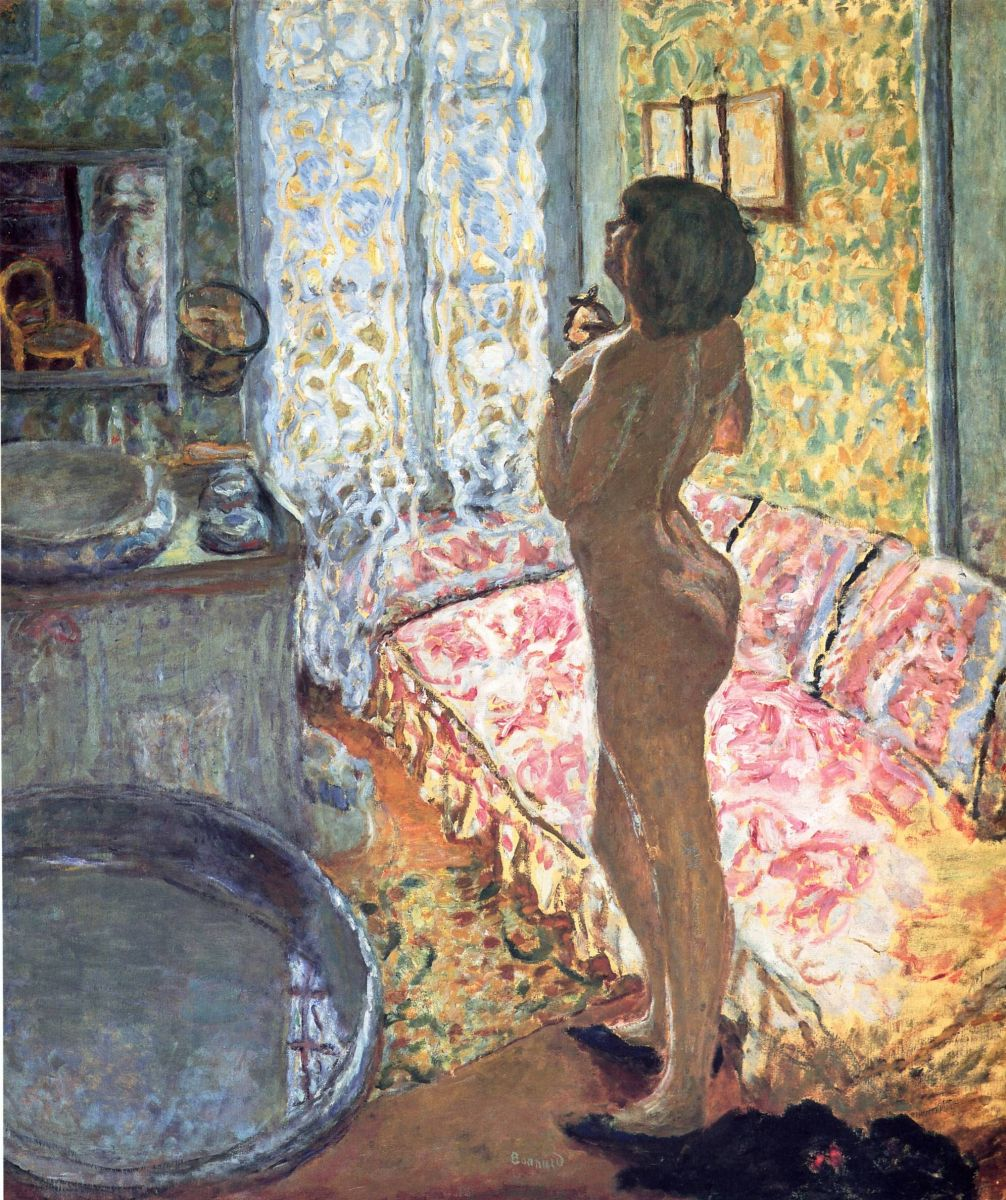
Nu a contrallum (c. 1923), de Pierre Bonnard

A Suïssa, Ferdinand Hodler va estar influït per Dürer, Holbein i Rafael, amb un estil basat en el paral·lelisme, repetint línies, colors i volums: La nit (1890), Elevar-se a l'espai (1892), El dia (1900), La sensació (1901-1902), Jove admirat per dones (1903), La veritat (1903). Arnold Böcklin era hereu del romanticisme de Friedrich, amb un estil al·legòric basat en llegendes i personatges imaginaris, recreats en una atmosfera fantàstica i obsessiva, com a Venus Genitrix (1895). El txec František Kupka també es va interessar per l'ocultisme, passant per una fase simbolista abans d'arribar a l'abstracció: La dona i els diners (1899), Balada d'Epona (Les alegries) (1900), L'onada (1902). A Rússia, Kazimir Malèvitx, futur fundador del suprematisme, va tenir als seus inicis una fase simbolista, caracteritzada per l'erotisme unit amb cert misticisme de tall esotèric, amb un estil tendent a la monocromia, amb predomini del vermell i el groc: Dona agafant flors (1908), Alzina i dríades (1908).
Lligat al simbolisme va estar també l'anomenat art naïf, els autors del qual eren autodidactes, amb una composició una mica ingènua i desestructurada, instintiva, amb cert primitivisme, encara que plenament conscient i expressiva. El seu màxim exponent va ser Henri Rousseau, que partint de l'academicisme va desenvolupar una obra innovadora, de gran frescor i senzillesa, amb tocs humorístics i fantàstics i predilecció pel paisatge exòtic, selvàtic. Va realitzar alguns nus, com Encantadora de serps (1907), Eva (1907) i Son (1910).

### Seglexx

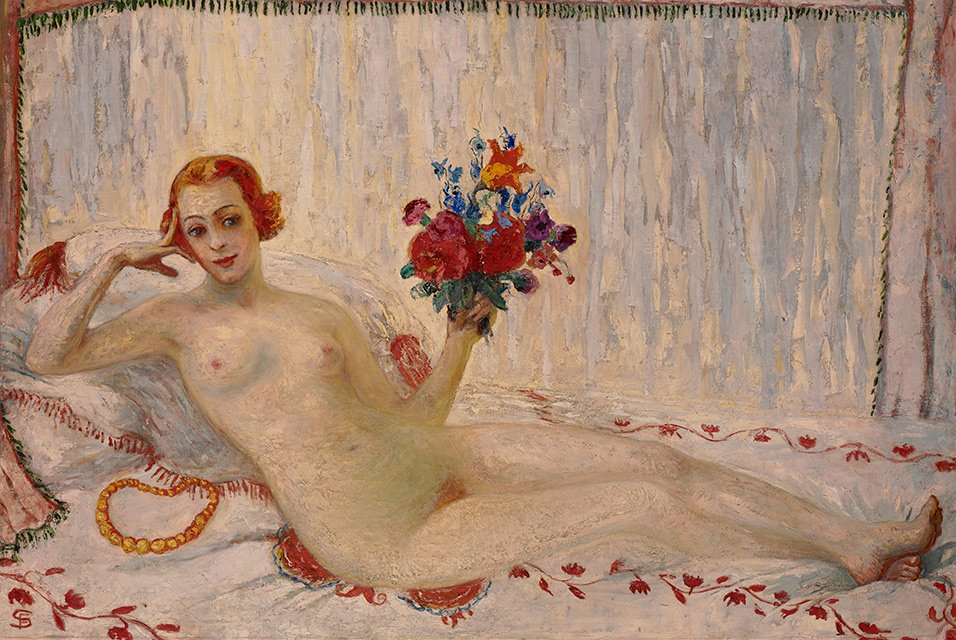
A Model (Nude Self-Portrait) (1915-1916), de Florine Stettheimer. Biblioteca de la Universitat de Colúmbia, Nova York, el primer autoretrat nu d'una dona

L'art del segle XX va patir una transformació profunda; en una societat més materialista, més consumista, l'art es dirigeix als sentits, no a l'intel·lecte. Igualment, ha tingut una rellevància especial el concepte de moda, una combinació entre la rapidesa de les comunicacions i l'aspecte consumista de la civilització actual. Van sorgir així els moviments d'avantguarda, que pretenien integrar l'art a la societat, buscant una interrelació artista-espectador més gran, ja que és aquest últim el que interpreta l'obra, podent descobrir significats que l'artista ni coneixia. Les darreres tendències artístiques han perdut l'interès per l'objecte artístic; l'art tradicional era un art d'objecte, l'actual de concepte. Hi ha una revaloració de l'art actiu, de l'acció, de la manifestació espontània, efímera, de l'art no comercial (art conceptual, happening, environment).
Al segle xx el nu ha anat guanyant cada vegada més protagonisme, sobretot gràcies als mitjans de comunicació de masses, que han permès la seva major difusió, especialment al cinema, la fotografia i el còmic, i més recentment, internet. També ha proliferat en bona part en la publicitat, a causa de la seva cada vegada més gran acceptació social, i en ser un gran reclam per a la gent. El nu ja no té actualment la connotació negativa que tenia en èpoques anteriors, principalment a causa de l'augment de la laïcitat entre la societat, que percep el nu com una cosa més natural i no censurable moralment. En aquest sentit, el nudisme i el naturisme han anat guanyant adeptes aquests darrers anys, i ja ningú s'escandalitza en veure una altra persona nua en una platja. També cal remarcar el cada vegada més gran culte al cos, amb pràctiques com el culturisme, el fitnes i l'aeròbic, que permeten forjar el cos d'acord amb uns estàndards que es consideren estètics.

#### Avantguardisme

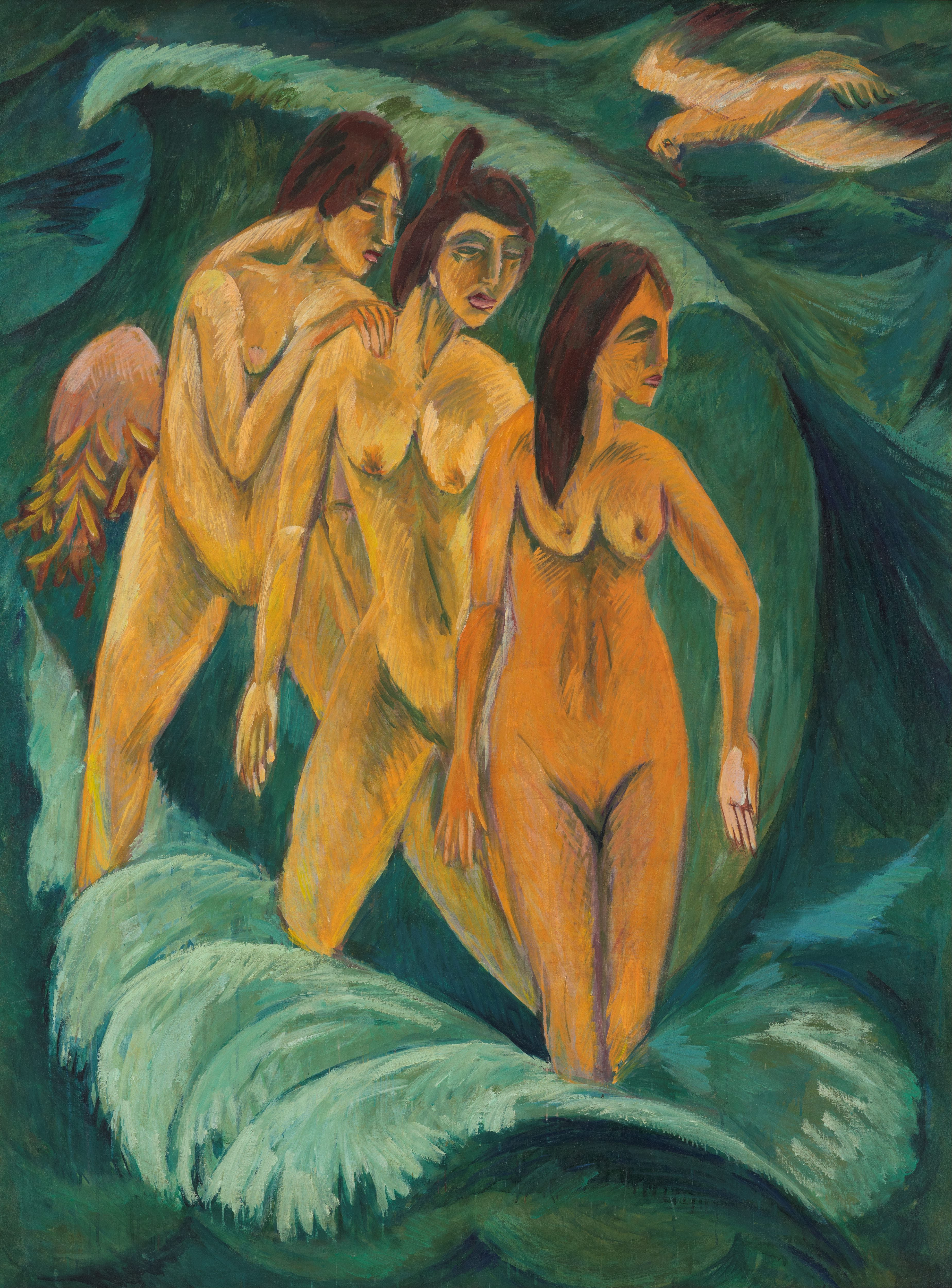
Tres banyistes (1913), d'Ernst Ludwig Kirchner. Galeria d'art de Nova Gal·les del Sur

Als primers anys del segle xx es van forjar les bases de l'anomenat art d'avantguarda; el concepte de realitat va ser qüestionat per les noves teories científiques (la subjectivitat del temps de Bergson, la relativitat d'Einstein, la mecànica quàntica); també va influir la teoria de la psicoanàlisi de Freud. D'altra banda, les noves tecnologies van fer que l'art canviés de funció, ja que la fotografia i el cinema ja s'encarregaven de plasmar la realitat. Gràcies a les col·leccions etnogràfiques fomentades pel colonialisme europeu, els artistes van tenir contacte amb l'art d'altres civilitzacions (africà, asiàtic, oceànic), que va aportar una visió més subjectiva i emotiva de l'art. Tots aquests factors van comportar un canvi de sensibilitat que es va traduir en la cerca de noves formes d'expressió per part de l'artista.
L'avantguardisme artístic tenia com a objectiu insuflar nova vida a l'art, tornar a les arrels naturals del disseny i la composició artística, per això es van rebel·lar contra l'art acadèmic, subjecte a regles que a aquests nous artistes els semblaven anul·ladores de la creativitat i la inspiració artística. Dues de les primeres obres que van suposar una revolució en l'art de principis de segle van ser nus: el Nu blau de Matisse i Les senyoretes d'Avignon de Picasso, totes dues del 1907. En aquestes obres el nu passa a ser un element simbòlic, conceptual, una referència a la puresa de la vida sense regles, sense constriccions, una tornada a la natura, a la percepció subjectiva de l'art. La reducció de la figura humana a formes bàsiques, esquemàtiques, va iniciar en aquestes dues obres el camí cap a l'abstracció de la forma, que es veurà reduïda a línies bàsiques i estructures geomètriques, com el Nu de Constantin Brâncuşi, on un tors femení és reduït a una simple forma cilíndrica.
Fauvisme (1905-1908)
El fauvisme és considerat el primer moviment avantguardista. Els fauvistes prescindeixen de la perspectiva, el modelatge i el clarobscur, experimentant amb el color, que és concebut de manera subjectiva i personal, aplicant-li valors emotius i expressius, independents respecte a la natura. El seu principal representant va ser Henri Matisse, un deixeble de Gustave Moreau, que va obrir les portes a la independència del color respecte al tema, organitzant l'espai d'acord amb plans de color i buscant noves sensacions mitjançant l'efecte impactant de les violentes zones de colors estridents. Tot i el seu afany modernitzador, Matisse va conservar elements clàssics, com el nu: el 1898 va començar el seu estil personal amb Nu davant la finestra, on va començar a aplicar el color de forma arbitrària, no imitativa; el quadre recrea una realitat diferent, en què el color és autònom a la forma. A Luxe, calma i voluptuositat (1905) va aplicar colors bàsics (vermell, groc, blau) i complementaris (violeta, taronja, verd), disposats per zones i estructurats per figures geomètriques. Amb el Nu blau (1906-1907) va iniciar una simplificació de la forma humana a la recerca d'una síntesi perfecta de l'estructura del cos, procés que l'obsessionaria durant molts anys i que culminaria amb el Nu rosa (1935). A El luxe (1907) es va centrar en la figura humana, amb una composició triangular i colors arbitraris, destacant el moviment de la figura, i amb rostres esquemàtics. El luxe II (1907) és una segona versió més precisa, amb taques pures i planes del color, destacant la carnació d'un salmó rosa, que seria típica de Matisse. Banyistes amb tortuga (1908) té un fons auster, abstracte, de franges de color, creant espai per la distinció de colors. Nu negre-daurat (1908) té influència de les talles negreafricanes, amb una tonalitat propera a la fusta i ulls ametllats. La dansa (1910) és un estudi de la figura humana en moviment, amb un esquematisme exagerat i gran austeritat de color; va fer dos grans murals sobre La Dansa, un a Moscou (1910) i un altre a Filadèlfia (1931). Odalisca en vermell (1924) té influència de Modigliani, suavitzada amb un cert aire renaixentista. A Figura femenina sobre fons ornamental (1925) va recuperar la influència de Moreau, amb gran decorativisme i horror vacui. A Nu rosa (1935) es percep la influència de Mondrian, amb figures abstractitzants i un fons quadriculat, en blanc i negre. Altres obres seves són: L'alegria de viure (1906), Nu dreçat (1907), Joc de bitlles (1908), Dues negres (1908), Bodegó amb figures de dansa (1909), Nu en el paisatge il·luminat pel Sol (1909), Peixos vermells i escultura (1911), Nu amb catifa espanyola (1919), La pose hindú (1923), Nu sobre coixí blau (1924), L'odalisca dels calçons vermells (1924-1925), Nu sobre fons vermell (1926), Gran nu ajagut (1935), Nu estirat al llit d'esquena (1944), etc.

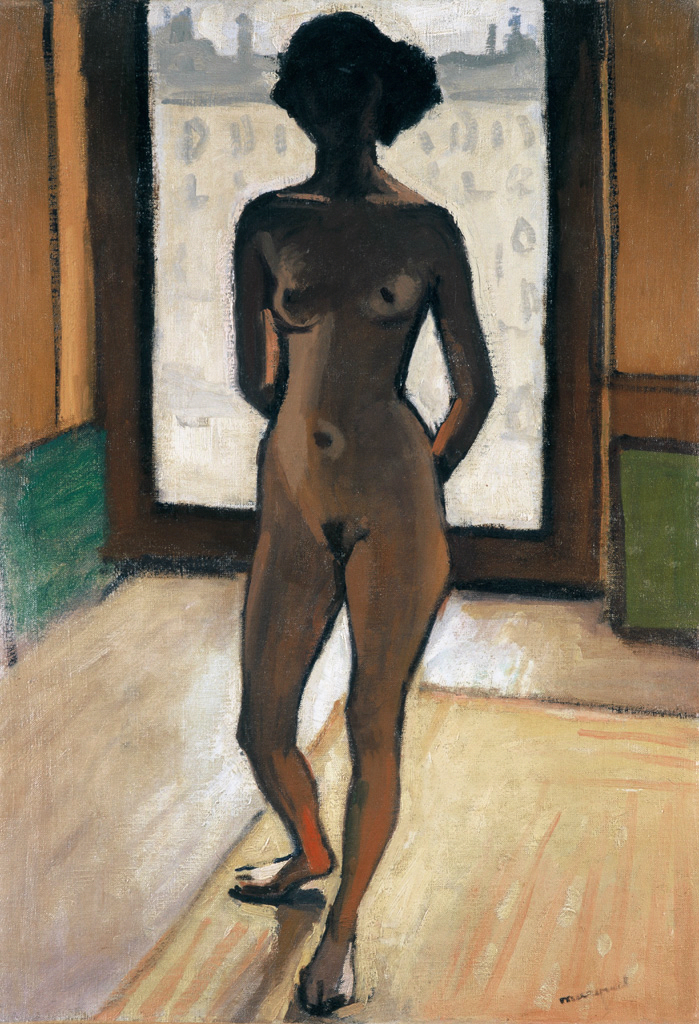
Nu a contrallum (1909), d'Albert Marquet. Museu de Belles Arts de Bordeus
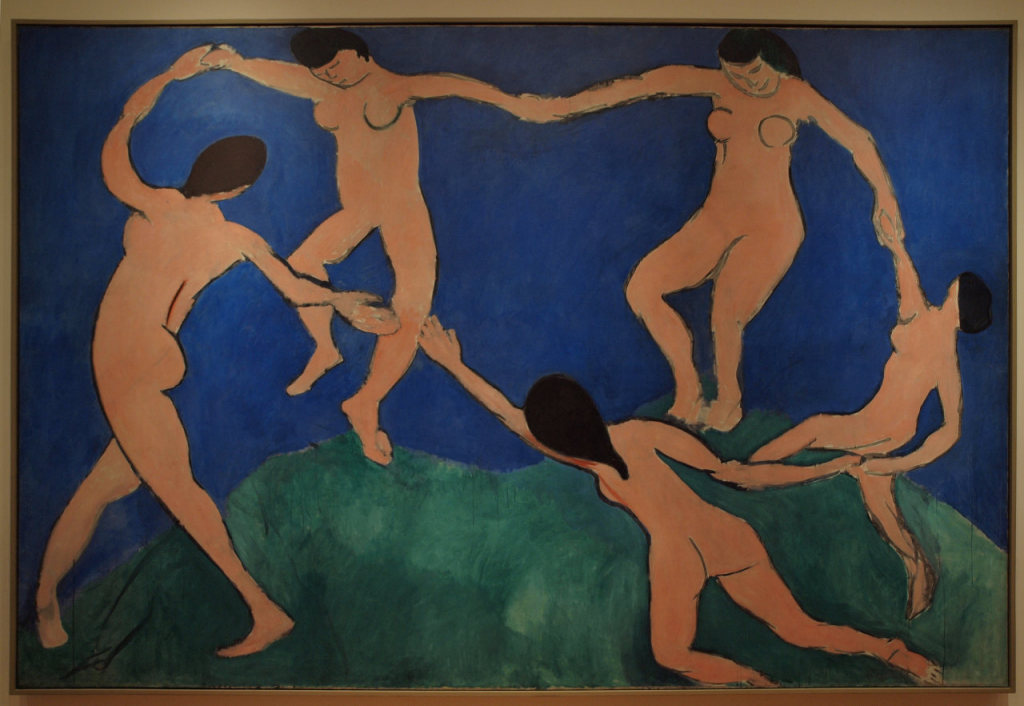
La dansa (1910), de Henri Matisse. Museu d'Art Modern, Nova York

Van seguir l'estela de Matisse artistes com André Derain, que a la seva obra denota la influència de l'art primitiu: a L'edat d'or (1905) va practicar un cert macropuntillisme, notant-se l'influx de Luxe, calma i voluptuositat de Matisse. Maurice de Vlaminck sentia predilecció pels colors purs, amb un volum d'origen cézannià: a Nu reclinat (1905) i Dones banyant-se (1908) va realitzar un tractament matisià del nu femení. Albert Marquet tenia un estil més naturalista, amb predilecció pel paisatge, encara que va realitzar nus com: Nu fauvista (1898), Nu a contrallum (1909) i Nu sobre fons blau (1913). Kees van Dongen va ser un apassionat pintor de nus, comptant amb innombrables models de l'alta societat parisenca, on va estar molt de moda en el període d'entreguerres. Entre les seves obres destaquen: La dona de les joies (1905), Anita (1905), Les saltimbanquis dels pits nus (1906), Noia nua (1907), etc.
Expressionisme (1905-1923)
Sorgit com a reacció a l'impressionisme, els expressionistes defensaven un art més personal i intuïtiu, on predominés la visió interior de l'artista (l'expressió) davant la plasmació de la realitat (la impressió), reflectint en les seves obres una temàtica personal i intimista amb gust per allò fantàstic, deformant la realitat per accentuar el caràcter expressiu de l'obra. A Alemanya, el seu principal centre difusor, es va organitzar al voltant de dos grups: Die Brücke (fundat el 1905), i Der Blaue Reiter (fundat el 1911), encara que hi va haver alguns artistes no adscrits a cap grup.
Als membres de Die Brücke els interessava un tipus de temàtica centrada en la vida i la natura, reflectida de forma espontània i instintiva, per la qual cosa els seus principals temes eren el nu (sigui a interior o exterior), així com a escenes de circ i music-hall, on trobaven la màxima intensitat que podien extreure la vida. Aquesta temàtica va ser sintetitzada en obres sobre banyistes que els seus membres van realitzar preferentment entre 1909 i 1911 a les seves estades als llacs propers a Dresden: Alsen, Dangast, Nidden, Fehmarn, Hiddensee, Moritzburg, etc. Són obres on expressen un naturisme sense embuts (d'acord amb el Wandervögel, la vida al camp desposseïda de tabús i prejudicis), un sentiment gairebé panteista de comunió amb la natura, alhora que tècnicament van depurant la seva paleta, en un procés de deformació subjectiva de la forma i el color, que adquireix un significat simbòlic. Segons paraules de Kirchner, el seu objectiu era «estudiar amb tota naturalitat el nu, el fonament de totes les arts plàstiques».

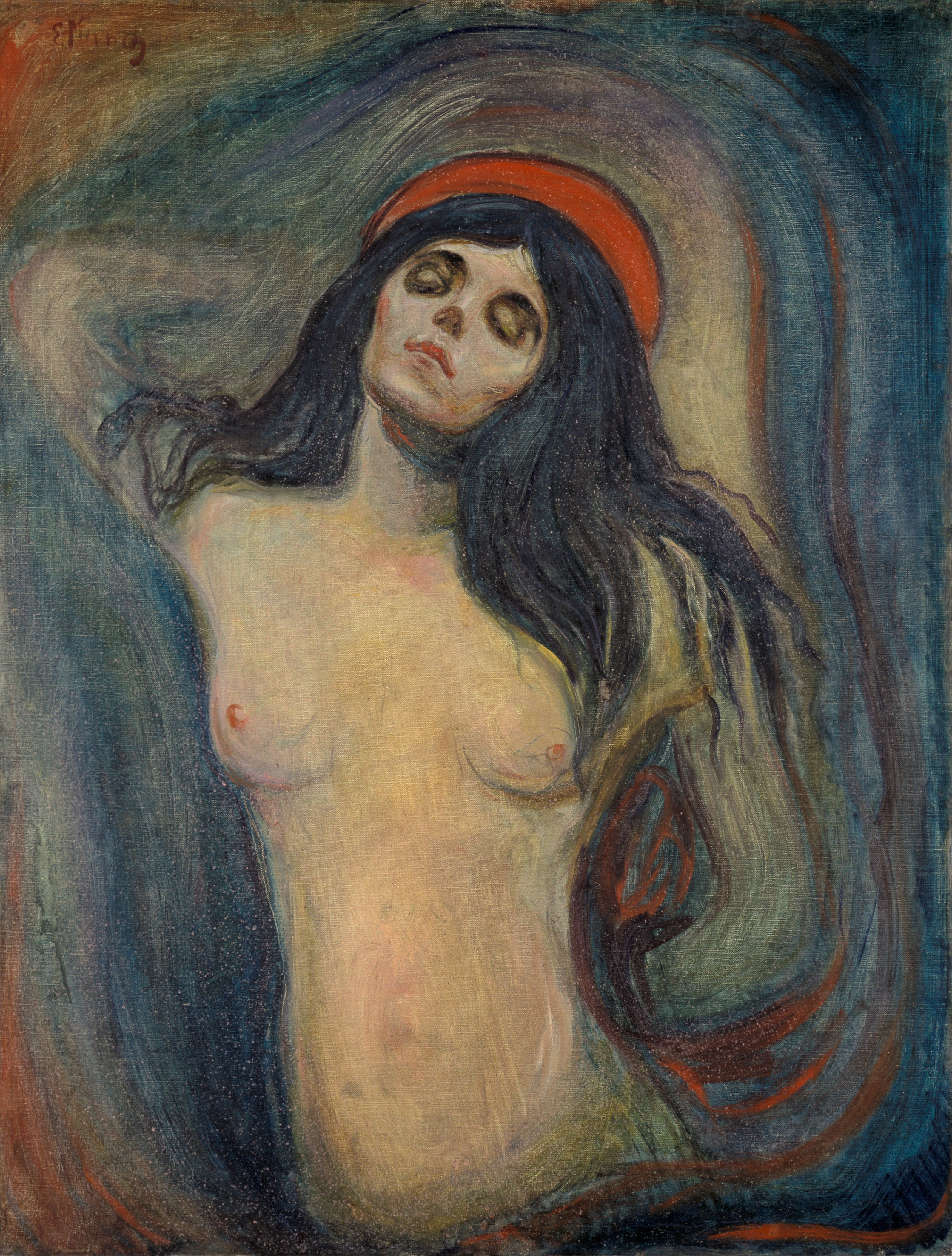
Madonna (1894), d'Edvard Munch. Museu Munch, Oslo
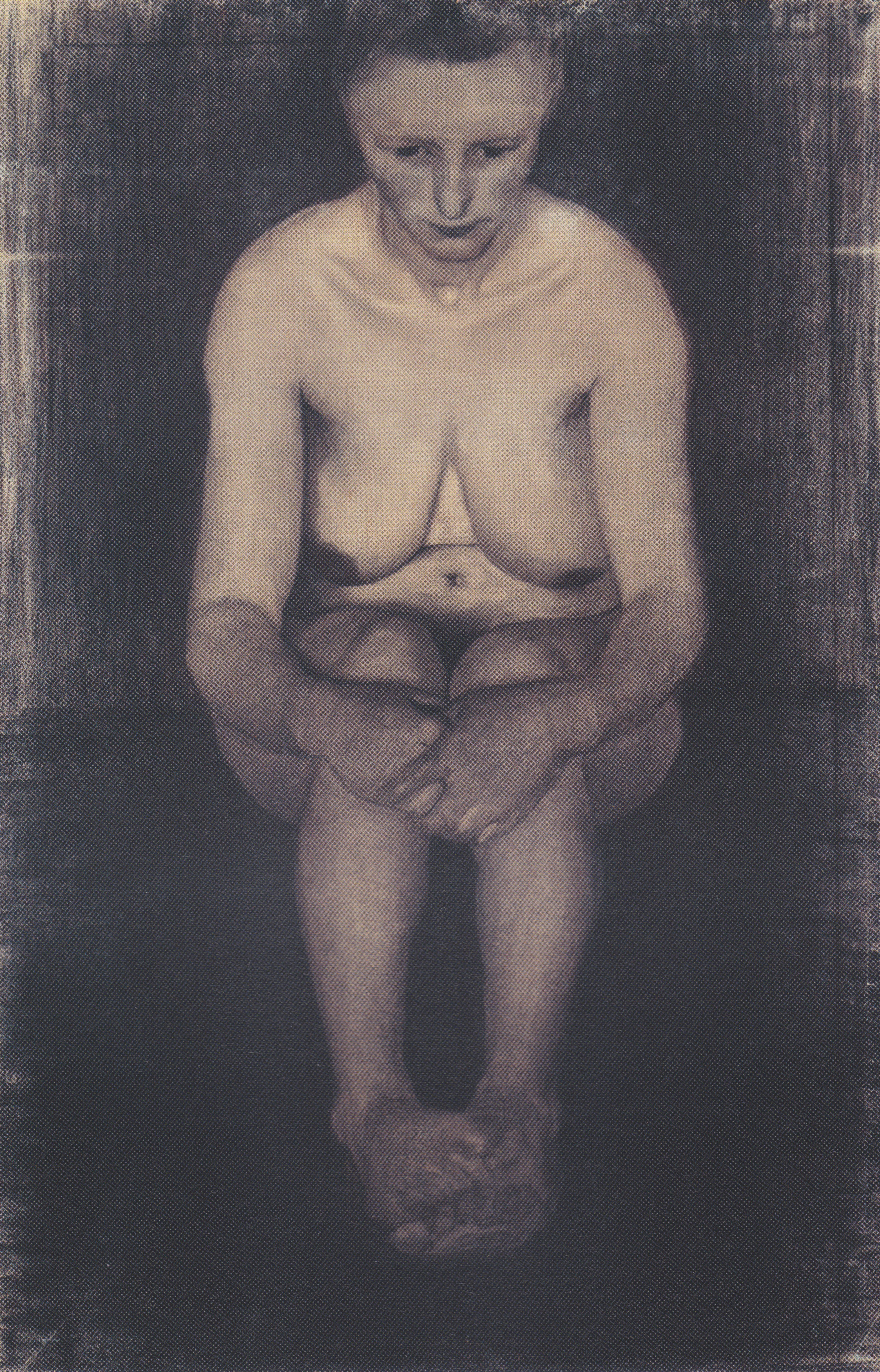
Nu femení assegut, frontal, amb els peus creuats (1899), de Paula Modersohn-Becker
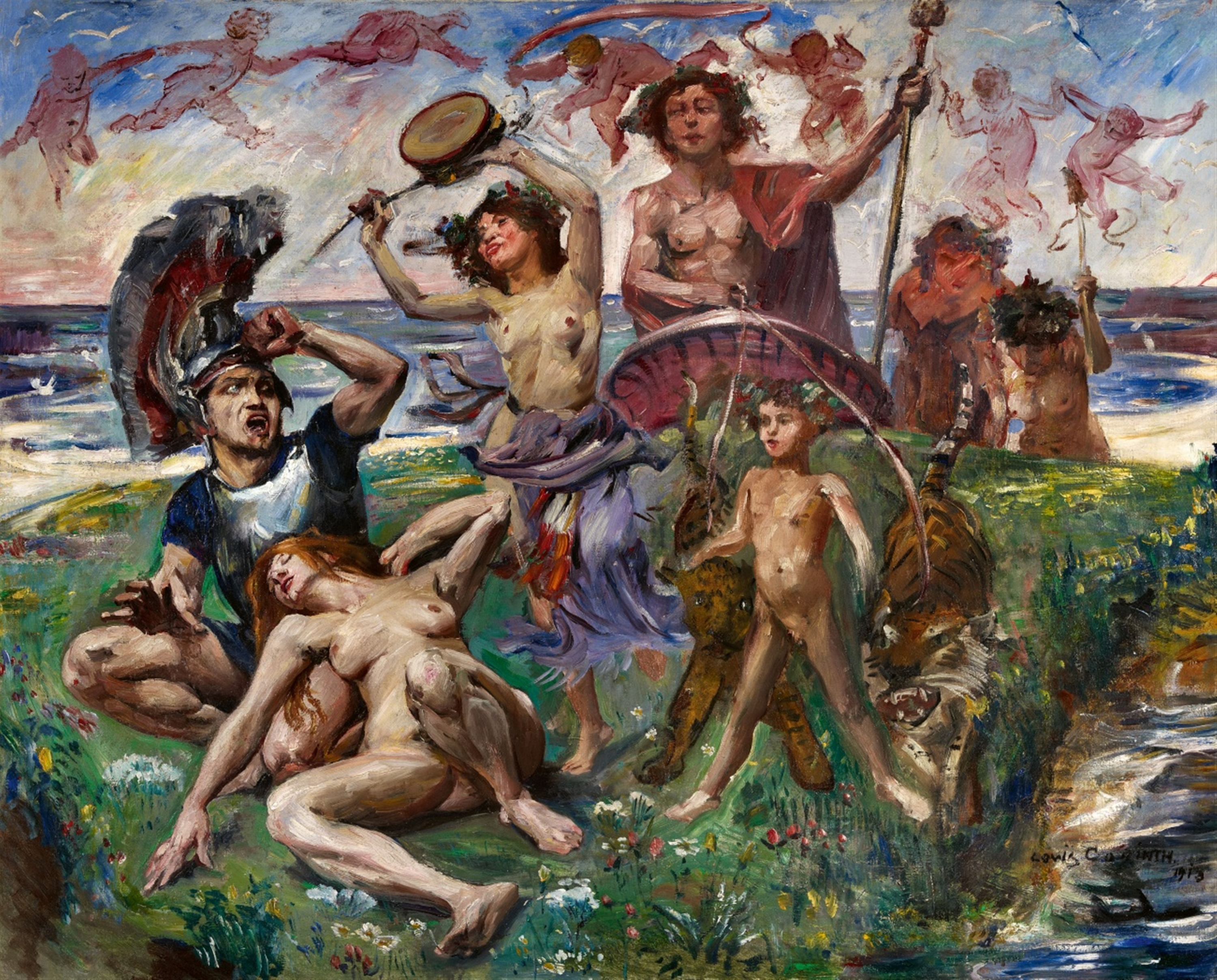
Ariadna a Naxos (1913), de Lovis Corinth. Col·lecció privada

Un precursor de l'expressionisme va ser Edvard Munch; influït als seus inicis per l'impressionisme i el simbolisme, aviat va derivar cap a un estil personal que seria fidel reflex del seu interior obsessiu i torturat, amb escenes d'ambient opressiu i enigmàtic (centrades en el sexe, la malaltia i la mort), caracteritzades per la sinuositat de la composició i un colorit fort i arbitrari. A Madonna (1895-1904) va presentar una figura de dona amb el tors nu, en una actitud ambigua, mentre el cos suggereix sensualitat, el rostre amb els ulls tancats i girat cap amunt, dona una sensació de misticisme, d'introspecció; en el marc hi ha un fetus, que juntament amb una línia d'espermatozous suggereixen el rebuig per part de l'artista cap a l'actitud tradicional de l'home cap a la dona. A Pubertat (1914) va retratar una adolescent de mirada lànguida, reflectint en el seu aspecte l'estat meditatiu i perplex que denota el pas de nena a dona, la profunda introspecció psicològica de la qual ha aconseguit recrear magistralment l'artista amb colors purs i distorsionant les línies. Pertany a una sèrie d'obres realitzada entre el 1890 i el 1908, amb les quals Munch pretenia elaborar un «fris de la vida humana», entestat a analitzar tots els problemes derivats de la soledat, la malaltia, les addiccions, l'amor insatisfet i l'angoixa de l'edat (especialment a l'adolescència i la vellesa). Aquestes obres denoten una gran anàlisi psicològica, però trasllueixen un cert component morbós i torbador, explorant sense objeccions el més profund de l'interior de l'home.
També va ser un antecedent l'obra d'Emil Nolde; a principis de segle feia servir la tècnica divisionista, amb empastament molt gruixut i pinzellades curtes, i amb forta descàrrega cromàtica, d'influència postimpressionista. Posteriorment va abandonar el procés d'imitació de la realitat, i es va denotar a la seva obra una inquietud interior, una tensió vital, una crispació que es reflecteix en el pols intern de l'obra. Així es percep en nus com: Dansa al voltant del vedell d'or (1910), Natura morta amb ballarines (1914) i L'entusiasta (1919).
Un altre referent va ser Lovis Corinth; format en l'impressionisme (del qual va ser una de les figures principals a Alemanya juntament amb Max Liebermann i Max Slevogt), va derivar en la seva maduresa cap a l'expressionisme amb una sèrie d'obres d'introspecció psicològica, amb una temàtica centrada en allò eròtic i macabre. Si bé va seguir ancorat en la impressió òptica com a mètode de creació de les seves obres, va cobrar un protagonisme creixent l'expressivitat, culminant en El Crist vermell (1922), escena religiosa de notable angoixa propera a les visions de Nolde. Altres obres seves són Nu estirat (1895) i Salomé (1899).
Dels membres de Die Brücke va destacar Ernst Ludwig Kirchner; gran dibuixant, des de la seva visita a una exposició de xilografia de Dürer el 1898 va començar a fer gravats en fusta, material en què també va realitzar talles d'influència africana, amb un acabat irregular, sense polir, destacant els components sexuals (Bailarina, 1911). Com a pintor, utilitzava colors primaris, com els fauvistes, amb certa influència de Matisse, però amb línies trencades, violentes (al contrari que les arrodonides de Matisse), en angles tancats, aguts, amb figures estilitzades, amb un allargament d'influència gòtica. Entre les seves obres cal destacar: Parella al sofà (1908), Jove amb para-sol japonès (1909), Marzella (1909-1910), Banyistes en un interior (1909-1920), Banyistes a Moritzburg (1909-1926), Nu estirat davant del mirall (1910), Nus al Sol (1910-1920), Nus al camp (1910-1920), Dos nus amb gibrell i estufa (1911), Nu amb barret negre (1911-1912), El judici de Paris (1912), Tres banyistes (1913), etc.

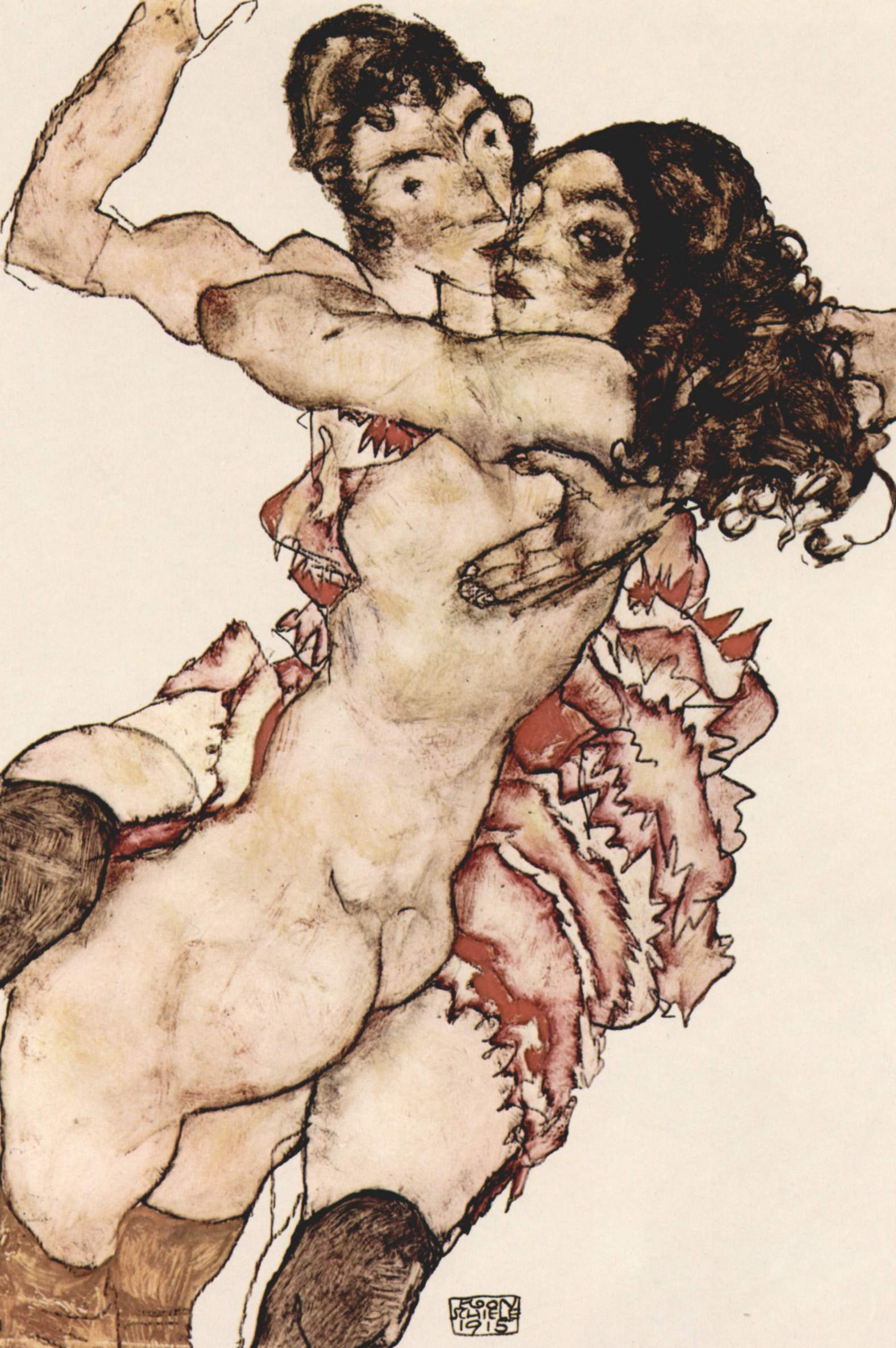
Parella de dones (1915), d'Egon Schiele. Magyar Szépmüvészeti Múzeum, Budapest
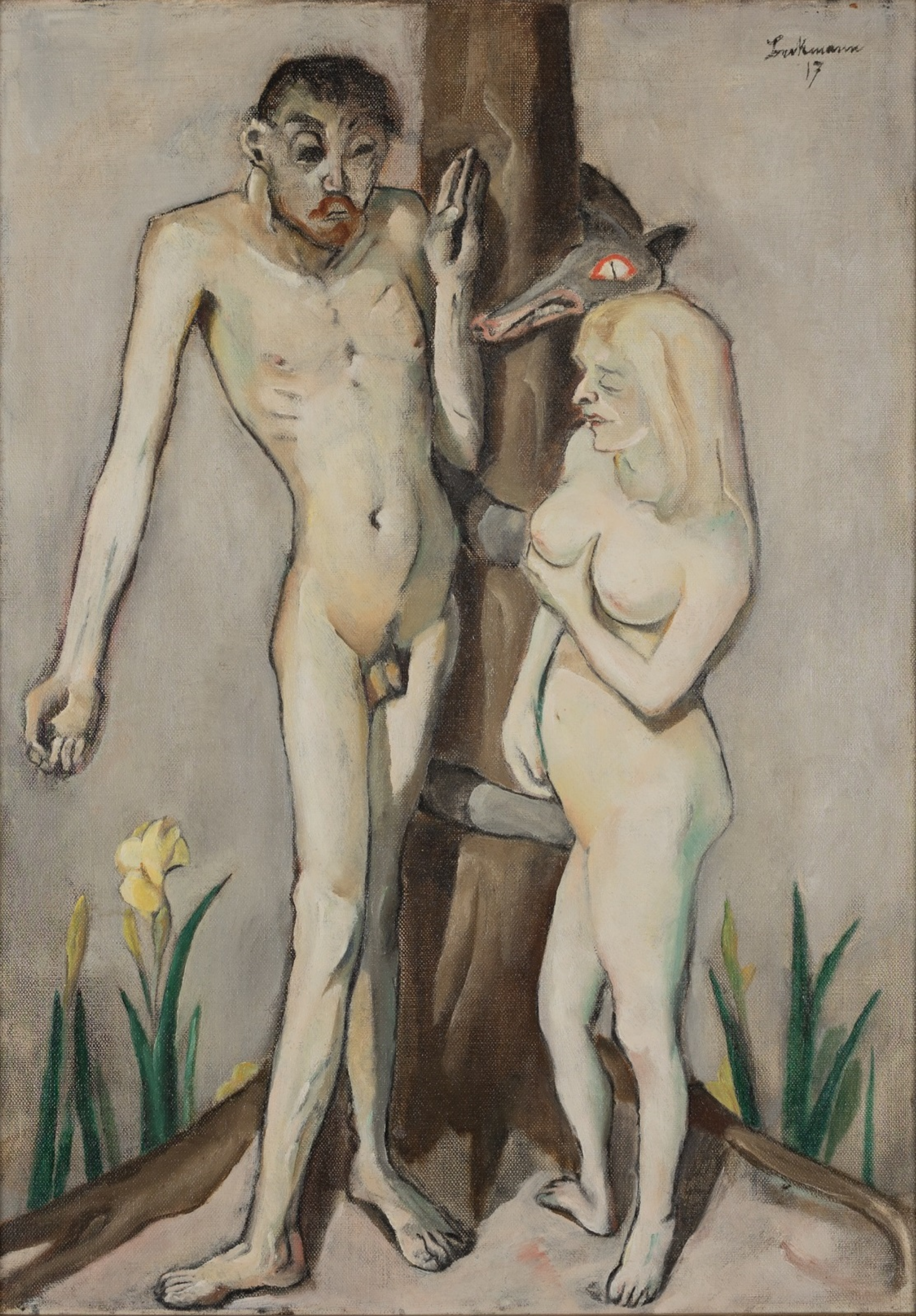
Adam i Eva (1917), de Max Beckmann
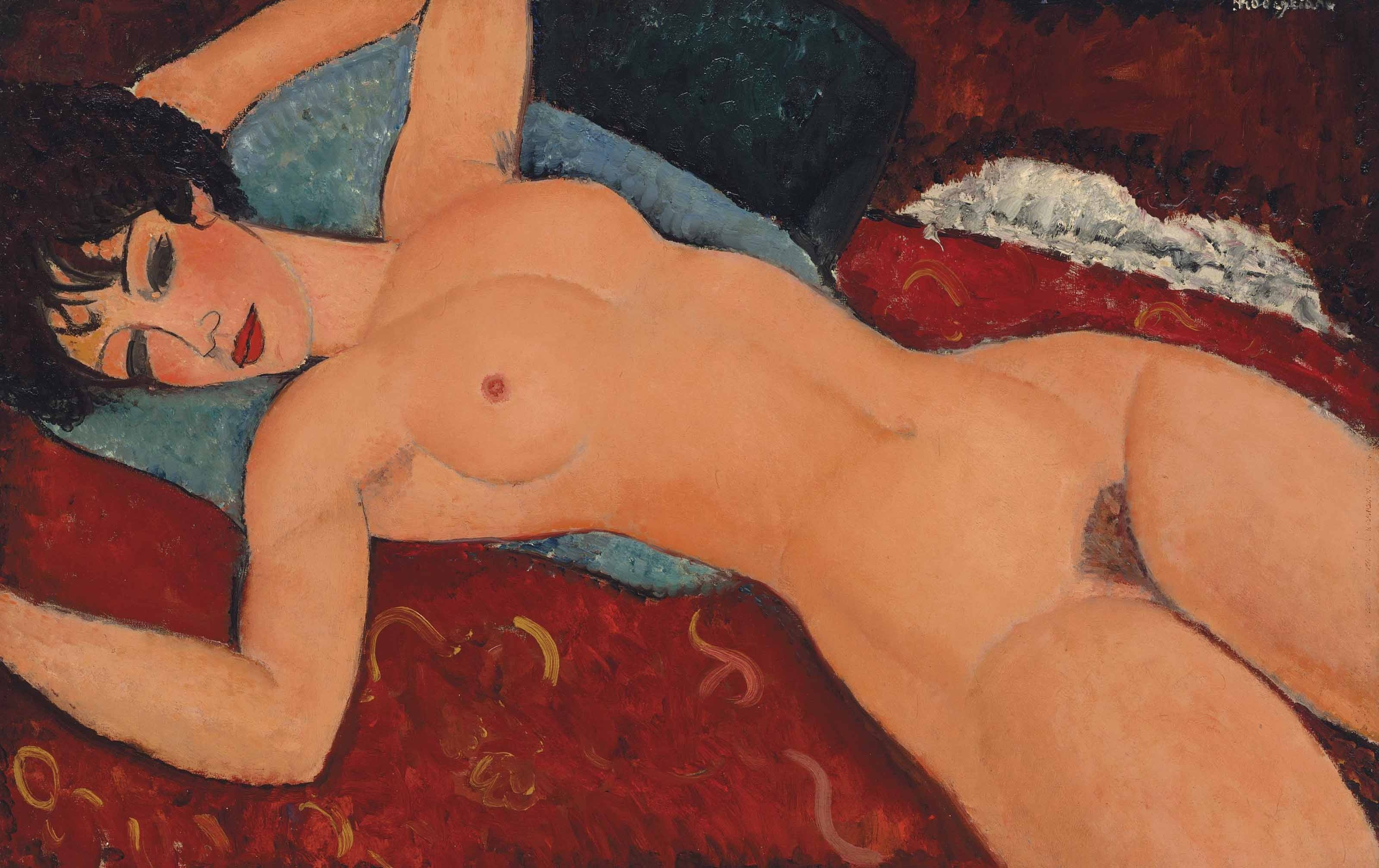
Nu reclinat (1917), d'Amedeo Modigliani. Col·lecció Gianni Mattioli, Milà

Altres membres de Die Brücke van ser: Erich Heckel, que entre 1906 i 1907 va realitzar una sèrie de quadres de composició vangoghiana, de pinzellades curtes i colors intensos (predominantment el groc), amb pasta densa. Més tard va evolucionar a temàtiques més expressionistes, com el sexe, la solitud i la incomunicació: Banyistes al joncar (1909), Nus al costat de l'estany (1910), Escena a la vora del mar (Dones banyant-se) (1912), El dia cristal·lí (1913). Karl Schmidt-Rottluff va practicar als seus inicis el macropuntillisme, per passar a un expressionisme de figures esquemàtiques i rostres tallants, de pinzellada solta i colors intensos: Noia endreçant-se (1912), Després del bany (1912), Quatre banyistes a la platja (1913). Max Pechstein va realitzar el 1914 un viatge per Oceania, rebent com tants altres artistes de l'època la influència de l'art primitiu i exòtic: Dona i indi sobre una catifa (1909), A l'aire lliure (Banyistes a Moritzburg) (1910), Tres nus en un paisatge (1911), L'alba (1911), La dansa, ballarins i banyistes a l'estany del bosc (1912), Tríptic de Palau (1917). Otto Mueller va realitzar obres sobre paisatges i nus amb formes esquemàtiques i anguloses on es percep la influència de Cézanne i Picasso. Els seus nus solen situar-se en paisatges naturals, evidenciant la influència de la naturalesa exòtica de Gauguin. Les seves figures primes i esveltes estan inspirades en Cranach, de la Venus del qual tenia una reproducció en el seu estudi. Són nus de gran senzillesa i naturalitat, sense trets de provocació o sensualitat, expressant una perfecció ideal, la nostàlgia d'un paradís perdut, en què l'ésser humà vivia en comunió amb la natura: Tres nus al bosc (1911), Nus al peu de l'aigua (1913), Estany del bosc amb dos nus (1915), Jove als rosers (1918), Dues dones assegudes a les dunes (1922), Dues noies a l'herba (1926).
Fora dels principals grups expressionistes es va situar l'obra de Paula Modersohn-Becker; en unes visites a París entre el 1900 i el 1906 va rebre la influència de Cézanne, Gauguin i Maillol, combinant de forma personal les formes tridimensionals de Cézanne i els dissenys lineals de Gauguin, principalment en retrats i escenes maternes, així com nus, evocadors d'una nova concepció en la relació del cos amb la natura, com a Mare agenollada amb nen (1907). A Viena va destacar Egon Schiele, deixeble de Klimt, l'obra del qual va girar al voltant d'una temàtica basada en la sexualitat, la solitud i la incomunicació, amb cert aire de voyeurisme, amb obres molt explícites per les quals fins i tot va estar pres, acusat de pornografia. Dedicat principalment al dibuix, va atorgar un paper essencial a la línia, amb què va basar les seves composicions, amb figures estilitzades immerses en un espai opressiu, tens. Va recrear una tipologia humana reiterativa, amb un cànon allargat, esquemàtic, allunyat del naturalisme, amb colors vius, exaltats, destacant-ne el caràcter lineal, el contorn. Algunes obres seves entre la seva extensa producció són: Jove nua amb els braços sobre el pit (1910), Nu estirat amb els braços cap enrere (1911), Dues noies (1911), Nu femení assegut (1914), Parella de dones (1915)), Nu estirat (1917), L'abraçada (1917), etc.

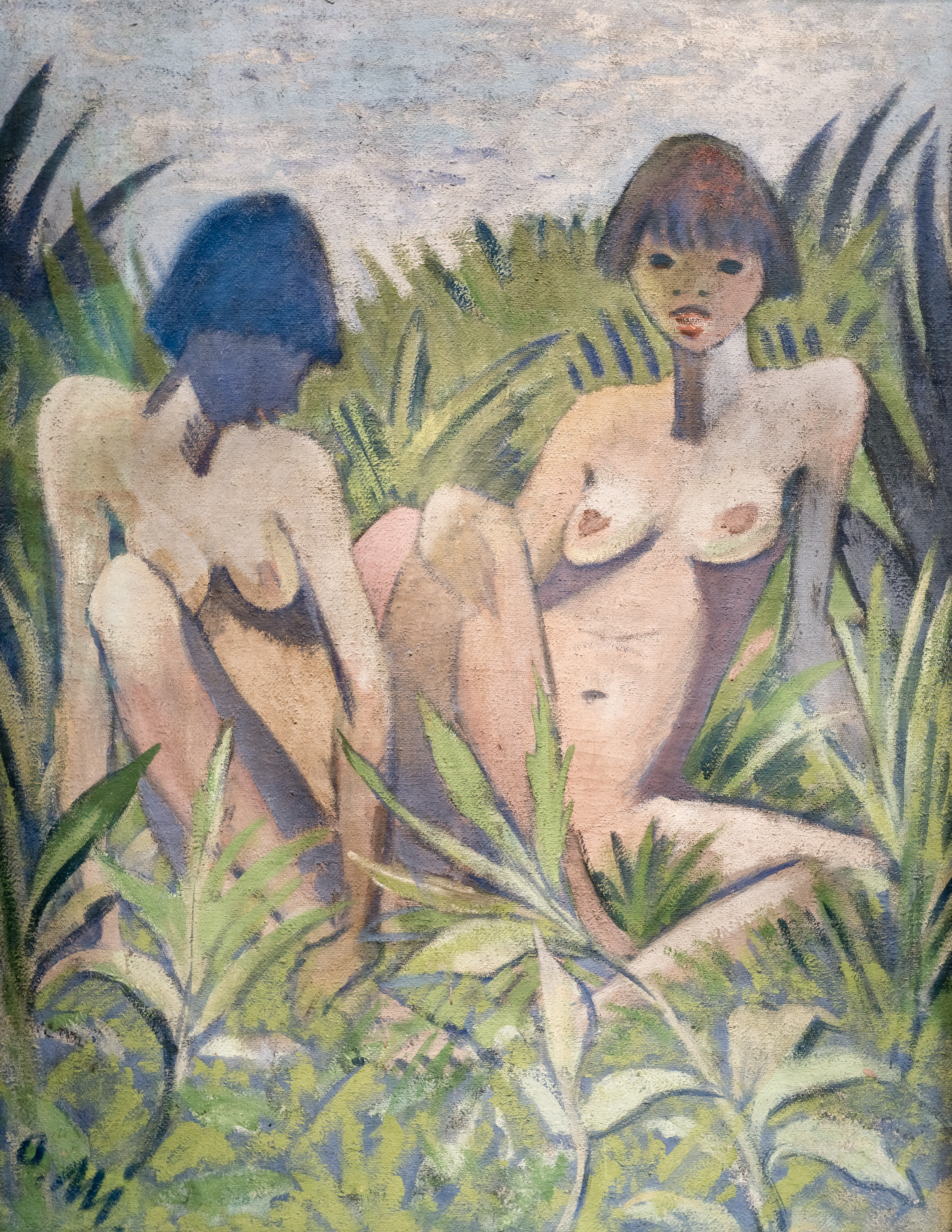
Dues noies a l'herba (1926), d'Otto Mueller. Staatsgalerie Moderner Kunst, Múnic
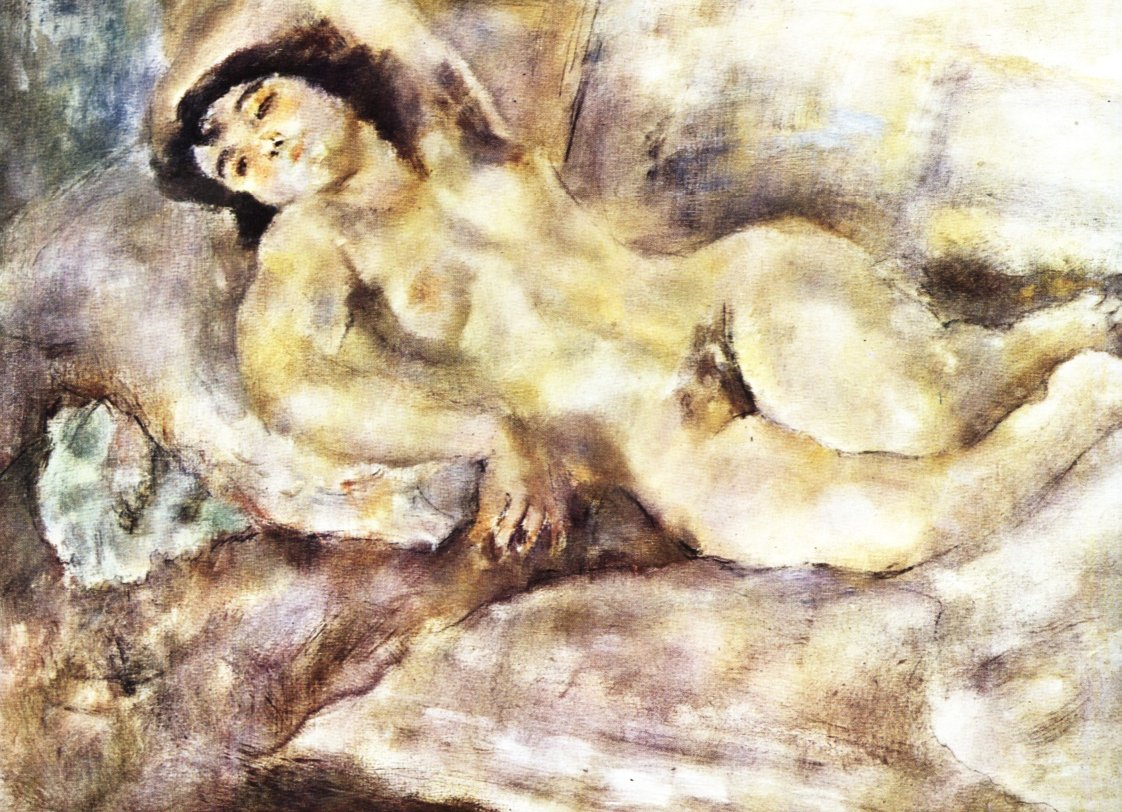
Manolita (1929), de Jules Pascin. Museu Nacional d'Art Modern de París
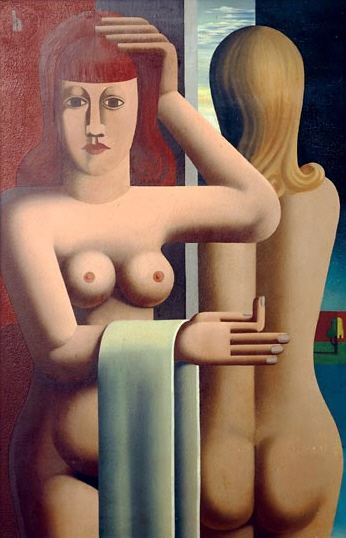
Dues dones (1930), de Heinrich Hoerle. Museu Ludwig, Colònia

En escultura va destacar Georg Kolbe, dedicat especialment al nu, amb figures dinàmiques, en moviments rítmics propers al ballet, amb una actitud vitalista, alegre i saludable. La seva obra més famosa va ser El matí, exposada al Pavelló alemany construït per Ludwig Mies van der Rohe per a l'Exposició Internacional de Barcelona del 1929. D'altra banda, el noruec Gustav Vigeland va realitzar entre el 1924 i el 1942 un extraordinari conjunt escultòric al Parc Frogner d'Oslo (després anomenat Parc de Vigeland), amb més d'un centenar de figures nues, que representen la vida humana analitzada a les diverses etapes i edats de la vida, des de la infància fins a la vellesa, amb un estil serè i confiat, sa i optimista, que expressa sense prejudicis sentit ple i natural de la vida.
A França es va formar l'anomenada Escola de París, un grup heterodox d'artistes que van treballar en el període d'entreguerres, vinculats a diversos estils artístics com el postimpressionisme, l'expressionisme, el cubisme i el surrealisme. Un dels seus principals exponents va ser Amedeo Modigliani, artista de vida bohèmia, sumit al sexe, les drogues i l'alcohol. Va rebre una formació clàssica, on va cobrar preferència pel manierisme i l'escola veneciana. El 1902 va estudiar a la Scuola Libera di Nuodo de Florència, dedicada especialment al nu. A les seves obres remarcava amb força el contorn, de línies fluides, hereves de l'arabesc modernista, mentre que l'espai es formava per juxtaposició de plans de color, amb figures allargades inspirades en els mestres italians del Cinquecento. Entre les seves obres cal citar: Nu dolorós (1908), Cariàtide (1913-1914), Nu assegut (1916), Nu estirat sobre un coixí blau (1916), Nu vermell amb els braços oberts (1917), Nu assegut en un divan (1917), Nu amb collaret (1917), Nu tombat d'esquena (1917), Nu recolzat (1919), etc.
Altres membres de l'Escola de París van ser: Marc Chagall, que va fer obres de caràcter oníric, properes a un cert surrealisme, distorsionant la realitat al seu caprici, en escenes que es troben en un espai irreal, aliè a regles de perspectiva o escala, en un món on evoca els seus records infantils, barrejats amb el món dels somnis, la música i la poesia: Nu sobre Vitebsk (1933), A la meva esposa (1933), El crucificat de Vitebsk (1938). Georges Rouault va estar vinculat en principi al simbolisme (Stella matutina, 1895) i al fauvisme, però la seva temàtica d'índole moral (centrada en allò religiós) i el seu colorit fosc el van acostar a l'expressionisme. Les seves obres més emblemàtiques són les de nus femenins, que tenen un aire amarg i desagradable, amb figures lànguides i blanquinoses (Odalisques, 1907). Va executar entre 1903 i 1904 diversos quadres de prostitutes nues on es recrea en la depravació del seu ofici, reflectint de forma horrible la materialitat de la carn, desposseïda de qualsevol component ideal o moral, amb un sentit de denúncia de la decadència de la societat procedent del seu ideari neocatòlic, en un estil expressionista de traços ràpids i línies bàsiques. Obres seves són: Nu al mirall (1906), Dona jove (1906) i Tardor (1936). Jules Pascin va expressar a la seva obra el desarrelament i l'alienació del desterrat, així com les obsessions sexuals que el van marcar des de la seva adolescència. Tenia una delicada tècnica, amb una línia finament suggerida i un color de tons iridiscents, mostrant als seus nus un aire lànguid i evanescent, de certa influència degasiana: Manolita (1929). També caldria recordar Marcel Gromaire, autor de nus de formes sensuals i vigoroses, amb predomini de colors ocres i grocs (Nu amb un tapís d'Orient, 1926; Nu ros, 1926; Nu amb abric, 1929); i Tsuguharu Foujita, qui va fer una síntesi de la tradició japonesa i l'occidental, amb un grafisme precís i un acabat brillant, com si fos de laca (El saló de Montparnasse, 1928).
Cubisme (1907-1914)
Aquest moviment es va basar en la deformació de la realitat mitjançant la destrucció de la perspectiva espacial d'origen renaixentista, organitzant l'espai segons una trama geomètrica, amb visió simultània dels objectes, una gamma de colors freds i apagats, i una nova concepció de la obra d'art, amb la introducció del collage.
El seu principal exponent va ser Pablo Picasso: de formació acadèmica (Nu femení d'esquena, 1899; Nu femení assegut, 1899), va passar per diversos períodes abans de desembocar al cubisme, dels quals convé recordar per al tema del nu el seu «període rosa», d'un classicisme influenciat per Ingres, amb temàtiques ambientades al món del circ i de la toilette impressionista: Saltimbanquis (1904), Família d'arlequí (1905), Holandesa amb còfia (1905), Noi nu amb cavall (1905), Nu de Fernande Olivier (1905), Dos nus (1906), L'harem (1906), Els dos germans (1906), Nu de la cabellera (1906), Nu amb les mans juntes (1906). El 1907 va realitzar Les senyoretes d'Avignon, que va suposar una ruptura total amb l'art tradicional, fent un al·legat contra la bellesa convencional, la bellesa basada en regles i proporcions. Ja el tema triat (un bordell) és simptomàtic de protesta, de rebel·lia, però a més el tractament de les figures, deformades i reduïdes a cossos geomètrics simples (cub, cilindre), denota el seu afany desmitificador del concepte clàssic de bellesa. En aquesta obra Picasso trasllueix una forta influència per l'escultura africana, de formes estilitzades i basades en línies simples de construcció geomètrica, amb un sentit més intuïtiu que realista de la representació del cos, un estil que evoca més la presència anímica que la corporeïtat física. Tot i això, el desmembrament dels cossos no és aleatori, sinó sotmès a lleis de refracció, enquadrada en contorns aguts i plans còncaus presos de l'espacialitat de l'art africà. Les senyoretes d'Avignon va iniciar l'anomenat «període negre» de Picasso, un breu lapse fins a la seva etapa plenament cubista, en què va realitzar a més Nu amb draps (1907), Tres dones (1908) i La dríada (Nu al bosc) (1908). Del període plenament cubista destaquen Nu (1910) i La dona en camisa (1913), encara que en aquesta etapa no es va dedicar especialment al nu. Posteriorment, després d'una visita a Pompeia el 1917, va redescobrir la frescor i el component vital de l'art clàssic primigeni, i en el dibuix d'unes banyistes d'aquell any va realitzar una composició de formes més naturalistes, encara que estilitzades i tractades amb la llibertat artística de la seva original creativitat. Durant els primers anys de la dècada del 1920 va realitzar nus de concepció més clàssica, com a les seves il·lustracions d'Ovidi i Aristòfanes, però eren nus d'una voluntària objectivitat que els privava de vitalitat, la qual es reafirmaria quan posteriorment va tornar a la deformació de les seves figures, com a la seva Dona nua en una butaca vermella de 1929, la distorsió de la qual sembla deliberadament cruel i desmitificadora. Aquesta obra ja no atenta contra el nu clàssic, sinó contra el nu contemporani, ja que el decorat on es troba la figura recorda el de les Odalisques de Matisse realitzades pocs anys abans. Aquí es percep el Picasso rebel, iconoclasta, sempre buscant camins nous i en contra de tot convencionalisme, sigui del passat o del present. Va realitzar en aquest sentit diverses versions d'obres clàssiques de la història de l'art, com ara Paròdia de l'Olympia de Manet (1901-1903), La Venus del mirall (1932) i Esmorzar a l'herba (1961). Des d'aquí va iniciar Picasso un camí cada vegada més abstraent de la figura humana, sotmès a un procés distorsionador cada vegada més gran, com es percep en la sèrie de litografies Les dues dones nues (1945-1946), que presenta una figura estirada dormint i una altra asseguda desperta (potser una al·lusió al mite de Cupido i Psique), que en fases successives es mostra des d'unes formes naturalistes fins a gairebé l'abstracció. Altres obres seves són: Banyista asseguda (1930), Nu (1932), La Musa (1935), Figures a la platja (1937), Dona pentinant-se (1940), Massacre a Corea (1951), Les dones d'Alger (1955), Dones arreglant-se (1956), Nu sota un pi (1959), etc.

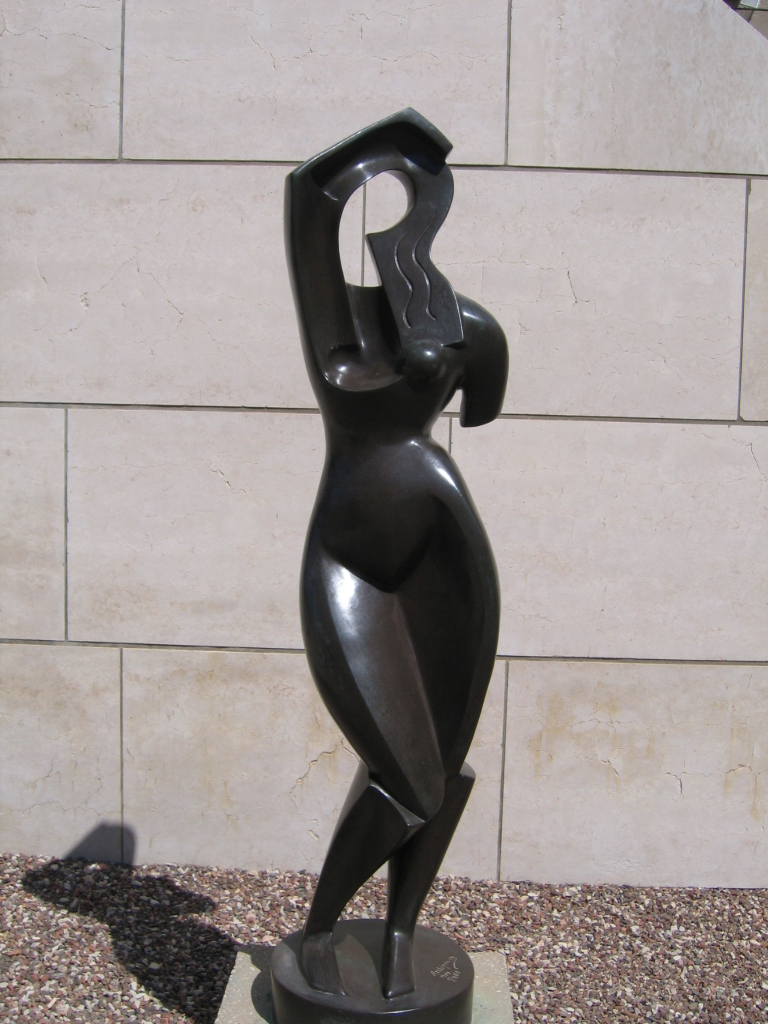
Dona pentinant-se (1914), d'Alexander Archipenko. Museu d'Israel, Jerusalem
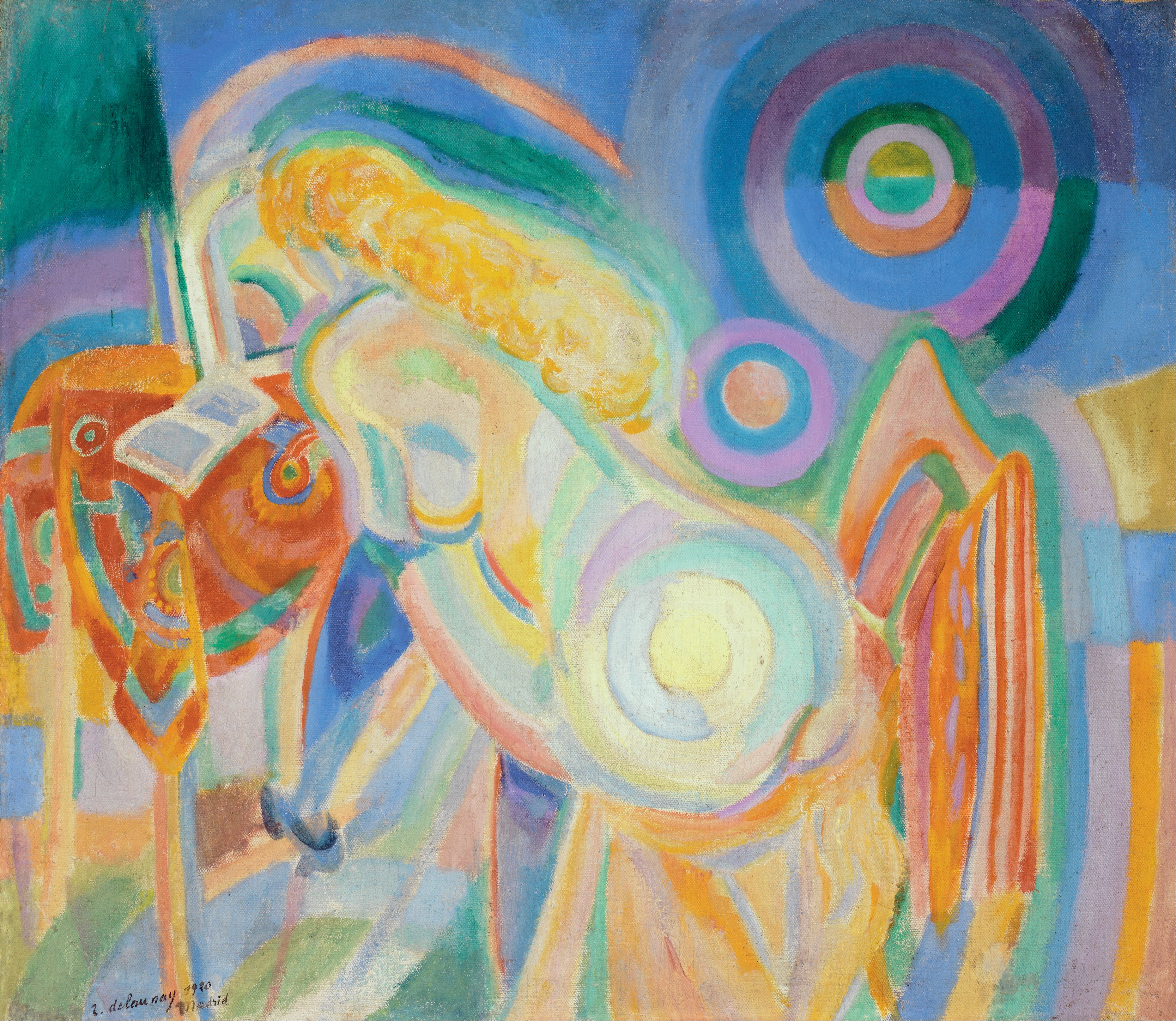
Dona nua llegint (1920), de Robert Delaunay. Museu de Belles Arts de Bilbao
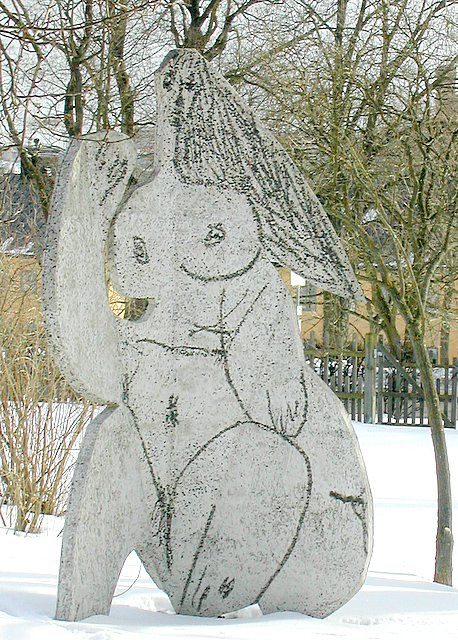
Esmorzar a l'herba (1961), de Pablo Picasso. Escultura en formigó amb sorra, fora del Moderna Museet d'Estocolm

Altres representants del cubisme van ser: Georges Braque, iniciador de l'estil amb Picasso, el Gran nu del qual (1908) guarda un gran paral·lelisme amb Les senyoretes d'Avignon, amb influència africana i un cert aire totèmic, amb un moviment rítmic. Fernand Léger va recrear a les seves obres una estructura volumètrica de la forma basada en tubs (per la qual cosa el seu estil va ser anomenat «tubisme»): Figures nues en un bosc (1910), La model nua al taller (1912-1913), Tres dones esmorzant (1921), Nus sobre fons vermell (1923), Les tres dones sobre fons vermell (1927), Dues dones amb flors (1954). Robert Delaunay va realitzar a La ciutat de París (1910) una curiosa barreja entre la figuració i l'abstracció geomètrica, amb un espai estructurat per blocs, amb un cromatisme matisat que difumina les formes a l'entorn que els envolta. Joan Miró va passar pel fauvisme i el cubisme abans d'arribar al surrealisme, la seva etapa més coneguda: Nu amb ocell i flor (1917), Nu amb mirall (1919), Nu de peu (1921).
En escultura, Alexander Archipenko va ser el creador de la «construcció», la variant escultòrica del collage. A Dona caminant (1912) va introduir una nova anàlisi de la figura humana, descomposta en formes geomètriques i perforada en certs punts amb forats que creen un contrast entre el sòlid i el buit, en una nova forma d'entendre la matèria. A Dona pentinant-se (1915) va seguir el criteri cubistitzant de Les senyoretes d'Avignon, i a Dona asseguda (1916) va experimentar amb l'espai còncau, mentre que a Tors de dona (1922) va accentuar l'estilització de la figura, procés que va culminar a Tors a l'espai (1935). Juli González va utilitzar en la seva escultura planxes de ferro per simular l'epidermis, en parts del cos humà que denoten l'absència del que seria el conjunt del cos, efecte accentuat per la vacuïtat de l'obra (Bust femení, 1934; Tors, 1936). Henri Laurens va treballar en diversos materials, des de la fusta i el metall fins als papiers collés i els tableaux-objets, passant per mètodes mixtos i assemblatges, sovint pintats posteriorment (sculpto-peintures). Al costat d'altres obres, la figura femenina va ser una de les seves màximes fonts d'inspiració, com a Dona del ventall (1921), Dona a la gatzoneta (1922) i Nu amb mirall (1922).
Futurisme (1909-1930)

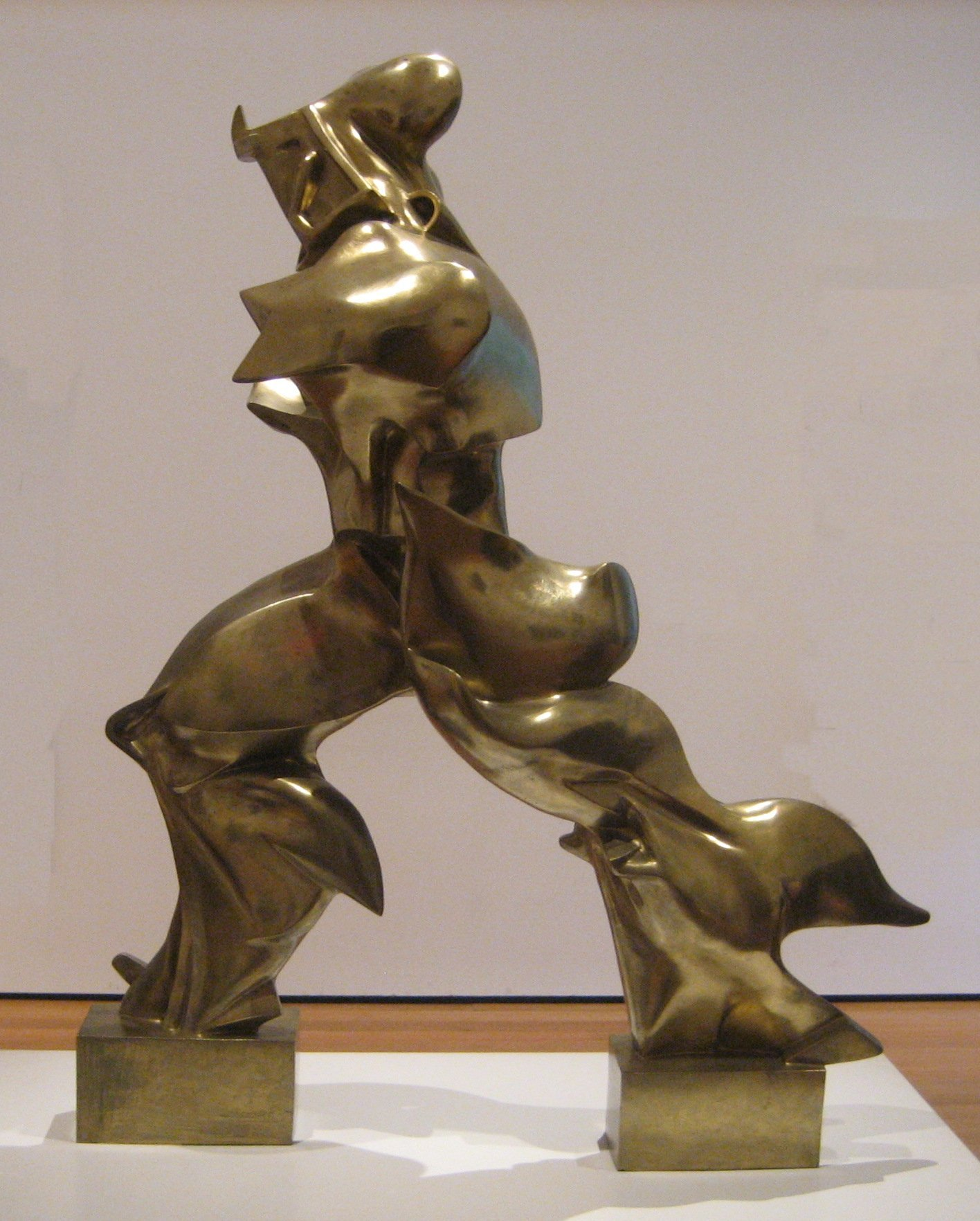
Formes úniques de continuïtat en l'espai (1913), d'Umberto Boccioni, Museu d'Art Modern (MoMA) de Nova York

Moviment italià que va exaltar els valors del progrés tècnic i industrial del segle xx, destacant aspectes de la realitat com el moviment, la velocitat i la simultaneïtat de l'acció, el futurisme aspirava a transformar el món, a canviar la vida, mostrant un concepte idealista i una mica utòpic de l'art com a motor de la societat. Tot i que els futuristes no es van dedicar especialment al nu, convé recordar Umberto Boccioni i la seva Formes úniques de continuïtat en l'espai (1913), una versió moderna del «nu heroic» clàssic, amb què pretenia «l'abolició de la línia finita i de l'estàtua tancada», atorgant a la seva figura una força centrífuga. Amb aquesta escultura Boccioni va intentar anar més enllà de la impressió de moviment, explorar la noció de velocitat i força a l'escultura, pretenent assignar valors lumínics a la superfície tallada. L'escultura excedeix els límits corporis de l'ésser humà, i s'assembla a una bandera onejant al vent. Sembla que el cos que es representa serpenteja, lluitant contra una força invisible. Tot i que el resultat (físic) és un retrat en tres dimensions, el cos en moviment introdueix una quarta dimensió, el temps.
Dadaisme (1916-1922)
Moviment de reacció als desastres de la guerra, el dadaisme va suposar un plantejament radical del concepte d'art, que perd qualsevol component basat en la lògica i la raó, reivindicant el dubte, l'atzar, l'absurditat de l'existència. Això es tradueix en un llenguatge subversiu, on es qüestionen tant les temàtiques com les tècniques tradicionals de l'art, experimentant amb nous materials i noves formes de composició, com ara el collage, el fotomuntatge i l'art trobat.
El seu principal factòtum va ser Marcel Duchamp, que després d'una fase fauvista (Nu amb mitges negres, 1910; Jove i noia a la primavera, 1911; El matoll, 1910-1911), va realitzar a Nu baixant una escala (1911) una síntesi entre cubisme i futurisme, on el cos ha estat descompost en volums geomètrics i serialitzat en diversos moviments superposats. En aquesta obra Duchamp s'allunya de la realitat, on el nu no té significació, només és un mitjà d'experimentació. A El rei i la reina amb els nus àgils (1912) va representar la figura humana com a peces d'escacs. Una de les seves obres més famoses és El gran vidre (o La núvia despullada pels seus solters, 1915-1923), nu abstracte format per dues planxes de vidre unides per un marc de plom, i situades en una caixa de vidre, instal·lada al Philadelphia Museum of Art. Segons el llibre d'instruccions que va deixar l'autor, la núvia es despulla per excitar els solters que la festegen, encara que la seva separació física impedeix que puguin assolir l'objectiu de consumar el seu amor, en un clar missatge de allò fútil de les passions humanes i com l'ésser humà transita en solitud per la vida. Una altra emblemàtica obra seva va ser Donant-se: 1. La caiguda d'aigua, 2. El gas d'enllumenat (1944-1966), instal·lació amb diversos materials (una porta de fusta, un llum de gas, maons, cuir, llenya, plexiglàs), que presenta un cos de dona estès sobre uns matolls, vist a través d'un forat a la porta, en referència a la dona com una cosa inaccessible, enigmàtica.

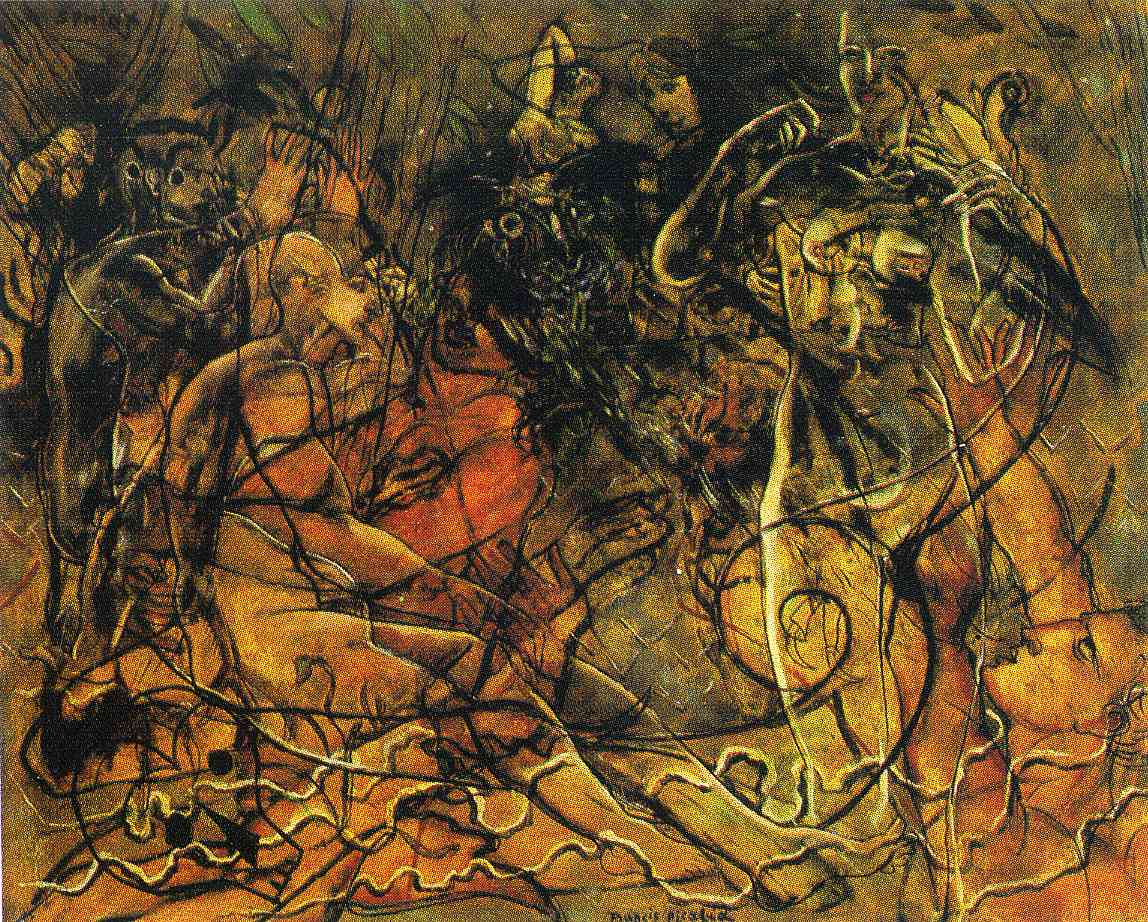
Transparència, de Francis Picabia

Altres exponents del dadaisme van ser: Francis Picabia, artista subversiu i de fort temperament individualista, autor de nus com a Dona i ídol (1940), La morena i la rossa (1941), Dos nus (1941), Nu (1942) i Cinc dones (1942). Man Ray va ser pintor, escultor i fotògraf, un dels més originals del moviment, amb una desbordant fantasia creadora. Una de les seves escultures més famoses és la Venus restaurada (1936), un tors de dona que recorda una Venus grega, però lligat amb cordes que l'envolten tot el cos.
Surrealisme (1924-1955)
El surrealisme va posar un èmfasi especial en la imaginació, la fantasia, el món dels somnis, amb una forta influència de la psicoanàlisi, com es percep en el seu concepte d'«escriptura automàtica», per la qual intenten expressar-se alliberant la seva ment de qualsevol lligam racional, mostrar la puresa de l'inconscient. Un dels seus precursors va ser Giorgio de Chirico, iniciador de l'anomenada «pintura metafísica», amb obres d'atmosfera inquietant, amb espais buits i estranyes perspectives, i figures antropoides que semblen maniquins: Perseu i Andròmeda (1910), L'estàtua silenciosa Ariadna (1913), Dones romanes (1926), Nu de dona (1929), Autorretrat nu (1942), Escola de gladiadors (1953), etc.
Salvador Dalí va ser un dels grans genis de l'art del segle xx, amb una personalitat megalòmana i histriònica que el va convertir en una figura mediàtica, exalçant-lo com a paradigma de l'artista excèntric. Va tenir una formació acadèmica, i les seves primeres obres d'adolescència estaven properes a un impressionisme puntillista (Berenar al camp, 1921; Musa de Cadaqués, 1921; Nu en un paisatge, 1922-1923; Banyistes de la Costa Brava, 1923). Amb posterioritat va passar ràpidament per diverses fases relacionades amb moviments avantguardistes, des del fauvisme i el cubisme fins al futurisme i la pintura metafísica (Composició satírica, 1923, inspirat en La dansa de Matisse; Nu femení, 1925; Venus i amorets, 1925). El 1928 es va instal·lar a París, endinsant-se en el surrealisme, del qual seria un dels seus màxims representants, i l'any següent va conèixer Gala Éluard, que seria la seva gran musa, i a la qual va retratar en nombroses ocasions, algunes nua. Va començar en aquesta època el seu interès per la psicoanàlisi freudiana, arribant a inventar un mètode d'interpretació dels somnis que va anomenar «mètode paranoicocrític». Gran part de les seves reflexions psicològiques se centren en el sexe, tema recurrent a la seva obra, que gira al voltant de la pugna freudiana entre el principi de plaer i el principi de realitat. De la fase surrealista són la major part de les seves obres: El gran masturbador (1929), Roses ensangonades (1930), Sense títol (Guillerm Tell i Gradiva) (1931), Instrument masoquista (1933-1934), El somni recolza la seva mà sobre l'espatlla d'un home (1936), L'edat d'or - Família de centaures marsupials (1940-1941), Vestit de nu amb cua de bacallà (1941), La mel és més dolça que la sang (1941), Somni causat pel vol d'una abella al voltant d'una magrana un segon abans de despertar-se (1944), Galarina (1944-1945, inspirat a La Fornarina de Rafael), L'apoteosi d'Homer (1944-1945), La meva esposa nua contemplant el seu propi cos transformant-se en esglaons, tres vèrtebres d'una columna, cel i arquitectura (1945), La temptació de Sant Antoni (1946), etc. Entre el 1940 i el 1955 va residir als Estats Units d'Amèrica, on des del 1947 va cobrar interès pel misticisme religiós i la física atòmica, així com per la perspectiva basada en la secció àuria. D'aquesta època són obres com: Leda atòmica (1949, sobre el mite de Leda i el cigne, on Leda és la seva esposa, Gala), El judici de Paris (1950), Crucifixió (Corpus hypercubus) (1954), Dalí nu, en contemplació davant cinc cossos regulars metamorfosats en corpuscles en els quals apareix sobtadament la Leda de Leonard cromosomatitzada pel rostre de Gala (1954), Dos adolescents (1954). Posteriorment va tornar a Espanya, on es va consagrar a la tasca de fundar un museu, el Teatre-Museu Dalí de Figueres, alhora que seguia treballant: Gala despullada d' esquena (1960), Sense títol (Sant Joan) (1964), La pesca de la tonyina (1966-1967), El torero al·lucinogen (1968-1970), Tres gràcies hiperrealistes (1973), Nu de calcomania (1974), Gala mirant a la mar Mediterrània que, a una distància de vint metres, es transforma en el retrat d'Abraham Lincoln - Homenatge a Rothko (1974-1975), La mà de Dalí aixecant un Vellò d'Or en forma de núvol per mostrar a Gala l'aurora completament nua, molt lluny darrere del Sol (1977, inspirat en el Paisatge amb l'embarcament en Òstia de Santa Paula Romana de Claude Lorrain), Els vins de Gala i el diví (1977), Monument imperial a la dona-nena (1977, basat en Les Orèades de Bouguereau). Dalí va ser també escultor (Bust de dona retrospectiu, 1933; Nu femení histèric i aerodinàmic, 1934; Venus de Milo amb calaixos, 1936; L'esclau de Michelin, 1964, amb Esclau moribund de Miquel Àngel travessat per una roda Michelin; Homenatge a Newton, 1969; Crist twisteat, 1976), i va col·laborar amb el fotògraf Philippe Halsman en diverses composicions fotogràfiques: Dalí còsmic (1948), Crani humà compost de set cossos femenins nus (1951).

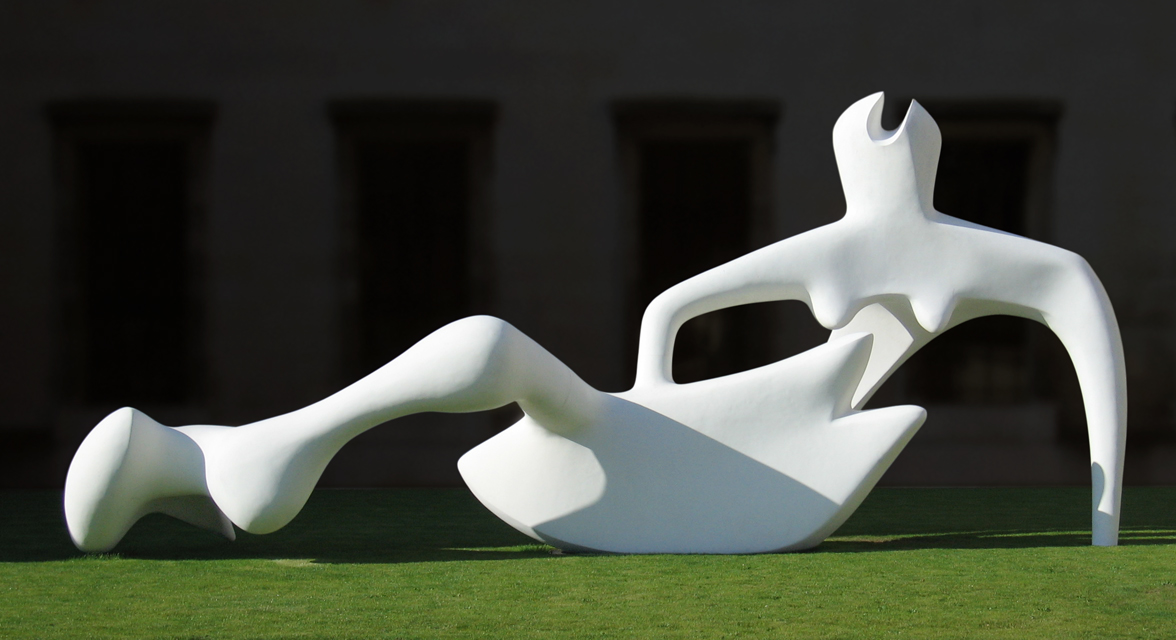
Figura reclinada (1951), de Henry Moore. Museu Fitzwilliam, Cambridge
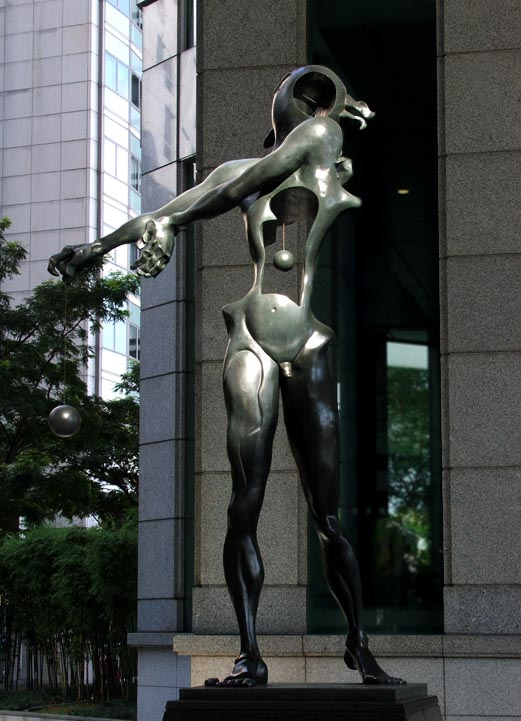
Homenatje a Newton (1985), de Salvador Dalí. Singapur

Paul Delvaux es va enquadrar en un tipus de pintura figurativa, però estranyament inquietant, on unes figures que semblen somnàmbules deambulen per espais arquitectònics o paisatgístics de perfecta factura, influïts per Piero della Francesca i la perspectiva renaixentista, i on les dones nues conviuen amb homes que les miren amb àvid voyeurisme, o amb esquelets que recorden el gènere barroc de la vanitas, aconseguint recrear un ambient d'un erotisme de malson. Delvaux transmet una visió pessimista de l'amor, que sovint relaciona amb la mort, en una conjunció entre Eros i Tànatos. Així, a La ciutat dormida (1938) presenta una ciutat nocturna, d'arquitectura clàssica, on dones nues deambulen com somnàmbules, representant el mite de la dona somiada, inabastable, mentre un home les mira impotent. A Pigmalió (1939) inverteix els rols, sent una dona nua la que abraça una estàtua masculina. El Congrés (1941), malgrat la realitat de la imatge, recrea una atmosfera inquietant, on unes dones nues es passegen entre un grup d'homes que discuteixen dels seus assumptes sense adonar-se. A La via pública (1948) presenta una Venus reclinada que recorda les de Giorgione o Ticià, però situada al mig del carrer i davant d'un tramvia que hi avança. Altres obres seves són: La parella (1929), Crisi (1930), Nimfes banyant-se (1938), La visita (1939), Entrada a la ciutat (1940), Sirena a la llum de la lluna (1940), Boda (1941)), Venus dormint (1944), La conversa (1944), Dona davant el mirall (1945), L'enigma (1946), Sirenes (1947), Leda (1948), Dríades (1966), etc.
René Magritte va desenvolupar una obra on el corrent i el banal conviu amb allò fantàstic i estrany, sovint amb fortes connotacions eròtiques, en atmosferes pertorbadores amb una iconografia recurrent, destacant l'ambigüitat dels objectes que retrata. A Les còmplices del mag (1927), malgrat la figuració realista, l'artista recrea un ambient oníric on la interpretació queda oberta a la imaginació. A Manía de grandeses (1961) va elaborar un tors femení seccionat en tres parts, que es van estrenyent segons van ascendint, creant una forma de ziggurat, com la famosa Torre de Babel. La violació (1934) és una cara on la cara està substituïda per un tors nu, sent els ulls els pits i la boca el pubis. Altres obres seves són: Amistats perilloses (1926), El bosc (1926), Llum polar (1927), Els dies gegantins (1928), Invenció col·lectiva (1934), Banyista entre llum i foscor (1935), Flors del diable (1946)), Mar de flames (1946), Olímpia (1947), La llibertat de l'esperit (1948), El vestit de la nit (1954), etc.
Óscar Domínguez realitzava associacions automàtiques d'objectes, on les figures s'allarguen i adquireixen consistència gelatinosa, combinant humor i desig com a motors de l'activitat humana. A La màquina de cosir electrosexual (1935) mostra un deliri oníric on el component sexual es combina amb la mecanicitat de l'era industrial, a través d'un cos de dona nu i estès de cap per avall, amb una planta carnívora devorant-li els peus i un raig de sang que cau a l'esquena a través d'un embut provinent d'un cap de bou. És una representació d'un erotisme sàdic on el sexe es barreja amb la mort. El bou representa allò primitiu, la lluita entre la vida i la mort, mentre que la màquina representa allò racional, el triomf de la voluntat de l'home sobre l'entorn que l'envolta.
Altres surrealistes que van practicar el nu van ser: Max Ernst, que solia treballar en collage per la seva formació dadaista, i que va mostrar un gran interès per la irracionalitat i l'art efectuat per dements: Els grans enamorats (1926), Joves nues (1926), Vestint a la núvia (1940); i André Masson, interessat en la via automàtica (lliure associació d'idees), amb una obra gestualista, agressiva, amb interès pel sadomasoquisme: Nu matemàtic (1928), d'influència mironiana.
En escultura, Constantin Brâncuşi va efectuar un procés de reducció de la figura humana cap a la més estricta simplicitat, propera a l'abstracció (Musa dormida, 1911). Va seguir la seva estela Alberto Giacometti, amb figures reduïdes a simples filaments, que ell anomenava «construccions transparents», molt allargades i demacrades, mostrant l'aïllament de l'home: Nu dempeus (1953), Dona alta (1960). Hans Bellmer va practicar un erotisme de tall sadomasoquista, amb maniquins articulats en diverses postures, com La nina (1934). Henry Moore es va inspirar en el cos humà en moltes de les seves obres, que suposen una abstracció de la forma en què el cos queda esbossat en unes línies simples i dinàmiques, ondulants, que suggereixen més que descriuen la forma bàsica del cos. Algunes de les seves obres, com Figura recostada (1938) i Figura reclinada (1951), recorden vagament algunes figures del Partenó com l'Ilisos i el Dionís, però esquematitzades en formes allargades i fluides, de línies serpentejants, que evoquen l'erosió del mar a una roca.
Es relaciona amb el surrealisme l'obra per la resta personal i inclassificable de Frida Kahlo, que va reflectir als seus llenços la seva vida turmentada per un accident que li va destrossar la columna vertebral i les infidelitats del seu marit. Un dels seus primers nus va ser Nu de Dona India (1929), on ja mostra el seu estil, d'una figuració de tall fantàstic i un cromatisme intens, amb abundància d'elements anecdòtics. A Uns quants piquetitos (1935) va representar un brutal assassinat real ocorregut poc abans, comès per gelosia, on l'assassí es va defensar dient «però només van ser uns quants piquetitos!», escena en què l'autora projecta el seu dolor per la infidelitat del seu marit amb la seva germana petita, fet corroborat per les punyalades que va clavar a l'obra només acabar-la. A Dos nus en un bosc (1939) apareixen dues dones nues, una de pell més clara i una altra de pell més fosca, reclinada una sobre una altra, i observades per un mico, símbol del pecat, en una escena que pot tenir dues interpretacions: la primera seria la de l'amor lèsbic, mentre que la segona seria un doble autoretrat de Frida, plasmant les dues naturaleses, l'europea i la mexicana. La columna trencada (1944) és un autoretrat que mostra la cotilla d'acer que va haver de portar un temps a causa de l'accident que li havia destrossat la columna vertebral, representada per una columna jònica, mentre que té tot el cos travessat de claus, a una imatge d'intens dramatisme; en aquest quadre inicialment apareixia nua, però finalment només va deixar els pits al descobert.
Art déco (1925-1945)
L'Art déco va ser un moviment sorgit a França a mitjans de la dècada del 1920 que va suposar una revolució per a l'interiorisme i les arts gràfiques i industrials. Dirigit principalment a un públic burgès (el de l'anomenada belle époque), va destacar per l'ostentació i el luxe, i es va desenvolupar notablement en il·lustració publicitària (Erté) i cartellisme (Cassandre).

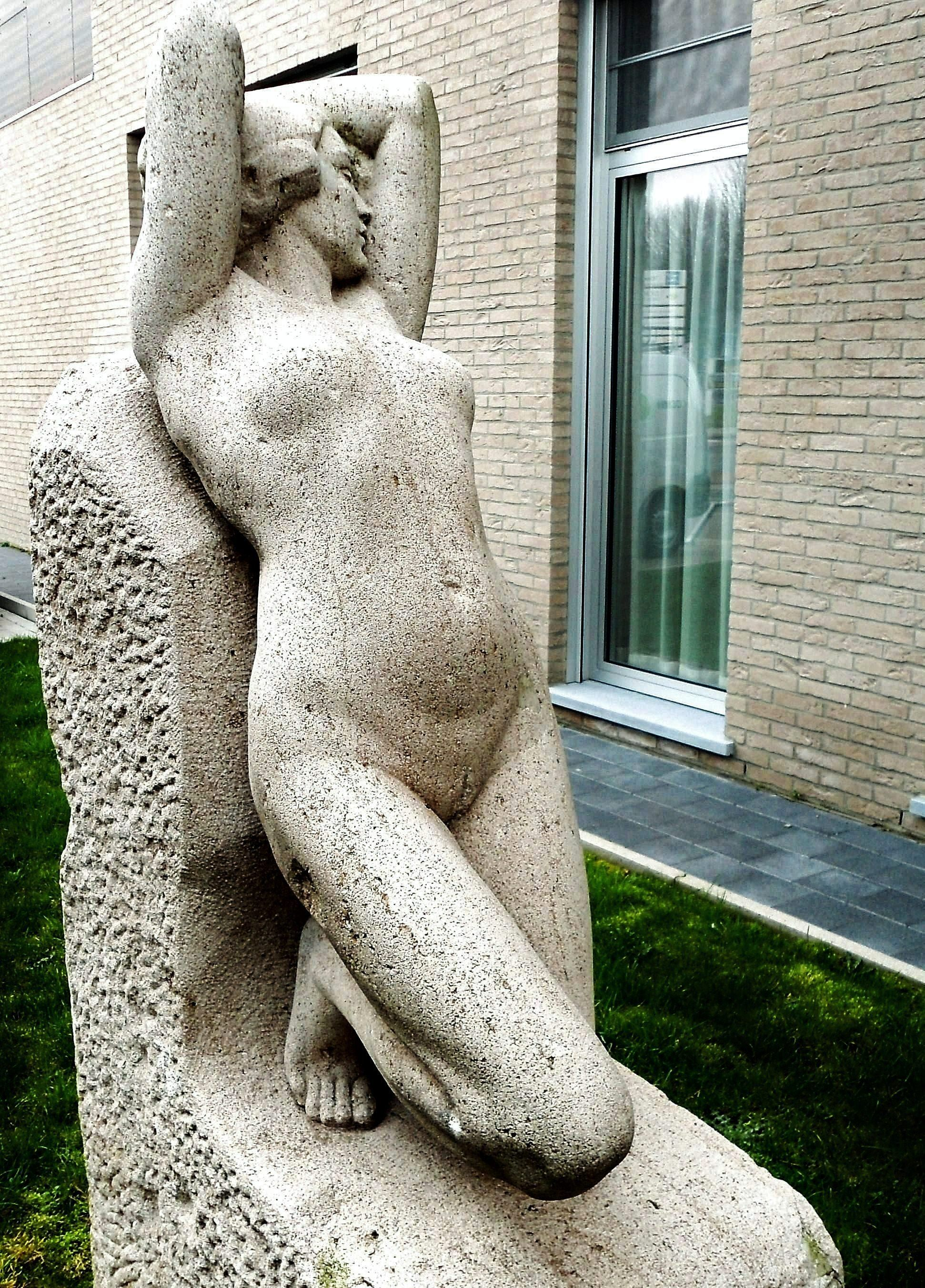
Dolor (1931), d'Yvonne Serruys. Menen
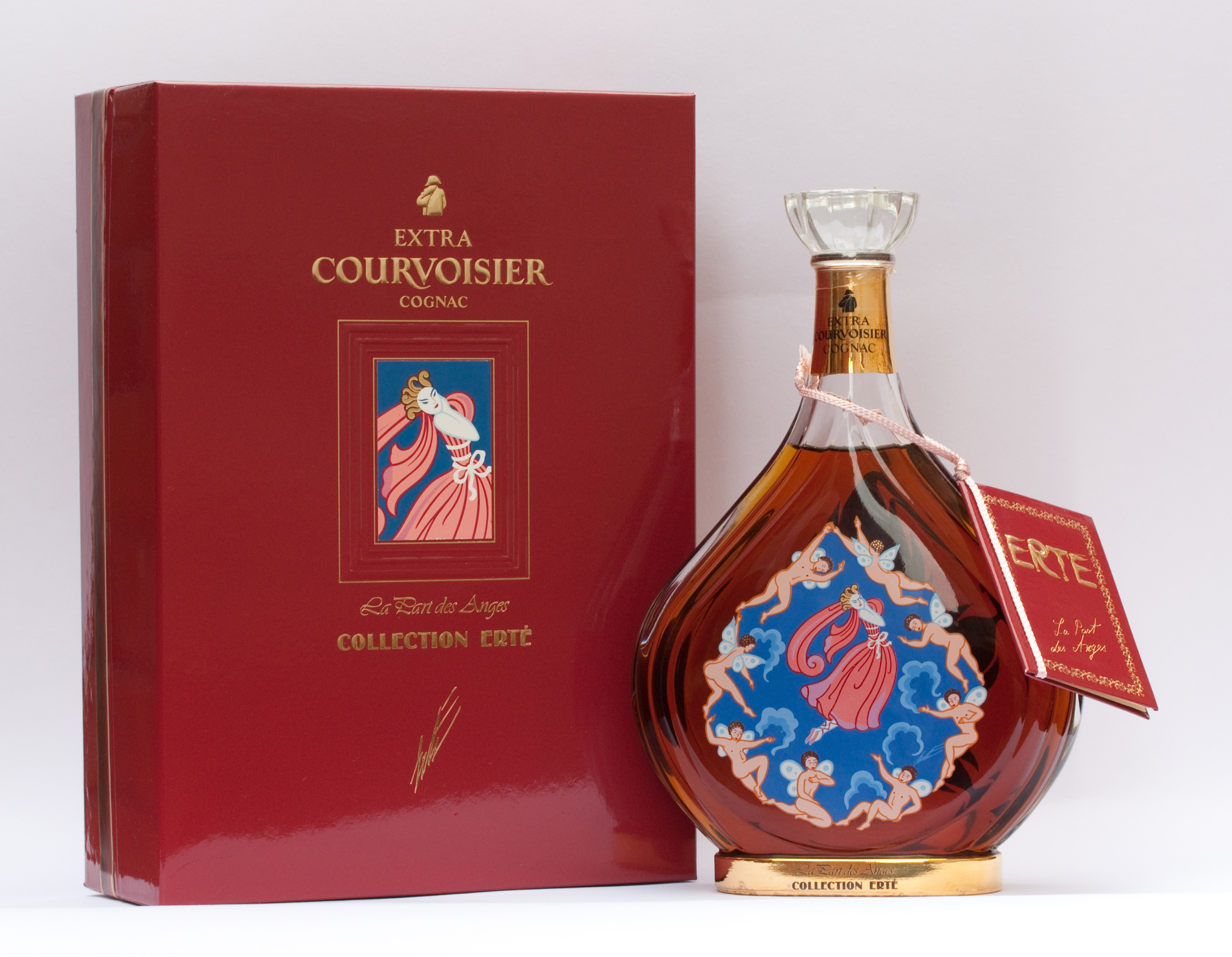
El setè de la col·lecció de decantadors Courvoisier d'edició limitada dissenyats per Erté. L'obra d'art del decantador es titula La Part des Anges (La part dels àngels)
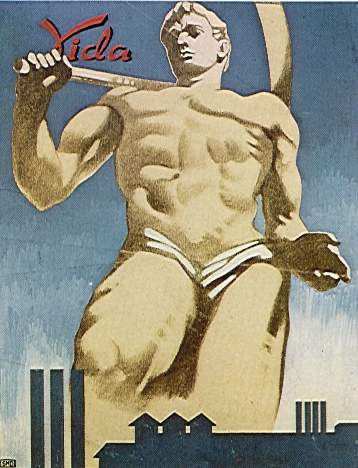
Il·lustració de la revista Vida (1940), de Santiago Martínez Delgado

En pintura va destacar l'obra de Tamara de Lempicka; es va formar amb el nabí Maurice Denis i el cubista André Lhote, alhora que sentia una gran fascinació per Ingres, per la qual cosa la seva obra va ser anomenada «cubisme ingressià». Més endavant va tenir una fase surrealista, per encaminar-se posteriorment a un cert neoclassicisme. Els seus nus presenten dones que són un producte de la seva època, elegants i sofisticades, amb luxe i glamour, com a sortides d'una revista de moda, però sotmeses als dictats d'una societat masclista, de la qual de vegades semblen rebel·lar-se, convertint-se en modernes heroïnes els cossos de les quals trasllueixen una vibrant potència interior. Davant la dicotomia clàssica entre la Venus celestial i la Venus mundana, Lempicka crea un tercer tipus de dona, no divina ni inassequible, però tampoc vulgar ni vilipendiable, una dona moderna que assumeix sense traves la seva sexualitat, i que és admirada i respectada per els homes, una dona d'alta societat que segueix els dictats de la moda. Entre les seves obres destaquen: Les dues amigues (1923), Perspectiva (1923), Noia dormint (1923), Nu assegut (1923), Ritme (1924), Nu en una terrassa (1925), La model (1925), Grup de quatre nus femenins (1925), El somni (1927), Andròmeda (1927), La samarreta rosa (1927), La bella Rafaela (1927), Dones banyant-se (1929), Dues amigues (1930), Nu amb edificis (1930), Adam i Eva (1932), Susana al bany (1938), etc.
Catalunya i Espanya
A Espanya, les avantguardes artístiques van tenir una implantació més lenta, encara que molts d'aquests artistes fossin pioners de l'avantguarda internacional (Picasso, Dalí, Miró). A principis del segle xx, encara dominava el panorama artístic espanyol l'academicisme, convivint menys amb l'impressionisme i el modernisme (sobretot a Catalunya), que fou substituït duant la dècada del 1910 pel noucentisme, moviment classicista d'inspiració mediterrània. Tot i així, a poc a poc es van anar introduint els nous corrents, especialment el cubisme, l'expressionisme i el surrealisme. En aquest ambient, el nu va ser un tema molt més freqüent que en tot l'art anterior practicat a la península, i molts artistes espanyols van concórrer a certàmens internacionals amb obres de nu. Així, per exemple, Julio Romero de Torres degué bona part de la seva fama als seus nus, de factura acadèmica, però amb certa influència leonardesca (en els seus inicis va estar temptat pel puntillisme, com a Vividors de l'amor (1906), però el va abandonar de seguida), tenyits d'un sentiment dramàtic i sensualista propis del seu origen cordovès, com es percep a La Musa gitana (1908), El retaule de l'amor (1910), El pecat (1913), Venus de la poesia (1913), La gràcia (1915), Rivalitat (1925-1926), Ofrena a l'art del toreig (1929), Cante jondo (1929), La néta de la Trini (1929), etc. Ignacio Zuloaga va rebre la influència de Toulouse-Lautrec, però la seva obra es nodreix dels mestres del Prado, amb obres de tint costumista on destaquen el Nu de «La italiana», el Nu de la mantellina i el clavell (1915) i La Oterito (1936). Altres artistes destacats són: José Gutiérrez Solana (Les noies de La Claudia, 1929), Marceliano Santa María (Angèlica i Medoro, 1910; Figures de romanç, 1934), Fernando Álvarez de Sotomayor (Orfeu atacat per les bacants, 1904; El rapte d'Europa, 1907; Leda i el cigne, 1918), Francisco Soria Aedo (Passió, Faune galant, Fruit d'amor, Joventut de Baco), Gabriel Morcillo (Al·legoria a Baco, Fantasia morisca), Eduardo Chicharro (Els amors d'Armida i Reinaldo, 1904; Les temptacions de Buda, 1922), Eugenio Hermoso (El bany de les noies, 1923; Terra, Fauna i Flora, 1923; Malenconia, 1926; Lligabosc, 1926), Roberto Fernández Balbuena (Nu d'esquena, 1926; Nu Pittsburgh, 1926; Nus llum ombra, 1929), Néstor Martín-Fernández de la Torre (Adagi, 1903; Calma, Pleamar i Borrasca de la sèrie Poema de l'Atlàntic, 1918-1924), Juan de Echevarría (La mestissa nua, 1923), Francisco Iturrino (Dones al camp, Dones a la platja), Hermen Anglada Camarasa (Gitana sota una parra, 1909), Joaquim Sunyer (Pastoral, 1911; Paisatge amb quatre nus, 1915; Nu en el camp, 1925), Aurelio Arteta (Banyistes, 1930; Homes de la mar, 1932), Josep Maria Sert (Sala Francesc de Vitòria del Palau de les Nacions de Ginebra), Rafael Zabaleta (Nocturn del nu, 1954), entre d'altres.

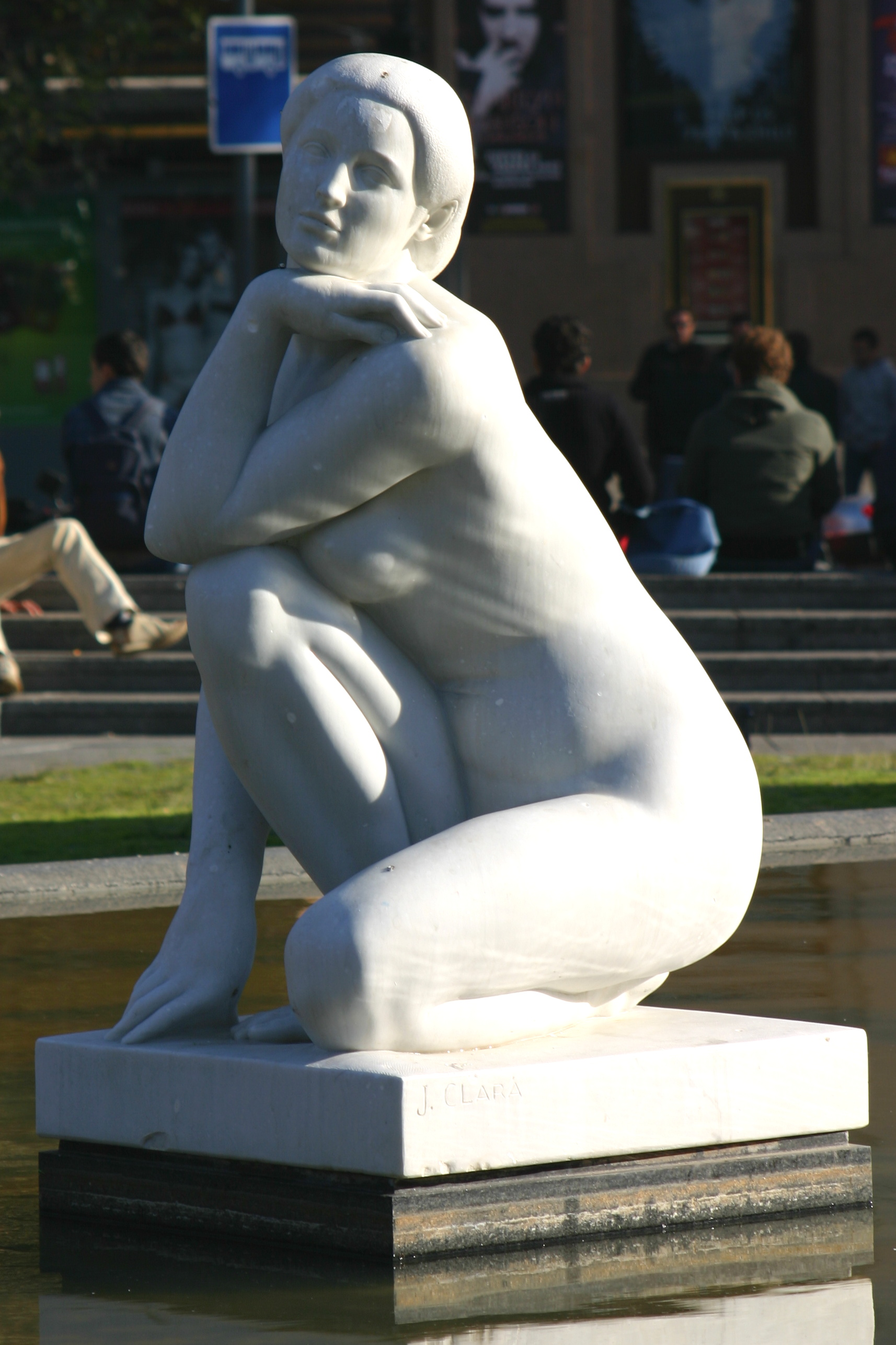
La Deessa o L'Enigma (1909), de Josep Clarà i Ayats. Plaça Catalunya, Barcelona
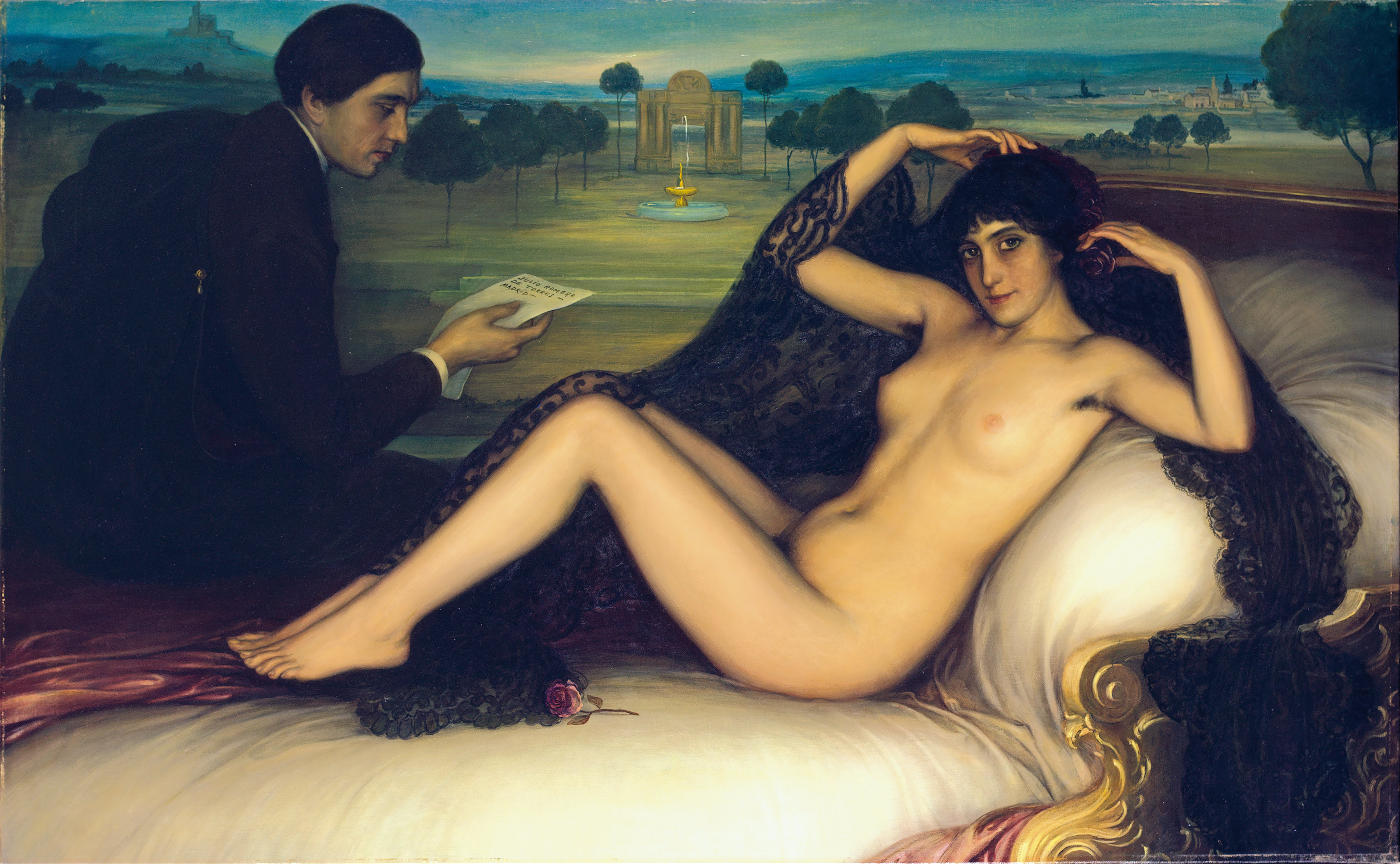
Venus de la poesia (1913), de Julio Romero de Torres. Museu de Belles Arts de Bilbao
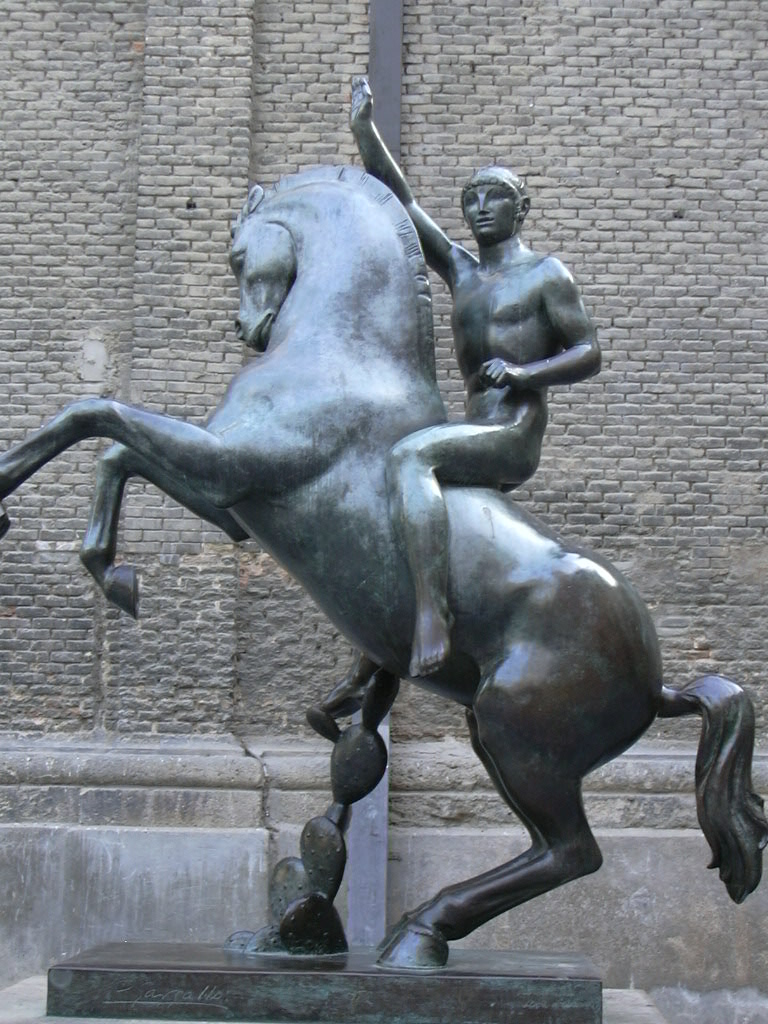
Genet, de Pablo Gargallo. Porta de la Marató de l'Estadi Olímpic de Montjuïc, Barcelona (fotografia de la còpia del Museu de Saragossa)
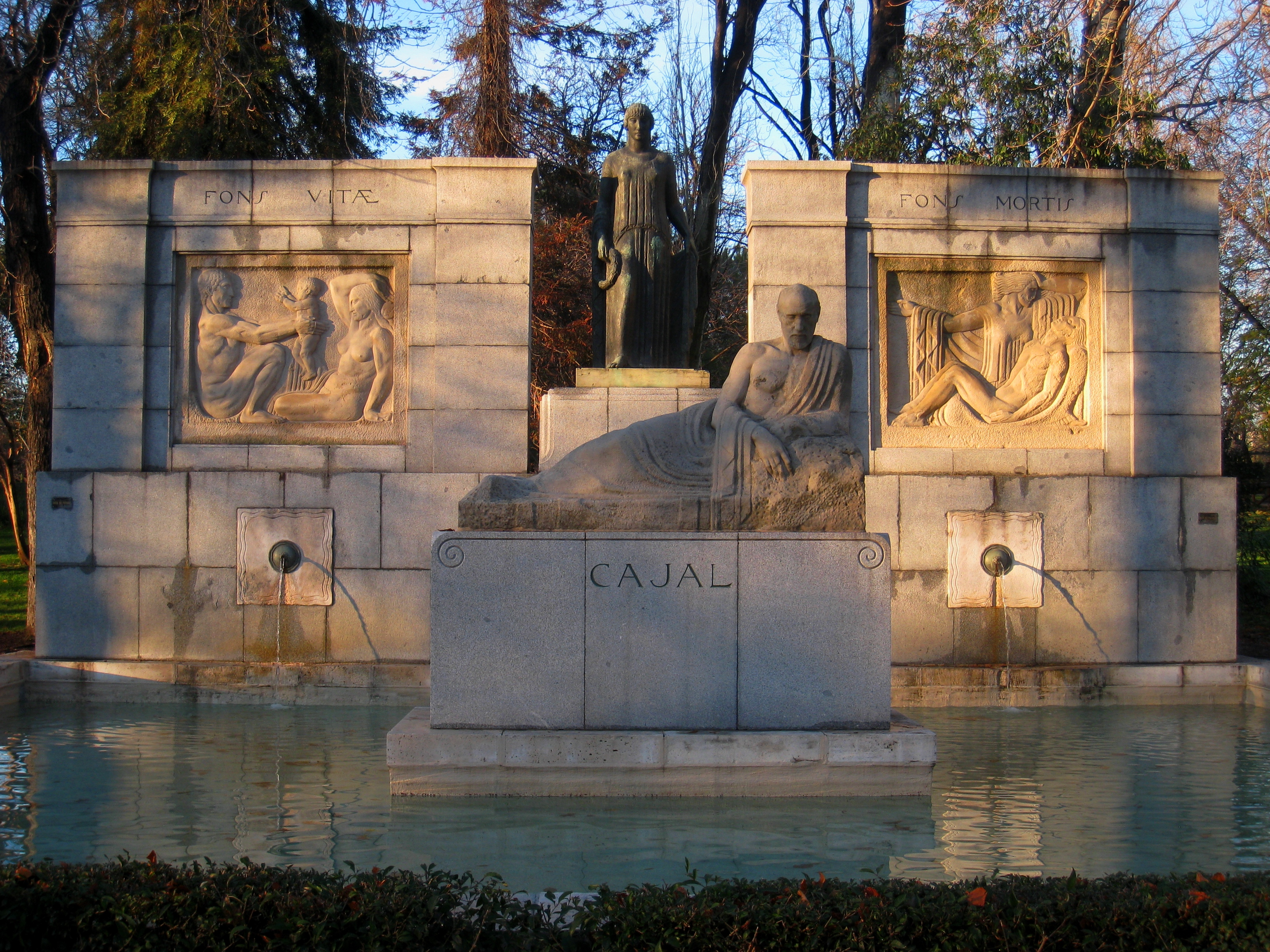
Vista frontal del Monument a Santiago Ramón y Cajal (1923), de Victorio Macho. Jardins del Buen Retiro, Madrid

En el pla escultòric, caldria citar: Mariano Benlliure (Maja nua, 1902), Enric Clarasó (Eva, 1904), Josep Llimona (Desconsol, 1907), Miquel Blay (Eclosió, 1908), Mateo Inurria (Desig, 1914; Torma, 1920), Josep Clarà (El Crepuscle, 1907-1910; La Deessa, 1909; Ritme, 1910; Joventut, 1928), Julio Antonio (Venus Mediterrània, 1914), Victorio Macho (Monument a Santiago Ramón y Cajal, 1926), Pablo Gargallo (Gran ballarina, 1929; El profeta, 1933), etc.

#### Últimes tendències
Des de la Segona Guerra Mundial l'art ha experimentat una vertiginosa dinàmica evolutiva, amb estils i moviments que se succeeixen cada cop més ràpid en el temps. El projecte modern originat amb les avantguardes històriques va arribar a la seva culminació amb diversos estils antimàterics que destacaven l'origen intel·lectual de l'art per sobre la realització material, com l'art d'acció i l'art conceptual.

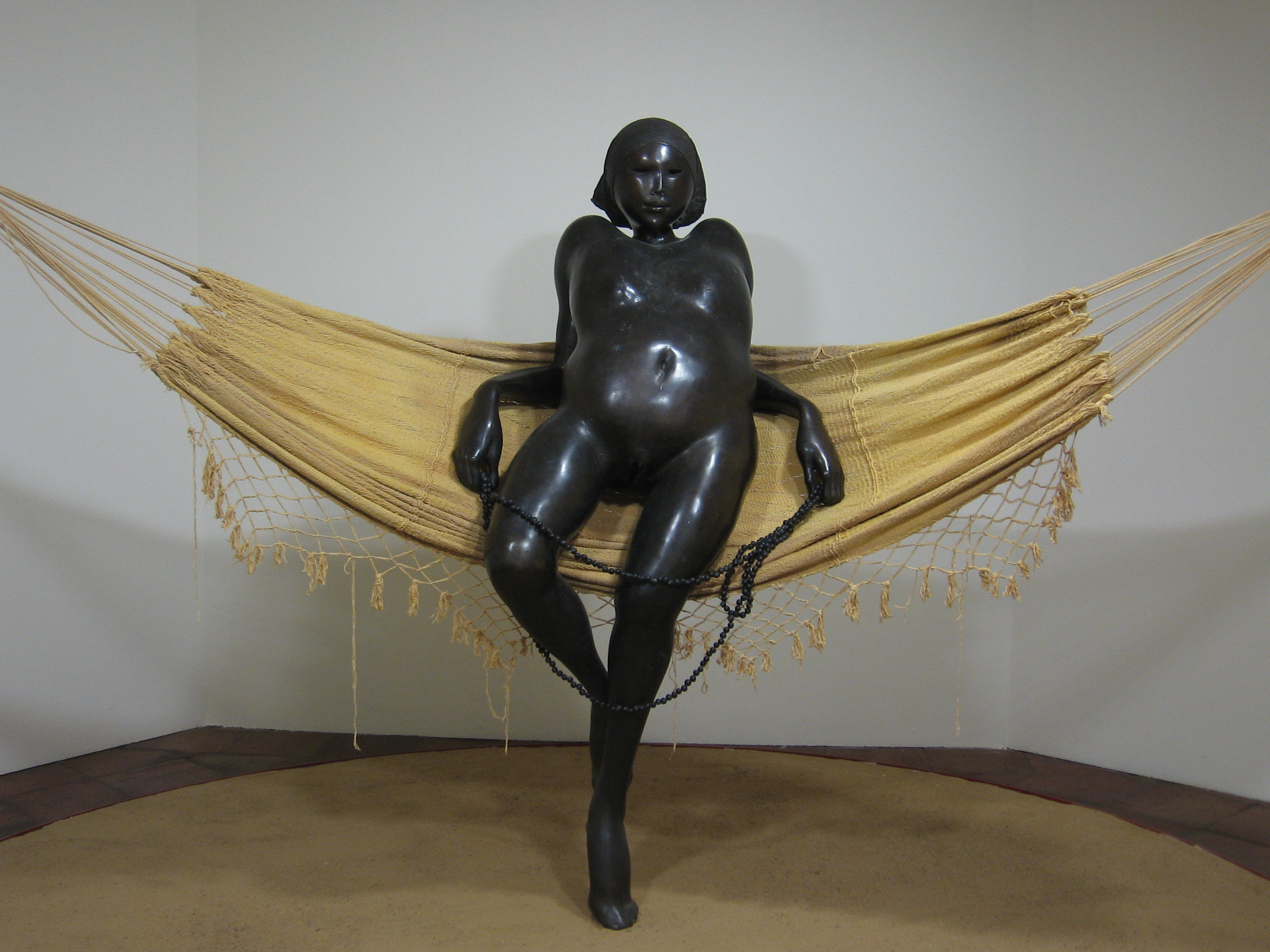
La desconeguda (1972), de Cornelis Zitman, en una exposició a la Casa de los Tiros a Granada
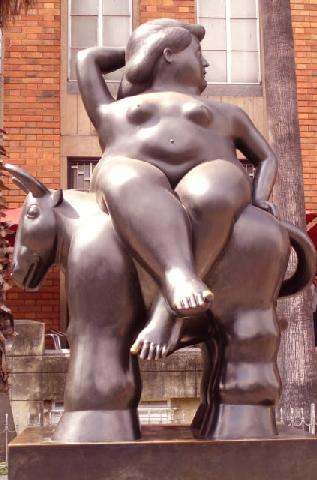
El rapte d'Europa (1994), de Fernando Botero. St. Petersburg, Florida

Assolit aquest nivell de prospecció analítica de l'art, es va produir l'efecte invers (com sol ser habitual a la història de l'art, on els diversos estils s'enfronten i es contraposen, el rigor dels uns succeeix a l'excés dels altres, i viceversa), retornant a les formes clàssiques de l'art, acceptant-ne el component material i estètic, i renunciant al seu caràcter revolucionari i transformador de la societat. Va sorgir així l'art postmodern, on l'artista transita sense pudor entre diverses tècniques i estils, sense caràcter reivindicatiu, tornant al treball artesanal com a essència de l'artista. Finalment, cal remarcar a finals del segle xx l'aparició de noves tècniques i suports al terreny de l'art: vídeo, informàtica, internet, làser, holografia, etc.
Informalisme (1945-1960)
L'informalisme és un conjunt de tendències basades en l'expressivitat de l'artista, renunciant a qualsevol aspecte racional de l'art (estructura, composició, aplicació preconcebuda del color). És un art eminentment abstracte, encara que alguns artistes conserven la figuració, on pren rellevància el suport material de l'obra, que assumeix el protagonisme per sobre de qualsevol temàtica o composició. Inclou diversos corrents com el tachisme, l'art brut, la pintura matèrica o l'expressionisme abstracte als Estats Units d'Amèrica. Els artistes informalistes han viscut en primera persona els horrors de la guerra, per la qual cosa la seva obra està impregnada de pessimisme, d'una desesperació vital que es tradueix en obres agressives, on la figura humana es troba mutilada, deformada, esclafada, remarcant la fragilitat i vulnerabilitat de l'ésser humà, com es percep a l'obra d'artistes com Dubuffet, que aixafa les figures, obrint-les en canal com a un bou; Fautrier, que desfigura la forma humana reduint-la a una nuesa informe; o Antonio Saura, que crea monstres en blanc i negre, fins i tot de belleses com Brigitte Bardot. Aquests autors pretenen destruir la idea de Bellesa, Nu, Harmonia, tots aquells ideals que l'art acadèmic tractava amb majúscules. Es distancien de la cultura occidental, que ha engendrat aquests horrors, tornant al primitivisme, a la infància de la humanitat. Per això es valen també de nous materials, considerats bruts, detrítics, indignes, com el fang, el guix, els sacs, etc. Fins i tot, en comptes d'utilitzar pinzells utilitzen les seves pròpies mans, esgarrapant la tela, remarcant l'efecte gestual.
Jean Fautrier feia nus on la figura es troba deformada, confeccionats a base de diverses textures de color, en suports de paper, tractats amb arrebossat i adhesiu, sobre els quals aplica una substància bruta, feta amb tintes i pólvores, sobre els quals dibuixa o esgarrapa, fins a aconseguir la imatge desitjada. Jean Dubuffet va començar el 1950 la seva sèrie de Cossos de Dama (títol antinòmic, ja que contraposa la materialitat del cos a l'espiritualitat de l'accepció de «dama», que atorga una elevada dignitat a la dona), feta amb materials bruts, dibuixant la figura a base d'esgarrapades, i tractant el cos com una massa que queda aixafada al suport, com en una taula de carnisser. Willem de Kooning realitza nus femenins, però distorsionats al màxim, amb gran colorit. La seva sèrie de Dones (1945-1950) és a mig camí entre la figuració i l'abstracció, on la figura femenina es redueix a taques de color, aplicades de forma agressiva i expressiva, amb contorns que potser evoquen les prehistòriques deesses de la fertilitat que obscenes pintades de carrer.
Antoni Tàpies és un pintor bàsicament abstracte, encara que a les seves obres introdueix de vegades parts del cos humà, especialment genitals, de formes esquemàtiques, moltes vegades amb aparença de deteriorament, el cos apareix esquinçat, agredit, foradat. Així ho percebem a El foc interior (1953), tors humà en forma de tela de xarpellera descomposta per cremades; Relleu ocre i rosa (1965), figura femenina agenollada; Matèria en forma d'aixella (1968), en què a la figura d'un tors mostrant l'aixella afegeix cabells reials; Cos (1986) reflecteix una figura jacent, evocadora de la mort (cosa que s'accentua per la paraula «Tàrtar», l'infern grec); a Dies d'Aigua I (1987) veiem un cos que se submergeix en onades de pintura grisa, evocant la llegenda d'Hero i Leandre. Altres obres seves són: Dues figures (1947), Nu de vernís (1980), Tors (1985), Prajna = Dhyana (1993), Home (2002), Jersei negre (2008), etc.
Nova Figuració (1945-1960)

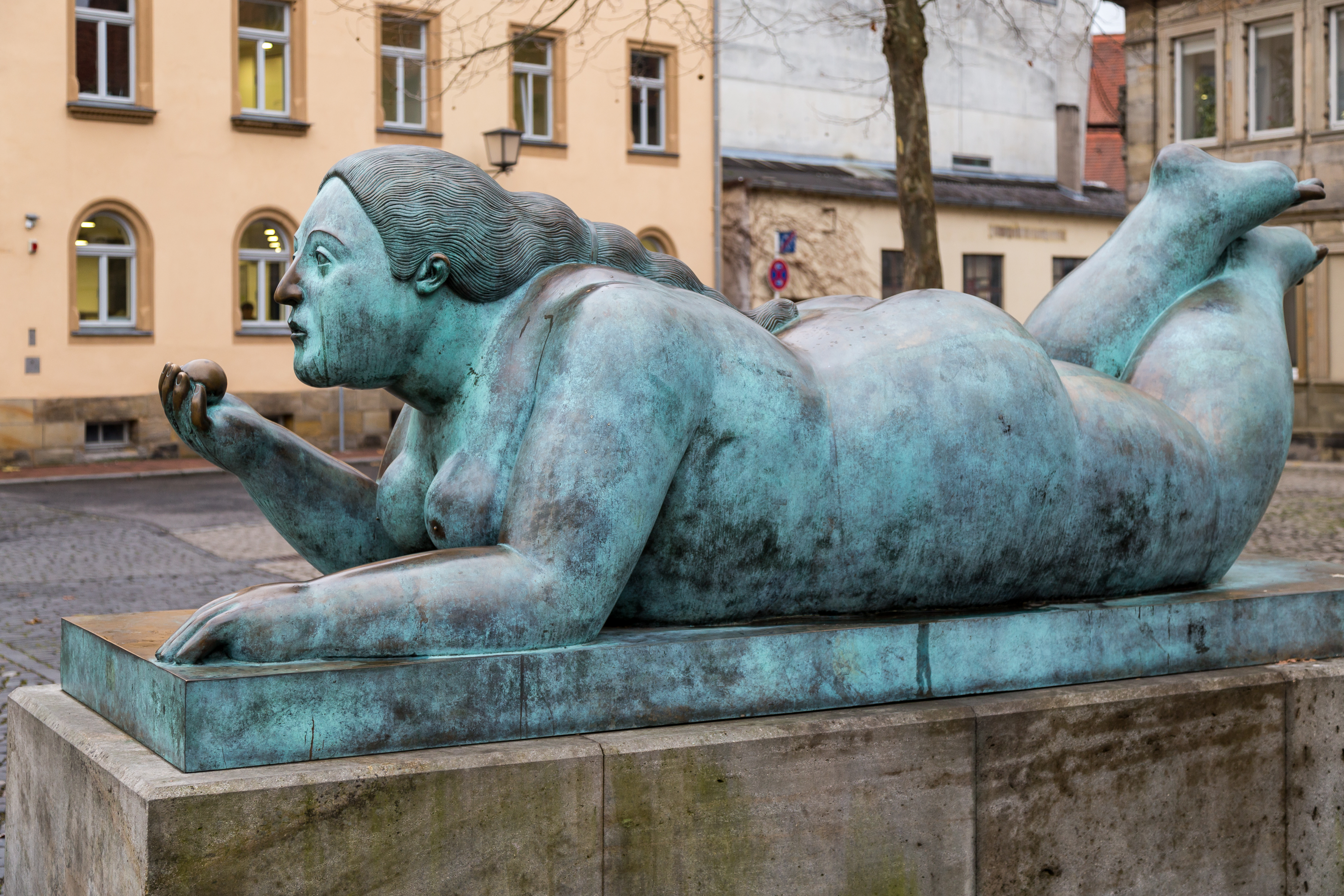
Dona amb fruita, de Fernando Botero. Bamberg, Alemanya

Com a reacció a l'abstracció informalista va sorgir un moviment que va recuperar la figuració, amb una certa influència expressionista i amb total llibertat de composició. Tot i que es basaven en la figuració no vol dir que fos realista, sinó que podia ser deformada o esquematitzada a gust de l'artista. A la gènesi d'aquest estil va tenir decisiva influència la filosofia existencialista i la seva visió pessimista de l'ésser humà, i van entroncar amb el moviment beat i els Angry Young Men. Un dels seus principals exponents va ser Francis Bacon, artista de trajectòria personal, solitària, aliena a les avantguardes (en la dècada del 1930, quan va començar a pintar, va ser rebutjat per no ser surrealista o abstracte). El 1944 va destruir tota la seva obra anterior, i va començar el seu estil més personal amb Tres estudis per a figures al peu d'una crucifixió, on va fer servir un mitjà tradicional, el tríptic, per exposar unes figures la nuesa de les quals és deforme, vulnerable, escarnida, emmarcades en espais irreals, que semblen caixes que tanquen les figures en un ambient opressiu, angoixant. Els seus nus, tant masculins com femenins, semblen garbuixos de carn amorfa, que es recargola i lliura una lluita desesperada per l'existència. Tenen consistència oliosa i una pal·lidesa cadavèrica, accentuada per la llum artificial, de bombeta, semblant més carn de carnisseria que no pas de ser humà. Gran amant de l'art (solia visitar sovint el Museu del Prado), va fer versions de moltes obres de Velázquez o Rembrandt. Altres obres seves són: Estudi de nu ajupit (1952), Nu (1960), Figura tombada (1966), etc.
Per a Lucian Freud el nu va ser un dels seus principals temes, que va tractar de forma realista, descarnada, detallada, sense ometre cap detall, des de venes i músculs fins a arrugues i qualsevol imperfecció de la pell. Són nus crus, epidèrmics, expressius, íntims, és l'ésser humà desposseït de qualsevol accessori, pur i lliure tal com ve al món. Són nus una mica angoixants, ja que reflecteixen la vulnerabilitat de la carn mortal, la solitud del nostre trànsit mundà, recorden el perible de la vida. Els seus primers nus tenen un to acadèmic, encara idealitzat, com el seu Nu adormit (1950), però a poc a poc van cobrant expressivitat, amb pinzellades soltes i un cromatisme més intens, com a Noia nua rient (1963), que és una de les seves filles. Entre la dècada del 1960 i 1970 arriba al seu estil definitiu, amb figures en postures íntimes, despreocupades, en enquadraments que recorden la fotografia, amb un dibuix lineal i contorns marcats, amb una llum intensa i un fort cromatisme on destaquen els tons carnals, disposats en taques de colors: Noia nua dormint (1968), Home nu amb una rata (1977-1978), Rose (1979), Figura asseguda (1980-1982), Home nu en un llit (1987), Home nu vist d'esquena (1992), Dues dones (1992), I el nuvi (1993), Pintor treballant, reflex (1993, autoretrat de l'artista nu), Flora amb les ungles dels peus blaus (2000-2001), Lucian Freud sorprès per una admiradora nua (2005).
Balthus va ser un pintor obsessionat per un tema, el despertar sexual de les joves adolescents, que solia representar en interiors d'aspecte lànguid i intensa il·luminació, amb un erotisme una mica ingenu, però que denota cert aire de perversitat: La lliçó de guitarra (1934), La cambra d'estar (1941-1943), Noia dormint (1943), L'estança (1947), L'habitació (1952), Nu davant el mirall (1955), Jove preparant-se per al bany (1958), El gat davant el mirall (1977-1980), Nu estirat (1983), Latent (1995). Ivan Albright es va emmarcar en l'anomenat realisme màgic, amb un estil meticulosament detallat, retratant amb rigorosa precisió la decadència, la corrupció i les despulles de l'edat, amb gran intensitat emocional (Déu va crear l'home a la seva imatge, 1929-1930).
En escultura van destacar: Germaine Richier, que va seguir l'estela de Giacometti en figures estilitzades de membres allargats, que semblaven insectes, amb un aspecte lacerat i esparracat, com en descomposició, atorgant igual rellevància al buit que a la matèria (El pastor de les Landes, 1951); i Fernando Botero, autor de figures de grans dimensions, que semblen nines inflades (Tors de Dona (La Gorda), 1987; Dona amb mirall, 1987; El rapte d'Europa, 1994).
Art pop (1955-1970)

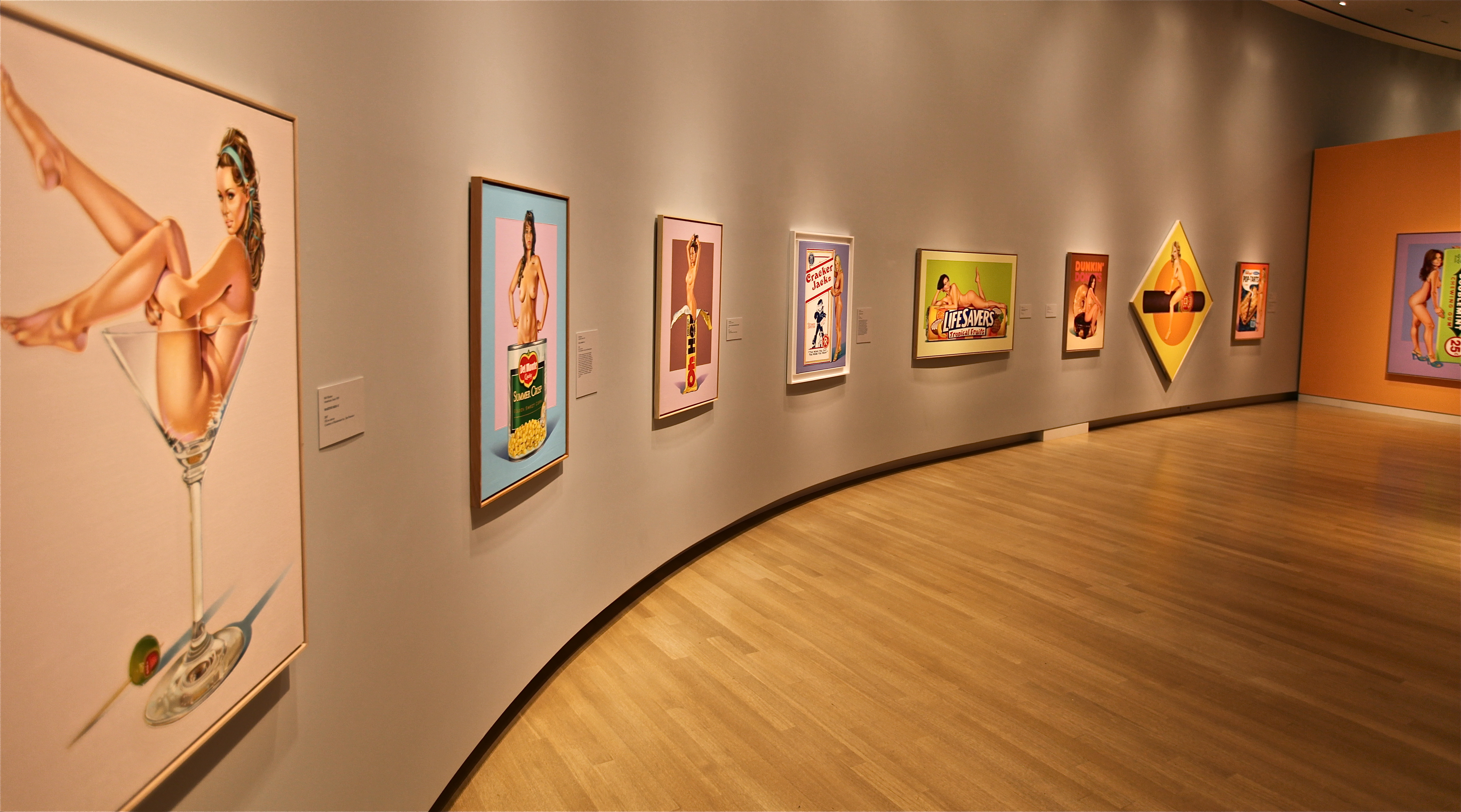
Mel Ramos. Exposició al Crocker Art Museum, Sacramento, 2012

Va sorgir a la Gran Bretanya i als Estats Units d'Amèrica com a moviment de rebuig a l'expressionisme abstracte, englobant una sèrie d'autors que van retornar a la figuració, amb un marcat component d'inspiració popular, prenent imatges del món de la publicitat, la fotografia, el còmic i els mitjans de comunicació de masses. L'art pop va assumir el sexe com una cosa natural, sense embuts, en el marc de l'alliberament sexual de la dècada del 1960 propugnat pel moviment hippie. La primera obra considerada pop va ser Què fa que les coses d'avui dia siguin tan atractives i tan agradables? (1956), de Richard Hamilton, que era el cartell anunciador de l'exposició This is tomorrow, a la White Chapel Art Gallery de Londres; era un fotomuntatge, que exaltava el consumisme com a element modernitzador, on els objectes quotidians es converteixen en obres artístiques, i on apareixien un culturista i una dona seminua com a objectes més de l'escena.
Tom Wesselmann va realitzar a la sèrie Grans nus americans (dècada del 1960) un conjunt d'obres on el nu es mostra com un producte de consum, amb una estètica publicitària i propera a les revistes eròtiques tipus Playboy, accentuada per la planitud de les obres i la simplificació de colors d'arrel matissiana, destacant les parts del cos més «objectuals» (llavis vermells, dents blanques, cabelleres rosses, pits prominents), juntament amb diversos objectes decoratius, fruites o flors. Els cossos tenen una consistència freda, artificial, com a nines inflables, i solen presentar les típiques zones blanques deixades per biquinis en contrast amb la resta del cos més bronzejat. A la sèrie Cambres de bany (1963) va passar a la tridimensionalitat, on les seves típiques pintures de nu apareixien amb objectes reals com cortines, tovalloles, detergents o esmalt d'ungles, o es veien per una porta entreoberta, remarcant l'efecte voyeurista. A Natura morta (1963) apareix una dona nua amb un cendrer còncau (símbol del sexe femení) i una cigarreta (símbol fàl·lic), en un ambient una mica kitsch, amb colors purs.
Mel Ramos va realitzar obres d'un erotisme més evident, proper a la pornografia, amb figures femenines que semblen pin-ups, com a Miss Corn-Flakes (1964) o Philip Morris. Tobacco Rose (1965). Roy Lichtenstein es va especialitzar en imatges similars a les dels còmics, destacant fins i tot el característic puntejat dels processos d'impressió. Entre 1993 i 1994 va fer la seva sèrie de Nus: Nu pensant, Dos nus, Nu amb els cabells blaus.
Nou realisme (1958-1970)
Moviment francès inspirat en el món de la realitat circumdant, del consumisme i la societat industrial, del qual extreuen (al contrari que al pop-art) el seu aspecte més desagradable, amb especial predilecció pels materials detrítics. Un dels principals exponents va ser Yves Klein, artista revolucionari que va ser precursor de l'art conceptual i d'acció. Durant la seva «època blava», en què pintava quadres monocroms d'un blau ultramar intens (que va batejar com a International Klein Blue (IKB), marca registrada), va realitzar diverses escultures de nu inspirades en les Venus clàssiques, però tenyides de blau, com de igual manera va versionar l'Esclau moribund de Miquel Àngel. També va realitzar diversos buidatges en guix d'amics seus, nus i pintats tots de blau, com ara Retrat en relleu de Claude Pascal (1962) i Retrat en relleu d'Arman (1962). El 1958 va començar les seves «antropometries», on una model nua (que ell anomenava els seus «pinzells vivents»), empastifada de pintura, es ficava al llit sobre un llenç, deixant l'empremta del seu cos pintada a la tela, en diverses empremtes que variaven segons la posició del cos, o segons el moviment, ja que de vegades feia girar les models sobre la tela. De vegades, també feia «antropometries en negatiu», és a dir, situant la model davant de la tela i polvoritzant pintura, de manera que quedava marcada la seva silueta. Aquestes experiències marquen el punt d'origen del body-art, alhora que preludien els happenings, per l'escenificació que Klein conferia a aquestes realitzacions, desenvolupades sovint en galeries davant del públic, en vetllades amb música i degustant un aperitiu.
Art d'acció (des de 1960)
Són diverses tendències basades en l'acte de la creació artística, on allò important no és l'obra en si, sinó el procés creador, en què a més de l'artista intervé sovint el públic, amb un gran component d'improvisació. Engloba diverses manifestacions artístiques com el happening, la performance, l'environment, la instal·lació, etc. Es podrien considerar com a pioners els membres del grup Gutai al Japó: Katsuō Shiraga va efectuar a Tornar al fang una acció en què se submergia nu en el fang, com a idea de la mort, del retorn a la matèria primigènia (aquests artistes estaven molt marcats per l'experiència de la Segona Guerra Mundial). A Europa va destacar el grup Fluxus i artistes com Wolf Vostell, que va realitzar diversos happenings on intervenia el nu: a Desastres (Encofrat amb ciment de la vagina) (1972) va immobilitzar un vagó de tren i una dona nua amb formigó armat durant 24 hores; a Fandango (1975) va fer un «concert per a dos violins, operari i model»: mentre ell tocava el violí, l'operari amb una serra tallava portes de cotxe, i la model nua escoltava amb els ulls tapats. Les accions de Vostell eren de marcat component polític i pretenien denunciar la injustícia social, la destrucció de la naturalesa, la carrera armamentista, la discriminació de la dona i altres causes per l'estil.
Hiperrealisme (des de 1965)
Com a reacció al minimalisme de moda els anys 1950 i 1960 va sorgir aquest nou corrent figuratiu, caracteritzat per la seva visió superlativa i exagerada de la realitat, que és plasmada amb gran exactitud en tots els seus detalls, amb un aspecte gairebé fotogràfic. John Kacere pinta fragments de cossos femenins, especialment parts íntimes i natges amb calces ajustades. En escultura, John d'Andrea fa nus de forta càrrega sexual (L'artista i el seu model, 1976). A Espanya, Antonio López García és autor d'obres de factura acadèmica, però on la descripció més minuciosa de la realitat s'uneix amb un vague aspecte irreal proper al realisme màgic. Alguns dels seus nus són: Dona a la banyera (1968), obra d'efecte fotogràfic, una dona pren un bany en un ambient de llum elèctrica que es reflecteix a les rajoles del bany, creant una composició intensa i vibrant; Home i dona (1968-1990), obra en què va treballar més de vint anys i va deixar inacabada, pretén crear uns prototips comuns d'home i dona, i va prendre múltiples apunts de diversos models, sintetitzats en unes formes estàndard que podrien correspondre a qualsevol persona del carrer.
Art conceptual (1965-1980)

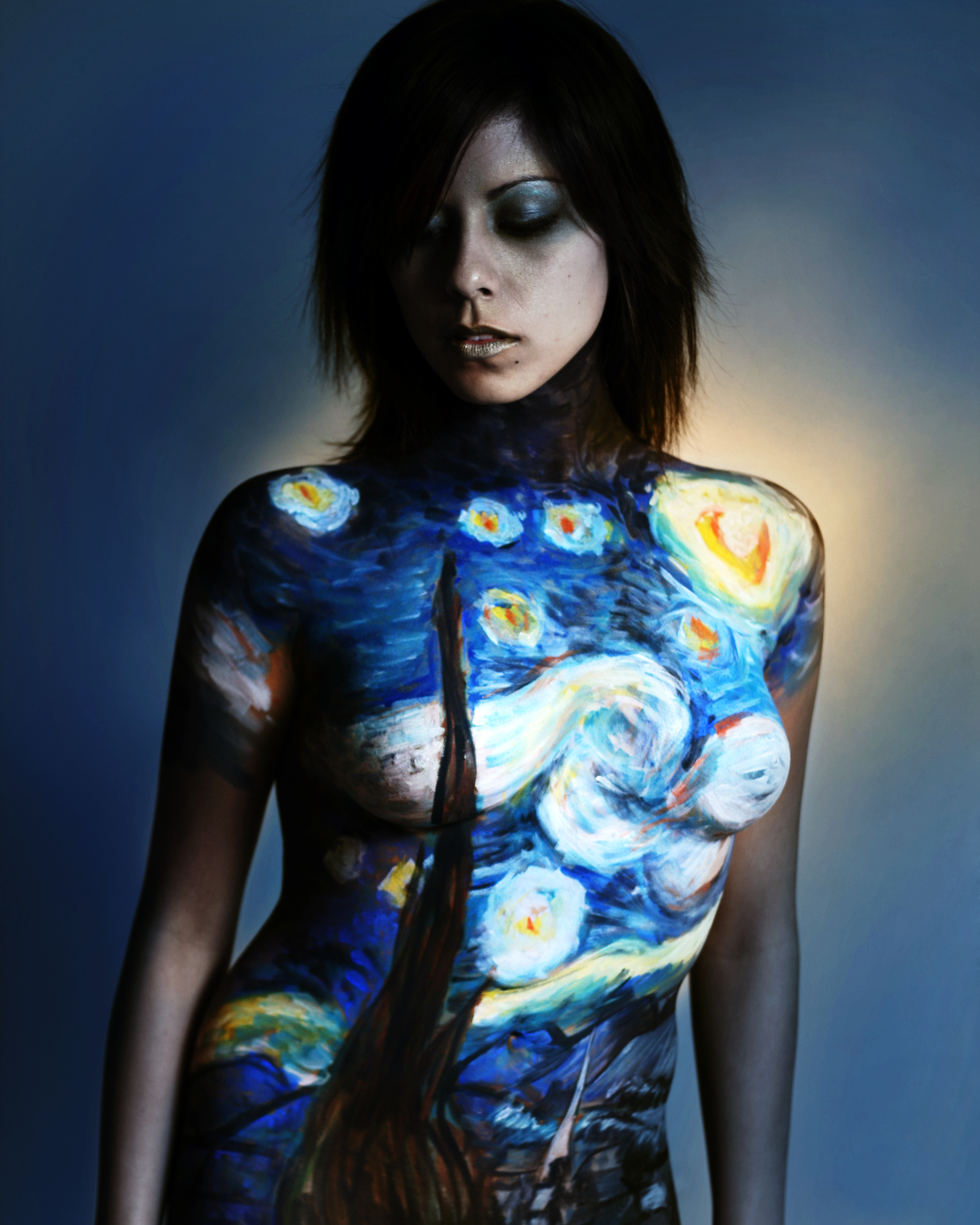
Reproducció de La nit estelada de Vincent Van Gogh en una pintura corporal per Danny Setiawan

Després del desposseïment matèric del minimalisme, l'art conceptual va renunciar al substrat material per centrar-se en el procés mental de la creació artística, afirmant que l'art està en la idea, no en l'objecte. Inclou diverses tendències, com l'art conceptual lingüístic, l'art pobre, l'art corporal, l'art natura, el bioart, etc. També podrien emmarcar-se en aquest corrent diversos gèneres de reivindicació social com ara l'art feminista i l'art homoeròtic. En relació al nu té especial rellevància l'art corporal, moviment sorgit a finals de la dècada del 1960 i desenvolupat a la dècada del 1970, que va tocar diversos temes relacionats amb el cos, especialment en relació amb la violència, el sexe, l'exhibicionisme o la resistència corporal a determinats fenòmens físics. En aquest moviment s'evidencien dues línies: l'estatunidenca, més analítica, on es valora més l'acció, el component vital, instantani, valorant més la percepció i la relació amb l'espectador, i es documenten amb vídeos; i l'europea, més dramàtica, que tendeix més a tractar el cos objectualment i tocar temes com el transvestisme, el tatuatge o el dolor, documentant-ne els resultats mitjançant fotografies, notes o dibuixos.
Un dels seus màxims exponents, Dennis Oppenheim, va experimentar amb el bronzejat, deixant parts del cos en blanc. Stuart Brisley es fa taques al cos, imitant la sang. El grup Accionisme vienès (Günther Brus, Otto Mühl, Hermann Nitsch i Rudolf Schwarzkogler) fan automutilacions, incidint en el seu propi cos. Youri Messen-Jaschin es va centrar en la pintura corporal, recobrint integralment cossos nus amb colors psicodèlics i biològics. Urs Lüthi utilitza diversos mitjans (fotografia, pintura, escultura, vídeo), explorant el seu propi cos, en autoretrats d'estil kitsch, amb una forta càrrega irònica, que constitueixen una reflexió sobre el cos, el temps i la vida, així com la relació amb els altres. El 2001 va presentar a la Biennal de Venècia dues instal·lacions que són de les seves obres més conegudes (Run for your life i Placebos and surrogates), on el tema central és el culte desmesurat al cos.
Art feminista (des de 1960)
L'art feminista ha intentat reivindicar la imatge de la dona com a persona i no com a objecte, incidint en la seva essència tant material com espiritual, i remarcant aspectes de la seva condició sexual com la menstruació, la maternitat, etc. Un aspecte essencial és el missatge, l'intent de fer reflexionar l'espectador, si cal mitjançant la provocació, amb obres impactants, que remouen la consciència. Una de les maneres de diluir les diferències de gènere ha estat a través de la degradació o mutilació del cos: així, Donna Haraway crea cossos neutres, transhumans, que anomena «cossos cíborg». Cindy Sherman fa nus femenins deliberadament lletjos, repulsius, per desmitificar el gènere. Judy Chicago defensa el valor de la dona com alguna cosa més que un cos bell, en obres com Red Flag (1971). Zoe Leonard mostra el cos en la seva realitat més crua, com en la seva sèrie Vagina (1990), inspirada en L'origen del món de Courbet. Kiki Smith fa escultures fràgils, de cossos fragmentats, remarcant els processos de reproducció, amb elements escatològics.
A la dècada del 1970, l'organització Women Against Rape («Dones contra la violació») va criticar (entre altres aspectes de la cultura occidental) el nu femení a la pintura, en considerar que la representació del cos nu de la dona és una forma de violació. A la dècada del 1980 el grup Guerrilla Girls va llançar una campanya sota el lema «Han d'estar les dones nues per entrar al Metropolitan Museum?», remarcant el fet que menys del 5% dels artistes contemporanis en aquest museu són dones, però el 85% dels nus són femenins.

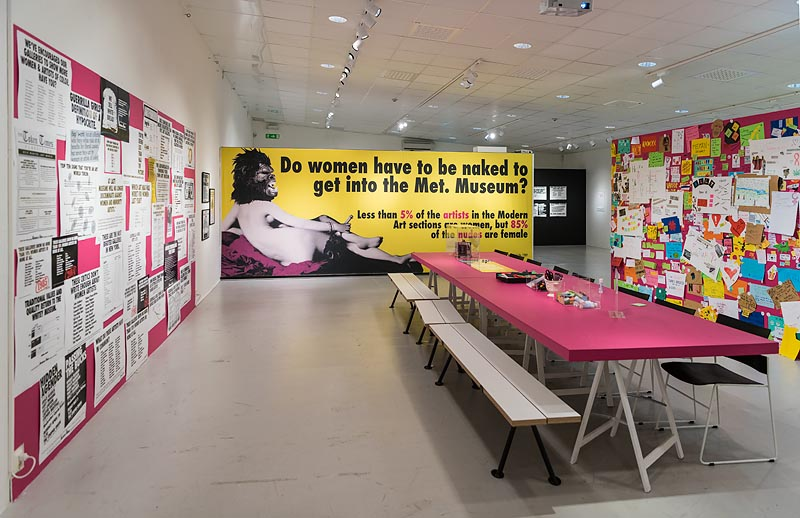
Exposició de les Guerrilla Girls al Mjellby Art Museum, 2019
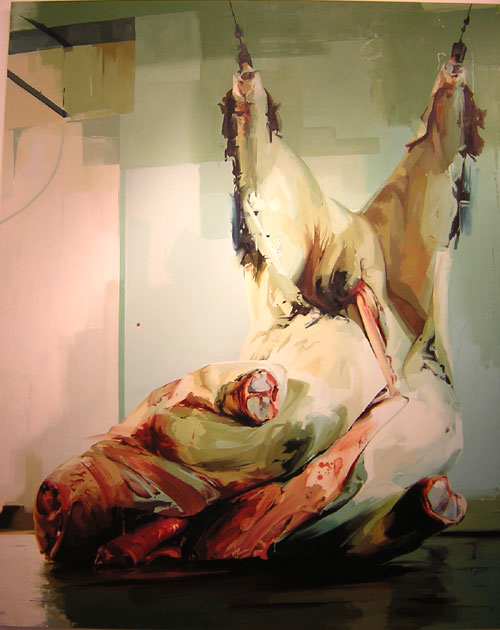
Tors (2005), de Jenny Saville

Una de les artistes amb més èxit en els darrers temps ha estat Jenny Saville, que realitza obres de grans dimensions amb figures vistes des de perspectives poc usuals, on els cossos semblen muntanyes de carn que semblen omplir tot l'espai, amb predilecció per mostrar les zones genitals, o per imperfeccions i ferides de la pell, amb colors brillants, intensos, disposats per taques, predominant els tons vermells i marrons. Generalment són cossos obesos (sovint s'autoretrata a si mateixa), on la carn forma plecs i arrugues, amb unes formes monumentals que semblen la visió que un nen té d'un adult. Inspirada per Courbet i Velázquez, pinta la dona reial, d'avui dia, sense cap mena d'idealització, sense buscar la bellesa, només la veracitat, realitzant (com ella mateixa anomena) «paisatges del cos».
Art postmodern (desde 1975)
Per oposició a l'anomenat art modern, és l'art propi de la postmodernitat. Els artistes postmoderns assumeixen el fracàs dels moviments d'avantguarda com a fracàs del projecte modern: les avantguardes pretenien eliminar la distància entre l'art i la vida, universalitzar l'art; l'artista postmodern, en canvi, és autoreferencial, l'art parla de l'art, no pretenen fer una feina social. Entre els diversos moviments postmoderns destaquen la transavantguarda italiana i el neoexpressionisme alemany, així com el neomanierisme, la figuració lliure, etc.
A Itàlia, Sandro Chia realitza una obra autobiogràfica, retratant moments de la seva pròpia existència, juntament amb referències de la història de l'art, especialment els artistes que més li interessen, com Cézanne, Picasso o Chagall. A L'esclau (1980) va fer una simbiosi de l'Esclau moribund de Miquel Àngel i El naixement de Venus de Botticelli, com una forma de desmitificació de l'art.

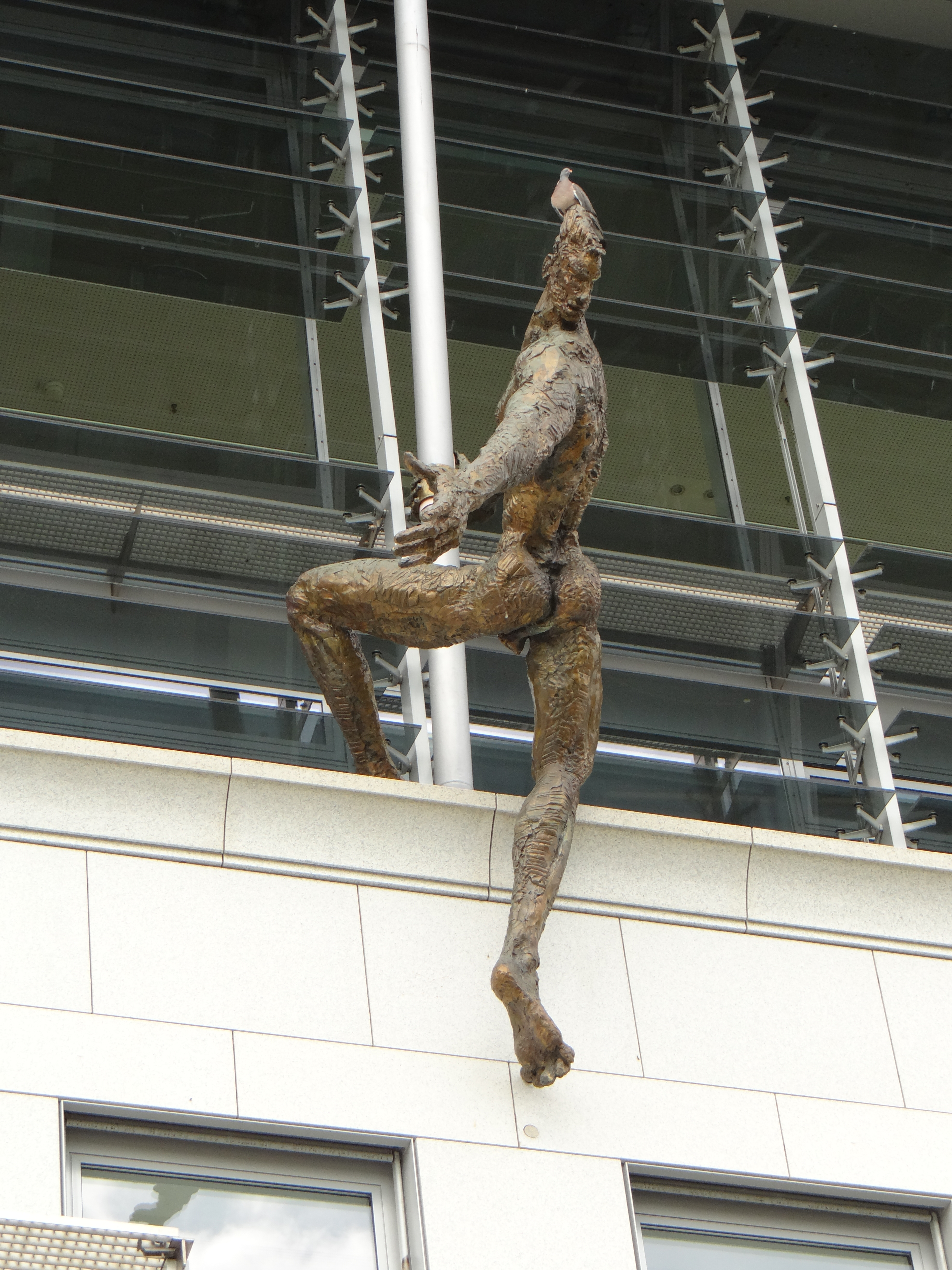
Der Steiger, de Rainer Fetting. Theaterplatz de Wilhelmshaven
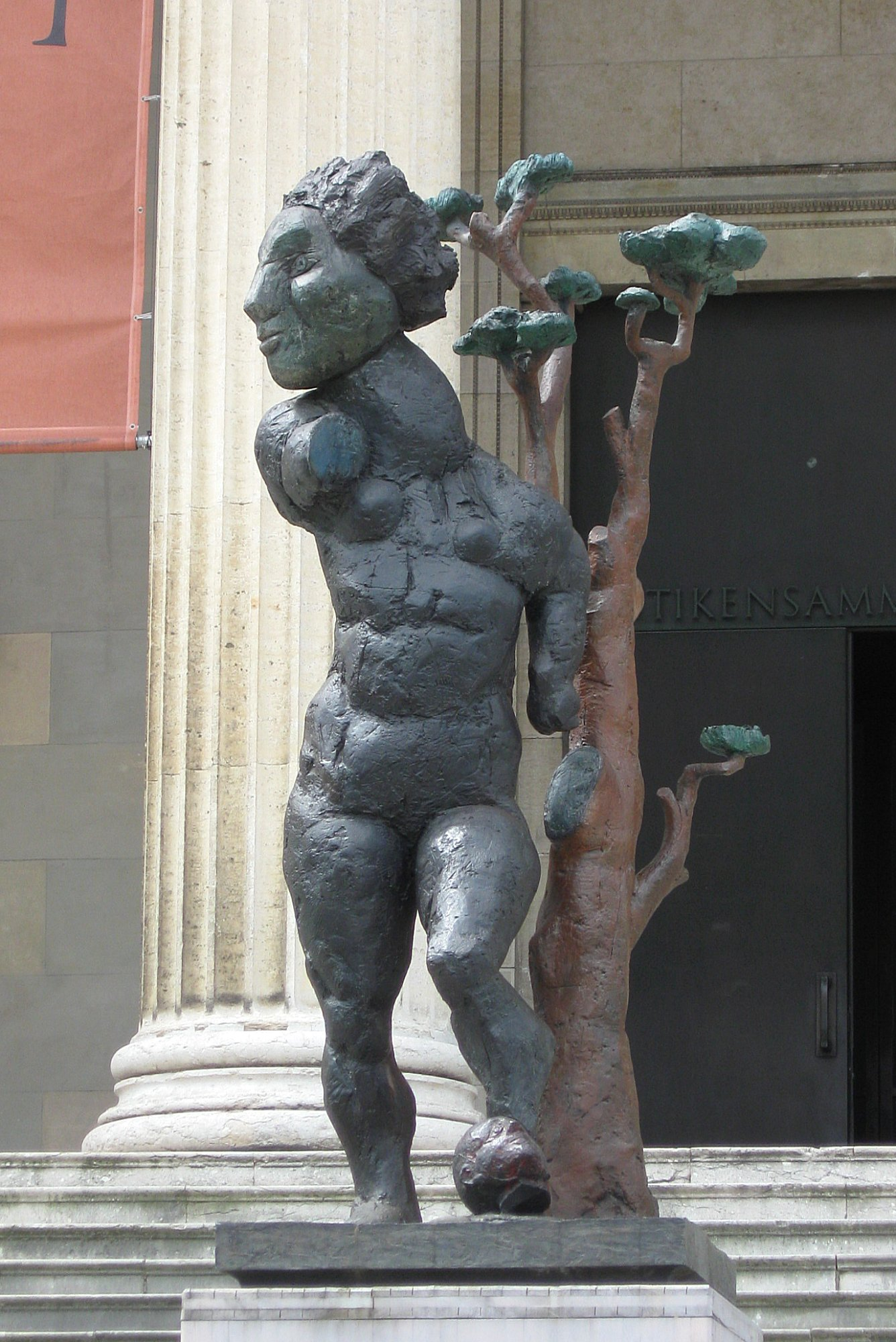
Dafne, de Markus Lüpertz. Staatliche Antikensammlungen de Múnic

A Alemanya, Markus Lüpertz realitza obres fortament expressives, fet que emfatitzen la grandiositat dels seus formats i el colorit fascinant que impregna els seus quadres. Temàticament sol partir de temes figuratius per derivar-los cap a l'abstracció, recollint diverses influències de l'art del passat; especialment, se sol inspirar en el paisatge i el cos humà, que reinterpreta de manera personal i espontània: Sant Francesc impedeix l'extermini de les rates (1987). Georg Baselitz es caracteritza per les seves imatges amb figures i objectes invertits, amb formes rotundes i pesades, inspirades en Rubens: Dormitori (Elke i Georg) (1975), Nu masculí (1975). Rainer Fetting es basa en elements corporals per reproduir la visió de la realitat, mitjançant colors vius, d'aspecte àcid i influència vangoghiana: Dues figures (1981).
Als Estats Units d'Amèrica, David Salle ha estat adscrit a diverses tendències postmodernes estatunidenques, com el simulacionisme o el Bad painting. Un dels seus primers treballs, en una revista pornogràfica, va suposar una de les fonts d'inspiració més recurrents: l'erotisme, imatges de dones nues tractades de forma realista, sense pudor. La principal característica de l'estil de Salle és la juxtaposició d'imatges, una superposició desorganitzada i incoherent d'imatges provinents tant de la història de l'art com del disseny, la publicitat, els mitjans de comunicació, el còmic, la cultura popular, etc. Algunes de les seves obres són: Zeitgeist Painting Nr. 4 (1982), King Kong (1983), El conte del moliner (1984). Eric Fischl cultiva un estil realista inspirat en la tradició pictòrica estatunidenca (Winslow Homer, Edward Hopper), retratant dones nues que semblen remetre a la figura de la mare, en imatges desassossegants realçades per les intenses gammes cromàtiques: El gos de l'ancià i el pot de l'ancià (1982).
A Espanya, Miquel Barceló denota a la seva obra l'herència del passat, des del barroc espanyol fins a Goya, interpretats de forma lliure i personal, amb un cert aire primitivista derivat de les seves estades a Mali: Venus bruta (1980).

## Art no-occidental

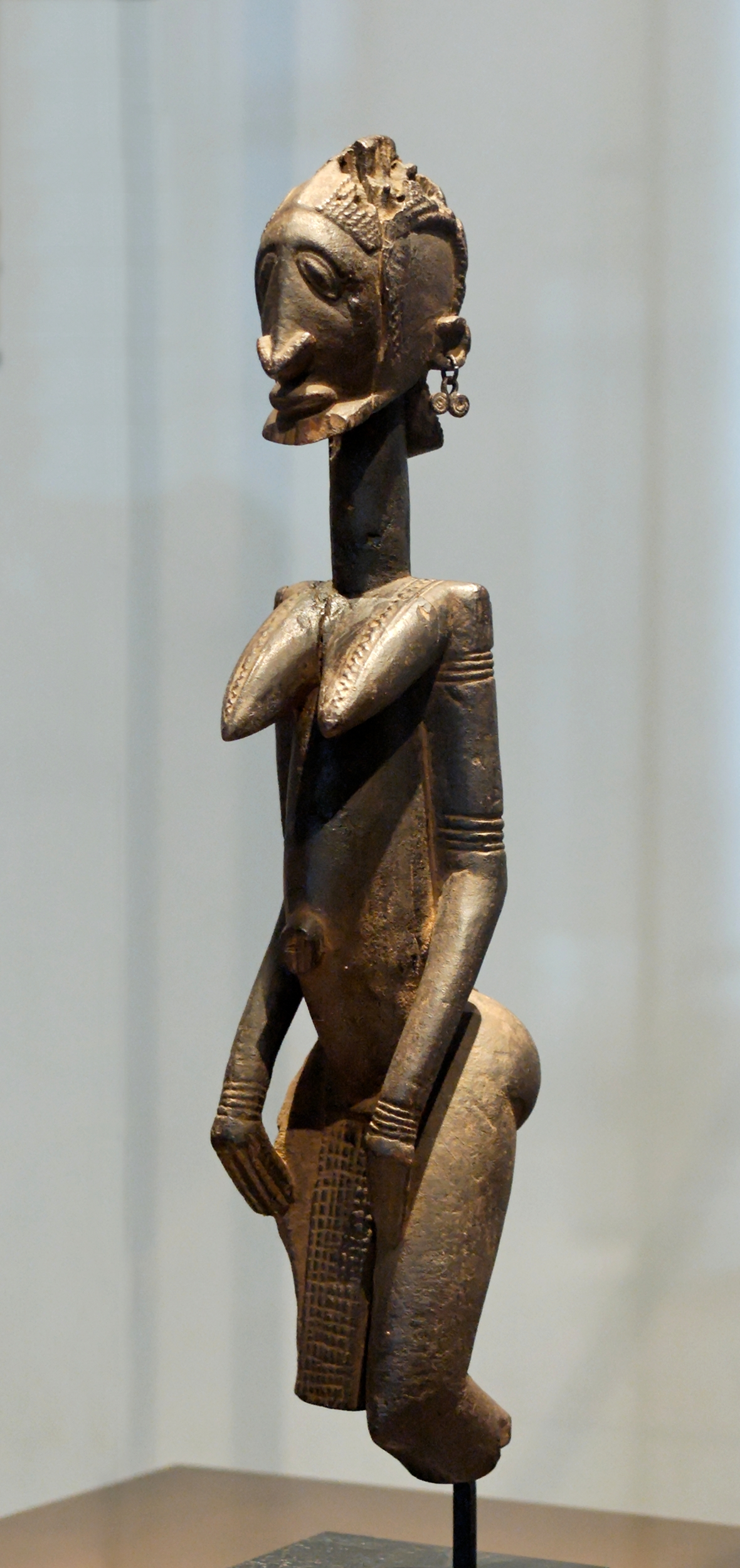
Escultura dogon, Mali. Segles -

El nu ha tingut a l'art occidental una significació especial, i ha estat un tema freqüent a l'art des de l'antiga Grècia. Tot i això, no en totes les cultures ha tingut la mateixa significació, i la seva importància ha variat segons la regió des de la pràctica nul·litat de la seva representació fins a donar-se amb més intensitat fins i tot que a Occident, com és el cas de l'Índia. La consideració social del nu varia segons la zona geogràfica, generalment d'acord amb els conceptes religiosos d'aquesta zona, i així com en alguns llocs es contempla de forma natural i sense inhibicions, en altres és prohibit i motiu de vergonya.
A la Xina, per exemple, la sexualitat es considera una esfera privada, per la qual cosa el nu pràcticament no existeix a l'art xinès (es pot considerar com una petita excepció les estatuetes d'ivori per a les consultes mèdiques, com les del Museu d'Art Oriental de Roma).
A l'art precolombí també és pràcticament inexistent, malgrat el freqüent nudisme social dels pobles de la zona.
A la cultura islàmica no només el cos nu, sinó també el vestit és objecte de rebuig, ja que segons l'Islam les obres d'art són intrínsecament defectuoses en comparació amb l'obra de Déu, per la qual cosa es creu que tractar de descriure de una forma realista qualsevol animal o persona és insolència a Déu. Tot i així, en realitat la representació humana o animal no està totalment prohibida a l'art islàmic: de fet, la imatge es pot trobar en totes les cultures islàmiques, amb diferents graus d'acceptació per part de les autoritats religioses; és només la representació humana amb fins de culte el que és considerat de manera uniforme com a idolatria i prohibit a la llei de la Xaria.

### Àfrica
A Àfrica, la sexualitat està ritualitzada, i es relaciona generalment amb el culte a la fertilitat. L'art africà ha tingut sempre un marcat caràcter màgic-religiós, destinat més a ritus i cerimònies de les diverses creences animistes i politeistes africanes que no a fins estètics. La majoria de les seves obres són de fusta, pedra o vori, en màscares i figures exemptes de caràcter més o menys antropomòrfic, amb un típic cànon de gran cap, tronc recte i membres curts. Cal remarcar que l'art africà va influir poderosament a les avantguardes artístiques europees de principis del segle xx, a causa del colonialisme i l'obertura de nombrosos museus d'etnologia a la majoria de ciutats europees. En particular, als joves artistes europeus els va interessar vivament l'estilització geomètrica de l'escultura africana, el caràcter expressiu i l'aire primitiu, original, espontani, subjectiu, producte d'una forta interrelació entre la natura i l'ésser humà.

### L'Índia
L'art indi té un caràcter principalment religiós, servint com a vehicle de transmissió de les diferents religions que conviuen a l'Índia: hinduisme, budisme, islam, cristianisme, etc. També cal destacar com a tret distintiu de l'art indi el seu afany d'integració amb la natura, com a adaptació a l'ordre universal, tenint en compte que la majoria d'elements naturals (muntanyes, rius, arbres) tenen per als indis un caràcter sagrat. Una de les facetes més sorprenents de l'art indi per als occidentals és la representació sense embuts de l'erotisme: segons la religió hindú, el sexe és una forma de pregària, un canal entre allò humà i allò diví, un senyal de transcendència i espiritualitat. N'és una bona mostra el culte al liṅgam (símbol sexual masculí) i el yoni (símbol sexual femení), ambdós provinents d'antics ritus de la fertilitat neolítics, i que van ser assumits per l'hinduisme. El liṅgam representa la potència creadora del déu Śiva, i és el principal objecte de veneració a les capelles dels temples dedicats a aquest déu. Se sol representar mitjançant un pilar (stambha) acabat en forma de gland (mani), encara que pot variar des de la forma més naturalista fins a una forma abstracta consistent en un cilindre, o diverses manifestacions com un fal·lus amb ulls (ambaka-liṅgam), amb un rostre (ekamukha-liṅgam) o quatre rostres (chatur-mukha-liṅgam). Per la seva banda, el yoni representa Śakti (la Deessa Mare), així com Pārvatī (deessa de la natura i la fertilitat), esposa de Śiva. També es pot representar de forma naturalista com una vagina, o geometritzada en forma de triangle. El liṅgam apareix sovint al costat del yoni formant un recipient de forma còncava del que sobresurt el liṅgam. Aquest símbol expressa la unitat dins la dualitat de l'univers, l'energia creadora, alhora que la transmutació de l'impuls sexual en energia mental, l'ascensió des del món dels sentits a la transcendència espiritual, aconseguida mitjançant la meditació del ioga. Aquests ritus antics es van fusionar amb el tantra, filosofia que busca la veritat en l'energia que emana del cos, que és un potenciador espiritual, com fins i tot l'energia sexual (kuṇḍalinī). Al costat dels contes del Kāma Sūtra (Llibre de l'Amor), aquests cultes van tenir una gran representació en l'art indi, sobretot a l'escultura, on abunden els maithuna o escenes eròtiques, com en els temples de Khajurāho i Koṇārak.

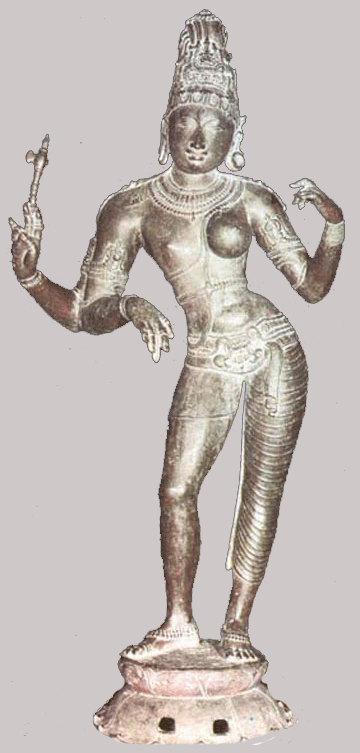
Bronze de la Dinastia Chola: el déu Śiva en la forma d'Ardhanarīśvara (meitat Śiva, meitat Pārvatī, la seva esposa)
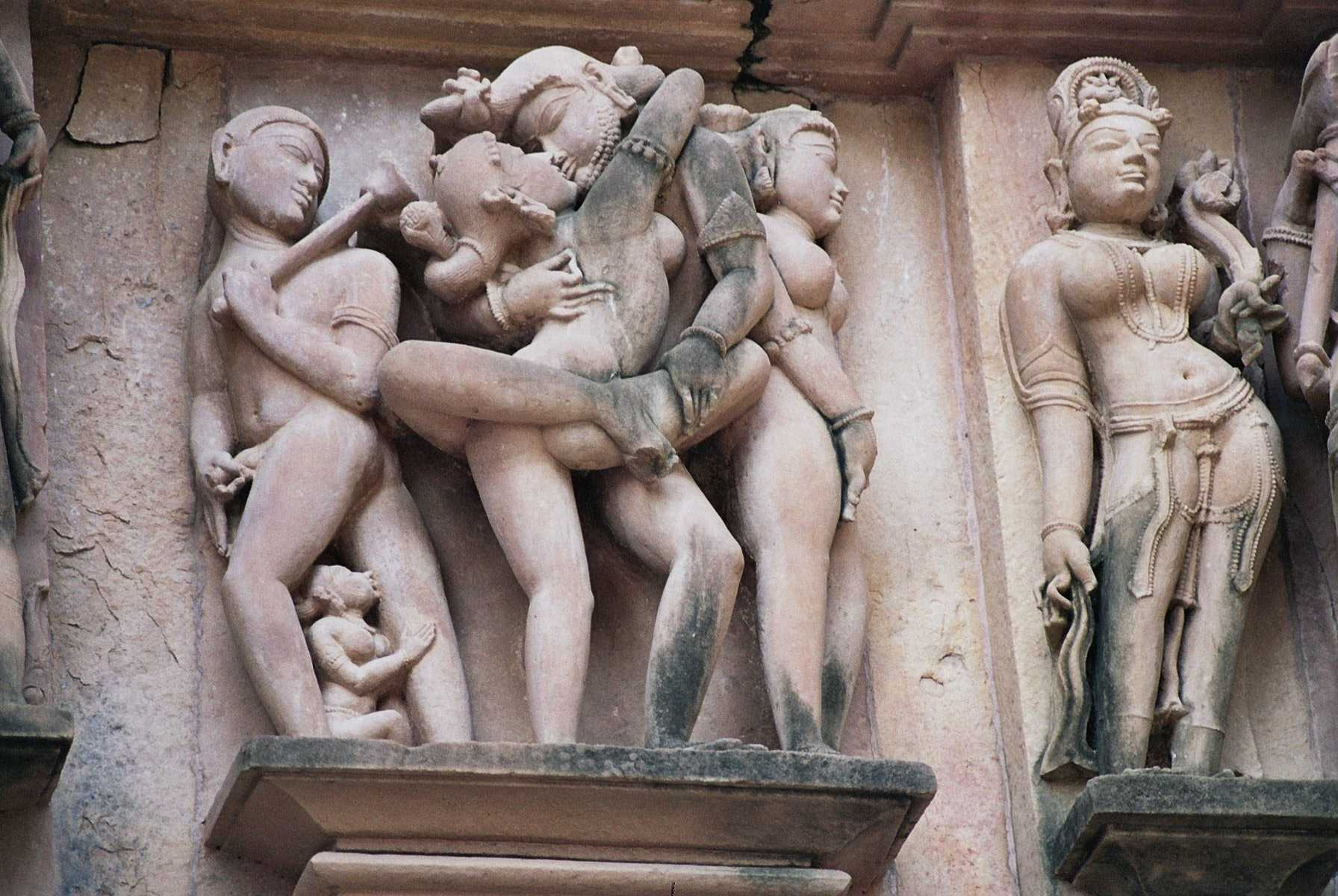
Maithuna o escena eròtica del temple de Khajurāho.
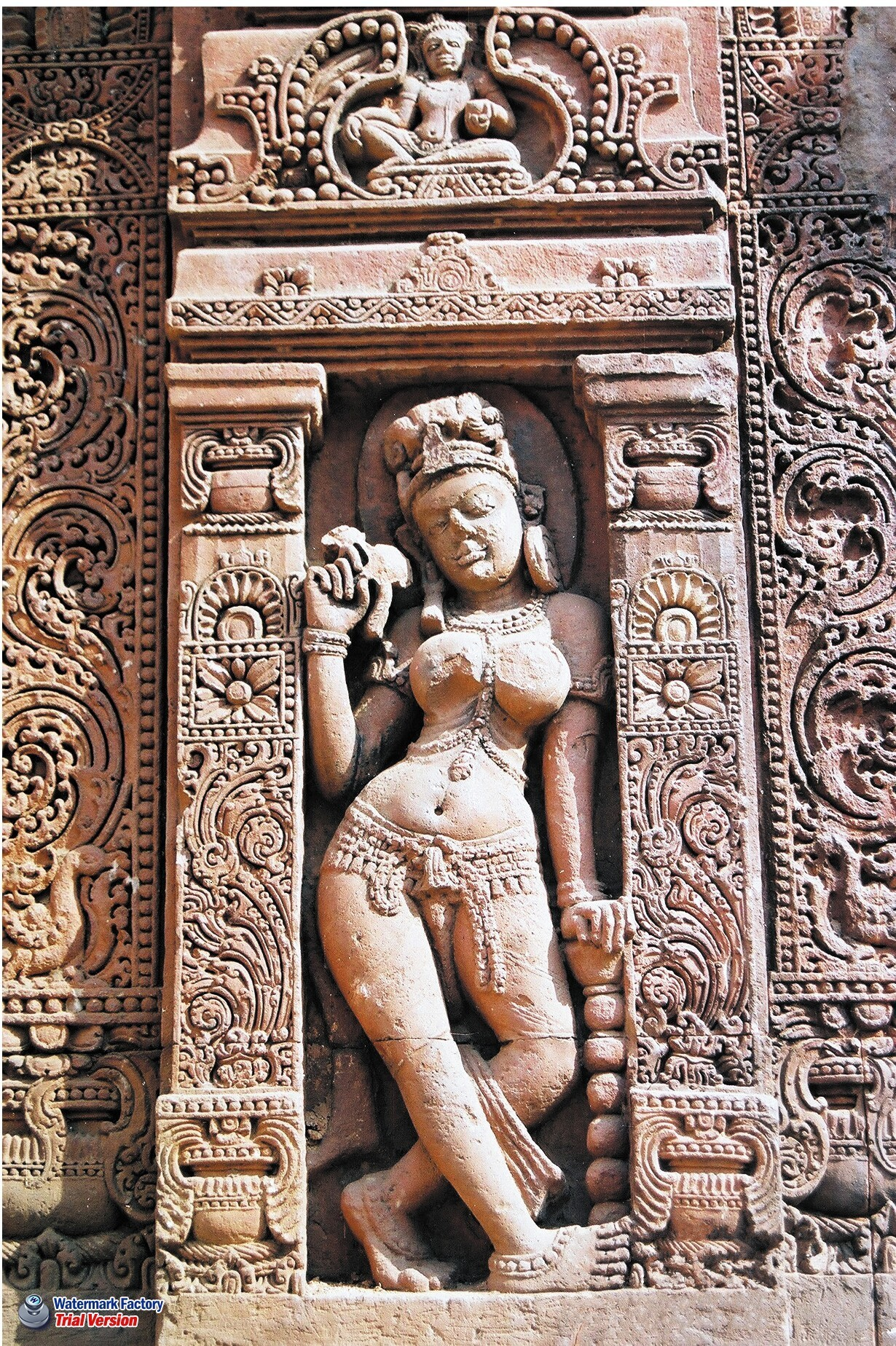
Figura de yakṣī del temple de Liṅgarāja a Bhubaneswar

La primera gran civilització índia, de signe neolític, es va produir entorn de 2500-1500 aC. a la zona del riu Indus, al voltant de les ciutats de Mohenjo-Dāro (actual Pakistan) i Harappa (Panjab). S'han trobat diverses figures de terracota representant carros, animals i figures humanes, algunes nues i amb símbols sexuals (el liṅgam masculí i el yoni femení), relacionades amb el culte a la fertilitat. També s'han trobat peces en bronze com La ballarina de Mohenjo-Dāro, amb unes formes anatòmiques arrodonides, i cal remarcar el treball tant anterior com posterior, oferint una imatge global de la figura.
Entre els segles iii-i aC. es va desenvolupar l'art màuria, on van sorgir les primeres tipologies iconogràfiques índies amb la representació de les yakṣī (esperits de la naturalesa), generalment en forma de dones nues adornades amb joies, com es pot apreciar a la porta est del stūpa de Sānchī. Aquestes figures solien representar-se en tribhaṅga («triple flexió»), una postura amb un moviment sinuós que forma tres corbes, típica de l'escultura índia des de llavors. Aquest tipus de representacions va iniciar el gènere de l'art eròtic a l'Índia, amb una síntesi curiosa de sensualitat i espiritualitat.
A l'art gupta (segles iv-viii) l'escultura es va caracteritzar per la suavitat de les línies, la perfecció de les cares, que denoten una bellesa ideal, però d'un to una mica místic, i un lleuger moviment tipus tribhaṅga, com s'entreveu al Tors de bodhisattva procedent de Sānchī (segle v), que al costat de la finor de la pell manifesta una gran precisió en les joies i les vestidures.

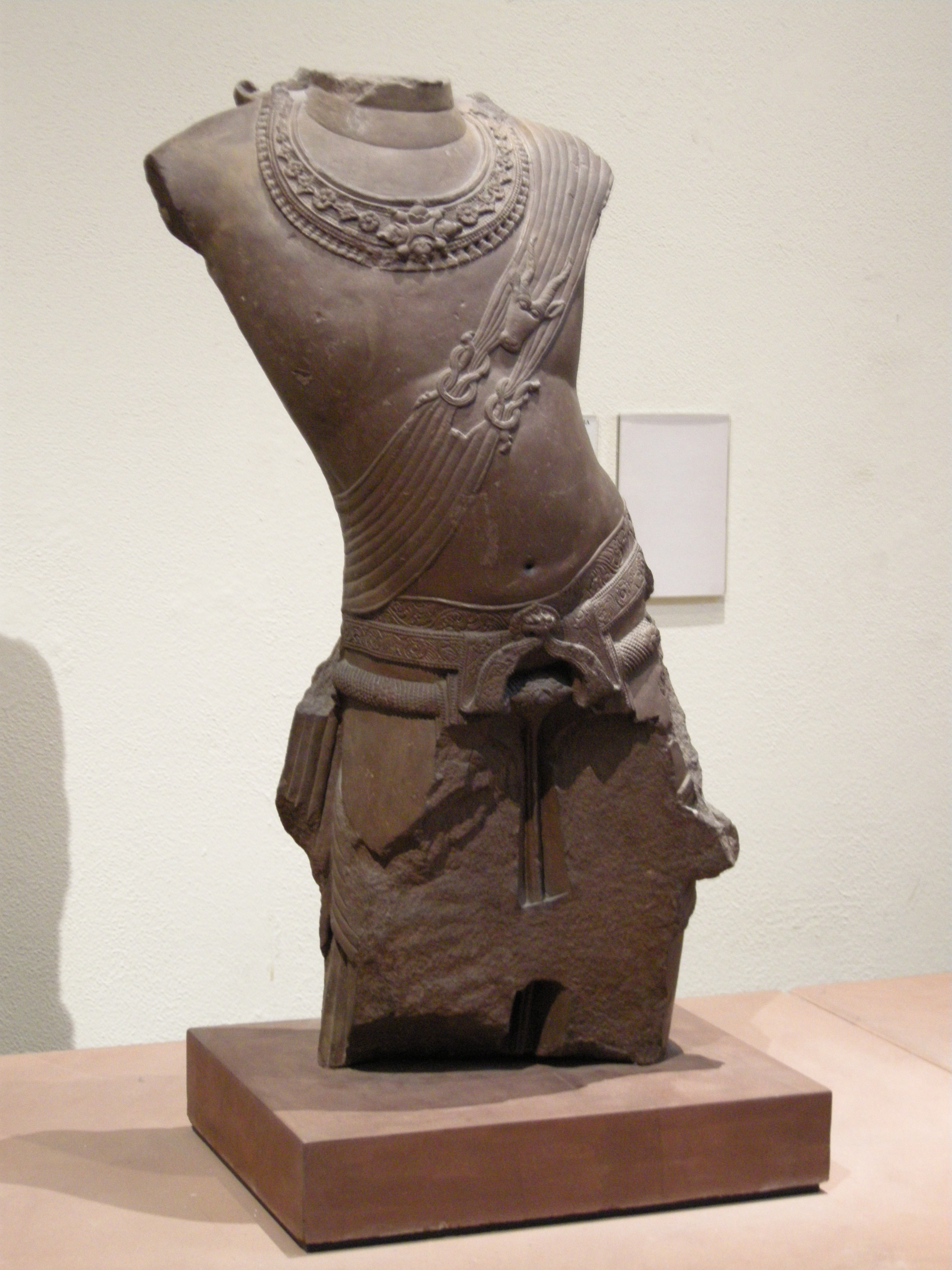
Tors de bodhisattva procedent de Sānchī (segle v)
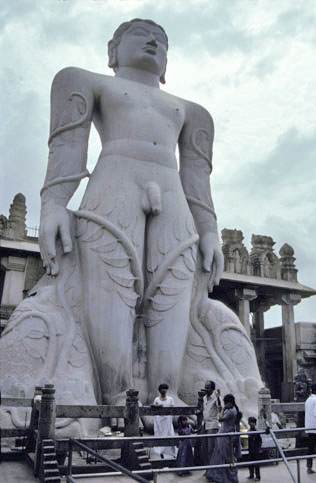
Estàtua de Gomateśvara (978-993). Shravanabelagola, estat de Karnataka
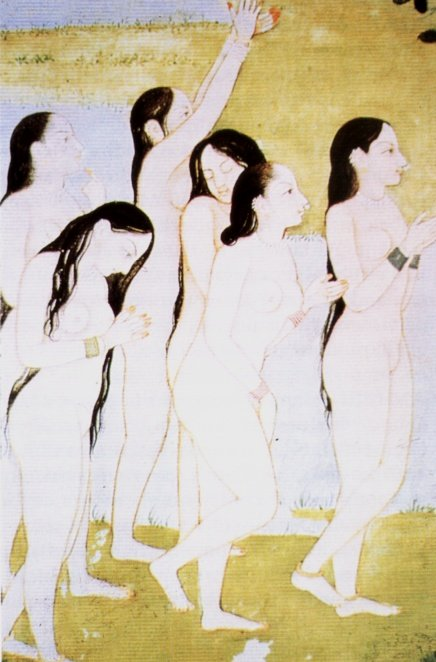
Pastores sortint de l'aigua (segle xviii). Miniatura pahari del principat rajput de Kangra (Himachal Pradesh)

Els segles viii-xiii van ser l'edat daurada de l'art de l'Índia, amb gran profusió d'escultura eròtica en temples com el Temple del Sol de Konark (1240-1258) i el conjunt de Khajurāho (Madhya Pradesh, segles x-xi), que són de els que més profusament van representar escenes de l'erotisme tàntric, amb diversos grups (mithunes) disposats en frisos (kāma-bandha) desenvolupant diverses postures eròtiques. Aquest tipus d'escultura eròtica també es va desenvolupar fora de l'Índia, com a Angkor Vat (Cambodja), on la major part de les parets del temple estan decorades amb frisos en baix relleu on destaca l'abundància de figures femenines, entre devates (o deesses femenines hindús), de les quals comptabilitzen 1500 a tot el temple, i apsares (o ballarines celestials), comptabilitzant unes 2000.
El nu també té una significació especial en el jainisme, on les seves dues sectes principals es diferencien precisament que uns van vestits (Śvētāmbara) i altres nus (Digambara), ja que consideren que la roba empresona l'ànima. Així el seu art reflecteix amb naturalitat aquest fet, i és habitual la representació de monjos i ascetes nus, com l'estàtua de Gomateśvara (978-993), una imponent figura de 17 metres d'alçada que representa el gran mestre jainí Bahubali.

### Japó
L'art japonès ha estat marcat per la seva insularitat, tot i que a intervals ha anat rebent la influència de les civilitzacions continentals, sobretot de la Xina i Corea. L'art té en la cultura japonesa un gran sentit introspectiu i d'interrelació entre l'home i la natura, representada igualment als objectes que l'envolten, des del més ornat i emfàtic fins al més simple i quotidià. Això es posa de manifest en el valor atorgat a la imperfecció, al caràcter efímer de les coses, al sentit emocional que el japonès estableix amb el seu entorn. Al Japó, l'art pretén aconseguir l'harmonia universal, més enllà de la matèria per trobar el principi generador de vida. L'estètica japonesa cerca trobar el sentit de la vida per mitjà de l'art: bellesa equival a harmonia, a creativitat; és un impuls poètic, un camí sensorial que porta a la realització de l'obra, que no té cap finalitat en si, sinó que va més enllà.

Onna yu (bany de dones) (c. 1780-1790), de Torii Kiyonaga
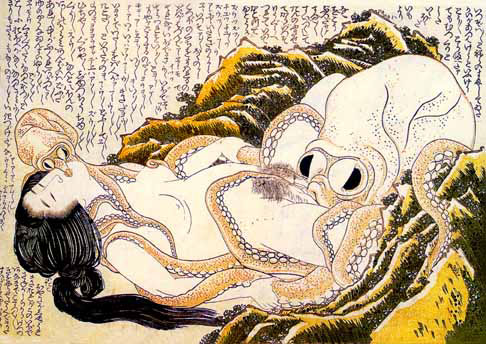
El somni de la dona del pescador (c. 1820), de Hokusai. Xilografia eròtica del gènere shunga
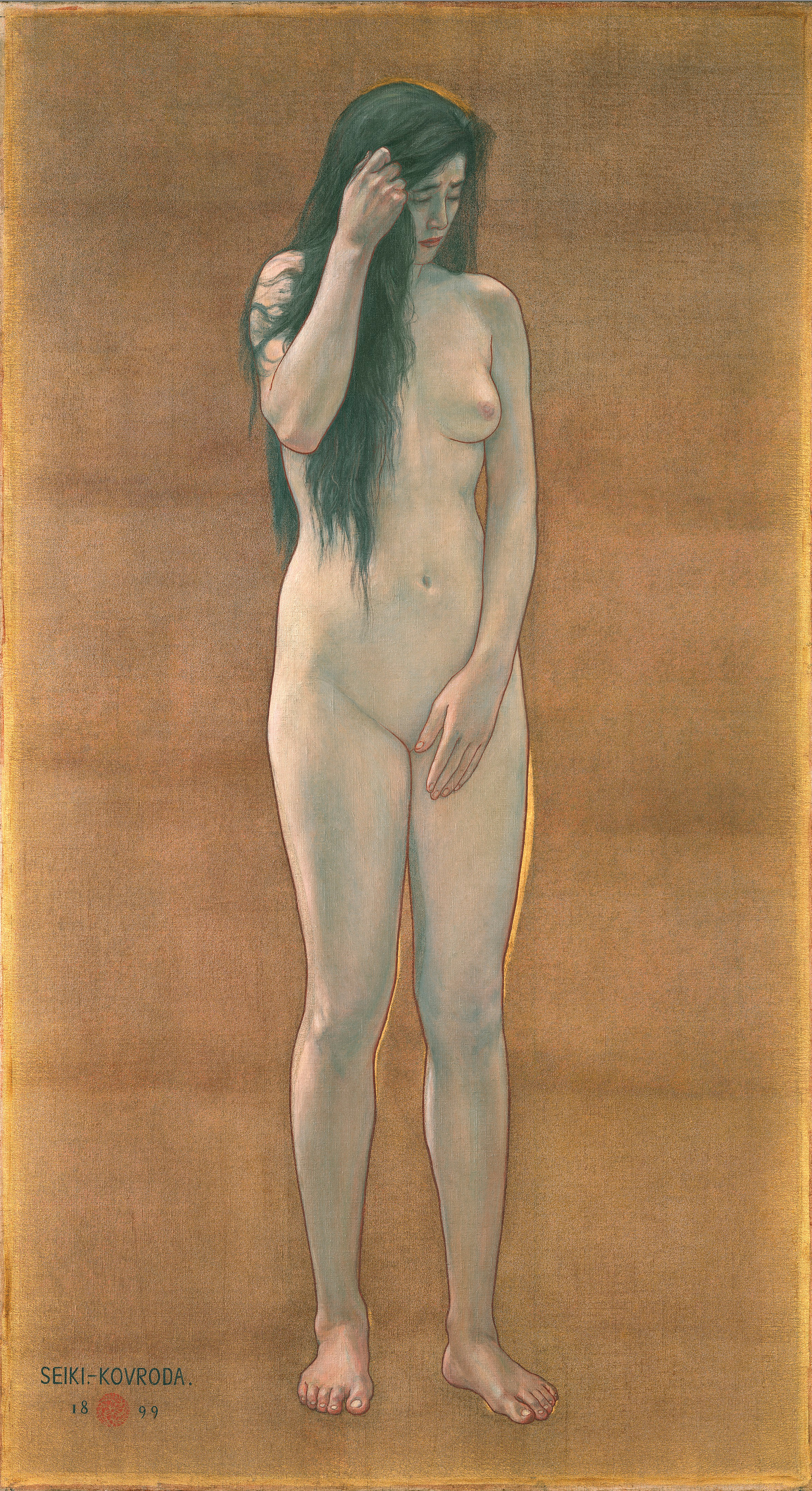
Sentiment (1899), de Kuroda Seiki. Kuroda Memorial Hall, Tòquio

El nu en l'art japonès no va tenir gran representació en mitjans oficials, tot i ser vist amb naturalitat, tot allò referent a la sexualitat es considerava relacionat amb la vida privada. Encara que pogués aparèixer algun cos nu en una imatge japonesa, seria en el marc d'alguna escena íntima, quotidiana, com uns banys públics, però el cos humà en si no era considerat digne de representació per a una obra d'art.
No obstant això, existia un gènere artístic dedicat especialment a les imatges eròtiques, anomenat shunga (春画 «quadres primaverals»), lligat generalment a als gravats japonesos ukiyo-e (浮世絵 «quadres del món flotant»), encara que també es va donar amb altres tipologies. Aquestes imatges van estar de moda principalment durant el període Edo (1603-1867), generalment en format de xilografia, sent practicades per alguns dels millors artistes de l'època, com Hishikawa Moronobu, Isoda Koryūsai, Kitagawa Utamaro, Keisai Eisen, Torii Kiyonaga, Suzuki Harunobu, Katsushika Hokusai i Utagawa Hiroshige. Les escenes descrivien relacions sexuals de tota mena, incorporant-hi els més variats personatges, des d'actors i comerciants fins a samurais, monjos budistes o fins i tot éssers fantàstics i mitològics. Tot i que la seva producció va estar marcada per regulacions i prohibicions per part del govern, la realització d'aquest tipus d'obres va continuar pràcticament fins a finals de l'era Meiji, amb la prohibició de material «obscè» al Codi civil de l'any 1907. Després l'obertura del Japó a Occident, a mitjans del segle xix, l'art japonès va contribuir al desenvolupament del moviment conegut com a japonisme, i diversos artistes europeus van col·leccionar shunga, entre els quals destaquen Aubrey Beardsley, Edgar Degas, Henri de Toulouse-Lautrec, Gustav Klimt, Auguste Rodin, Vincent van Gogh i Pablo Picasso. Se sol considerar el shunga un antecedent del hentai (変態), el vessant eròtic del còmic manga (漫画).

### Nu etnogràfic
Aquest terme s'ha utilitzat tant en treballs de recerca d'etnografia com d'antropologia, així com en documentals i en la revista National Geographic als Estats Units d'Amèrica. En alguns casos, els mitjans de comunicació poden mostrar el nu que passa en una situació «natural» o espontània en documentals o programes de notícies, mentre que difuminen o censuren els nus en els treballs teatralitzats. El focus etnogràfic va proporcionar un excepcional marc per a pintors i fotògrafs per mostrar pobles la nuesa dels quals era, o encara ho és, acceptable dins de les convencions, o dins de certs enquadraments específics, de la seva cultura tradicional.

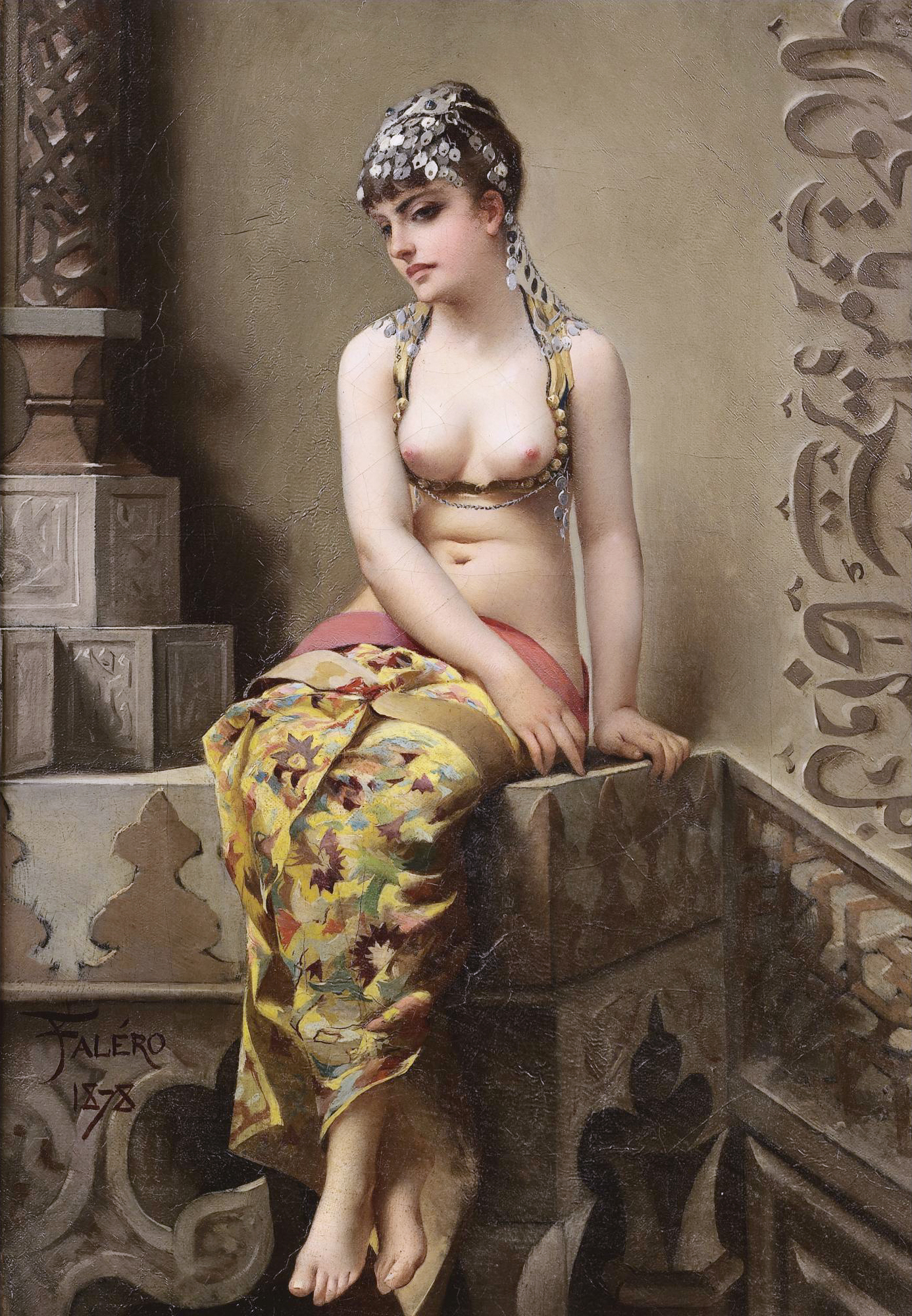
Enchantress (1878), de Luis Ricardo Falero
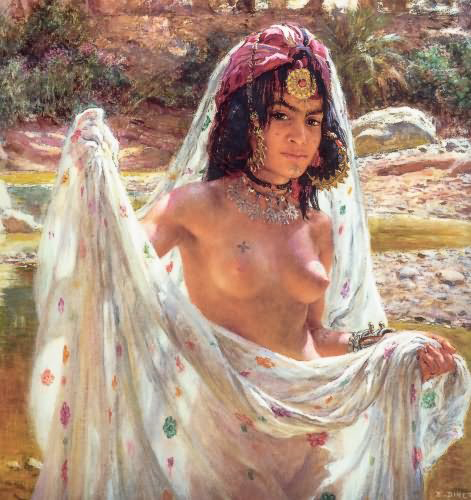
Raoucha (1901), d'Étienne Dinet, Museu Nacional de Belles Arts d'Alger, Alger

Els detractors del nu etnogràfic sovint el rebutgen titllant-lo de ser una mera mirada colonialista preservada com a imatgeria etnogràfica. Tot i així, els treballs etnogràfics d'alguns pintors i fotògrafs, com Irving Penn, Casimir Zagourski, Hugo Bernatzik i Leni Riefenstahl, han estat aclamats a tot el món per preservar el que es percep com un document dels costums agonitzants de «paradisos» subjectes a l'atac de la modernitat mediocre.